# Cathédrale Notre-Dame de Rouen
Vous lisez un « article de qualité » labellisé en 2018.
Cette  primatiale n’est pas la seule cathédrale Notre-Dame.
La cathédrale Notre-Dame, officiellement cathédrale primatiale Notre-Dame-de-l'Assomption de Rouen, est le monument le plus prestigieux de la ville de Rouen. Cette église placée sous le vocable de Notre-Dame-de-l'Assomption (voir Assomption) est la cathédrale de l'archidiocèse de Rouen, chef-lieu de la province ecclésiastique de Normandie. L'archevêque de Rouen portant le titre de primat de Normandie, sa cathédrale a ainsi le rang de primatiale.
C'est une construction d'architecture gothique dont les premières pierres remontent au haut Moyen Âge. Elle a la particularité, rare en France, de conserver son palais archiépiscopal et les constructions annexes environnantes datant de la même époque.
Comme la plupart des grands édifices religieux du gothique normand, la cathédrale est dotée d'une « tour-lanterne » sur la croisée du transept. La flèche en bois recouverte de plomb doré de style Renaissance qui la couronnait fut détruite par un incendie allumé par la foudre en 1822. Elle est à présent surmontée d'une flèche en fonte, construite de 1825 à 1876 qui culmine à 151 mètres de hauteur. La cathédrale Notre-Dame de Rouen est la plus haute de France et était le plus haut bâtiment du monde au moment de son achèvement en 1876, et le restera jusqu'en 1880, détrônée par la cathédrale de Cologne (157 mètres). Elle reste néanmoins la troisième plus haute église du monde, dépassée seulement par celles d'Ulm et Cologne. Elle est également la cathédrale qui, par la largeur de sa façade occidentale de 61,60 mètres, détient le record de France.
Considérée comme « la plus humaine des cathédrales » par le manque de symétrie de sa façade occidentale, elle est mondialement connue, notamment à travers les 30 tableaux de la série des Cathédrales de Rouen, peints par l'Impressionniste Claude Monet.

## Histoire

### La légende de la cathédrale de Rouen
D'après la légende, dans la deuxième moitié du IIIe siècle, Mellon aurait implanté un lieu de culte dans une maison particulière, cédée par Præcordius. Il est reconnu qu'à cette époque existait un quartier d’habitation en ce lieu. Aux alentours de 260-280, un incendie détruit le quartier, au moment des premières incursions franques. Les logements détruits sont remplacés, peut-être par des entrepôts publics, compris entre la rue Saint-Romain, la rue du Change et la rue des Carmes.

### Le groupe cathédral paléochrétien
La première mention d’un évêque à Rouen remonte à l'an 314. Mais cette date, un an après l'autorisation du culte chrétien dans l'Empire romain, semble trop précoce pour imaginer l'existence d'un édifice religieux. Par contre, quelques dizaines d'années plus tard, un sermon de l'évêque Victrice daté d’environ 395-396 sous-entend la présence d'une cathédrale dans la cité et évoque la construction d'une basilique à proximité. Victrice participa au chantier. En 1986, les fouilles menées dans le périmètre de la cour d'Albane par l’archéologue Jacques Le Maho permettent de confirmer l’existence de cette basilique.
Par ailleurs, en 1954, l'archéologue Georges Lanfry effectue des fouilles au niveau de la dernière travée de la nef et découvre les bases d'une crypte construites par l'archevêque Maurille de Rouen en 1063. Sous la tombe du prélat, sont également découverts des vestiges plus anciens constitués de quatre colonnettes qui sont peut-être les bases d'un ciborium préroman. Ce qui confirme l'existence d'une ancienne église bien plus petite que la cathédrale actuelle (peut-être 30 m de long et 15 m de large). Cette dernière est située à quelques mètres au nord de celle de la cour d'Albane. Ainsi, comme dans beaucoup d'autres villes métropolitaines paléochrétiennes comme Genève ou celles de l'Italie du Nord, le groupe épiscopal de Rouen se composait donc d'au moins deux basiliques,.
Au Ve siècle, ces deux basiliques sont réunies par des galeries. L’introduction de la réforme de saint Chrodegang au milieu du VIIIe siècle affecte la basilique nord au chapitre canonial. C’est à cette époque que la basilique du sud se trouve dédiée à Notre-Dame.
Vers 841, les destructions occasionnées par les raids vikings et l'incendie de Rouen provoquent des dommages importants qui seront réparés par la suite. Au IXe siècle, on procéda à plusieurs réaménagements (palais épiscopal, logement canonial, ajout d’un massif occidental ou Westwerk à l'église martyriale), mais en 841, le feu allumé par les hommes du Nord détruisit le groupe cathédral. L’ensemble paraît remis en état d’une façon provisoire en attendant le retour de la paix dans la région. Au Xe siècle, après le traité de Saint-Clair-sur-Epte (en 911), Rouen devint la capitale du jeune duché de Normandie, le chef viking Rollon aurait reçu le baptême en 912 (sous le prénom Robert) dans la basilique primitive. Nécropole de la première dynastie des ducs de Normandie, la cathédrale (le premier édifice carolingien) ne fut agrandie que sous le règne de Richard Ier, ce dernier mourant en 996.

### La cathédrale romane

#### Construction

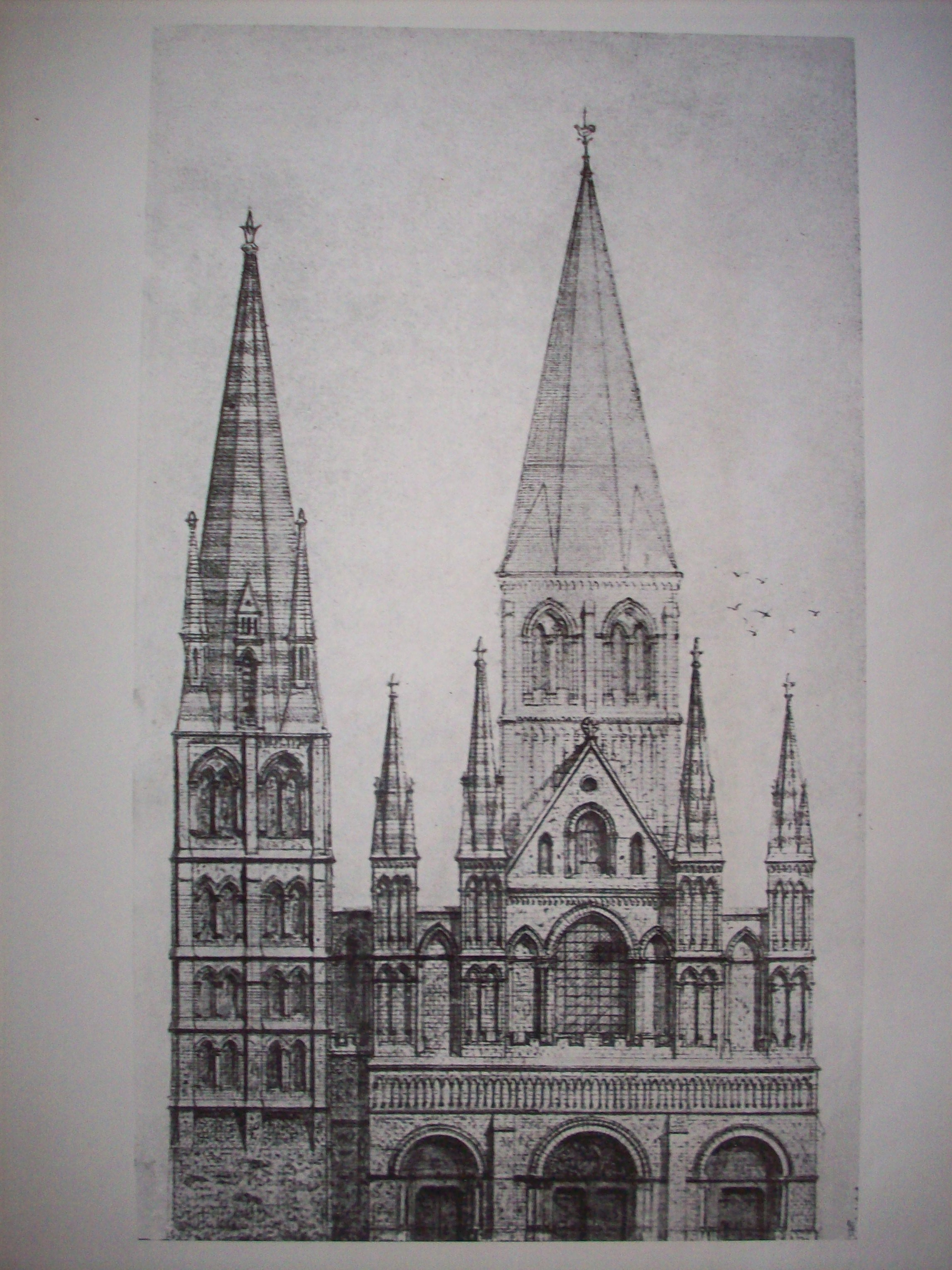
Façade restituée de la cathédrale de Rouen au XIIe siècle, dessinée par le sculpteur Jean-Baptiste Foucher en 1906.

Vers 1030, l’archevêque Robert le Danois reconstruisit le chœur dans un style roman et inséra une crypte en dessous afin d’agrandir la basilique Notre-Dame existante. La construction de la cathédrale de Rouen menée par l’archevêque Robert, tout comme celle de l’abbatiale de Bernay, jette les fondements de l’école romane normande, prototypes de l’architecture religieuse en Normandie, puis en Angleterre. Les travaux s'interrompent à la mort de l’archevêque Robert en 1037,. Un autre archevêque, Maurille (1055-1067), achève le chantier ainsi que la reconstruction de la nef en 1063. Il est dit que Maurille aurait fait ériger une tour-lanterne en pierre en forme de pyramide qui aurait porté son nom,. Il procède à sa dédicace le 1er octobre 1063,,, en présence du duc Guillaume, et des évêques suffragants Odon de Bayeux, Jean d'Ivry, Hugues d'Eu, Guillaume Flaitel, Yves de Bellême et Geoffroy de Montbray. C'est à cette époque que sont transférés dans la cathédrale les corps de Rollon et de Guillaume Longue-Épée,.

#### Découverte archéologique de la crypte
La cathédrale romane, de plan cruciforme, présente une nef et des collatéraux « de même longueur et de même largeur que la nef actuelle »,. Son élévation semble se rapprocher de celle de l’abbatiale Notre-Dame de Jumièges dont la consécration (1067) est proche. L'entreprise d'Armand Requier réalise des fouilles en 1887 pour l’installation d’un calorifère. Elles permettent de retrouver sous le dallage du croisillon nord les vestiges d'un édifice antérieur, identifié en 1896 comme appartenant à la cathédrale de Maurille par le docteur Coutan, archéologue normand, hypothèse reprise par John Bilson, archéologue anglais en 1926.
Bilson souhaite compléter les relevés. Des recherches sont faites à sa demande par Georges Lanfry en septembre 1931 dans le croisillon sud, qui mettent au jour la travée occidentale du bas-côté sud de la crypte. En 1935, Georges Lanfry poursuit les fouilles de Bilson et peut dégager le plan oriental de l’église : le chœur était composé de deux travées droites et d’un hémicycle,. Un déambulatoire de cinq travées faisait le tour du chœur et ouvrait sur trois chapelles absidiales, formant chacune une travée droite et un hémicycle. Il se trouvait surélevé de deux mètres au-dessus du sol du transept, sur une crypte qui suivait la même disposition,. Les trois chapelles de la crypte possèdent des baies fortement ébrasées qui leur permettaient de prendre le jour extérieur. La crypte annulaire est semblable à celle de la cathédrale de Chartres.
D’après les diverses fouilles, le transept était composé de la croisée, probablement surmontée d’une tour-lanterne, et de deux croisillons, comportant chacun trois travées inégales : une travée dans le prolongement du bas-côté du chœur, une travée centrale plus étroite et une travée de fond plus profonde qui ouvrait sur une absidiole à l'est. Ce plan est jugé par Bilson comme particulier à la cathédrale. Les vastes dimensions du transept semblent annoncer pour Bilson les églises anglo-normandes commencées à la fin du XIe siècle,. Contrairement à l'édifice actuel, le transept de l'édifice roman ne possède pas de bas-côtés.
Georges Lanfry fournit les dimensions de cet édifice :
- longueur du transept en œuvre : 46,50 m ;
- largeur de la crypte avec bas-côtés en œuvre : 21,90 m ;
- largeur de la crypte avec bas-côtés hors œuvre : 24,75 m ;
- distance du centre de la croisée du transept au fond de l’hémicycle en œuvre : 26,20 m ;
- distance du centre de la croisée de transept à l’extérieur de la chapelle rayonnante du grand axe : 32,90 m ;
- longueur totale probable de l’édifice en œuvre : 98 m.

Malgré la construction de la cathédrale gothique subséquemment, la crypte qui abritait possiblement les reliques de la Vierge subsiste et peut être visitée. Le culte de saint Étienne est transféré dans le croisillon sud de la cathédrale avec l’introduction de la réforme grégorienne par Jean d'Ivry, qui sépare les chanoines des paroissiens. Son successeur, Guillaume Bonne-Âme, démolit le reste de la collégiale Saint-Étienne. Des fouilles réalisées en 1954 ont permis de retrouver la tombe de Maurille, qui est dite située à l’emplacement du « grand autel de l’église précédente aurait été à cet endroit » (Pommeraye), à la dernière travée de la nef, près de la croisée de transept. À la suite des résultats des différentes fouilles, une maquette de la crypte sera réalisée.

#### Restitution de la façade
Le sculpteur Jean-Baptiste Foucher a tenté en 1906 de restituer la façade occidentale de la cathédrale au milieu du XIIe siècle. Pour G. Lanfry, elle correspondrait davantage à la fin du siècle. Il présente trois portails romans séparés par deux contreforts plats, surmontés sur la longueur de la façade d'une frise d'arcatures aveugles en arcs brisés. Deux baies aveugles se trouvent au-dessus des portails latéraux, tandis qu'une large baie en tiers point encadrée de deux baies aveugles surmontent le portail central. L'étage est couronné de quatre clochetons. Un pignon triangulaire inscrit entre deux des clochetons termine la façade.

### La cathédrale gothique

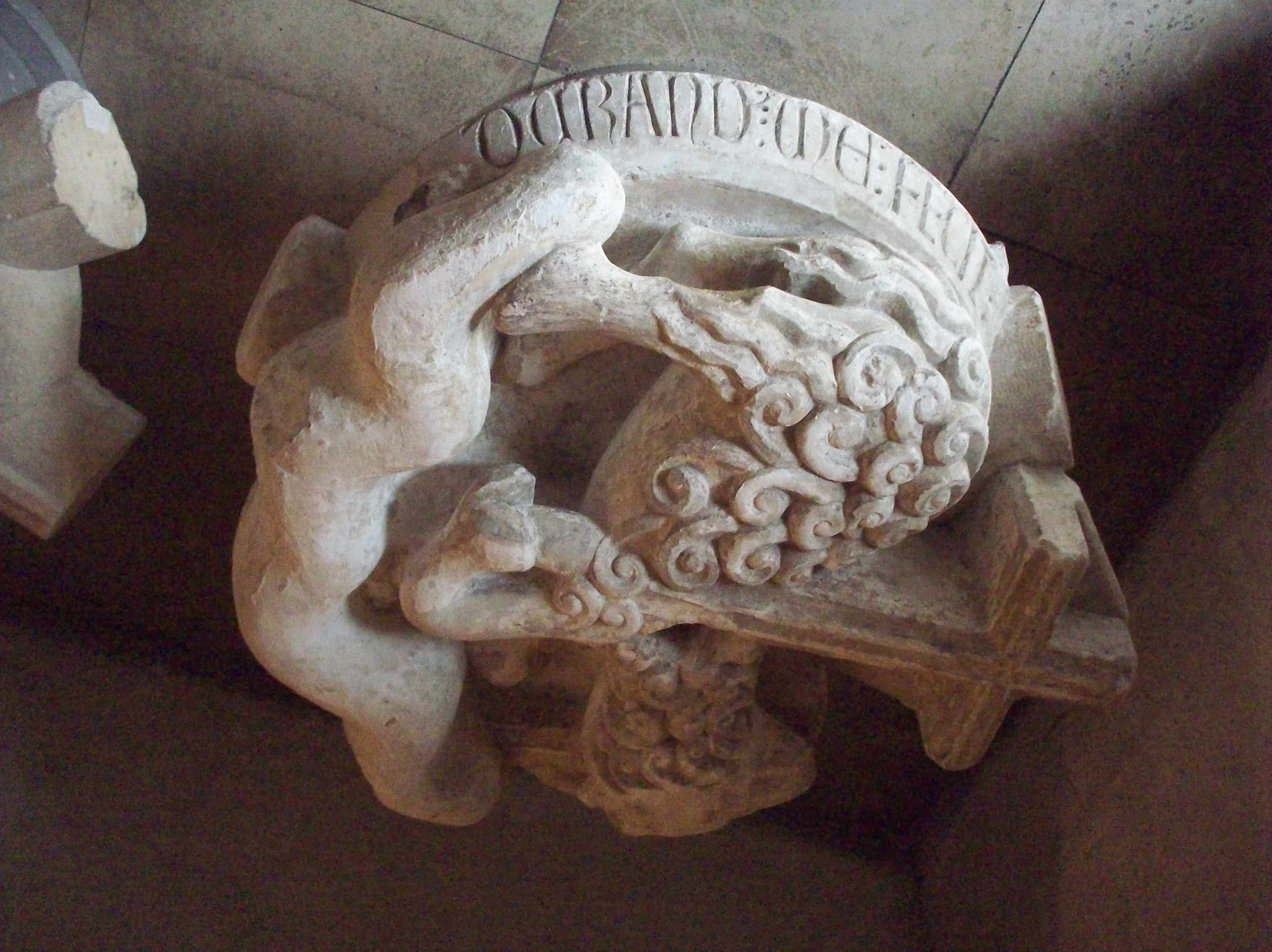
Clef de voûte de Durand déposée au musée des Antiquités de Rouen.

C'est dans la cathédrale de Rouen qu'en avril 1144 Geoffroy Plantagenêt, époux de Mathilde l'Emperesse, devient solennellement duc de Normandie. La même année, Hugues III d'Amiens, évêque de Rouen, assiste à la dédicace de l'abbatiale de Saint-Denis sur l'invitation de son ami Suger. L'année suivante, il met en chantier la « Tour neuve », un beffroi à six mètres au nord de l'ancien massif de la façade romane. D'autres travaux sont authentifiés dans la cathédrale même, mais dans une lettre de 1145 dans laquelle il fait part de travaux à l'intérieur, mais sans en préciser la localisation ; néanmoins des fouilles de la crypte laissent à penser qu'il s'agissait de la décoration du chœur. Mais il aurait pu aussi s'agir de travaux concernant la chapelle nord du déambulatoire, celle-ci devenant lieu où repose la dépouille d'Hugues d'Amiens.
Achevée en 1164, la tour Saint-Romain introduit l’art gothique pour la cathédrale de Rouen. Vers 1170, la façade principale est refaite, percée de trois portails : un central dédié à saint Romain (aujourd'hui disparu) et deux latéraux dédiés à saint Jean et saint Étienne. Les travaux continuent avec la démolition de la nef romane et l’élévation des premières travées de la nef, commencée vers 1185 par l’archevêque Gautier de Coutances. Le transept et le chœur encore debout restent ouverts au culte. La nuit de Pâques 1200, un incendie détruit le quartier de la cathédrale, mais épargne la tour nouvellement construite, la façade et les nouvelles travées de la nef.
L'archevêque Gautier lance les travaux pour relever la cathédrale, notamment grâce aux dons de Jean sans Terre. L’allongement du chœur est envisagé, la crypte est arasée et comblée. En 1204, Philippe II Auguste assiste à la célébration dans la nef reconstruite. Le chœur de la cathédrale devait être utilisable en 1206 car c’était l’année de la consécration de l’évêque de Bayeux Robert des Ablèges. Dès 1214, Enguerran, qui a succédé à Jean d'Andely, travaille sur la chapelle axiale. La construction du chœur est en cours en 1220. La nef est achevée entre 1234 et 1237 avec la dernière clef de voûte signée du maçon Durand. Vers 1237, la cathédrale semble être achevée lors de la consécration de l’archevêque Pierre de Colmieu et la vente de la maison qui abritait Jean d'Andely et Durand. La cathédrale actuelle est alors le cinquième édifice religieux élevé en cet endroit depuis l'établissement du christianisme à Rouen d'après l'abbé Cochet.
Vers 1265/1275, des chapelles sont ajoutées aux bas-côtés de la nef sous la pression des confréries et corporations. Le mur gouttereau est détruit et reconstruit quatre mètres plus loin, entre les culées des arcs-boutants. En 1280, Guillaume de Flavacourt concède l’espace entre le transept nord et la rue Saint-Romain. Cette cession a permis la réalisation du portail des Boursiers (actuel portail des Libraires), précédé d'une avant-cour. Un portail est réalisé au sud du transept : le portail de la Calende. Ses deux réalisations sont l’œuvre de Jean Davy. Les deux tours qui encadrent les portails, lesquels à l'origine devaient être coiffés de flèches, ne seront jamais réalisés. C’est à cette période qu’est construit un cloître dans la cour d’Albane, dont seule la galerie orientale surmontée de vastes salles et l'amorce de la galerie méridionale sont réalisés. La cour d’Albane vient d’un collège fondé au XIIIe siècle par l’archevêque Pierre de Colmieu, nommé par la suite cardinal-évêque d’Albano. En 1302, Guillaume de Flavacourt décide la réalisation sur un plan plus vaste d’une nouvelle chapelle axiale dédiée à la Vierge.
Les travaux sur la façade occidentale reprennent à partir de 1370, pour se terminer vers 1450. C’est alors qu’une série d’arcatures sont construites et remplies de plus de 60 statues. Ce parti de remplir la façade de statues semble être une inspiration anglaise, comme il peut être vu à Wells, Lichfield ou Salisbury, œuvres de Jean Périer, poursuivie par Jean de Bayeux et Jenson Salvart. Jenson Salvart remplace les fenêtres hautes de la cathédrale afin d’y apporter davantage de lumière. Les nouveaux vitraux sont l’œuvre de Jehan de Senlis.
Guillaume Pontifs, qui devient maître-d'œuvre de la cathédrale en 1462, poursuit le travail de Jenson Salvart et Geoffroi Richier dans le réaménagement du fenestrage du croisillon nord du transept. Il achève également la tour Saint-Romain par la réalisation d’un étage haut, couvert d’un toit en hache aux pans d'ardoise incurvés, de 1468 à 1478. Elle abritait neuf cloches, auxquelles se sont ajoutés en 1467 la Marie d’Estouteville et en 1470, la Guillaume. La présence de ces nombreuses cloches y a donné le surnom de la « tour aux onze cloches ». De 1477 à 1479, il reprend complètement la librairie des chanoines (bibliothèque du chapitre) réalisée par Jenson Salvart, et construit l’« escalier des Libraires » qui permet son accès depuis le transept de la cathédrale, en 1479. L’avant-portail de la cour des Libraires est achevé en 1484.
La façade occidentale, visuellement déséquilibrée par la présence unique de la tour Saint-Romain, Guillaume Pontifs commence fin 1485 une tour au sud de la façade, la tour de Beurre, sous l'archiépiscopat de Robert de Croismare. Elle est financée par les aumônes versées pour compenser le droit d’user de laitages lors du Carême,.

### De la Renaissance à la Révolution

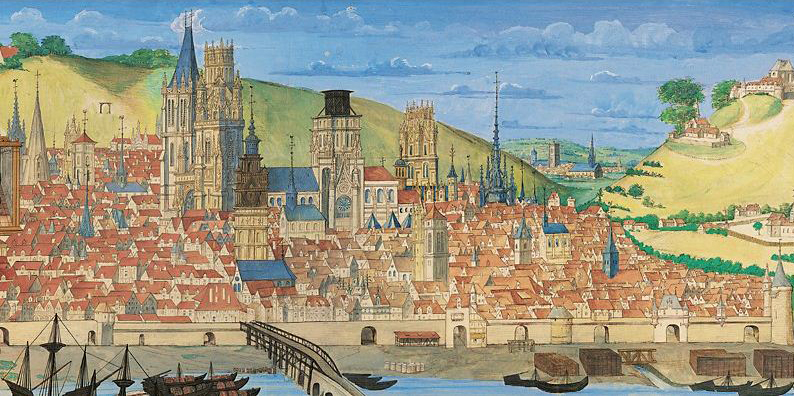
Vue de la cathédrale de Rouen en 1525 par Jacques le Lieur dans le Livre des fontaines.

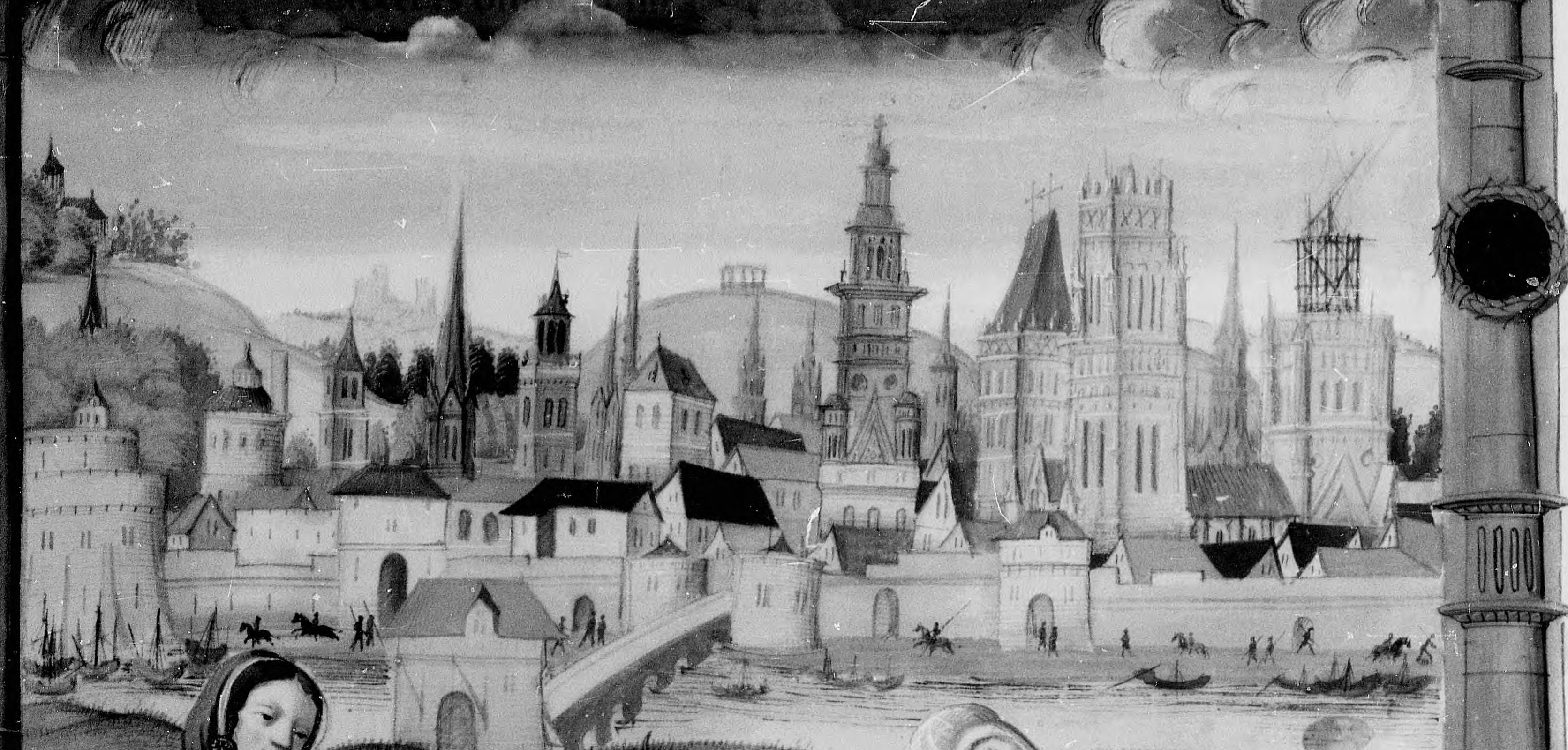
Cathédrale après l'incendie de la « tour grêle », miniature du Maître des Heures Ango dans le Recueil des Chants royaux de Rouen, vers 1530-1535.

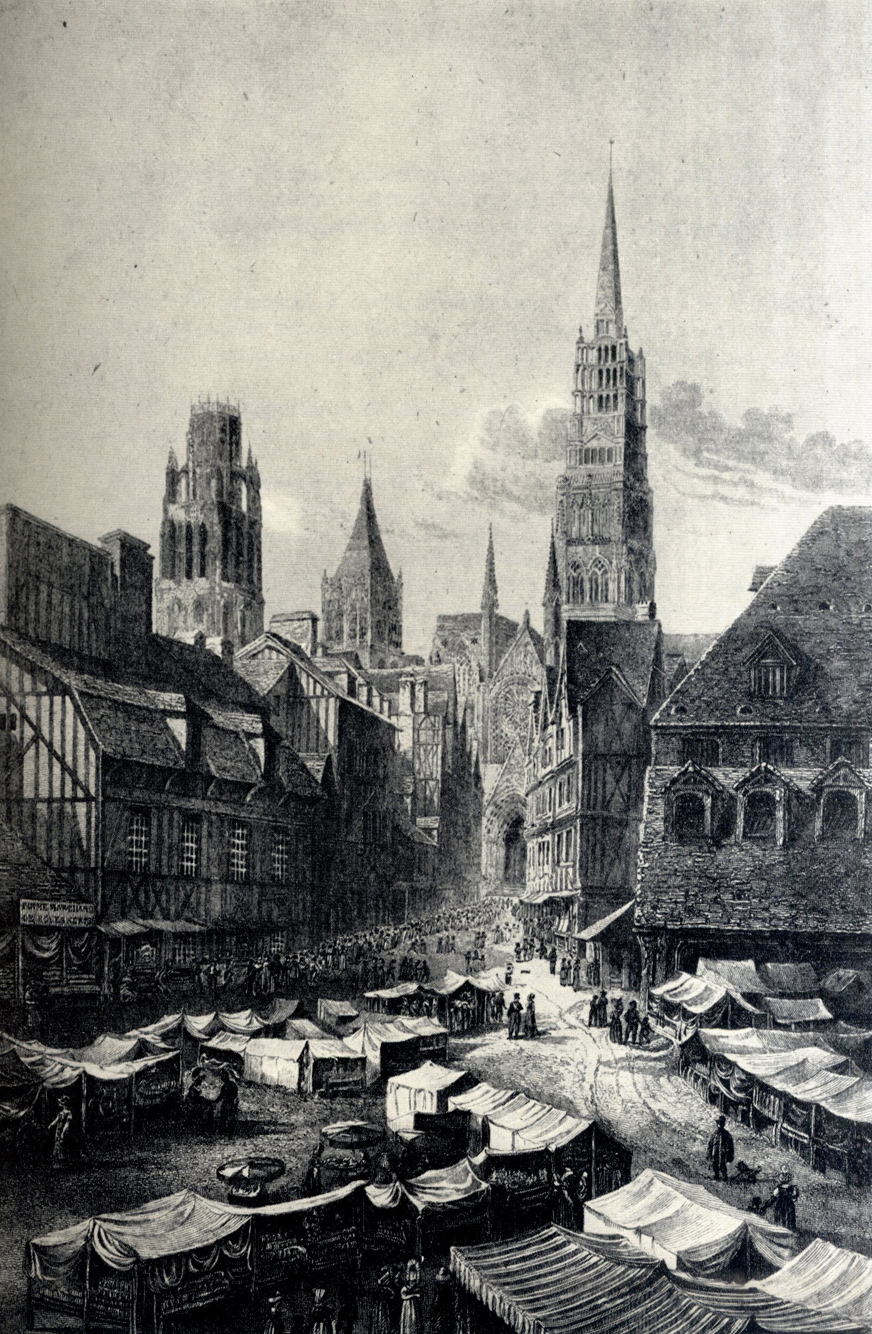
La cathédrale vue depuis la Haute Vieille Tour avant 1822, dessin de Capt' Batty.

Jacques Le Roux achève la tour de Beurre en 1506. Seul le couronnement de la tour reste inachevé. À sa base vient s’établir la paroisse Saint-Étienne en février 1497. La réalisation de la tour désordonne beaucoup la façade. Des fissures apparaissent et la rose de Jean Périer réalisée vers 1370 menace de se ruiner. Elle cause la reconstruction du portail central entre 1508 et 1511 par Roulland Le Roux,. Le décor du portail et de son tympan est confié à Pierre des Aubeaux.
La flèche gothique d’origine, dite « l’aiguille » ou « tour grêle » du XIIIe siècle, subit un incendie le 5 octobre 1514. L’année suivante, Roulland Le Roux consolide la tour-lanterne, et y rajoute un étage en prévision d'une nouvelle flèche. Son projet d'une flèche en pierre est refusé. Le charpentier darnétalais Robert Becquet réalise une flèche en bois en forme de pyramide, recouverte de plomb doré, du style Renaissance. Commencée en 1538, achevée en 1557, elle culmine à 135 mètres de haut.
La cathédrale est saccagée par les huguenots en 1562. Les statues manquantes sont un témoignage de cette période troublée. Les tombeaux du duc de Bedford et du cardinal d'Estouteville sont détruits, les statues de saints et d’archevêques sur la façade sont décapitées.
En 1683, un ouragan dévaste la façade occidentale, détruit la rosace et renverse trois des quatre tourelles du couronnement qui crèvent les voûtes et ruinent l’orgue. Un don de Louis XIV permet de restaurer ce qui a été détruit.
En 1736, le chapitre de la cathédrale entreprend de surélever le chœur et dégager les tombeaux qui l’encombrent, comme pour la chapelle de la Vierge,. Le chœur est doté d’un nouveau maître-autel, œuvre de Cartault livrée le 14 décembre 1734. Le trumeau du portail central est détruit pour laisser un passage au dais processionnel. La clôture de cuivre jaune qui entourait le chœur depuis 1526 est remplacée par des grilles de cuivre doré. Le jubé du XIIIe siècle disparaît en 1772 ; il est remplacé en 1775 par un jubé classique en marbre, œuvre de l’architecte Guillaume-Martin Couture.

### Après 1789

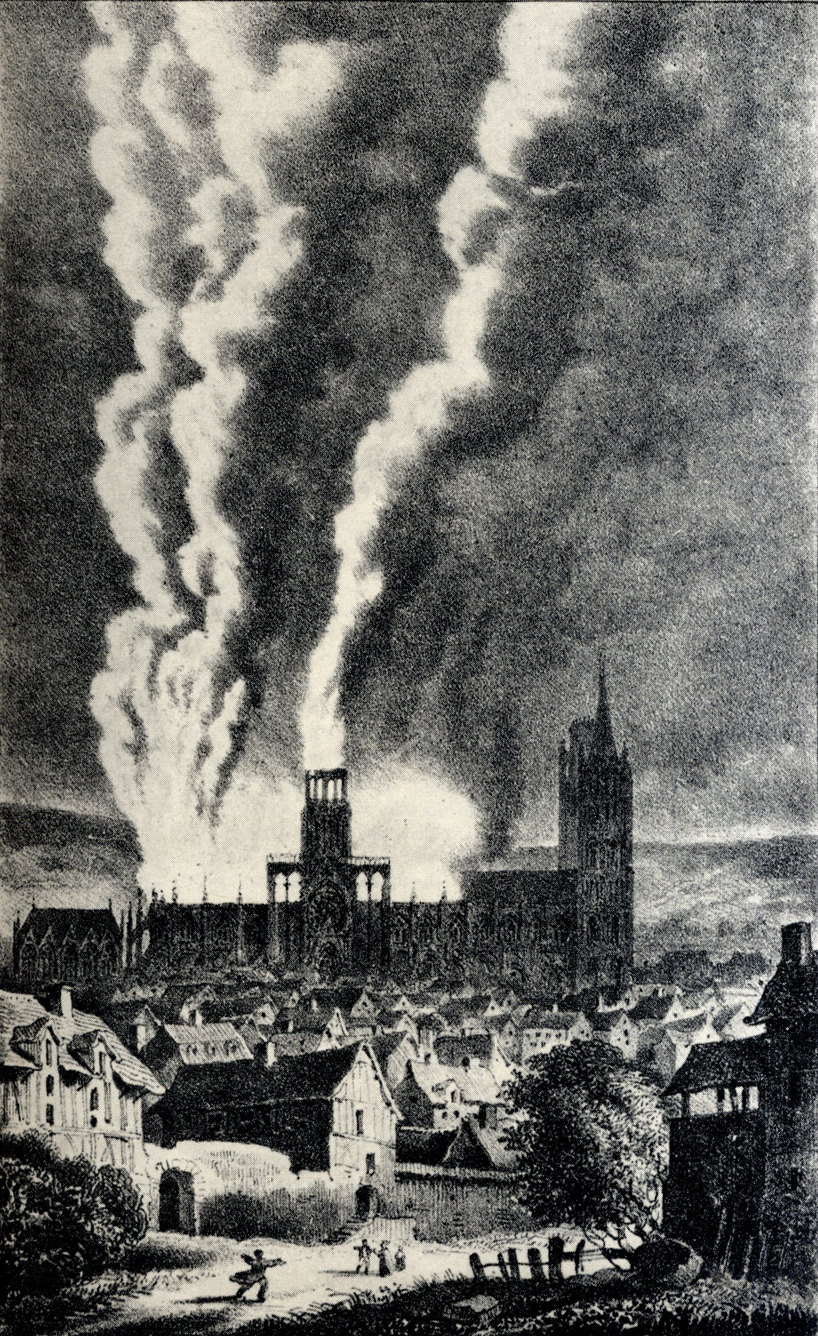
Incendie de la flèche en 1822, par Polyclès Langlois.

Lors de la Révolution française, la cathédrale devient le temple de la Raison. Les cloches sont brisées et la Georges d’Amboise fondue. La Révolution conserve convenablement la cathédrale par l’utilisation de la chapelle de la Vierge comme grenier à foin, tandis que le reste de l’édifice a servi de salle de concert. Elle retrouve son statut de cathédrale en 1796,.
La foudre frappe le 15 septembre 1822, brûlant la flèche de style Renaissance. L’architecte Alavoine propose la construction d’une flèche en fonte dans le style gothique. Commencée en 1825, elle est achevée en 1884 avec la pose de quatre clochetons en cuivre, œuvres de Ferdinand Marrou, en suivant des dessins de Barthélémy. Diverses campagnes de restaurations sont entreprises au cours du XIXe siècle, menées par Alavoine, Barthélémy, Desmarest et Sauvageot. Elles se poursuivent au XXe siècle avec Chaîne, Colin et Auvray.
Au cours du XIXe siècle, différents travaux ont été réalisés pour valoriser la cathédrale. Le 26 novembre 1792, le mur d’enceinte qui clôt le parvis est démoli. Au fur et à mesure, les travaux sont interdits sur les maisons qui jouxtent la cathédrale. Deux maisons en 1822 sont détruites à la suite de l’incendie et de la chute de la flèche, leur reconstruction est refusée. En 1851, le préfet signale au ministre « les inconvénients qui résultaient pour cet édifice du voisinage des maisons et échoppes qui y sont adossées ».
Le ministre lui répond qu’il « paraît convenable et même nécessaire de dégager un édifice, tel que la cathédrale de Rouen, des constructions parasites qui l’obstruent » ; réponse complétée, après un incendie en 1855 au pied de la tour Saint-Romain, par son désir de « dégager un monument aussi précieux ». Un décret d’utilité publique est signé le 30 juillet 1861 en vue de l’expropriation des immeubles attenants à la cathédrale. Ainsi, sont démolies toutes les constructions touchant la cathédrale, que ce soit la rue du Change et rue des Bonnetiers au sud, ou la rue des Quatre-Vents et rue Saint-Romain pour la cour d’Albane au nord. Seule, la maison de l’Œuvre attenante au cloître des chanoines est rescapée de cette opération.
En 1879, l'édifice comprenait 7 portes, 130 fenêtres, 25 chapelles, 86 stalles, 4 cloches (dont une de neuf tonnes), 3 châsses.

### De la Seconde Guerre mondiale à l'an 2000

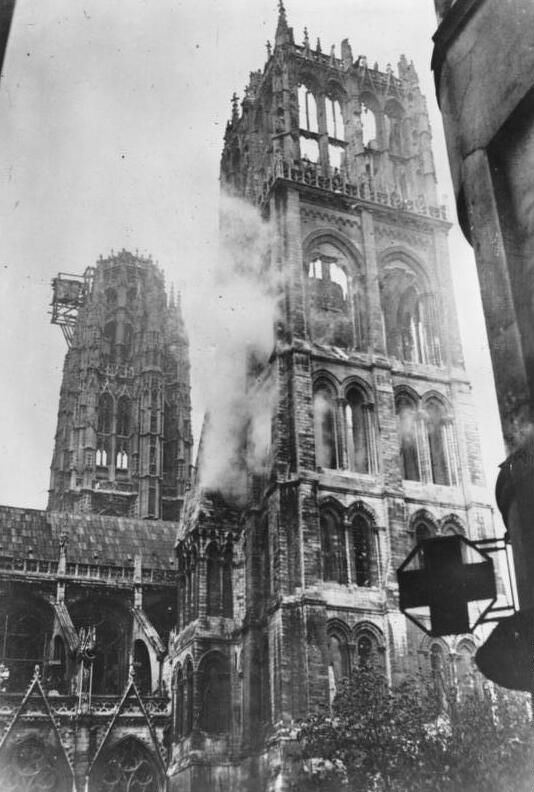
Incendie de la tour Saint-Romain le 1 juin 1944.

Un incendie touche la charpente du bas-côté sud le 9 juin 1940 après l'incendie du quartier compris entre la cathédrale et la Seine. Dans la nuit du 18 au 19 avril 1944, la cathédrale est éventrée par sept torpilles dont une, tombée dans le chœur, n’explosera pas. Les bas-côtés de la nef et les chapelles du collatéral sud, sauf une, sont détruites. De plus, un des quatre piliers soutenant la flèche est gravement endommagé. Le pilier sera rapidement renforcé et étayé par l’entreprise Lanfry, pour empêcher la flèche de s’abattre sur l'ensemble de la structure. La nef restera debout grâce aux arcs-boutants de la chapelle Sainte-Catherine qui l’ont soutenue à eux seuls. Le souffle des explosions éventre les grandes roses du transept et de la façade occidentale. Lors de la semaine rouge, le 1er juin, la tour Saint-Romain s'enflamme, causant la chute des cloches. L’incendie se propage aux bas-côtés, à la nef, jusqu'à la cour des Libraires.
Les travaux de restauration sont menés par Albert Chauvel, architecte en chef des monuments historiques, des architectes Franchette et Grégoires et de l'entreprise de Georges Lanfry. Après déblaiements et consolidations, la restauration se met en place. La cathédrale est finalement rouverte, ainsi que le nouveau maître-autel consacré par l'archevêque Martin le 17 juin 1956 en présence de René Coty.
Des travaux de restauration permettent à la tour Saint-Romain de retrouver sa toiture en hache couverte d'ardoises en 1987.
Le 26 décembre 1999, la tempête fait chuter le clocheton nord-est qui perce les voûtes du chœur. L'écrasement au sol des voûtes du chœur et de la pointe du clocheton détruit une partie des stalles du XVe siècle,.
Une première phase de travaux d'urgence, lancée par la Conservation régionale des Monuments historiques et l'architecte des Bâtiments de France, a permis d'étayer les voûtes percées et déstabilisées, reconstruire l'arc-doubleau et des voûtains, ainsi que raccommoder les fissures. Cette étape s'est achevée au début de l'été 2000.

### XXIesiècle
Une deuxième phase de travaux, commencée en 2010, doit permettre la reconstruction du clocheton détruit et la remise en état des charpentes, couvertures et arcs-boutants. Pierre-André Lablaude, architecte en chef des Monuments historiques, prévoit la restauration des trois clochetons encore en place et la reconstruction du clocheton disparu. Le coût de cette opération, entièrement financée par l'État, est estimé à 7 600 000 euros.
Déposés après les bombardements de 1944, les tableaux (propriétés de l'État) qui ornaient l'ensemble de la cathédrale retrouvent leur place depuis les années 1970 après un programme de conservation-restauration. Neuf tableaux, restaurés pour un coût de 96 073 €, ont ainsi été reposés dans la cathédrale, parmi lesquels se trouvent les toiles de Saint Jean-Baptiste au désert et la Mort de saint Joseph, rapportés d'Avignon par Frédéric Fuzet. Il reste aujourd'hui encore quelques tableaux toujours en réserve qui attendent d'être remis en place.
Depuis le 30 mai 2015, les travaux de restauration de la façade occidentale sont achevés et les échafaudages retirés, permettant d'apprécier pour la première fois depuis de nombreuses années la façade nettoyée et libérée de tous échafaudages.
De nouveaux échafaudages sont élevés à la fin 2015 au-dessus du chevet. Les travaux concernent la restauration des charpentes et couvertures du chœur (hors décors), des élévations des parties hautes nord, sud, est et du chevet, des décors de la couverture du chœur ainsi que des voûtes du chœur. Les travaux, financés par le ministère de la Culture et de la Communication pour un montant total de 4 725 000 €, sont prévus en six tranches sur 74 mois. Les travaux sont sous la direction de l'architecte en chef des Monuments historiques Richard Duplat.
La première tranche de 12 mois, d'un montant de 1 150 000 €, concernera « la révision et la réparation de la charpente actuelle conservée du haut comble du chœur selon ses dispositions établies en 1823, puis son rehaussement pour rétablir son volume antérieur de 1539 », « la réfection en plomb de la couverture du chœur, à l'identique de celle du vaisseau principal de la nef, dans ses dispositions des XVe et XVIe siècles, avec rétablissement des trois lucarnes de versants et de croupe » et « la réparation des arases en pierres endommagées par la chute d'un clocheton de la flèche en 1999 ».
La Direction régionale des Affaires culturelles poursuit les travaux de restauration de la cathédrale. En 1974, des travaux de consolidation de la flèche sont entrepris par Eiffel par la mise en place d'un tabouret et le renforcement par doublement interne de la flèche en fonte par une structure de 300 tonnes en acier Corten.

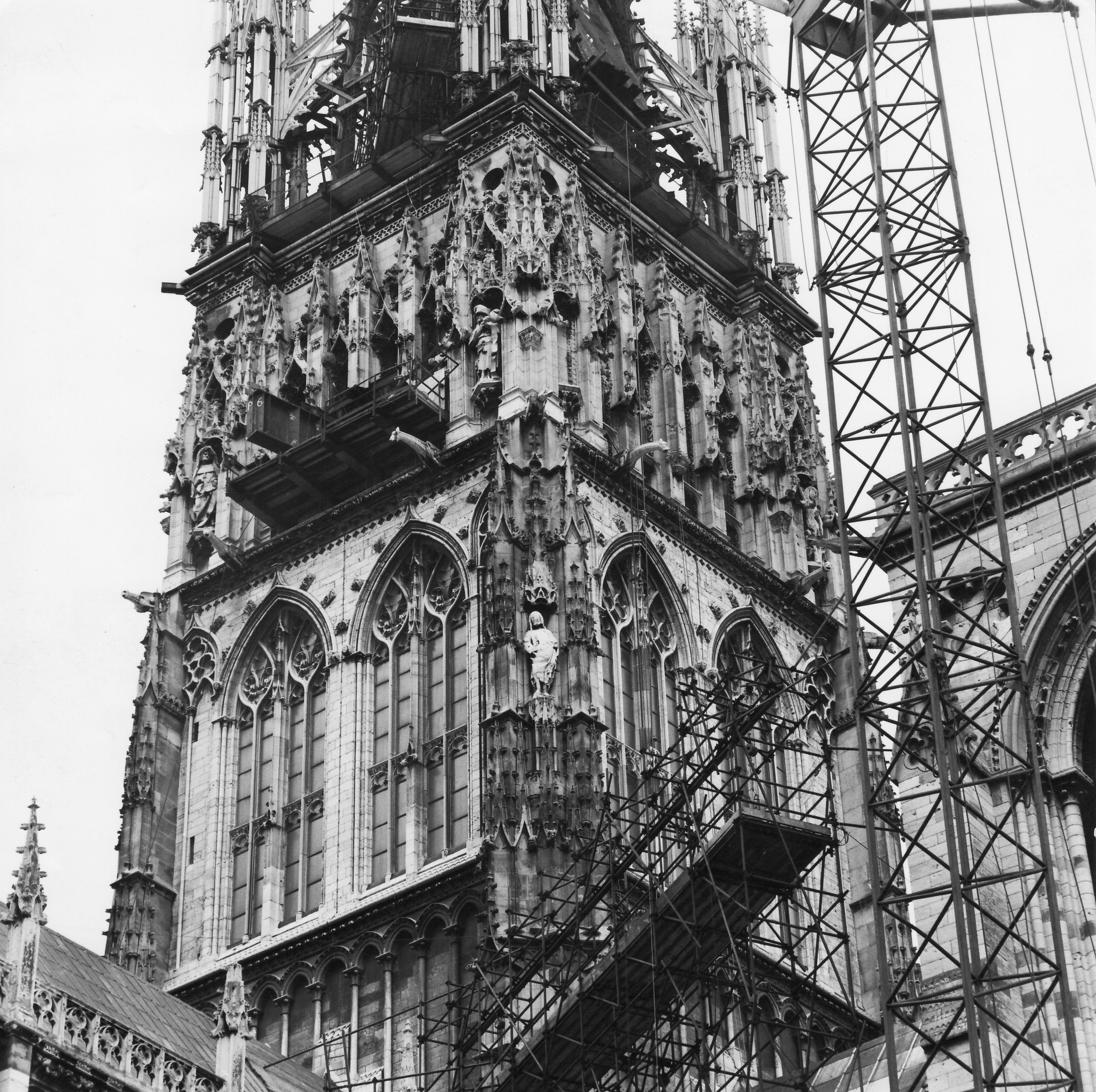
Réparation flèche dépose d'une colonne pour passage des poutres du tabouret.

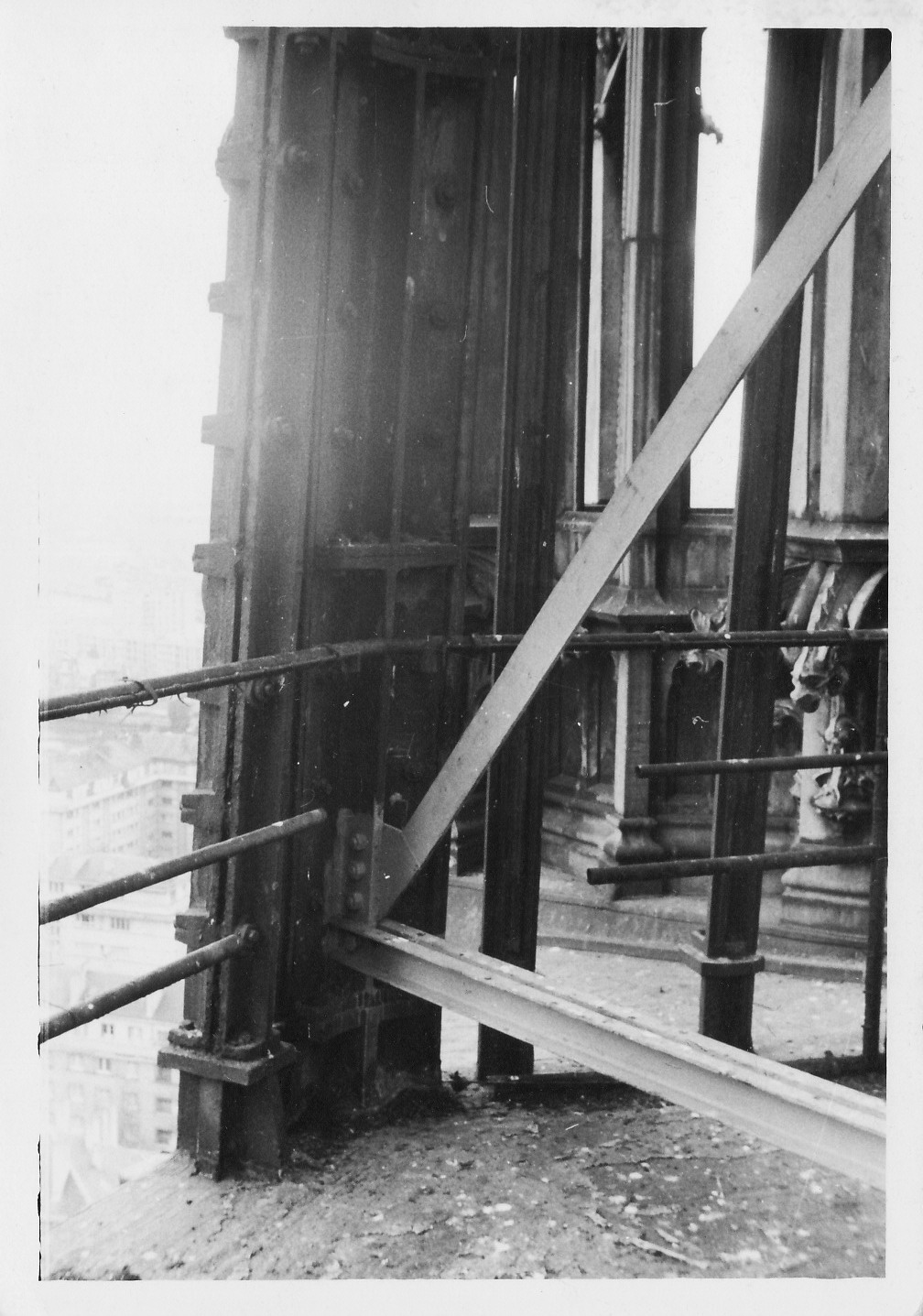
Renforcement provisoire.

Mais le programme n'est pas conduit à son terme. En 2009, des études sont réalisées pour la restauration définitive de la flèche. Le projet, qui commence en 2016 et doit s'achever en 2022, est divisé en sept tranches. Il est financé par le ministère de la Culture et de la Communication pour un montant total de 14 500 000 €. Cette opération comprend la restauration des éléments de structure et de décor en fonte, la restauration de la structure en acier Corten, la réfection des liaisons d'assemblage entre les deux structures, la protection de la flèche par peinture de la structure en Corten en gris ou vert clair et des éléments en fonte en vert-de-gris selon la teinte d'origine, la couverture en cuivre de la dalle du tabouret au pied de la flèche et une mise en valeur par l'éclairage de l'ensemble.
Au cours de l'année 2015, des travaux de mise en accessibilité de la cathédrale ont été réalisés. Il a ainsi été réalisé des rampes pour l'accès au baptistère et au portail des Maçons.
Le 11 juillet 2024, la flèche, en restauration depuis 2016, prend feu à la suite d'une « mauvaise manipulation ». Le feu est rapidement maitrisé grâce à l'intervention rapide des pompiers, il n'y a aucun dégât important sur l'édifice.

### Les maîtres-d'œuvre et architectes

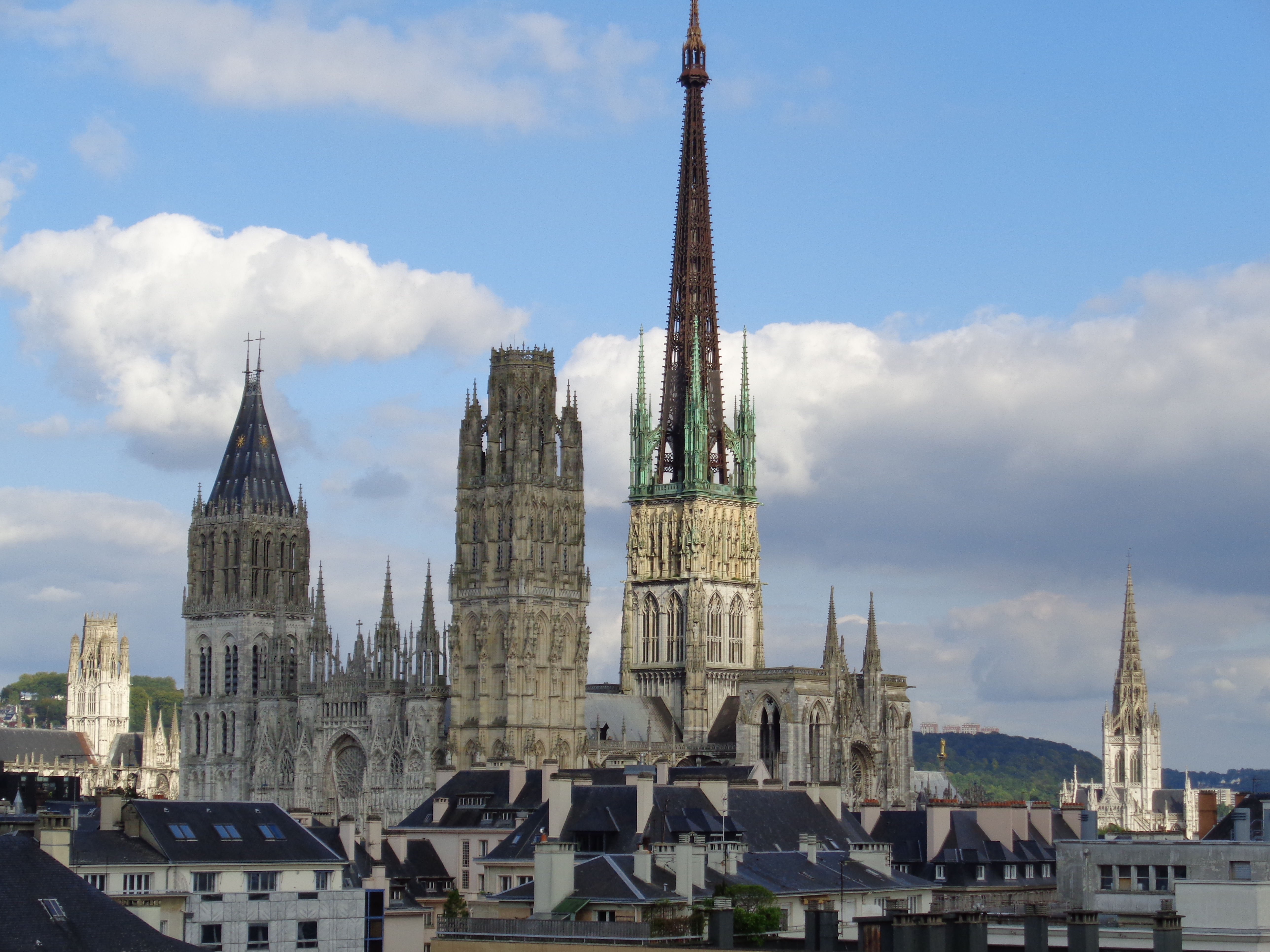
Cathédrale de Rouen vue de l'Opéra de Rouen.

| Maîtres-d'œuvre et architectes                        | Période        | Réalisations |
| ----------------------------------------------------- | -------------- | --- |
| Jean d'Andely                                         |                | |
| Enguerran,                                            | ...-1214       | |
| Durand                                                |                | Il pose la dernière clef de voûte de la nef |
| Gauthier de Saint-Hilaire                             | 1251           | |
| Jean Davy                                             | 1278           | Il réalise les portails sud et nord du transept et peut-être la chapelle de la Vierge |
| Guillaume de Bayeux et Jean Vassal                    | 1359           | |
| Jean Périer                                           | 1362-1388      | Il travaille au tombeau du cœur de Charles V et réalise en 1370 le grand portail occidental avec sa rose |
| Jean de Bayeux                                        | 1388-1398      | |
| Jenson Salvart                                        | 1398-1447      | Il refait en 1407 la décoration du grand portail et agrandit les fenêtres hautes du chœur en 1430. |
| Jean Roussel                                          | 1448-          | Jean Roussel s'alloue en 1406 à Jenson Salvart pour une période de quatre ans pour seize livres. En 1419-1420, il est appareilleur sur le portail Saint-Jean. Avec Colin Salvat, fils de Jenson Salvart, il travaille sur la cour d'Albane. En 1430, il est associé avec Jenson Salvart et travaille sur les fenêtres hautes du chœur. Il est mort probablement en 1451. |
| Geoffroi Richier                                      | 1451/1452-1462 | Il réalise la fontaine de l’aître de la cathédrale |
| Guillaume Pontifs                                     | 1462-1496      | Il décore le portail de la Calende, réalise les fondements de la tour Saint-Romain en 1463, la bibliothèque en 1477, la clôture du chœur et de la sacristie en 1480 et la tour de Beurre à partir de 1487. |
| Jacques Le Roux                                       | 1496-1508      | Il achève la tour de Beurre. |
| Roulland Le Roux                                      | 1508-1526      | Architecte du grand portail, il participe également à la réalisation du tombeau d'Amboise. |
| Simon Vitecoq                                         | 1526-1548      | Il décore l'extérieur de la chapelle de la Vierge |
| Pierre Vitecoq                                        | 1548-          | |
| Guillaume Tourmente                                   | 1595-1611      | |
| Noël Dyvetot                                          | 1624-1653      | |
| Guillaume Gravois                                     | 1654           | |
| Jacques Pochon                                        | 1684           | |
| Jacques Gravois                                       | 1702           | |
| de La Motte                                           | 1734           | |
| Jacques Cécile                                        | 1734           | |
| Guillaume-Martin Couture                              | 1775           | Il réalise le jubé. |
| Cartaud                                               |                | Il réalise le maître-autel. |
| Jean-Antoine Alavoine                                 | 1822-1834      | Il réalise la flèche de la tour-lanterne. |
| Edmond Dubois et Nicolas François Pinchon             | 1834-1848      | |
| Jacques-Eugène Barthélémy et Louis-François Desmarest | 1850-1868      | Ils restaurent le portail des Libraires (1850-1857), la chapelle de la Vierge (1857-1860), l'avant-portail des Libraires (1858-1862), le portail de la Calende et réalisent d'autres travaux (1861-1868). |
| Louis Sauvageot                                       | 1894-1904      | Il restaure le grand portail occidental. |
| Henri Chaine                                          | 1904           | Il restaure le grand portail et la tour Saint-Romain. |
| Albert Chauvel                                        |                | Reprise des piles fragilisées, reconstruction du bas-côté sud. |
| Yves-Marie Froidevaux                                 |                | Il restaure la flèche de la tour-lanterne. |
| Pierre-André Lablaude                                 | ...-2012       | Il restaure la façade occidentale et les clochetons de la tour-lanterne. |
| Richard Duplat                                        | 2012-...       | Il restitue la charpente et la couverture du chœur et restaure la flèche de la tour-lanterne. |

## Travaux réalisés par les architectes de la cathédrale entre 1822 (incendie) et 2011

### XIXesiècle
- 1822 – 1825 : Jean Baptiste Jouannin (architecte de la cathédrale). Restauration des charpentes, couvertures et parties hautes à la suite de l’incendie de 1822.
- 1825 – 1834 : Jean-Antoine Alavoine (architecte de la cathédrale). Réalisation de la grande flèche en fonte.
- 1835 – 1849 : Nicolas François Pinchon et Edmond Dubois (anc. collaborateurs de J.-A. Alavoine, au décès de ce dernier : architectes de la cathédrale). Poursuite de la réalisation de la grande flèche en fonte et première restauration de la façade occidentale
- 1849 – 1884 : Jacques-Eugène Barthélémy et Louis-François Desmarest (architectes de la cathédrale). Achèvement du lanternon de la grande flèche et réalisation des quatre clochetons en cuivre encadrant la flèche (avec le Ferronnier Marrou).
- 1884 – 1904 : Louis Sauvageot (architecte en chef des monuments historiques). Restauration de la façade occidentale.

### XXesiècle
- 1904 – 1909 : Henri Chaine (architecte du département). Poursuite de la restauration de la façade occidentale.
- 1909 – 1919 : Colin et Auvray (architectes diocésains).
- 1919 – 1937 : Emmanuel Paul Léon Chaine (architecte en chef des monuments historiques, fils d’Henri Chaine).
- 1937 – 1972 : Albert Chauvel (architecte en chef des monuments historiques). Reconstruction du campanile nord en pierre de la façade ouest, de l’abside de la chapelle d’Aubigné, reprise des piles fragilisées et de la cathédrale après les bombardements de 1944 (chœur, piles de la croisée, bas-côtés Sud de la nef et du chœur, réaménagements du sanctuaire, etc.), repose du bourdon — La Jeanne d’Arc — et d’un beffroi dans la tour Saint-Romain.
- 1973 – 1979 : Yves-Marie Froidevaux (architecte en chef des monuments historiques). Confortation de la flèche d’Alavoine et complément de la structure en acier corten.
- 1979 – 1980 : Grégoire (architecte). Restauration du lanternon de la flèche d’Alavoine.
- 1980 – 1987 : Georges Duval (architecte en chef des monuments historiques). Restauration des parties hautes et couvertures de la Tour Saint-Romain, des campaniles en pierre de la façade occidentale et de la grande rose de la façade occidentale.
- 1987 – 1996 : Michel Jantzen (architecte en chef des monuments historiques). Restauration de la façade nord de la nef, première tranche de restauration de la façade occidentale (Statuaire côté Sud), restauration du couronnement de la tour de Beurre.
- 1997 – 2014 : Pierre-André Lablaude (architecte en chef des monuments historiques). Restauration de la façade occidentale : façade, statuaire, pignon haut, galeries, portails, grande rose, contreforts… (huit tranches : 1997 – 2014) , restauration de la tour de Beurre (façades et intérieurs : 1998 à 2008), réfection des installations électriques de la cathédrale (2000 – 2006), restauration des voûtes du chœur à la suite de la tempête de 1999 (2000), des clochetons de la flèche (2000 – 2011).

### XXIesiècle
- 2003 – 2014 : Pierre-André Lablaude (architecte en chef des monuments historiques). Poursuite des travaux. Restauration des parties basses du portail des Libraires (2003 – 2006), du vitrail saint Pierre des baies hautes du chœur (2005 – 2006), des toitures de l’hôtel d’Estouteville, archevêché (2010 – 2011), des façades et toitures de la chapelle d’Aubigné (2008 – 2009), réaménagement liturgique du chœur, autel de la croisée (2009 – 2011), réalisation des jardins d’Albane (2010 – 2011), restauration de l’escalier d’honneur de l’archevêché (2011 – 2012), des couvertures et des décors intérieurs de l’Oratoire à l’archevêché (2011 – 2013), des bâtiments canoniaux au nord de la cathédrale (2011 – 2014), des bâtiments nord-ouest de l’archevêché avec création de l’Historial Jeanne d’Arc (2011 – 2014).
- 2012 : Richard Duplat (architecte en chef des monuments historiques). Restauration des couvertures de l’hôtel d’Amboise à l’archevêché (2013 – 2014), aménagement du chartrier dans la cathédrale (2013 – 2014), du carillon dans la tour Saint-Romain (2015 – 2016), restauration des vestiges du jardin de la chapelle, cour d’Albane (2017), travaux d’accessibilité, réaménagement du Portail des maçons (2016 – 2017), restauration du retable du Grand Saint-Romain (2019 – 2021), mise sous surveillance des voûtes de la nef (2019 – 2021), restauration des parties hautes du chœur avec rétablissement des décors de couverture disparus lors de l’incendie de 1822 (2014 – 2021), de la grande flèche d’Alavoine (en cours : 2016 à 2025), recoupement des combles, travaux de protection incendie (en cours 2021 – 2022).

## Protections au titre des monuments historiques
Située dans le secteur sauvegardé de la ville, la cathédrale, qui comprend également le cloître et les bâtiments du chapitre, fait l’objet d’un classement au titre des monuments historiques par liste de 1862. L'archevêché, plus précisément l'ancien hôtel d'Estouteville et la cour de la maîtrise Saint-Évode, fait l’objet d’un classement au titre des monuments historiques depuis le 6 février 1909. La Maison de l'Œuvre fait l’objet d’un classement au titre des monuments historiques depuis le 17 novembre 1927. Les vestiges archéologiques de l'ensemble archiépiscopal et des édifices qui l'ont précédé, y compris ceux de l'ancienne église de la Madeleine, et les sols de la cour des Maçons et ceux de la cour d'Albane, jusqu'à l'alignement repris sur le cadastre napoléonien le long de la rue Saint-Romain, font l’objet d’un classement au titre des monuments historiques depuis le 10 mai 1995.

## Dimensions

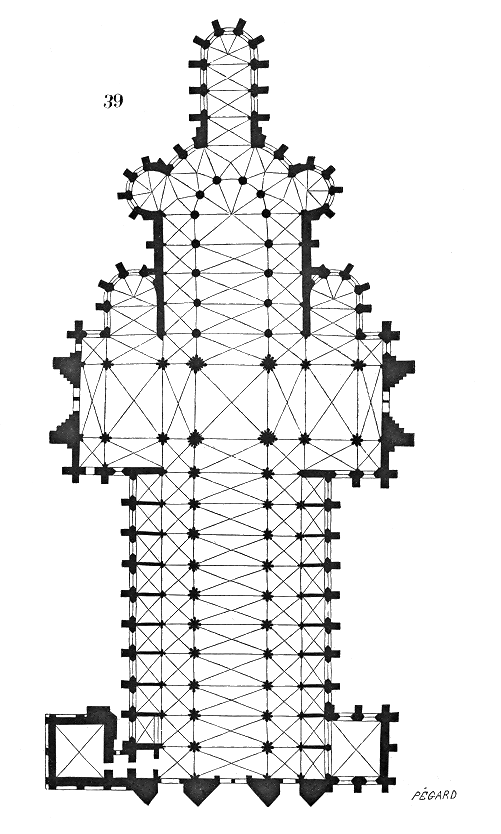
Plan de la cathédrale de Rouen, issu du Dictionnaire raisonné de l'architecture française du par Eugène Viollet-le-Duc en 1856.

Les dimensions figurant dans ce tableau ont été relevées sur place en 1977.
| Longueur totale hors œuvre                            | 144 m    |
| Longueur totale dans œuvre                            | 136,86 m |
| Largeur totale de la façade occidentale               | 61,60 m  |
| Hauteur de la tour Saint-Romain                       | 82 m     |
| Hauteur de la tour de Beurre                          | 75 m     |
| Longueur de la nef (11 travées)                       | 60 m     |
| Largeur totale dans œuvre sans les chapelles          | 24,20 m  |
| Largeur de la nef d'axe en axe des piliers            | 11,30 m  |
| Hauteur sous voûte de la nef                          | 28 m     |
| Largeur des bas-côtés au nord (moyenne)               | 6,20 m   |
| Largeur des bas-côtés au sud (moyenne)                | 6,70 m   |
| Hauteur des bas-côtés                                 | 14 m     |
| Profondeur des chapelles latérales au nord            | 3,15 m   |
| Profondeur des chapelles latérales au sud             | 3,50 m   |
| Longueur hors œuvre du transept                       | 57 m     |
| Longueur dans œuvre du transept                       | 53,65 m  |
| Largeur du transept (bas-côté compris)                | 24,60 m  |
| Hauteur des croisillons                               | 28 m     |
| Hauteur sous voûte de la tour-lanterne                | 51 m     |
| Hauteur totale de la flèche                           | 151 m    |
| Longueur du chœur                                     | 34,30 m  |
| Largeur du chœur                                      | 12,68 m  |
| Hauteur du chœur                                      | 28 m     |
| Largeur du déambulatoire (variant de 6,32 m à 6,40 m) | 6,35 m   |
| Longueur de la chapelle de la Vierge                  | 24,71 m  |
| Largeur de la chapelle de la Vierge                   | 8,80 m   |
| Hauteur de la chapelle de la Vierge                   | 19 m     |

## Matériaux de construction
L'essentiel de la construction est en pierre de taille, principalement de la craie du Crétacé. C'est une roche typique de cette partie de la région. La craie est une pierre calcaire bien blanche, tendre, au grain très fin et homogène, facile à travailler et à sculpter. Elle explique bien le déploiement de fantaisie décorative de cette cathédrale. Mais c'est aussi une pierre gélive qui résiste assez mal au temps. La craie contient des silex très durs qui dépassent parfois des pierres taillées et des sculptures. Cette craie est issue de deux provenances distinctes dans le val de Seine : la pierre de Caumont, assez proche de Rouen en aval, datant du Coniacien (- 88 millions d'années), puis la pierre de Vernon, plus éloignée en amont, datant également du Coniacien. La pierre de Vernon était très réputée à la fin du Moyen Âge et exportée loin, elle se démarque par une meilleure solidité et résistance face à l'érosion, tout en restant aussi remarquable que les autres craies par sa finesse et sa blancheur,.
Quelques parties tardives de la cathédrale sont construites en calcaire lutétien (Tertiaire, - 45 millions d'années), notamment la tour de Beurre, mais aussi que les parties hautes de la tour Saint-Romain et de la tour lanterne. On distingue facilement ce calcaire de loin à sa couleur plus jaune qui le différencie de la craie. Ce calcaire lutétien a été importé des carrières de Saint-Leu-d'Esserent (la pierre de Saint-Leu) dans l'Oise. Cette pierre assez tendre et relativement fine (comparée à d'autres calcaires lutétiens), mais assez résistante au temps, permet aussi la sculpture et les décors flamboyants. On la retrouve également pour un certain nombre de statues qui ornent la cathédrale.
Les restaurations du XIXe siècle ont également employé des calcaires lutétiens de l'Oise, comme la pierre de Saint-Maximin (identique à la pierre de Saint-Leu), dont une variété résistante appelée vergelé. Les réfections, ainsi que la reconstruction après la Seconde Guerre mondiale, ont nécessité de rouvrir une carrière de craie blanche à Vernon, mais celle-ci étant en galerie souterraine, l'exploitation épisodique est aujourd'hui difficile. L'ensemble de l'édifice est pavé en calcaire jurassique blanc et dur de Tonnerre et les restaurations ont été faites également avec cette pierre de Tonnerre ou de la pierre de Vaurion,.

## Extérieur

### Le parvis

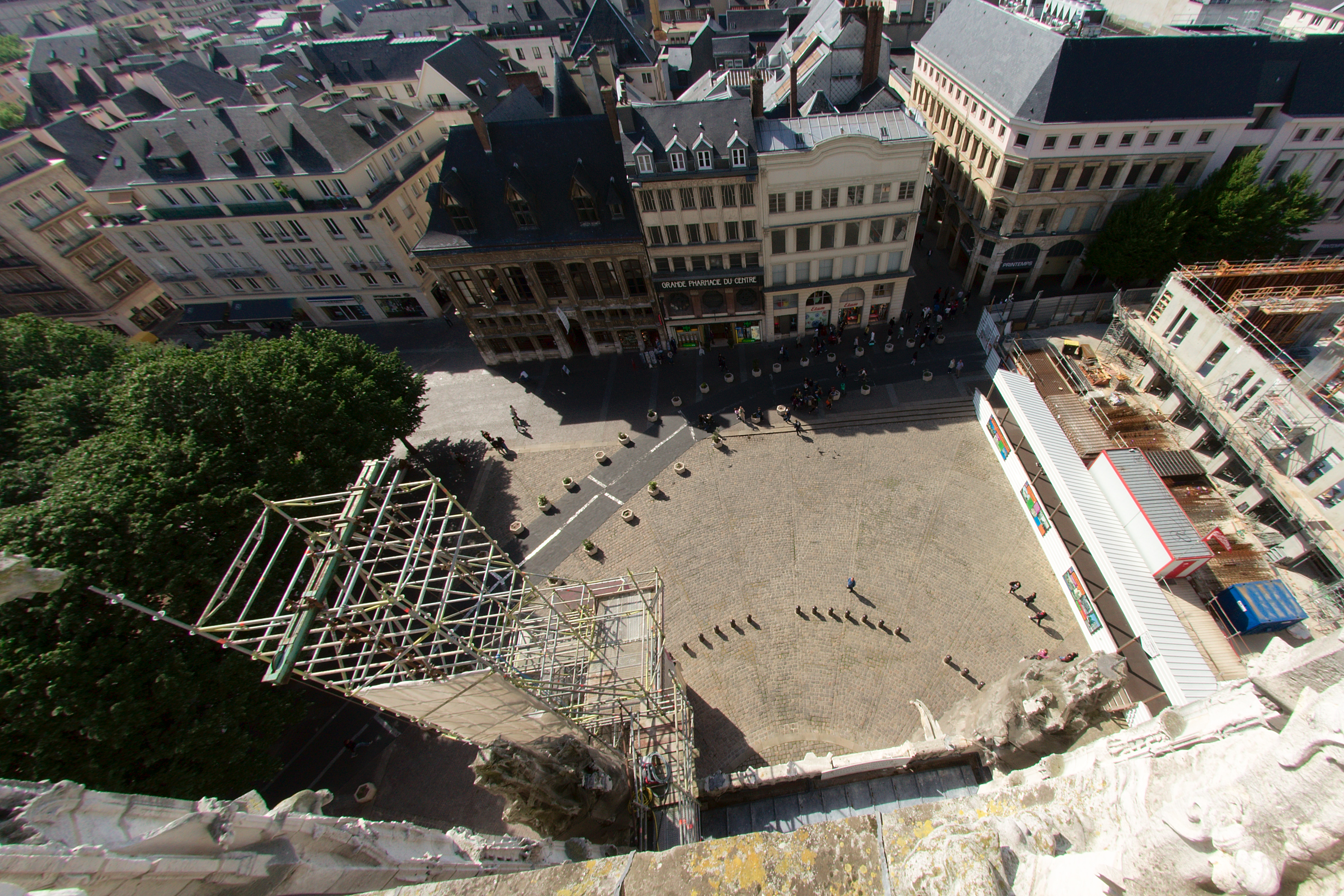
Place de la Cathédrale, vue depuis la salle des Rois de la cathédrale.

La Place de la Cathédrale est située au centre du castrum gallo-romain du IVe siècle, au croisement du cardo (actuelle rue des Carmes) et du decumanus (axe de la rue du Gros-Horloge). Le Livre des Fontaines de Jacques Le Lieur permet d'imaginer cette place vers 1525. En 1641, des croix de pierre sont installées aux deux extrémités du parvis. Elles seront abattues à la Révolution en même temps que les murs qui fermaient la place, qui avaient été élevés en 1537, sur délibération du conseil du 23 novembre 1792. Le parvis est clos avec en son centre une fontaine. Cette fontaine, construite en 1450 est supprimée en 1856. À la fin du XVIIIe siècle, le cimetière paroissial est supprimé. En 1793, la place prend le nom de place de la Raison et en 1795 place de la République avant de reprendre son ancien nom. Les bornes en fonte qui entourent le portail sont installées en 1823.
Alentour, les maisons avec des avant-soliers coexistent avec de nouvelles constructions comme le bureau des Finances. Les anciennes maisons au nord de la place sont détruites et sont remplacées par l'immeuble de la Mutuelle-Vie en 1899. Subissant des dommages pendant la Seconde Guerre mondiale, l'immeuble est finalement détruit en 1972. Le 30 mai 1976, le palais des Congrès, réalisation de l'architecte rouennais Jean-Pierre Dussaux, est inauguré par le maire de Rouen Jean Lecanuet. Fermé pour des raisons de sécurité en 1996, il est détruit en 2010.
Cette place fait face à l'ancien Bureau des Finances, remarquable pour ses façades sur rue et sur cour et ses toitures, qui fait l’objet d’un classement au titre des monuments historiques depuis le 20 août 1928. Construit de 1509 à 1540 à la demande du cardinal Georges d'Amboise, il s'agit du plus ancien monument Renaissance subsistant à Rouen, occupé depuis 1959 par l’office de tourisme de la ville. À côté, se trouve la Grande pharmacie du Centre, dans un immeuble style Art déco et ses ferronneries d’art de Raymond Subes.
Au nord de la place se trouve l'ancien Palais des Congrès qui laisse place à l'Espace Monet-Cathédrale, projet de l'architecte Jean-Paul Viguier et à la valorisation de l'hôtel Romé.
Au sud se trouve la sortie du tunnel Saint-Herbland et du parking souterrain de l'Espace du Palais.

### La tour Saint-Romain

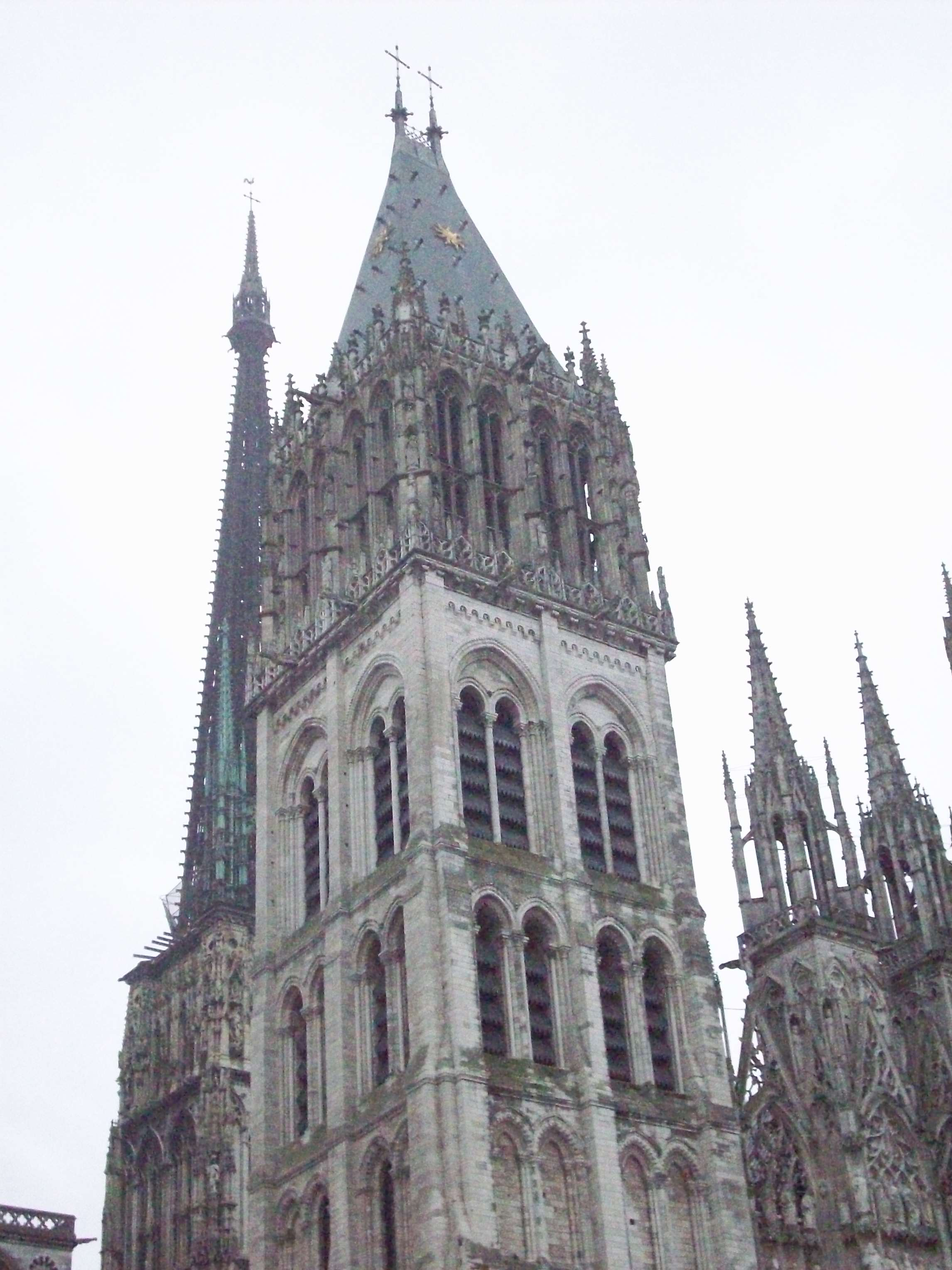
La Tour Saint-Romain.

La tour nord (tour Saint-Romain), qui est la partie la plus ancienne de la façade (XIIe siècle, premier gothique), était, à l'origine, couronnée d'une flèche en pierre. Après la démolition de celle-ci, un autre niveau en style gothique flamboyant fut ajouté et doté d'un toit en charpente dit « en hache ». Très vraisemblablement, cette tour fut isolée de la cathédrale et servit de tour défensive avant d'être intégrée à la façade de la cathédrale.
Son édification débute vers 1145, lorsque l'archevêque Hugues d'Amiens décide de remplacer la cathédrale romane. Son soubassement est totalement aveugle sur le parvis. Au-dessus se développent quatre niveaux de baies qui s'agrandissent progressivement jusqu'aux baies géminées des abat-son. Son dernier étage, construit après le départ des Anglais entre 1468 et 1478, se démarque par l'utilisation d'un style gothique flamboyant sur l'ensemble plus rude du premier gothique. La partie orientale de la tour accueille une tourelle carrée qui renferme l'escalier à vis qui donne accès aux étages.
La maison du carillonneur, qui était accolée à la tour Saint-Romain, est détruite le 19 avril 1944. La tour Saint-Romain brûle le 1er juin 1944, à la suite du bombardement allié du 31 mai. La fumée commence à s'élever vers 19 h. À 19 h 25, les deux croix du sommet s'écroulent en même temps que la charpente du toit. Les cloches ont fondu sur le sol du premier étage qui n'a pas cédé. Seuls les murs sont restés debout. Le fameux toit en « hache » recouvert d'ardoises et décoré de quatre soleils d'or n'a été restitué qu'à Pâques de l'année 1987,. Au pied de la façade nord de la tour se trouve une porte romane à colonnes prismatiques en pierre noire. Dans son embrasure est logée la statue d'un prophète, issue de la façade occidentale.
La tour Saint-Romain abrite désormais cinq des sept cloches de volée de la cathédrale, ainsi qu'un carillon, provenant de la tour de Beurre.

### La tour de Beurre
La tour sud est beaucoup plus récente puisqu'elle date du début du XVIe siècle ; la première pierre est posée en 1485, le 10 novembre, par Robert de Croismare, les travaux étant commencés par Guillaume Pontif, maître d’œuvre. En 1496, Guillaume Pontif est remplacé par Jacques le Roux qui achève la tour en 1506. Elle est « couronnée », ce qui est caractéristique du style flamboyant, dite « de beurre », parce qu'elle a été financée avec les indulgences de carême, c'est-à-dire que des fidèles riches s'achetaient le droit de consommer du beurre et autres laitages pendant le carême tout comme à la cathédrale de Bourges où existe également une tour de beurre.
Une autre explication à cette dénomination est que cette tour est d'une teinte plus jaune (calcaire lutétien de Saint-Leu, dont la couleur pourrait faire penser que la tour a été sculptée dans une motte de beurre) que le reste de la maçonnerie en pierre blanche de Caumont et de Vernon,. Elle n'est construite qu'à partir de 1485 et le chapitre de la cathédrale connut de houleux débats entre les « anciens » et les « modernes » pour décider qui des partisans d'une flèche ou d'une couronne l'emporterait. Finalement les seconds l'emportèrent. Sa construction qui coûta 24 750 livres tournois était destinée à équilibrer au sud le volume de la tour Saint-Romain. Elle se compose de quatre niveaux qui suivent un plan carré et d'un couronnement octogonal ponctué de pinacles.
L'immense cloche de la tour est fondue en 1501, elle prend le nom de son mécène, Georges d'Amboise.
La tour de Beurre a inspiré la construction d'un célèbre building de Chicago, la Tribune Tower, en 1923-1925.
La tour de Beurre contient 2 des sept cloches de la cathédrale.

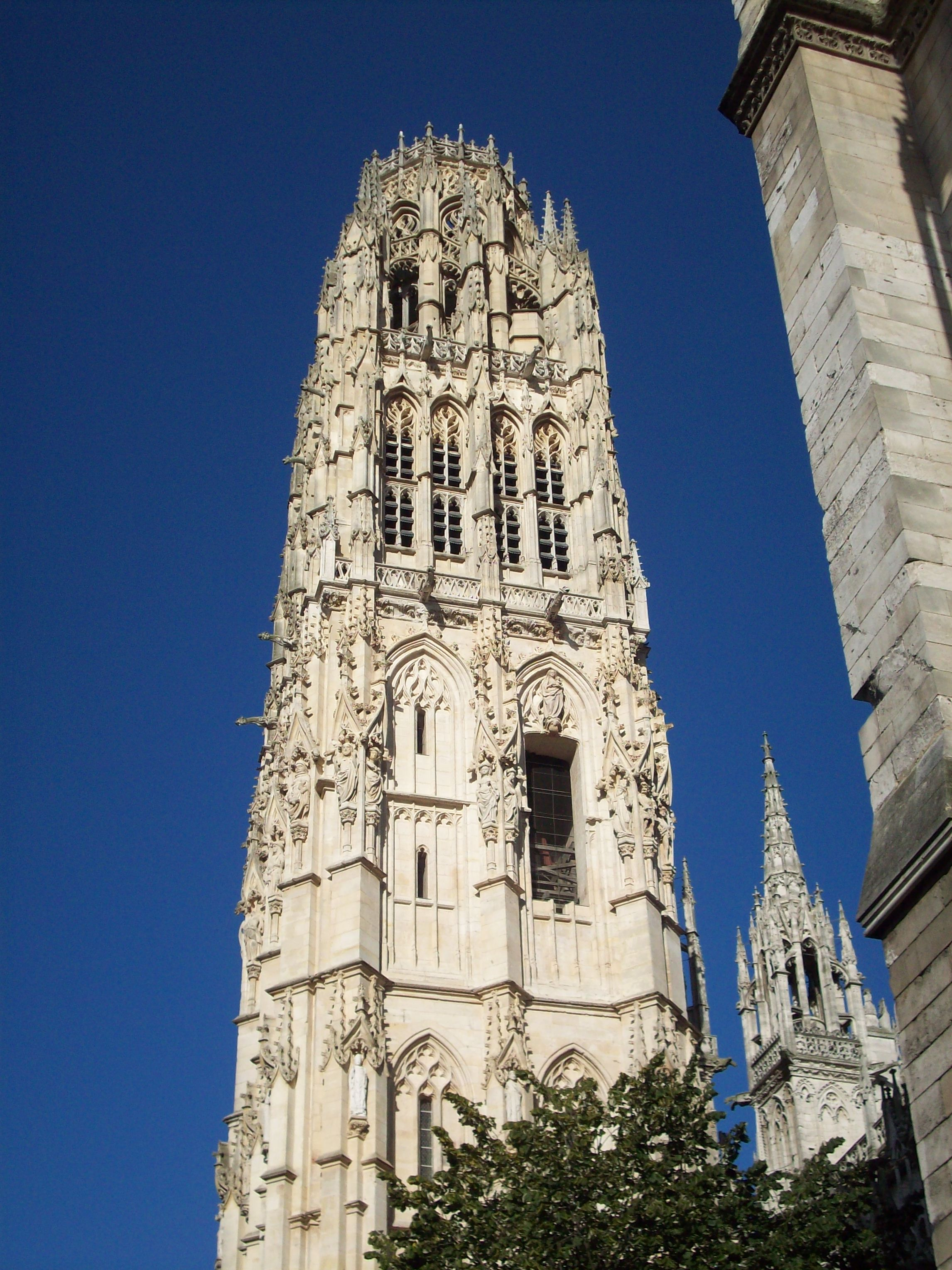
La Tour de Beurre.
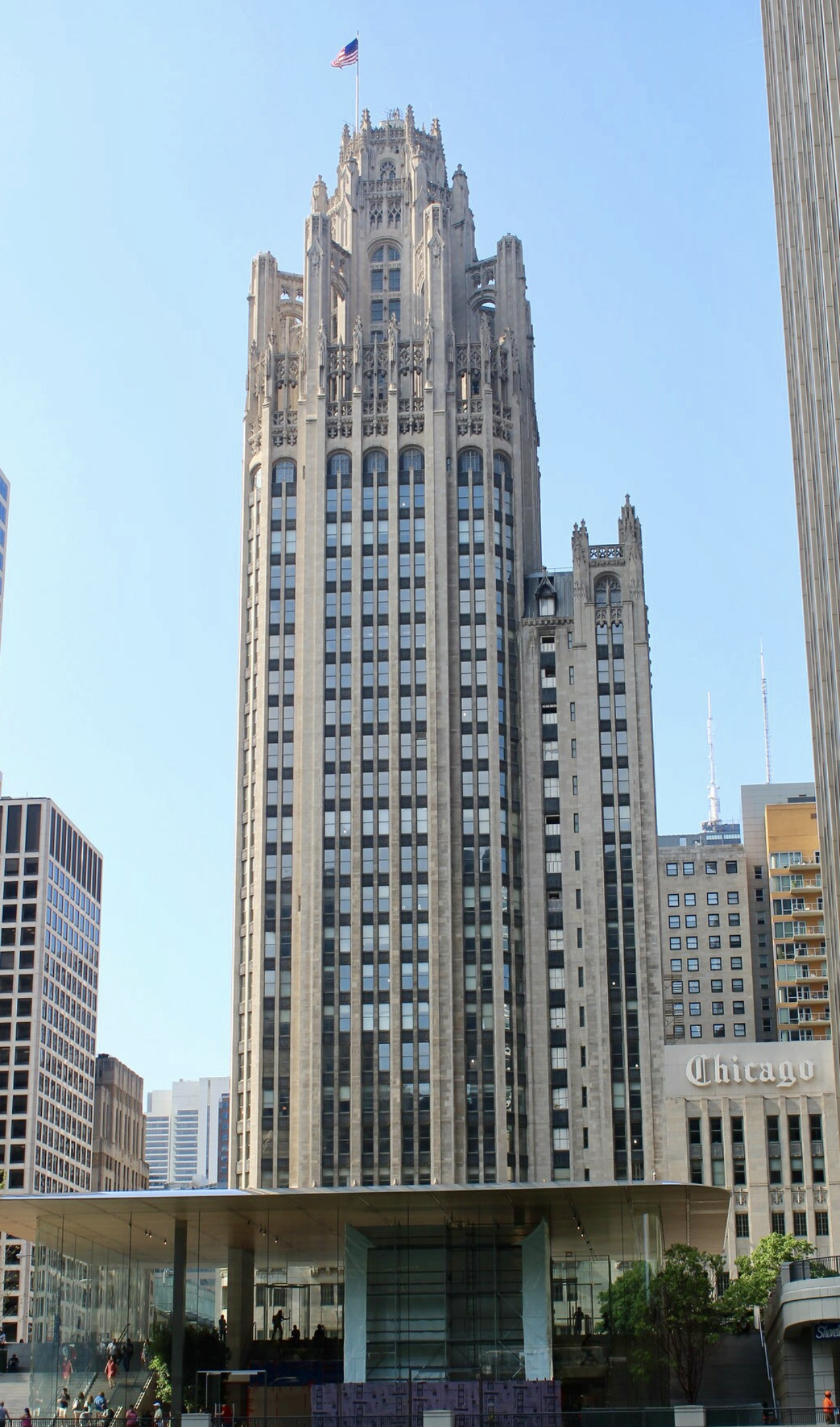
La Tribune Tower à Chicago, inspirée de la tour de Beurre.

### La façade occidentale
Le rythme de la façade est donné par les quatre tourelles et leurs flèches ajourées, centrées sur l'axe du portail Notre-Dame.
Les deux portails des bas-côtés, d'un style gothique primitif (se rapprochant encore du style roman) datent approximativement entre 1170 et 1180. Cependant leurs tympans n'ont été ajoutés qu'à la première moitié XIIIe siècle. Les tympans des portails sont historiés. Le porche principal est le dernier élément gothique adjoint à la cathédrale pour renforcer la façade qui avait été mise à mal par la construction de la tour de Beurre ; l'ancien portail principal (XIIIe siècle) était dédié à saint Romain. La rosace au-dessus est la quatrième à cet endroit, la présente date de l'après-guerre. Des deux côtés, des niches accueillent des statues, alignées dans une galerie répartie dans trois fenestrages au sud et dans une autre galerie avec quatre fenestrages au nord,. Ces galeries sont uniques en France, mais communes en Angleterre, ce qui suggère une influence d'Outre-Manche.
La partie supérieure de la façade est décorée de gables gothiques de style rayonnant alternativement pleins et ajourés(les quatre gables entourant la rose de la façade, œuvres de Jean Périer, entre 1386 et 1387 - ces gables sont décorés de quadrilobes ; les deux gables proches, encore quadrilobés mais différents des quatre précédents, de la tour Saint-Romain sont attribués à Jehan de Bayeux et sont construits entre 1388 et 1398) et un gable gothique flamboyant (fenestrages proches de la tour de Beurre - l'auteur est inconnu, mais des archéologues penchent soit pour Jehan de Bayeux soit pour Jenson de Salvart). Le sommet de la façade est achevé par quatre pyramides (des sortes de pinacles), dont deux ne sont pas antérieures au début du XXe siècle.

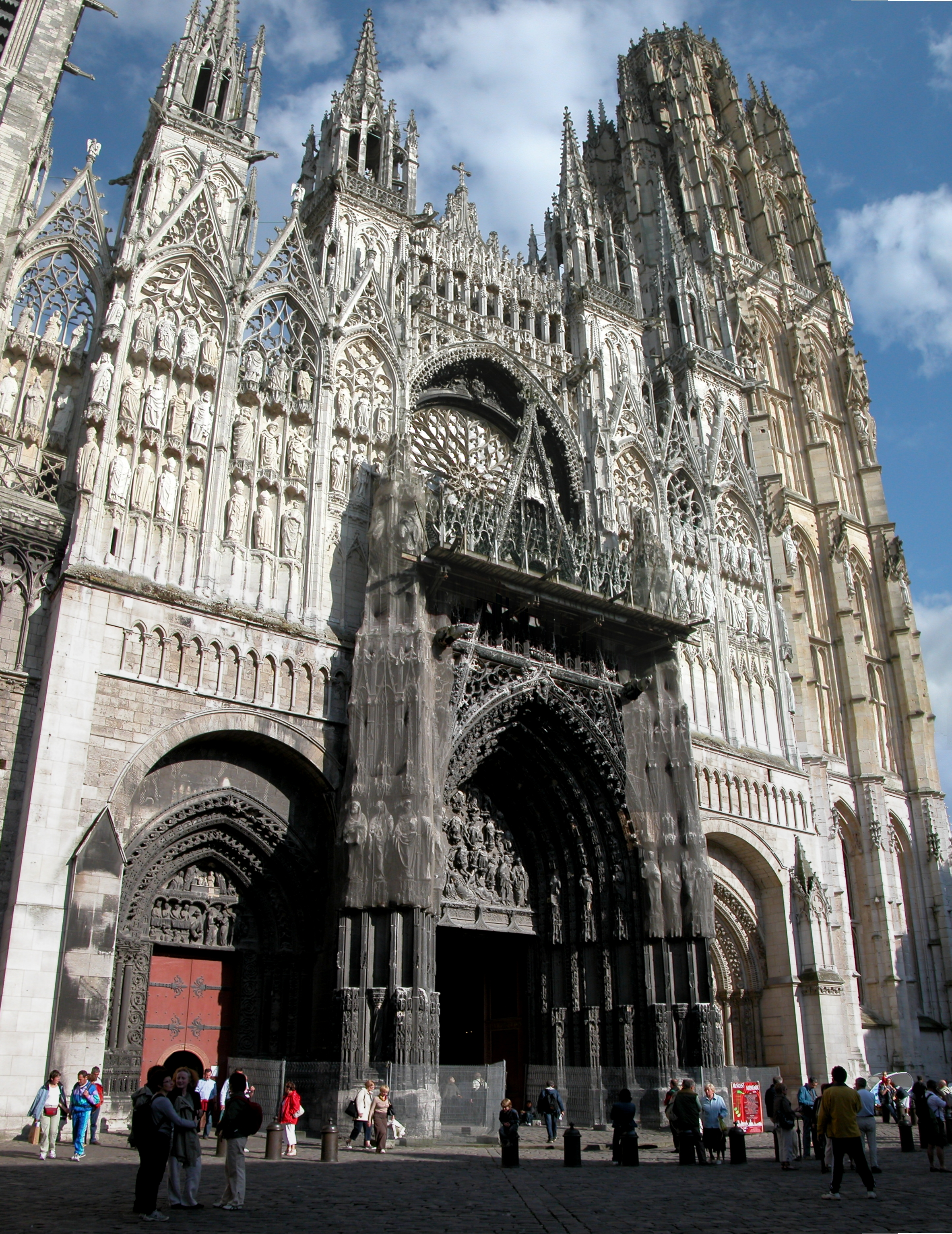
Vue générale en 2008 avant le nettoyage des portails.
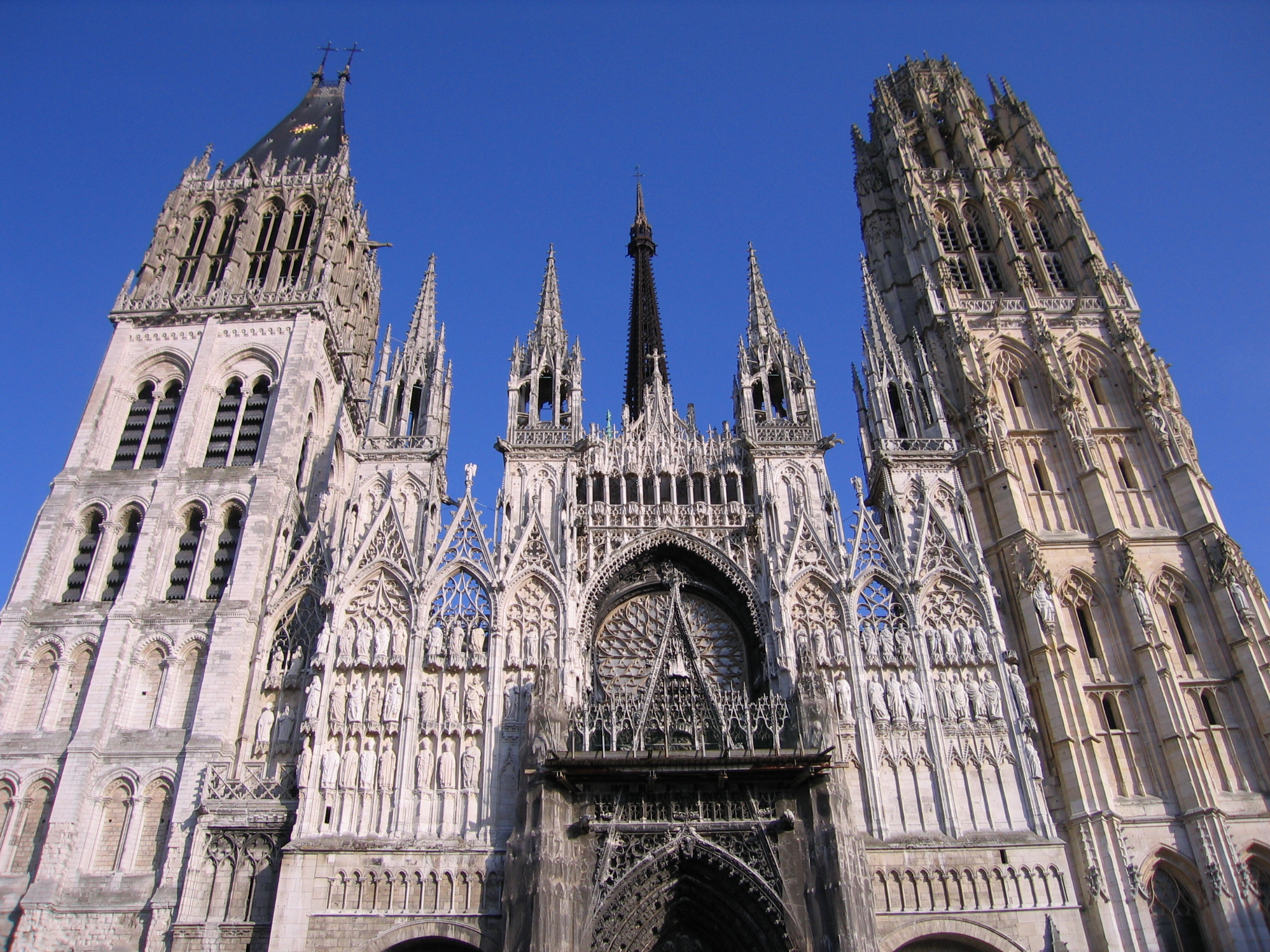
La façade.
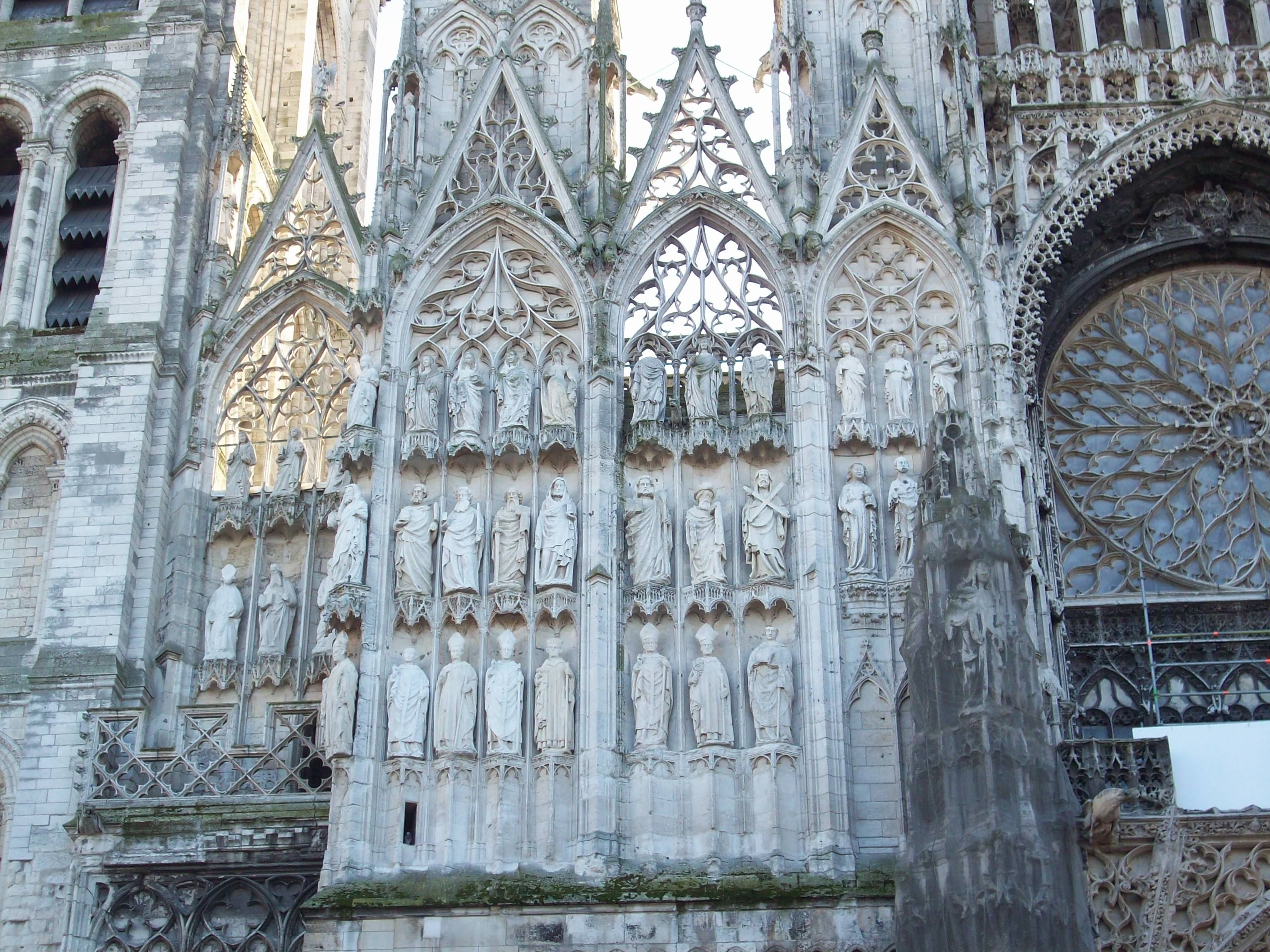
Des statues nichées sur la façade côté Nord.
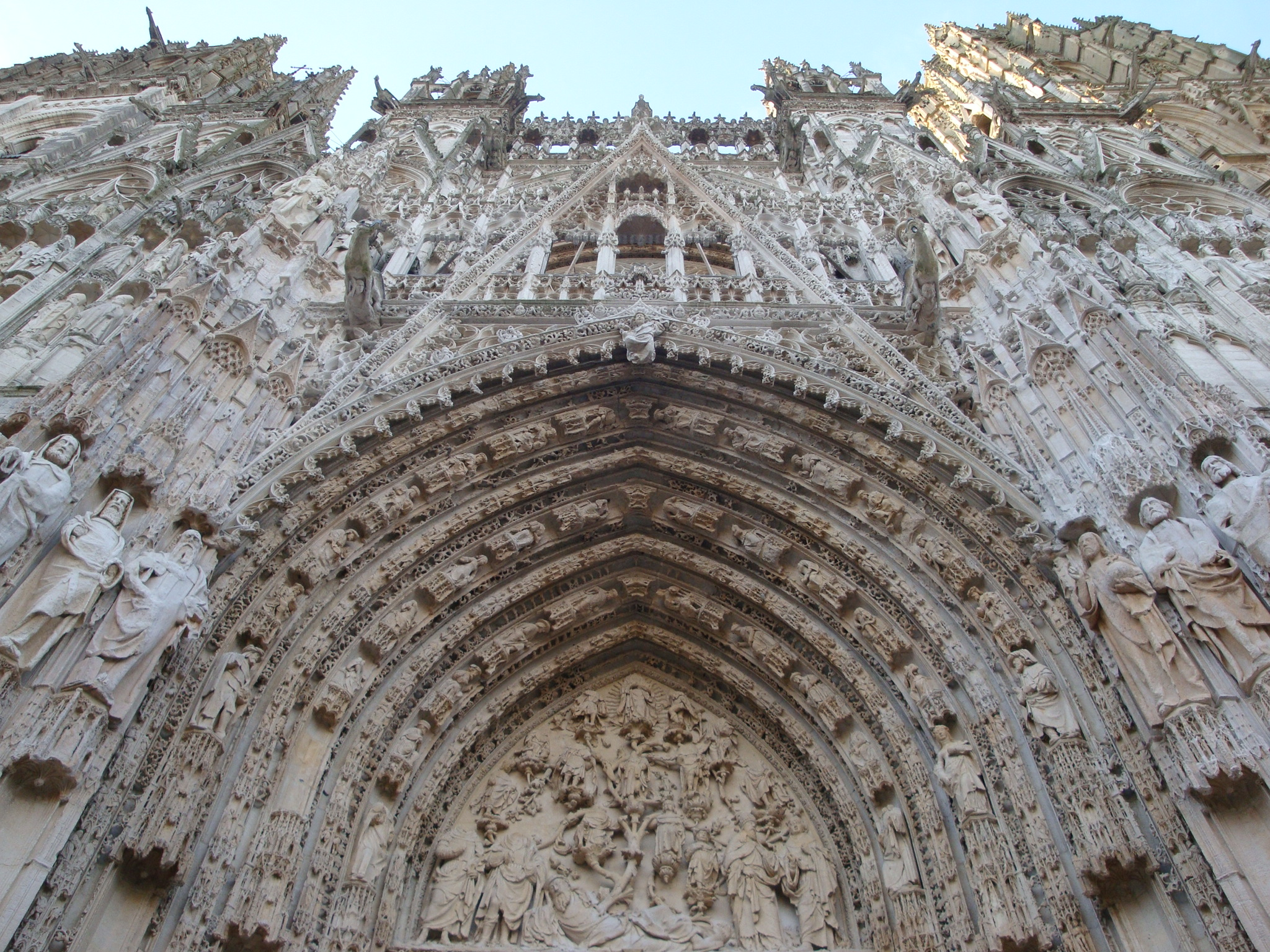
La façade restaurée.
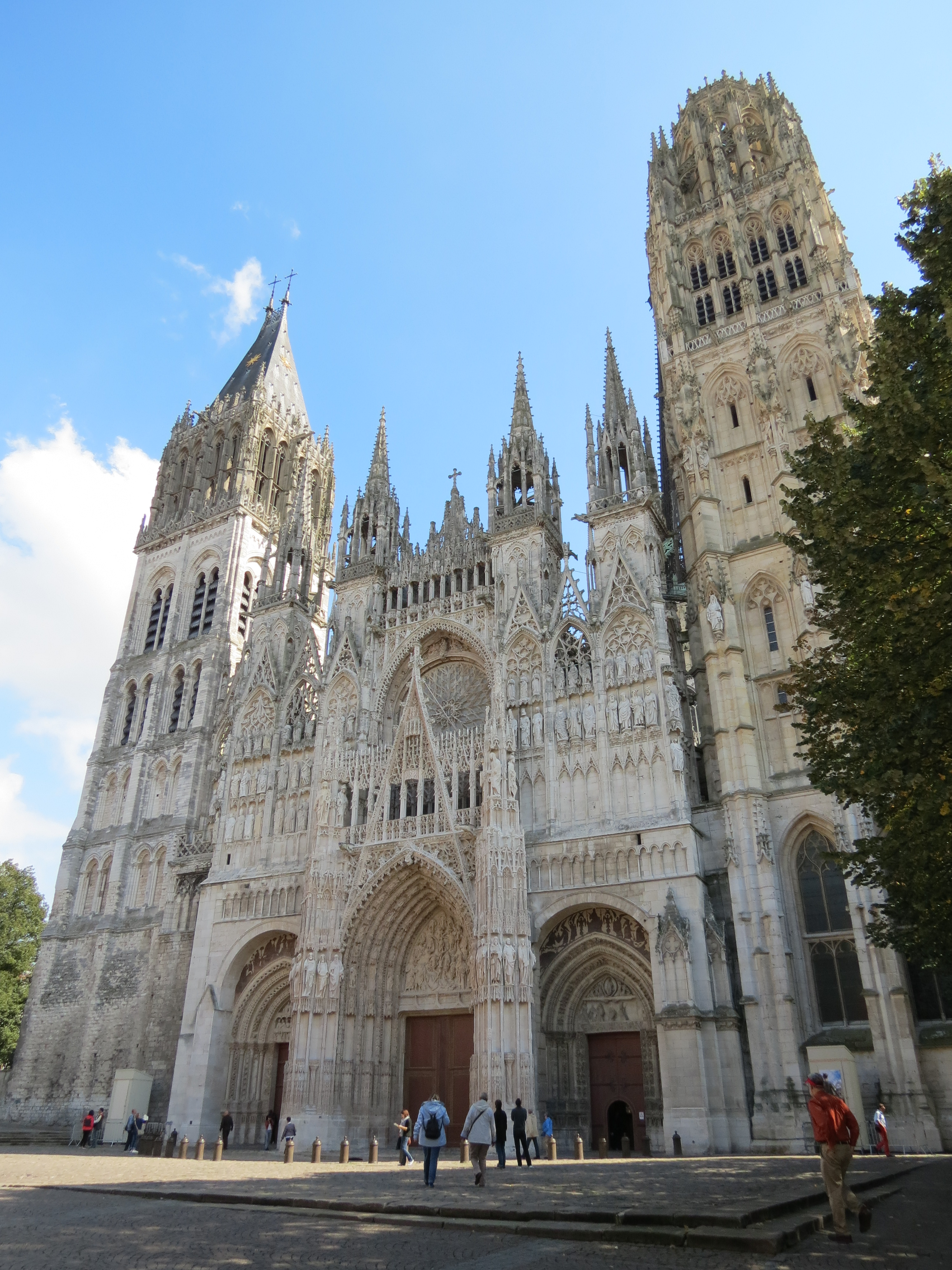
Vue d'ensemble de la façade restaurée en 2015, après la dépose des échafaudages.

#### Le portail Saint-Jean
Le portail Saint-Jean au nord est le seul tympan qui soit intact parce qu'il a connu plusieurs campagnes de restauration dès 1769. Le tympan, divisé en deux parties, représente des évènements des vies de saint Jean Baptiste et de saint Jean l'Évangéliste. La partie supérieure représente le « Mystérieux passage » de Saint-Jean l'Évangéliste. Le registre inférieur, de gauche à droite, raconte le festin d'Hérode, la danse de Salomé et la décollation de saint Jean-Baptiste.
Entre l'arc brisé et l'arc de décharge, dans le tympan haut du portail, se trouve le Baptême du Christ au centre et des détails de la vie de saint Jean en ombres chinoises. Cette technique de décoration, très originale, est un motif de « pierre de découpe », sur fond de fleurs de lys à l'origine dorées.

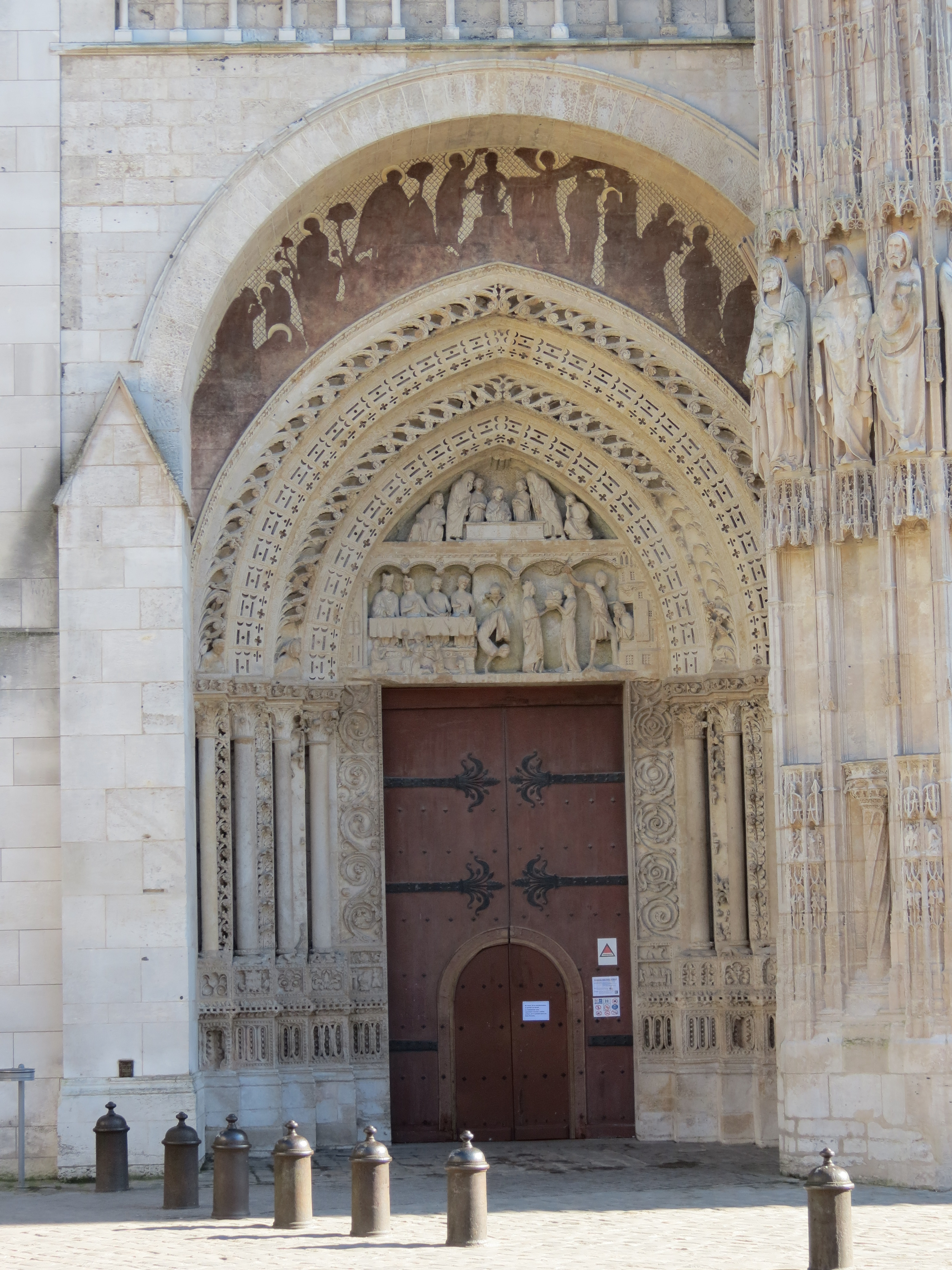
Portail Saint-Jean.
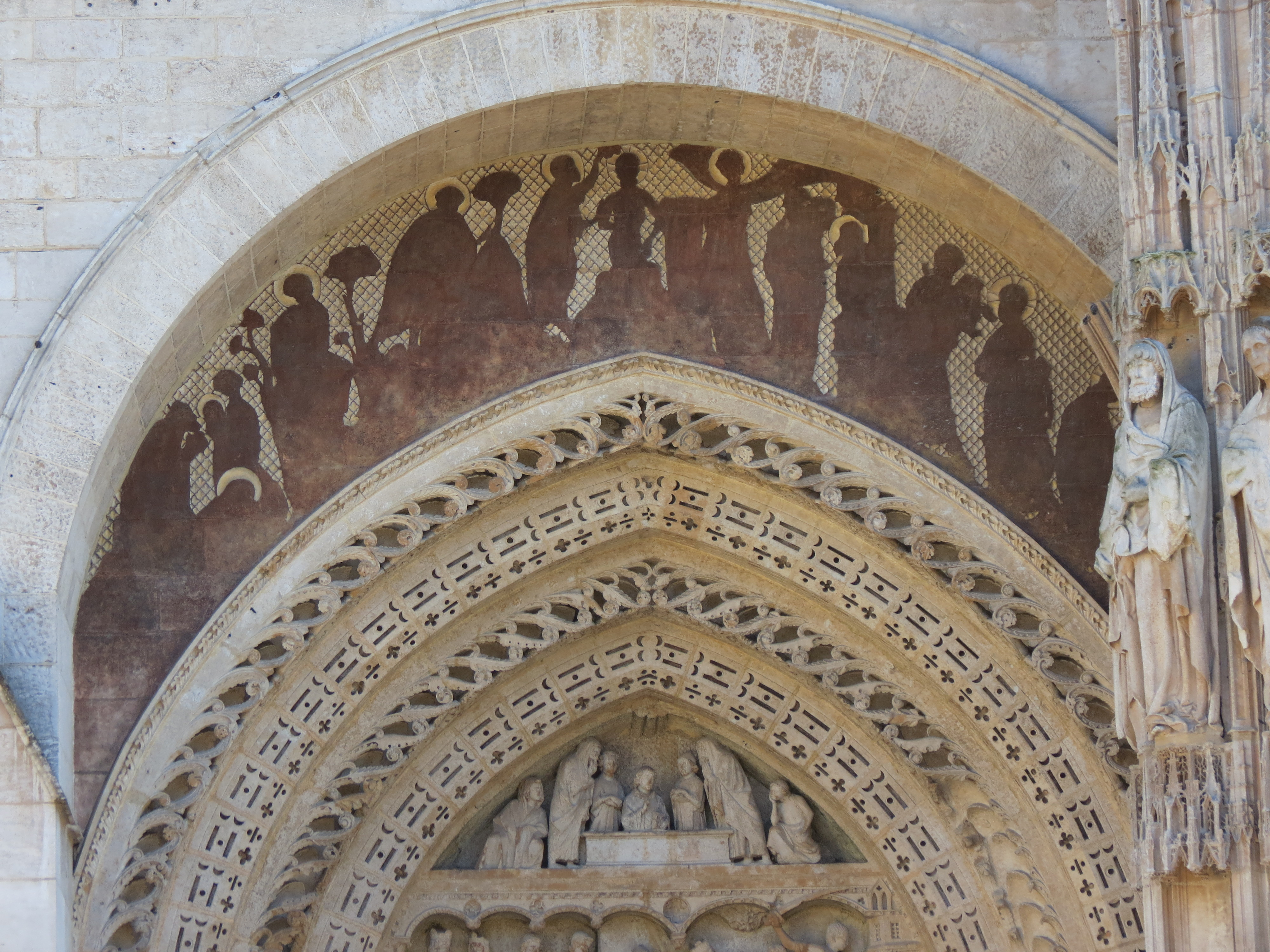
Représentation du Baptême du Christ.
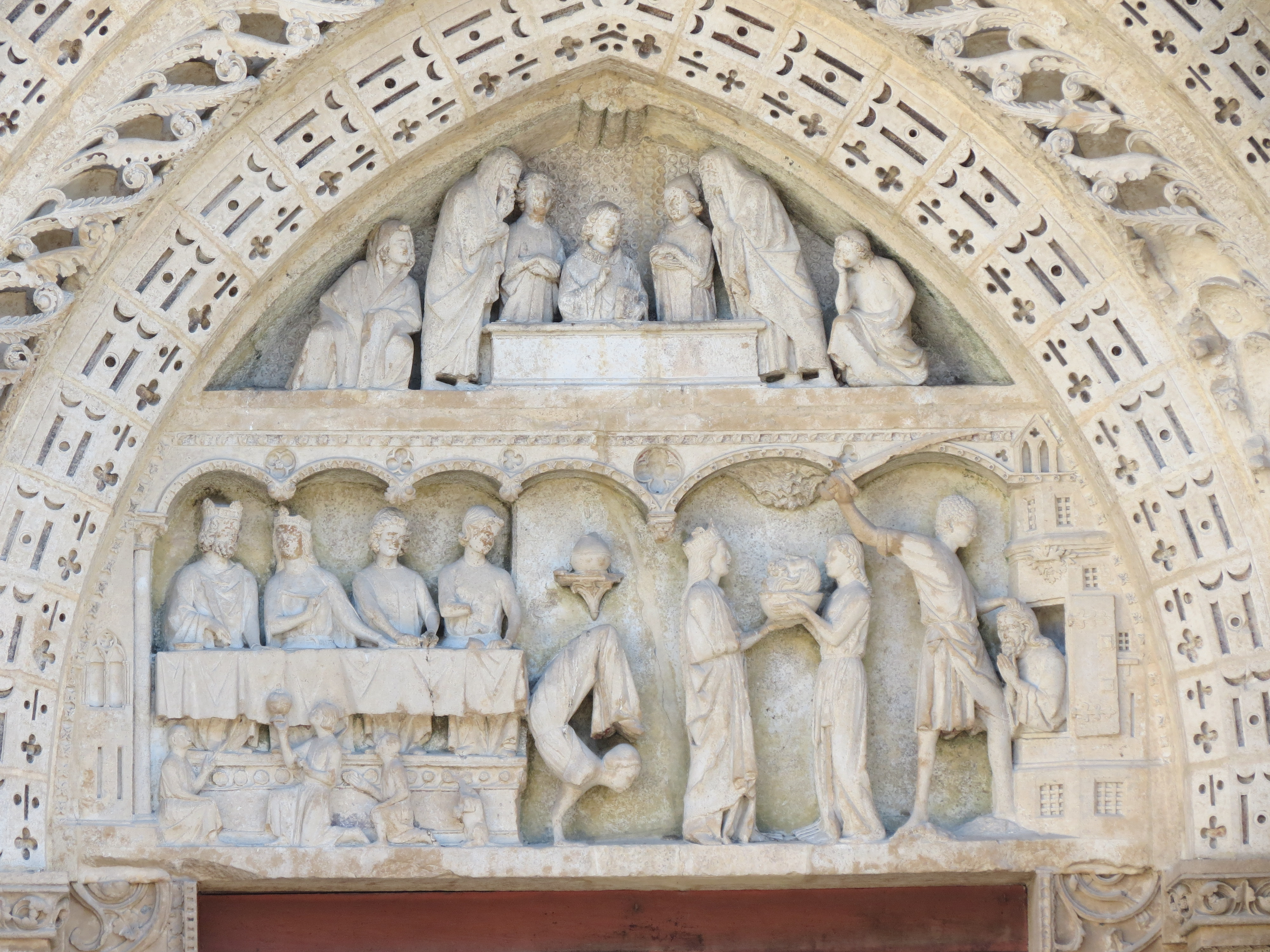
Tympan du portail Saint-Jean.
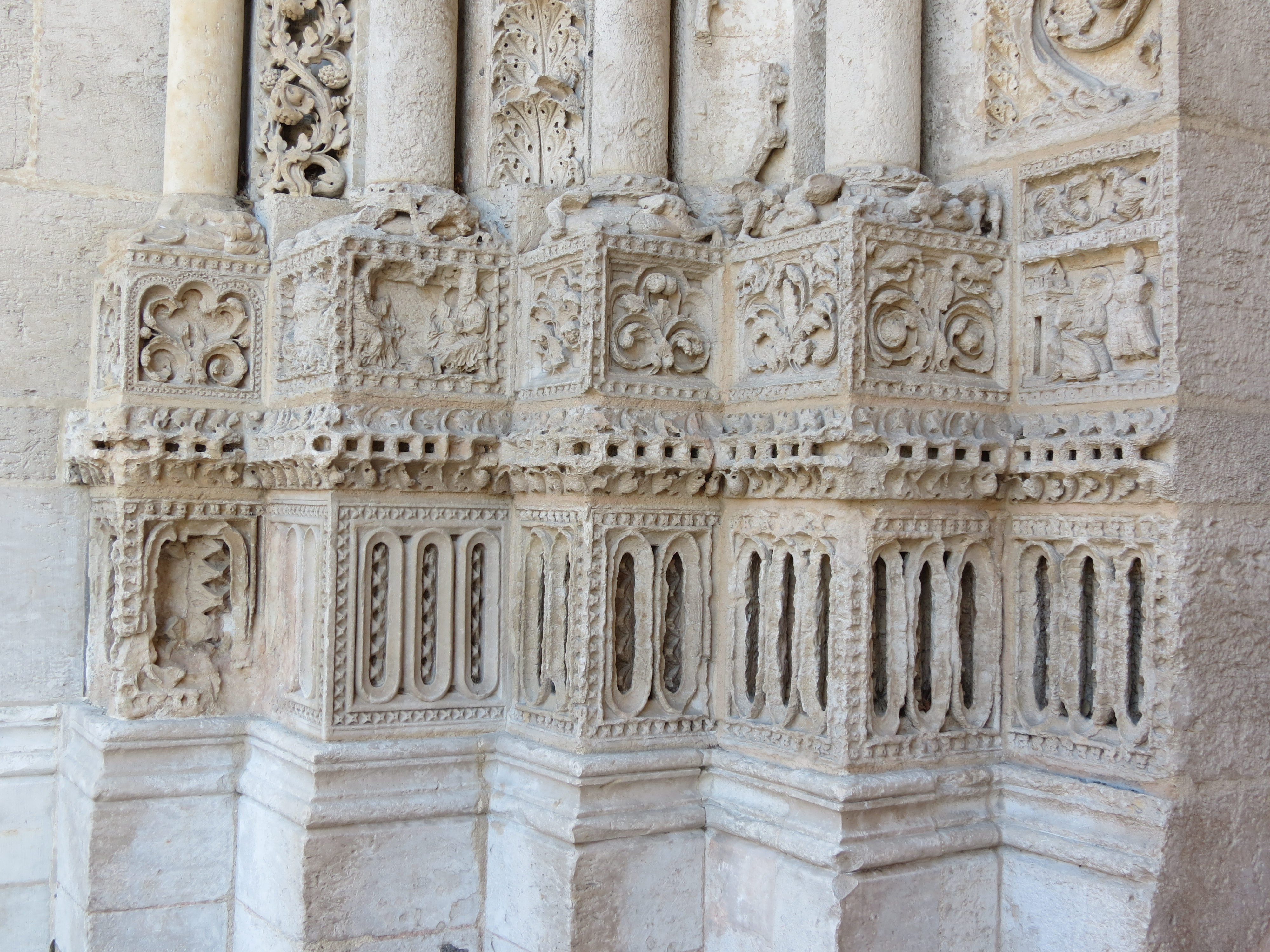
Détail du socle avec des scènes historiées.
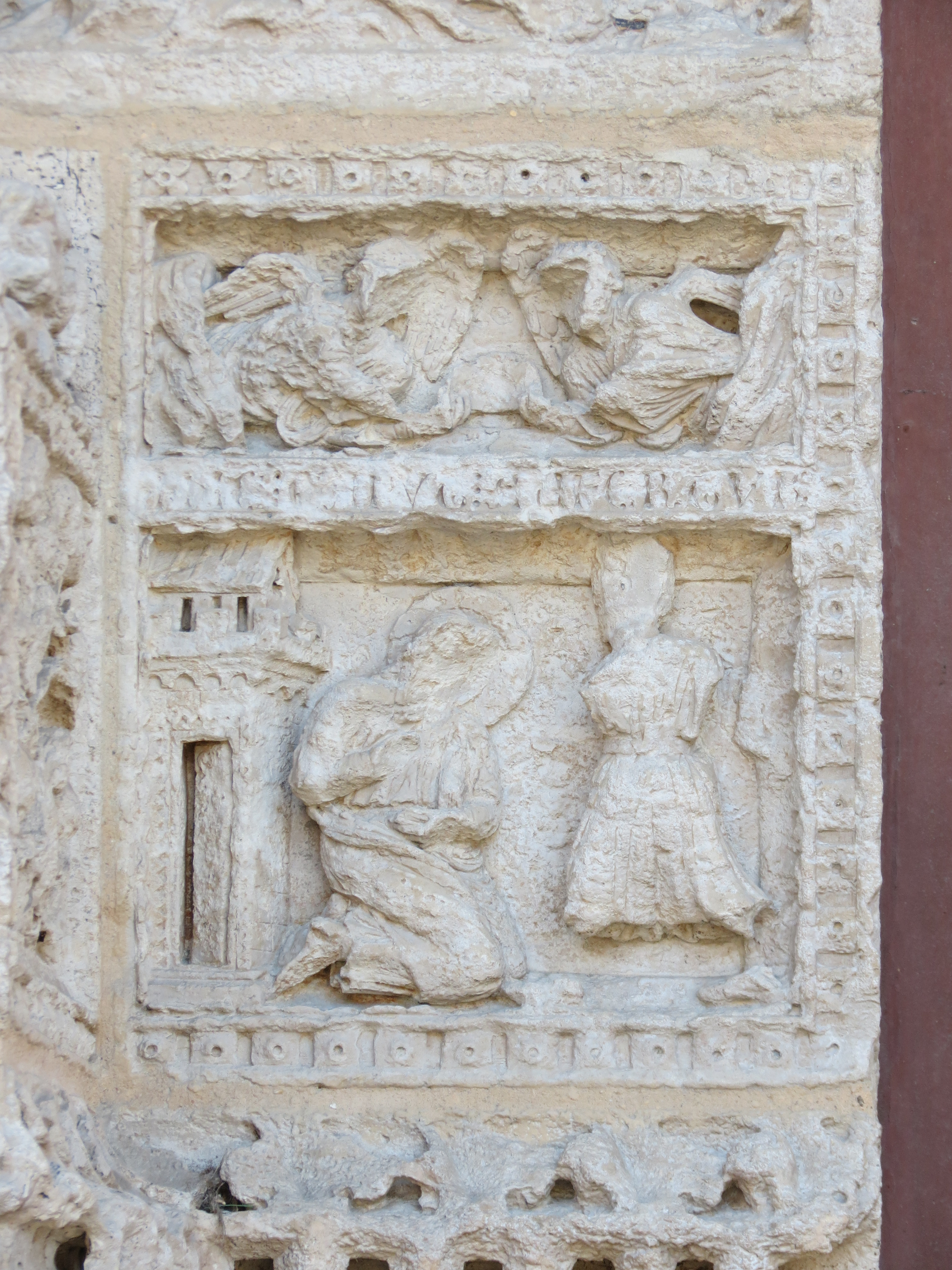
Scène historiée sur le socle.
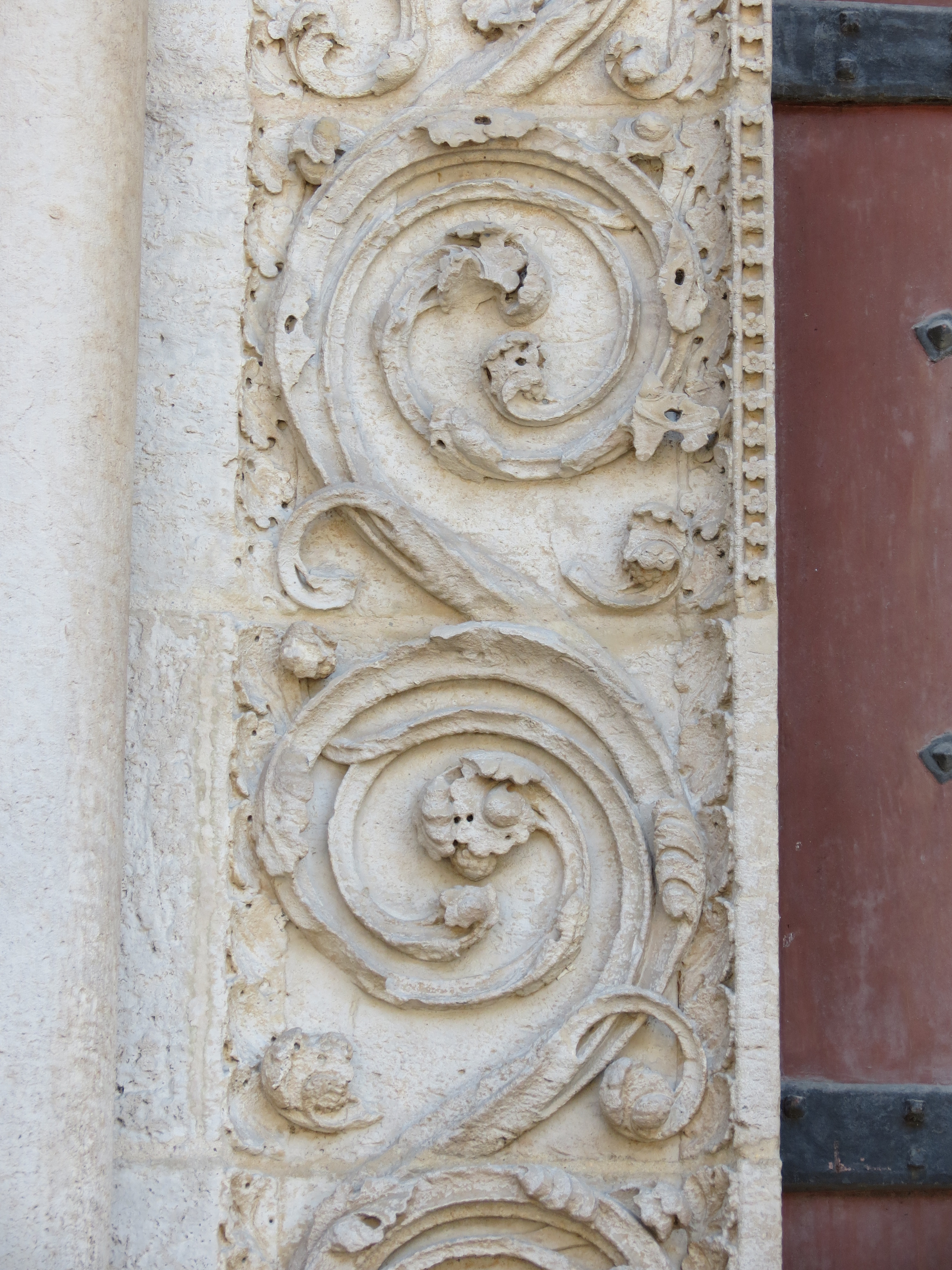
Décor à rinceaux du pied-droit.
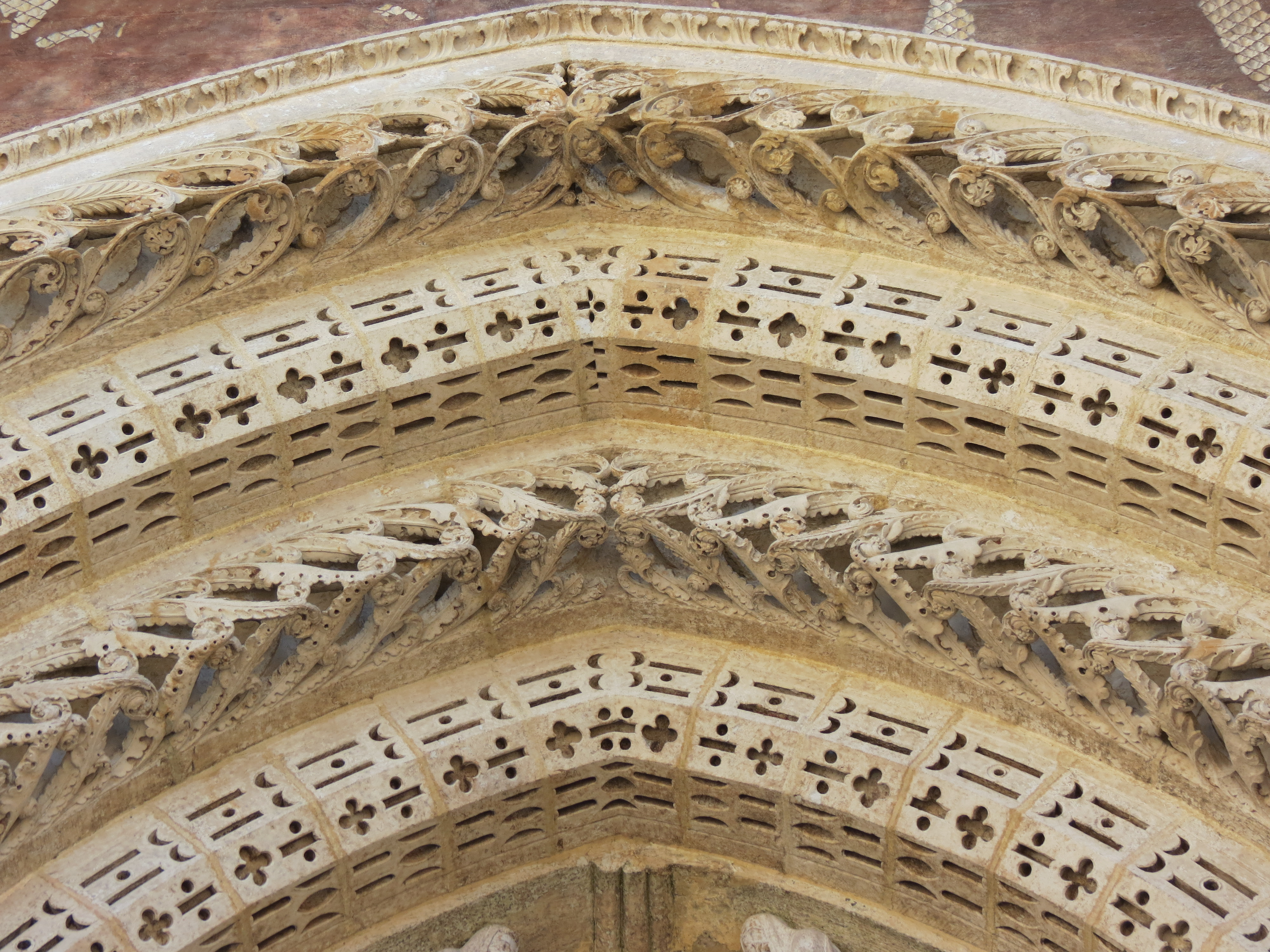
Voussures du portail.
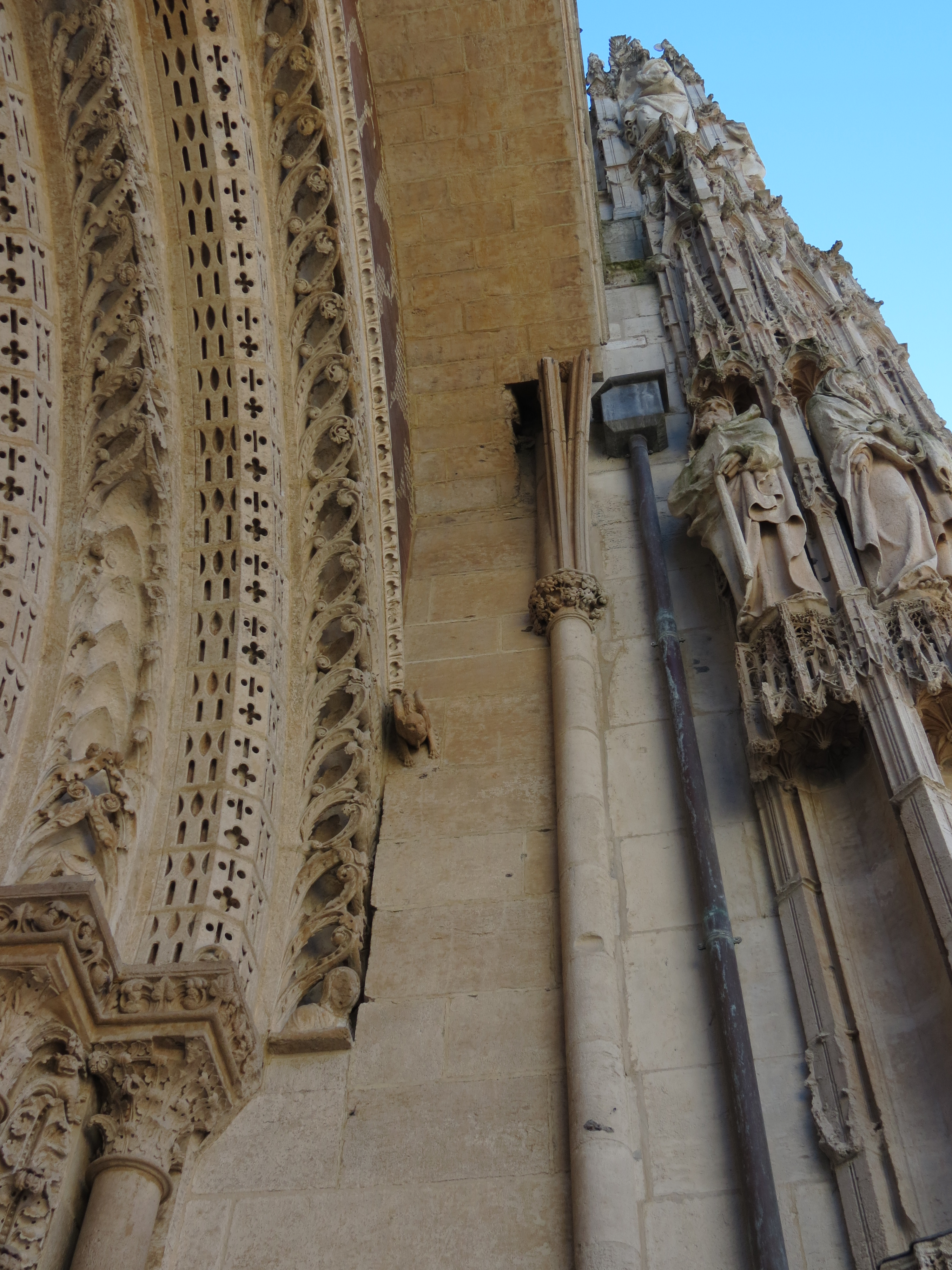
Trace d'un porche aujourd'hui inexistant.

#### Le portail Notre-Dame
Le portail central et le portail Saint-Étienne sont endommagés et cela depuis les guerres de religion, époque où les calvinistes, nombreux à Rouen, ont décapité et mutilé les statues de presque toutes les églises de la ville, en détruisant également le mobilier et les tombes à l'intérieur des édifices. Cependant, on reconnaît sur le tympan du portail Notre-Dame un arbre de Jessé qui constitue une des rares représentations de ce thème dans la pierre. Cette réalisation du Rouennais Pierre des Aubeaux, sculptée en 1512-1513, a souffert des dégâts causés par les huguenots en 1562, et a été restaurée en 1626 par Nicolas Gugu ou Cucu. Les voussures, de l'intérieur vers l'extérieur, sont agrémentées de statues de patriarches, de sibylles et de prophètes. Les portes ont été réalisées en 1512 par Nicolas Castille. L'étagement du portail est constitué d'un premier grand gable recoupant une galerie, la grande rose en retrait et une seconde galerie dite du « Viri Galilei ».

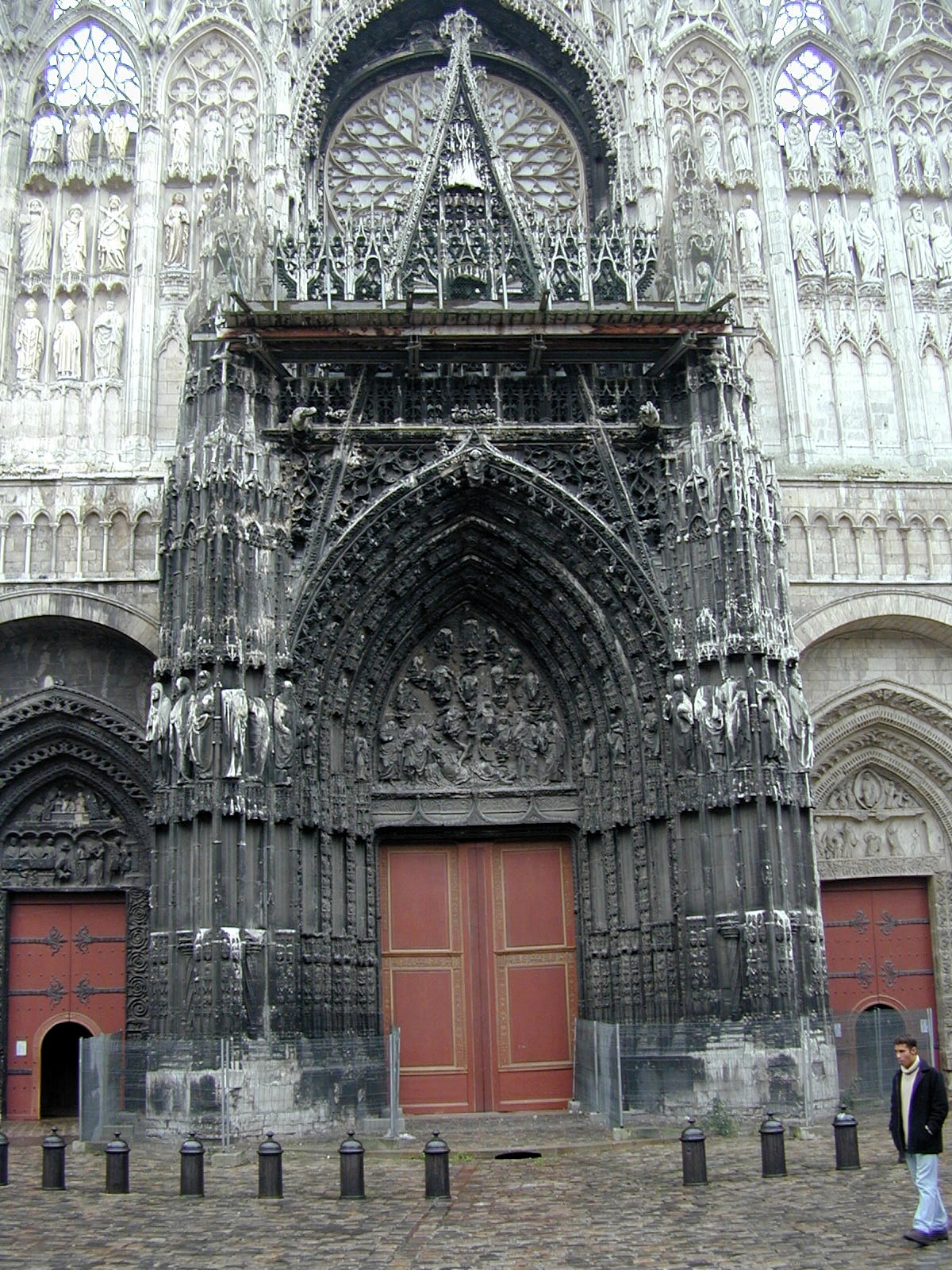
Portail central Notre-Dame avant nettoyage.
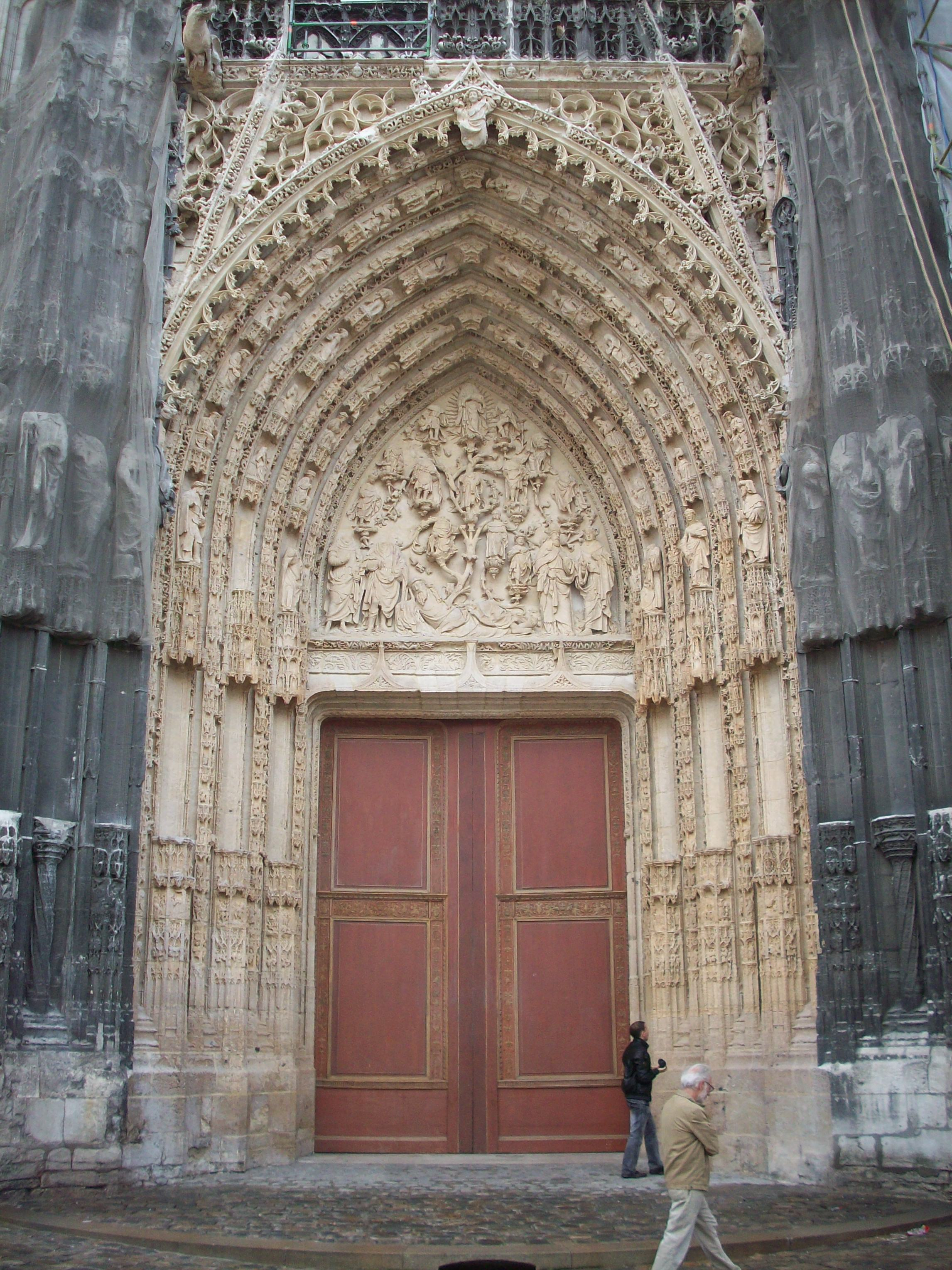
Portail central Notre-Dame.
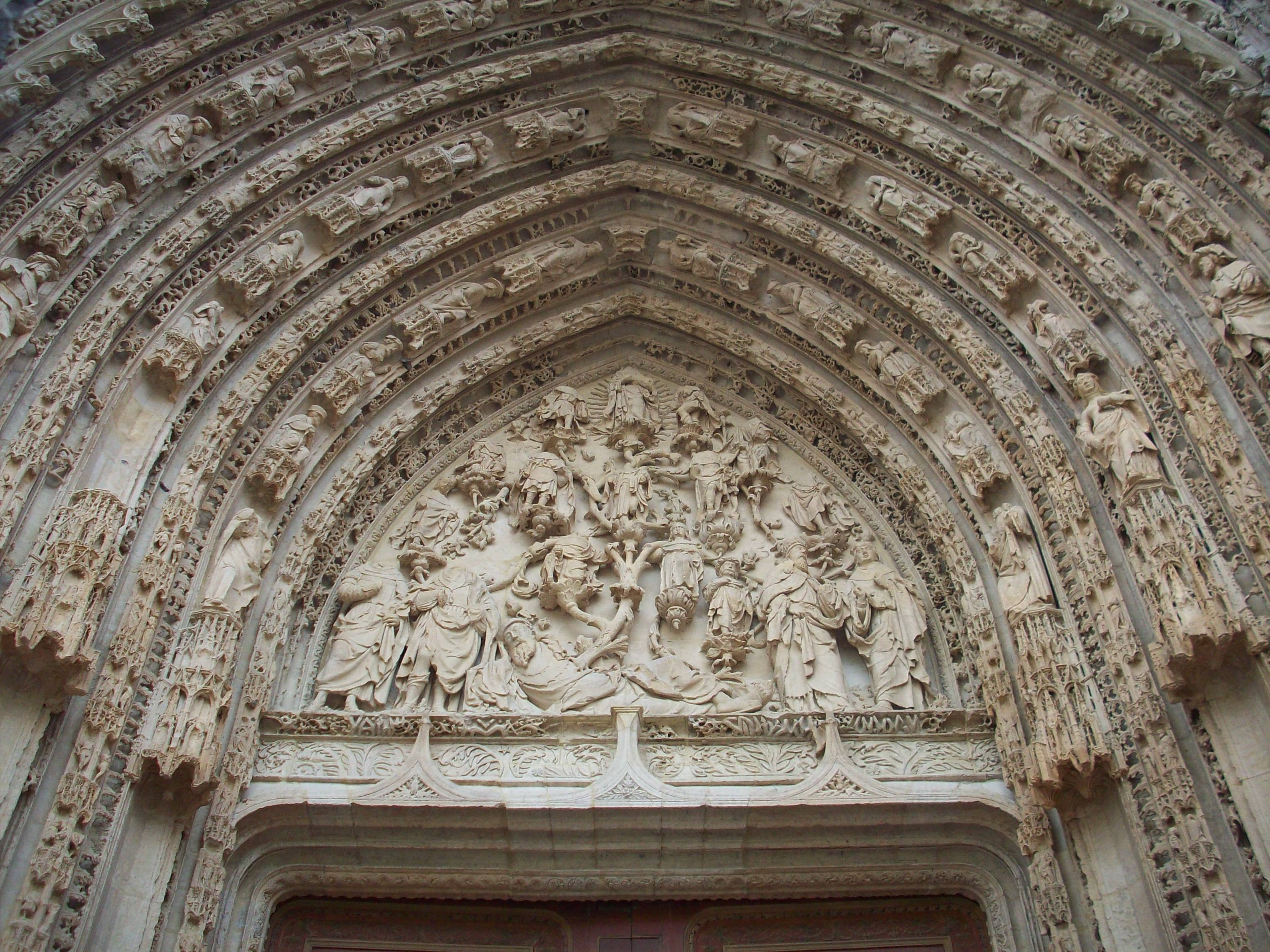
Tympan du portail central.

#### Le portail Saint-Étienne
Saint Étienne est méconnaissable sur le portail du même nom au sud. Son tympan, comme pour celui Saint-Jean est divisé en deux parties : un Christ en majesté dans une mandorle qui accueille fidèles et pèlerins car il n'a pas été mutilé par les protestants, et dessous la lapidation de saint Étienne ; cette partie inférieure, outre les actes iconoclastes des protestants (surtout pendant la première guerre de Religion, avant l'arrivée de l'armée Élisabeth Ire à la fin de septembre 1562) des restaurateurs supprimèrent certains personnages de la scène du martyre de saint Étienne pour mettre en évidence le linteau de la porte. La configuration du tympan (le Christ glorieux dans les cieux, entouré d'anges, sur la partie supérieure, et Étienne lapidé par ses bourreaux en présence de Saul) illustre le récit du martyre de saint Étienne « Je vois les cieux ouverts et le Fils de l'homme debout à la droite de Dieu » (Actes des Apôtres, chapitre 7, verset 56). Au-dessus du tympan est raconté la Cueillette des âmes.

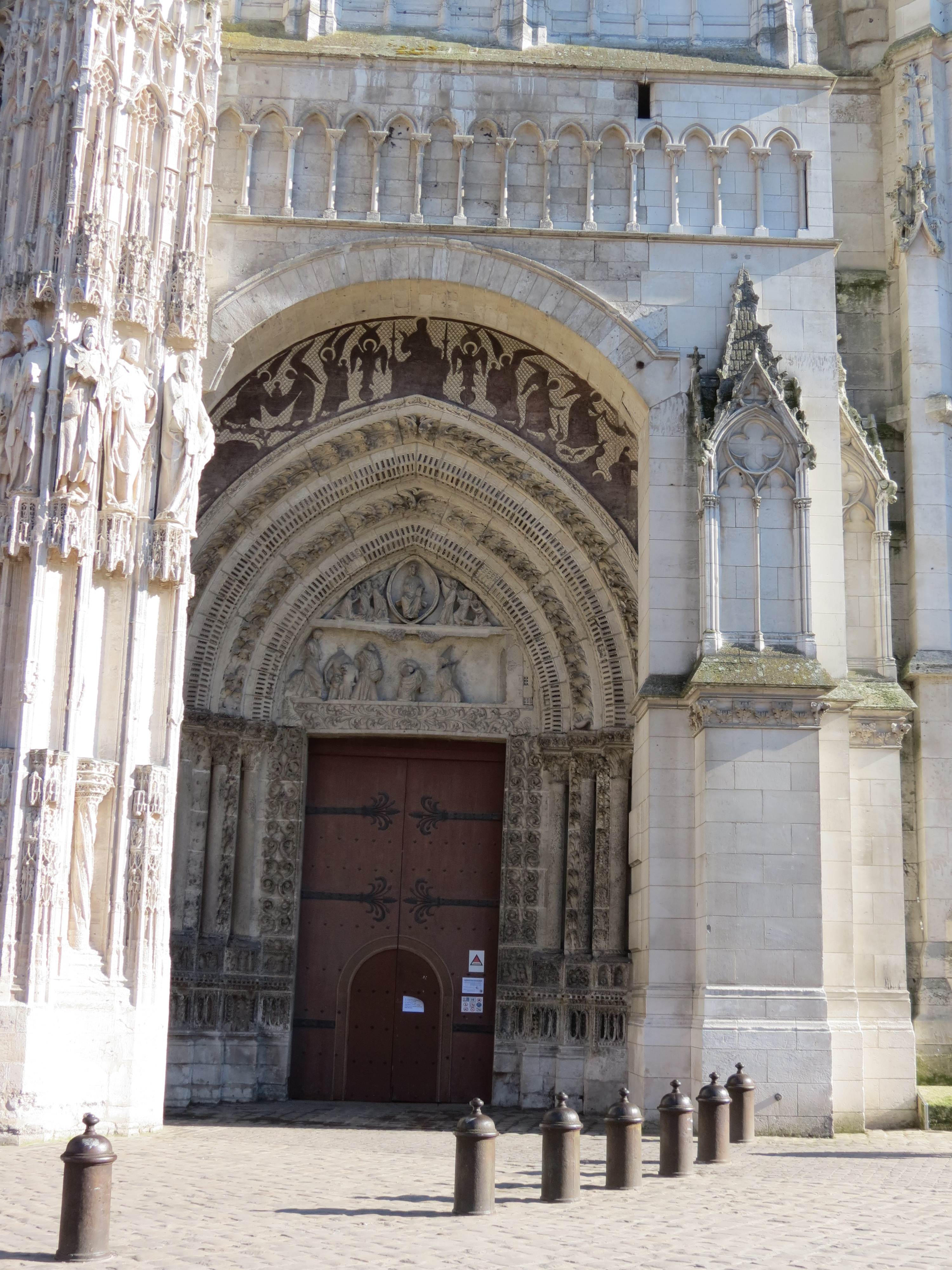
Portail Saint-Étienne.
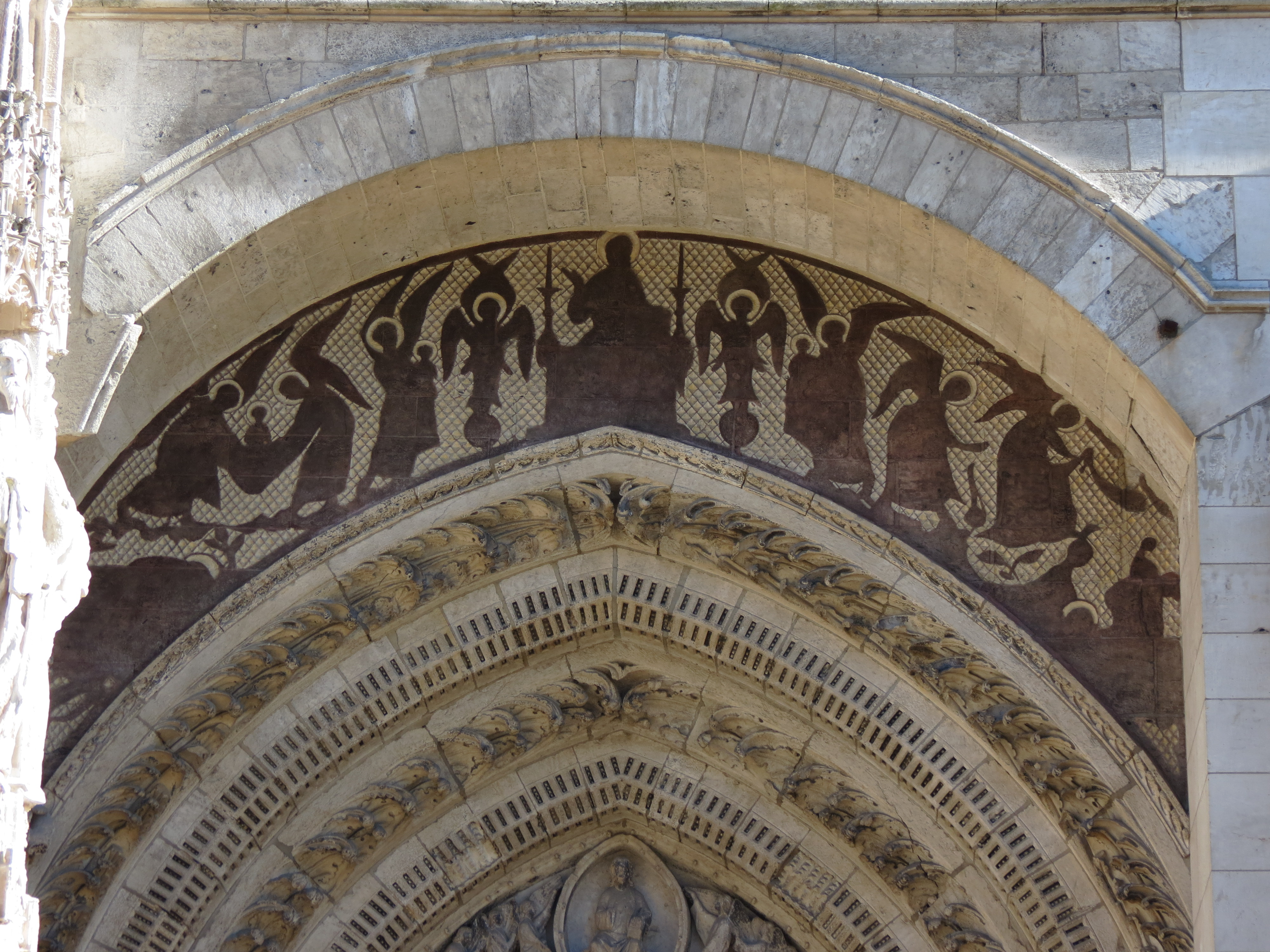
Représentation de la cueillette des âmes.
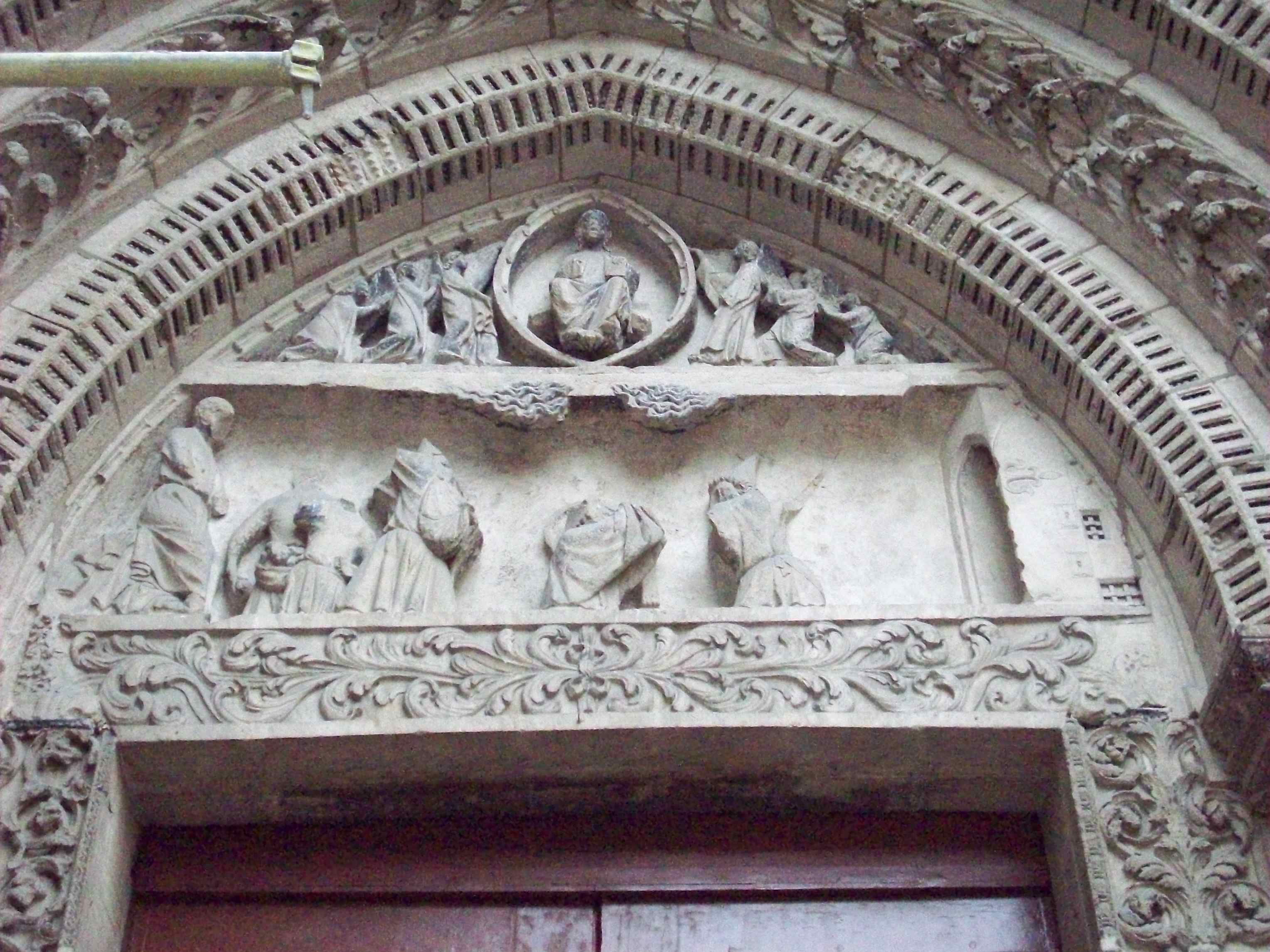
Tympan du portail Saint-Étienne.
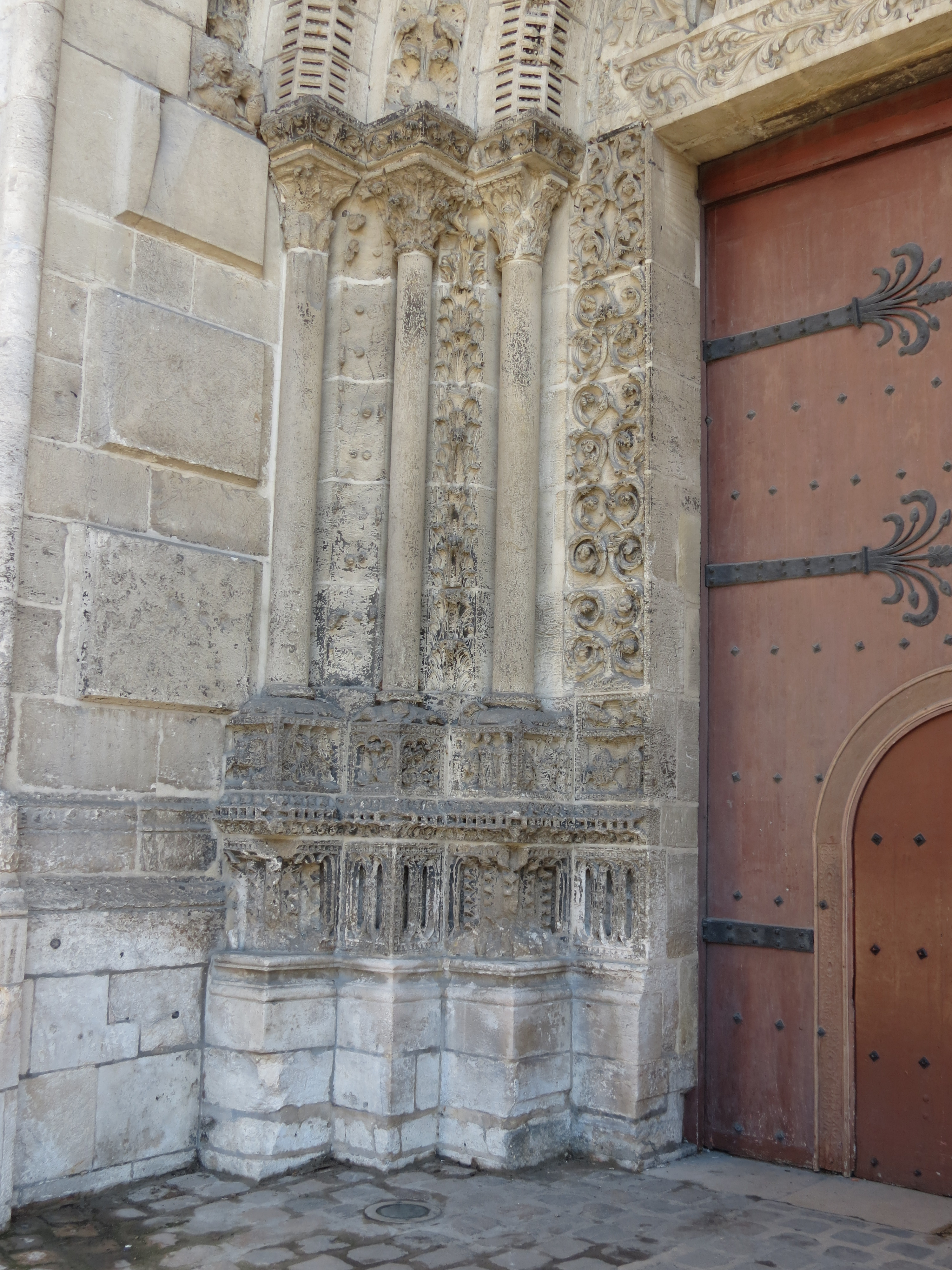
Embrasure marquée par un socle et trois colonnes soutenant les voussures.
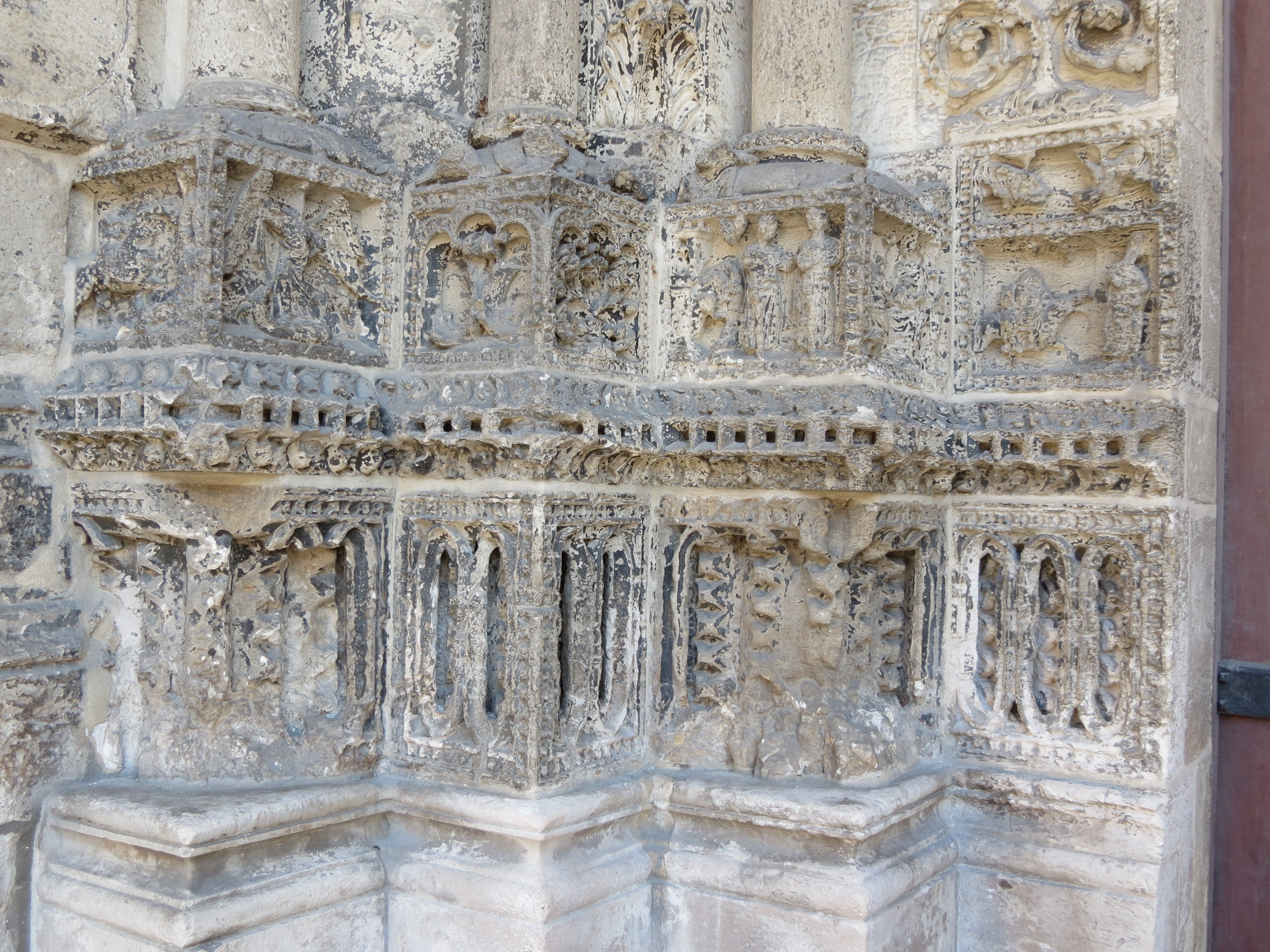
Détail du socle avec des scènes historiées.
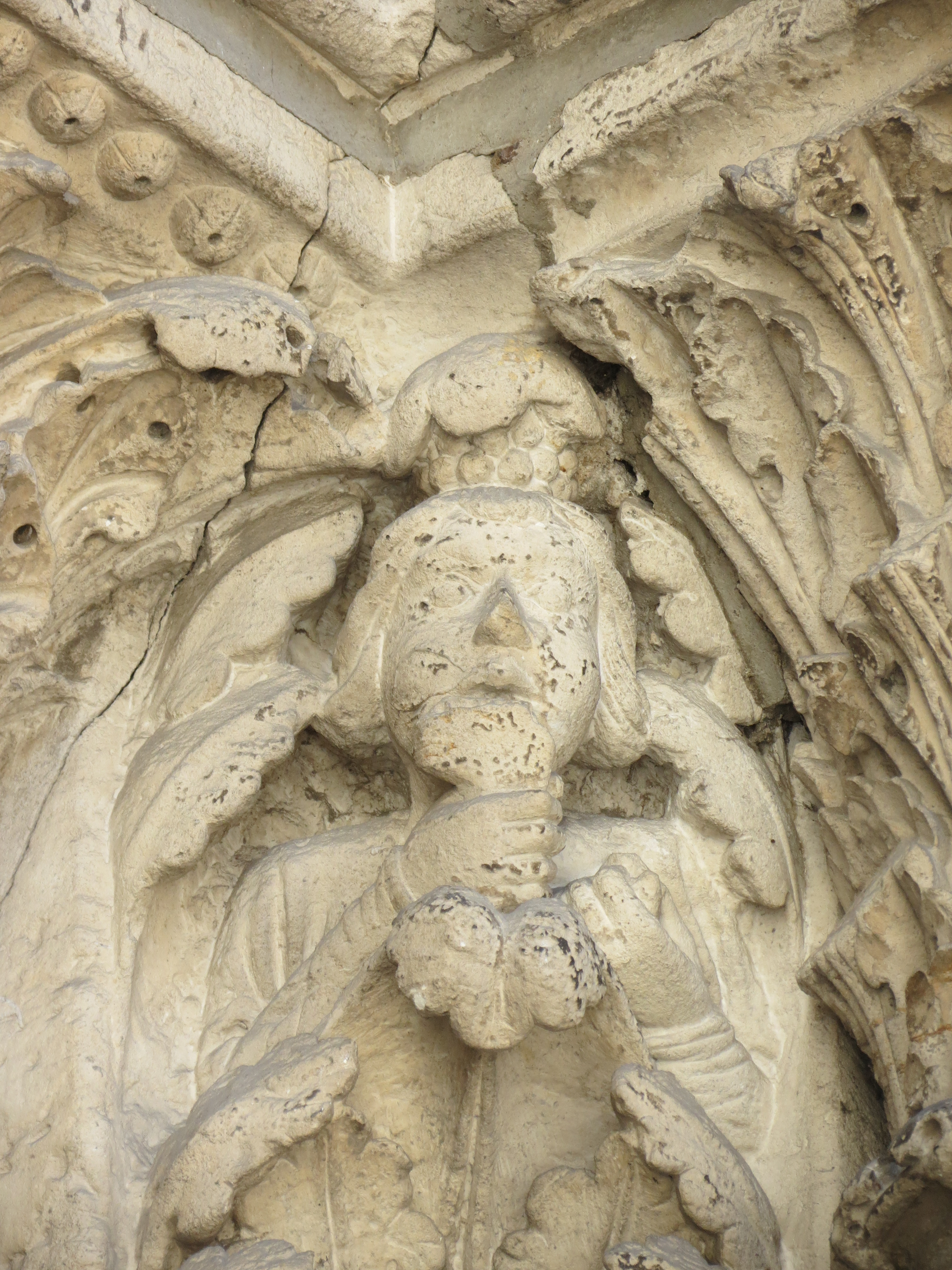
Tête sculptée entre les chapiteaux des colonnes.

### Le portail Saint-Siméon
Il est construit au XIIIe siècle sur la 8e travée du collatéral sud, au moment de la construction des chapelles entre les arcs-boutants. Également appelé « porte des Maçons » ou « porte aux Machons », il donnait sur un jardin de la rue du Change nommé la « loge des maçons de la cathédrale » ou « aître Saint-Étienne ». Il a remplacé un portail avec porche qui se trouvait au niveau de la 7e travée du bas-côté sud. Masqué par des maisons, celles-ci sont détruites au cours du XIXe siècle, dont la dernière, la bijouterie Noël Sanguin, adossée à la tour de Beurre est démolie en 1895. Le portail est détruit dans la nuit du 18 au 19 août 1944. Son tympan représentait la présentation de la Vierge et de Jésus au Temple. Des travaux de mise en accessibilité de la cathédrale en 2017 ont été l'occasion de nettoyer le portail et restituer l'encadrement de la porte.

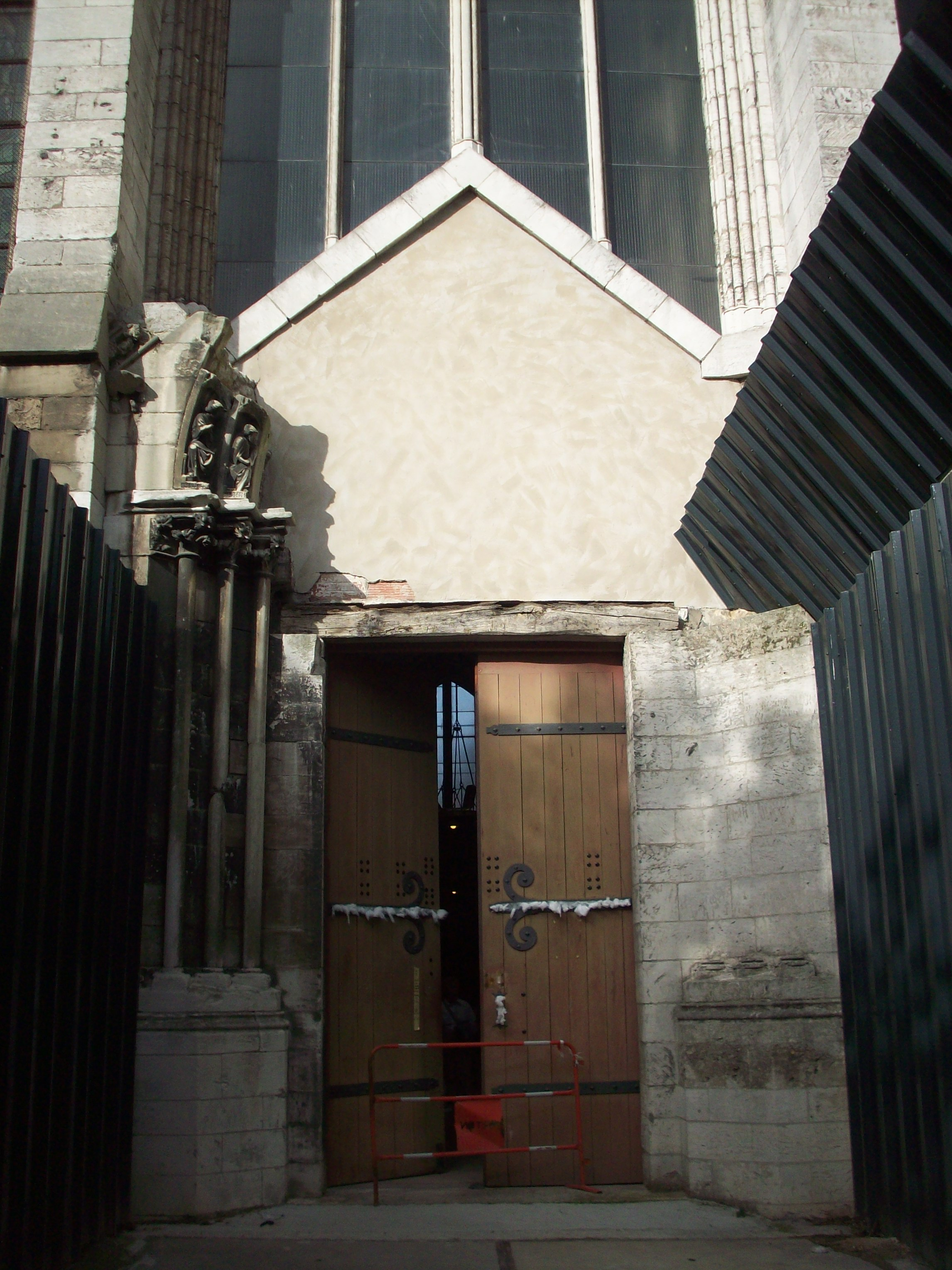
Portail Saint-Siméon avant restauration.
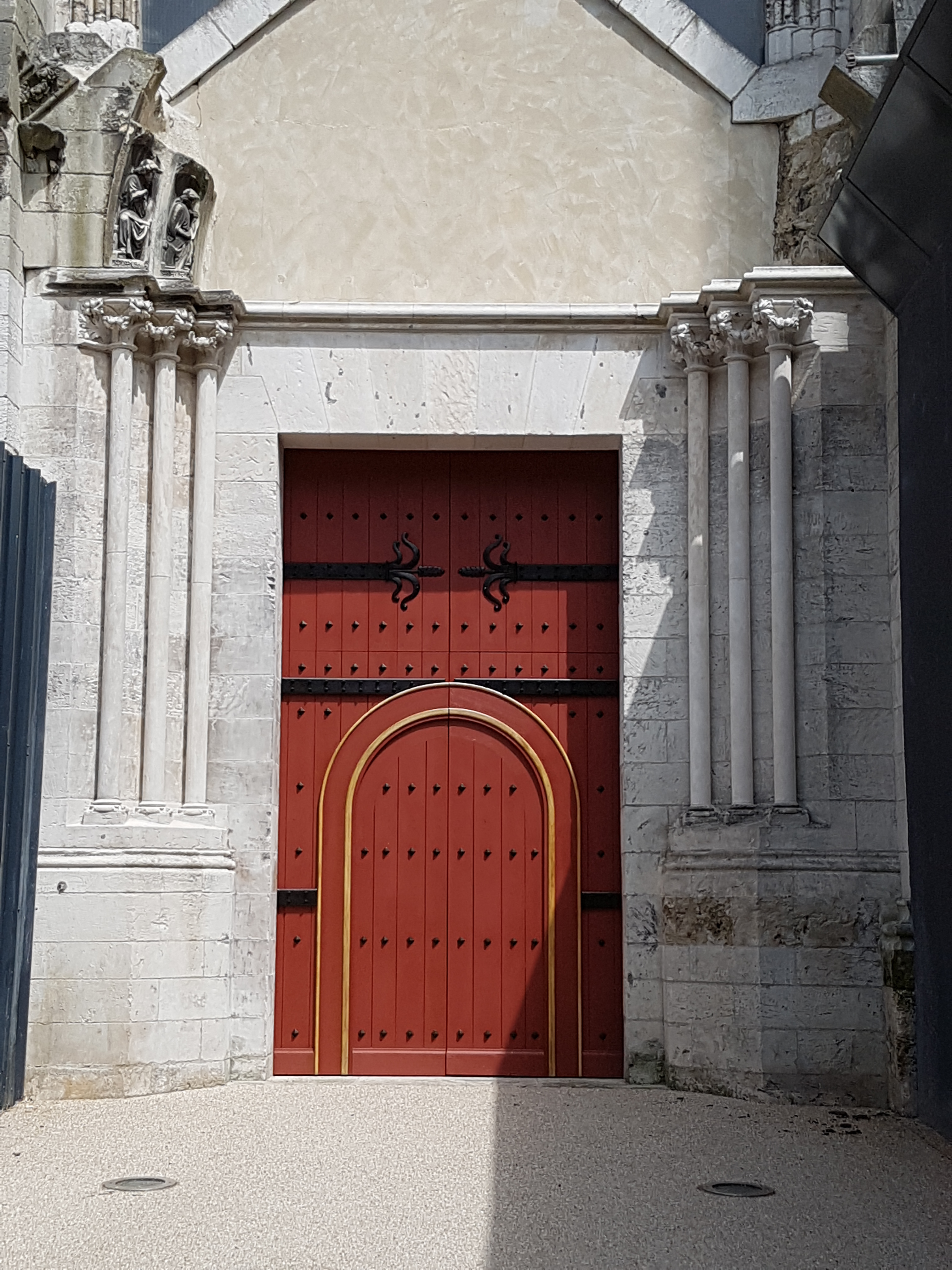
Portail Saint-Siméon après restauration et modification de la porte.
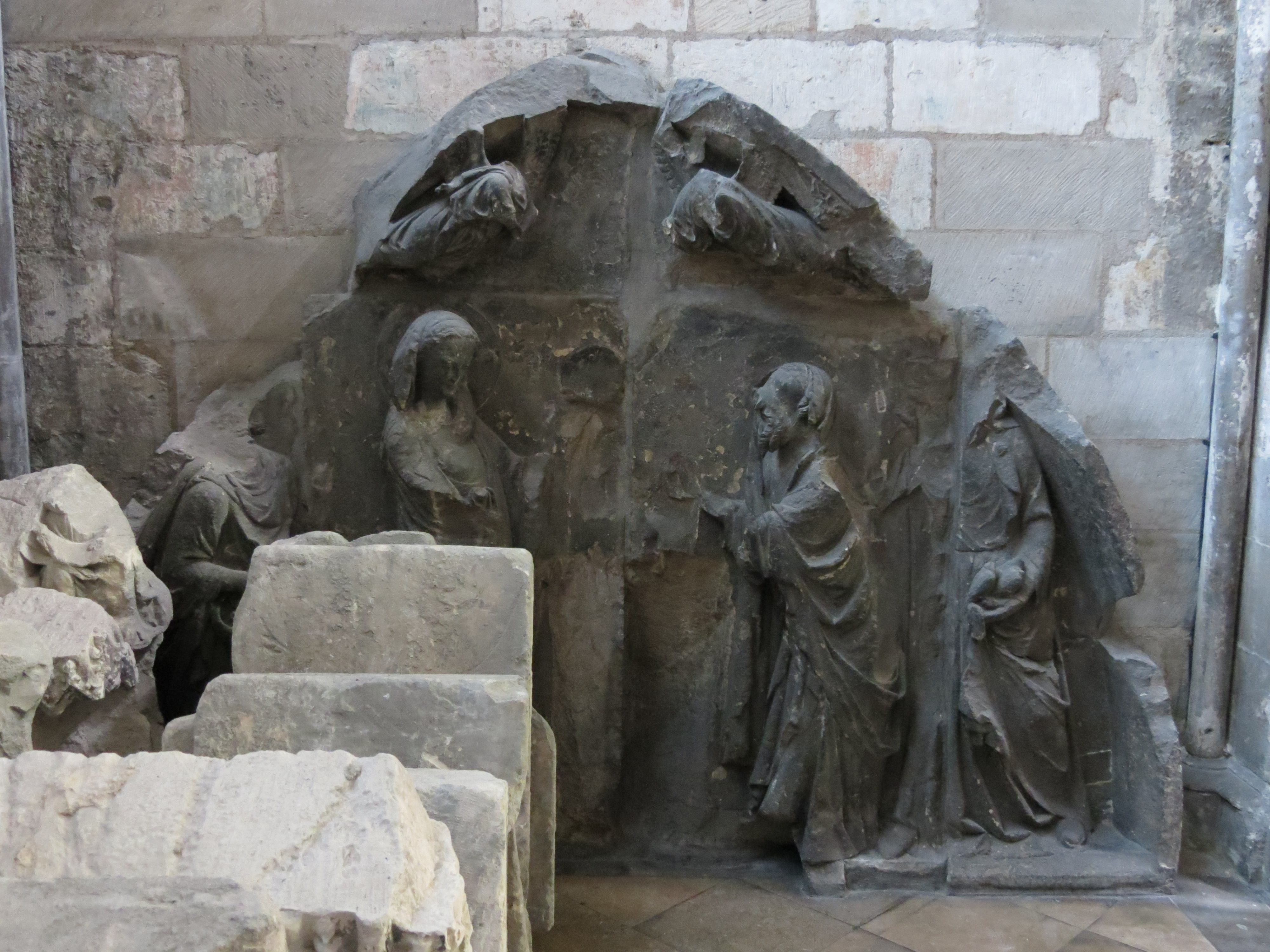
Tympan déposé dans la chapelle Saint-Julien.

### Les portails du transept
Le portail des Libraires comme celui de la Calende, est surmonté d'un arc en tiers-point à voussure sculptée au-dessus duquel un gable se détache de la claire-voie vitrée. La rose est surmontée d'un grand gable. Les tours carrées qui encadrent les bras du transept largement évidées, construites au XIIIe siècle, devaient porter des flèches de pierre jamais réalisées.

#### Le portail des Libraires
Ce portail, ouvert sur le croisillon nord du transept, a changé d'appellation au fil du temps. Sa première appellation, « portail de la Vierge », provient du Livre d'ivoire vers 1300. Il prend ensuite le nom de « portail des boursiers » du fait que la douzaine d'échoppes qui donnent sur la cour dite des Libraires aujourd'hui étaient occupées au XIVe siècle par des artisans exerçant ce métier. Il prend finalement le nom de « portail des Libraires » du fait de l’installation des libraires dans les échoppes de la cour ou plutôt du fait d'être encadré par la librairie qui désignait au Moyen Âge et à la renaissance encore, la bibliothèque, alors que les marchands de livres se nommaient les « libratiers », une confusion de termes se serait produite par la suite.
Le tympan du portail développe le Jugement dernier sur deux niveaux : la résurrection des morts sortant de leurs tombeaux avant la séparation des justes et des damnés. La partie supérieure, qui n'a jamais été sculptée, devait accueillir un Christ en majesté.
Les voussures sont peuplées d'anges, d'apôtres et de martyrs. Les vierges sages et les vierges folles encadrent la grande rose jusqu'à la base du gable du grand portail.
Le meneau central supporte dans une niche abritée sous un dais une statue de Saint-Romain, retaillée au XIXe siècle.
Le soubassement est constitué de médaillons dans des quadrilobes qui racontent pour sa partie supérieure la Genèse de la Création au meurtre d'Abel par Caïn, tandis que la partie inférieure est composée de personnages fabuleux et fantastiques. Le parti d'orner les quadrilobes, inscrits dans les fenestrages à redents des ébrasements, de petites scènes ou de grotesques, est presque unique en France, seules la cathédrale de Lyon, l'abbaye Saint-Ouen de Rouen et la grande chapelle du palais des Papes à Avignon, disposent également de cette alliance entre sculpture et architecture,.
On suppose que l'ensemble des sculptures était peintes au XIIIe siècle comme le montrent des traces de couleur sur une statue provenant des parties hautes du portail.

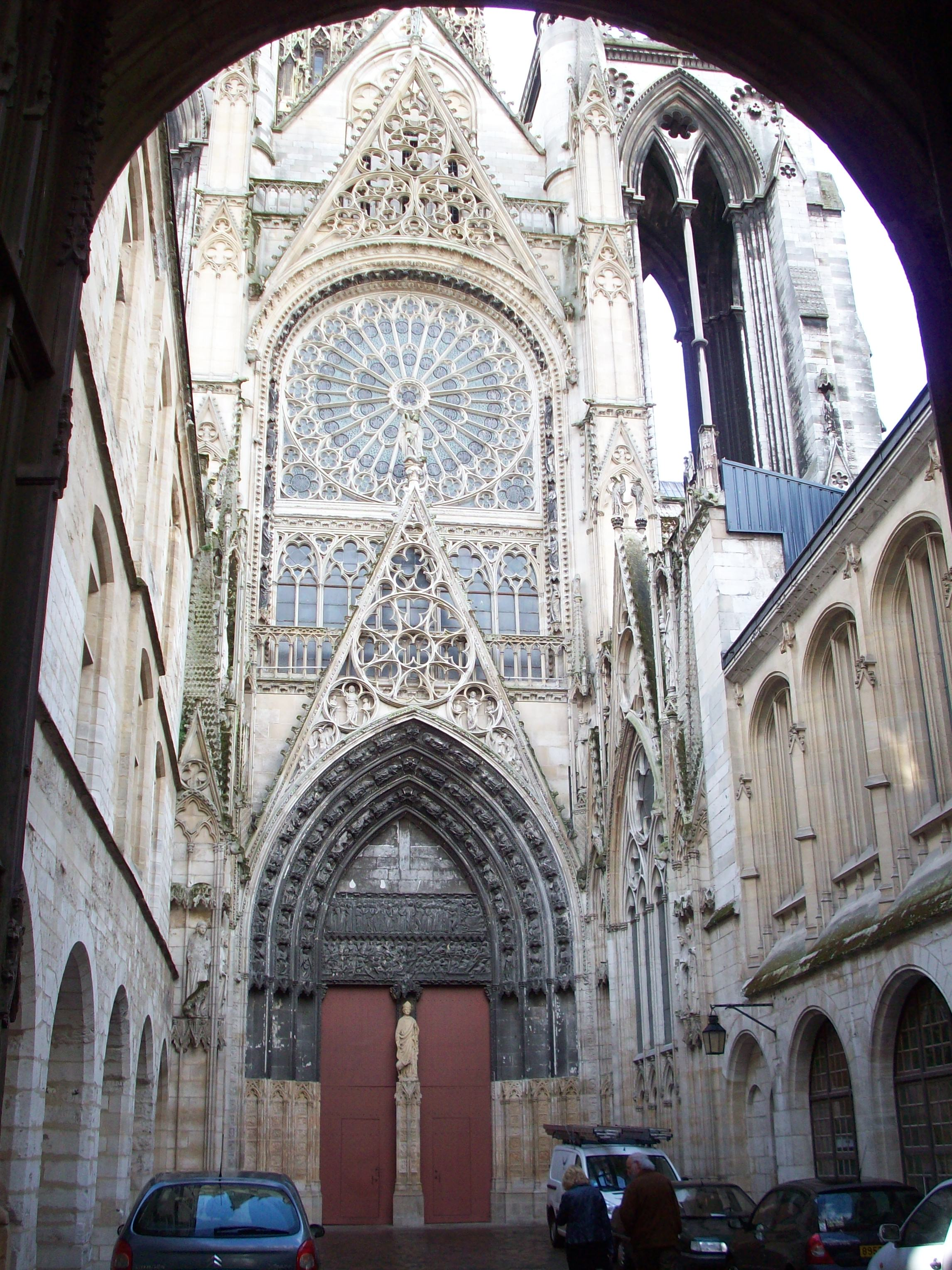
Portail des Libraires avec l'officialité à gauche et la « Librairie » des chanoines à droite.
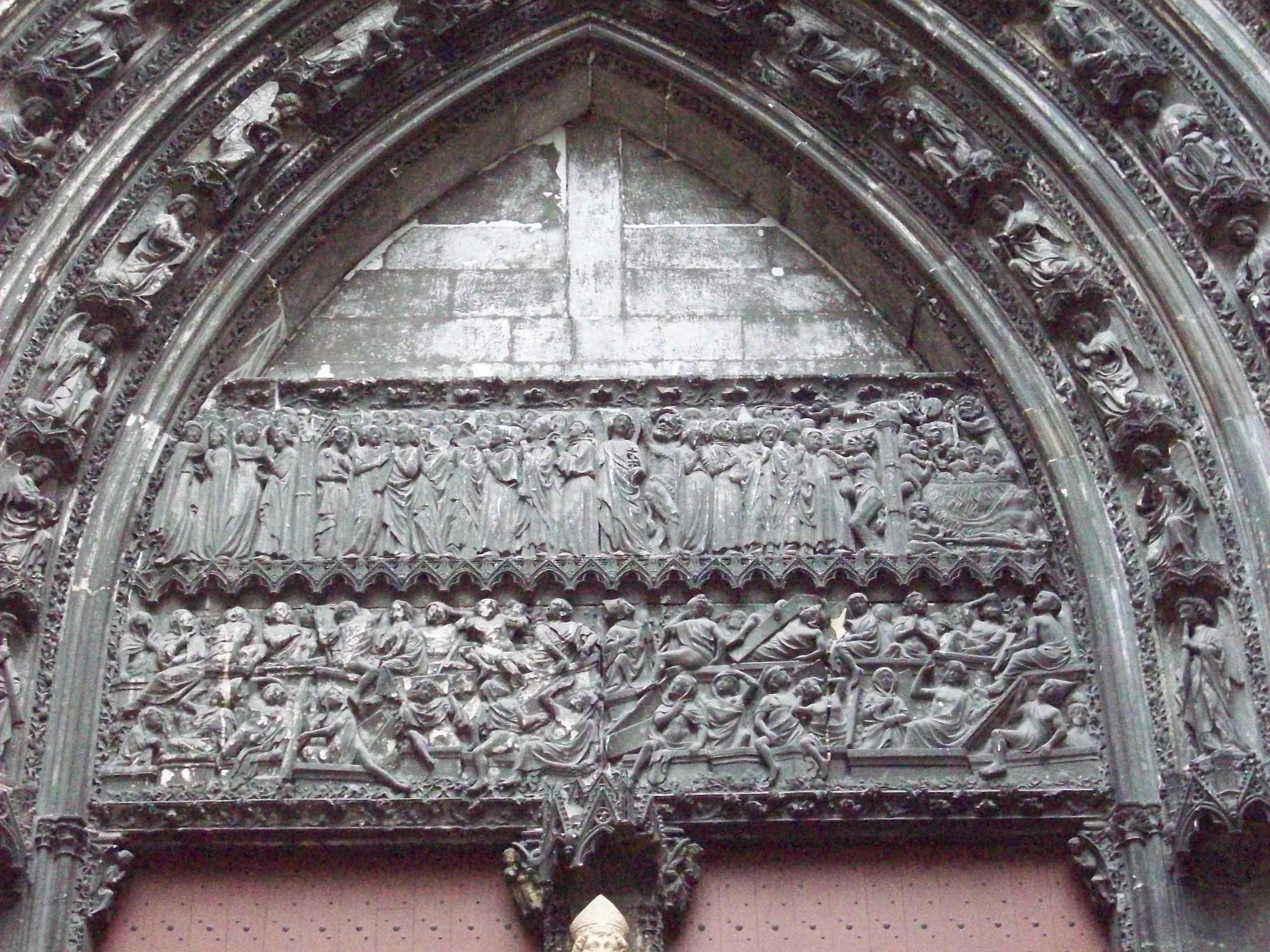
Tympan du Jugement dernier.
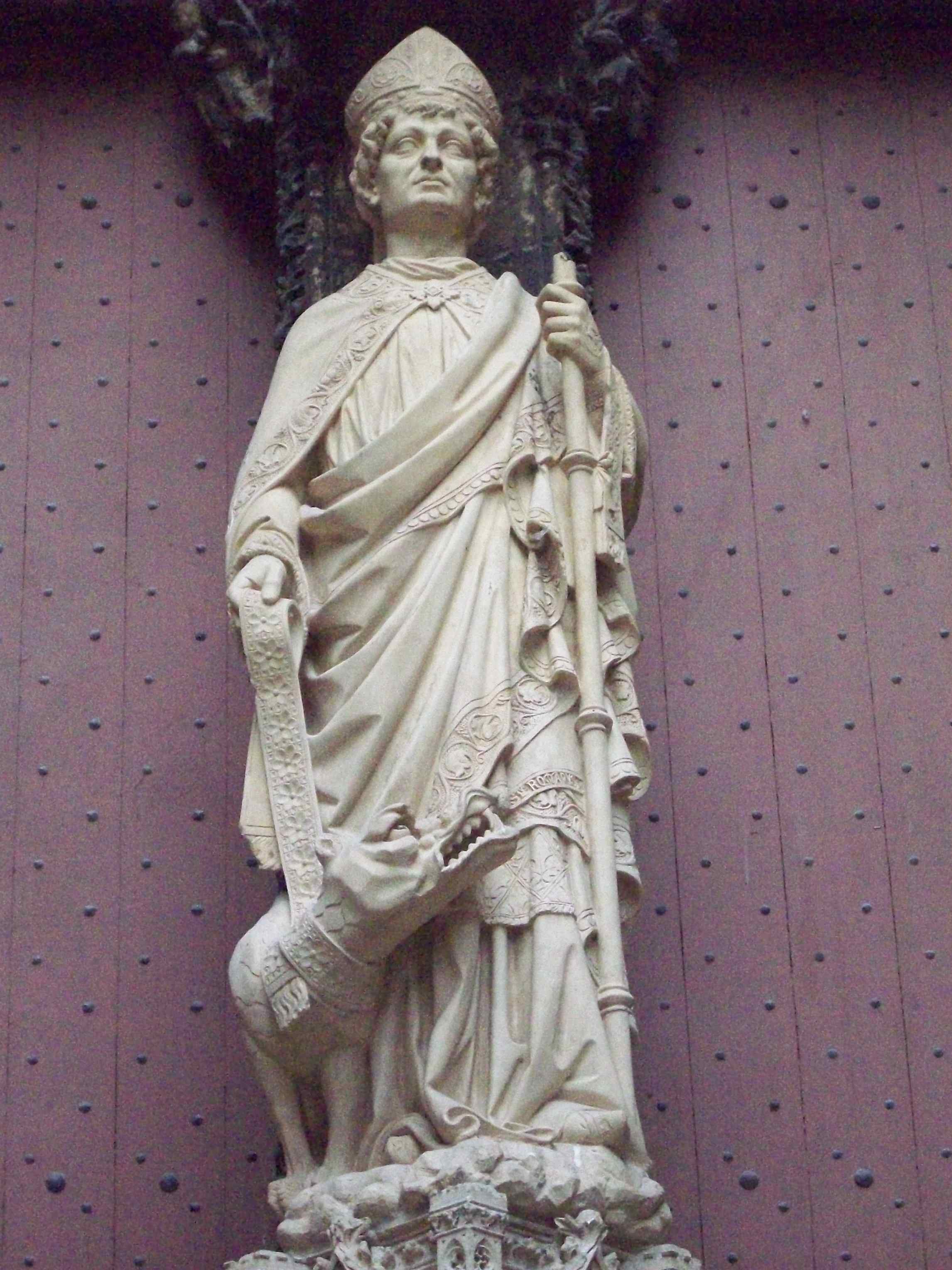
Saint Romain sur le trumeau du portail des Libraires.

#### Le portail de la Calende

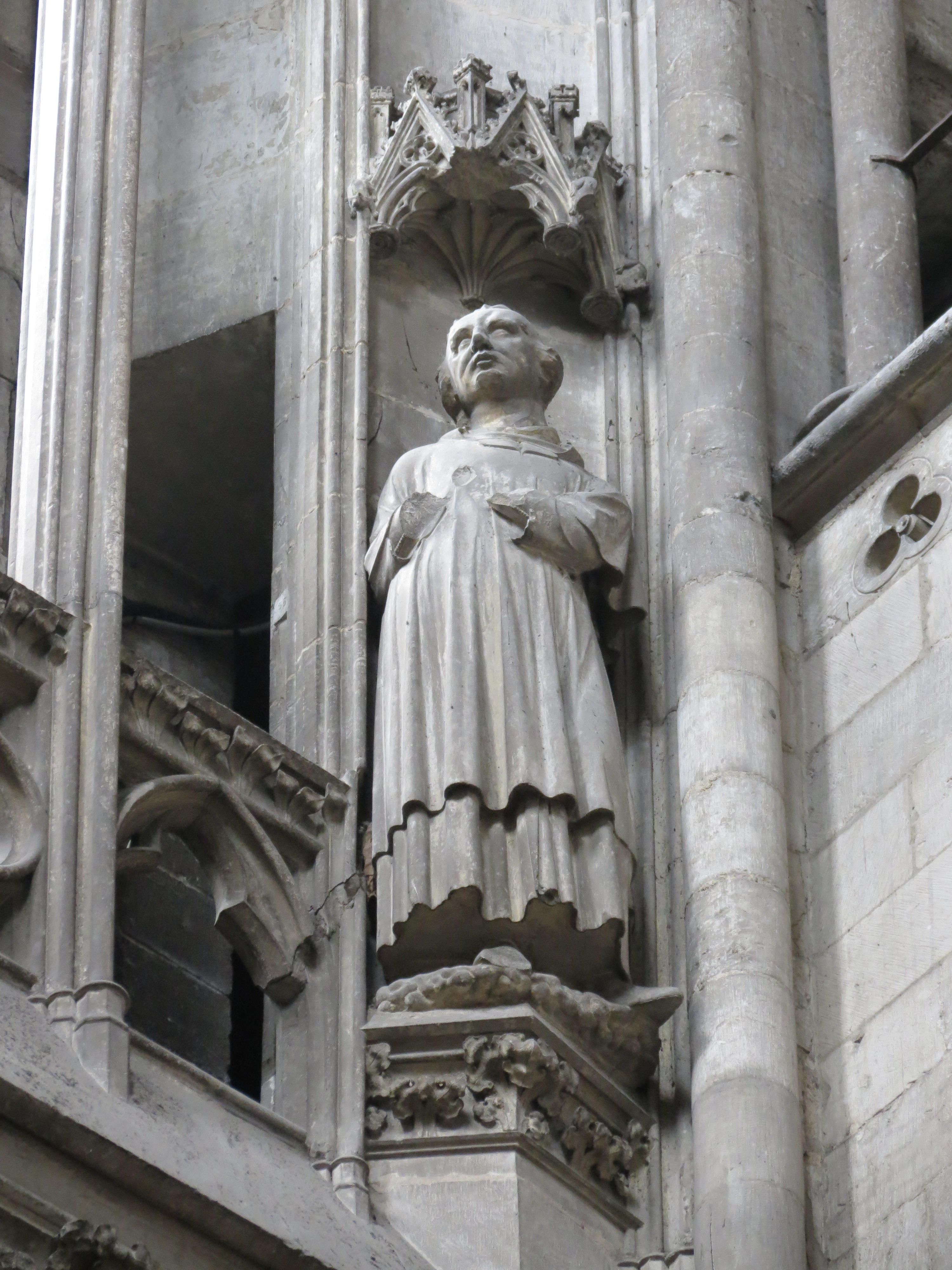
Statue supposée de Jean Gorren, au coin du portail ouest.

L'origine du nom serait due aux réunions ecclésiastiques qui avaient lieu au moment des Calendes, et qui se tenaient dans une maison sur la place devant la façade. Le nom de « portail de la Calende » est connu depuis le XVe siècle. Ce portail, ouvrant sur le croisillon sud du transept, a également porté le nom de « portail aux degrés », nom lié à l'emmarchement nécessaire pour y accéder depuis la place. Sa construction a été possible grâce au financement d'un riche bourgeois de Harfleur, Jean Gorren.
Viollet-le-Duc a dit de ce portail que « c'est un chef-d'œuvre d'une école de constructeur et d'appareilleurs, qui n'avaient pas alors son égale en France ».
Réalisée en pierre de Vernon, et par la délicatesse de ses éléments sculptés, une première intervention est attestée au XVIe siècle. L'essentiel des restaurations se déroulera de 1861 à 1868. La Seconde Guerre mondiale cause peu de dégâts, à part la vitrerie et la rose du XIXe siècle.
Le portail dispose d'un tympan sculpté qui développe sur trois niveaux le « mystère pascal », la Passion et la rédemption de l'humanité. Le registre médian traite de la Passion au gauche et de la mise au tombeau à droite. Le registre supérieur représente la crucifixion alors que le registre inférieur traite de la Résurrection et de l'Ascension. Le soubassement du portail comprend différents tableaux qui racontent l'histoire de Job, de Jacob, de Joseph, de Judith, la parabole du mauvais riche et la vie de saint Romain. Son trumeau accueille le Christ. Les voussures sont occupées par des évêques, des rois et des prophètes. Son gable supérieur est dédié au Couronnement de la Vierge.
La grande rosace est formée de douze fenestrages, alternativement disposés pointe vers le centre et vers le périmètre du grand cercle. L'espace laissé vacant est formé de trilobes.

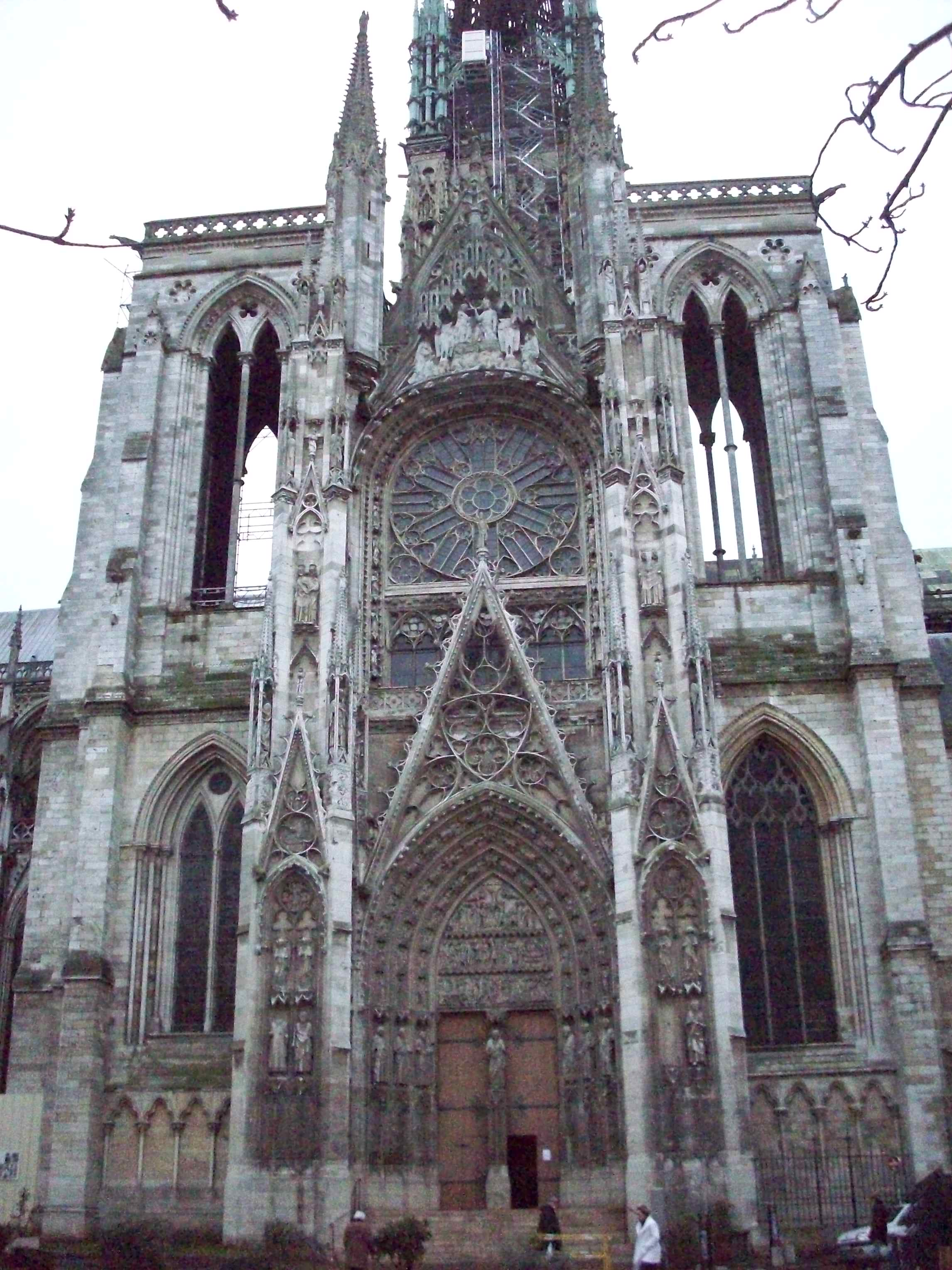
Portail de la Calende et ses deux tours l'encadrant.
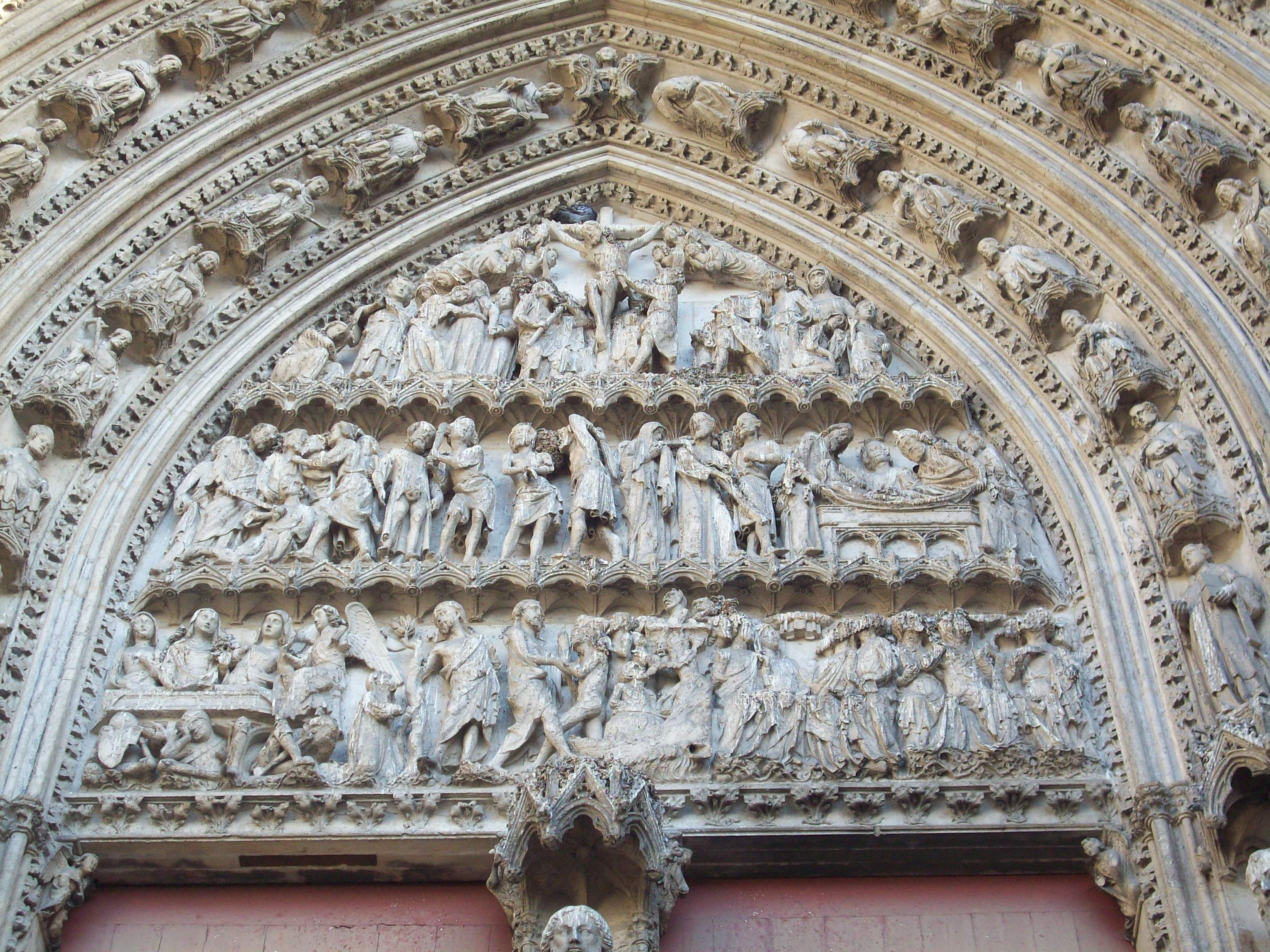
Tympan du « mystère pascal ».
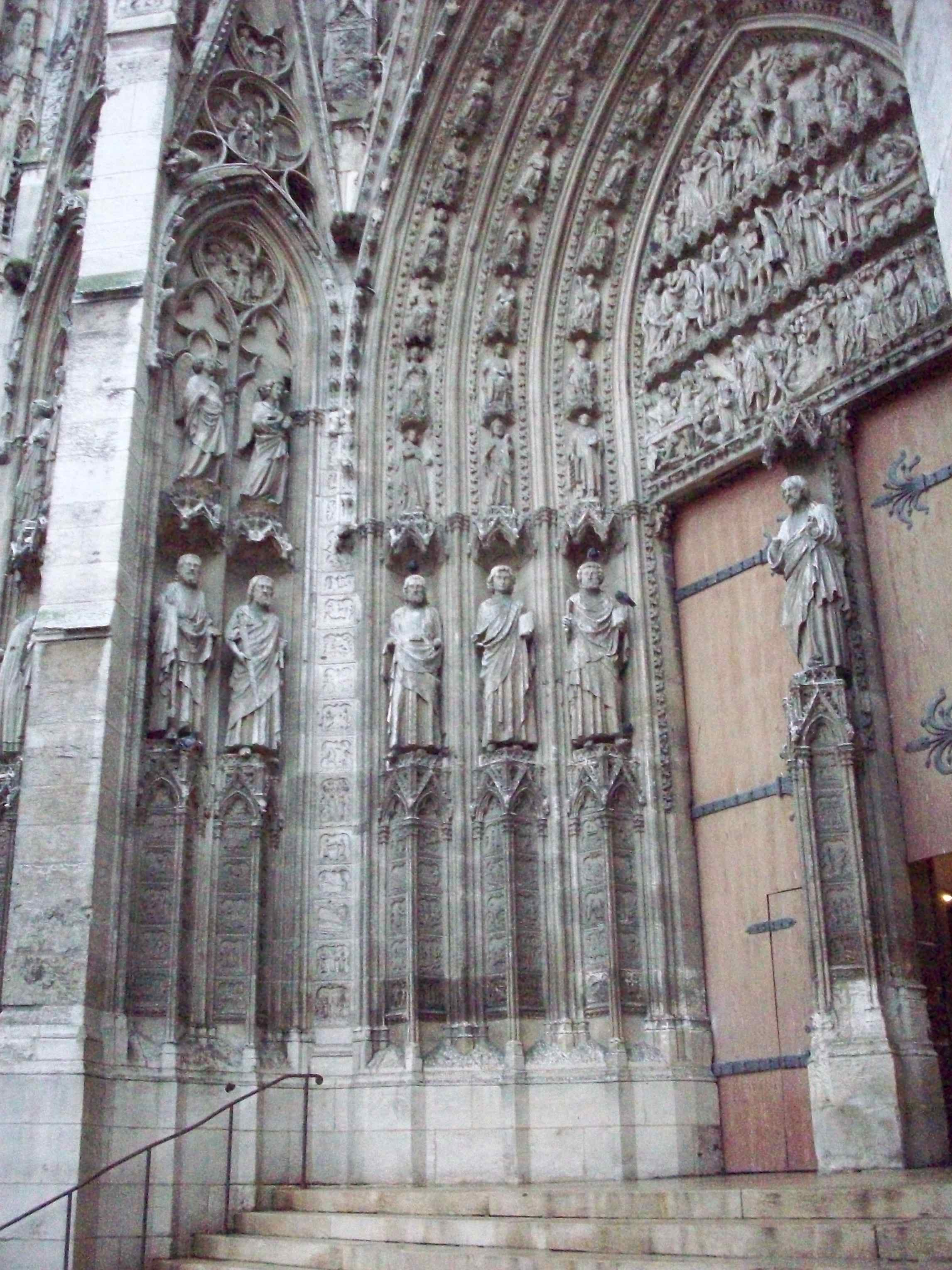
Ébrasement du portail de la Calende avec le Christ sur le trumeau et les apôtres et premiers diacres dans les niches des ébrasements et des contreforts.
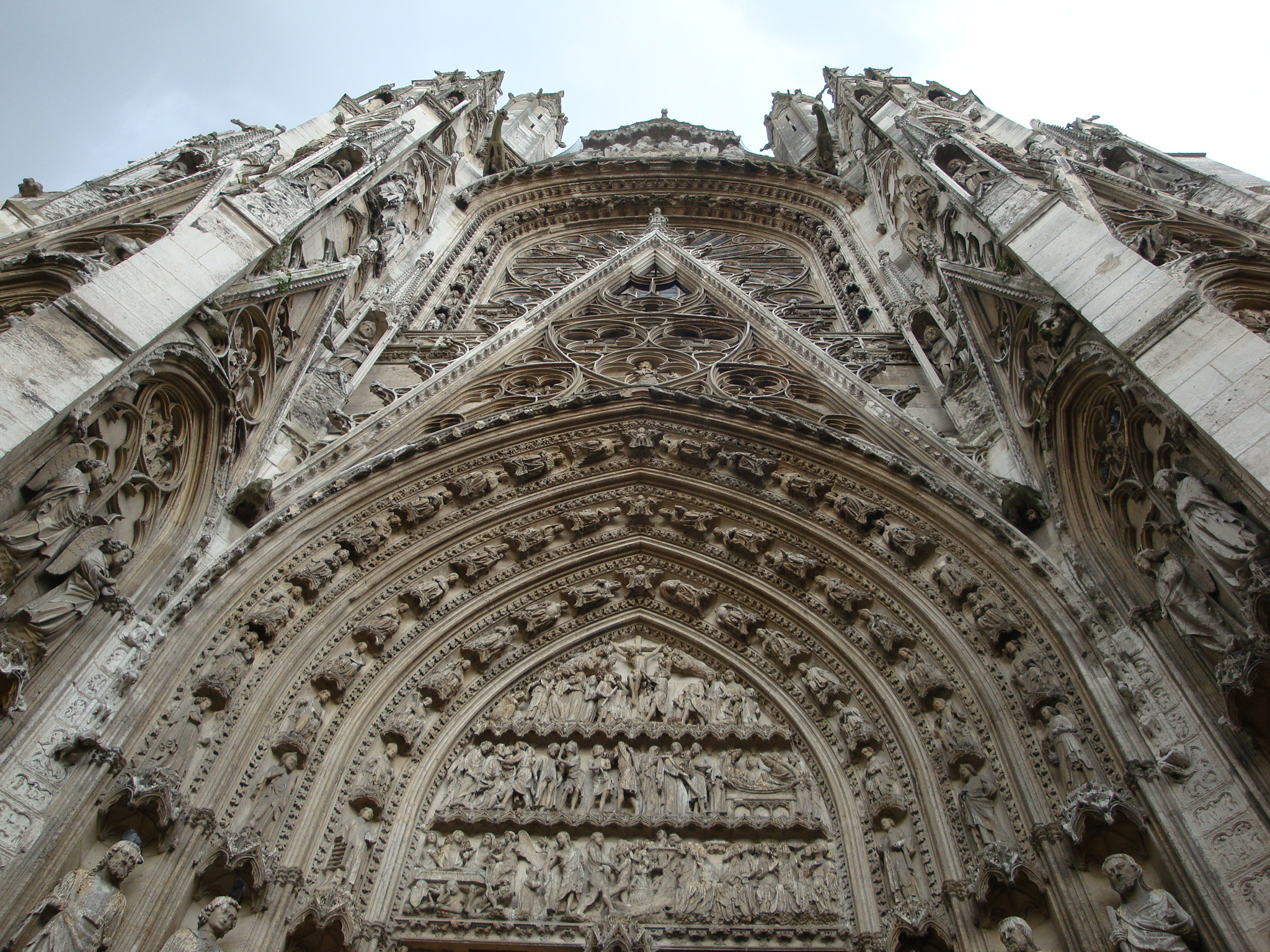
Photo du portail de la Calende réalisé par Jean Davi.

### La tour-lanterne et sa flèche

#### La flèche en bois
L'archevêque Maurille fait ériger une « pyramide de pierre, connue sous son nom ». Elle a pu être détruite par la foudre en 1177, même s'il semble plus réaliste que sa destruction se rapporte à l'incendie de 1200 qui ravagea la cathédrale. Une nouvelle flèche est construite en charpente, dont Jean Dadré rapporte dans sa Chronique des archevêques de Rouen qu'elle était « d'une pique ou de 15 pieds plus haute que celle qui vient d'être incendiée ». Elle perdit sa croix et son coq lors d'un ouragan en 1353, remontés l'année suivante par le charpentier Pierre Viel. Au XVe siècle, sous l'occupation anglaise, la flèche de la cathédrale était faite d'une charpente en bois recouverte de plomb. Le plomb, importé d'Angleterre, recouvrait alors la plupart des églises de la ville.
Le 4 octobre 1514, à huit heures du matin, la flèche gothique dite « tour grêle » ou « l'Aiguille de Rouen » est détruite dans un incendie causé par des plombiers lors de restaurations. Détruite en moins d'une heure, la croix de fer qui la couronnait tomba sur la charpente et les voûtes du chœur, causant la destruction de quelques stalles. L'incendie, qui dura cinq heures, détruisit la flèche, les quatre tourelles alentour formant une couronne impériale et la tour maçonnée sur laquelle elle était élevée.
Le 27 du même mois, des plans de reconstruction sont proposés au chapitre. Roulland Le Roux souhaite réaliser une flèche en pierre, mais se voit opposer un refus des chanoines. Pour la réédification d'une flèche à la croisée, Louis XII accorda la somme de 12 000 livres payables en six ans. La mort du roi l'année suivante et le sixième de la somme touchée, François Ier accorde par lettres patentes du 18 août 1517 sur dix ans les fonds pour compléter le don de son prédécesseur. Dès 1515, un beffroi en charpente y prenait place. En 1543, le beffroi provisoire est descendu et l'élévation de la nouvelle flèche commence le 13 septembre 1543 pour se terminer à la fin d'août 1544.
De nouveaux étages sont reconstruits en style gothique flamboyant et une nouvelle flèche en bois recouverte de plomb de style Renaissance nommée « la pyramide » la coiffe. Cette flèche en charpente couverte de plomb doré est élevée par le maître-charpentier Robert Becquet. Le coût total de sa construction est de 7 000 livres. La croix de fer, haute de seize pieds et pesant 1 540 livres fut posée le 12 septembre 1544 et le coq de 28 livres le 12 octobre suivant. La hauteur totale de cette flèche du sol jusqu'à la crête du coq était de 396 pieds, dont 115 pieds et six pouces pour l'obélisque seul. La flèche subissant les dommages du temps et commençant à pencher, des travaux sont engagés pour s'achever en 1808 pour un coût de 30 000 francs.
La foudre frappe la flèche le 15 septembre 1822 à cinq heures du matin. À sept heures, la flèche tombe.

#### La flèche en fonte
L'architecte Jean-Antoine Alavoine présente ses premiers projets d'une flèche en fonte dès 1823. Il débute en 1827 avec le coulage des premières pièces. À la mort d'Alavoine en 1834, trois des cinq niveaux sont montés. Les pièces des deux étages supérieurs sont usinées et prêtes à être posées. Le chantier est repris par l'architecte Dubois secondé par Pinchon. La révolution de 1848 stoppe le chantier, qui se trouve suspendu en 1849 par le ministère des Cultes. Napoléon III décide en 1868 la reprise du chantier. La guerre de 1870 cause des problèmes financiers à l'achèvement de la flèche. La lenteur de réalisation de la flèche est due aux difficultés financières et aux différentes oppositions, parmi lesquelles Gustave Flaubert qui la qualifie de « tentative extravagante de quelque chaudronnier fantaisiste ». De nombreux artistes critiquent la flèche, comme c'est le cas pour Didron qui la qualifiera de « monstrueux accouplement du fer avec la pierre », tandis que Guy de Maupassant dans Bel-Ami la décrit en ces termes « la flèche aiguë de la cathédrale, cette surprenante aiguille de bronze était laide, étrange, démesurée, la plus haute qui soit au monde ». Eugène Noël la voit comme « un chemin de fer vers le ciel »,. La visite du président de la République Patrice de Mac Mahon en 1875 permet à la situation de se débloquer, tout comme la ténacité du chanoine Louis Robert,. L'achèvement de la flèche est confié à l'architecte Barthélémy. Repris en mars 1876, la flèche est couronnée en novembre 1876.

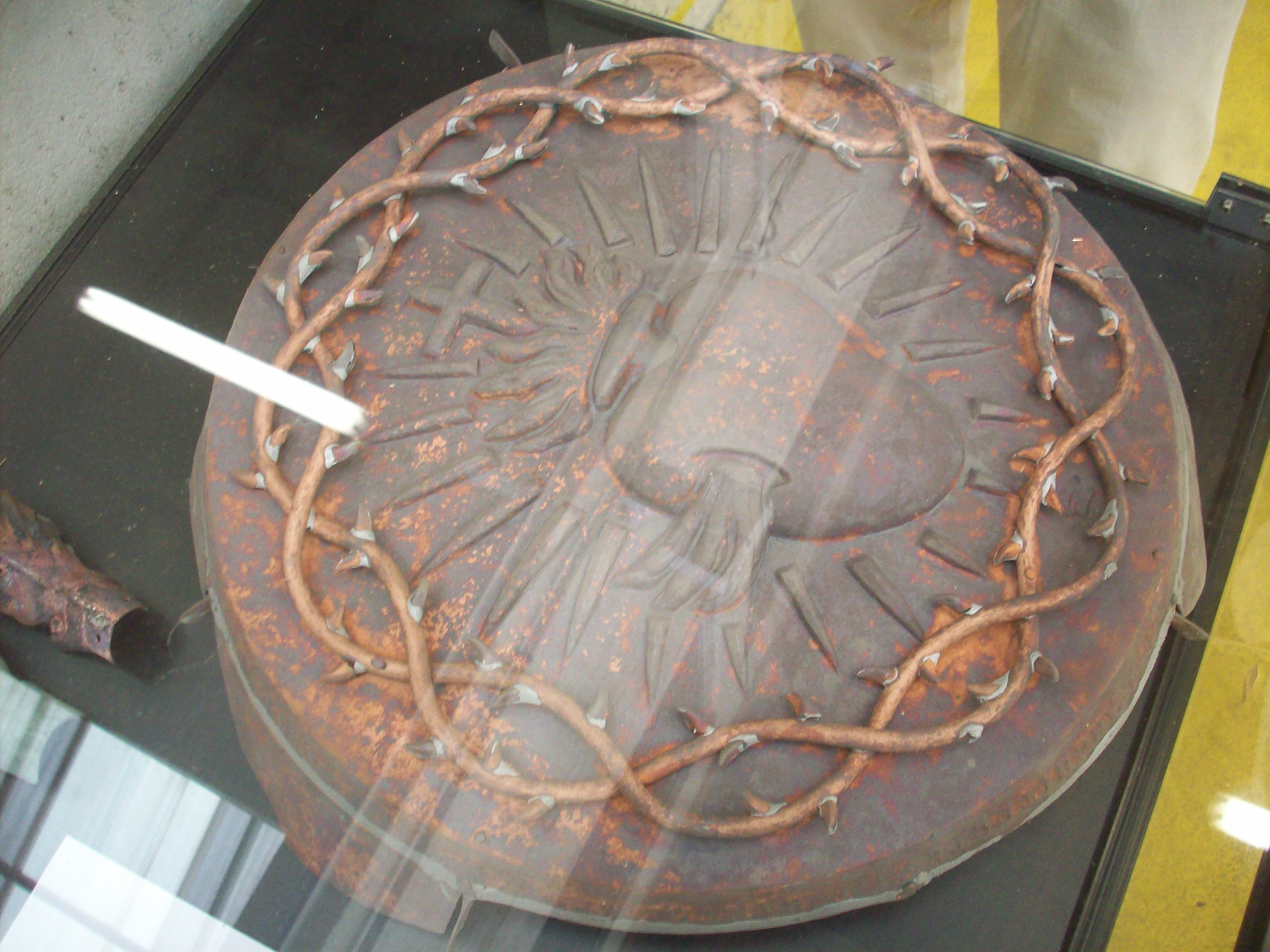
Médaillon du premier clocheton posé sur la cathédrale comprenant sur sa tranche l'inscription : CE MÉDAILLON A ÉTÉ OFFERT À L'ÉGLISE MÉTROPOLITAINE DE ROUEN PAR L'ARCHITECTE J.-E. BARTHÉLÉMY LE II FÉVRIER MDCCCLXXXI LD.

À la fin 1876, Barthélémy propose la construction de quatre clochetons pour encadrer la flèche d'Alavoine. Approuvée en 1878, Ferdinand Marrou remporte le chantier. Le premier clocheton est posé en 1881. Un médaillon est à cette occasion disposé sous le pinacle du clocheton. En 1884, le chantier est achevé. Chaque clocheton, composé d'un corps principal octogonal et d'un pinacle pèse près de 30 tonnes et mesure 26,50 mètres. Ils sont composés d'une structure de fer recouvert d'un décor néogothique en cuivre repoussé.
Des désordres apparaissent sur la flèche en fonte dès 1939. Les bombardements de 1944 privilégient la sauvegarde de la cathédrale et retardent la restauration de la flèche. En 1974, des travaux de consolidation de la flèche sont entrepris par le doublement interne de la flèche en fonte par une structure en acier Corten. Mais le programme n'est pas conduit à son terme.

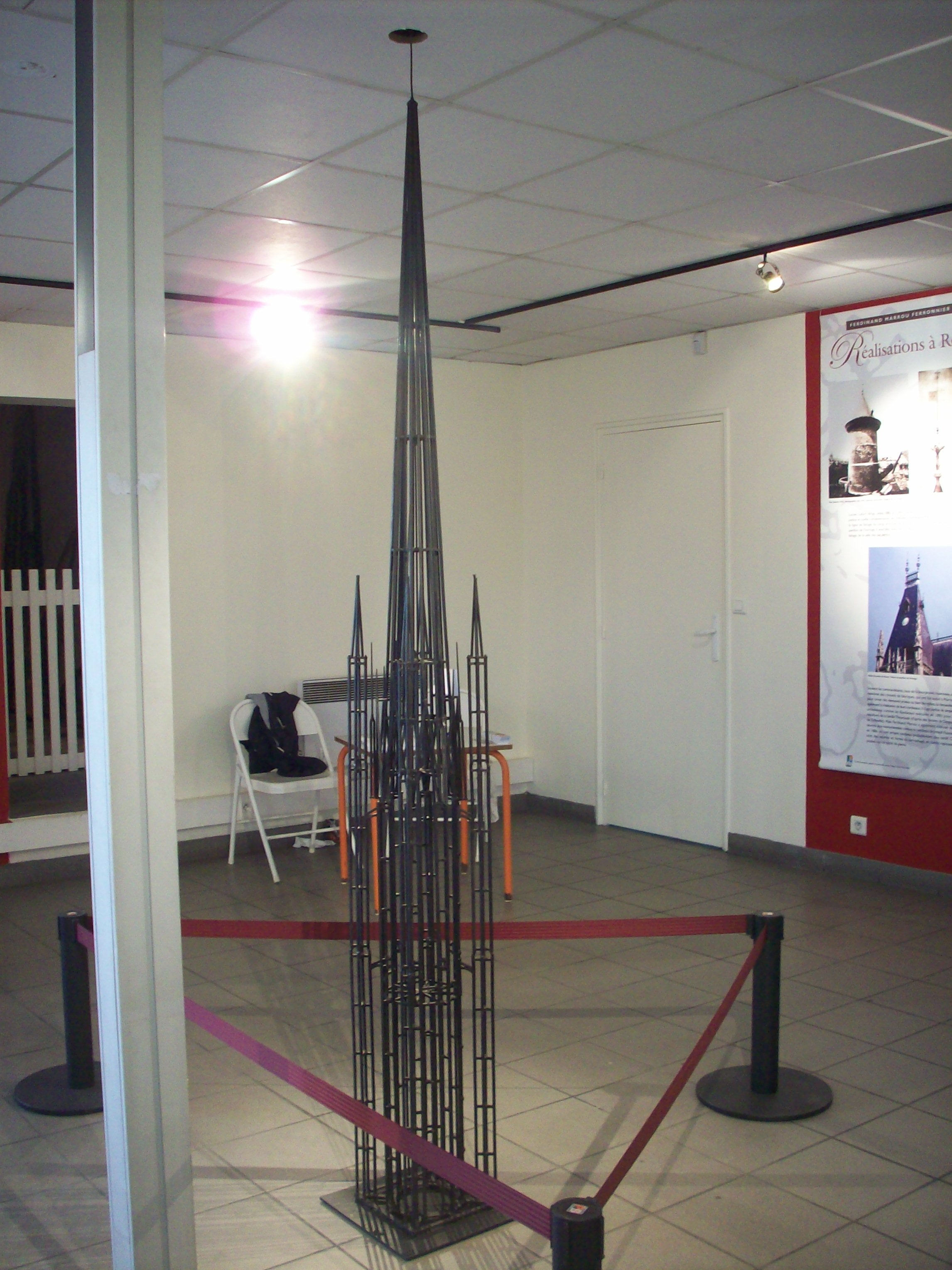
Maquette originale d'un clocheton.

La tempête du 26 décembre 1999 entraîne la chute du clocheton nord-est sur la voûte et le chœur. Les trois autres clochetons ont été déposés en 2010. Ils ont été démontés, consolidés et sécurisés dans le hangar 108 sur la rive gauche. Les plus de 2 000 éléments, qui composent la structure et la décoration, ont été préparés en atelier. Après la repose du premier clocheton nord-est, la pose des trois autres clochetons a commencé le 1er octobre 2012.
En 2009, des études sont réalisées pour la restauration définitive de la flèche. Le projet, qui commence en 2016 et doit s'achever en 2022, est divisé en sept tranches. Il est financé par le ministère de la Culture et de la Communication pour un montant total de 14 500 000 €. Cette opération comprend la restauration des éléments de structure et de décor en fonte, la restauration de la structure en acier Corten, la réfection des liaisons d'assemblage entre les deux structures, la protection de la flèche par peinture de la structure en Corten en gris ou vert clair et des éléments en fonte en vert de gris selon la teinte d'origine. Cette opération comprend la flèche, le lanternon et son flècheton. La dalle du tabouret, au pied de la flèche, sera couverte de cuivre. Il est prévu une mise en valeur par l'éclairage de l'ensemble.

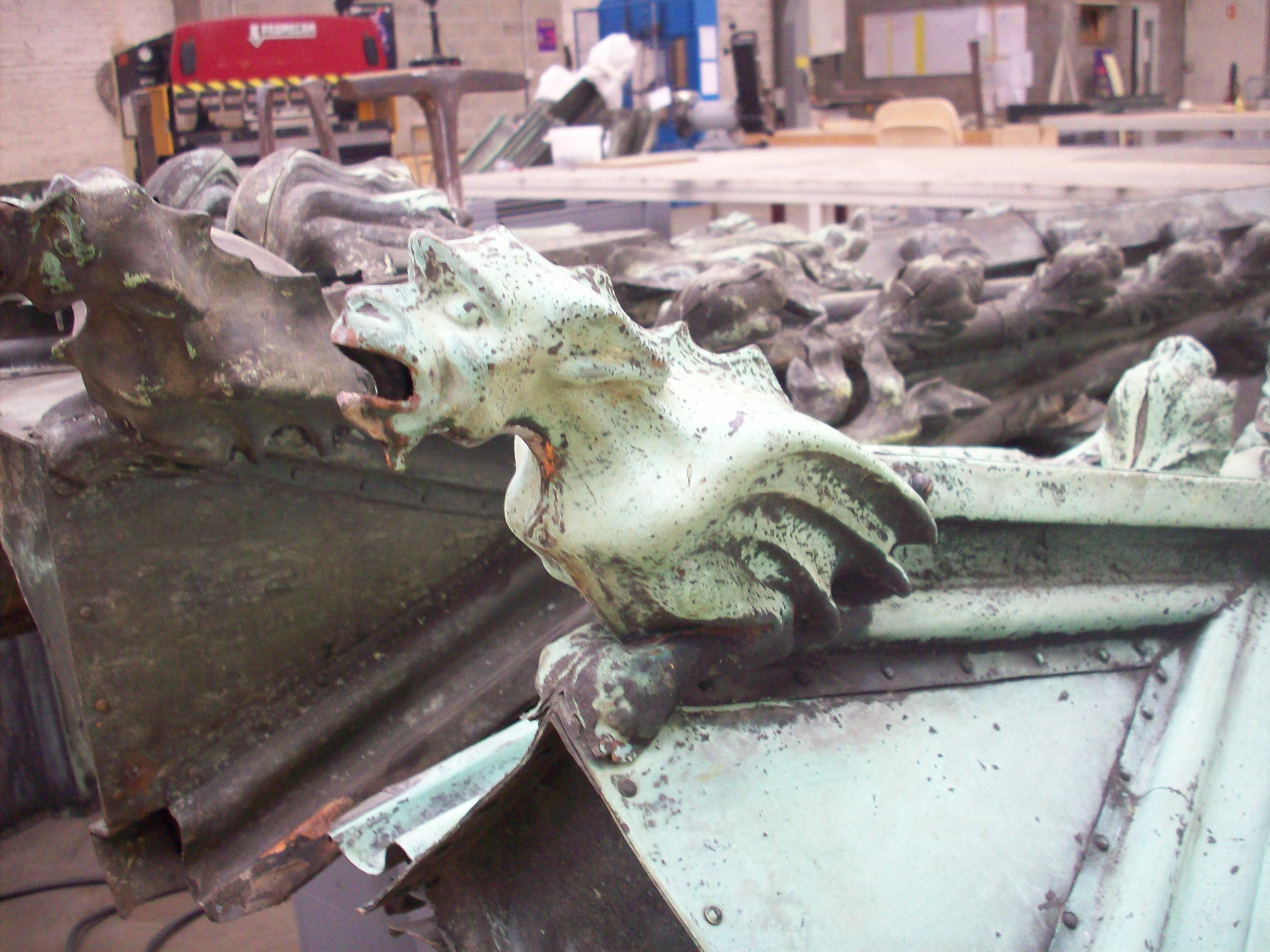
Vue d'une gargouille d'un clocheton.
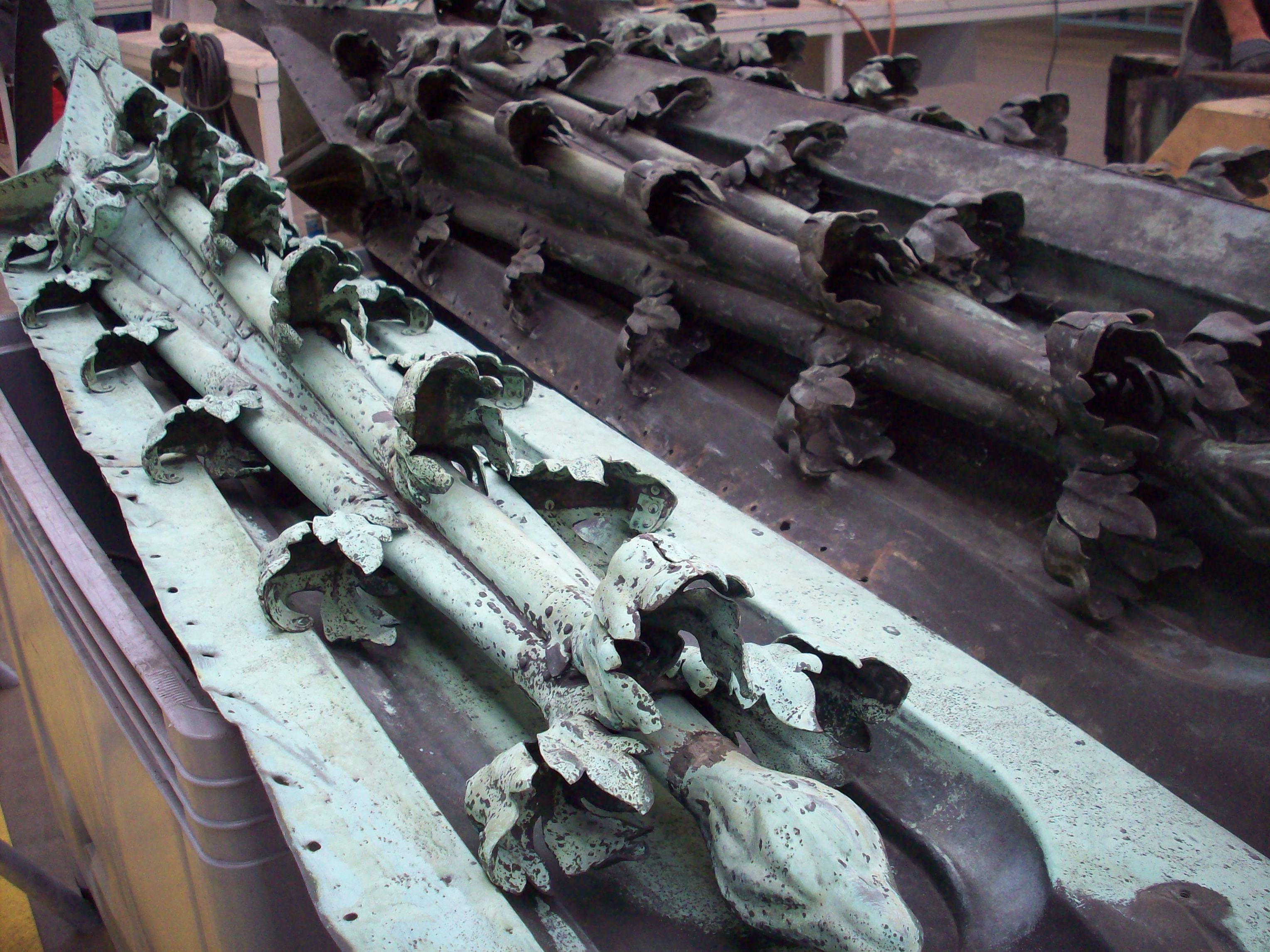
Vue des fleurons.
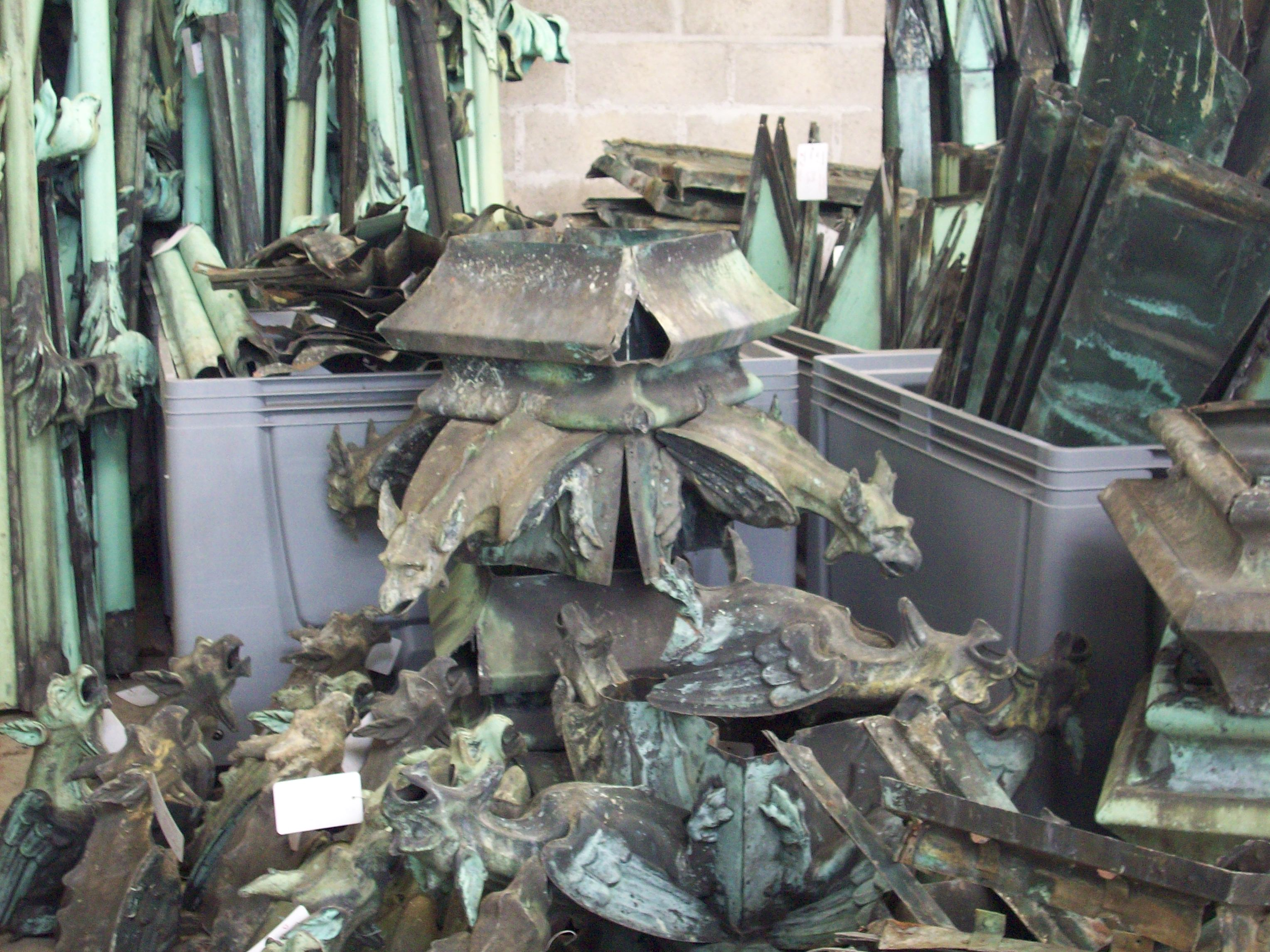
Pièces d'un clocheton.

### Le chevet
À l'extrémité de la cathédrale se trouve la chapelle de la Vierge. Ses fenêtres en arc brisé sont coiffées de gables compris entre les pinacles surmontant les contreforts. Le faîtage est marqué par la présence d'une Vierge dorée, réalisée en 1541 par Nicolas Quesnel. Le faîtage du chœur accueillait jusqu'à la fin du XVIIIe siècle une statue équestre en plomb doré représentant saint Georges terrassant le dragon. La statue équestre de Saint-Georges terrassant le dragon a été restaurée en septembre 2021. Sur le flanc sud du chœur, rue des Bonnetiers, se trouvent greffées des constructions du XIIIe siècle qui étaient des locaux à l'usage du chapitre comme la sacristie des chanoines, le revestiaire et le chartrier.

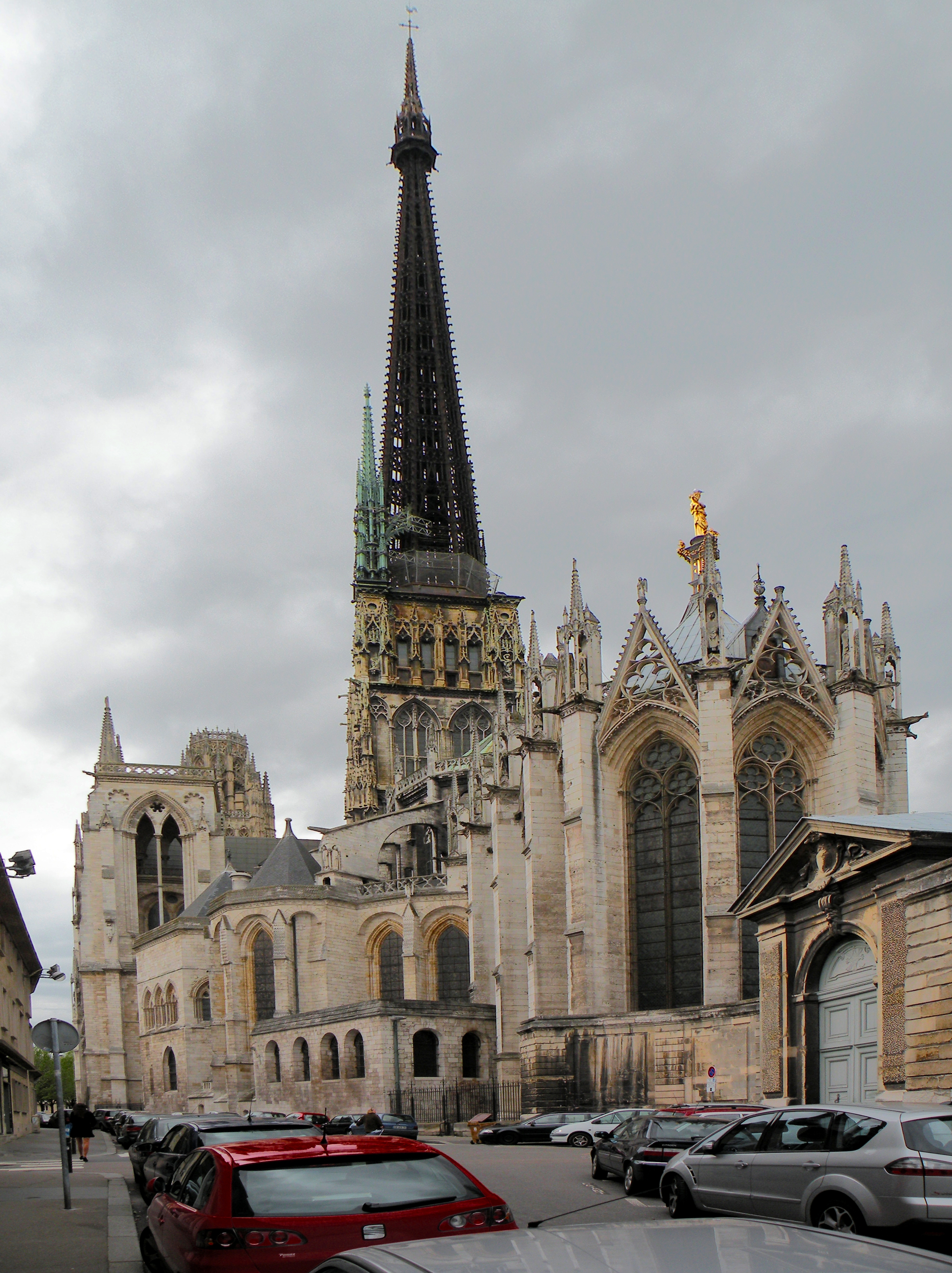
Chevet de la cathédrale.
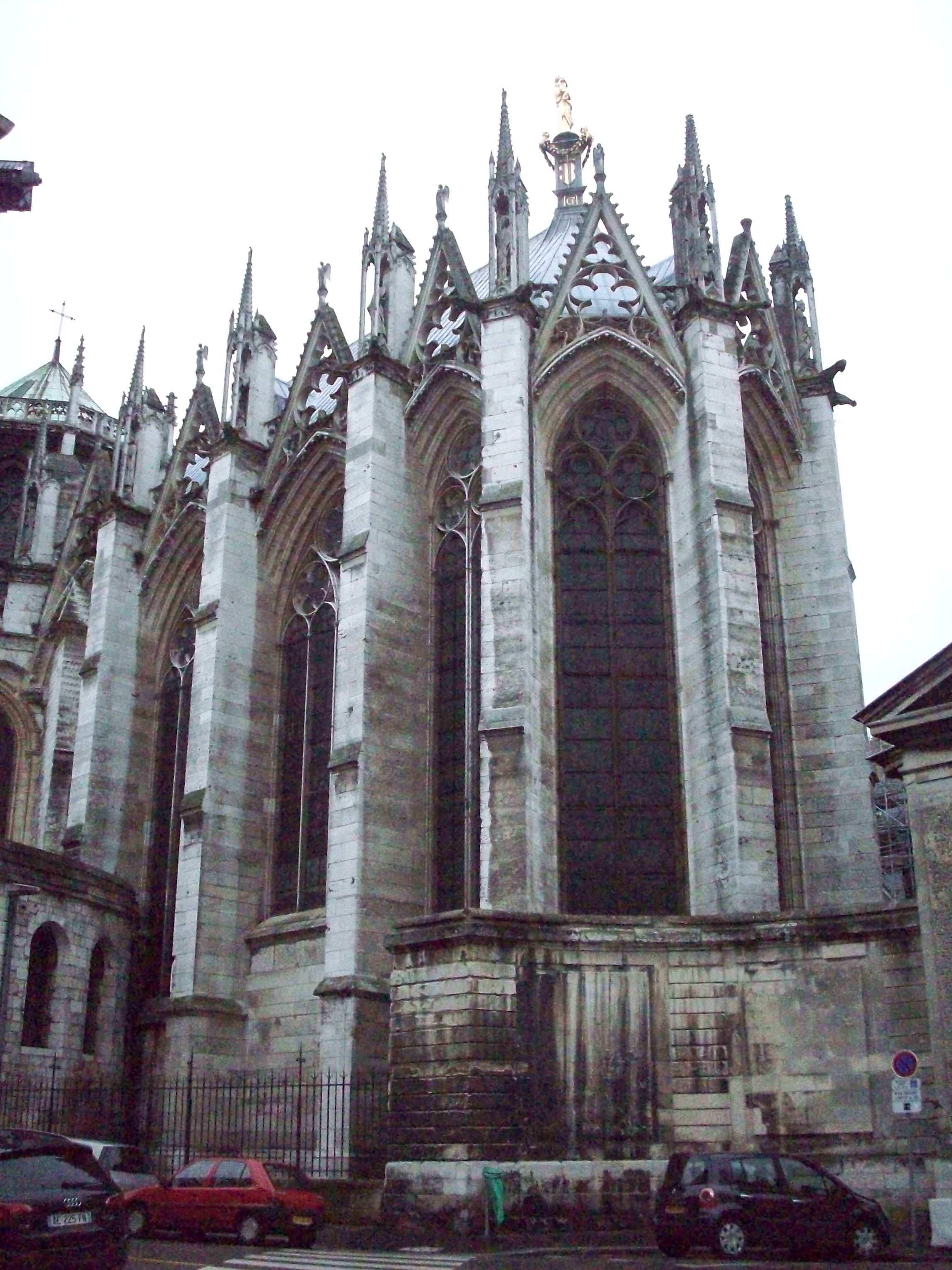
Chapelle axiale dédiée à la Vierge.
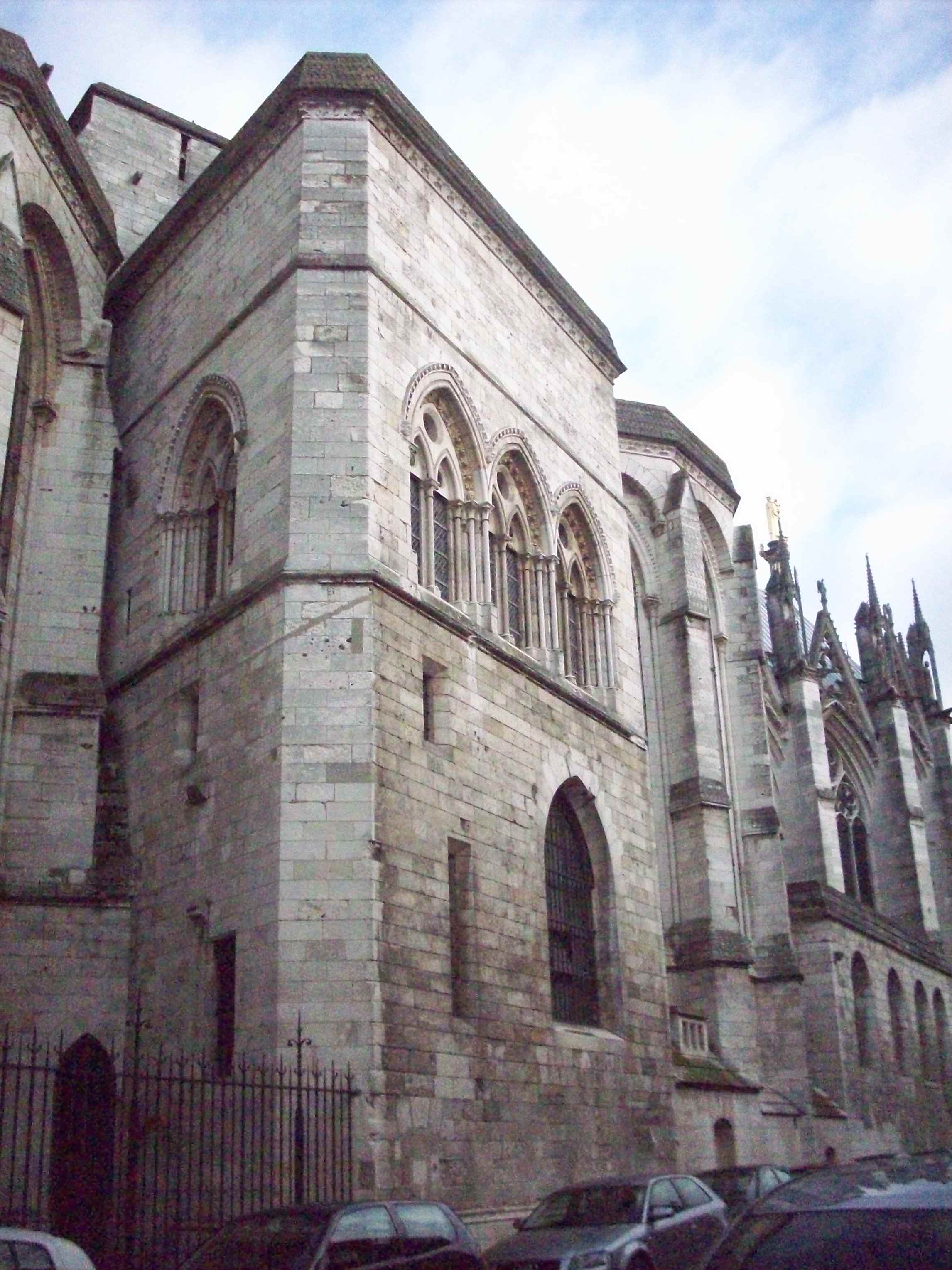
Le Revestiaire.

## Intérieur

### La nef
La nef reprend des éléments des parties romanes détruites par un incendie en 1200. Elle est composée de 11 travées, séparées par des piliers composés. Dans les quatre premières travées, les plus anciennes, les piles des grandes arcades de plan losangé comptent 16 colonnettes, tandis que le reste des piliers de la nef de plan circulaire en totalise 21 pour chaque pile. Elle est caractéristique du premier gothique parce qu'elle est construite sur quatre niveaux, contrairement au gothique postérieur qui n'en connaît que trois. Le revers de la façade comprend les tympans des baies de la coursière de l'étage découpés de rosaces polylobées, caractéristiques du premier gothique normand.
Son élévation comprend de grandes arcades brisées, les baies des fausses tribunes inscrites dans des arcs brisés qui communiquent avec le bas-côté. Contrairement à Notre-Dame de Paris, les tribunes n'ont jamais été réalisées, peut-être en raison d'une reconstruction plus tardive des collatéraux, supportés dès l'origine par des arcs-boutants, ou d'une volonté de l'architecte depuis le début du projet de marquer leur emplacement sans les réaliser, comme c'est le cas pour la cathédrale de Rochester. L'intention d'établir un niveau de tribune est admise par Alain Erlande-Brandenburg tandis que Lindy Grant fait remarquer la présence d'une vaste baie latérale appartenant au premier projet dans les bas-côtés de la première travée occidentale qui est incompatible avec des tribunes. Le triforium est souligné par un bandeau de trèfles. Les sept premières travées sont inscrites sous des arcs de décharge surbaissés, tandis que les quatre suivantes prolongent le réseau des fenêtres hautes dans le style rayonnant. Les fenêtres hautes et agrandies vers 1370 sont composées de quatre lancettes deux par deux sous trois roses, exception faite de la fenêtre du début du XIIIe siècle à trois lancettes sous une rose dans la première travée nord,.
Les voûtes d'ogives de plan barlong possèdent des clefs ornées de feuillages. La quatrième clef de voûte accueille une Vierge à l'Enfant tandis que la dernière reçoit un agneau pascal surmonté d'une croix signée « Durandus me fecit ». La chaire en fer forgé et cuivre doré est une réalisation de Raymond Subes.
Près de la croisée du transept, des épitaphes au sol sont dédiées à saint Maurille, archevêque de Rouen qui achève la construction de la cathédrale romane en 1063, à Guillaume d'Estouteville dont le cœur est déposé près de son prédécesseur et à Sibylle de Conversano, épouse du duc Robert II de Normandie :
- Épitaphe de Maurille[Note 20]

« HIC

AD.AQVILONEM.IN.PACE.QYIESCIT

BEATAE.MEM.MAVRILLIVS

ARCHIEPISCOPVS.ROTOMAGENSIS

ILLA.QVI.SUPERIOREM.BASILICAM

IN.SUBTERRANEIS.QVIDEM.AD.HVC.SVPERSTITEM

PERFECIT.CONSECRAVITQUE

ANNO.M.L.XIII

ET.OBIIT.ANNO.M.LX.VII

EO.PONTIFICE.NORMANNI.GVILLELMO.DVCE

ANGLIA.POTITI.SVNT »
- Épitaphe de Guillaume d'Estouteville[Note 21]

« IN.PROXIMO.COR.EST.RECONDITVM

GVILLELMI.CARDINALIS.DE.ESTOVTEVILLA

ARCHIEPISCOPI.ROTOMAGENSIS

ROMAE.QVI.OBIIT.ANNO.M.CD.LXXXIII

EO.PONTIFICE.AB.OMNI.CRIMINE

NON.QVINTEL.AN.M.CD.LVI

VINDICATA.EST.IONNA.DE.ARC »
- Épitaphe de Sybille de Conversano[Note 22]

« SIBYLLA.DE.CONVERSANA
APVLLEM.ORTV

QVAM.DVCIT.VXOREM

ROBERTVS.BREVIS.OCREA.DICTVS

NORMANNORVM.DVX

INVICTI.FILLIVS.GVILLELMI.CONQVISITORIS

ACERBA.NIMIS.MORTE.PRAEREPTA

POST.BIENNIVM.CONVBI

AN.M.C.II

GENTIS.OLIM.DELICIVM.DEIN.DESIDERIVM

NVNC.CINIS

SERIVS.REVICTURA »

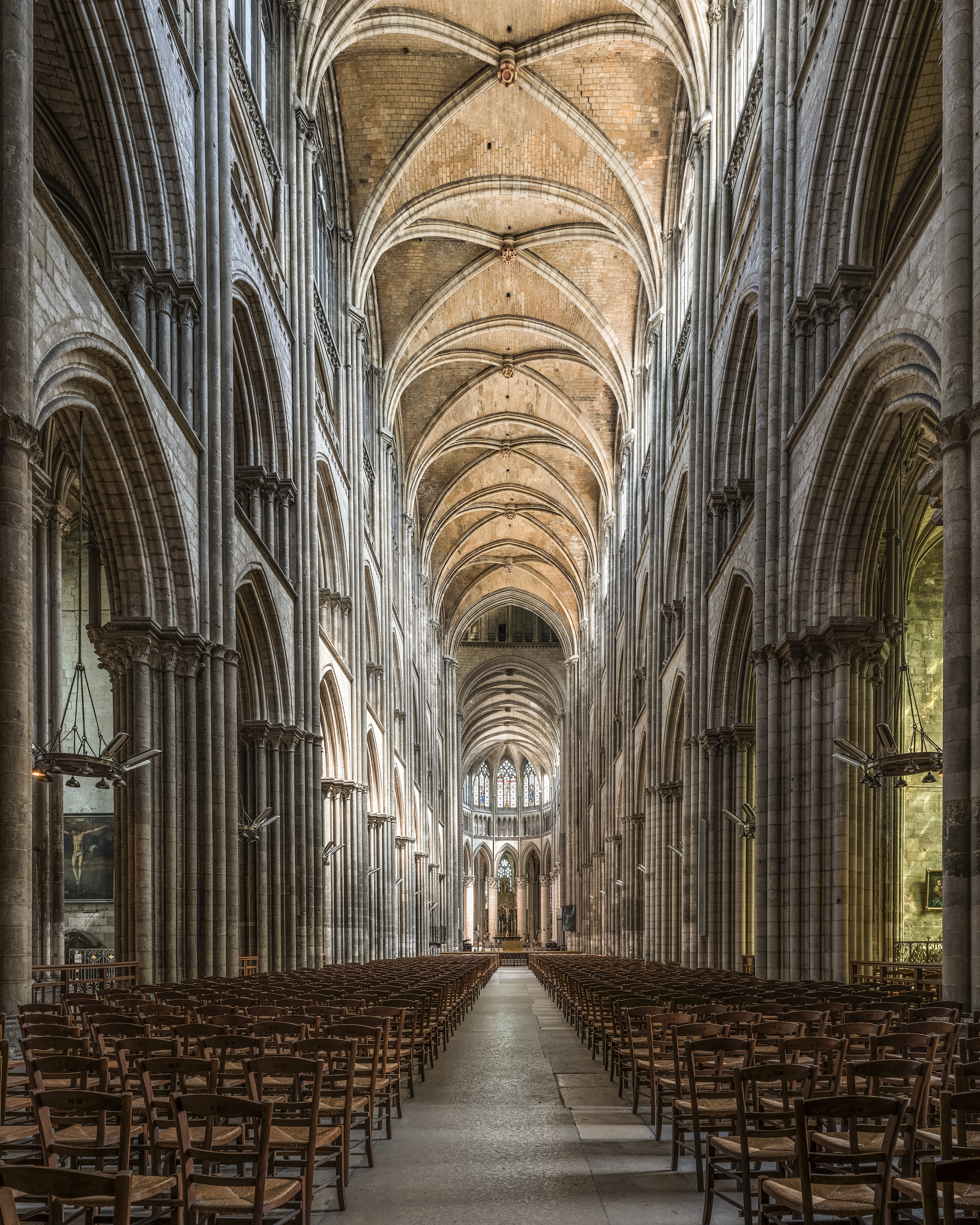
Vue générale de la nef, composée de onze travées séparées par des piliers composés.
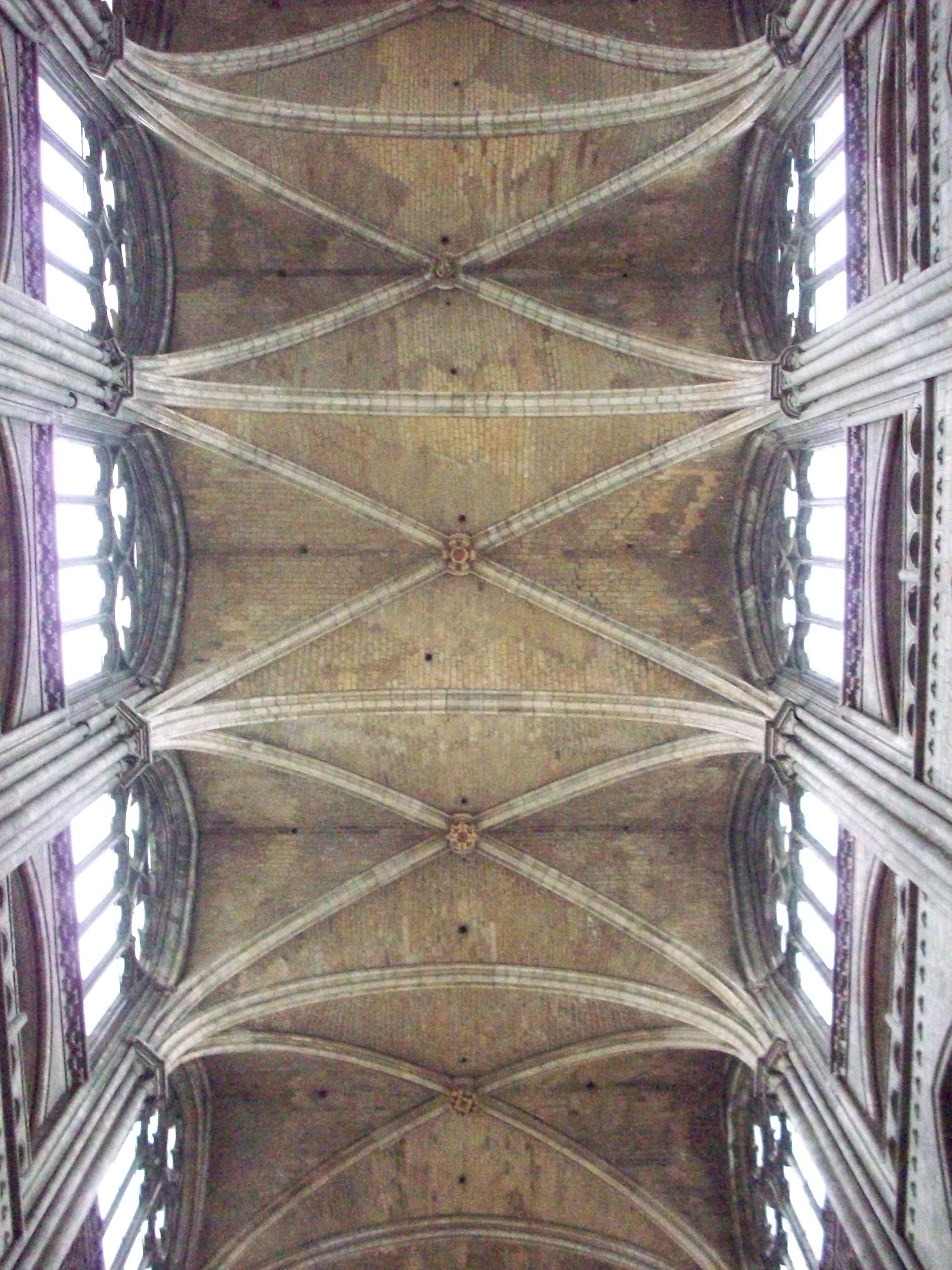
Voûtes d'ogives de plan barlong aux clés ornées de feuillages, d'une Vierge à l'Enfant (4e) et d'un Agneau Pascal sur la dernière.
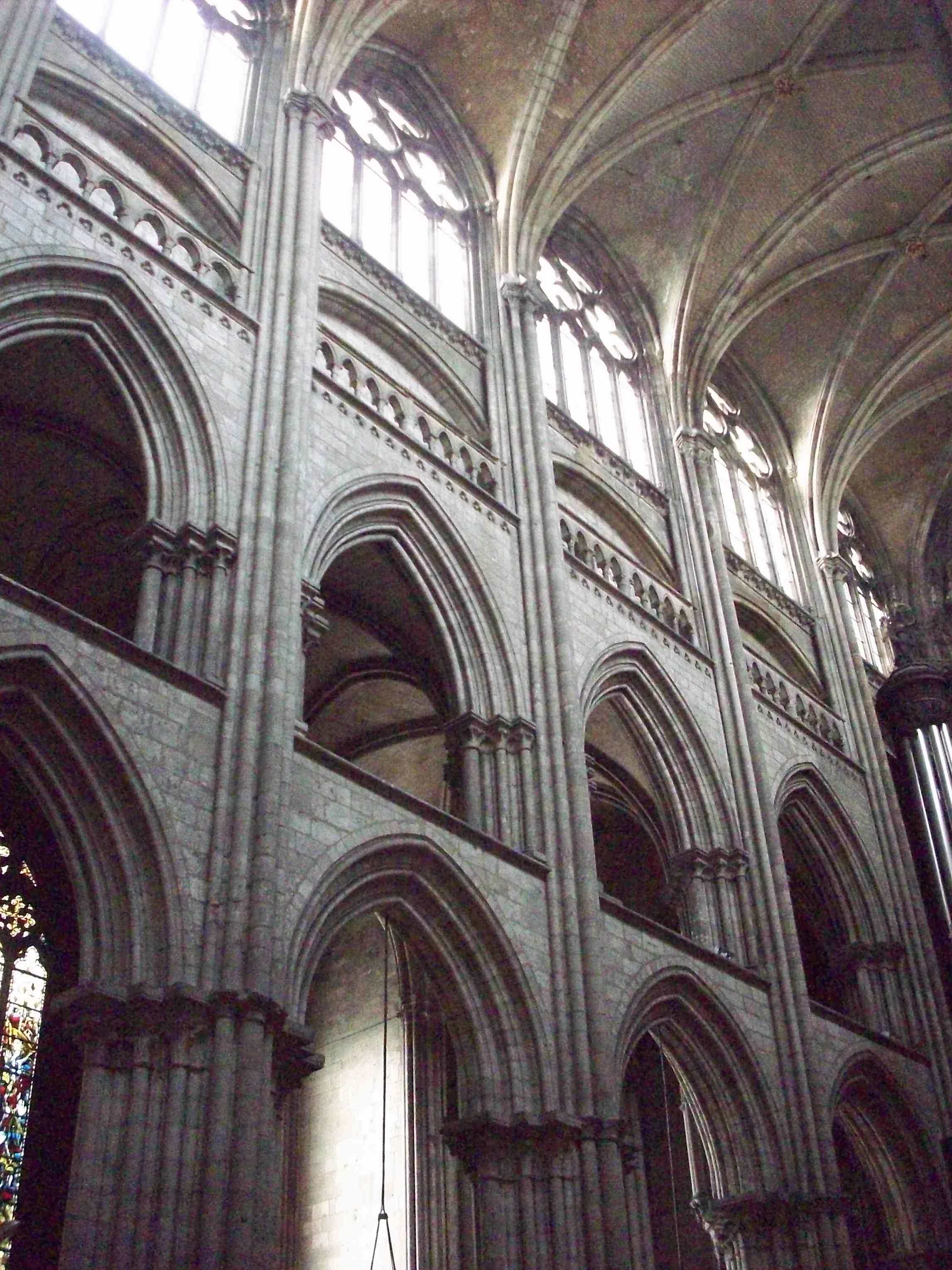
Élévation de la nef, qui se développe sur quatre niveaux.
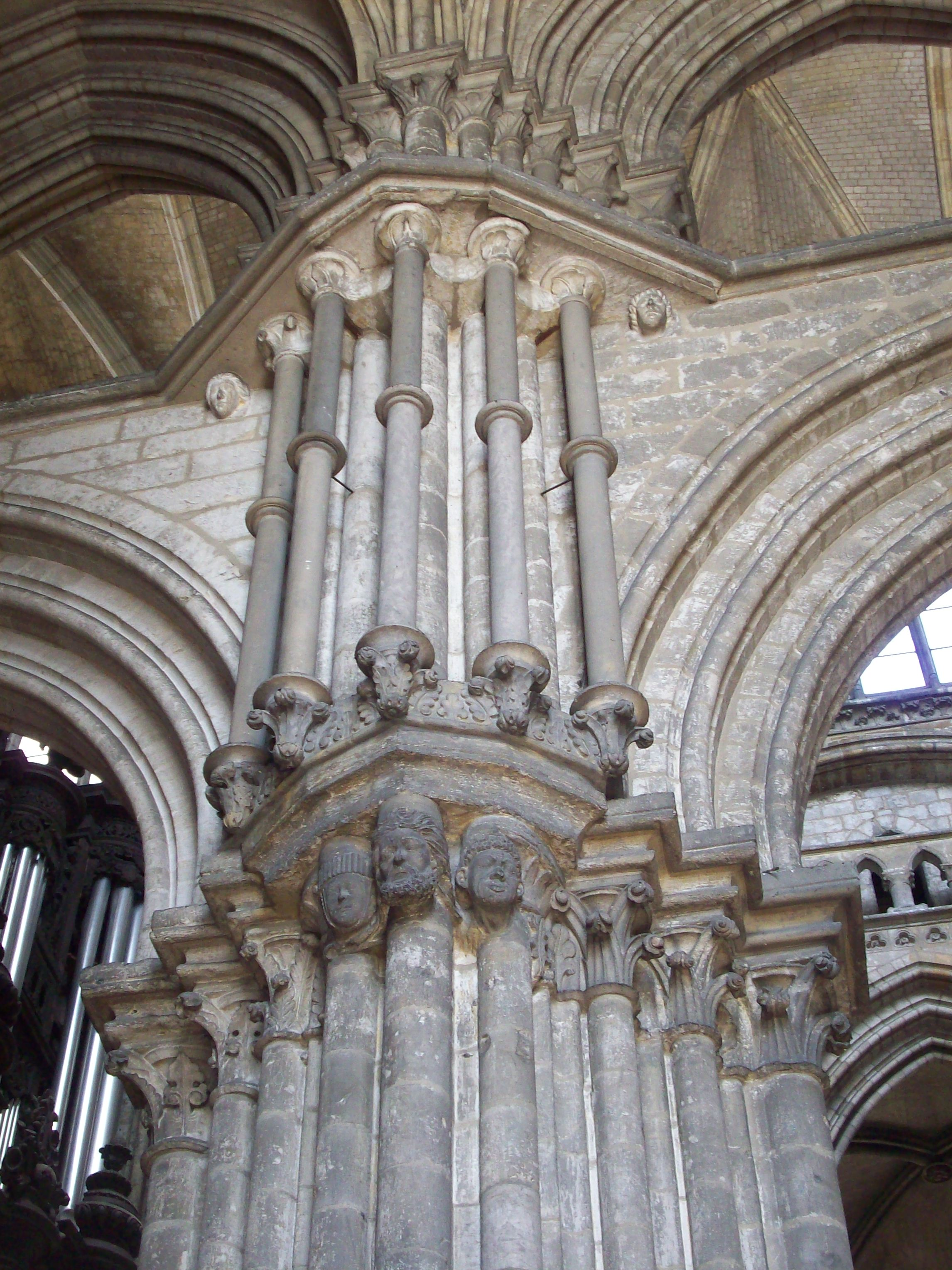
Détail du tailloir en surplomb depuis le collatéral, qui reçoit des colonnettes baguées supportant une coursière de circulation aménagée à la base des baies des tribunes jamais construites.
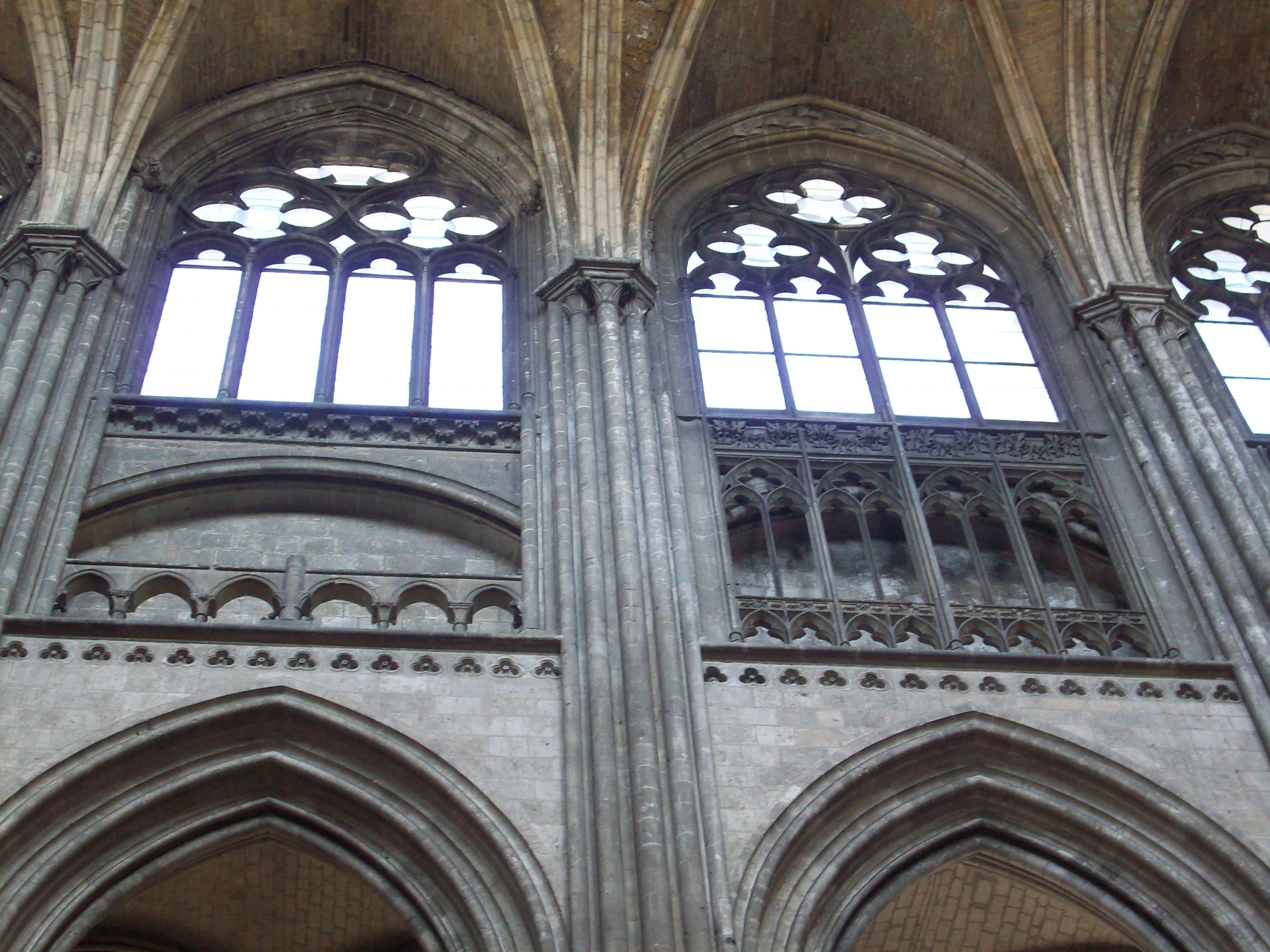
Vue du triforium nord de la nef sur la 7e travée avec un triforium souligné par un bandeau de trèfles sous un arc segmenté et 8e travée où le triforium prolonge le réseau des fenêtres hautes dans le style rayonnant.
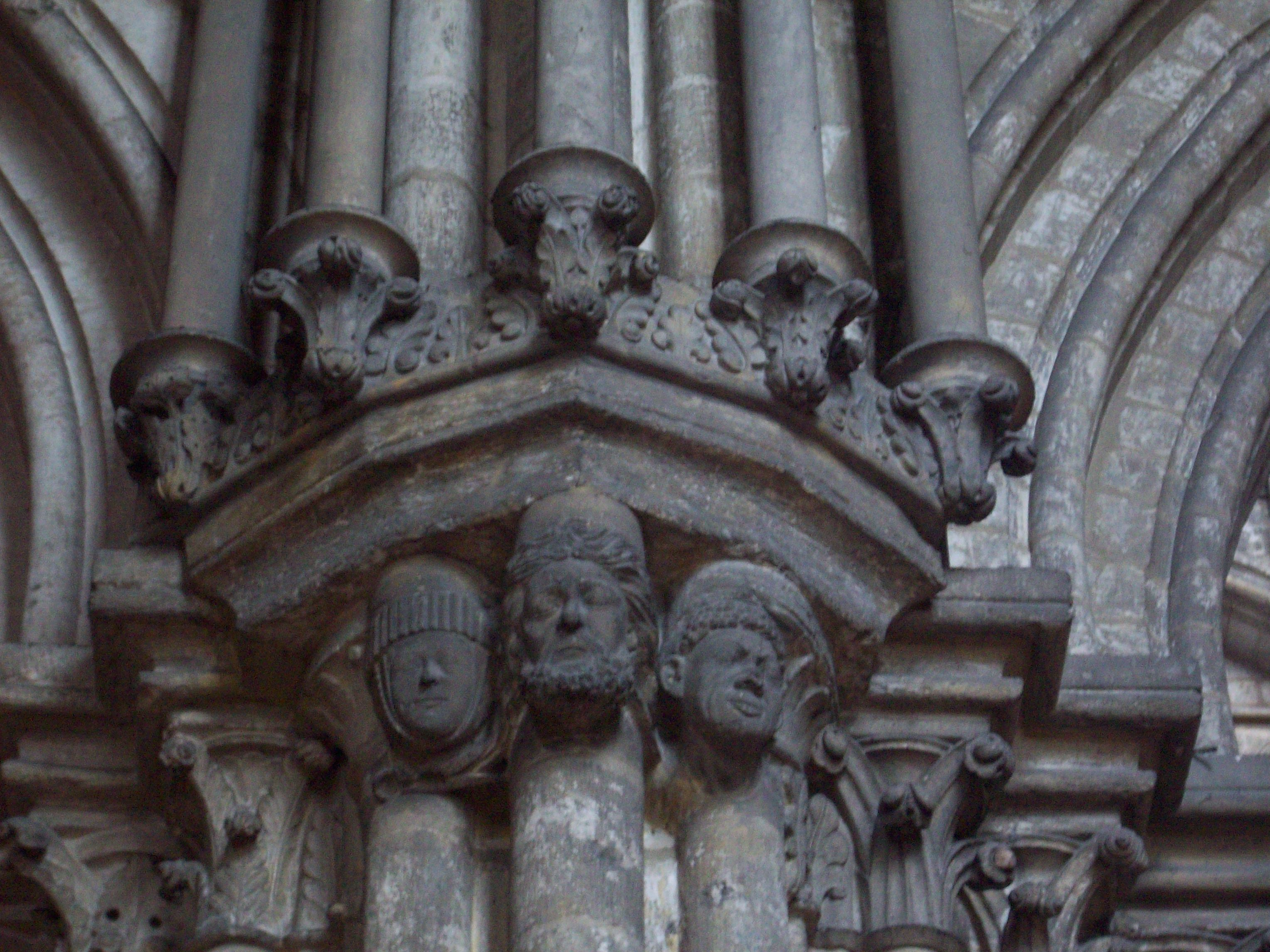
Chapiteau sculpté du 3e pilier du collatéral sud, représentant Samson, Dalila et un Philistin.

### La tour Saint-Romain

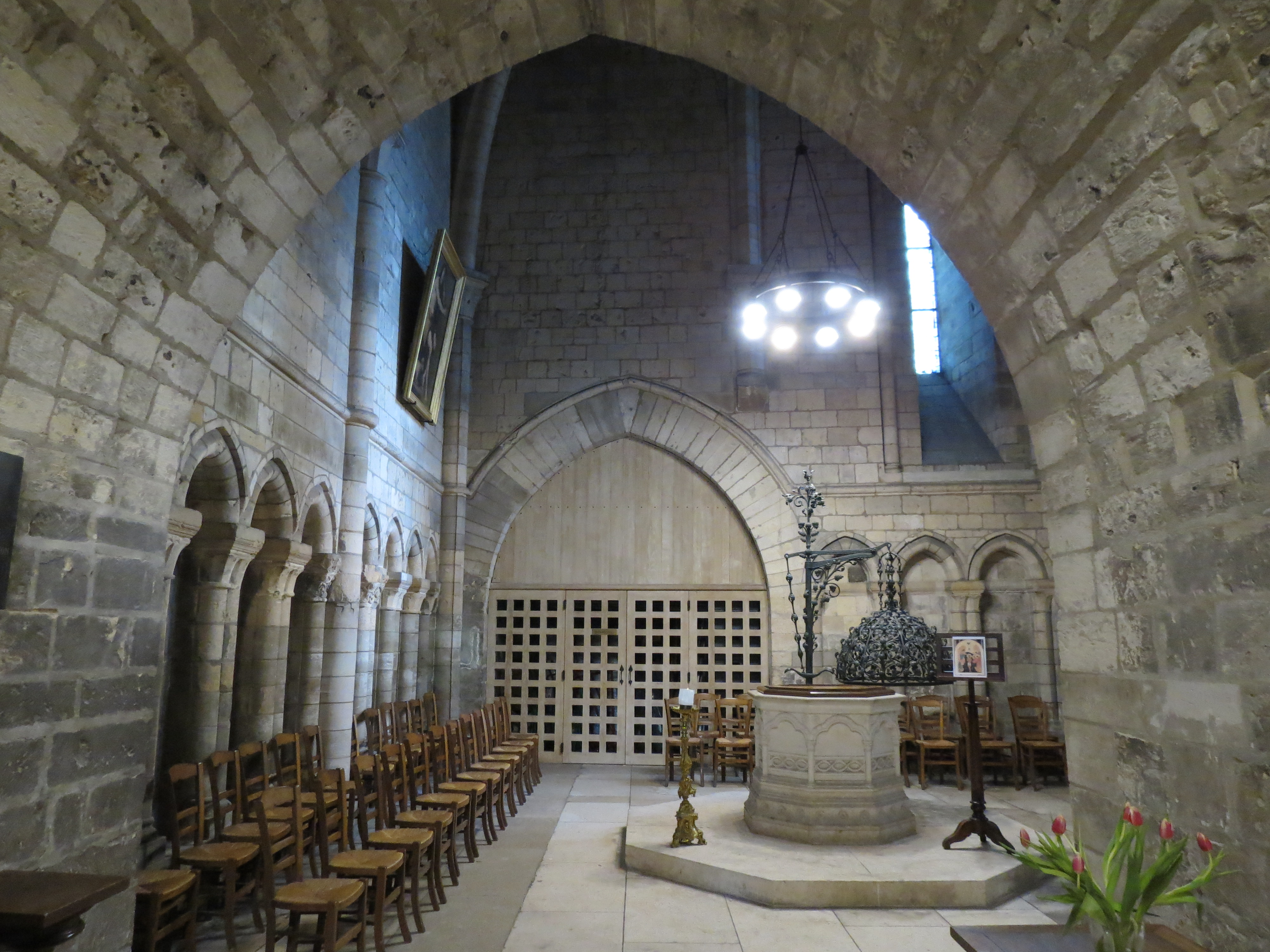
Le baptistère dans la salle basse de la tour Saint-Romain.

Le premier niveau de la tour forme une salle basse contenant le baptistère. La potence et le couvercle des fonts baptismaux, œuvres de Ferdinand Marrou, sont en fer forgé avec un décor végétal dans le style du XIIIe siècle. Dans l'entrée se trouvent des statues d'Adam et Ève du XIVe siècle prélevées en 1911 du revers de la façade occidentale. Il s'y trouve également une statue de la Vierge à l'Enfant des XVIIe et XVIIIe siècles, provenant de l'hôpital de Beaucaire et offert par l'archevêque Fuzet ainsi qu'une plaque commémorative de Cavelier de la Salle en marbre noir et bronze d'Alphonse Guilloux. La salle du baptistère est couverte d'une voûte d'ogives octopartite.
Le deuxième niveau est une grande salle à deux registres de fenêtres, également voûtée d'ogives octopartite, qui a la particularité d'avoir un pont qui devait permettre d'accéder à la nef de la cathédrale romane. Elle abrite le trésor de la cathédrale.
Au-dessus se trouve l'étage du beffroi qui renferme actuellement la plus grosse des cloches de la cathédrale, la Jeanne d'Arc ainsi que le carillon avec son clavier, un clavier d'étude, deux anciens claviers, 3 anciennes cloches du premier carillon ainsi que le joug métallique de la première Jeanne d'Arc, le premier battant de l'actuelle Jeanne d'Arc ainsi que le battant brisé de la Georges d'Amboise.

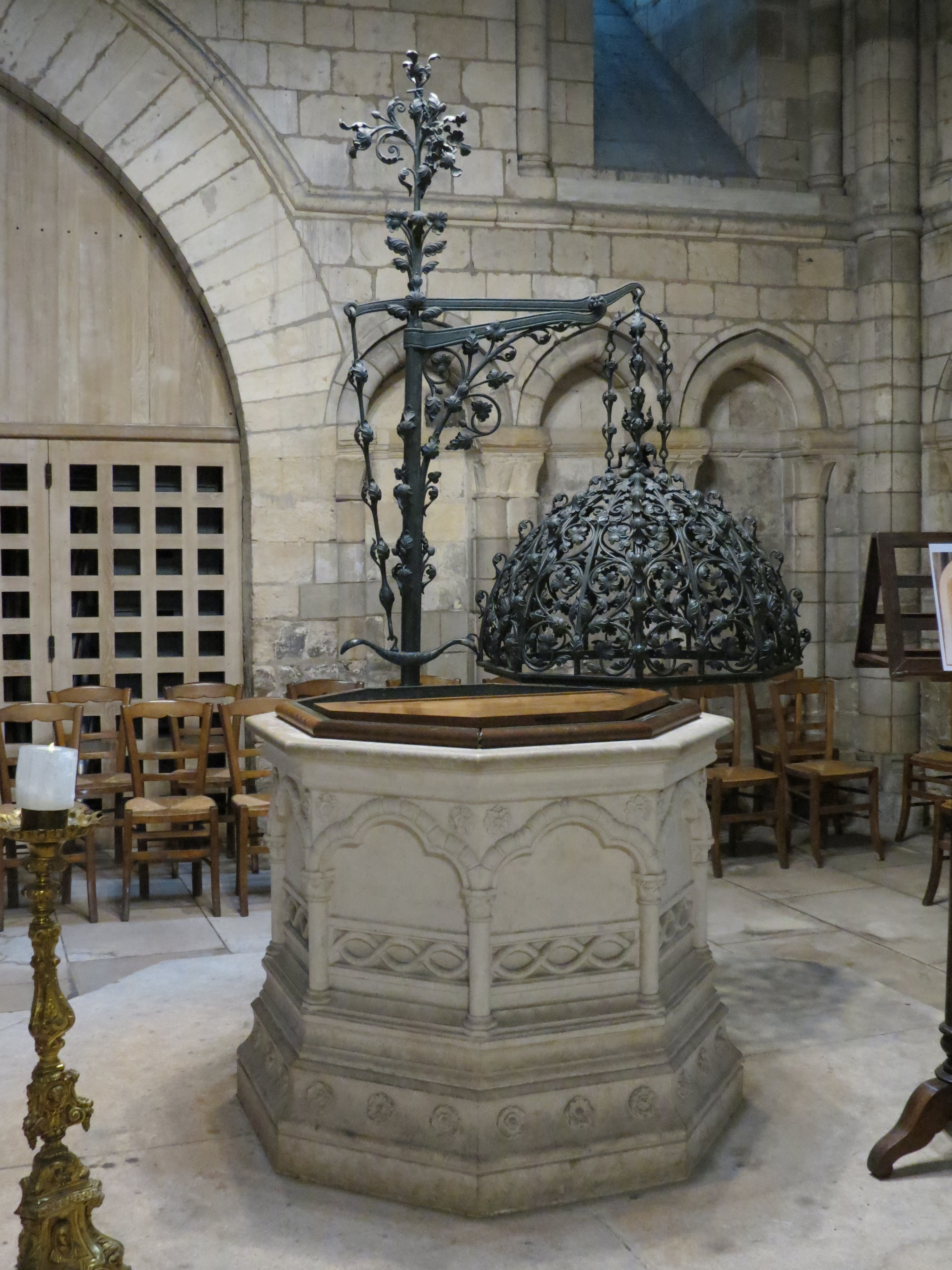
Fonts baptismaux en pierre de la cathédrale, surmontés de leur couvercle avec potence de fer forgé de Marrou, dans la salle basse de la tour.
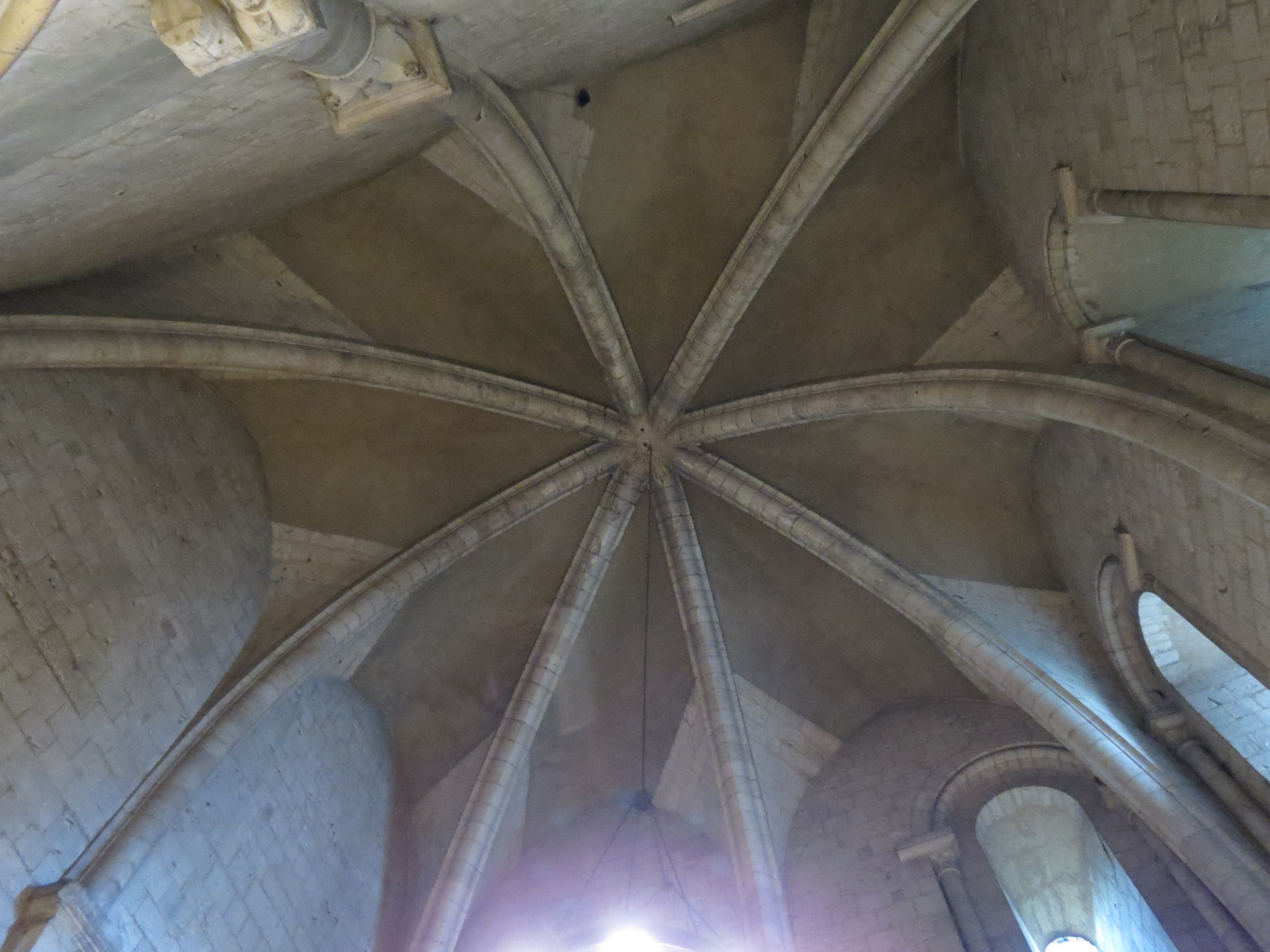
Voûte octopartite de la salle basse.
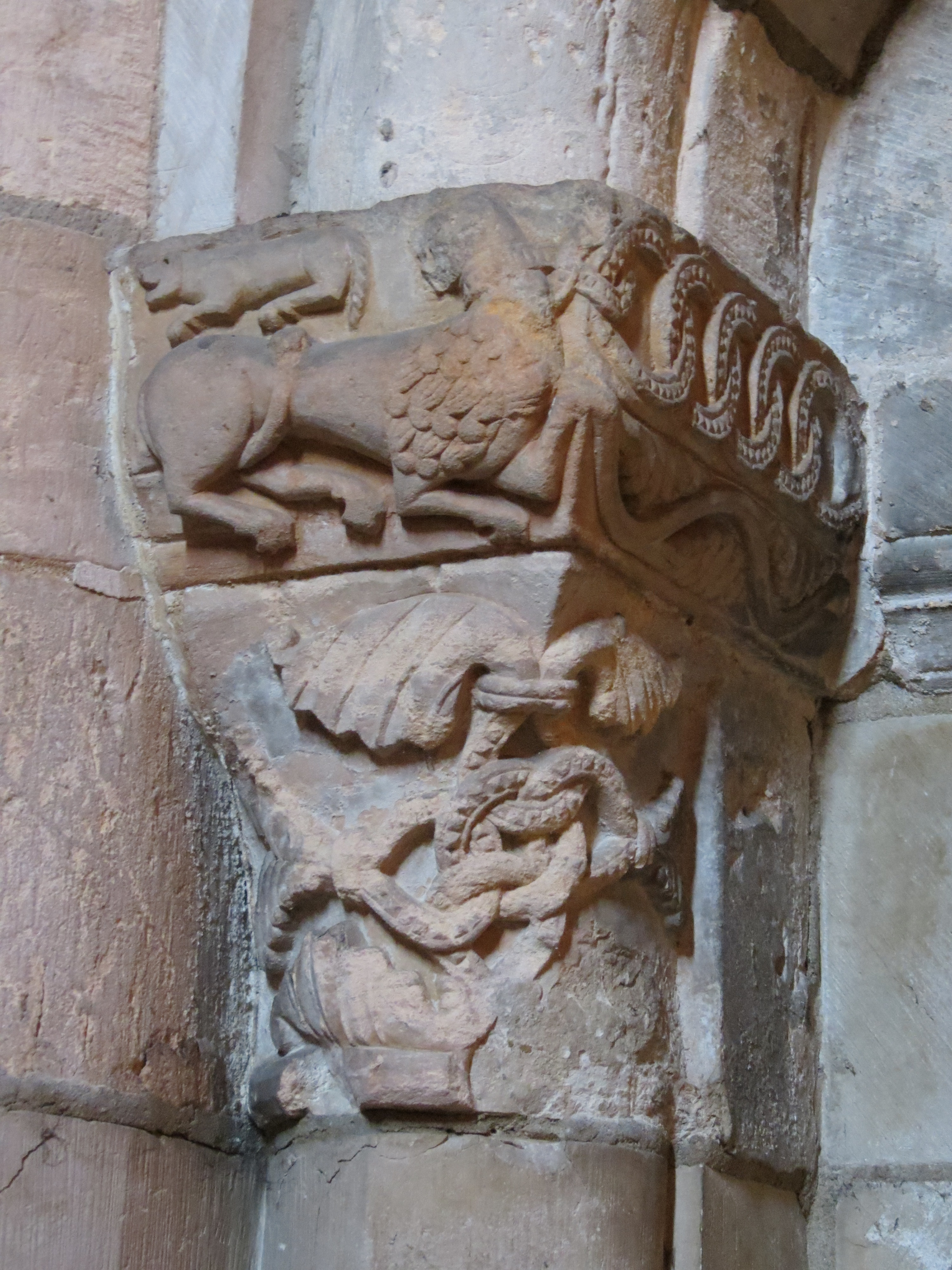
Chapiteau de la salle basse, représentant un lion poursuivant un chien, du XIIe siècle.
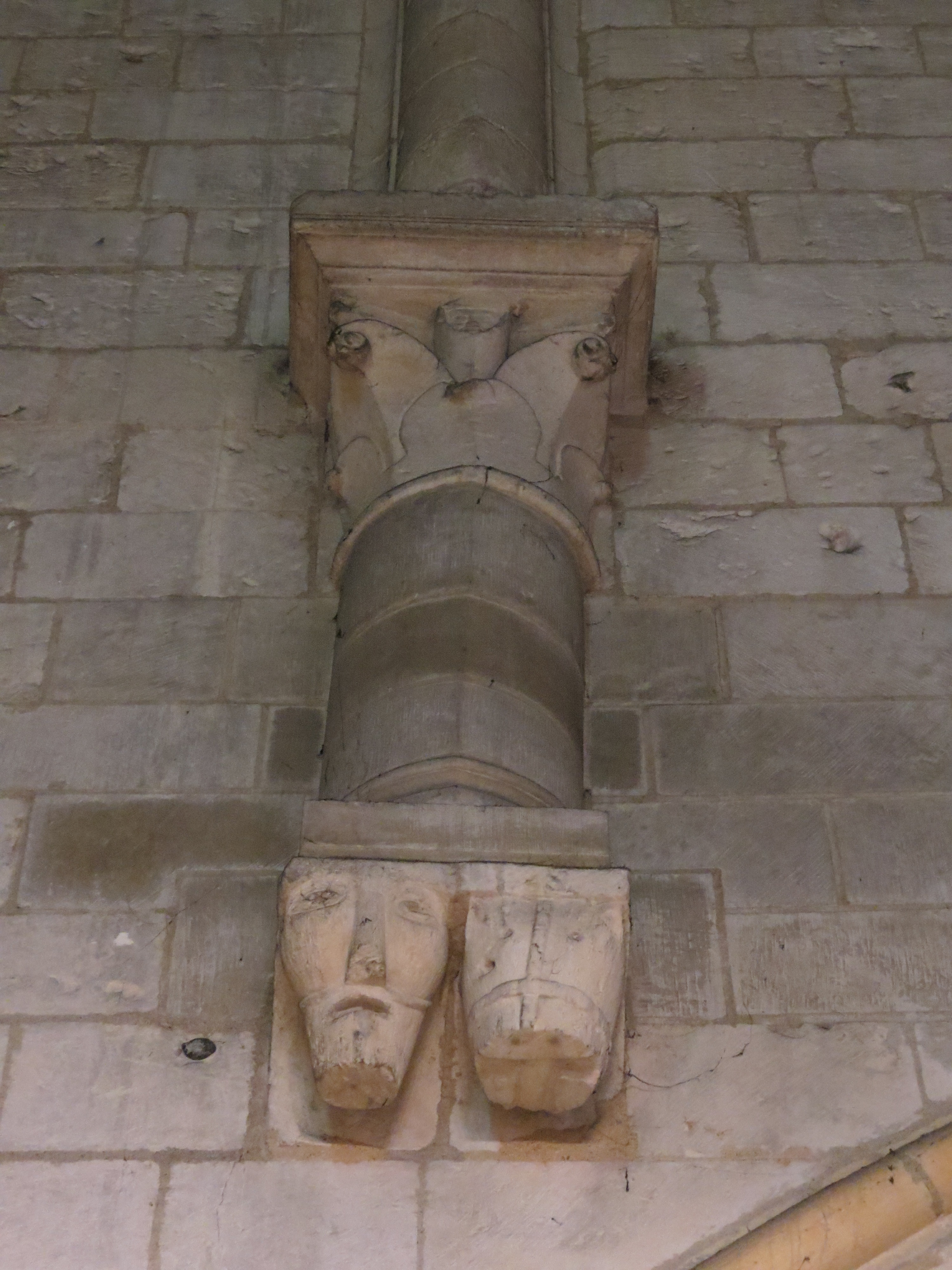
Culot du mur sud de la salle basse, avec deux corbeaux juxtaposés, une tête d'homme et une tête de cheval.

### Les collatéraux
Ils se développent sur deux niveaux, les grandes arcades et les baies des tribunes, et voûtés d'ogives. Un tailloir en surplomb reçoit des colonnettes baguées qui supportent une coursière de circulation aménagée à la base des baies de tribunes jamais construites. Le troisième pilier sud présente sur son chapiteau des chimères et les têtes de Samson et Dalila.
Les chapelles sont ornées de piscines, éclairées de baies composées de quatre lancettes trilobées deux et deux, sous trois roses.
Pour le Jubilé de la Miséricorde, une porte a été créée et a pris place dans le collatéral nord entre les chapelles Saint-Jean et Saint-Sever. Cette porte en bois, réalisée par l'entreprise Lanfry, a été ouverte par l'archevêque de Rouen Dominique Lebrun le 13 décembre 2015. Elle est surmontée d'un crucifix avec un Christ en ivoire du XVIIe siècle et des statues de la Vierge et de saint Jean, peut-être du XVIe siècle.

#### Les chapelles du bas-côté nord
Elles sont citées d'ouest en est.

##### Saint-Mellon
Cette chapelle dédiée à saint Mellon de Rouen contient un confessionnal et un crucifix.

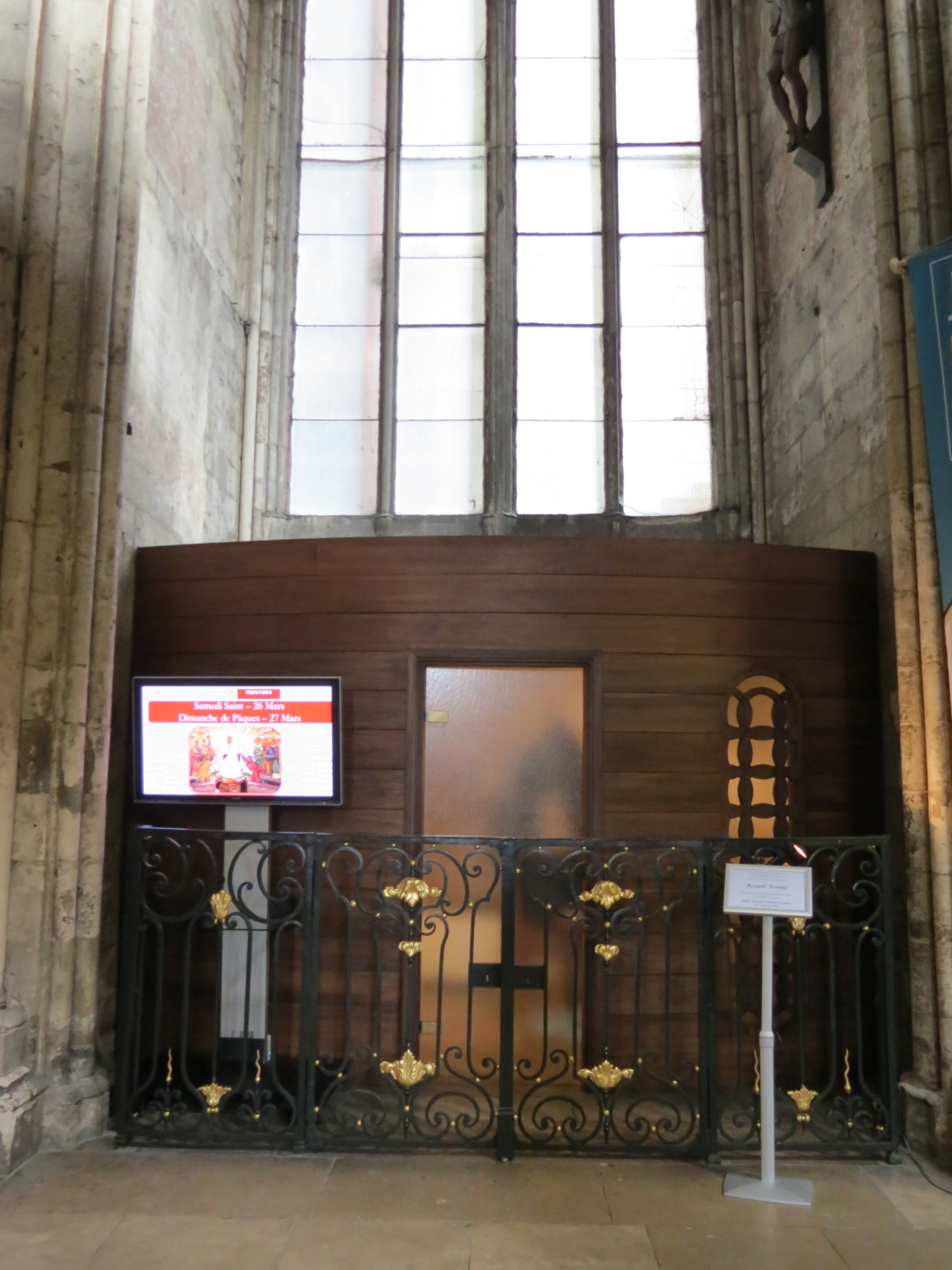
Confessionnal.
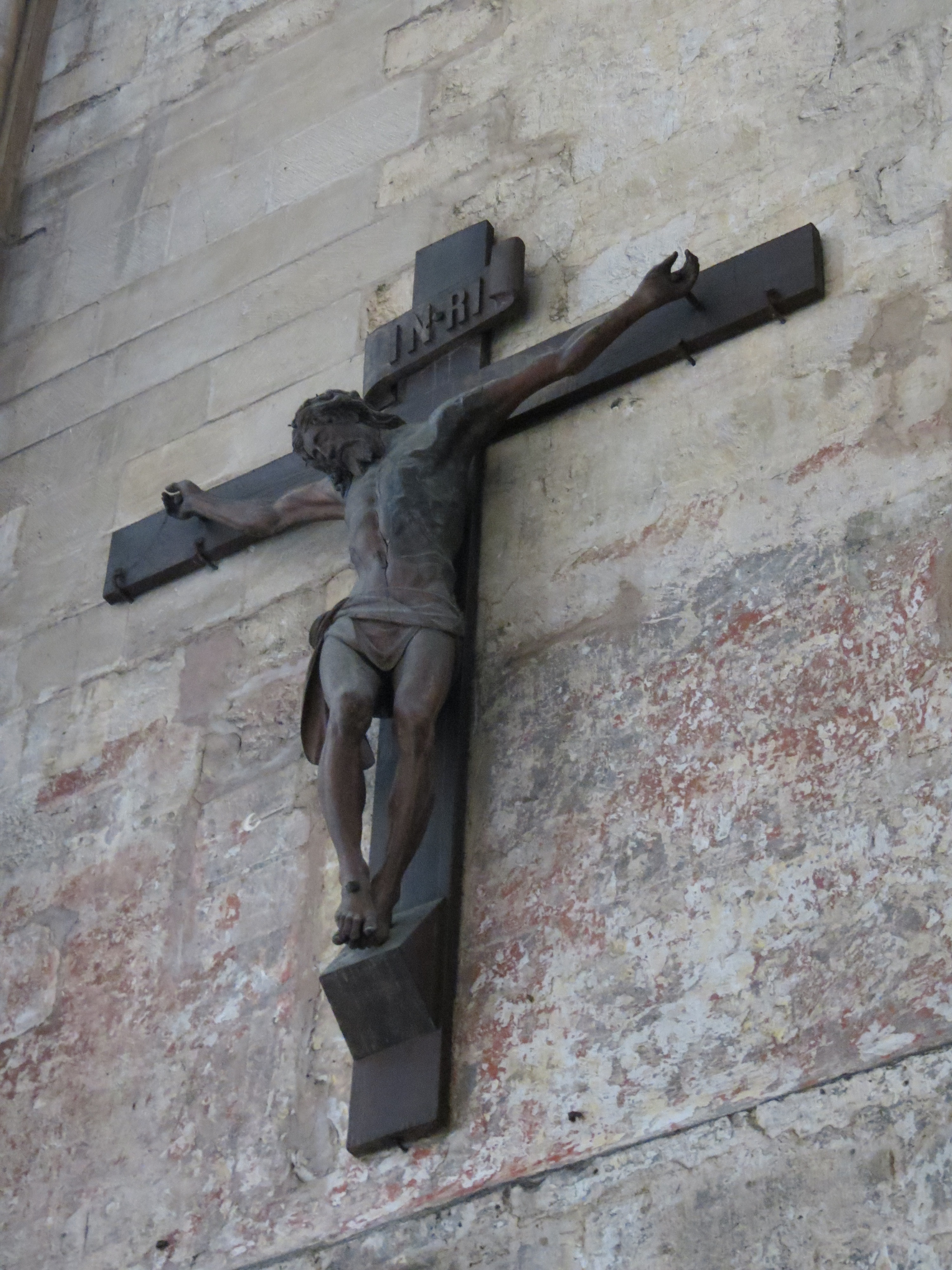
Crucifix.

##### Sainte-Agathe
La chapelle possède une statue de saint Nicaise de la fin XVIe siècle, début XVIIe siècle, provenant de l'église Saint-Herbland de Rouen, détruite en 1824. Les vitraux sont de Guillaume Barbe, restaurés par Gaudin en 1960. Ils représentent saint Victor, la Vierge à l'Enfant, sainte Agathe et saint Sébastien.

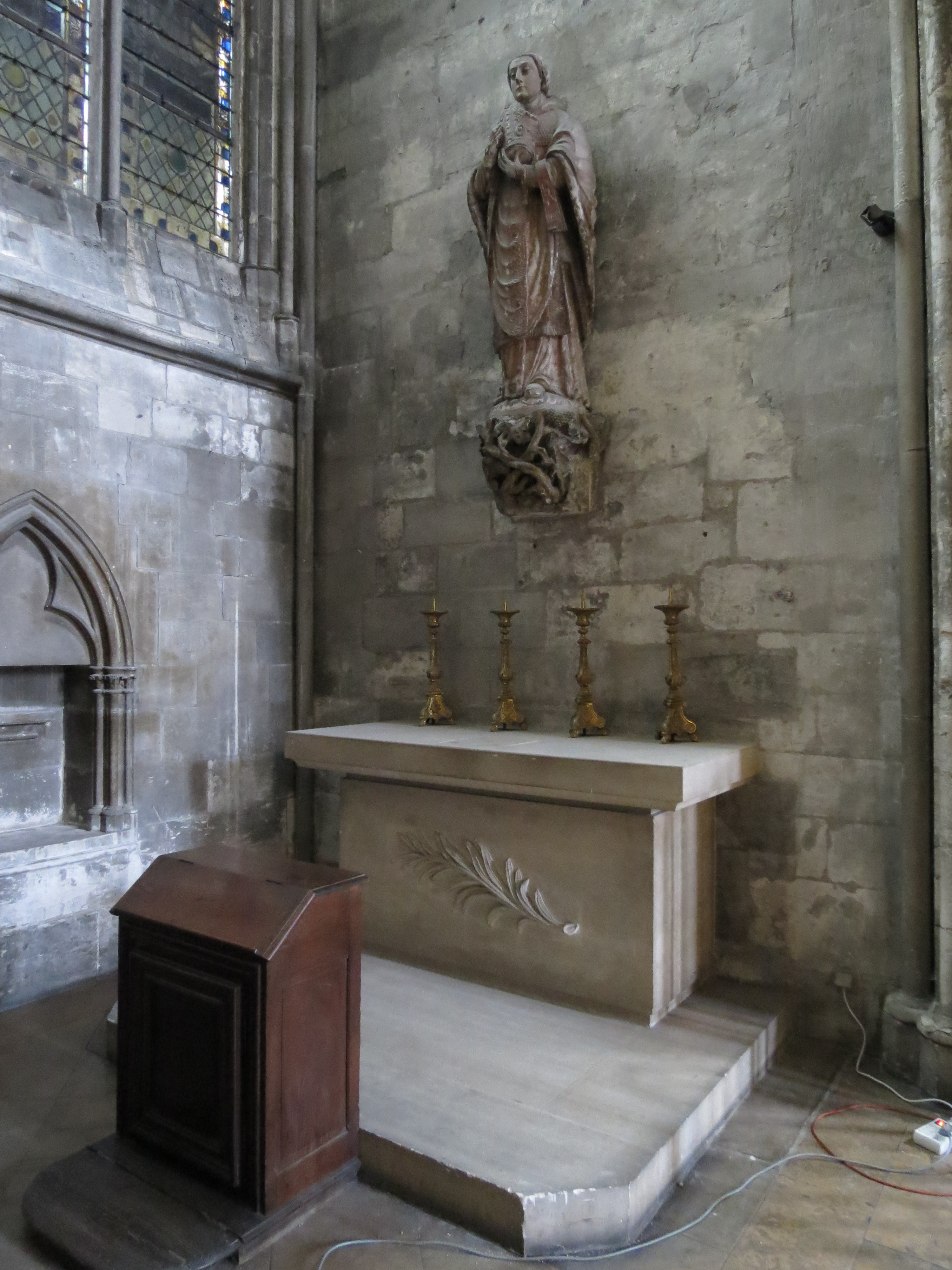
Autel.
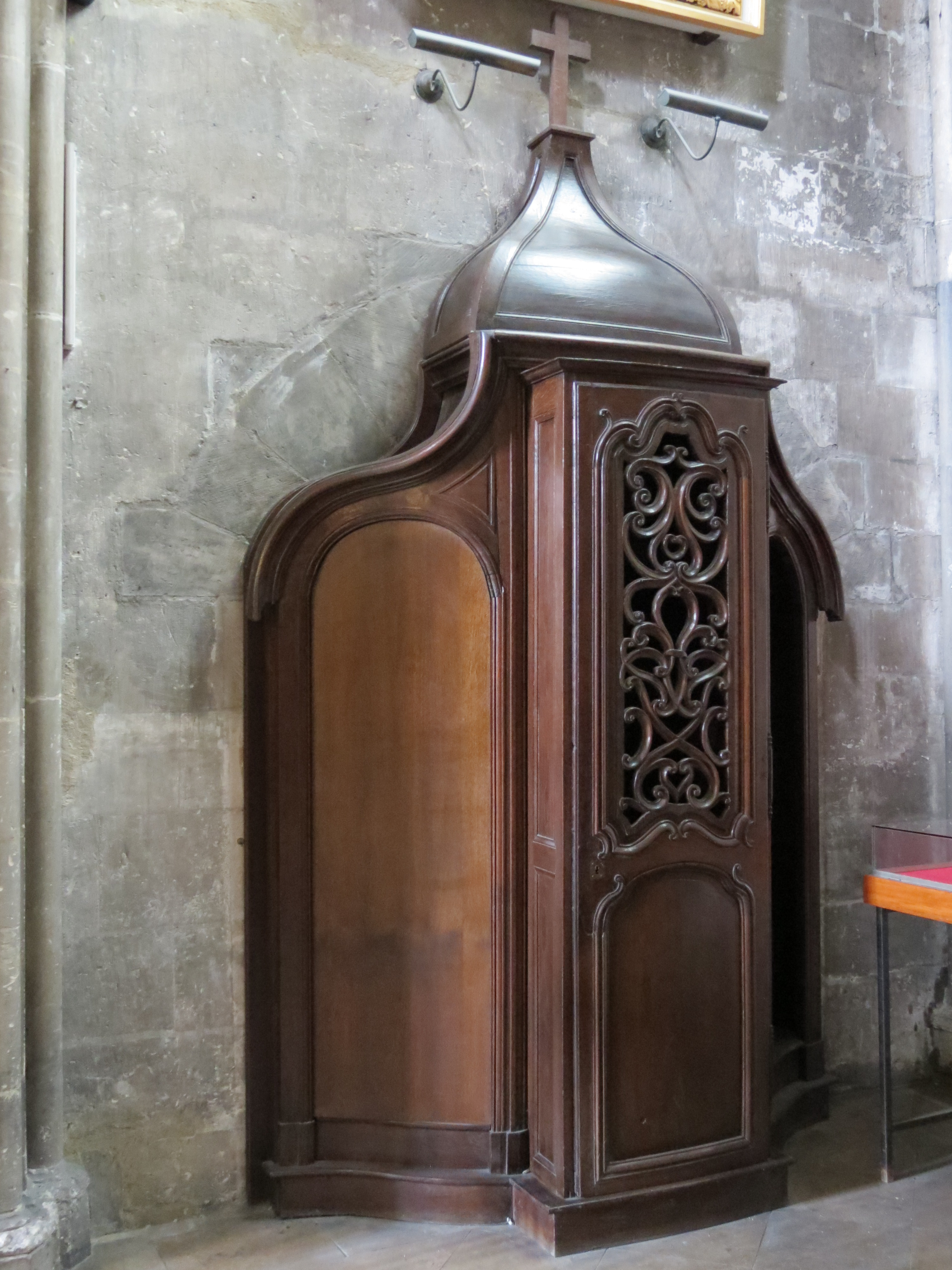
Confessionnal.
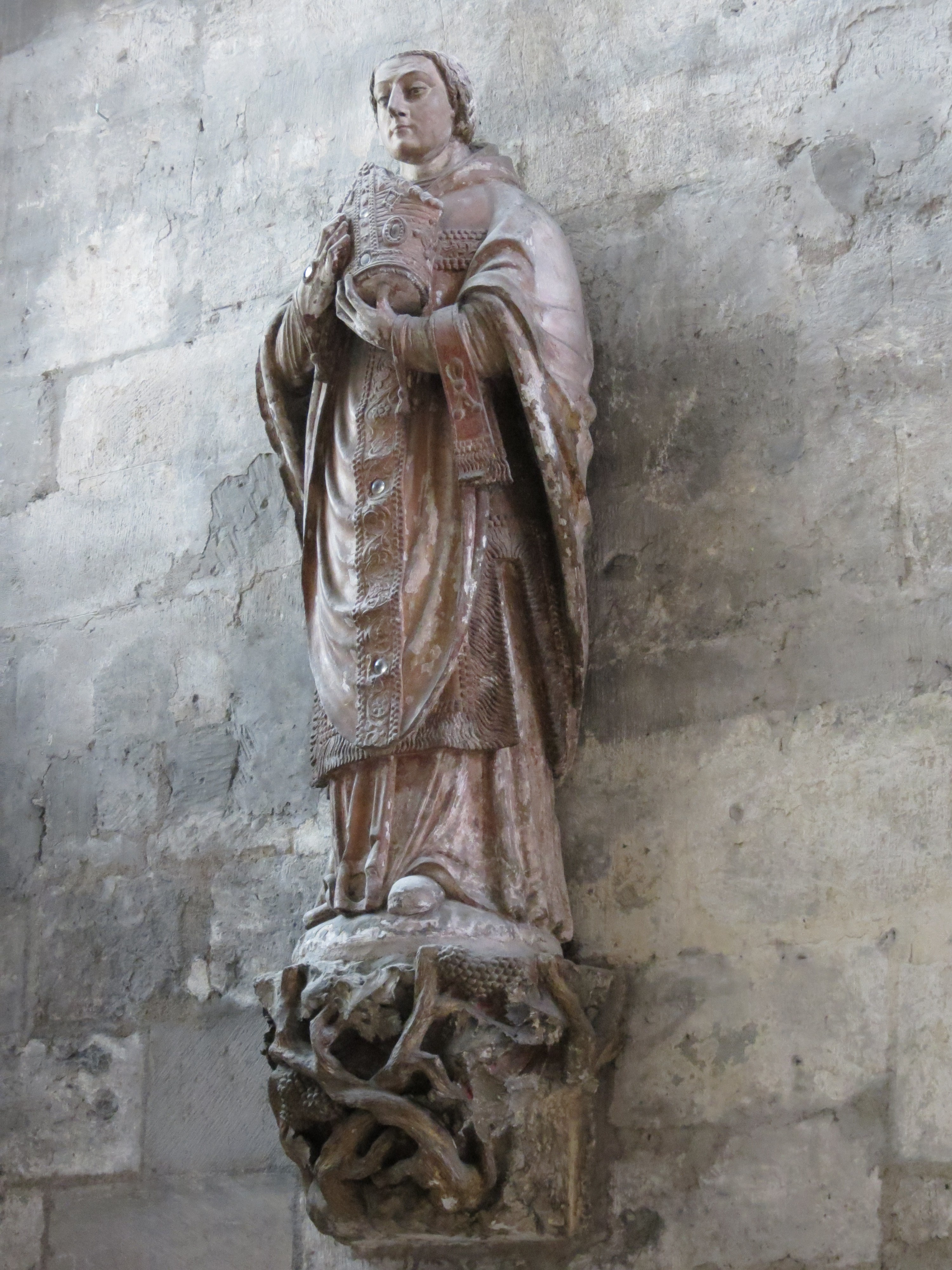
Statue de saint Nicaise.
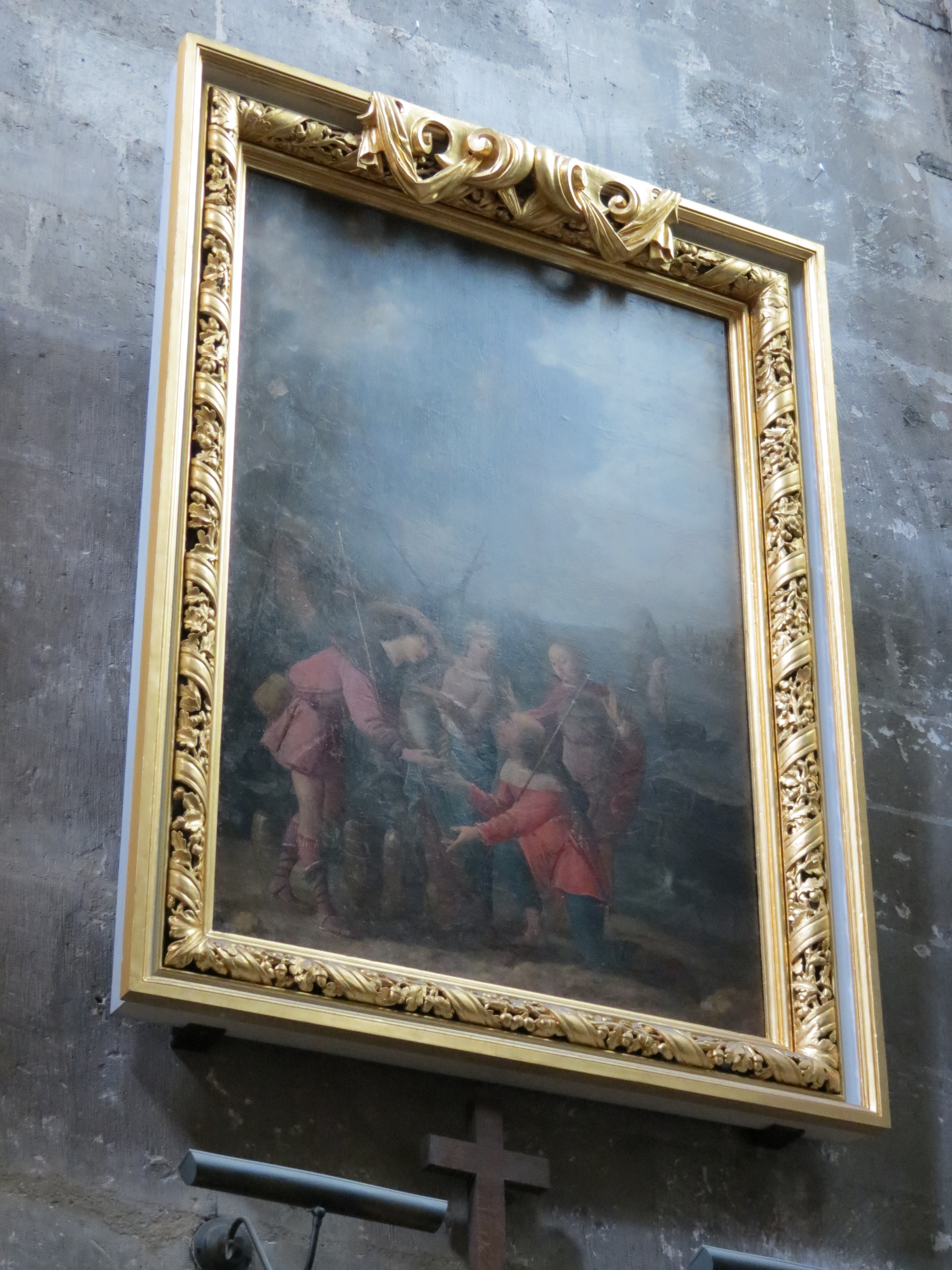
« Les pêcheurs »

##### Saint-Jean-de-la-Nef
Elle possède une statue de la Vierge dite Notre-Dame de Lourdes, œuvre du sculpteur Henri Gauquié, offerte par l'archevêque de Rouen Frédéric Fuzet vers 1900 et un tableau Saint Paul devant le roi Agrippa et sa sœur Bérénice du XVIIe siècle. Elle possède des vitraux du XIIIe siècle, appelées les « Belles Verrières », comme pour la chapelle Saint-Sever voisine. Composées vers 1270, elles proviennent des anciennes baies des collatéraux de 1200-1230. Elles sont complétées dans la partie basse par Guillaume Barbe en 1465/1470 qui y représente la décollation de saint Jean-Baptiste, les disciples d'Emmaüs, les saintes Femmes au tombeau et le « noli me tangere ».

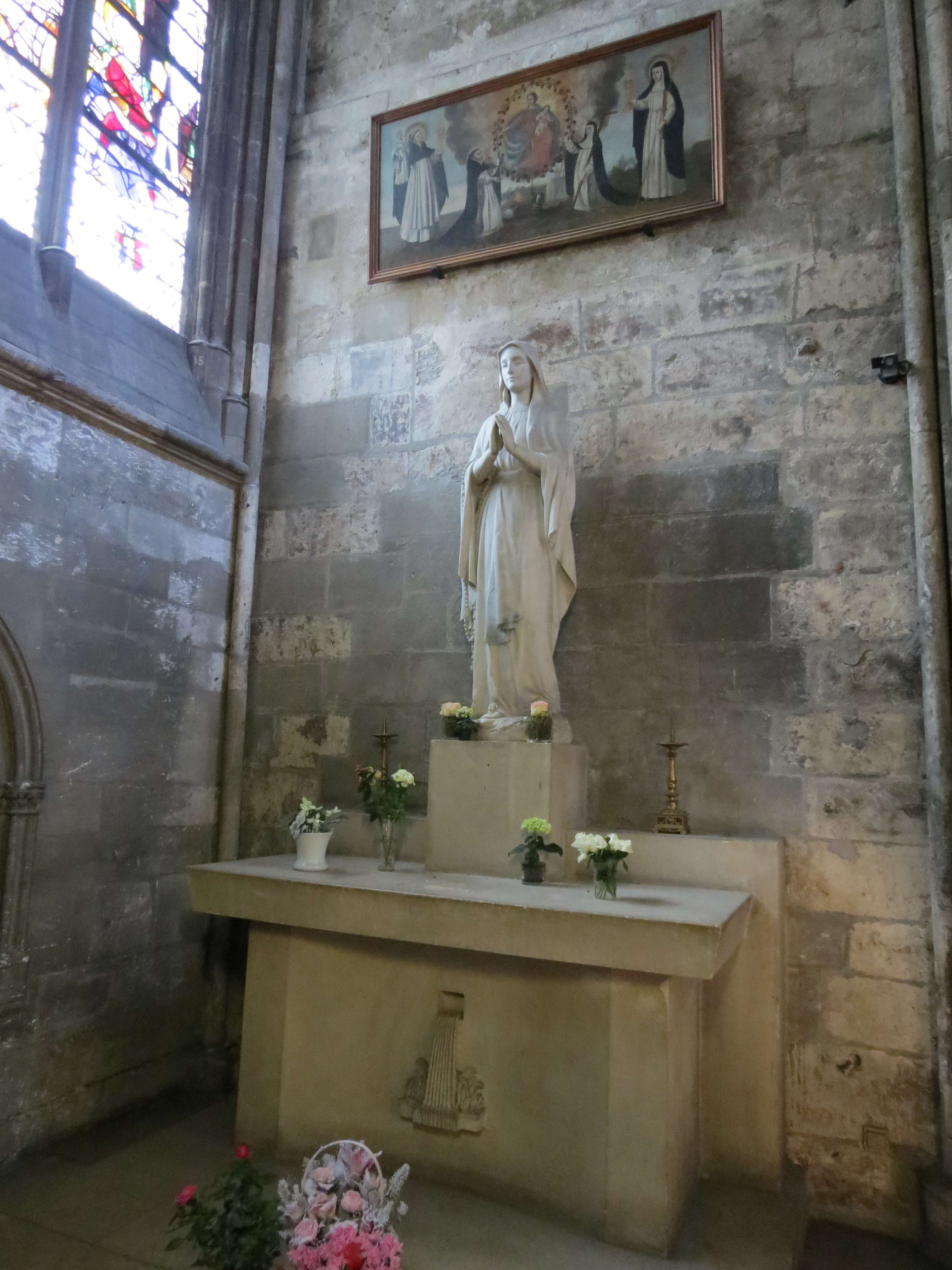
Autel
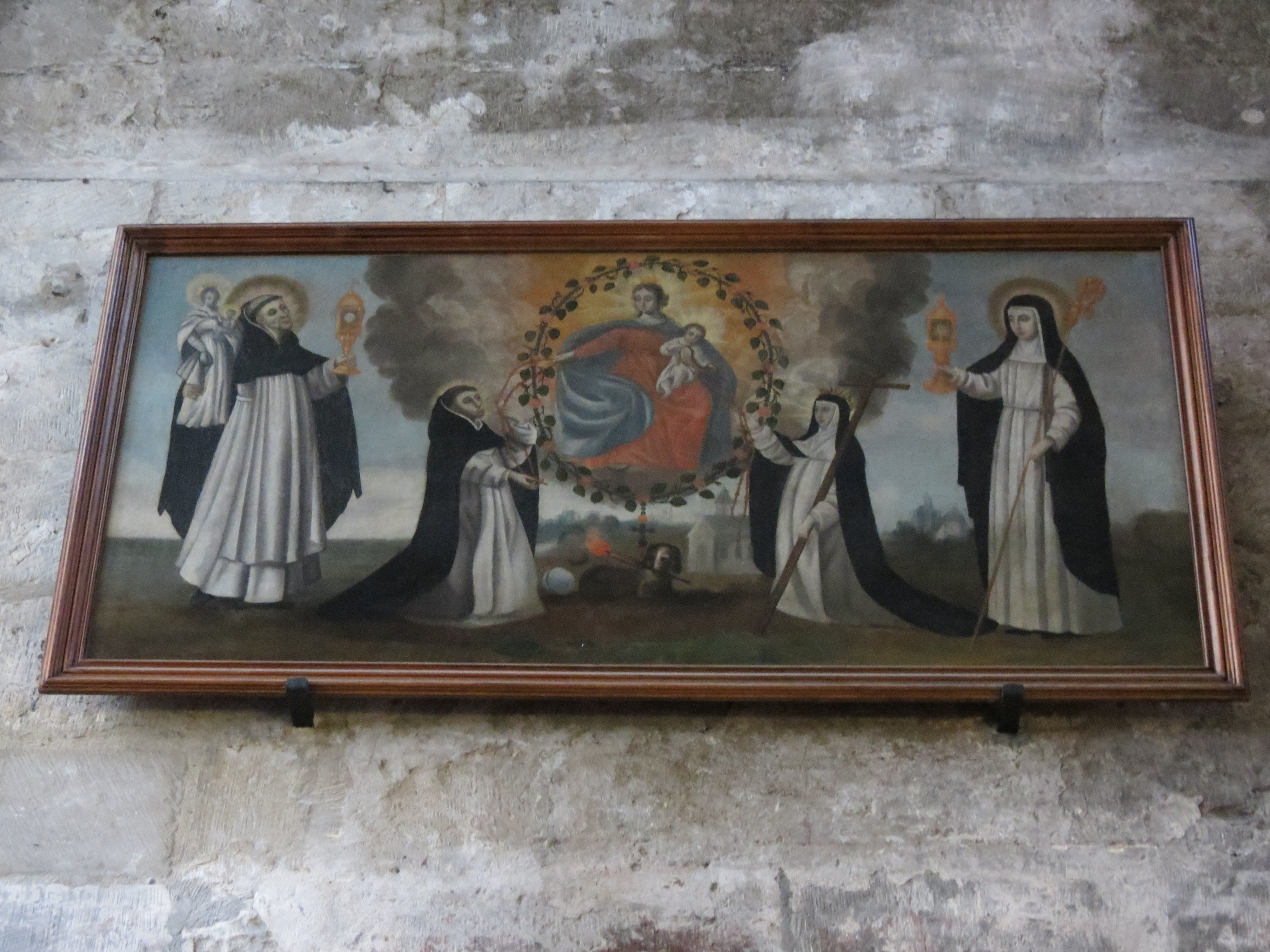
«Remise du Rosaire à saint Dominique», XVIIe siècle
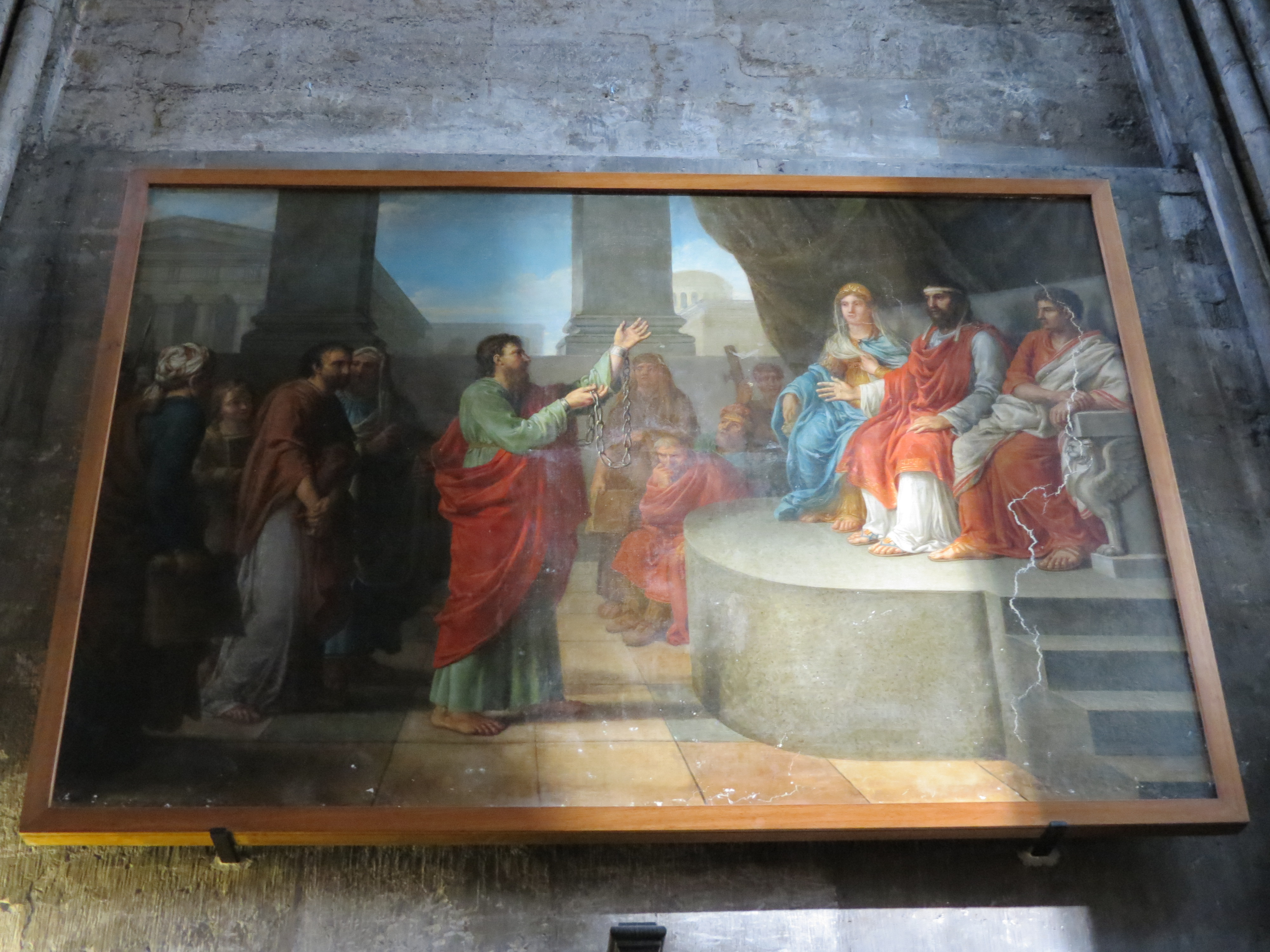
«Saint Paul devant le roi Agrippa II et sa sœur Bérénice», XVIIe siècle

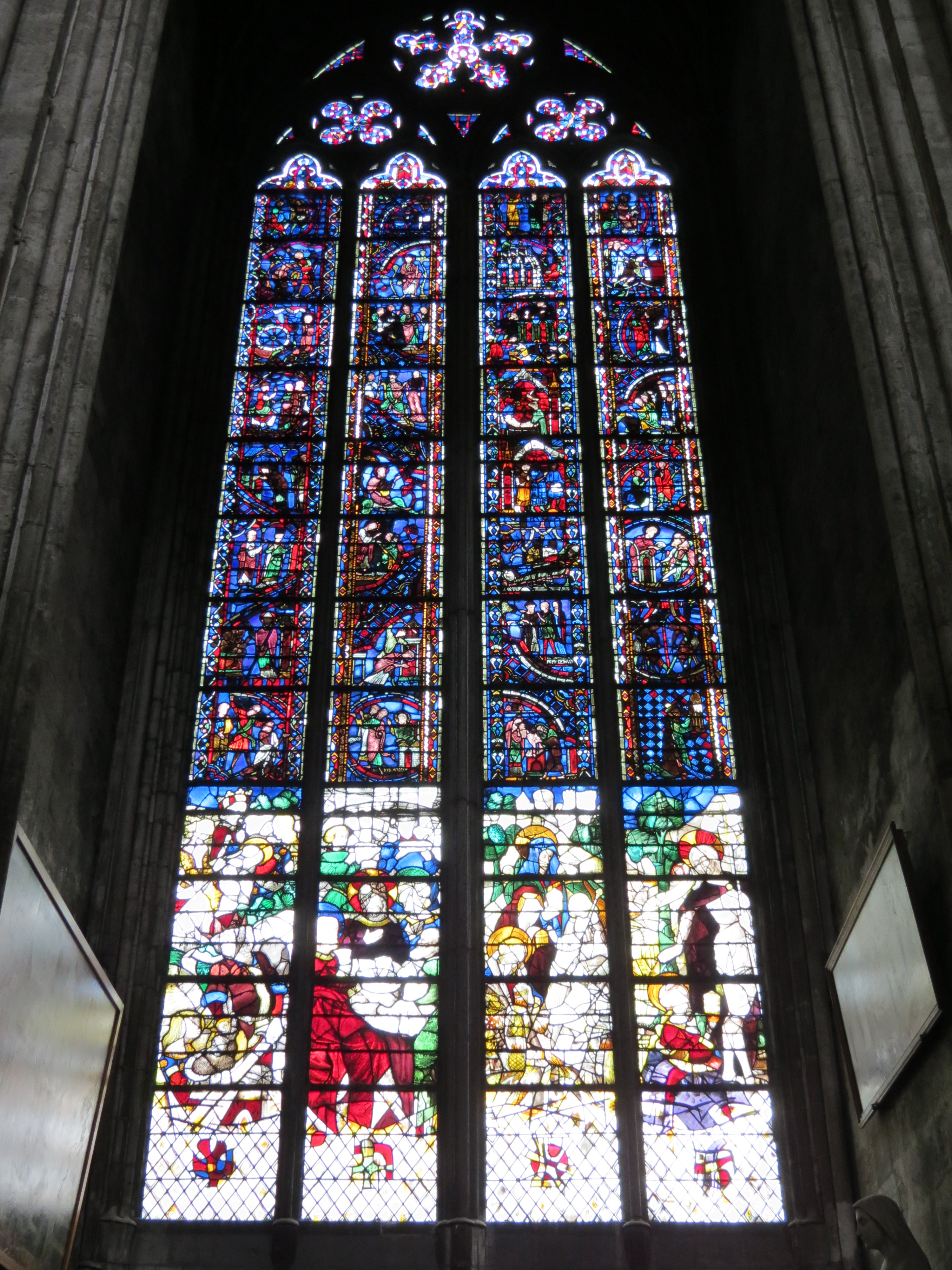
Baie 53
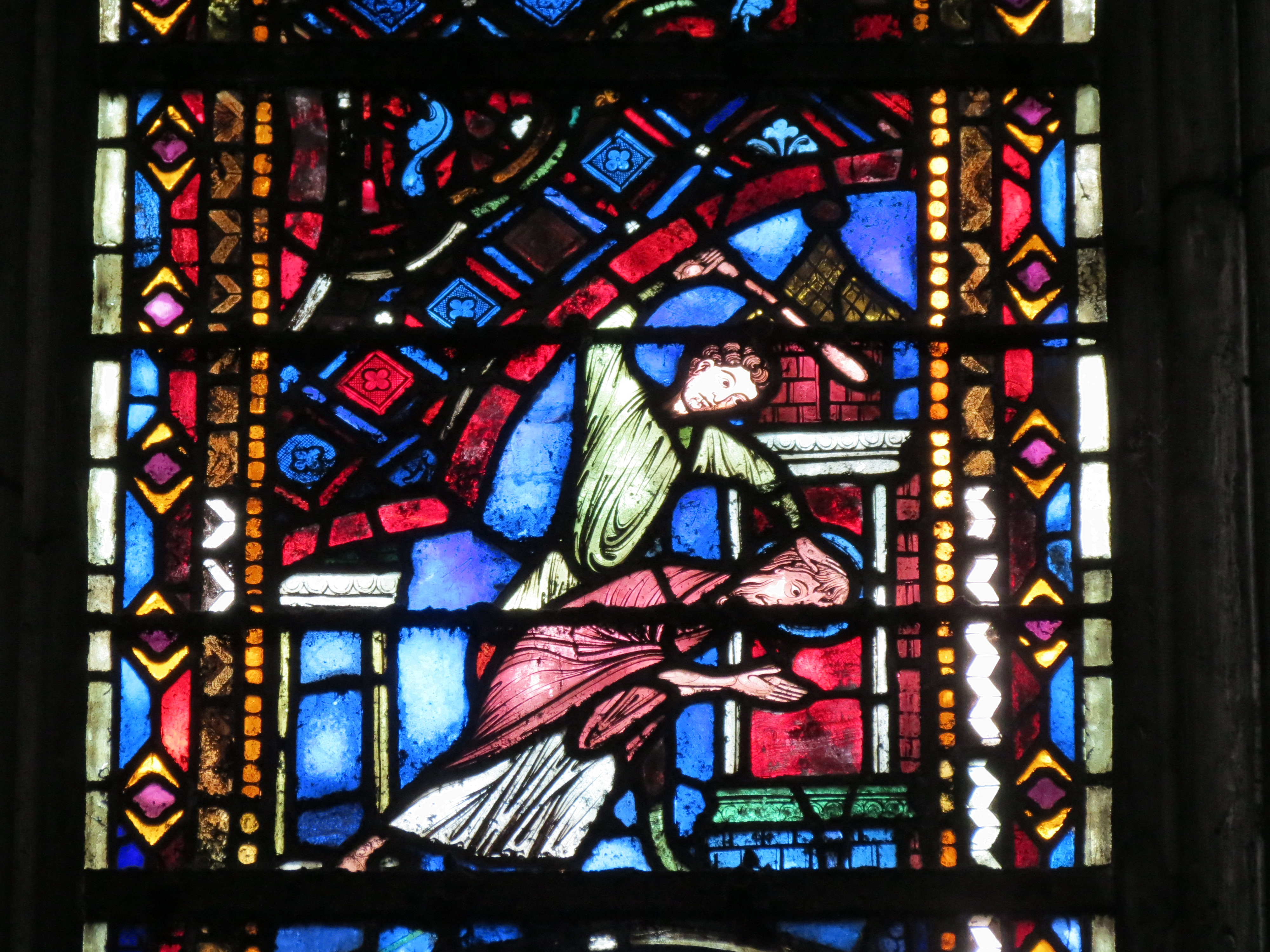
Détail
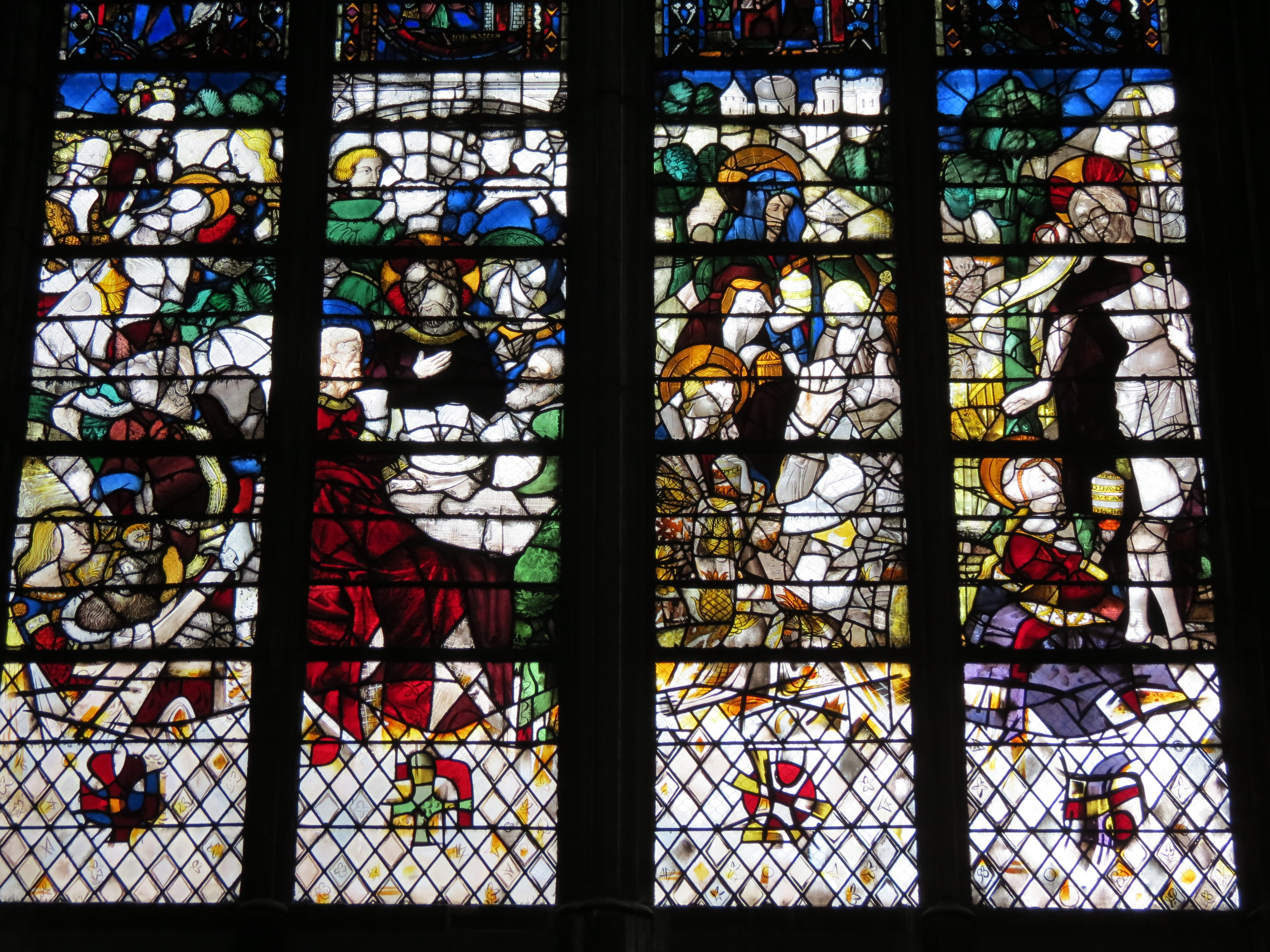
La décollation de saint Jean-Baptiste, les disciples d'Emmaüs, les saintes Femmes au tombeau et le « noli me tangere »

##### Saint-Sever
Cette chapelle, comme la précédente, possède des vitraux du XIIIe siècle, appelés dès le XIVe siècle les « Belles Verrières », complétés dans le registre inférieur par Guillaume Barbe en 1465/1470. Quatre scènes de la Passion du Christ y sont représentées Elle possède la maquette d'un drakkar et deux tableaux : une Sainte Famille et Laissez venir à moi les petits enfants. Depuis octobre 2014, une niche dans le mur abrite une relique de saint Olav, roi et patron de la Norvège, offerte à l'occasion du millénaire de son baptême dans la cathédrale par l'archevêque de Rouen Robert le Danois.

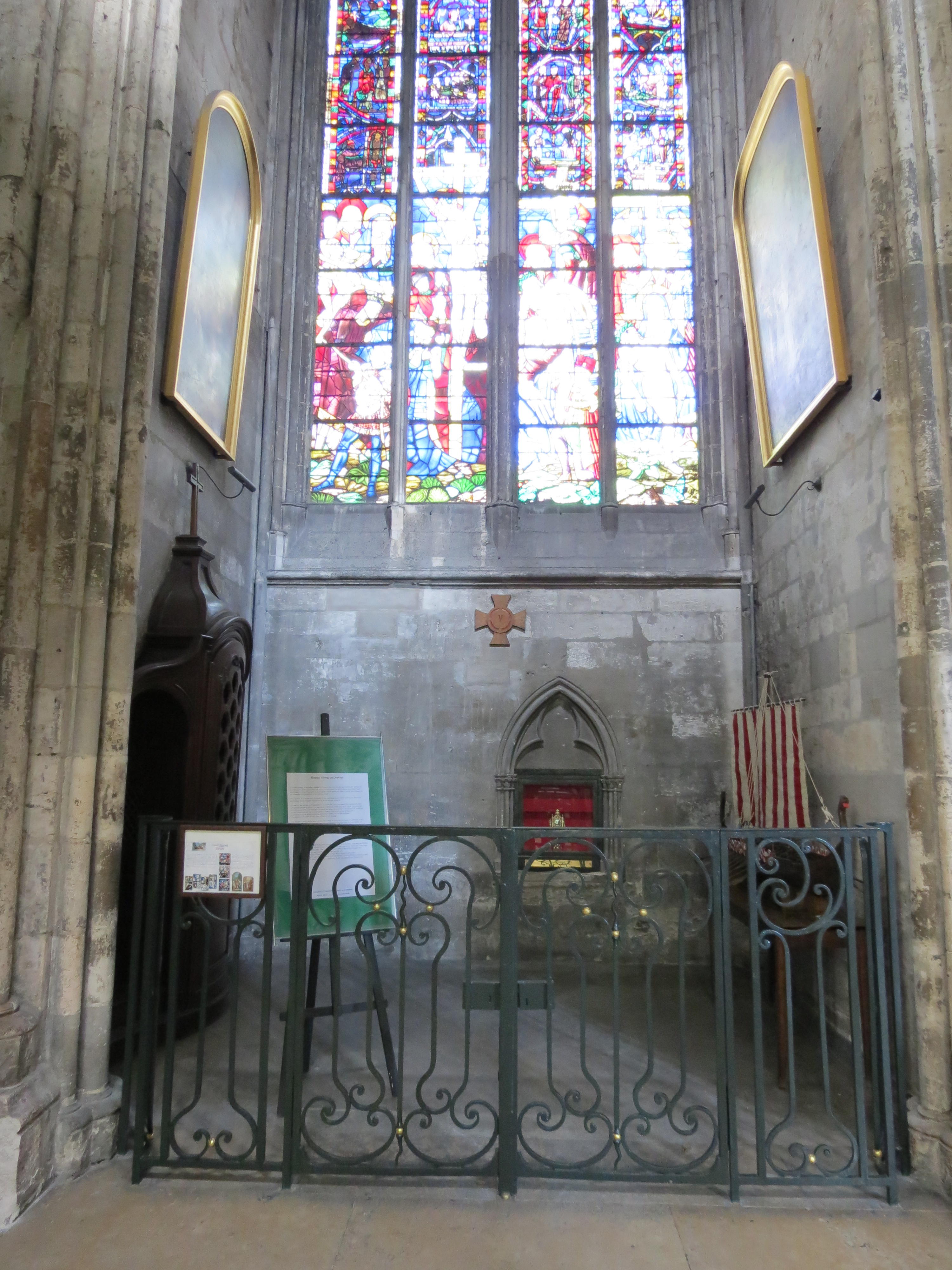
Vue de la chapelle.
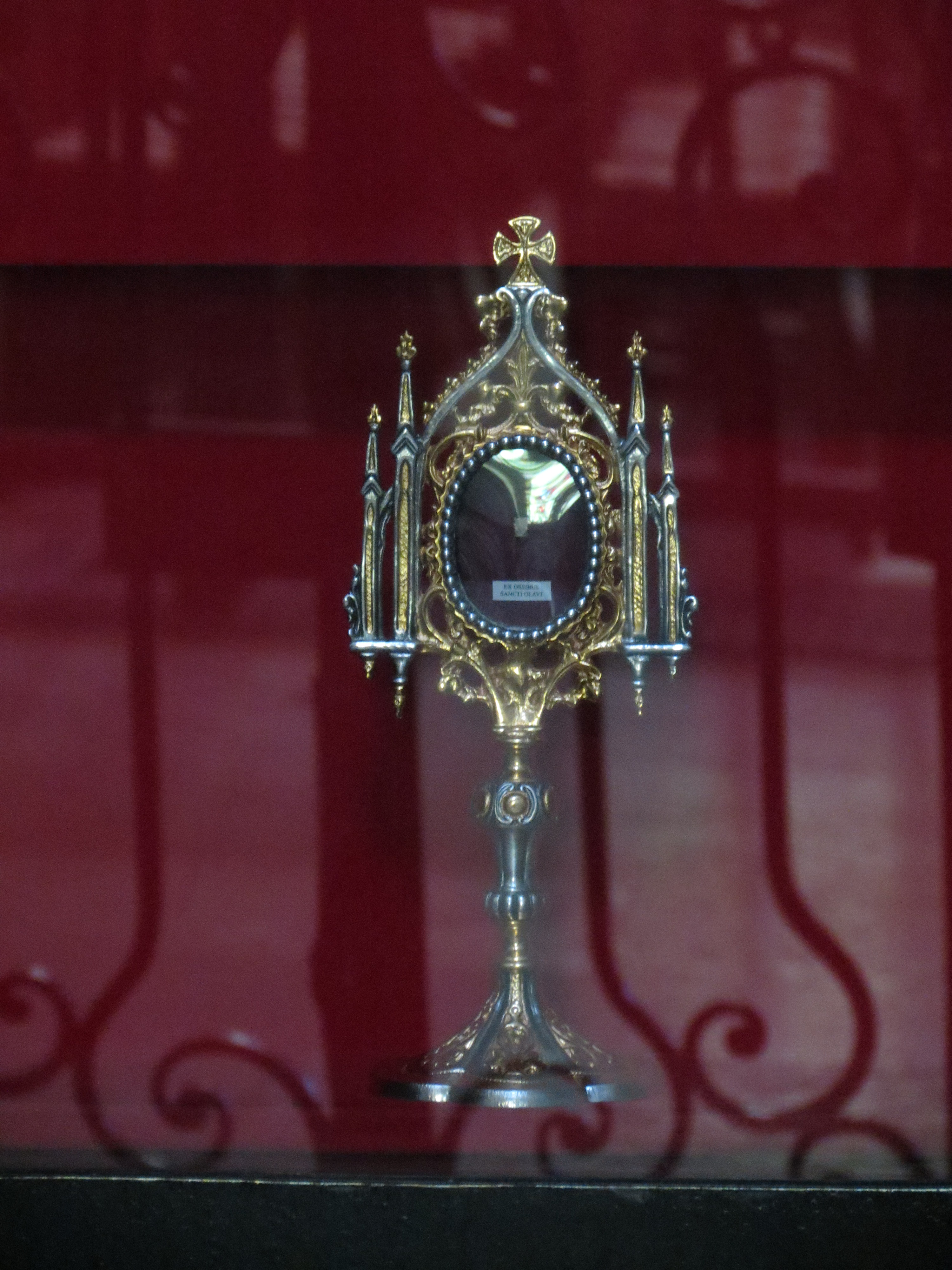
Reliquaire de saint Olav.
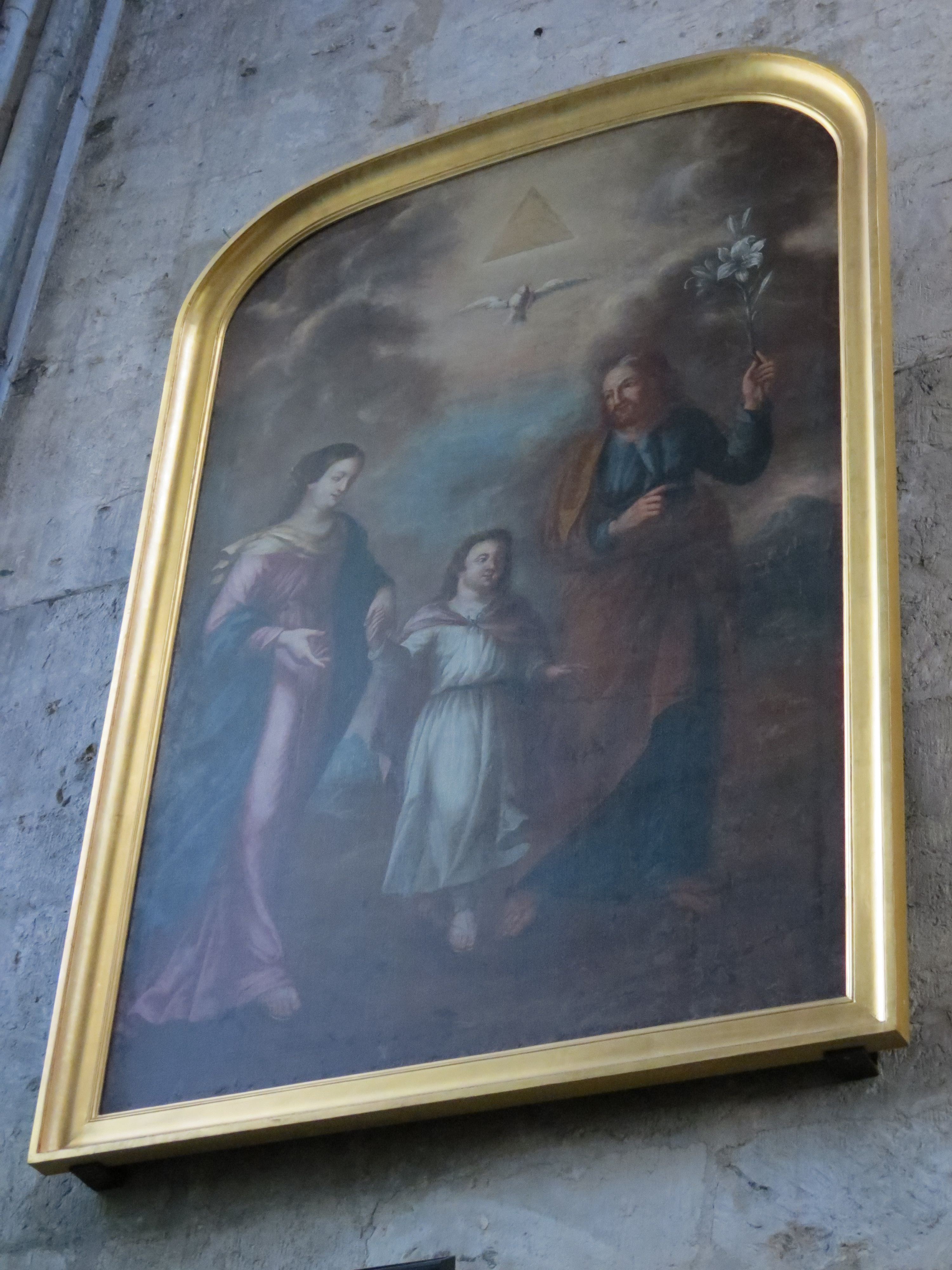
« La Sainte Famille », XVIIe siècle.
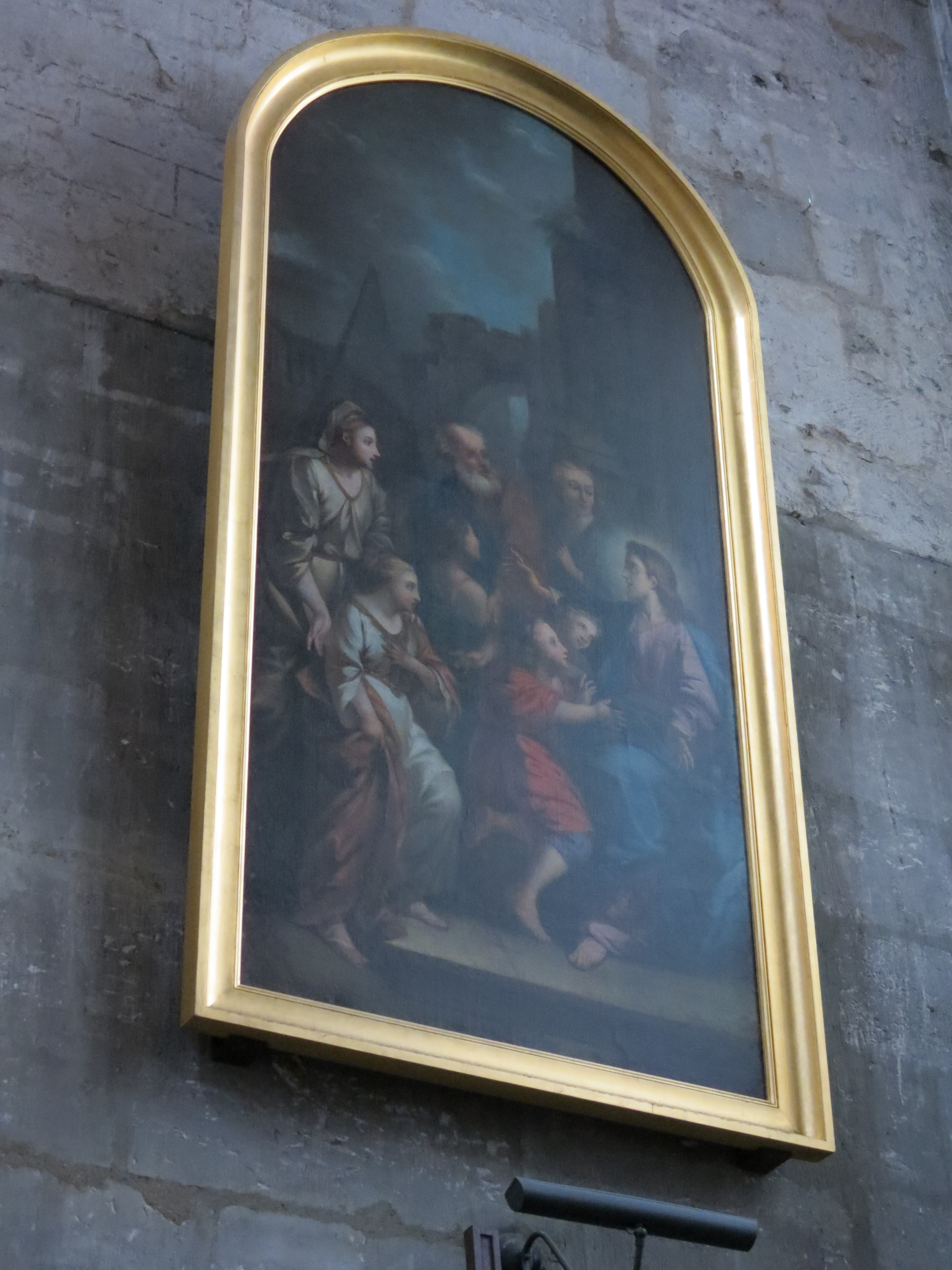
« Laissez venir à moi les petits enfants », XVIIe siècle.

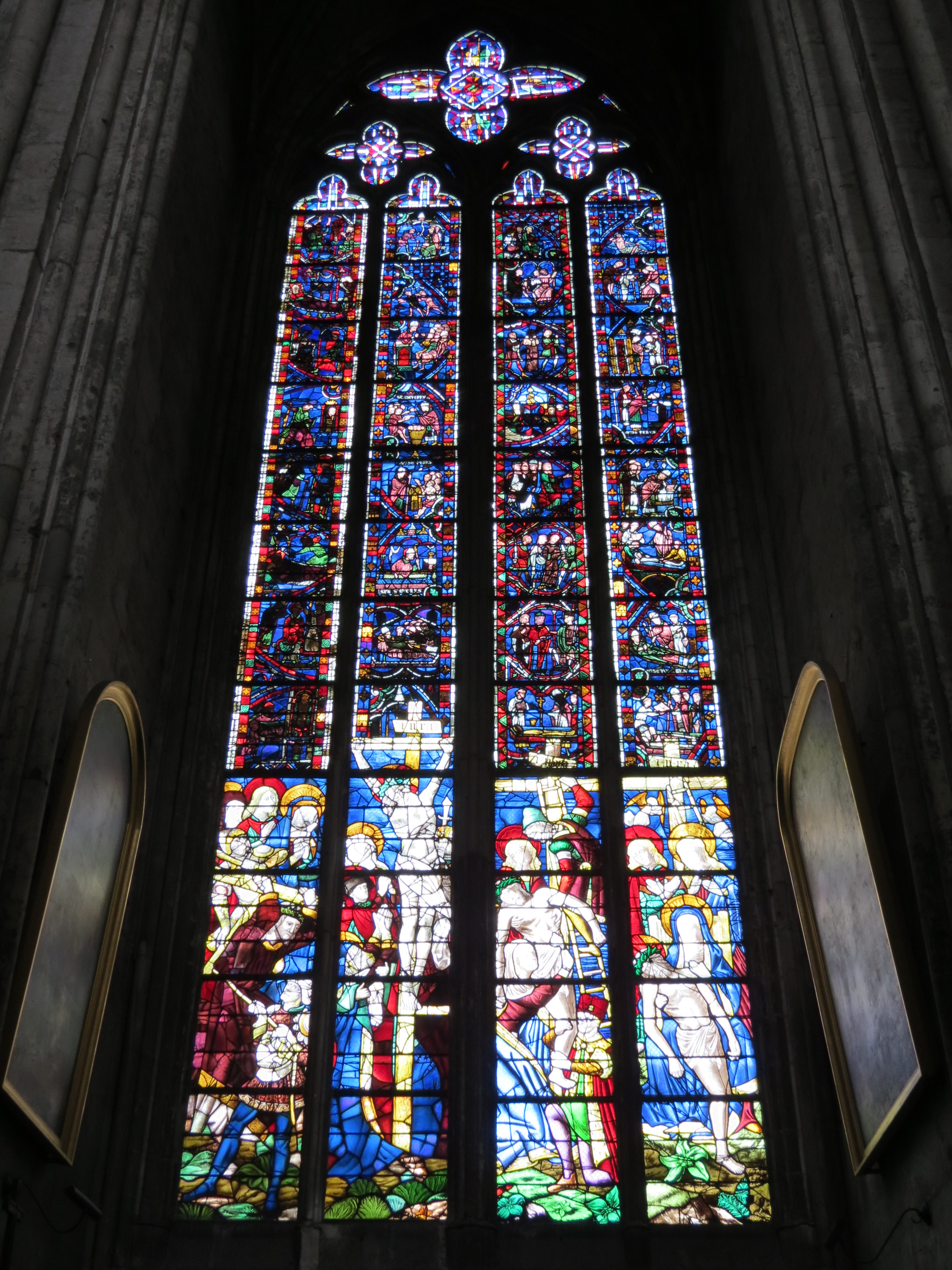
Baie 51.
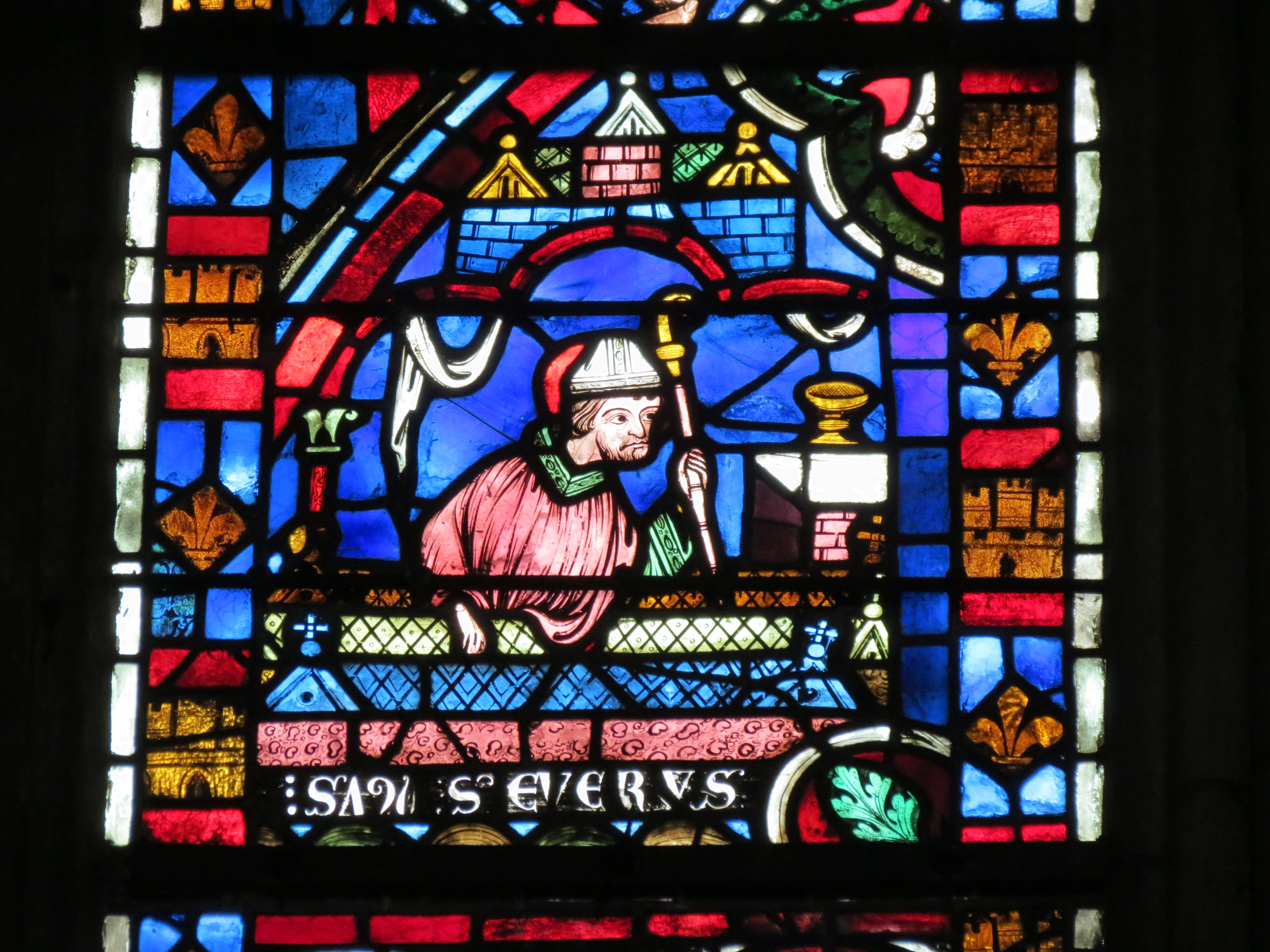
Vie de saint Sever, détail de la baie 51.
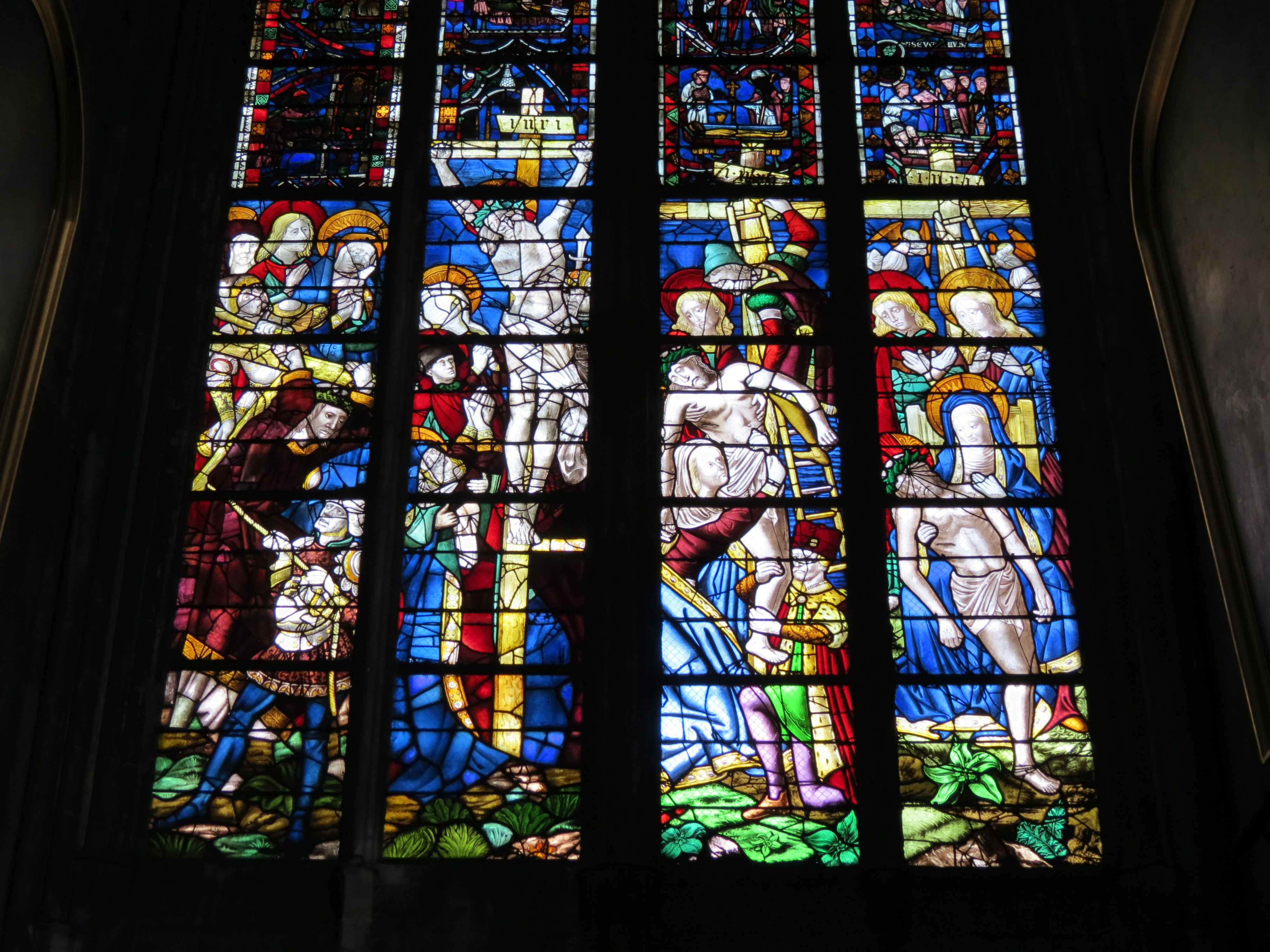
La Passion du Christ, détail de la baie 51.

##### Saint-Julien
La chapelle abrite le tympan mutilé du « portail des maçons » de la fin XIIIe siècle relatant la Présentation de Jésus au Temple. La Vierge présente l'enfant Jésus à saint Siméon tandis que Joseph et une servante apportent des colombes. Les vitraux de Guillaume Barbe représentent saint Michel terrassant le dragon, saint Julien, saint Guillaume et sainte Geneviève. La chapelle présente également deux tableaux : une Crucifixion de Michel du Joncquoy, peinte en 1588 et une Annonciation du XIXe siècle.
Elle sert également de dépôt à la statue d'un Christ en gloire, assis, la main gauche posée sur le genou et la main droite levée en signe de bénédiction. Selon les archéologues, cette statue en pierre de Caen, au visage buriné, et qui porte l'inscription INRI, aurait orné au XIIe siècle le tympan de la cathédrale romane, aujourd'hui disparu. Elle constitue un témoignage rare de la sculpture normande de cette époque. Elle a été retrouvée lors des fouilles préventives pour la réalisation de l'Historial Jeanne d'Arc, dans la cour à l'emplacement de l'ancienne grande salle de l'archevêché.

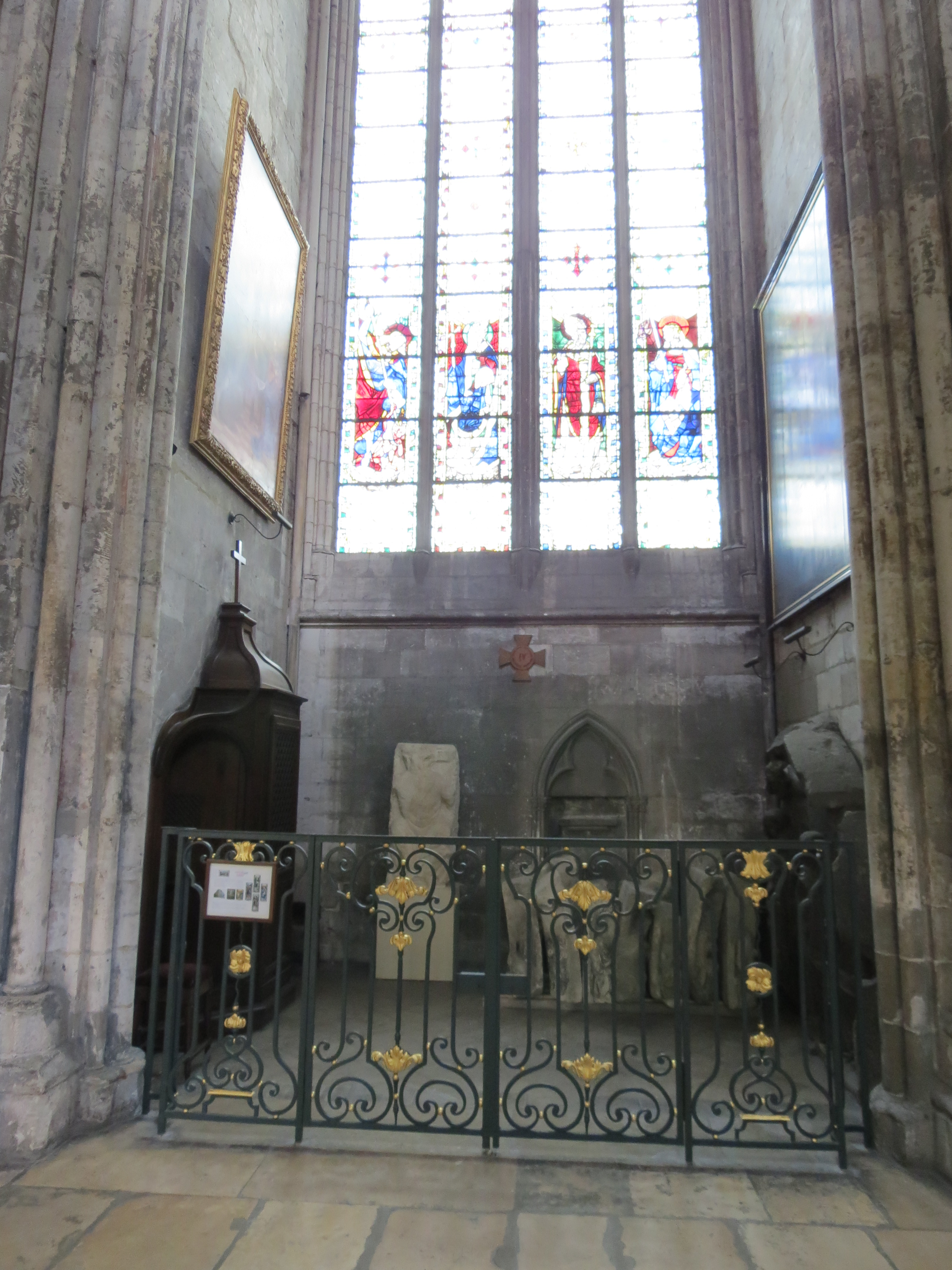
Vue de la chapelle.
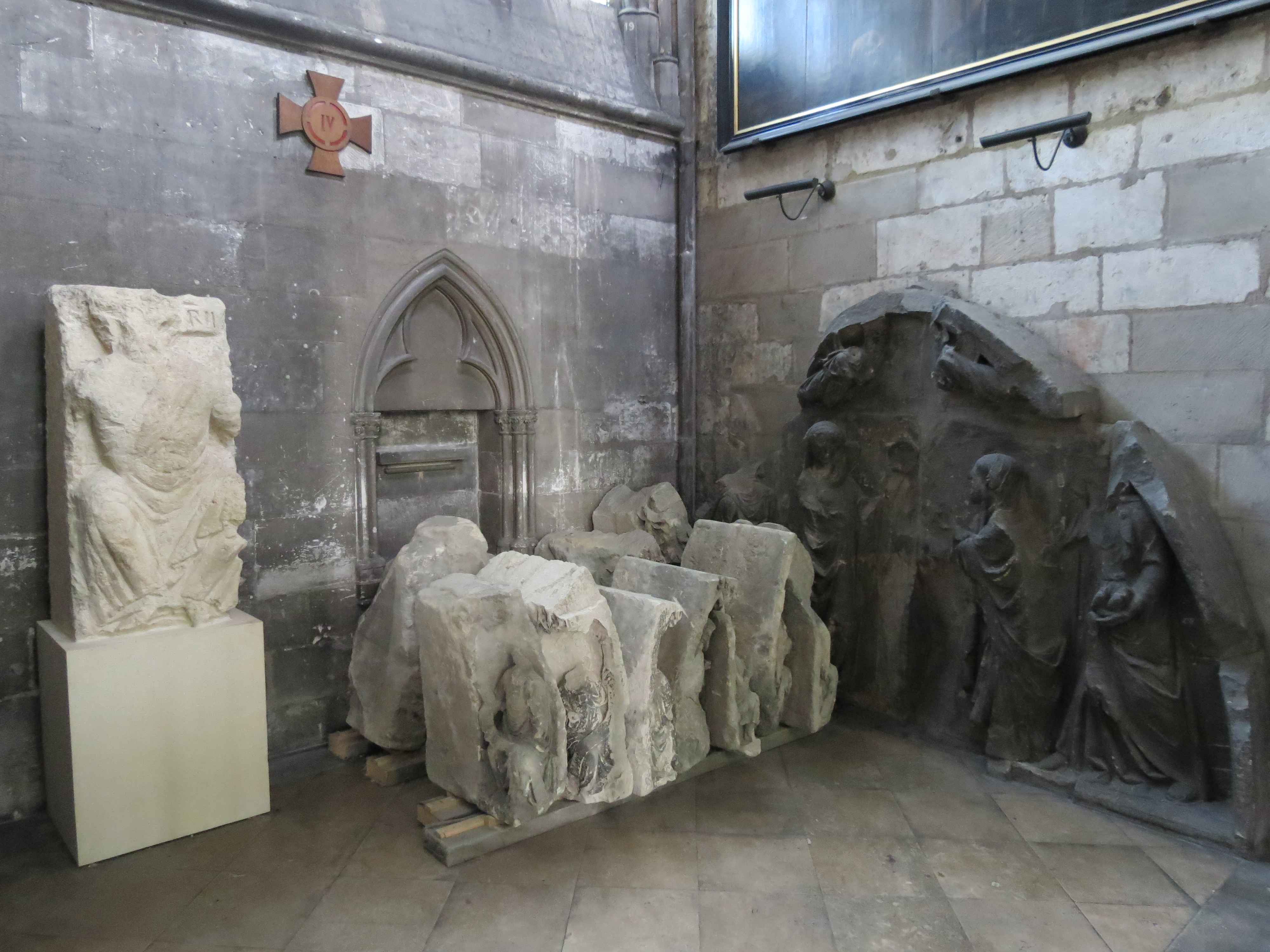
Éléments du tympan du portail Saint-Siméon.
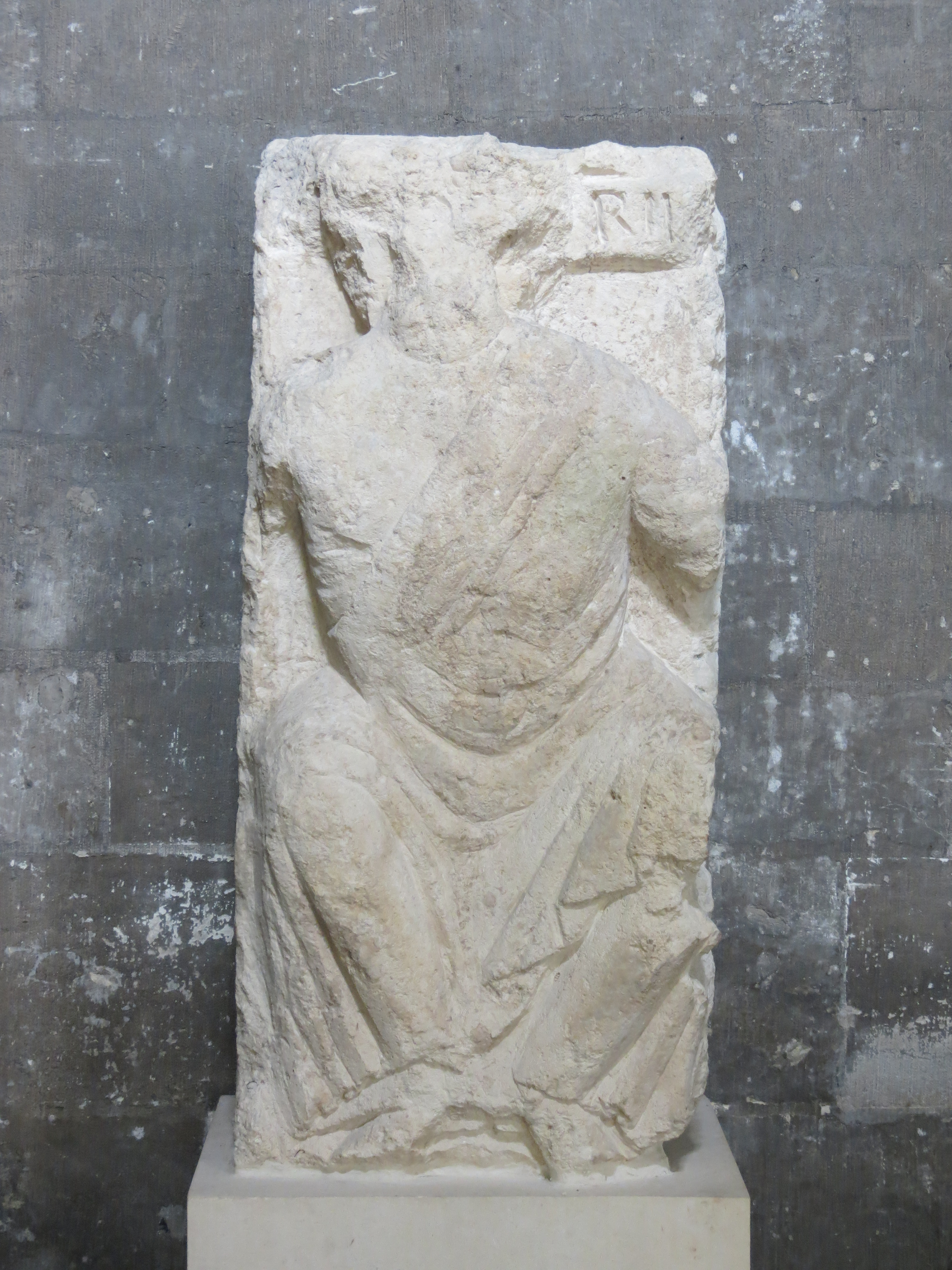
Christ en majesté provenant de la cathédrale romane.
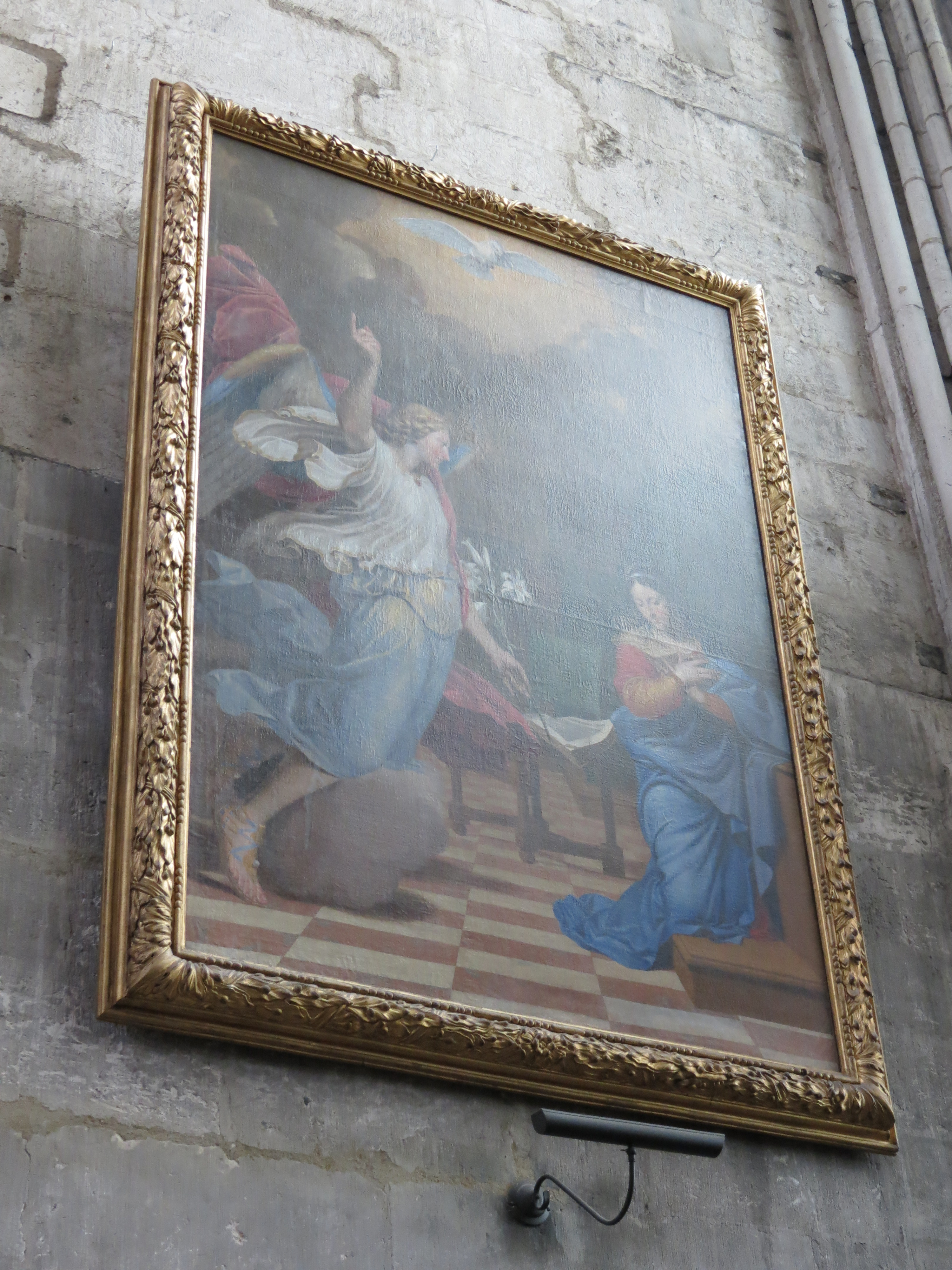
« Annonciation », XIXe siècle.
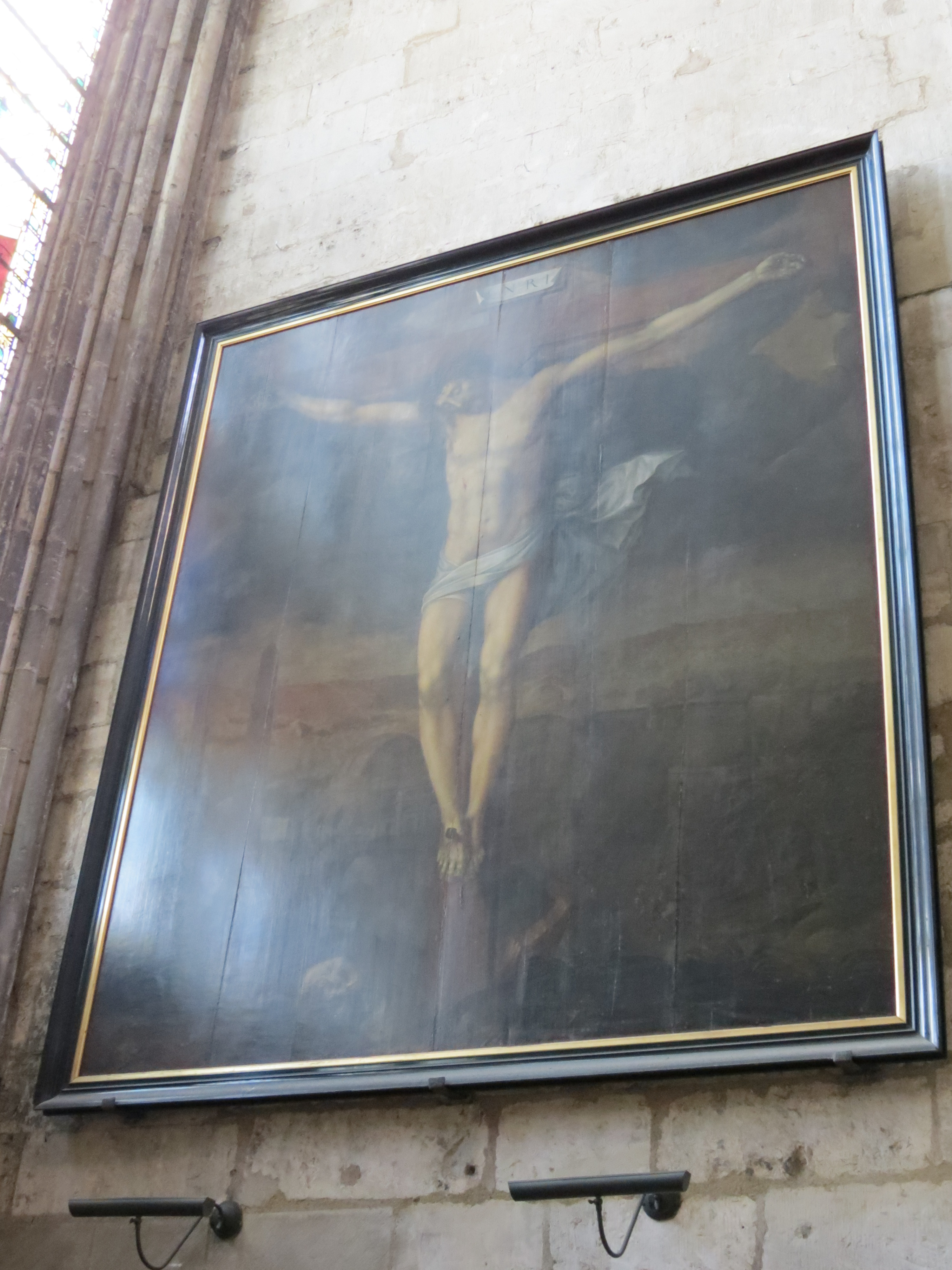
« La Crucifixion » de Michel de Joncquoy, 1588.
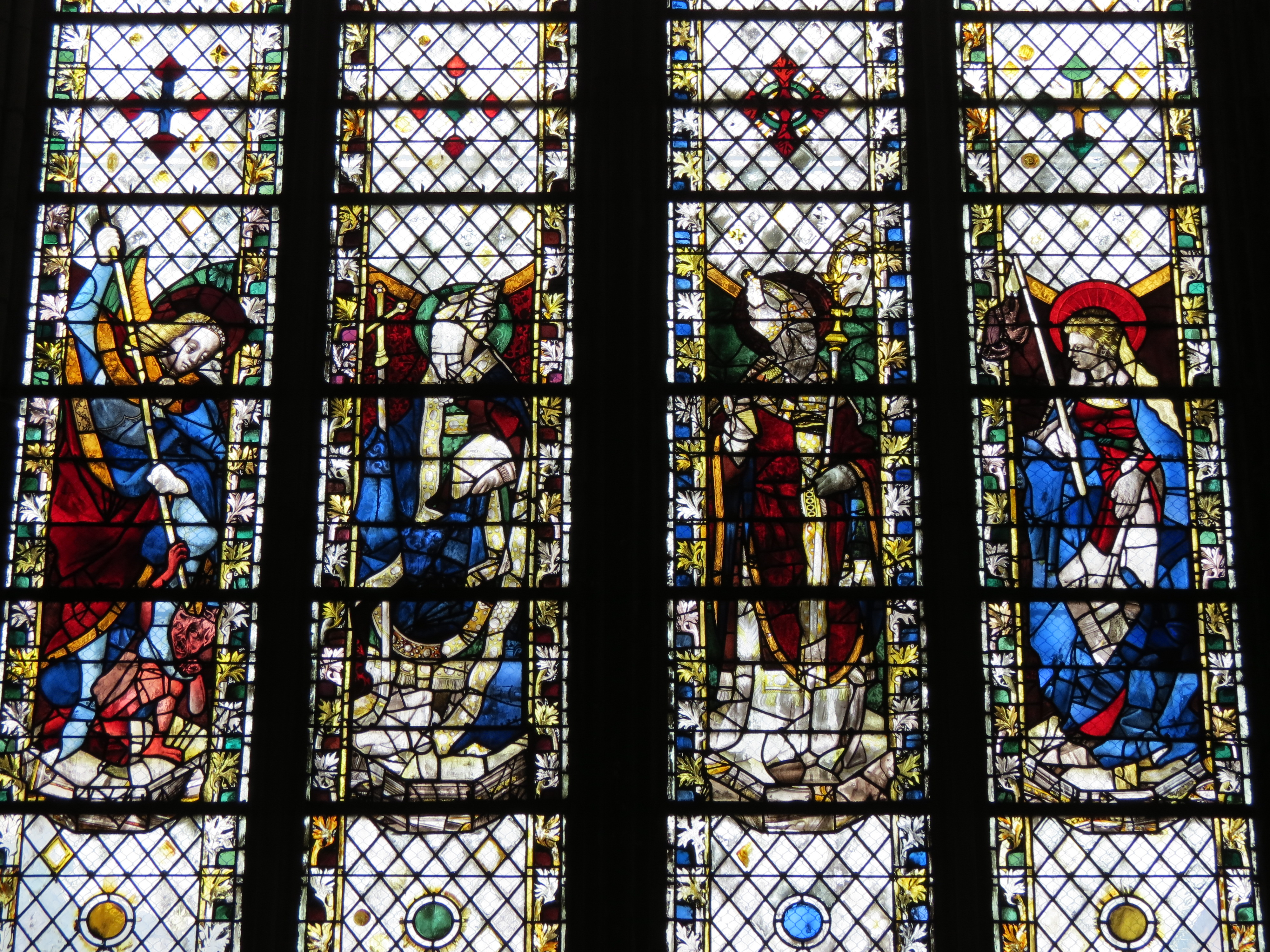
Détail de la baie 49.

##### Saint-Éloi
La chapelle dédiée à saint Éloi de Noyon possède un tableau Saint Sébastien soigné par Irène et sa servante, copie du XVIIIe siècle d'un tableau peint en 1625 par Hendrick ter Brugghen.
Les vitraux de Guillaume Barbe représentent saint Éloi, saint Laurent, saint Jean-Baptiste et saint Nicolas.

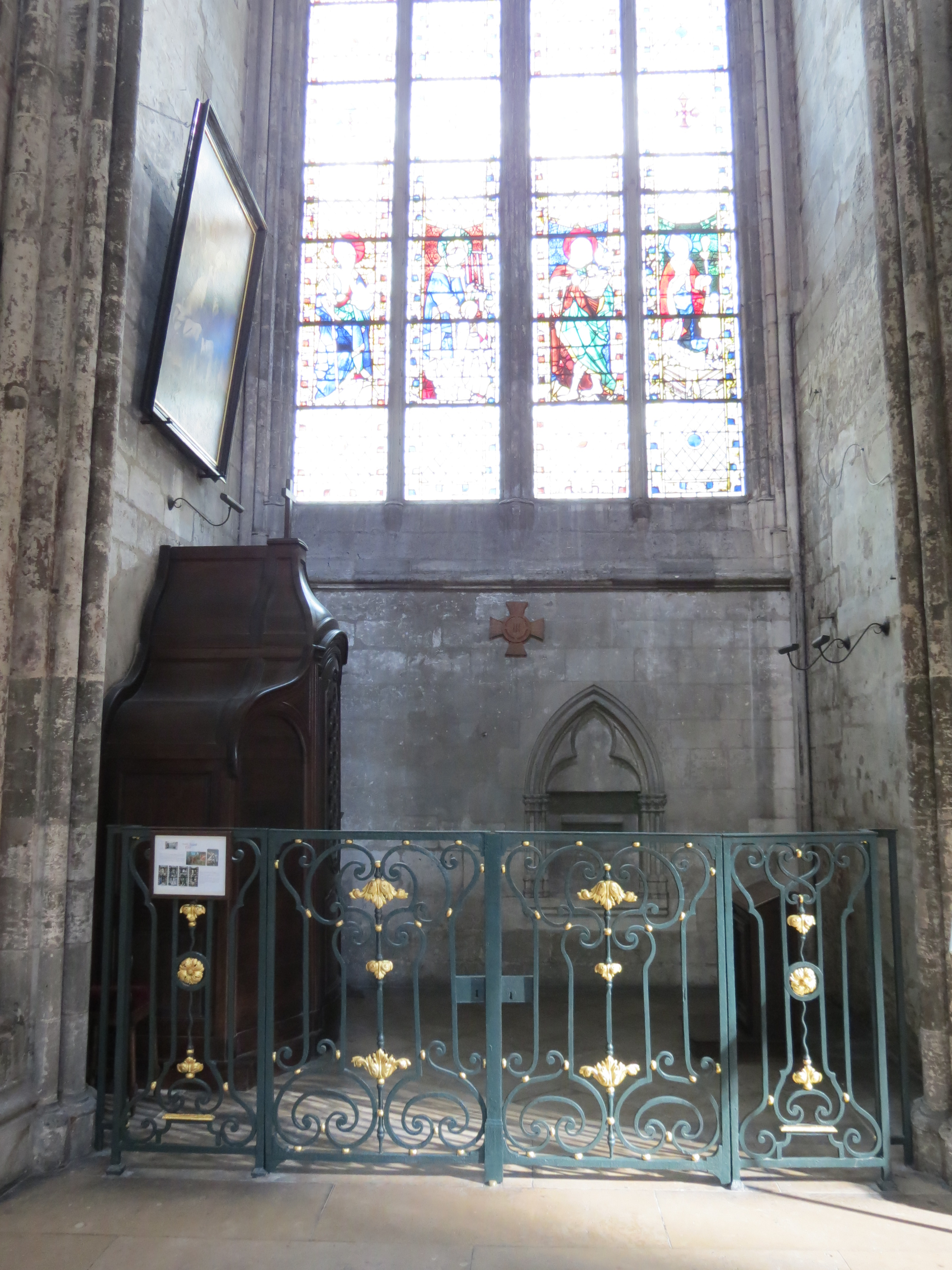
Vue de la chapelle.
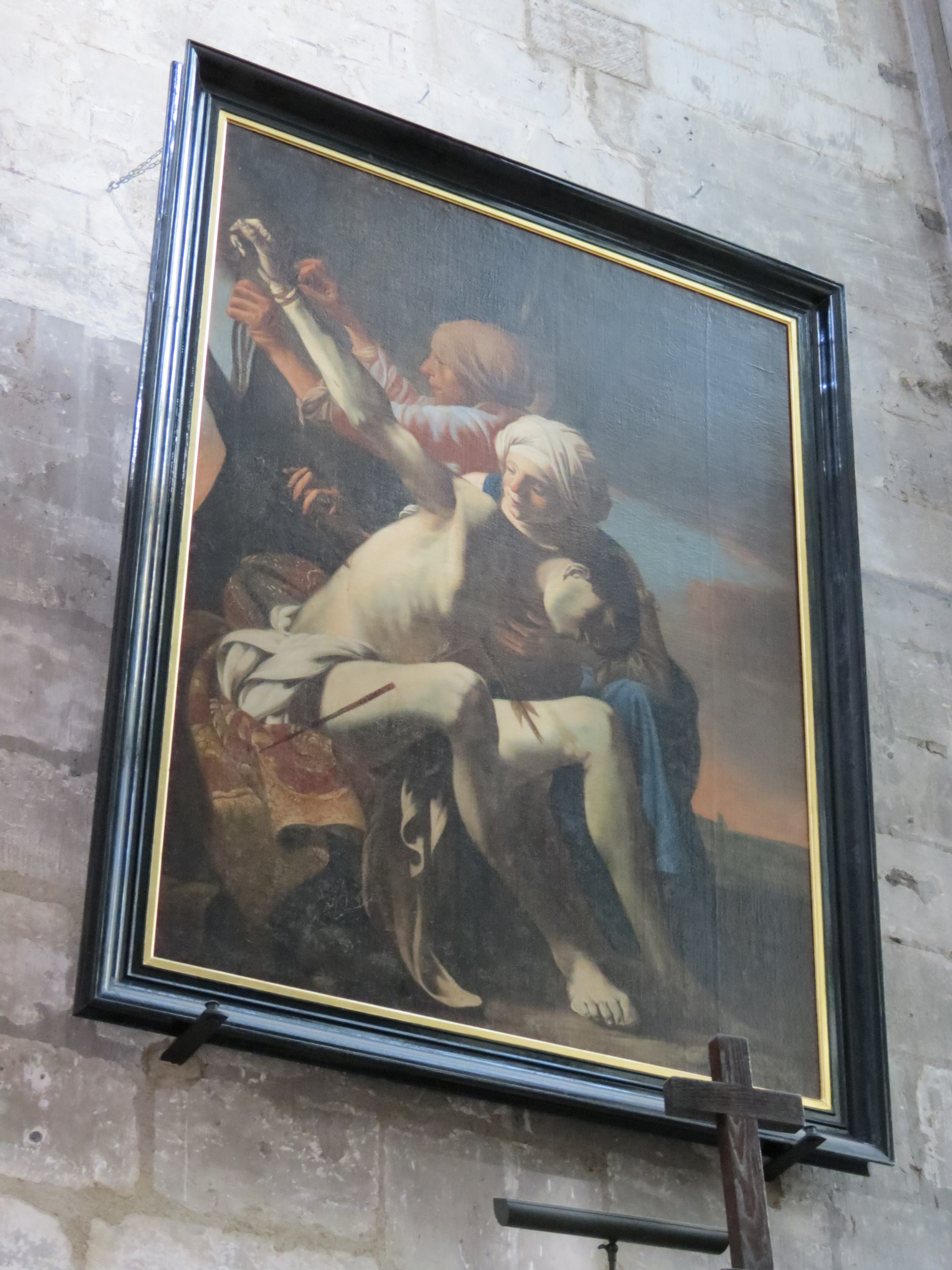
«Saint Sébastien soigné par Irène et sa servante», XVIIIe siècle.
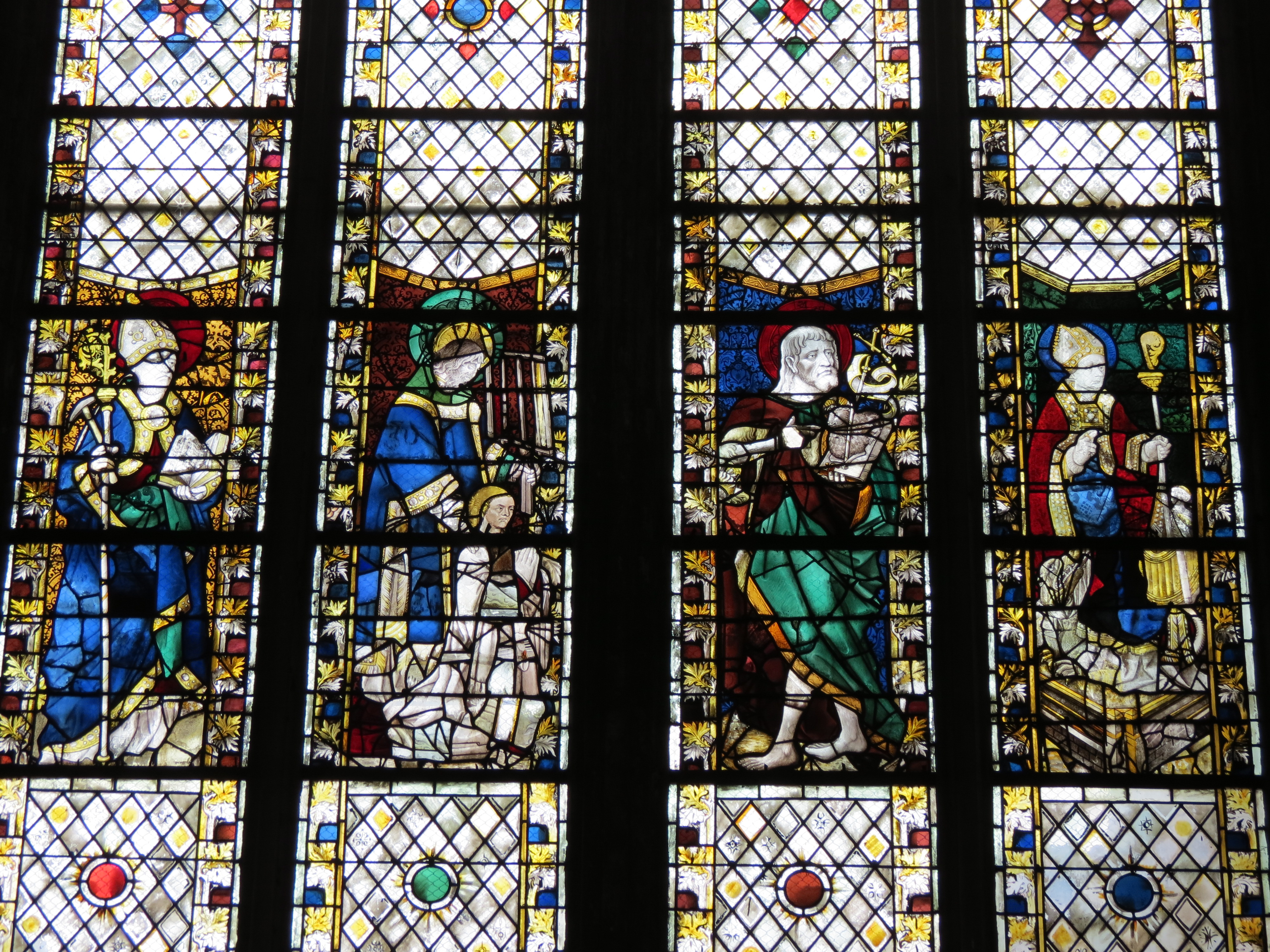
Détail de la baie 47.

##### Chapelle des Fonts
Elle possède un portail qui donne accès au cloître. Un retable de style espagnol en bois sculpté doré l’agrémente.

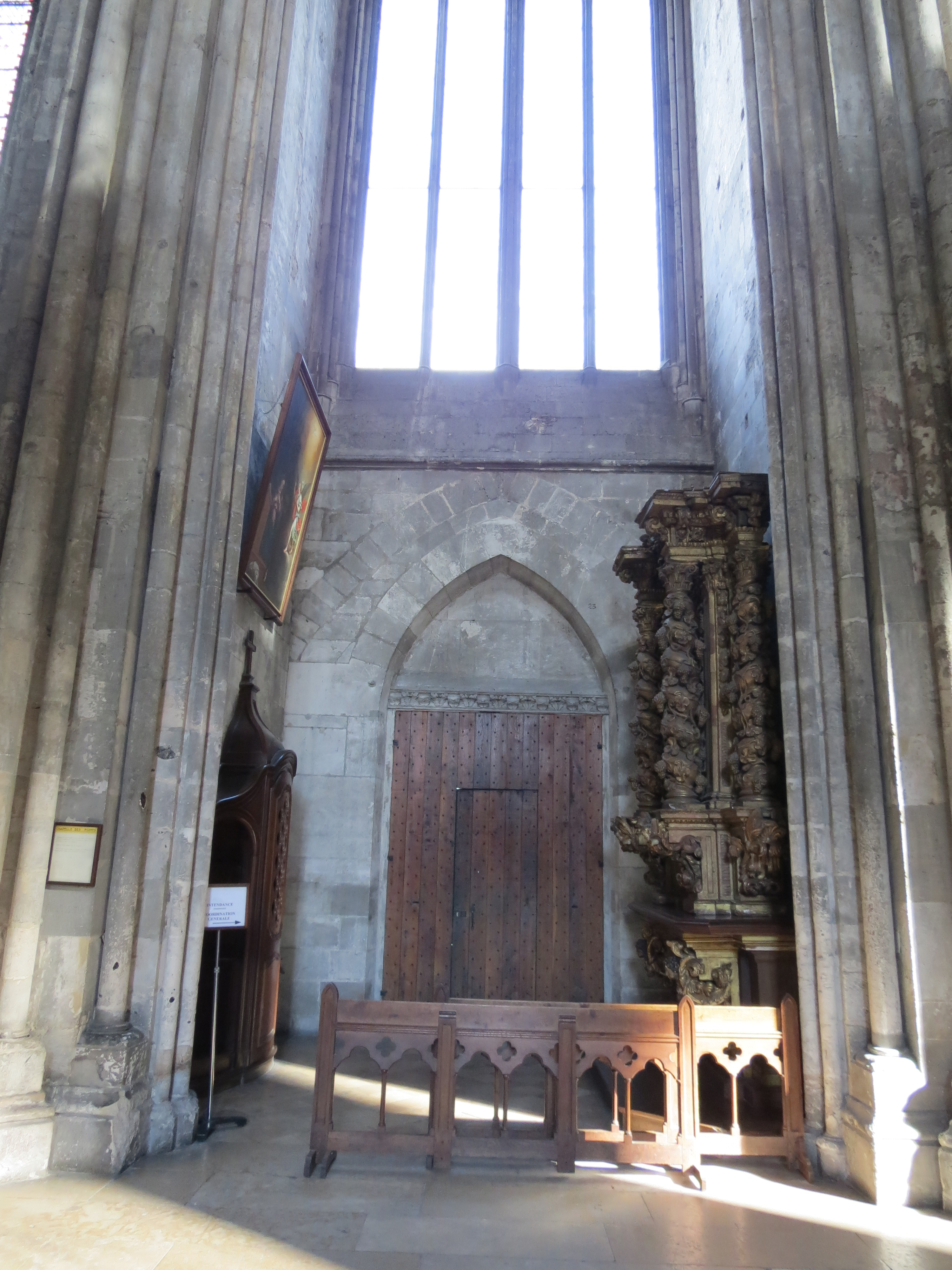
Vue de la chapelle.
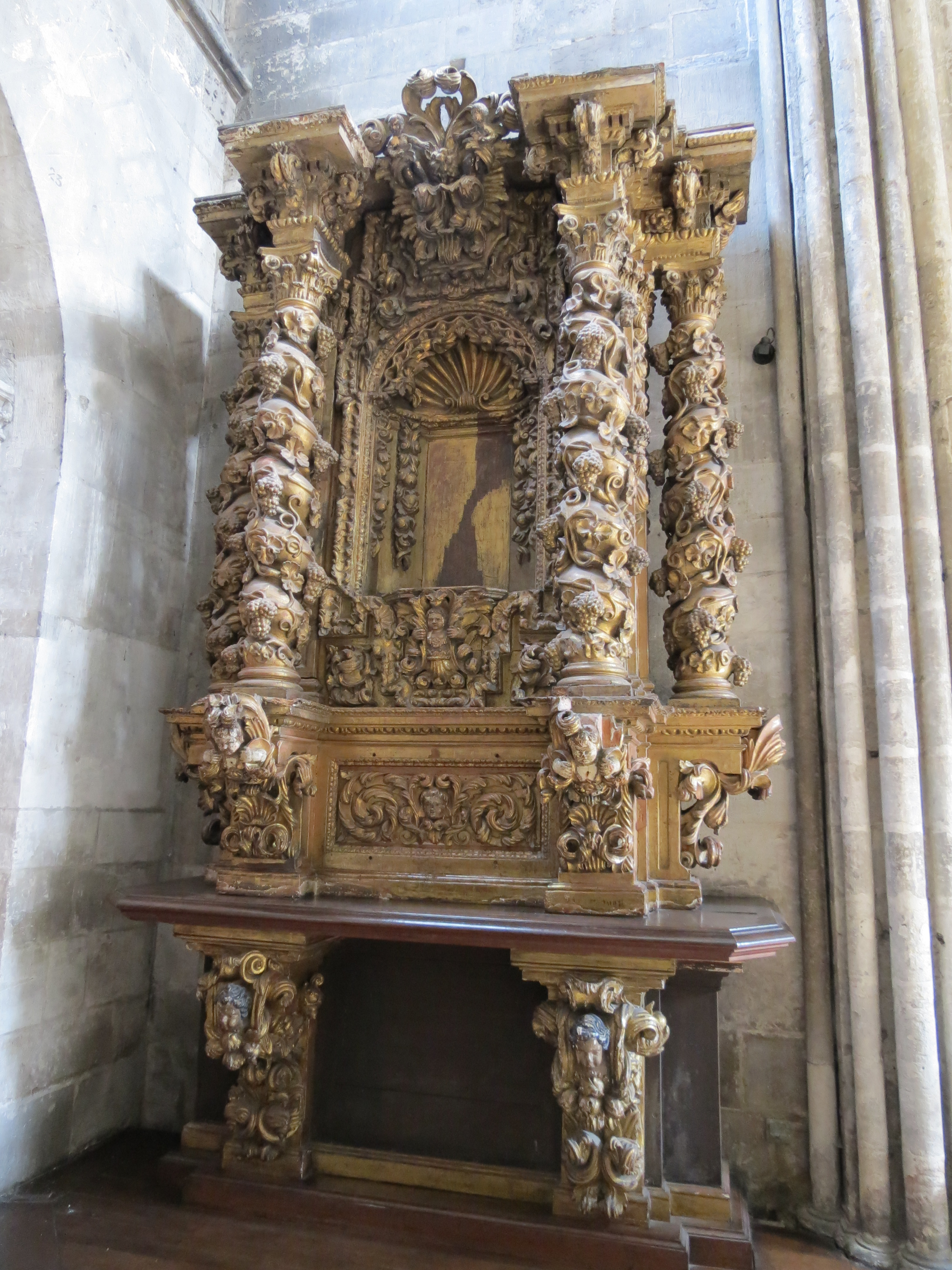
Retable.
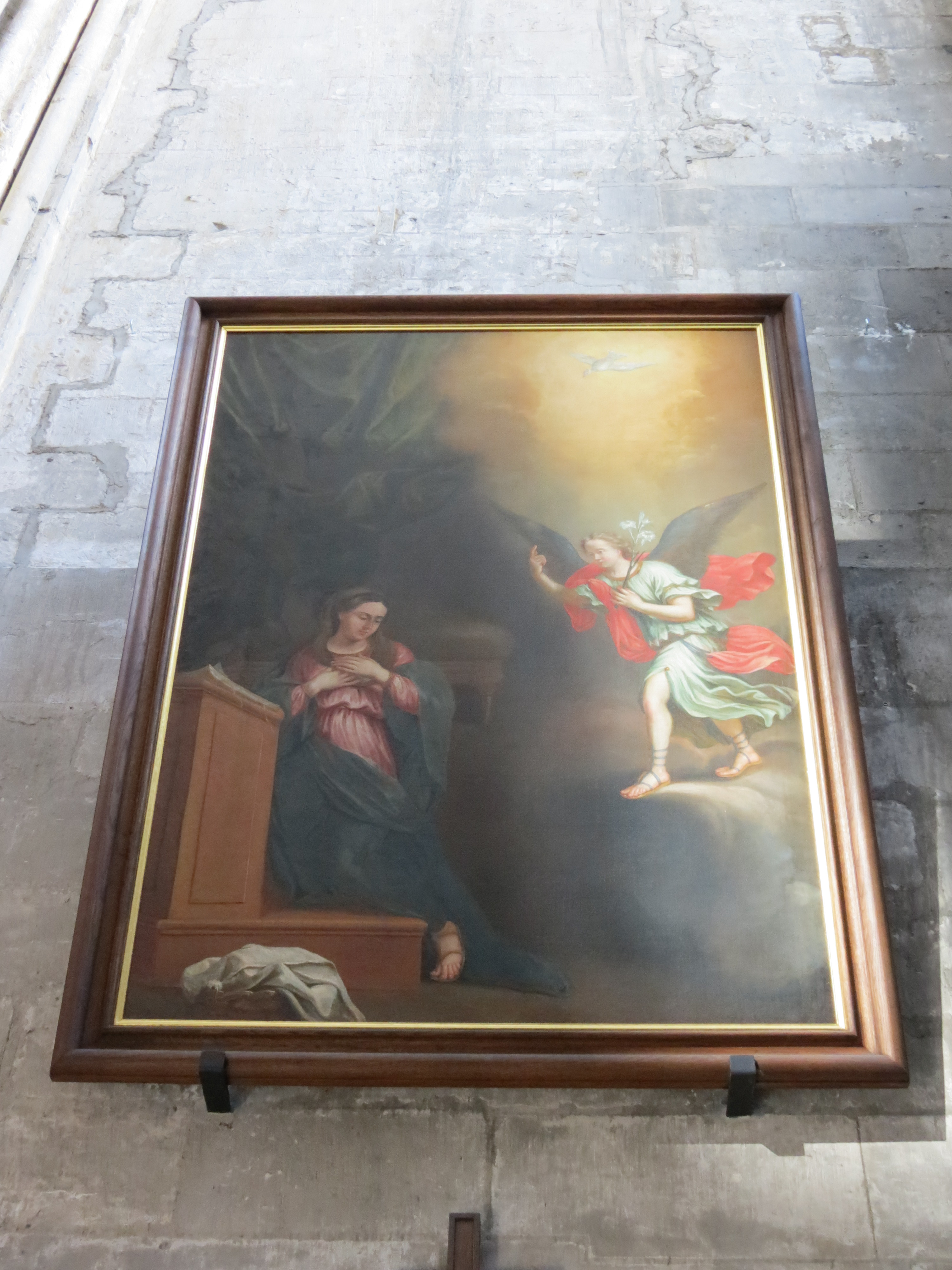
« Annonciation », XVIIe siècle.

##### Saint-Nicolas
Cette chapelle est close d'une grille en fer forgé donnée par la corporation des mariniers (XVIIIe siècle). Elle est composée d'ancres, de rostres de navires et d'engins maritimes. Elle abrite des vitraux de Guillaume Barbe représentant sainte Marguerite, sainte Madeleine, saint Nicolas et la Vierge à l'Enfant. L'autel possède un bas-relief Sainte Cécile pleurée par trois compagnes et une statue de sainte Cécile du sculpteur Clodion. Réalisés en 1777, ils proviennent de l'autel latéral nord du jubé de la cathédrale détruit en 1884.
Elle présente également deux tableaux : une Vierge à l'Enfant du XVIIe siècle et Mort de Sainte Cécile par Blazas. Le mur ouest contient une épitaphe en caractères du style des Xe – XIe siècles dédiée à Radulphus. Cette inscription sur deux tables de pierre a été découverte le 21 août 1889 lors de la restauration de la chapelle. Elle rapporte le lieu de sépulture de Raoul, mort un 6 octobre, « percé de plusieurs blessures faites de la main des voleurs, par trahison ». L'abbé Sauvage, suivant Guillaume de Jumièges et Dudon de Saint-Quentin a rejeté l'hypothèse de Rollon. Le docteur Lerefait y a reconnu Raoul d'Ivry, mais cette suggestion ne peut demeurer qu'une hypothèse.

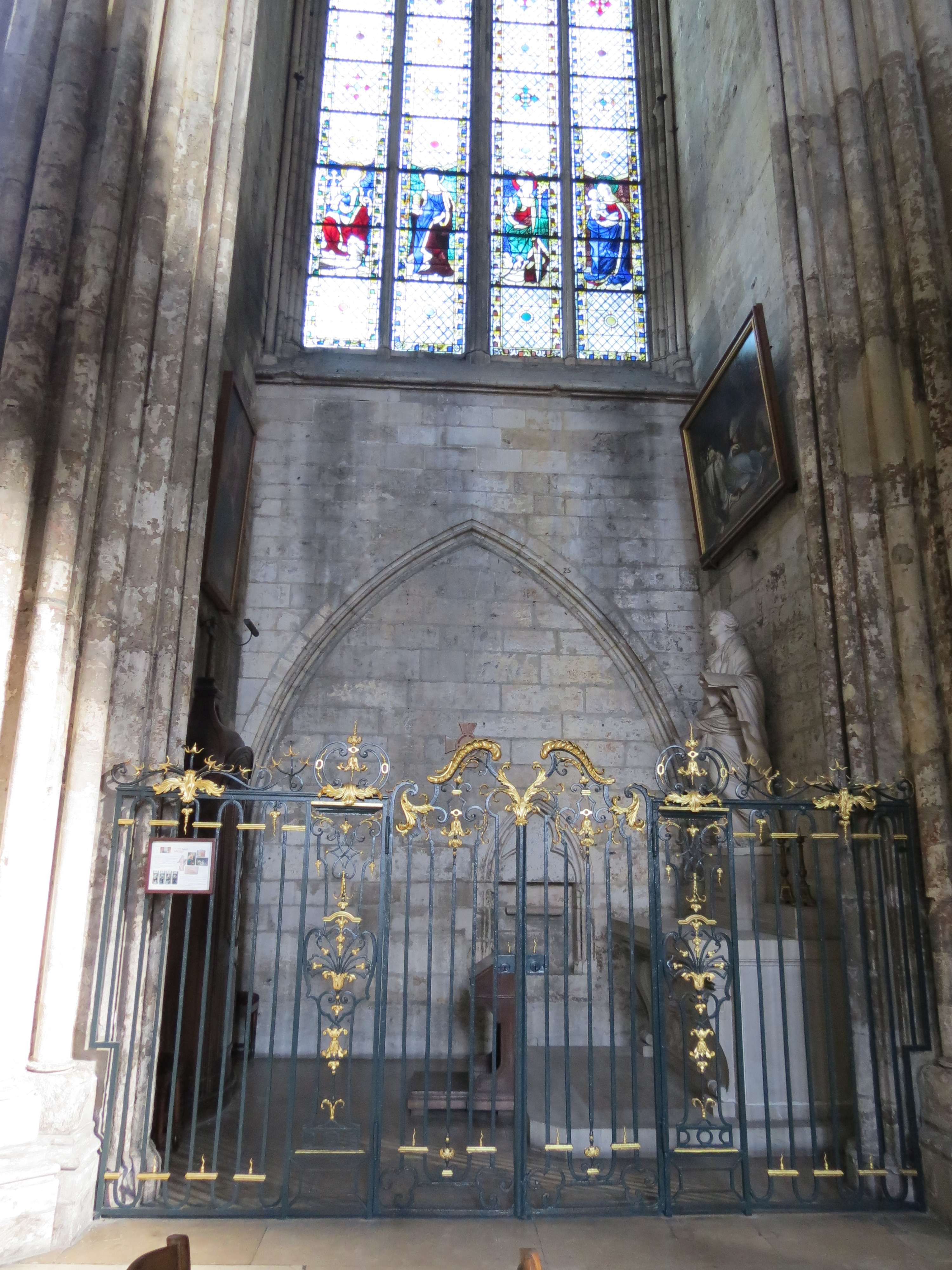
Vue de la chapelle.
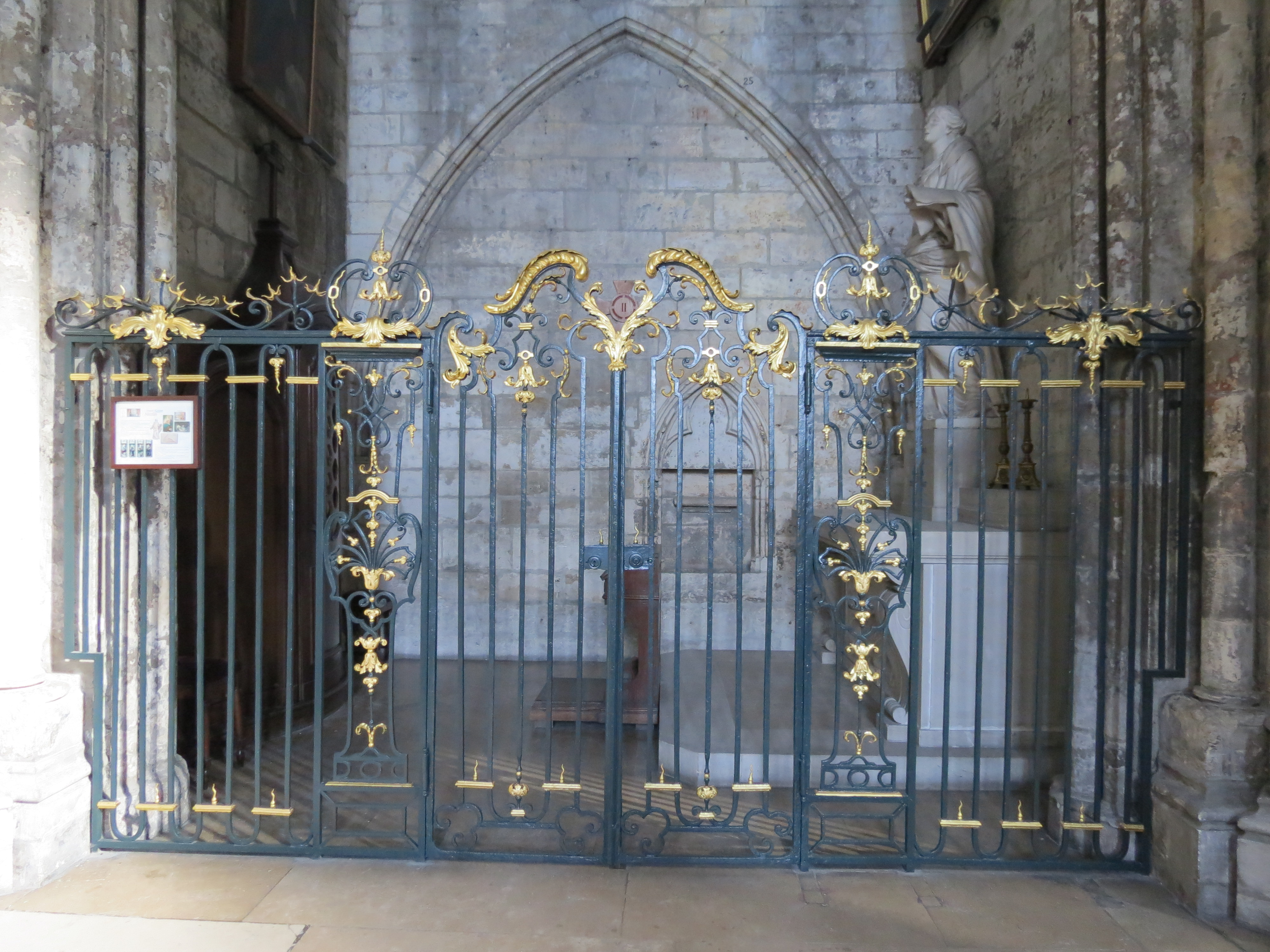
Grille, XVIIIe siècle.
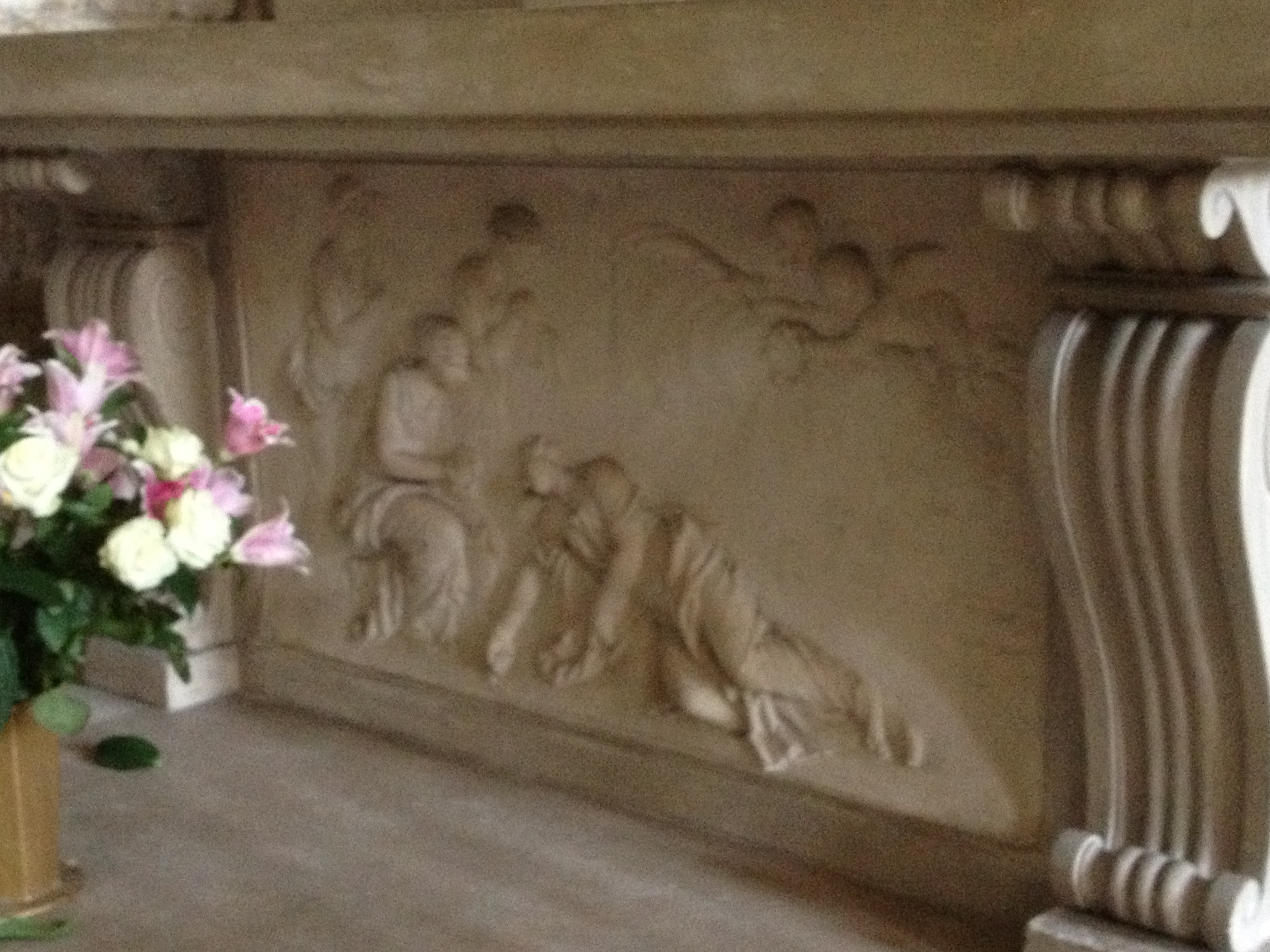
« Sainte Cécile pleurée par trois compagnes » de Clodion, 1777.
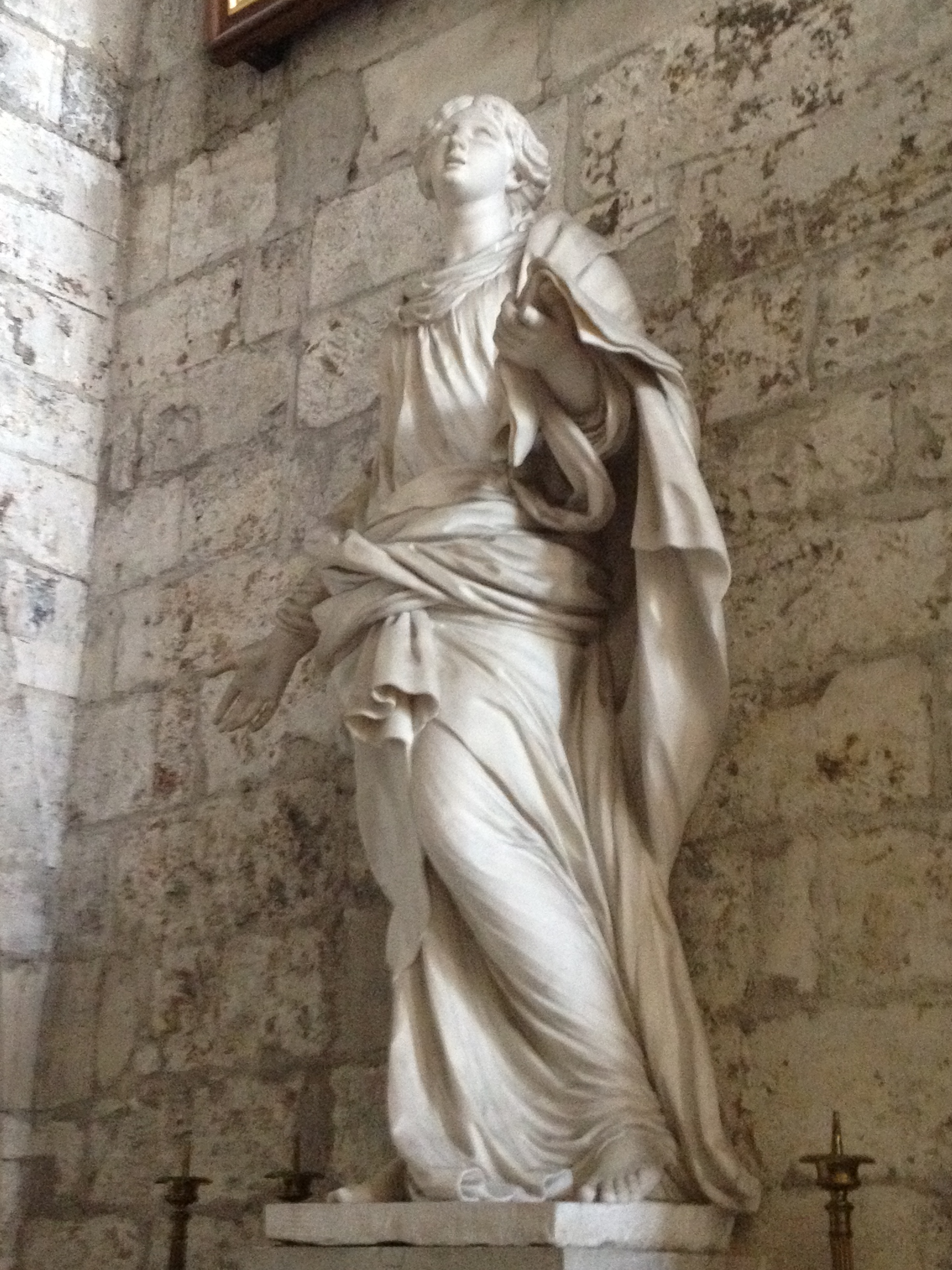
«Sainte Cécile» de Clodion, 1777.

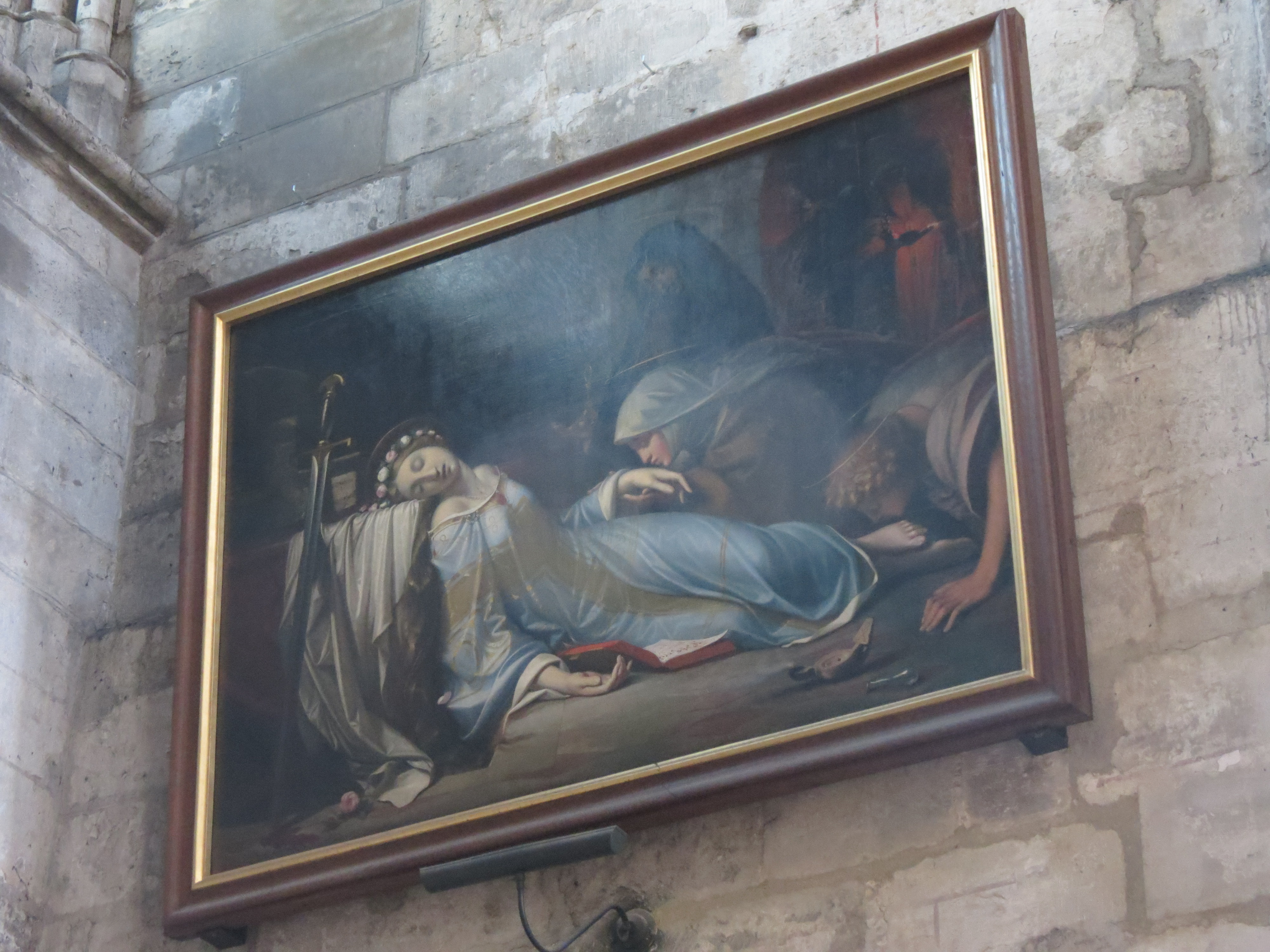
« Mort de sainte Cécile» de Blazas.
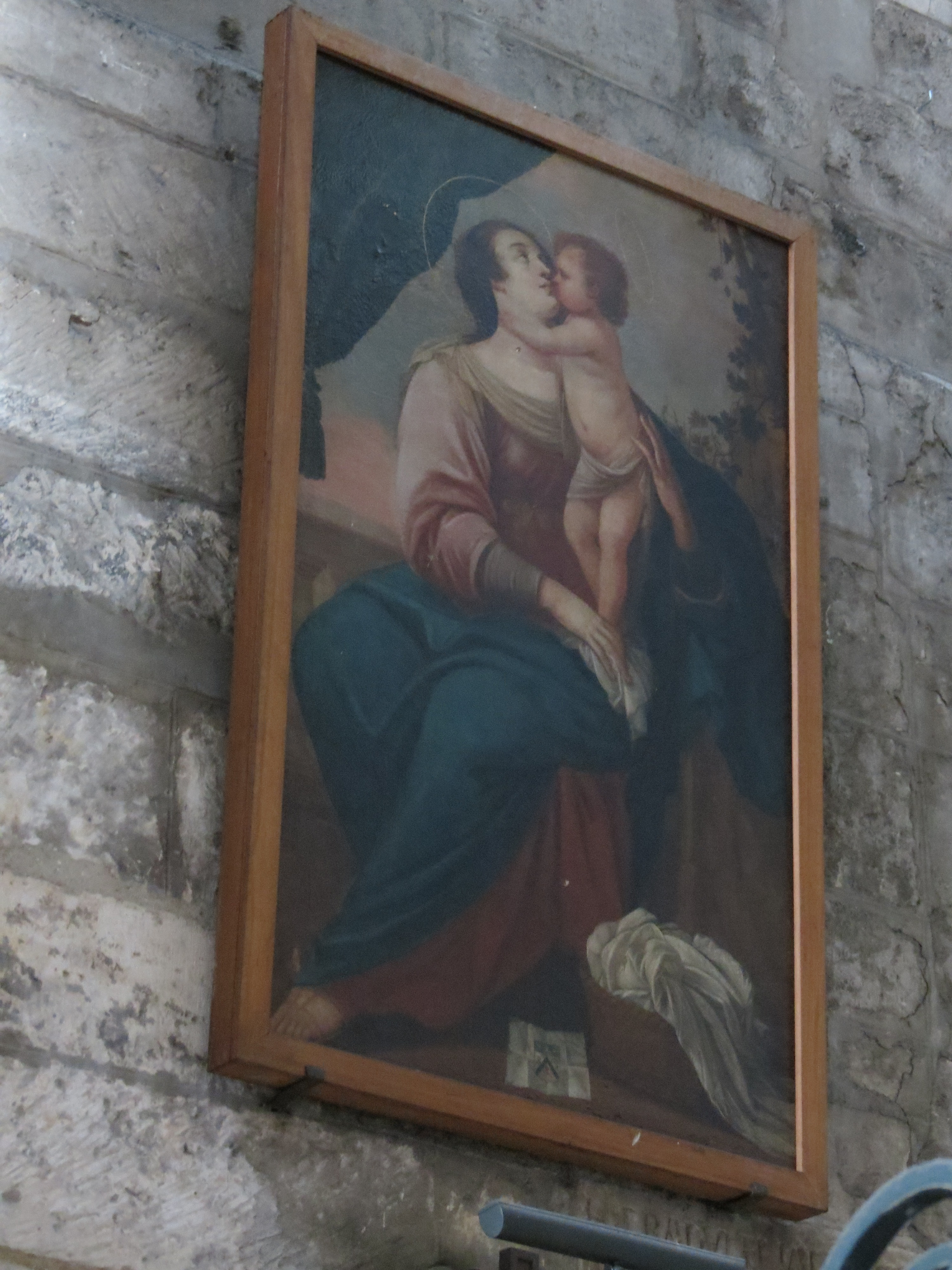
« Vierge à l'Enfant » attribué à Laurent de La Hyre, XVIIe siècle.
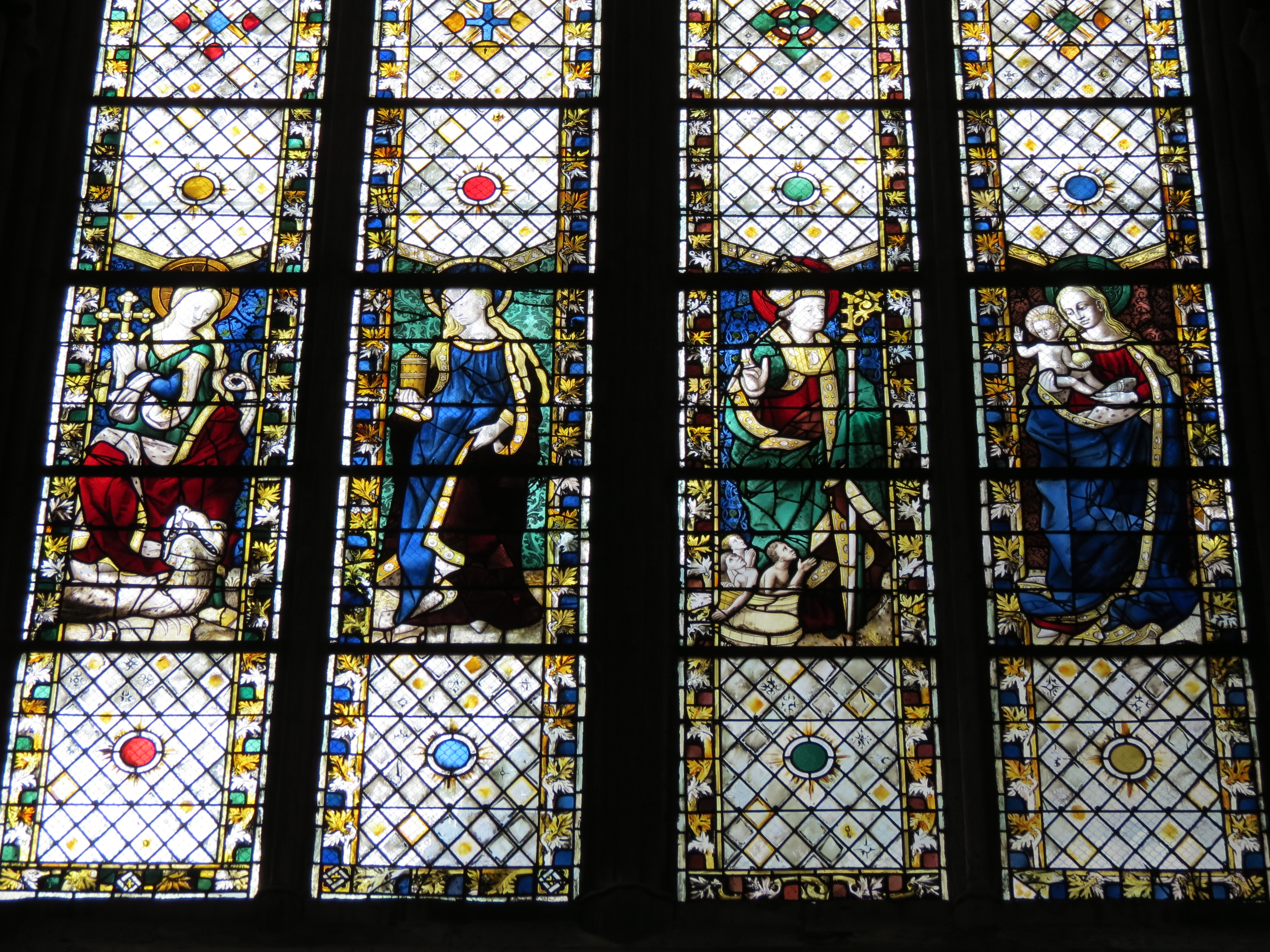
Détail de la baie 43.

##### Sainte-Anne
Les vitraux de Guillaume Barbe, avec des compléments de vitreries losangée décorative de Gaudin, représentent sainte Claire, saint Évêque, sainte Madeleine et l'Éducation de la Vierge par sainte Anne. Sur l'autel repose une statue du Sacré-Cœur, sculptée par Bogino en 1892.

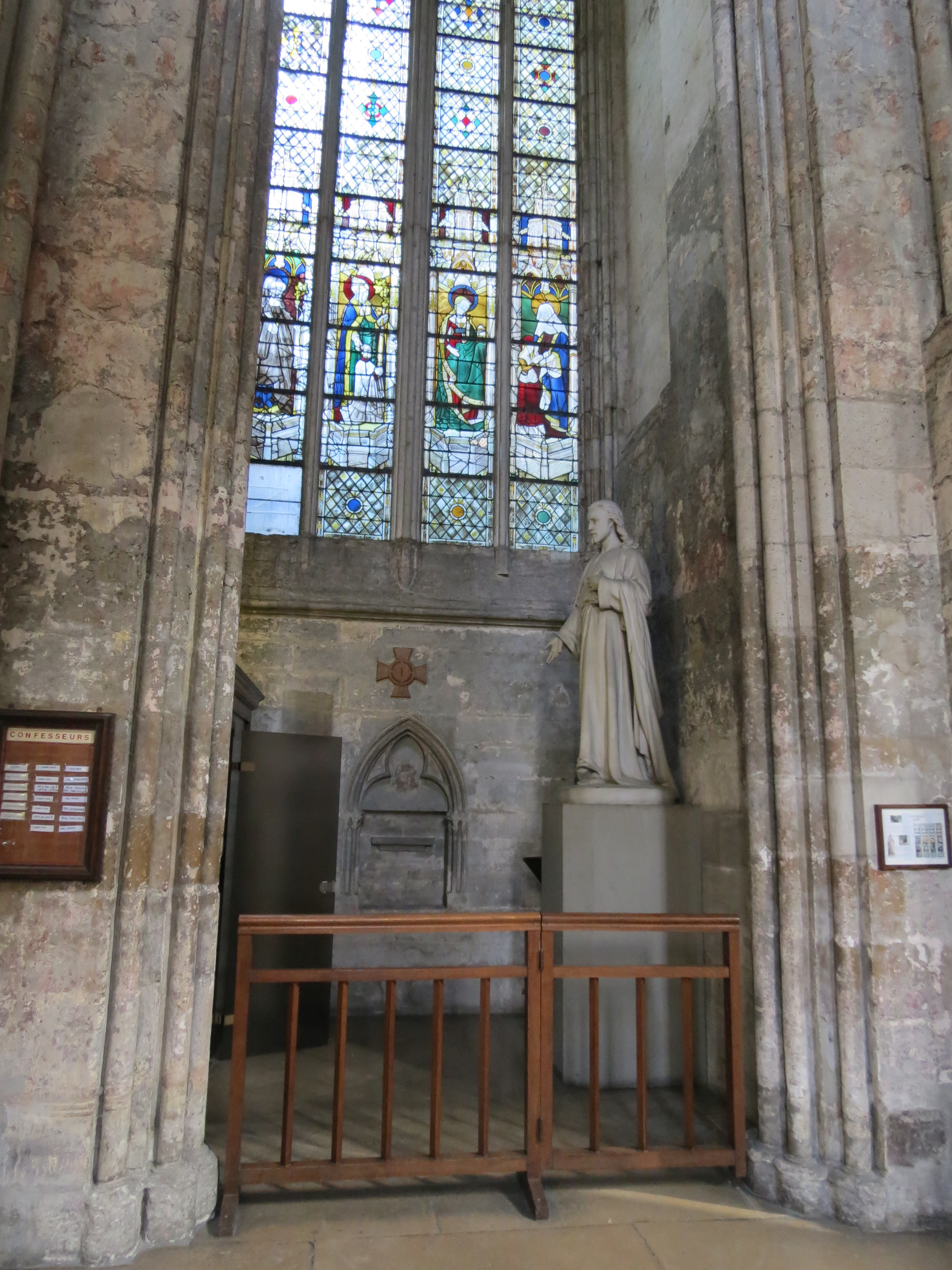
Vue de la chapelle.
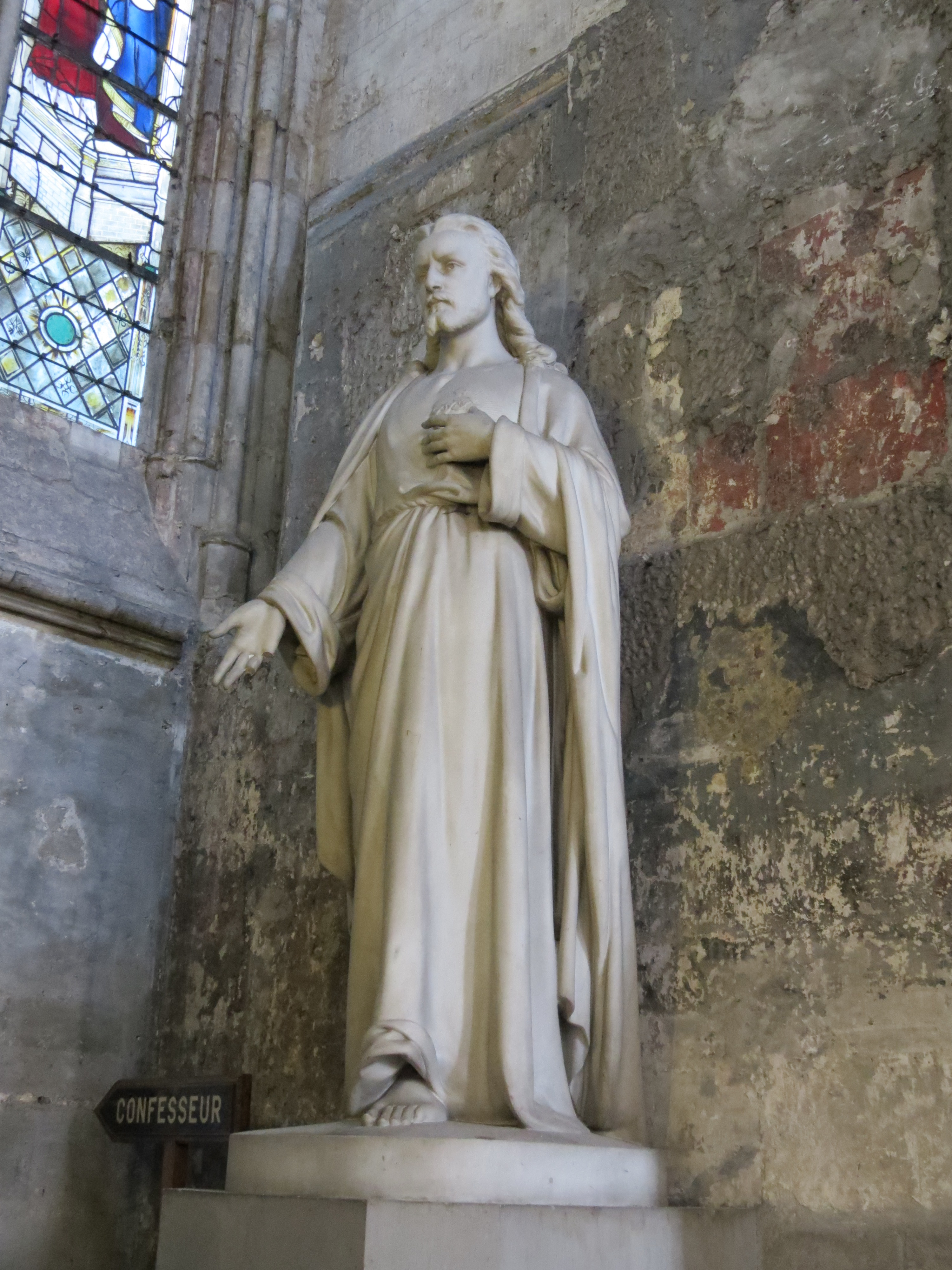
« Sacré-Coeur » de Bogino, 1892.
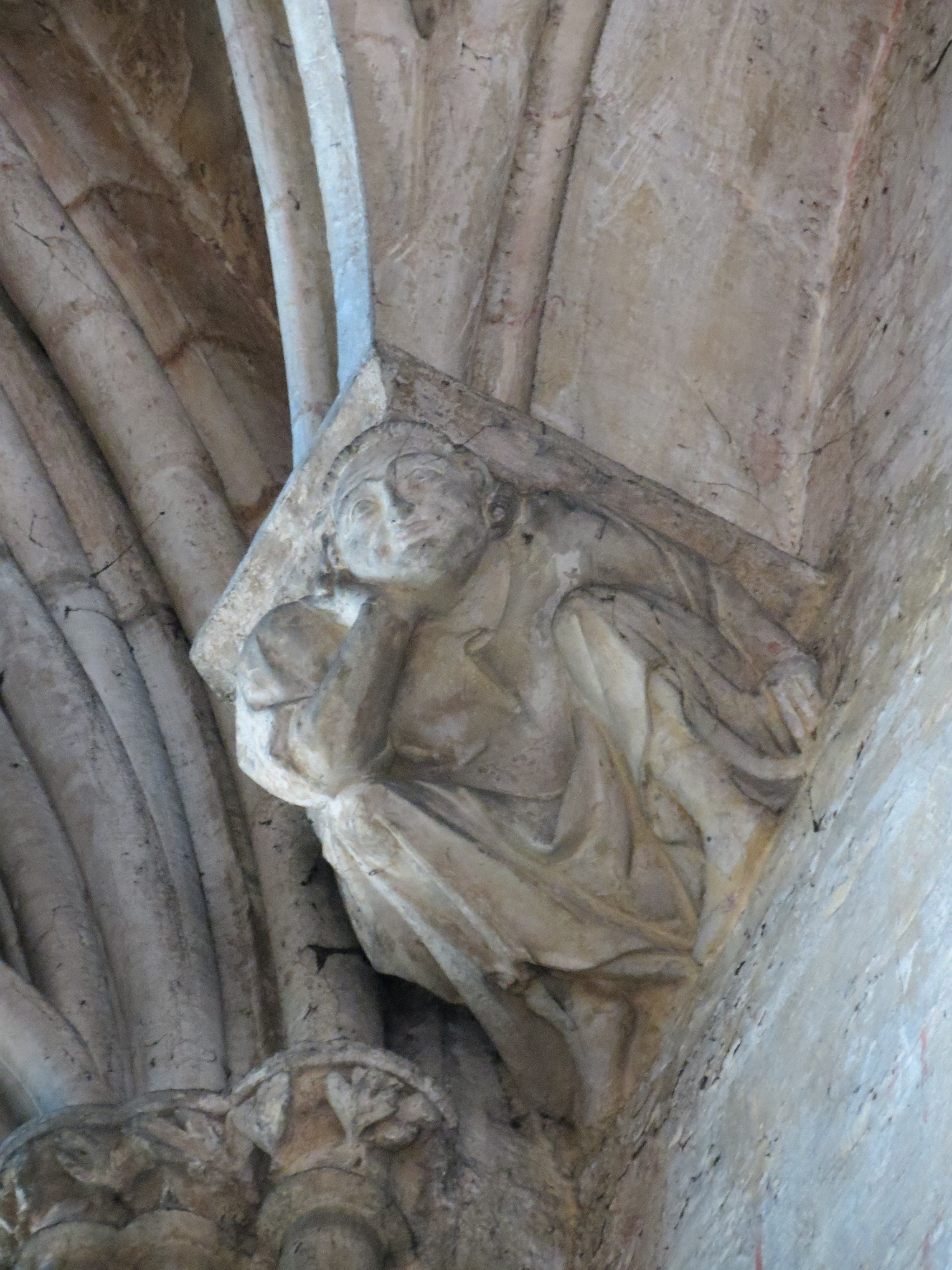
Culot sculpté d'un personnage supportant une nervure de la voûte.
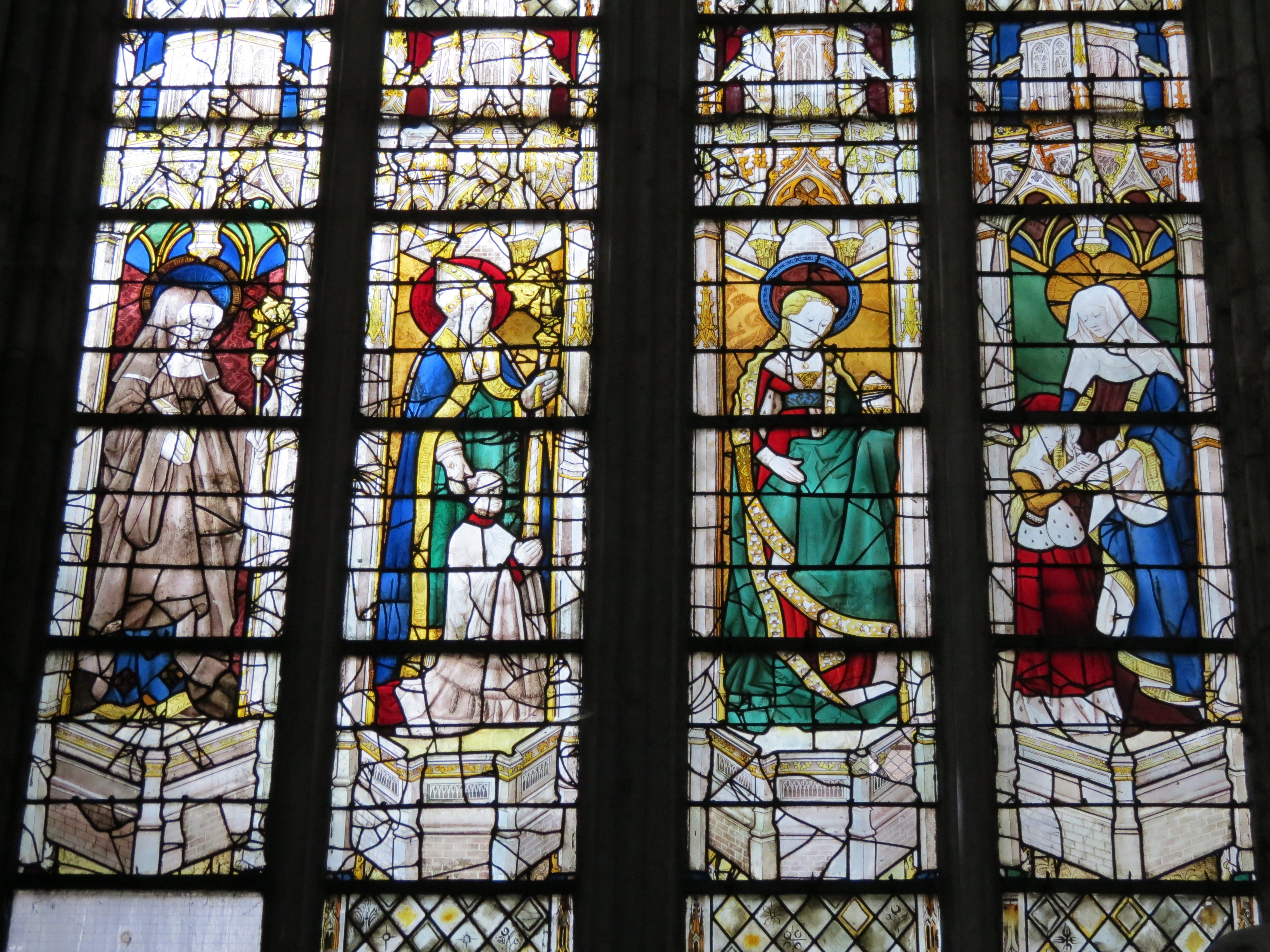
Détail de la baie 41.

#### Les chapelles du bas-côté sud
Elles sont citées d'ouest en est.

##### Saint-Étienne-la-Grande-Église dans la tour de Beurre.
C'est une église paroissiale de 1496 à la Révolution. Elle est composée des anciennes chapelles Saint-Jacques (ouest) et Saint-Christophe (est), construites vers 1275, et prolongée au sud par le rez-de-chaussée de la tour de Beurre. Fulconis a réalisé en 1872 contre la muraille sud un retable néo-gothique. Il représente la mort du Sauveur et celle de saint Étienne, premier martyr. De part et d'autre se trouve deux œuvres du XVIIe siècle : l'orant de Claude Groulard, premier président du Parlement de Normandie et le gisant de sa femme Barbe Guiffard sculptés par Jean Séjourné. À gauche du retable, dans un décor de Roulland Le Roux se trouve une statue de saint Étienne, réalisée par Pierre des Aubeaux en 1512.
Diverses pierres tombales ornent la chapelle : Denis Gastinel († 1440), chanoine de la cathédrale, un des juges de Jeanne d'Arc et remarqué par sa dureté à son égard, Nichole Sarrazin († 1505), Inguerran d'Étrépagny (2e moitié du XIIIe siècle), archidiacre d'Eu, Nichole Gibouin († 1320), clerc de la ville de Rouen, Étienne de Sens († 1282), archidiacre, ainsi que la pierre tombale dite des « Innocents des Andelys », trois jeunes Rouennais pendus en 1625. Dans le mur de l'ancienne chapelle Saint-Jacques se trouve une pierre d'obit de Jehan Cavé et de sa femme Emmeland, du XVe siècle.
La chapelle possède également deux tableaux : une Crucifixion de Philippe Zacharie, peinte en 1906 et une Déposition de croix du début du XXe siècle.
Les vitraux ont été réalisés vers 1500, suivant un programme fixé par le cardinal d'Amboise. Resté inachevé, quatre doubles fenêtres et une fenêtre simple sont réalisées. La partie inférieure de chaque fenêtre représente un apôtre, accompagné de son symbole et d'un phylactère où est écrit le Credo. Le niveau supérieur est complété de scènes des évangiles. Le côté Est comprend deux fenêtres, baies no 54 et 56, de deux lancettes complètes figurant au niveau inférieur saint Pierre, saint André, saint Jacques et saint Jean. Le niveau supérieur voit dans deux lancettes : le Christ et saint Pierre marchant sur les eaux, avec à l'arrière-plan, les apôtres dans un bateau qui relèvent les filets.
Les deux lancettes suivantes représentent la Vierge et des apôtres qui assistent à l'élévation du Christ entouré de deux anges porteurs de phylactères vers les Cieux. Le côté Sud, baies no 58 et 60, comprend dans le haut d'une fenêtre le Christ et saint Thomas. Quatre verrières de cette chapelle sont classées au titre immeuble en 1862. Le côté Ouest, baies no 62 et 64, possède une fenêtre complète sauf les deux panneaux inférieurs. Elle comprend au niveau inférieur saint Paul et saint Jude, avec leur symbole et un phylactère à leur nom et au niveau supérieur un pèlerin d’Emmaüs à table avec le Christ rompant le pain.

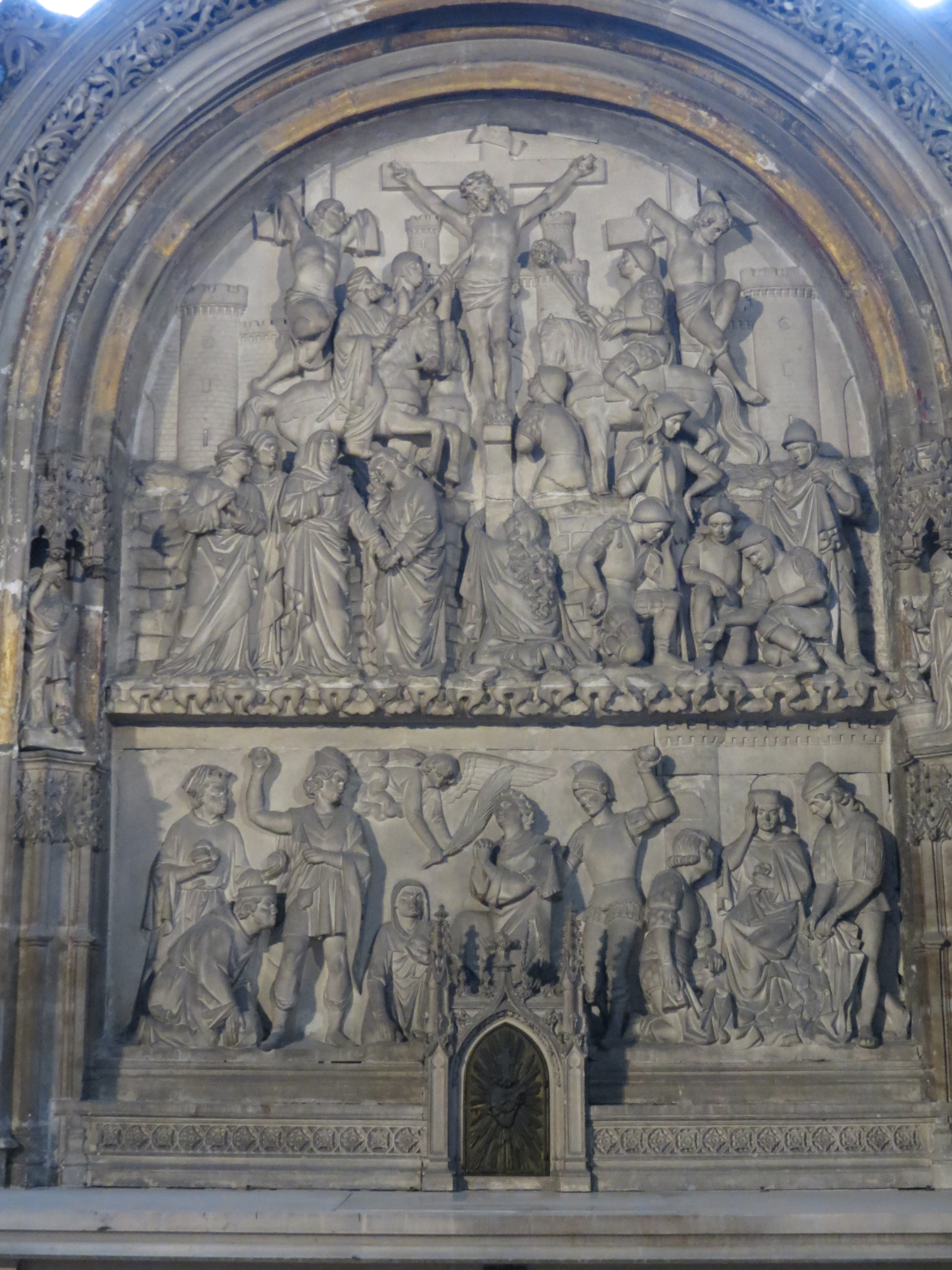
Retable de Fulconis, 1872.
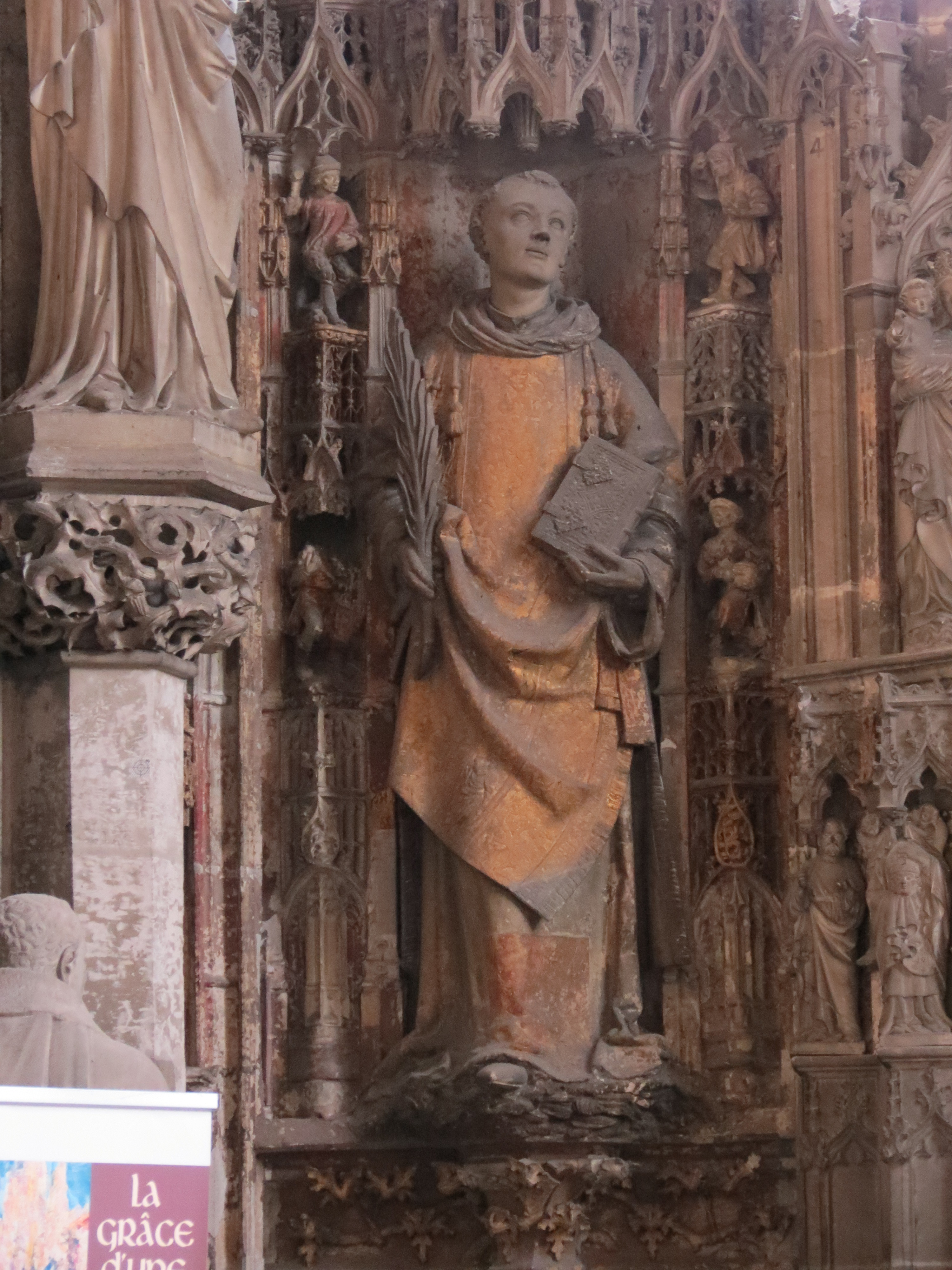
Statue de saint Étienne par Pierre des Aubeaux, 1512.
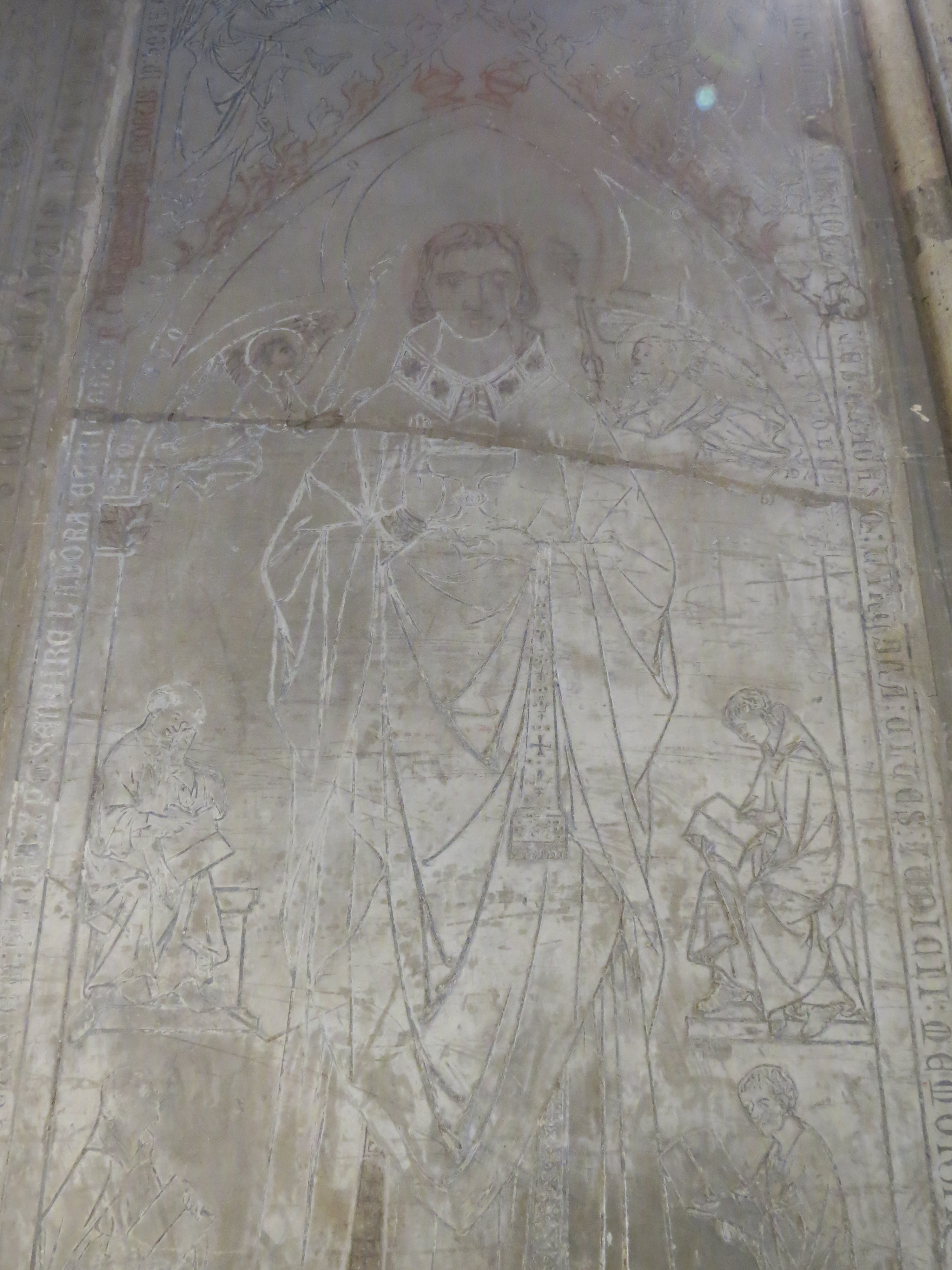
Pierre tombale d'Étienne de Sens († 1282).
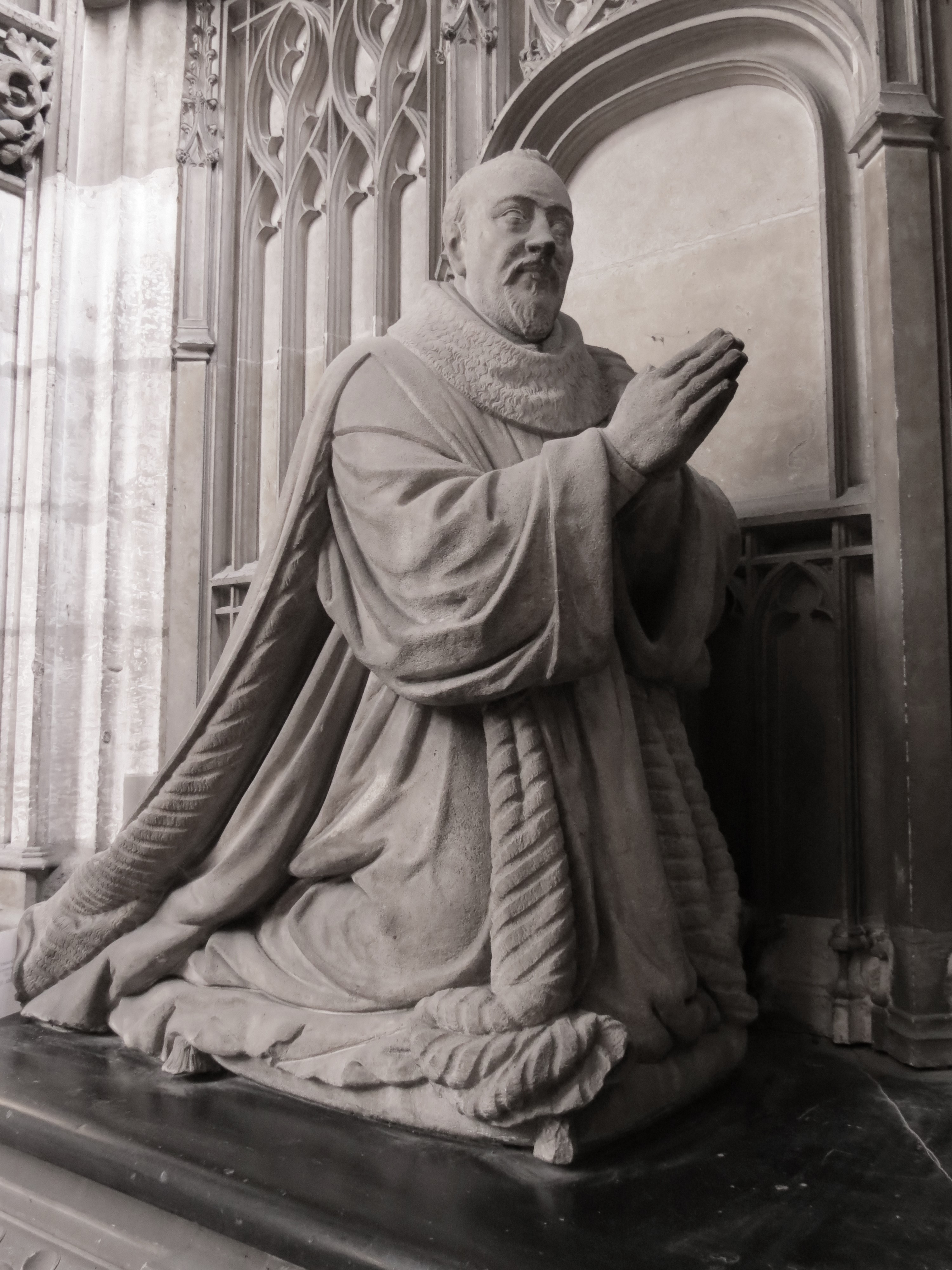
Orant de Claude Groulard.
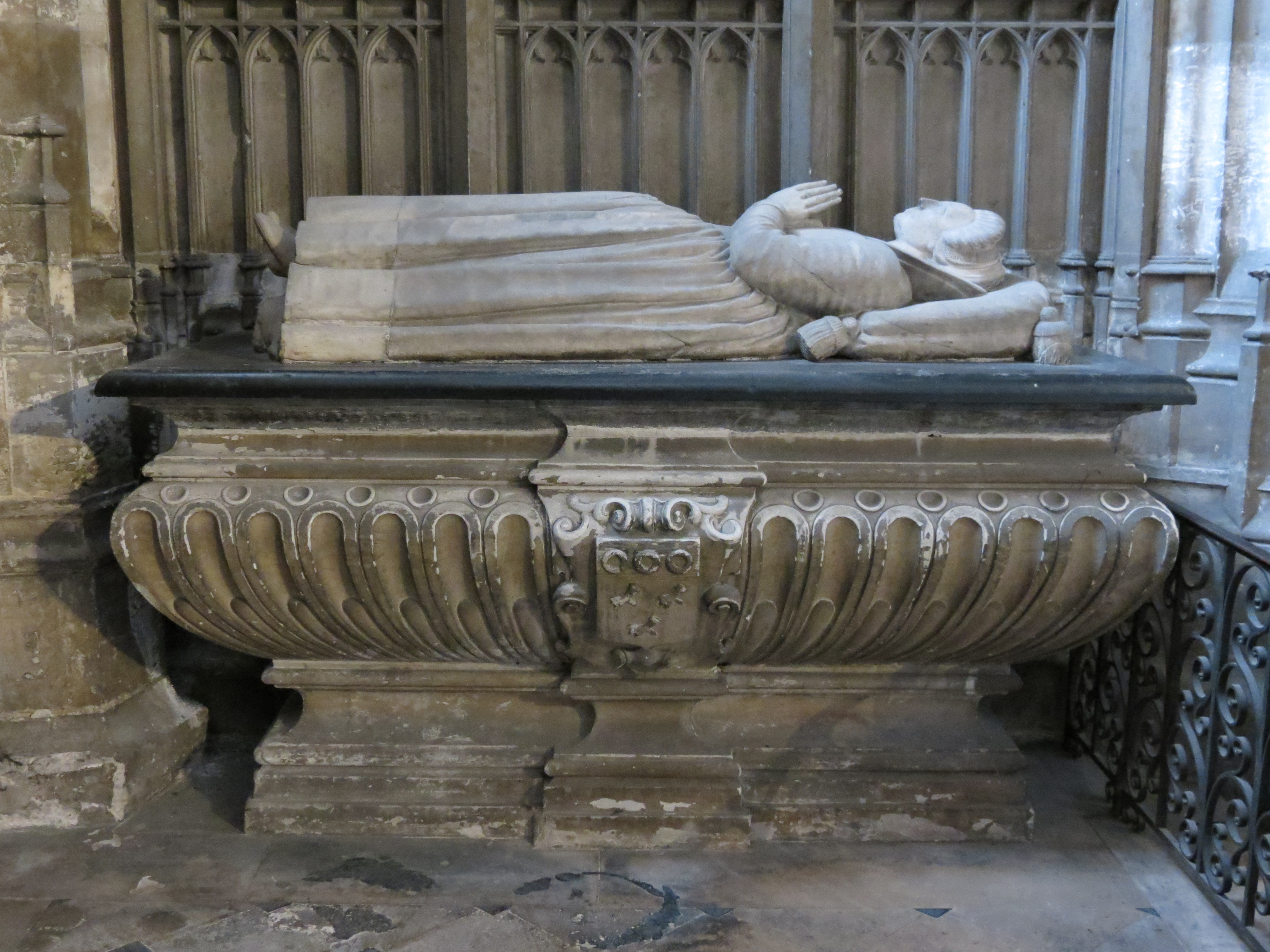
Gisant de Barbe Guiffard.
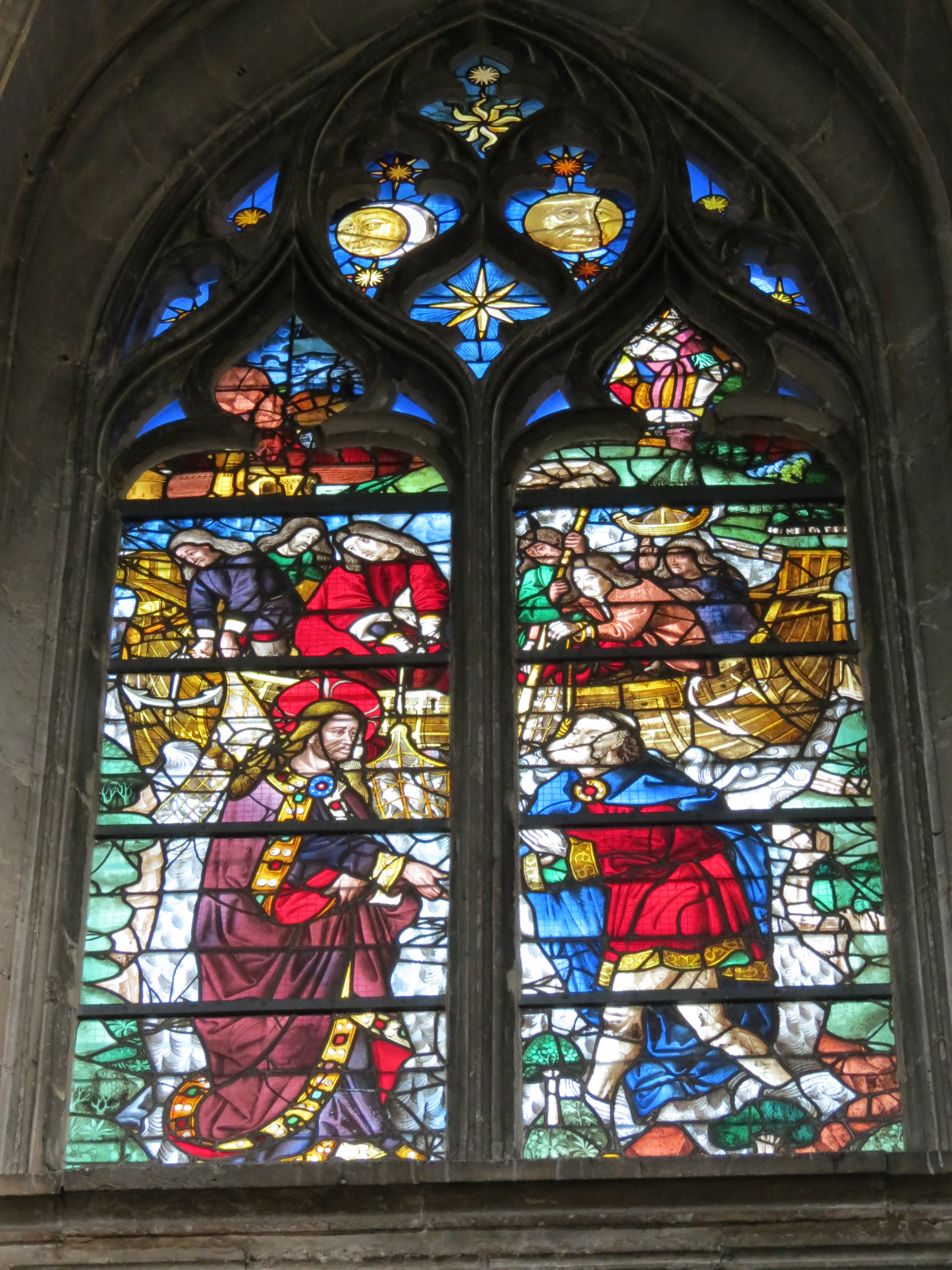
Baie 54.

##### Saint-Eustache
La chapelle possède une statue de saint Herbland, en bois polychrome de la fin XVIIe siècle, début XVIIIe siècle, provenant de l'église Saint-Herbland de Rouen, détruite en 1824. Elle possède également un confessionnal et une Cène du XVIIIe siècle.

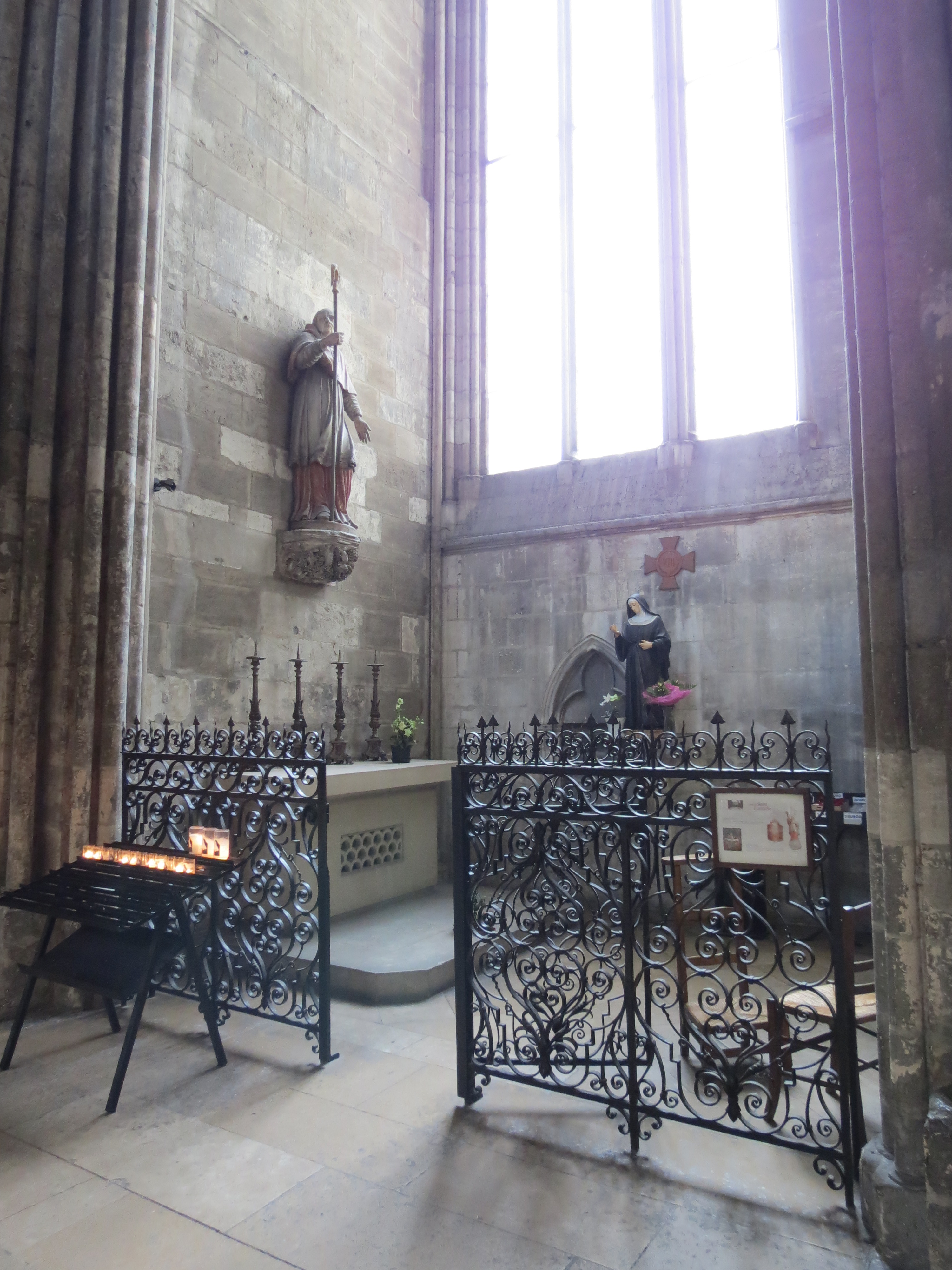
Vue de la chapelle.
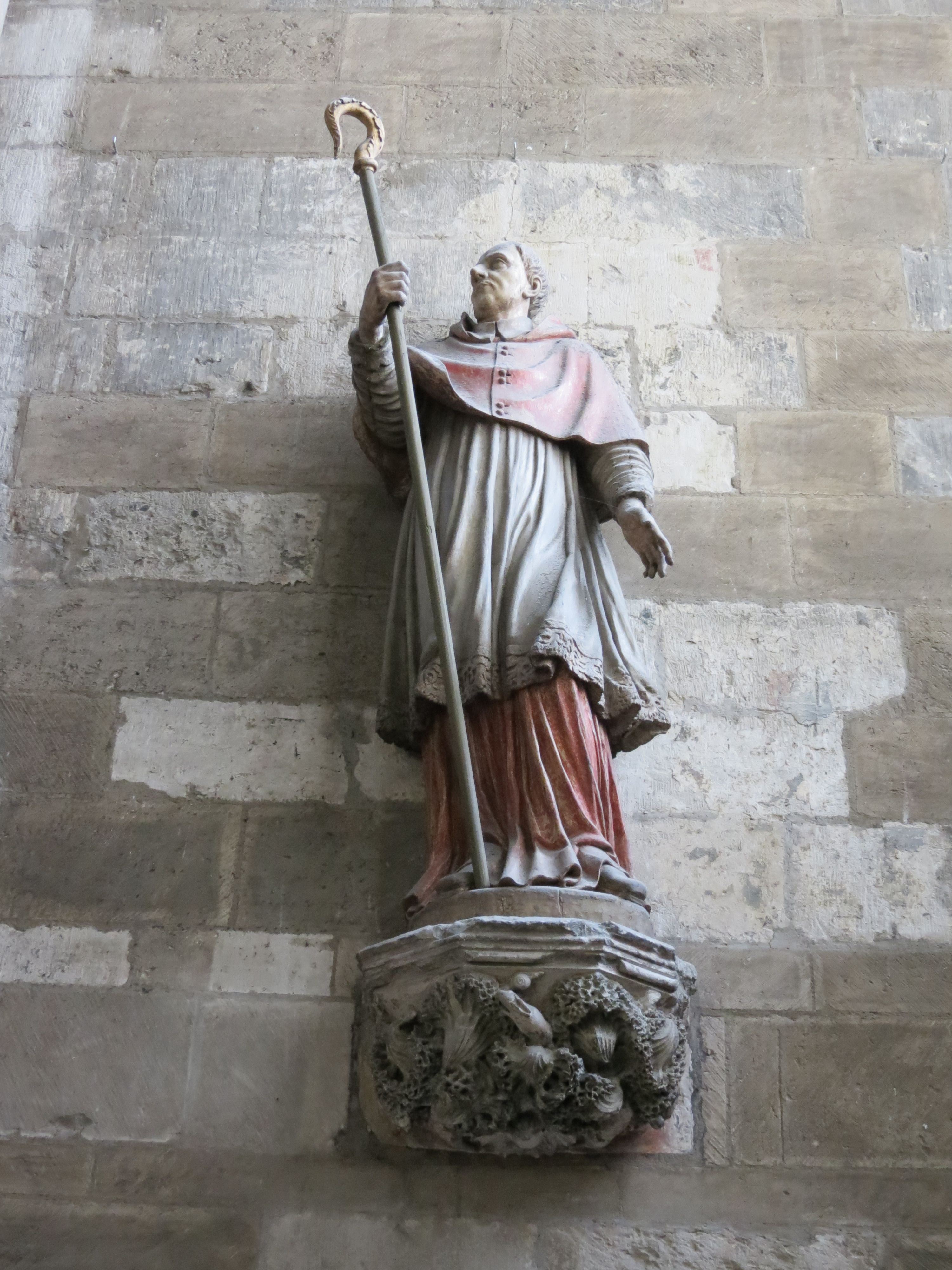
Statue de saint Herbland.
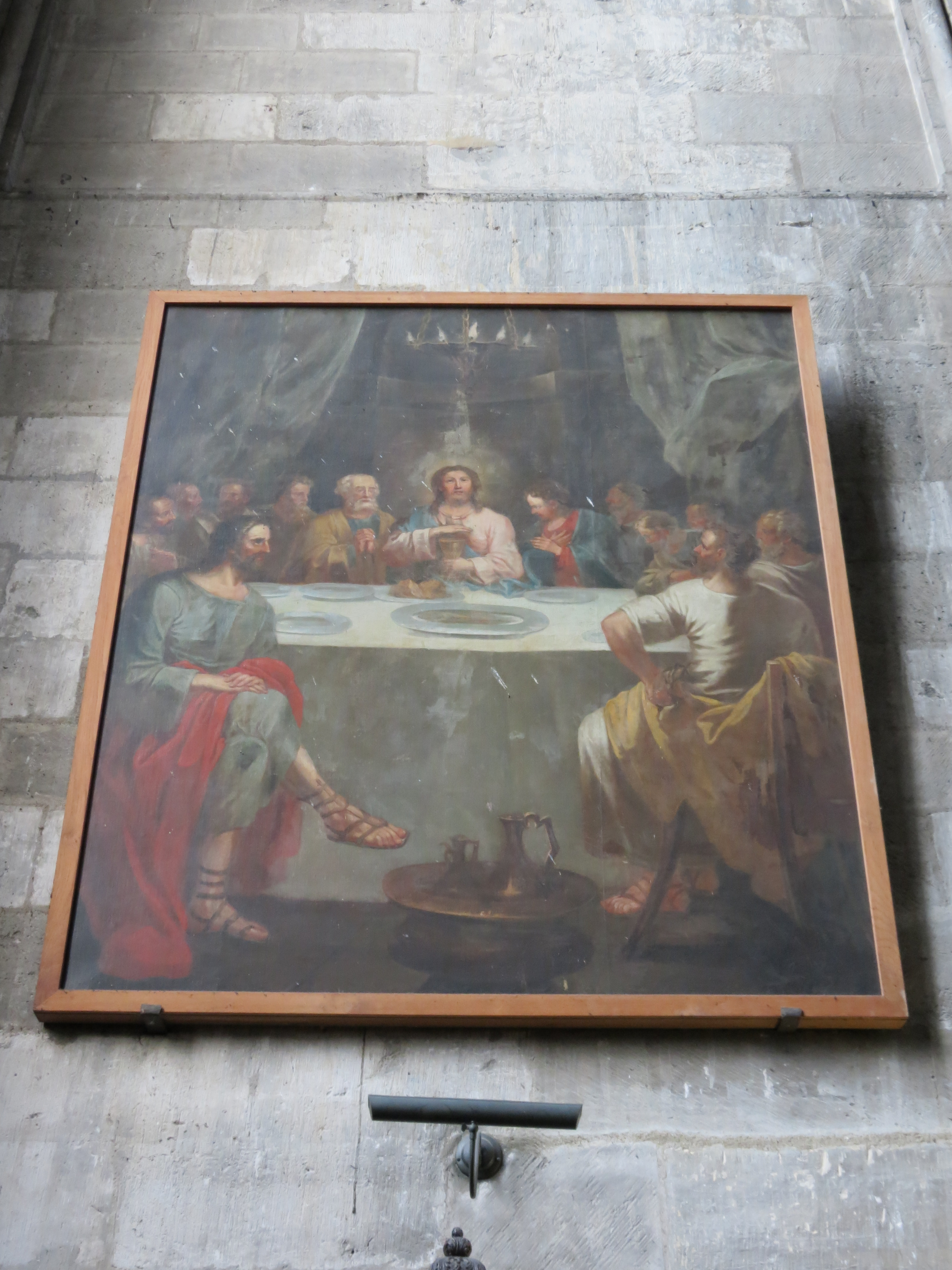
« La Cène ».

##### Saint-Léonard
Cette chapelle possède des vitraux de Max Ingrand, don de la Caisse nationale des congés payés et des intempéries du bâtiment, et représentent : l'entrée dans la Terre Promise, le paradis terrestre, Josué arrêtant le soleil et le déluge.
Sur l'autel trône une statue de saint Antoine de Padoue, du XVIIIe siècle, en marbre et provient de l'hôpital de Beaucaire.

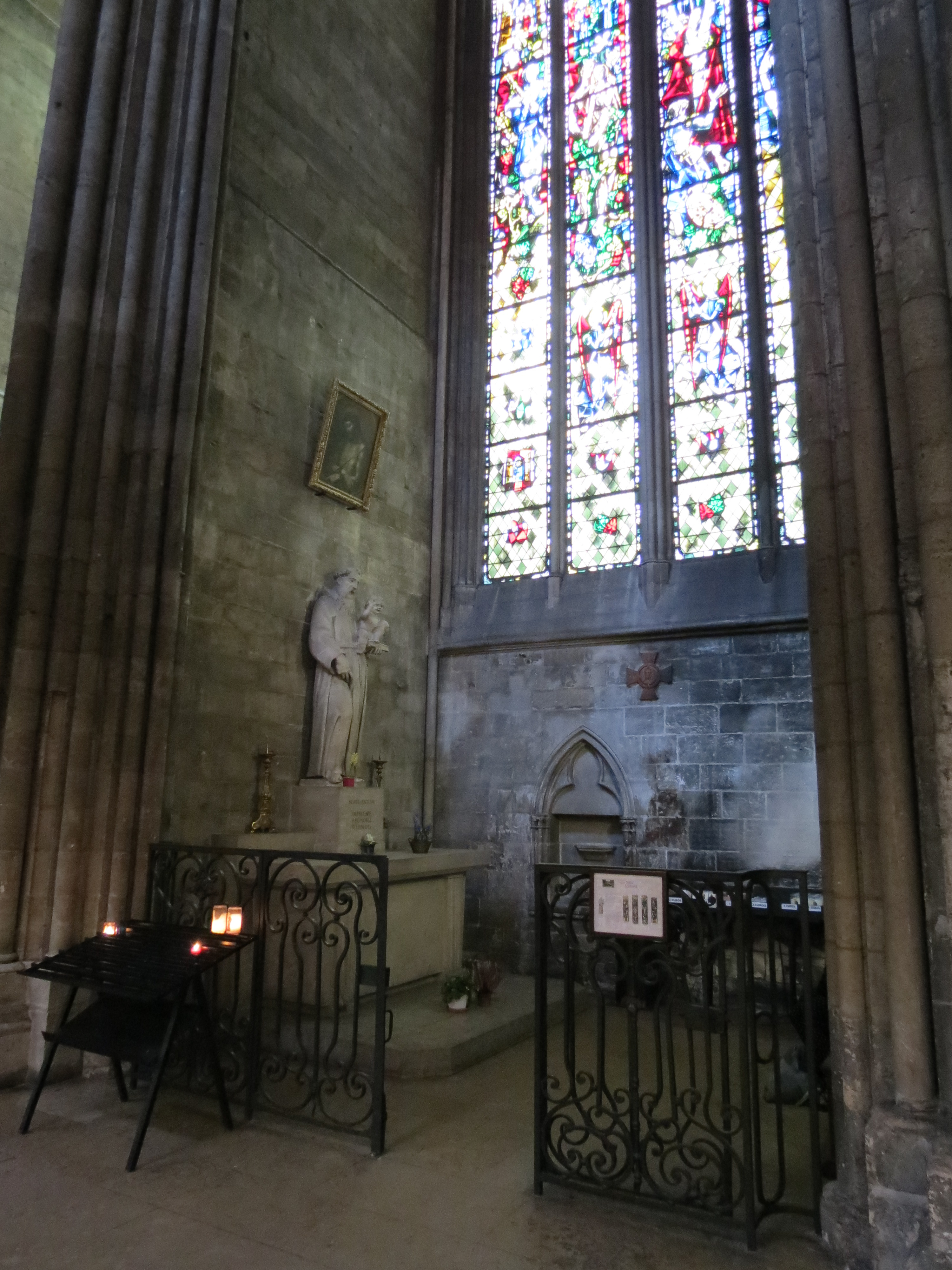
Vue de la chapelle.
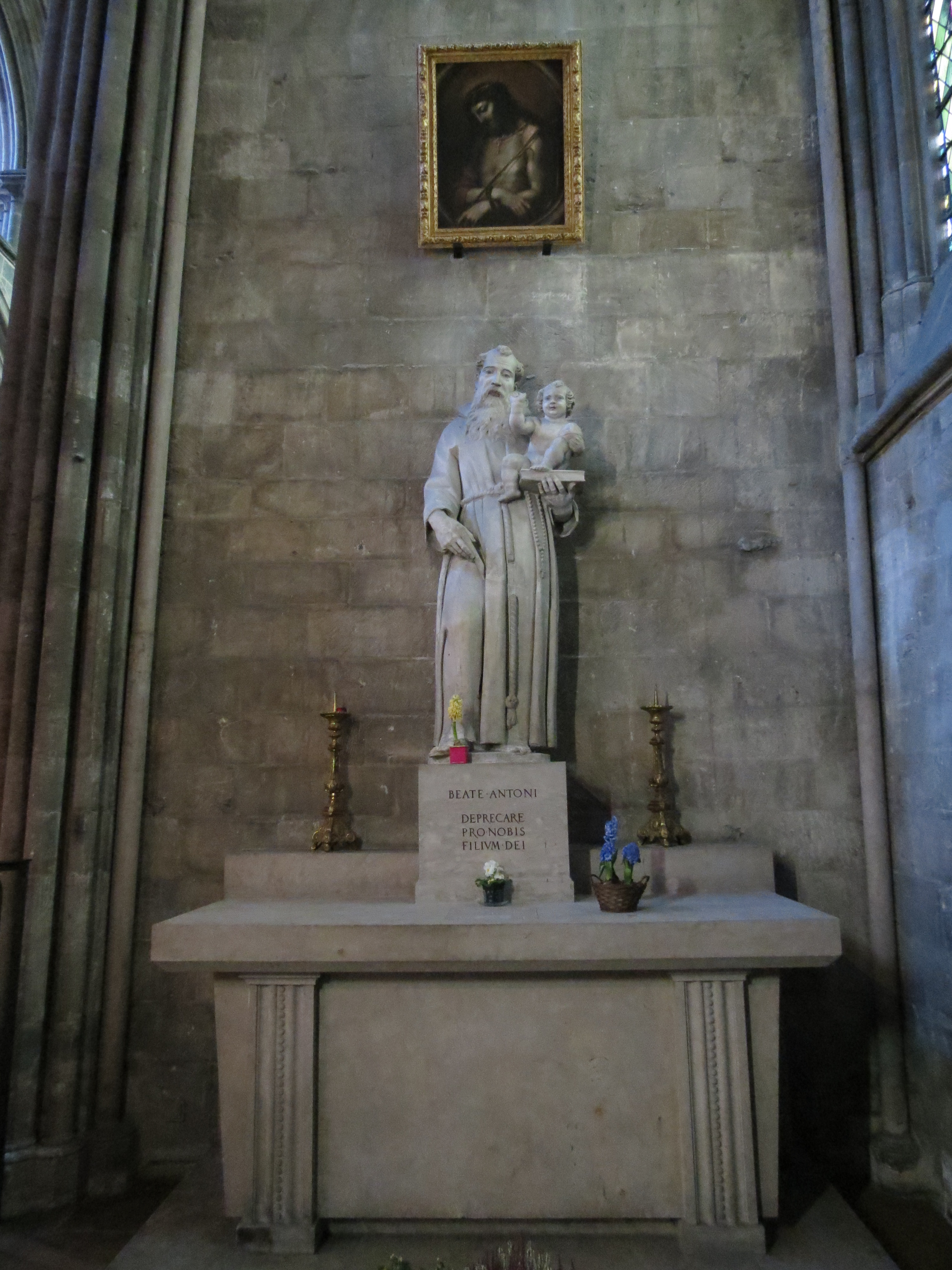
Autel.
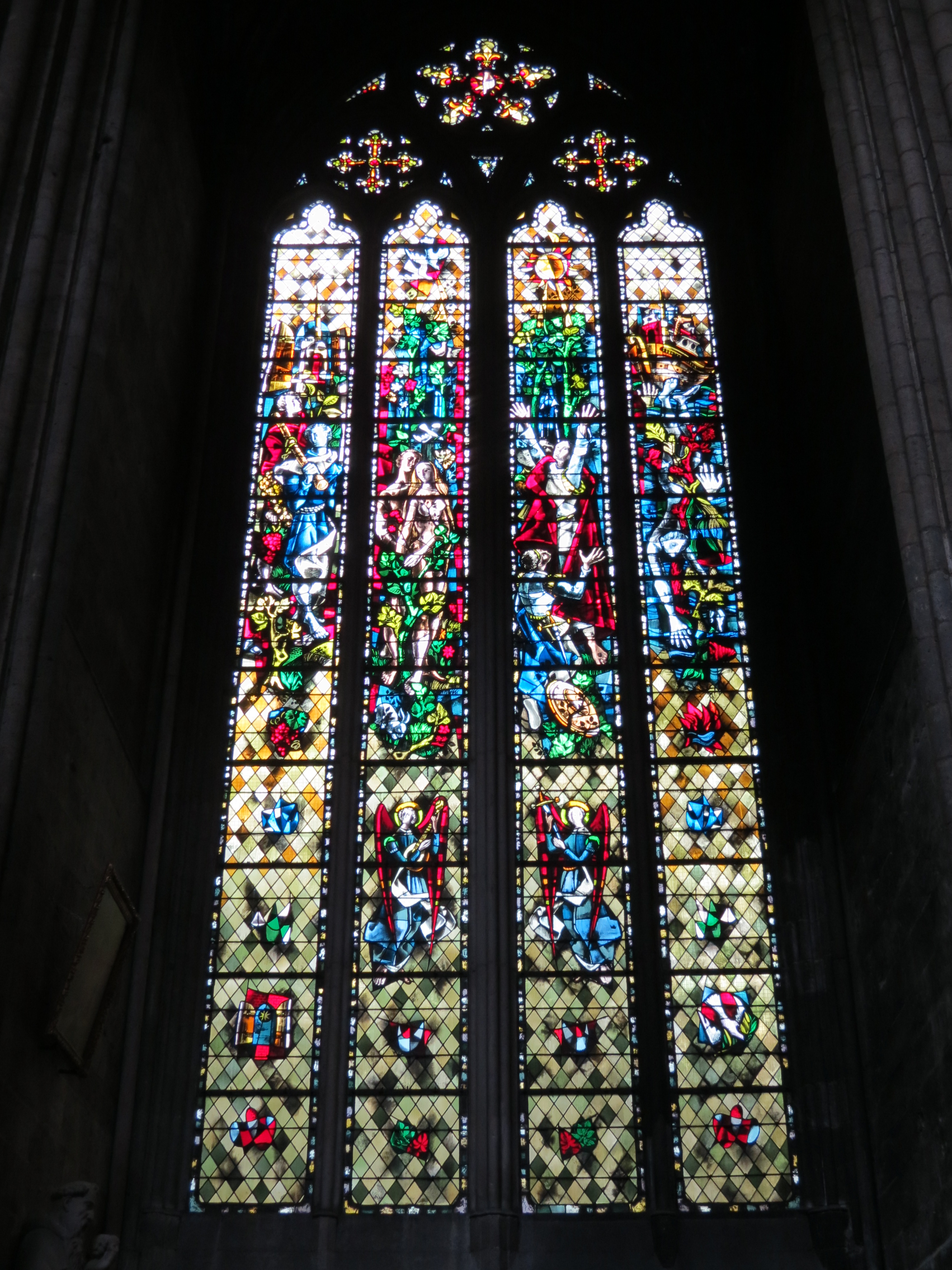
Baie 50.

##### Saint-Pierredite «du Bâtiment»
Les vitraux de Max Ingrand sont dédiés aux patrons des métiers du bâtiment : saint Joseph (patron des ouvriers du bois), le Christ de l'Ascension (fête des ouvriers maçons) et saint Éloi (maître des ferronniers). La chapelle accueille également une maquette en bois de la cathédrale pour les non-voyants.
Le mobilier a été offert par la Fédération française du bâtiment. Un bas-relief sculpté dans un bois précieux par Henri Lagriffoul présente une Vierge à l'Enfant qui accueille l'offrande d'une cathédrale ressuscitée, dorée, présentée par deux compagnons du bâtiment et entre eux les symboles de leur métier. Sur le phylactère sous leur pied est inscrit « Belle nous l'avons voulu et forte ». Sur le mur ouest est présentée un Couronnement d'épines de la fin du XVIe siècle.

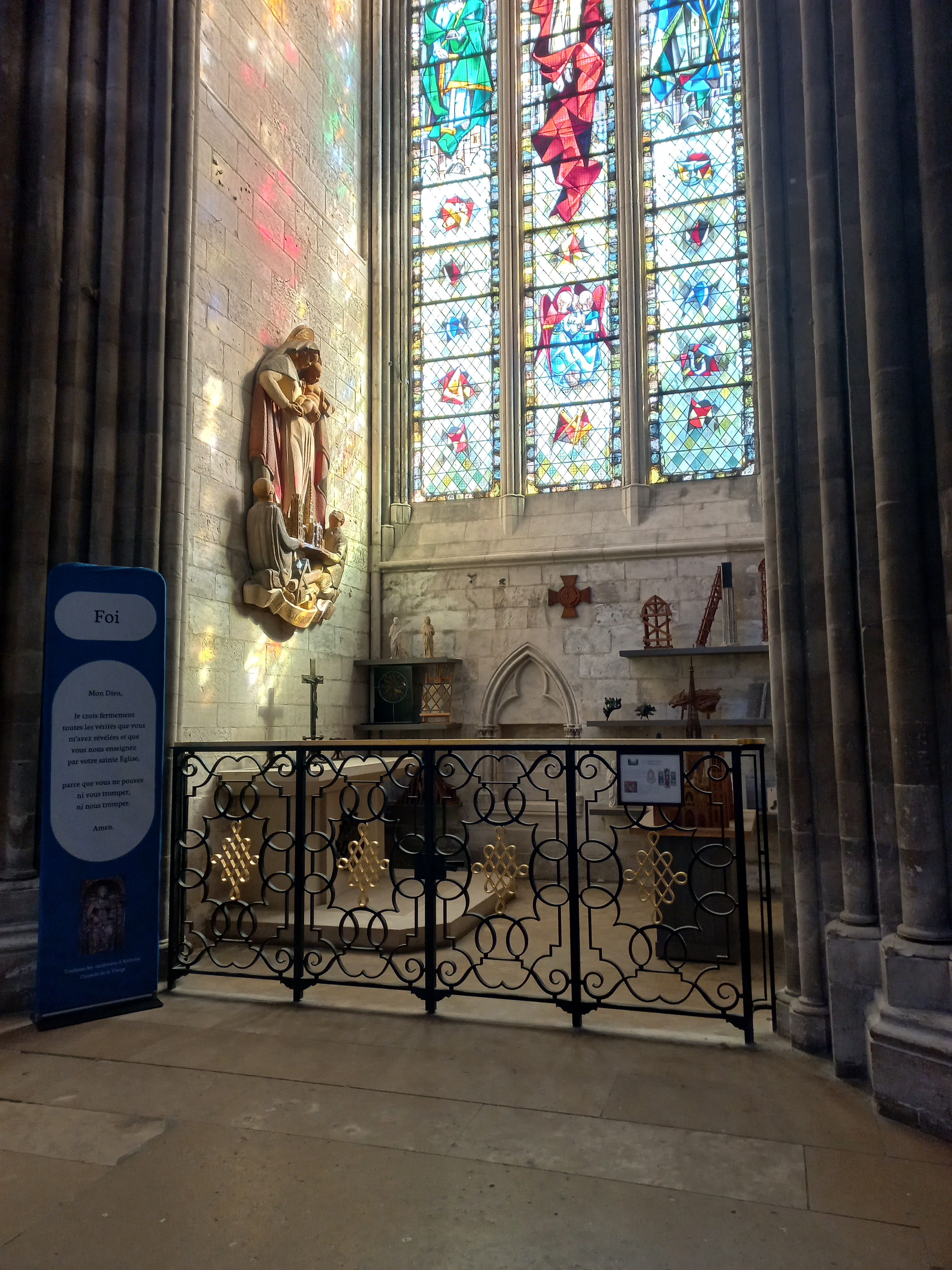
Vue de la chapelle.
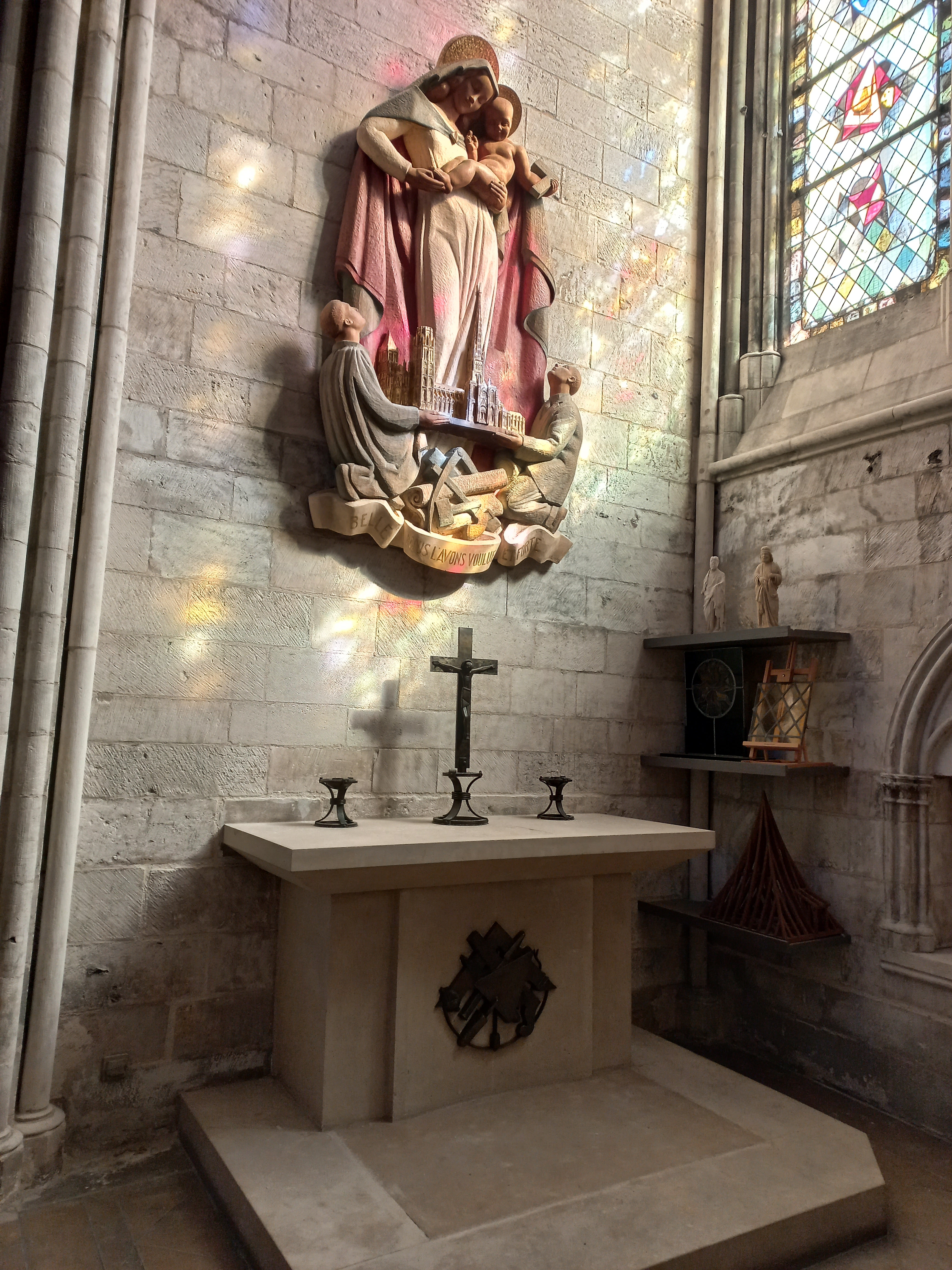
Autel.
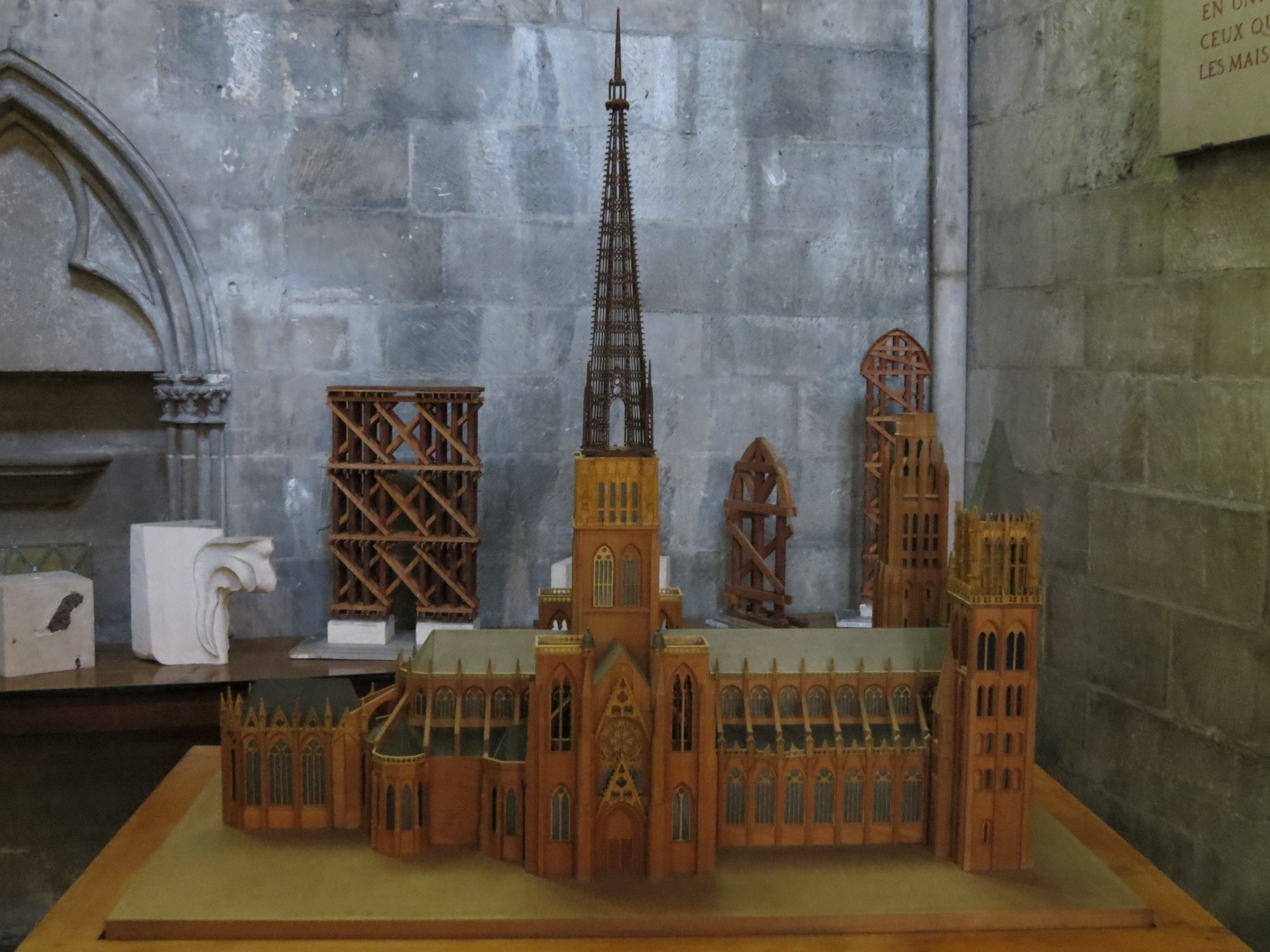
Maquette de la cathédrale.
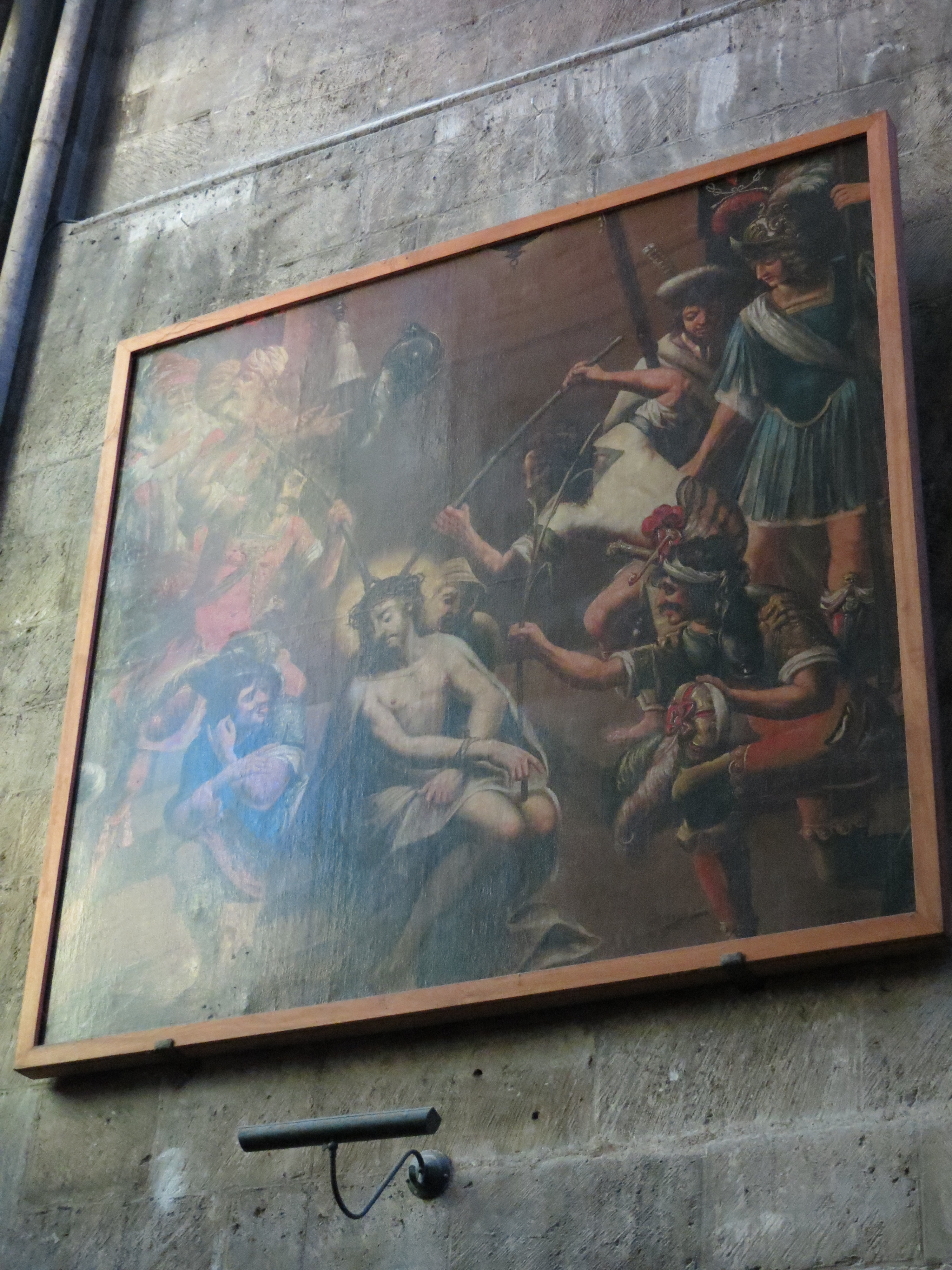
"Le couronnement d'épines, fin du XVIe siècle.
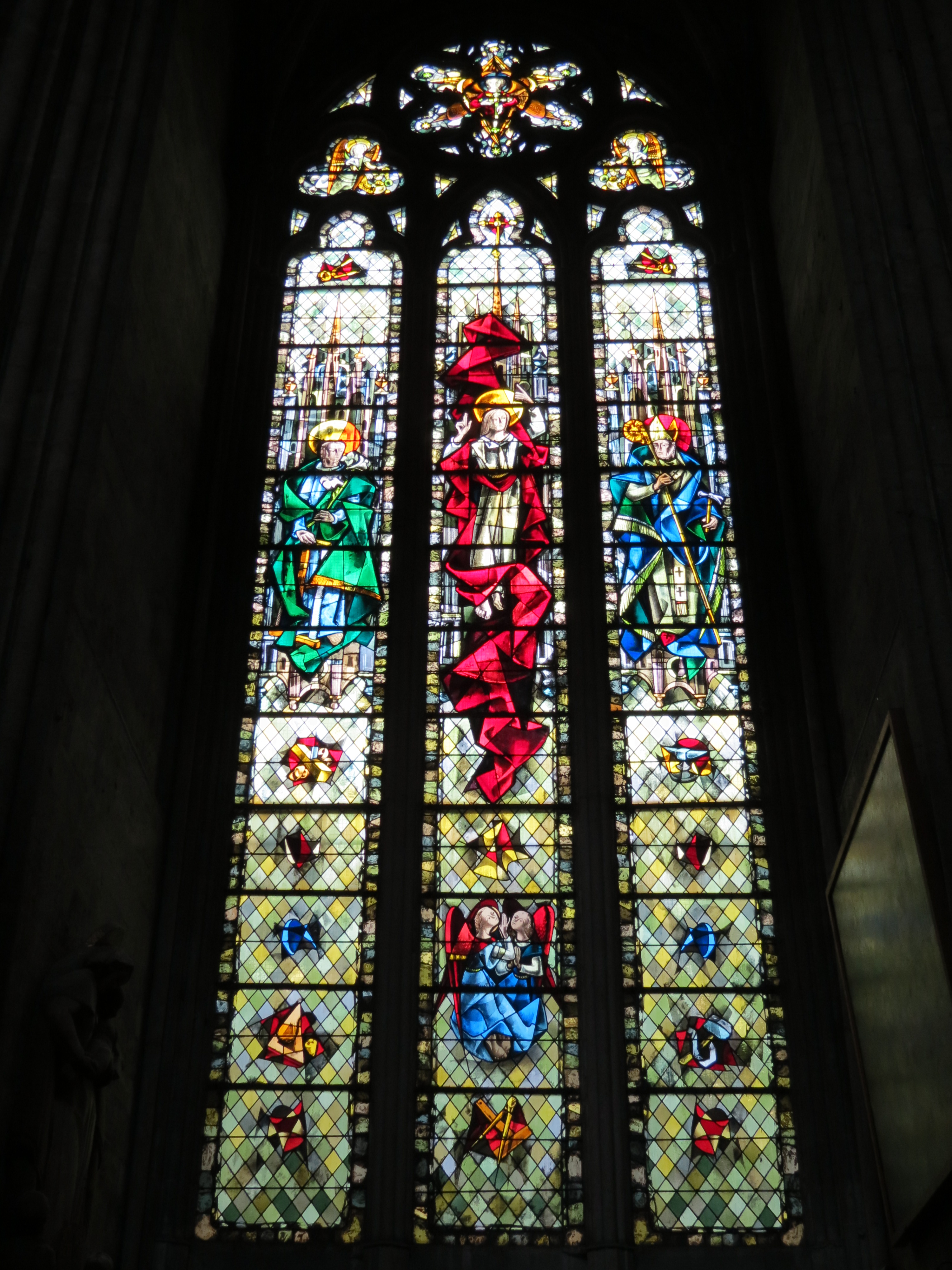
Baie 48.

##### Sainte-Colombedite «du Blé Eucharistique»
Les vitraux (baie no 46) de Max Ingrand représentent la culture du blé et les paraboles évangéliques. La lancette 1 représente l'automne et le labour. Le laboureur tient les manches de sa charrue tirée par un cheval blanc. La lancette 2 représente le printemps et les semailles. Le semeur tient le grain dans une poche en bandoulière. À ses pieds, se trouvent un panier et une cruche. La lancette 3 représente l'été et la moisson. Le moissonneur, avec son chapeau de paille sur la tête, tient dans ses bras une gerbe de blé et à sa main une faucille, avec une gerbe à ses pieds. La lancette 4 représente l'automne et les moissons rentrées. Le paysan rentre les gerbes dans un grenier.
Elle présente également deux tableaux : une Sainte Famille et Mariage mystique de sainte Catherine, de Volterrano (XVIIe siècle).

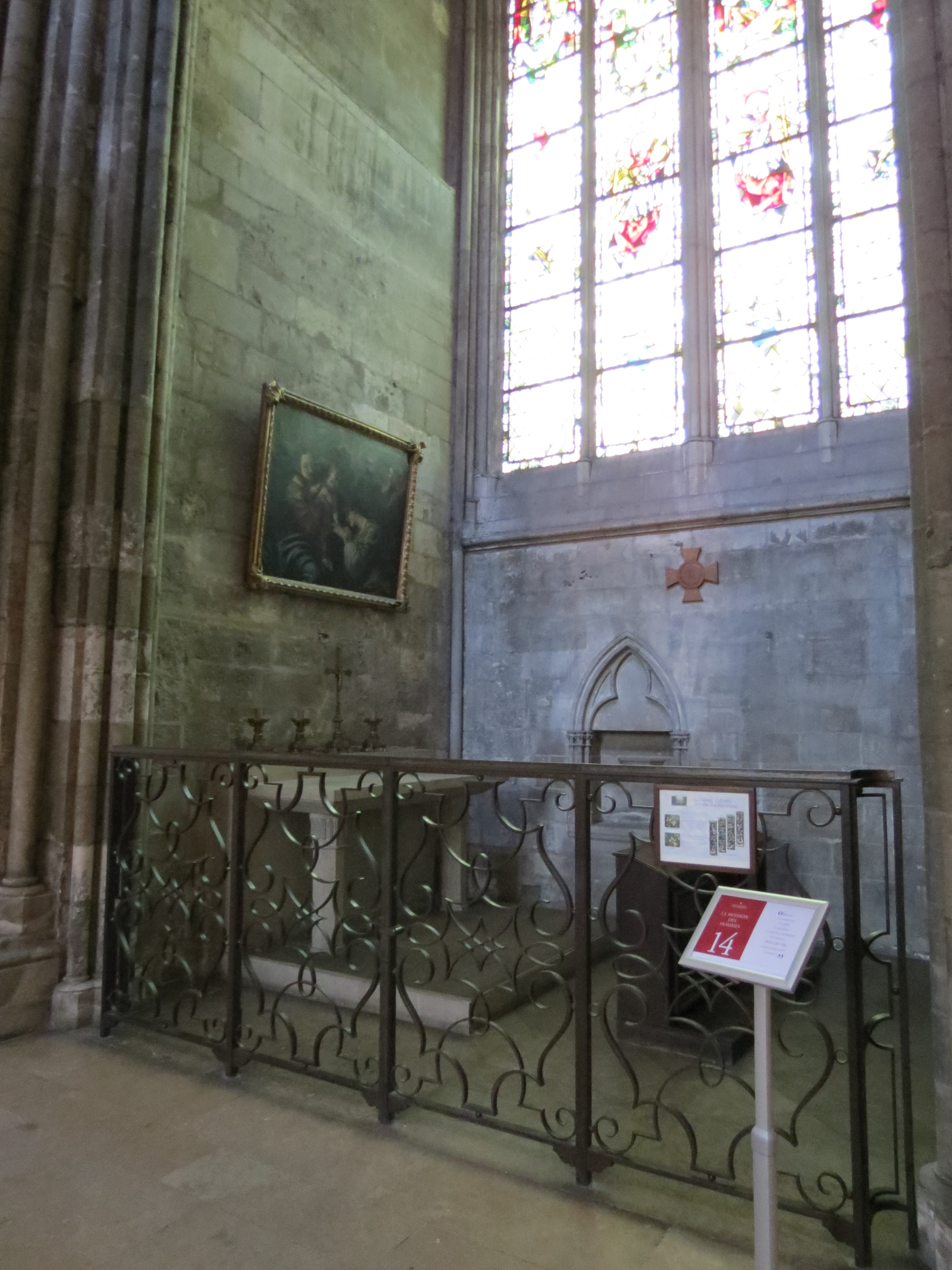
Vue de la chapelle.
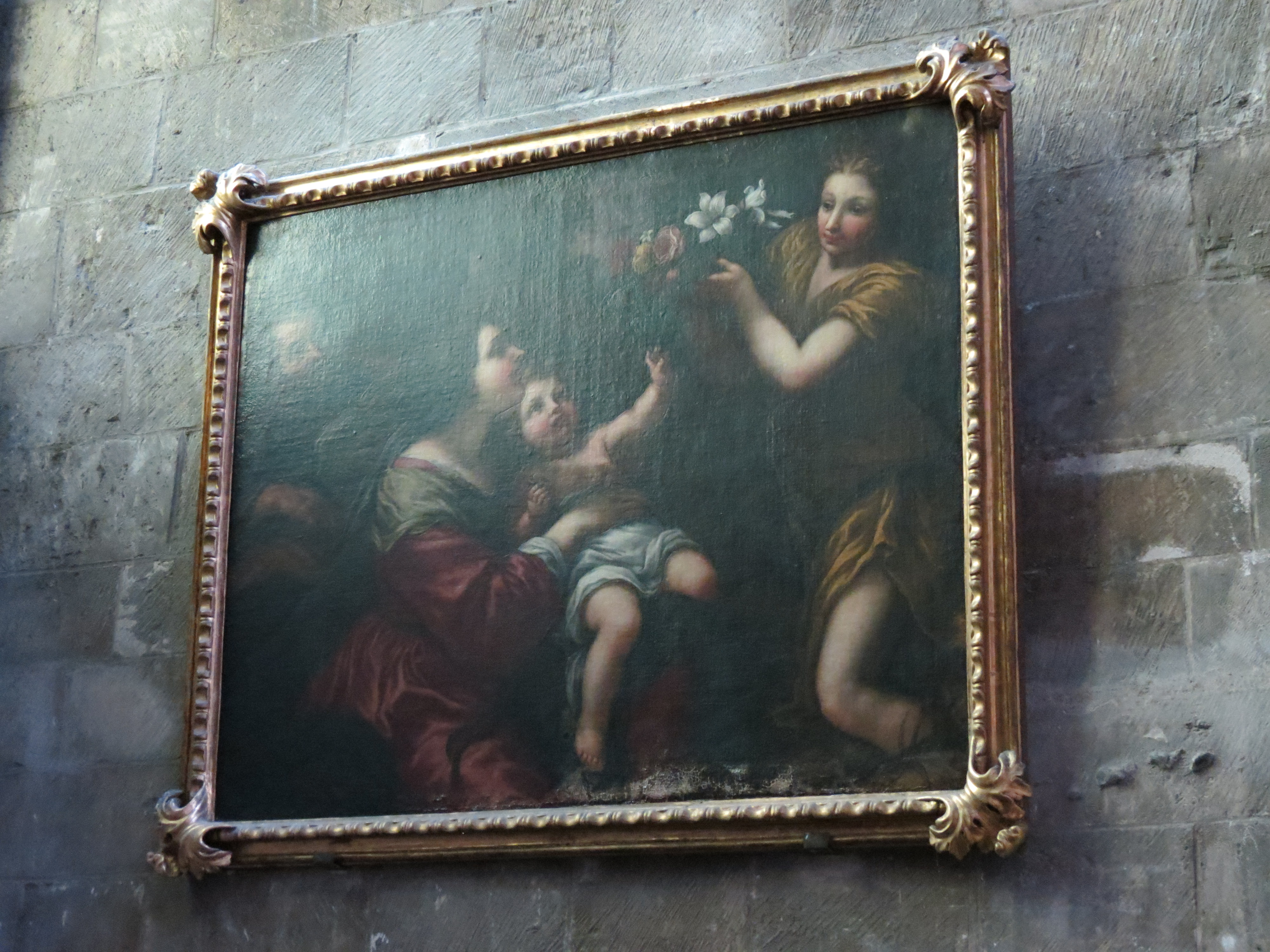
« Sainte Famille », XVIIe siècle.
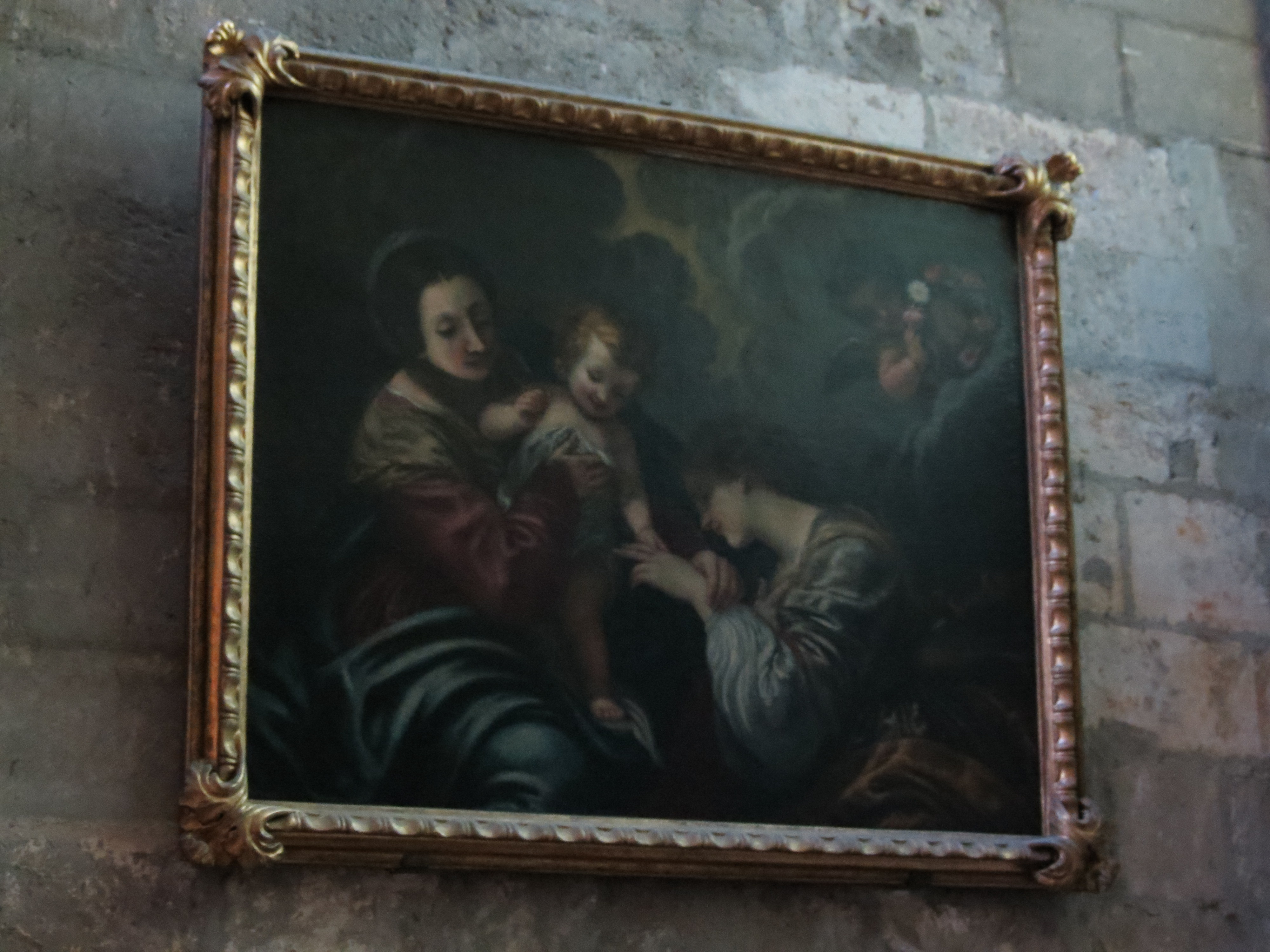
«Mariage mystique de sainte Catherine ».
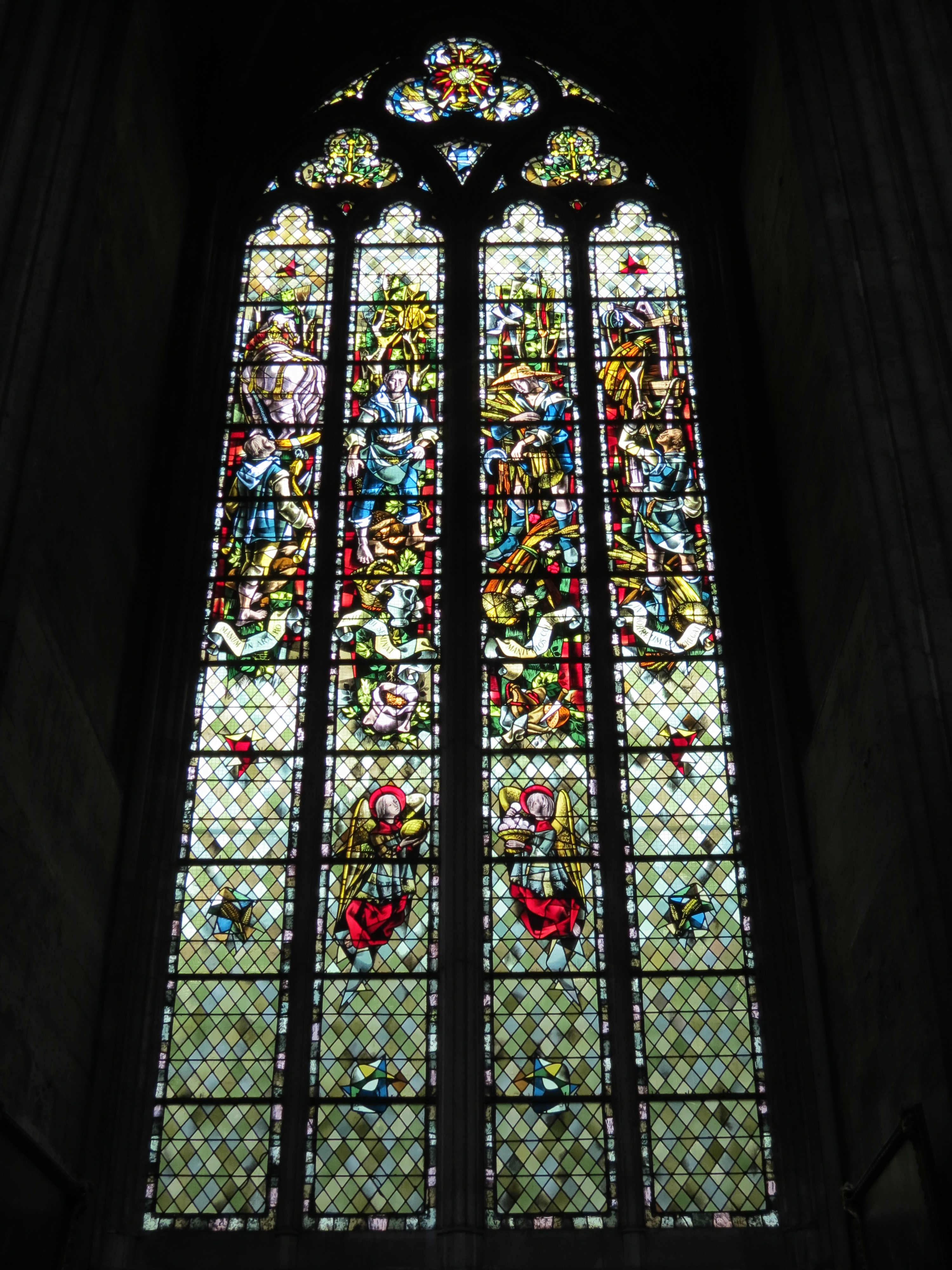
Baie 46.

##### Sainte-Catherine
C'est la seule chapelle du collatéral sud à avoir été épargnée le 19 avril 1944. Sa présence a permis à la nef de tenir debout. Les vitraux sont de Guillaume Barbe et de son atelier, datés entre 1465 et 1470. Restaurés au XIXe siècle, ils ont été complétés en 1960. Ils représentent une Vierge à l'Enfant accompagnée d'un donateur, saint Simon présentant un clerc, saint Nicolas et sainte Catherine.
La chapelle possède un autel avec un antependium brodé d'or et d'argent du XVIIe siècle, un retable avec un tableau La flagellation, Christ à la colonne du XVIe siècle et des lambris du XVIIe siècle. Les lambris représentent la vie de saint Brice, évêque de Tours au Ve siècle. Ils portent les armoiries et devises de la famille Brice dont plusieurs membres ont été chanoines de la cathédrale.

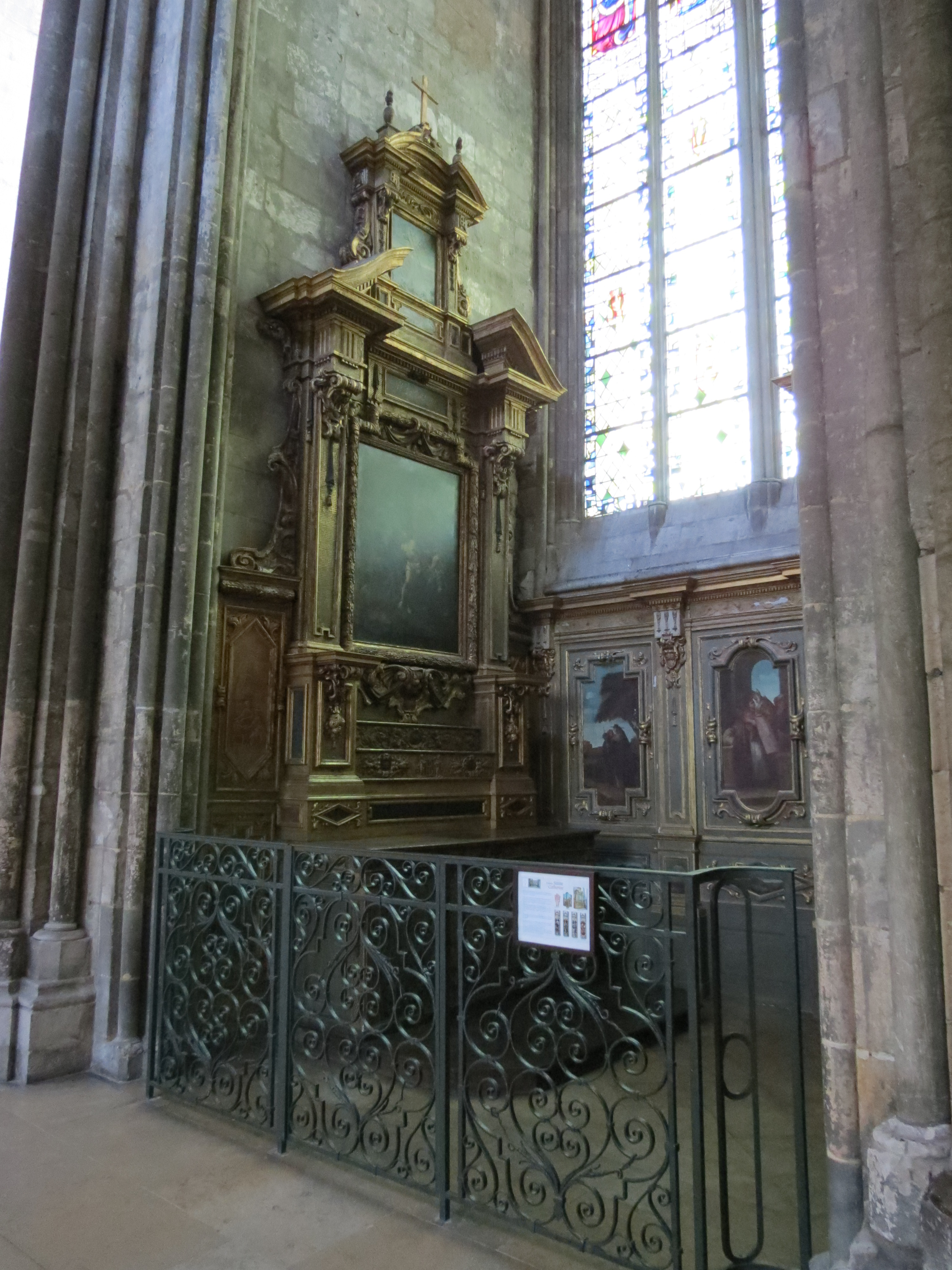
Vue de la chapelle.
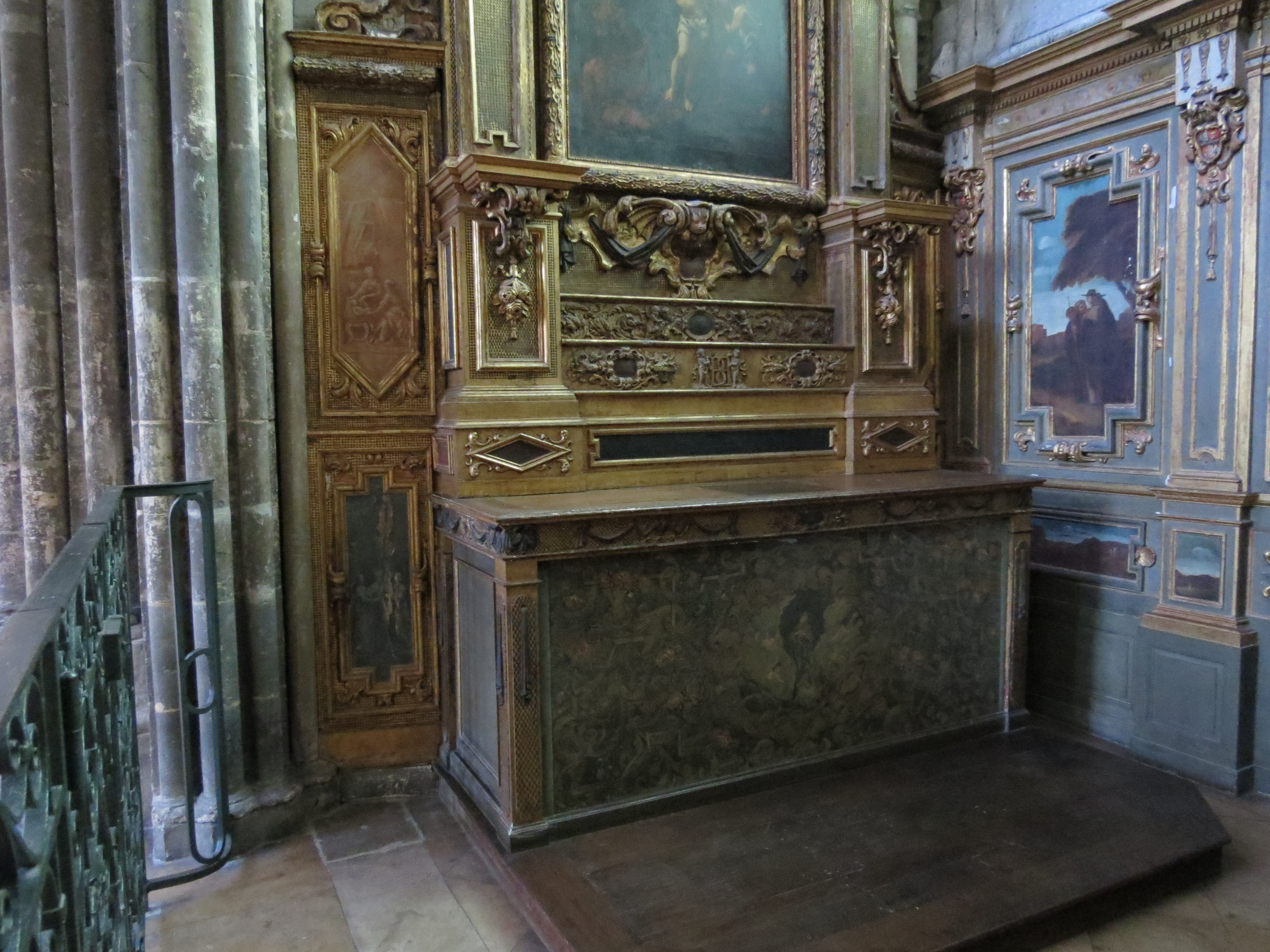
Autel et antependium.
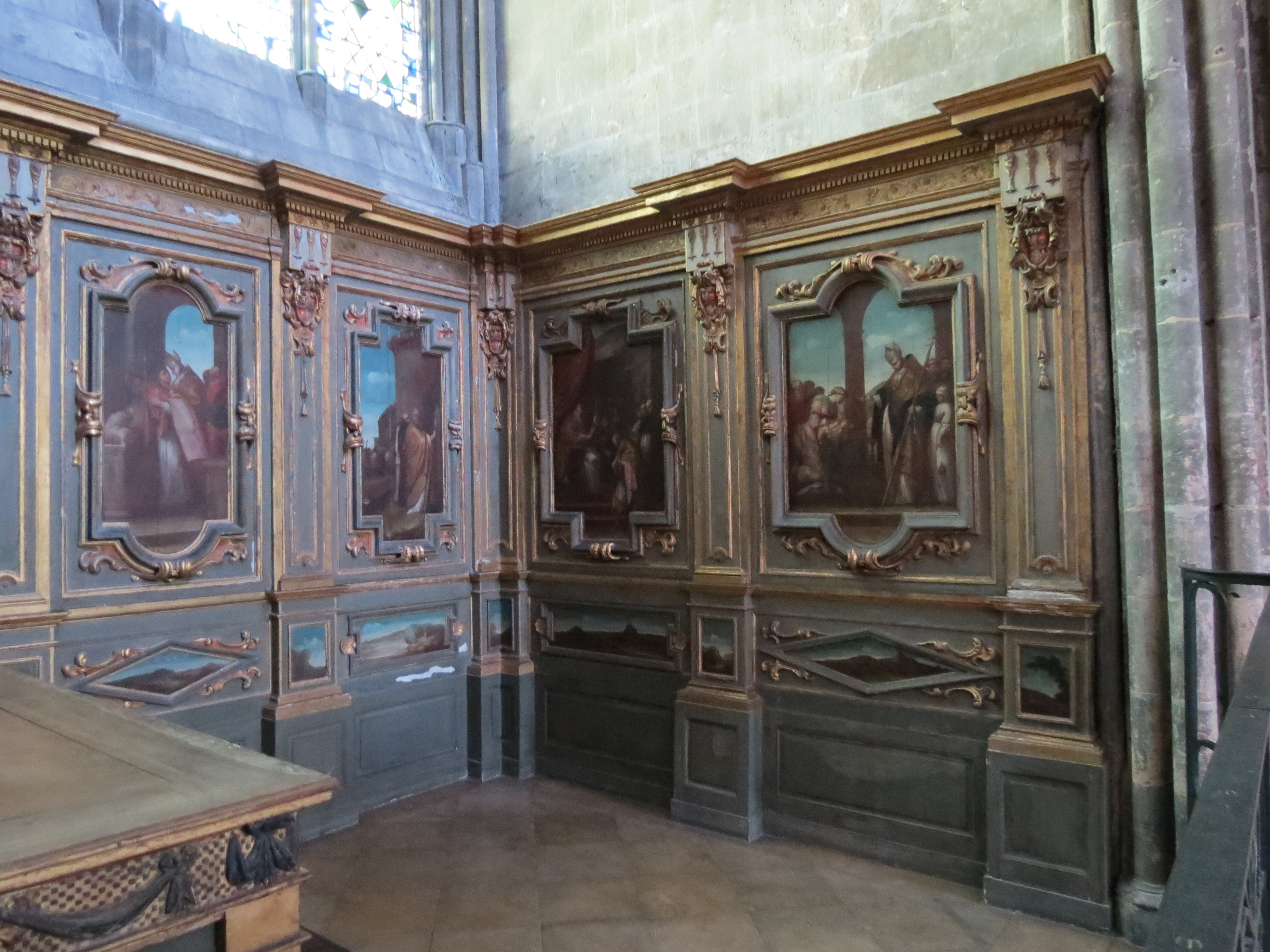
Vue des panneaux.
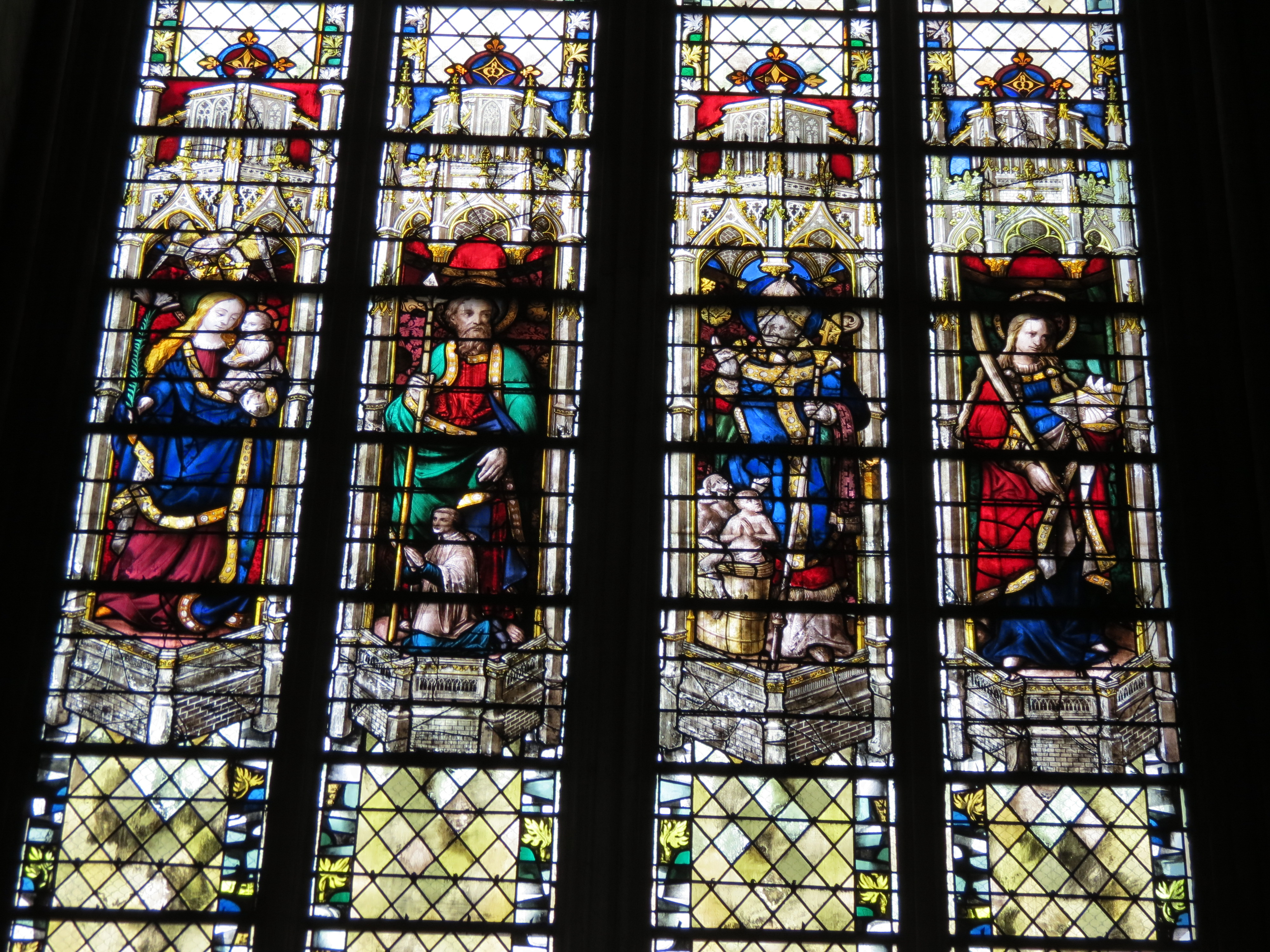
Détail de la baie 44.
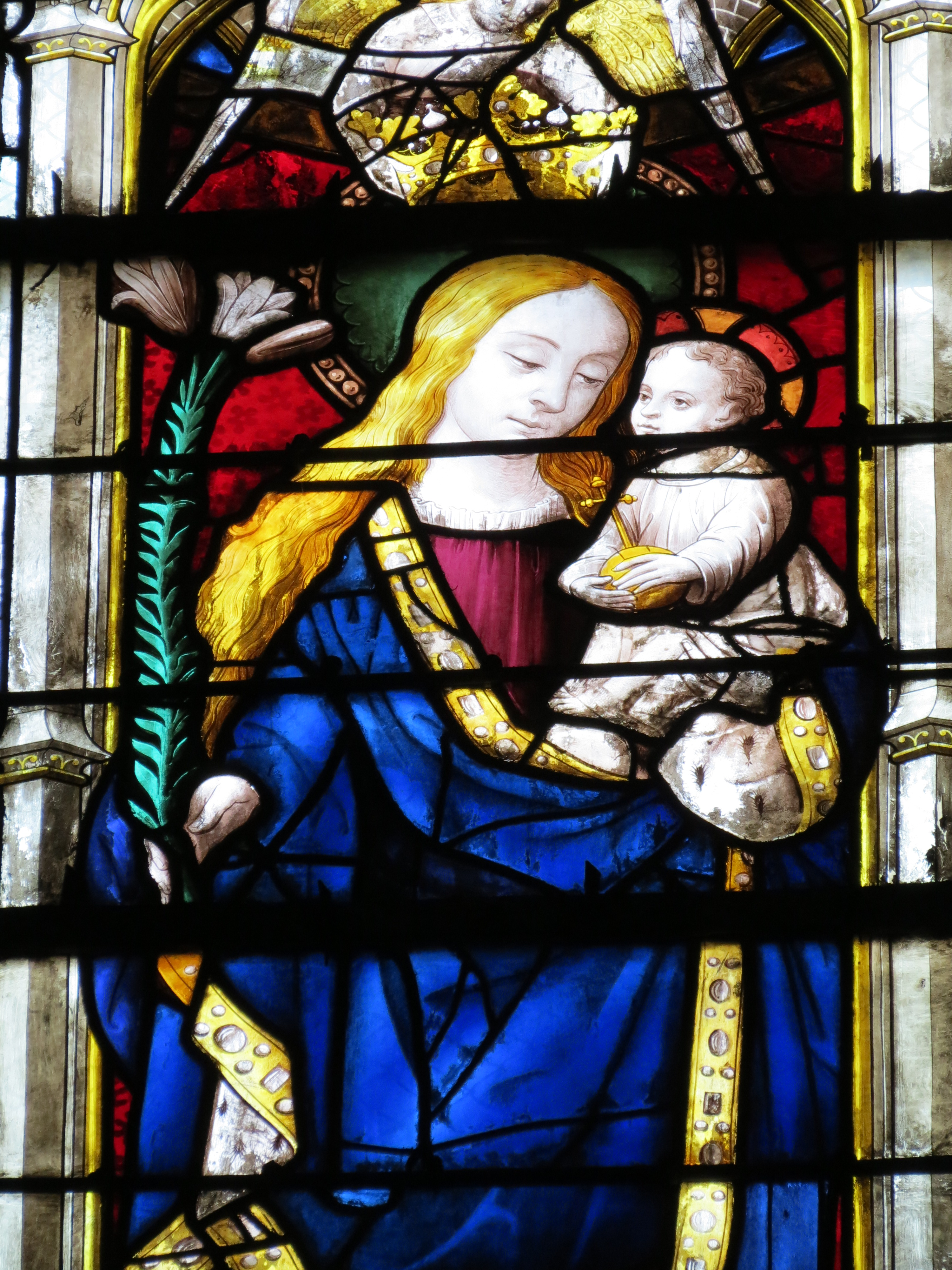
Vierge à l'Enfant, détail de la baie 44.

##### Portail des Maçons, également appelé «portail Saint-Siméon».
Il donnait accès à la loge des maçons, détruite le 19 avril 1944. Deux colonnes cannelées d'ordre ionique, en marbre de Carrare, encadrent le portail.
Un plan et des photos sont présentés pour témoigner des destructions que la cathédrale a subi lors de la Seconde Guerre mondiale.
De récents travaux de mise en accessibilité de la cathédrale ont modifié l'aménagement avec la création d'un sas.

##### Sainte-Marguerite
L'autel possède un bas-relief Les trois Marie pleurant le Christ et la statue de Notre-Dame du Vœu, chef-d'œuvre du sculpteur rouennais Félix Lecomte qu'il réalisa pour remplacer la précédente statue, en bois, du XIVe siècle. Devant la statue, un cierge constamment allumé est une tradition réputée datant du XIVe siècle par laquelle la ville de Rouen remercie la sainte Vierge de ce que l'épidémie de peste noire de 1348 cessa de sévir à Rouen après qu'une neuvaine à la Vierge fut effectuée dans la cathédrale.
Réalisés en 1777, le bas-relief et Notre-Dame du Vœu proviennent de l'autel latéral nord du jubé de la cathédrale, détruit en 1884. Une Sainte Famille de la fin XVIIe siècle, début XVIIIe siècle orne le mur au-dessus de l'autel.
Une pierre gravée marque au sol l'emplacement dans la chapelle de la tombe du cardinal Léon Thomas, archevêque de Rouen de 1883 à 1894. La somme de 50 000 francs est rapidement réunie pour élever un monument. Le cardinal avait choisi comme sculpteur Louis-Ernest Barrias. Le ministre refuse le placement du tombeau dans la chapelle de la Vierge ou devant le portail des Maçons. Barrias meurt sans que l'affaire soit réglée. C'est grâce à l'archevêque Frédéric Fuzet que le projet aboutit. Barrias est remplacé par son élève Albert Guilloux et le tombeau réalisé est finalement placé dans la chapelle Sainte-Catherine, dans le collatéral sud de la cathédrale. Le tombeau est inauguré en 1911, lors des Fêtes du Millénaire de la Normandie. Le bombardement du 19 avril 1944 endommage son tombeau. Ses restes sont transférés dans la crypte des archevêques dans la chapelle de la Vierge.

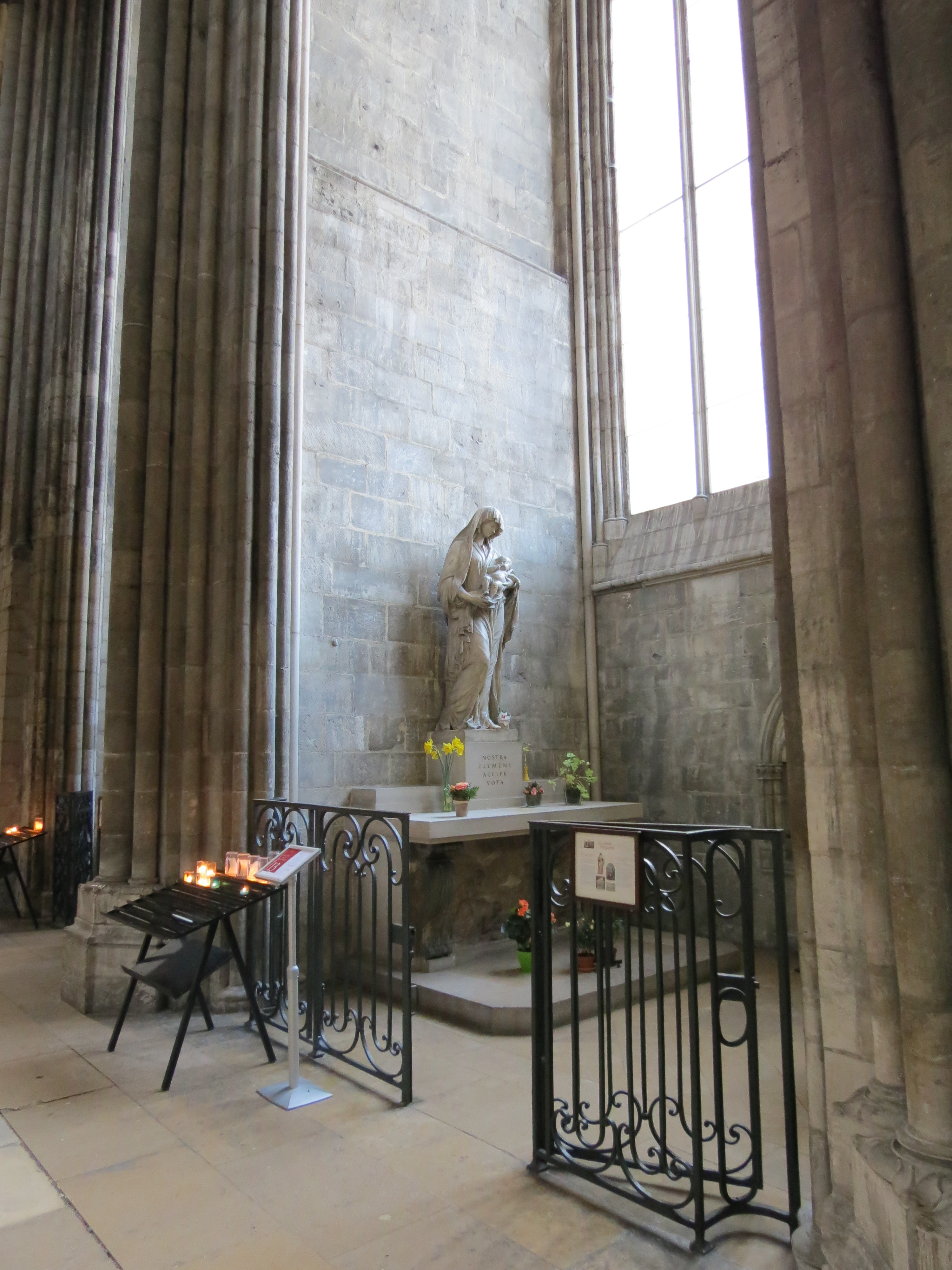
Vue de la chapelle.
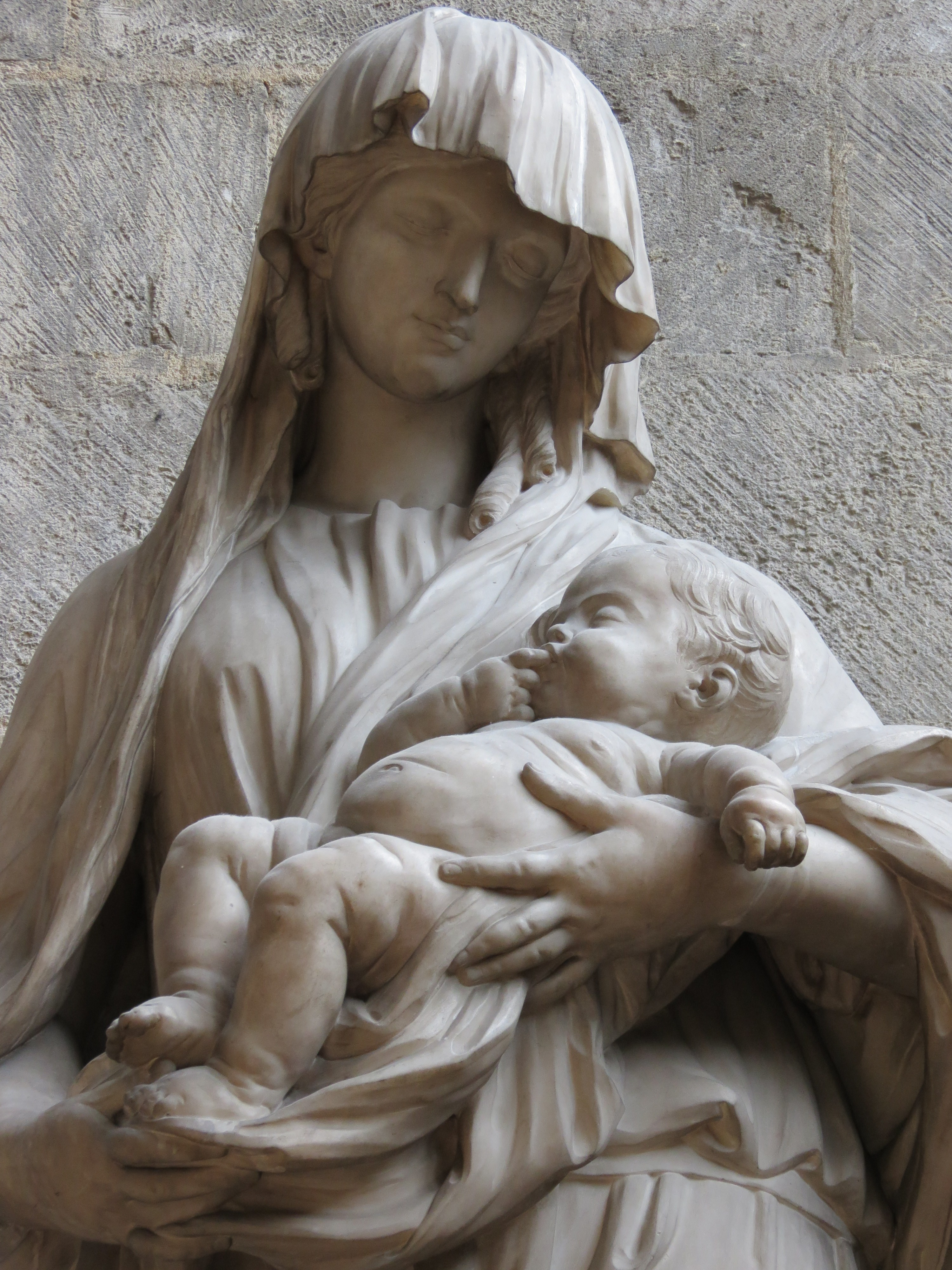
Détail de Notre-Dame du Vœu.
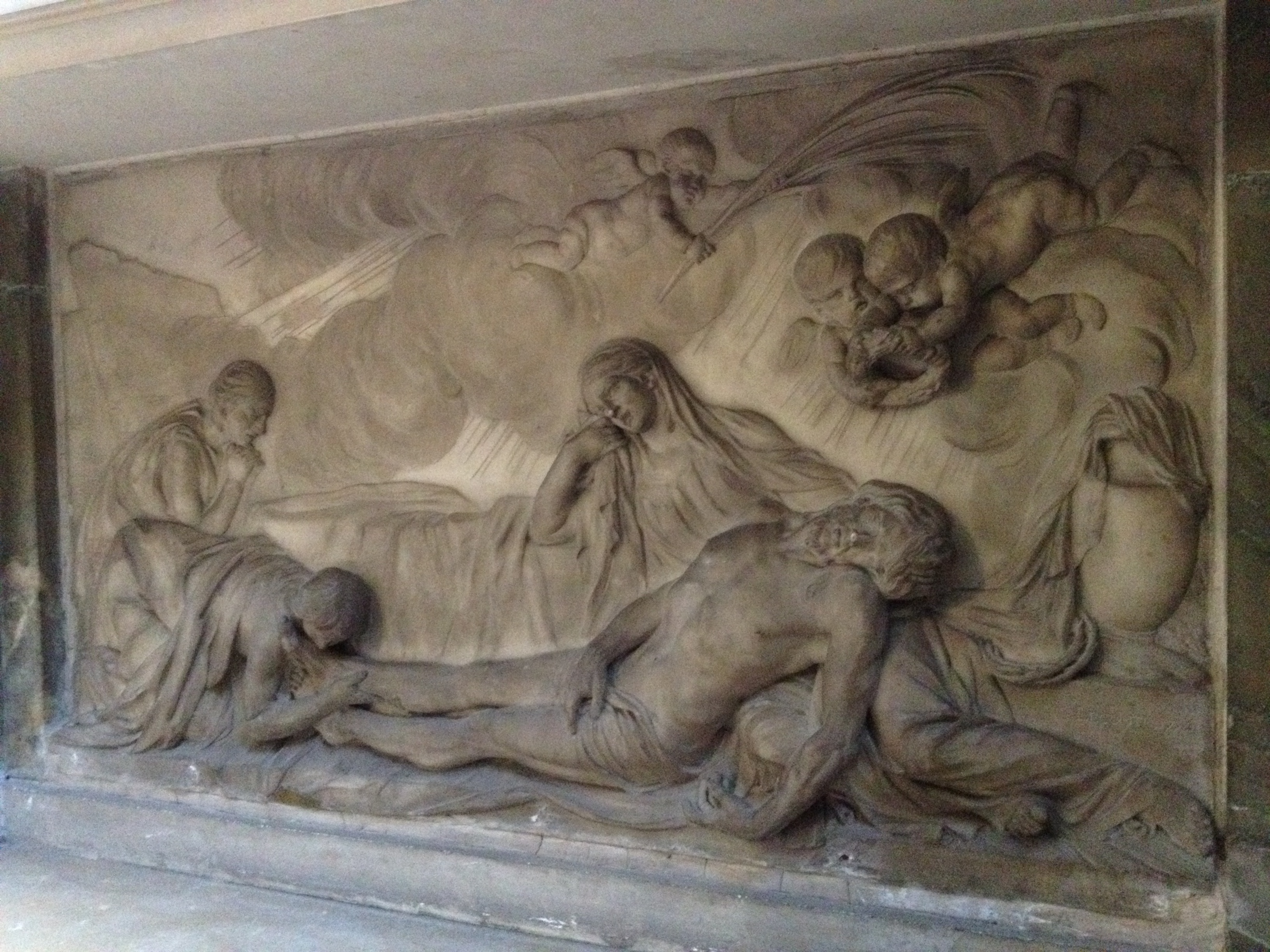
Bas-relief « Les trois Marie pleurant le Christ » de Félix Lecomte, 1777.
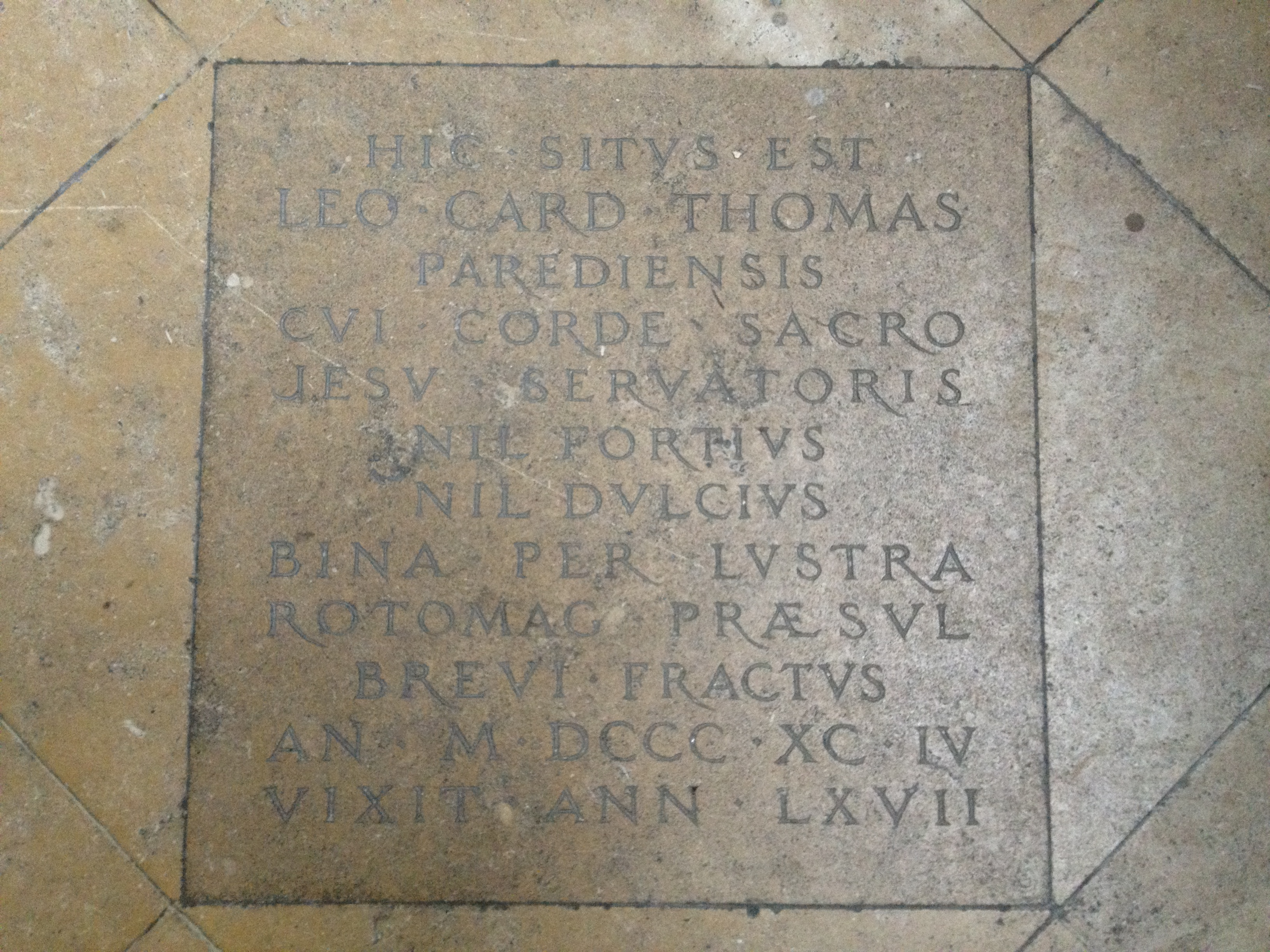
Plaque de la tombe du cardinal Thomas.
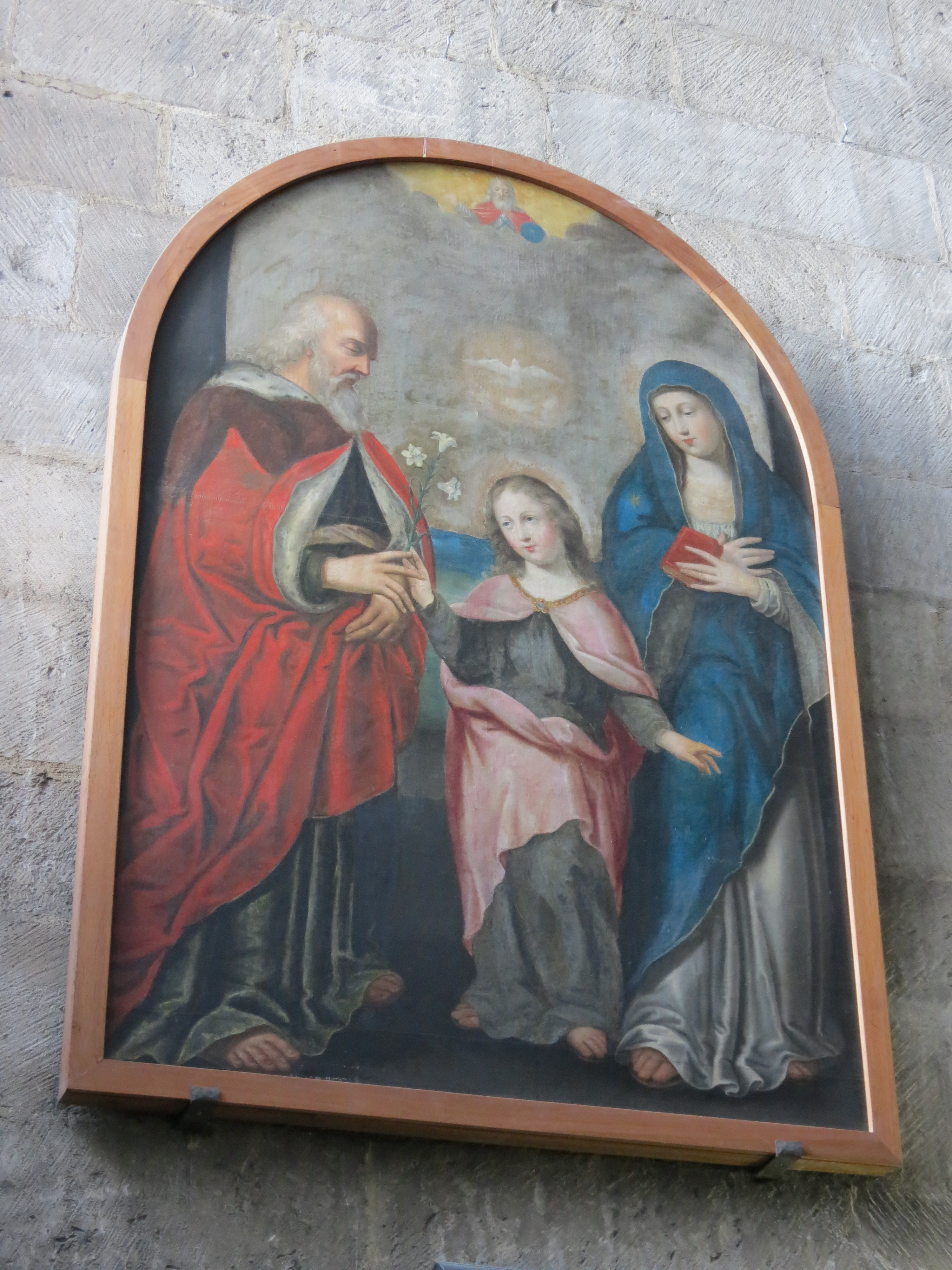
« Sainte Famille », XVIIe siècle.

##### Chapelle du petit Saint-Romain
Deux tableaux du XVIe siècle représentent la vie de saint Romain. L'autel orné d'un bas-relief Renaissance, du milieu du XVIe siècle, est un fragment de balustrade, probablement une clôture de chapelle, découvert dans le chœur après la Seconde Guerre mondiale.

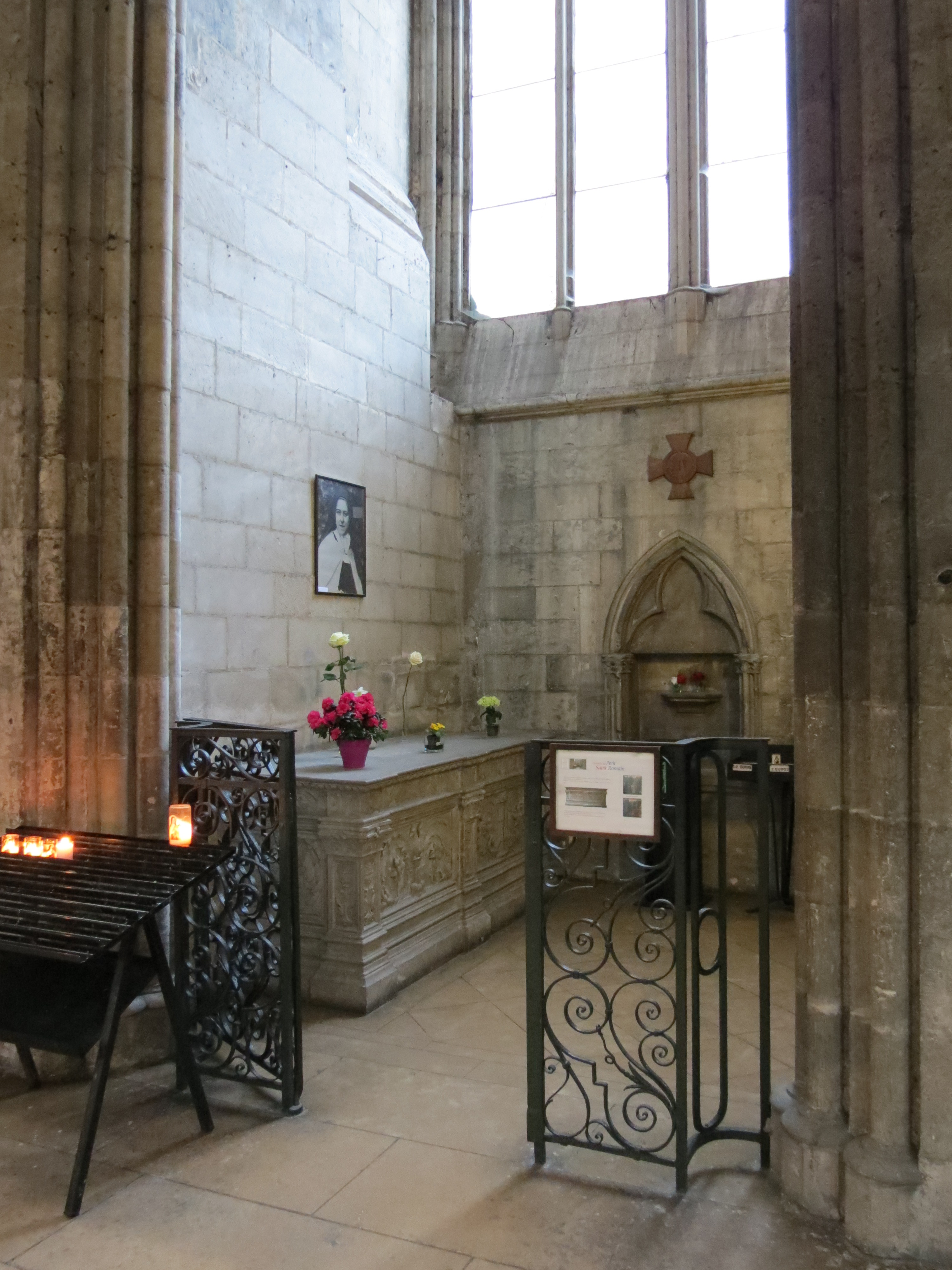
Vue de la chapelle.
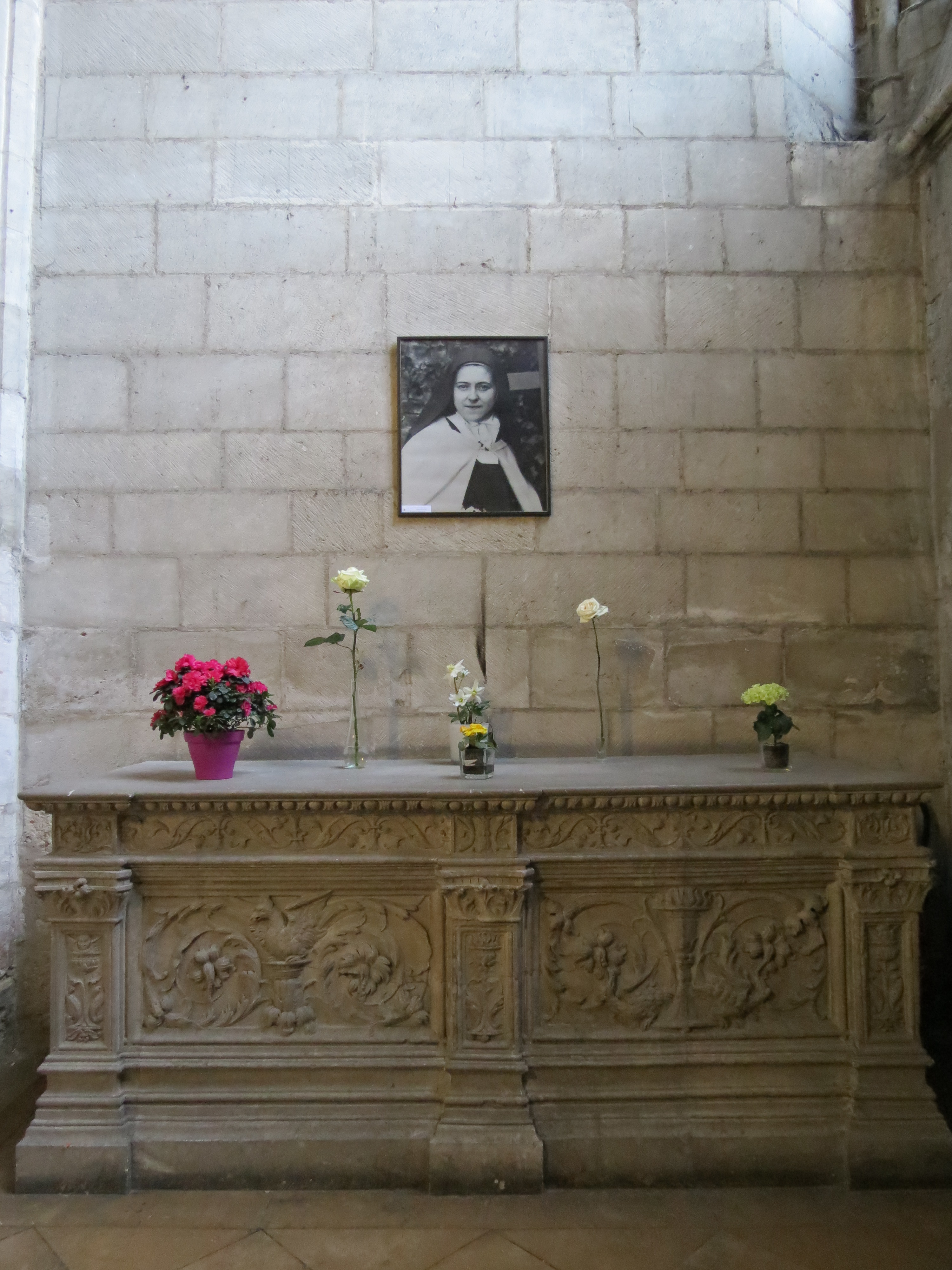
Autel Renaissance.
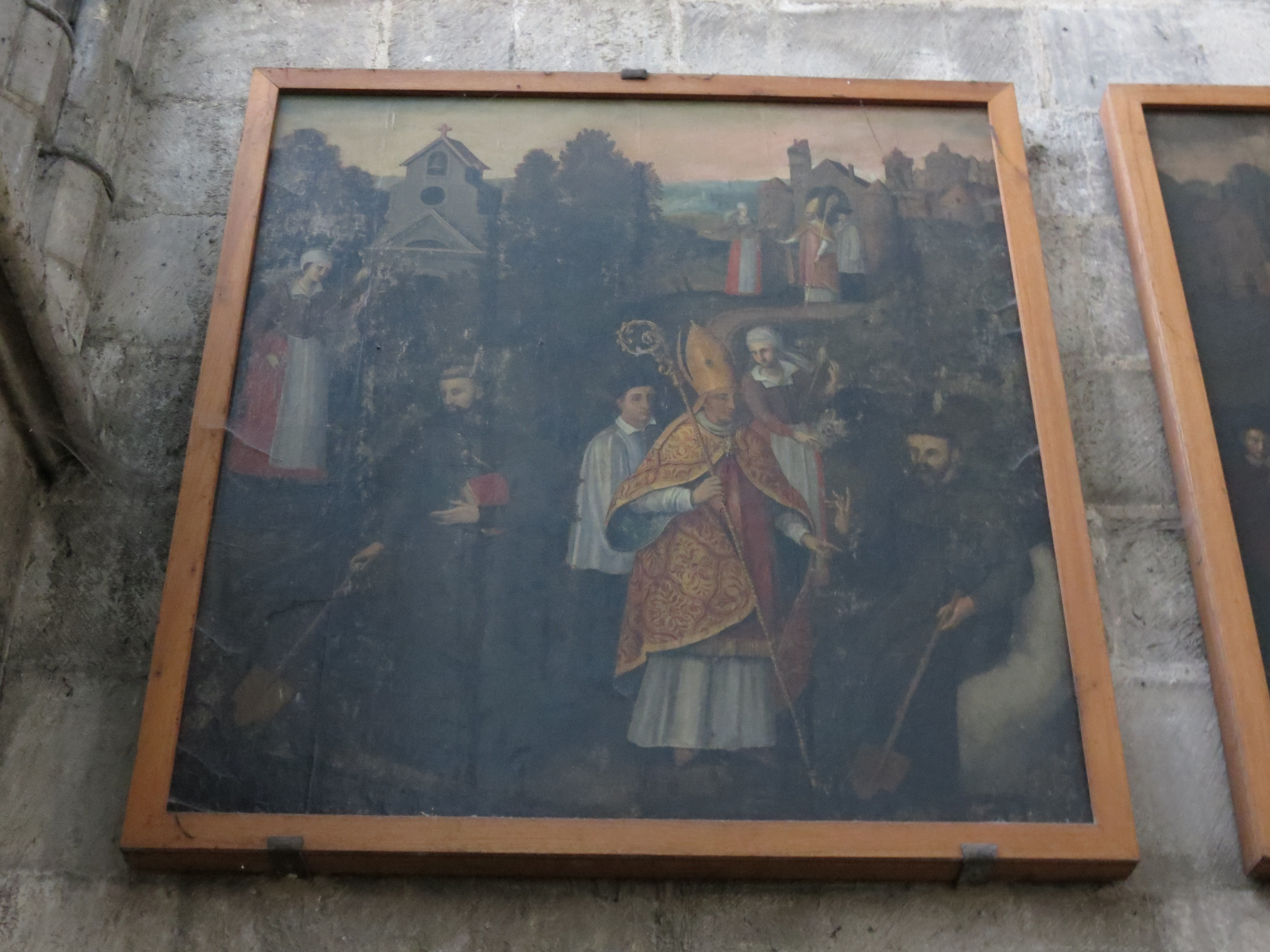
«Vie de saint Romain ».

### Le transept
La croisée de transept accueille l'autel. La croisée, qui fait tour-lanterne, est composée de grandes arcades. Le premier étage est aveugle et comporte une coursière dans l'épaisseur des murs, derrière quatre arcatures pour chaque face. Un cordon souligné d'une frise de trèfles défoncée dans la pierre marque l'appui de la circulation. Des piles, baguées en leur milieu, divisent les baies. Les arcs géminés portent une rose à quatre feuilles. L'étage supérieur est éclairé. Suivant la même répartition que le niveau inférieur, il est également parcouru d'une coursière. Le tout est couronné d'une voûte octopartite. Les branches d'ogive partent pour moitié des angles, s'appuyant sur les chapiteaux des hautes colonnettes qui partent de la base des piles de la croisée. L'autre moitié s'appuie au niveau de la deuxième coursière, au milieu de chaque côté, sur des culs-de-lampe décorés de têtes de Christ.
De la croisée partent deux croisillons, donnant chacun accès à un portail. Les croisillons sont flanqués de deux bas-côtés sur lesquels s'ouvrent les chapelles orientées. Au-dessus d'un soubassement formé d'arcatures aveugles reposant sur un banc de pierre, les fenêtres des bas-côtés ont conservé leur forme du XIIIe siècle à deux lancettes sous un oculus.
Les revers des pignons sont décorés de fenestrages aveugles surmontés de gables abritant des statues sous des dais. Au-dessus, une claire-voie bordée d'une balustrade précède les grandes roses.
Le bras nord du transept est accessible par le portail des libraires (au sens ancien de « bibliothécaires »), c'est un portail réservé aux chanoines à l'origine, leur permettant de regagner en toute sécurité le quartier où ils résidaient au nord de l'édifice. La rosace, œuvre de Guillaume Nouel de la fin du XIVe siècle, est la seule des trois rosaces de la cathédrale à avoir conservé un vitrail. Tout comme celle de la façade ouest, son remplage a été détruit pendant la Seconde Guerre mondiale et restitué selon le modèle d'origine. On a remonté son vitrail déposé en 1939, représentant en son centre le Christ, entouré des apôtres, des symboles des évangélistes, d'évêques, de rois et de martyrs.
Le croisillon nord a la particularité d'être complété par un escalier monumental. Il est connu sous le nom d'« escalier des Libraires », car il donnait accès à la bibliothèque (la librairie en moyen français) du chapitre. Les deux premières volées sont construites en 1479 par Guillaume Pontifs. Les deux suivantes sont réalisées en 1788, pour accéder au nouvel étage des archives, tout en respectant le style gothique initial.
Le bras sud du transept est accessible par le portail de la Calende et donne accès à la place éponyme.
Deux tableaux sont accrochés contre le mur ouest : Mort de Joseph, peinture du XVIIIe siècle de Philippe Sauvan et Le Vœu de Marie Leszczynska du XVIIIe siècle, attribué à Natoire. Cette scène allégorique représente la reine, épouse de Louis XV, qui présente le dauphin Louis à la Vierge Marie.

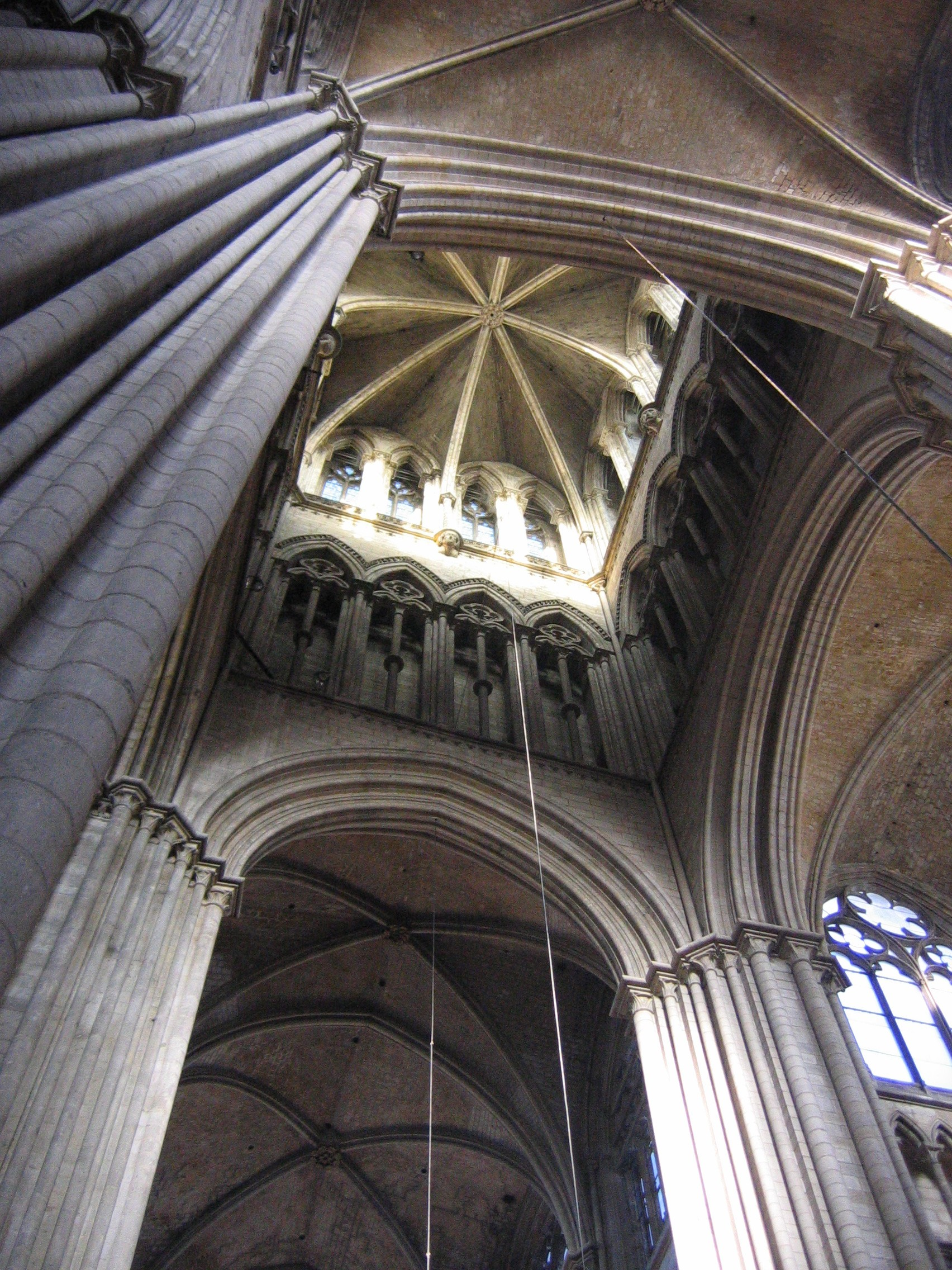
Tour-lanterne de la cathédrale.
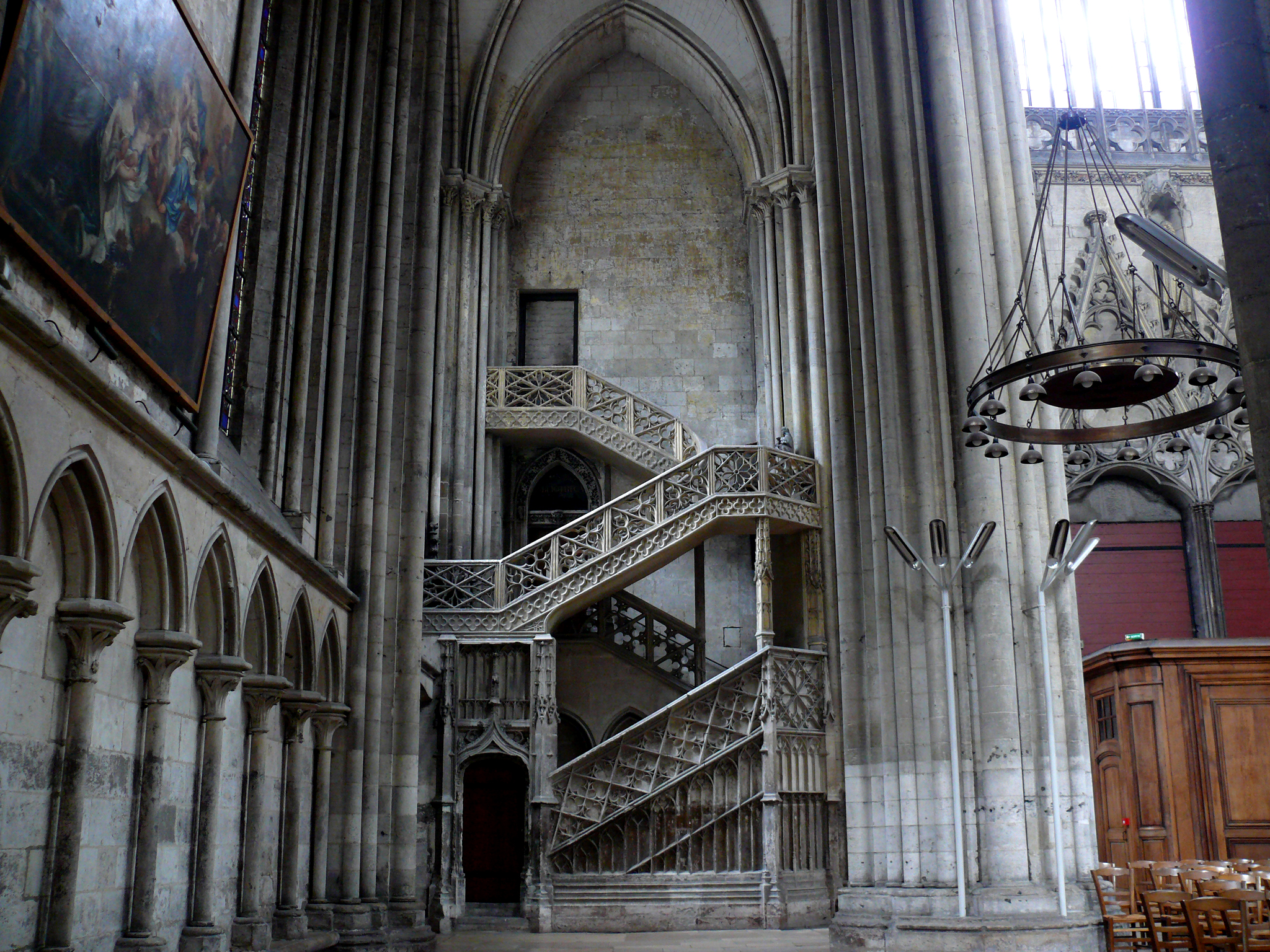
Escalier des Libraires dans le croisillon nord du transept.
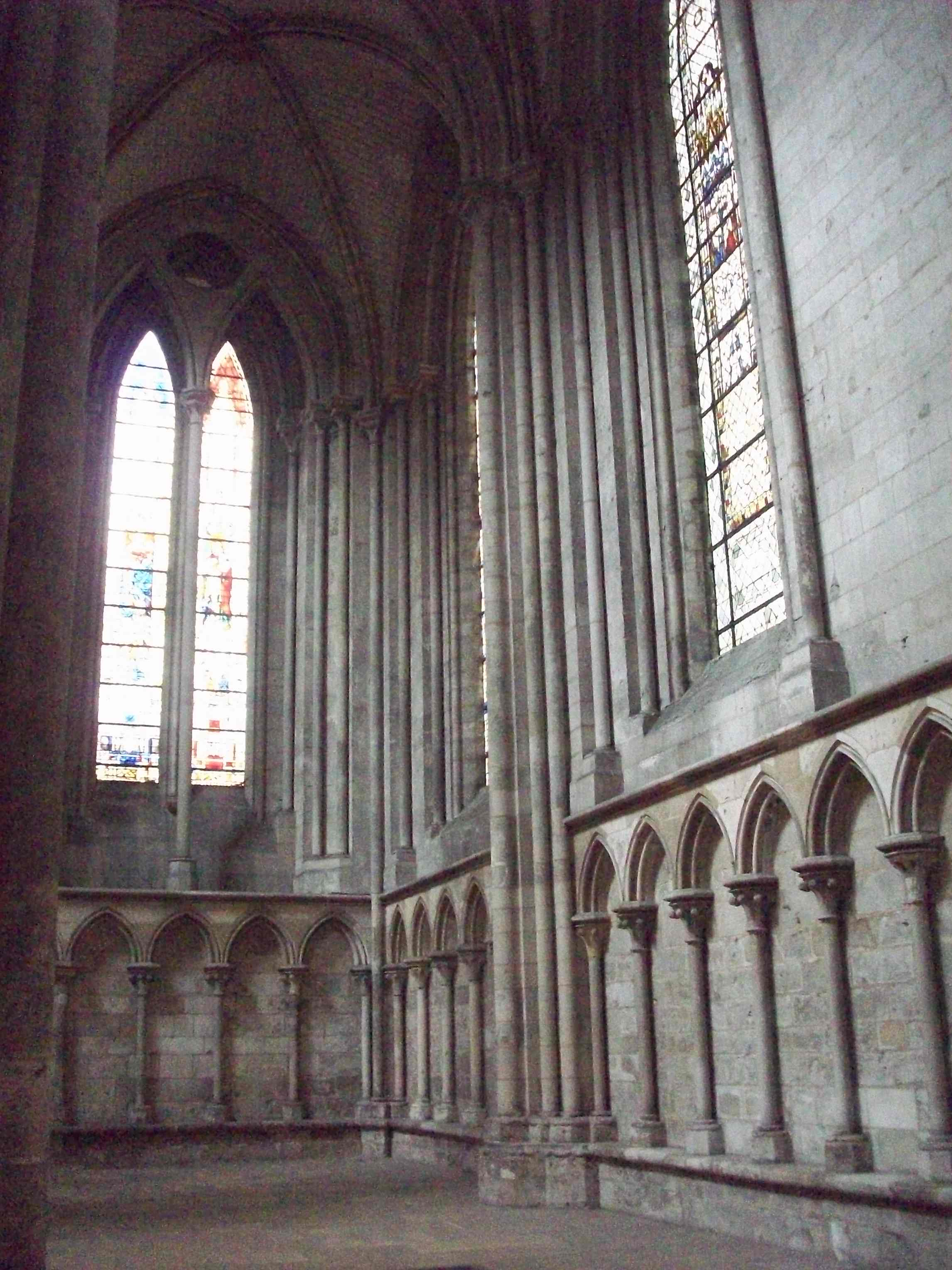
Croisillon sud du transept avec ses arcatures en soubassement

Le transept dispose de quatre chapelles, toutes orientées, une aux angles et l'autre dans une absidiole.
- Chapelle Notre-Dame-de-Pitié (croisillon nord)

Dans un retable de 1644 se trouve une Pietà, œuvre sculptée en 1590 par Étienne Desplanches.

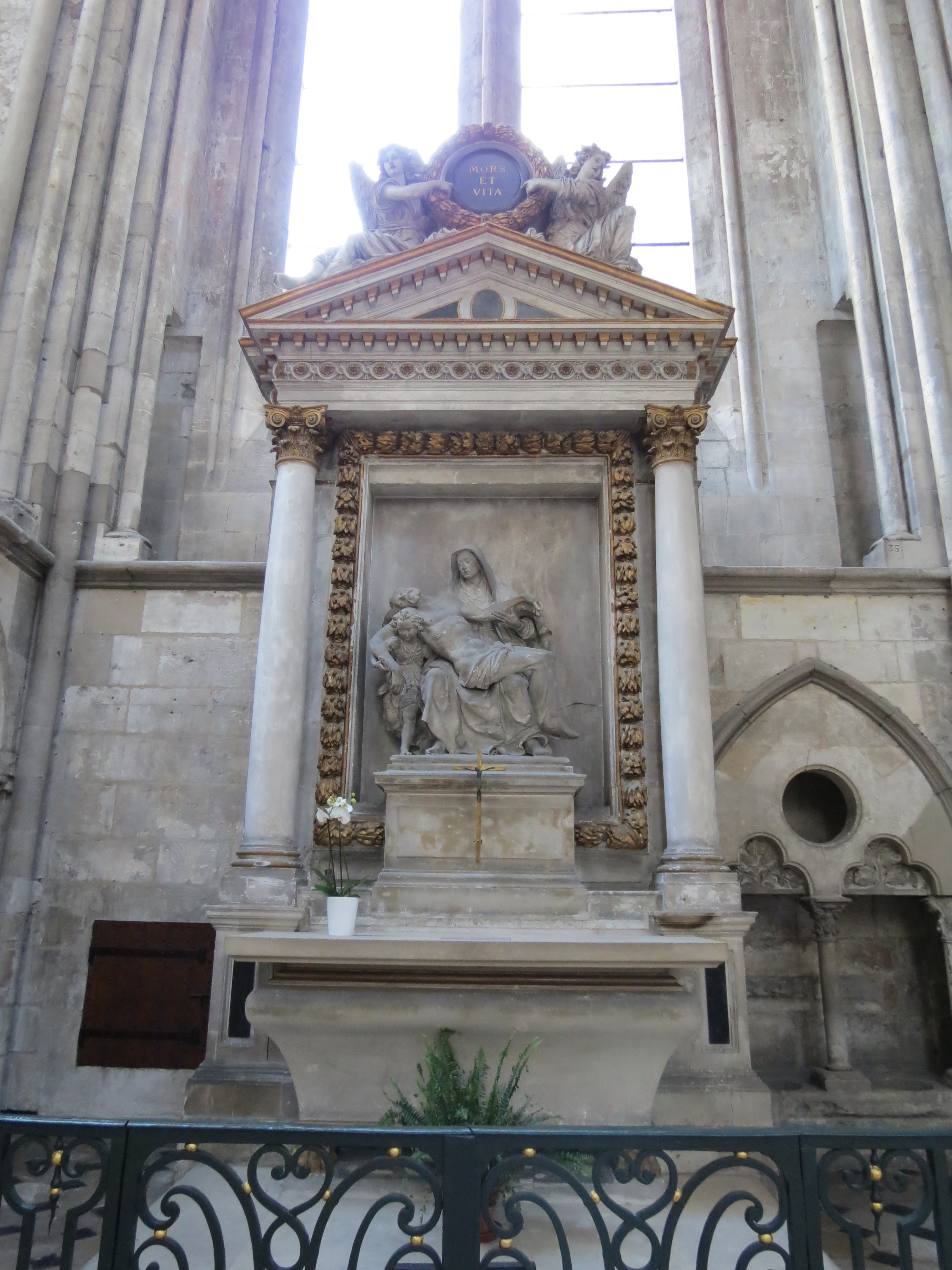
Autel et retable, 1644.
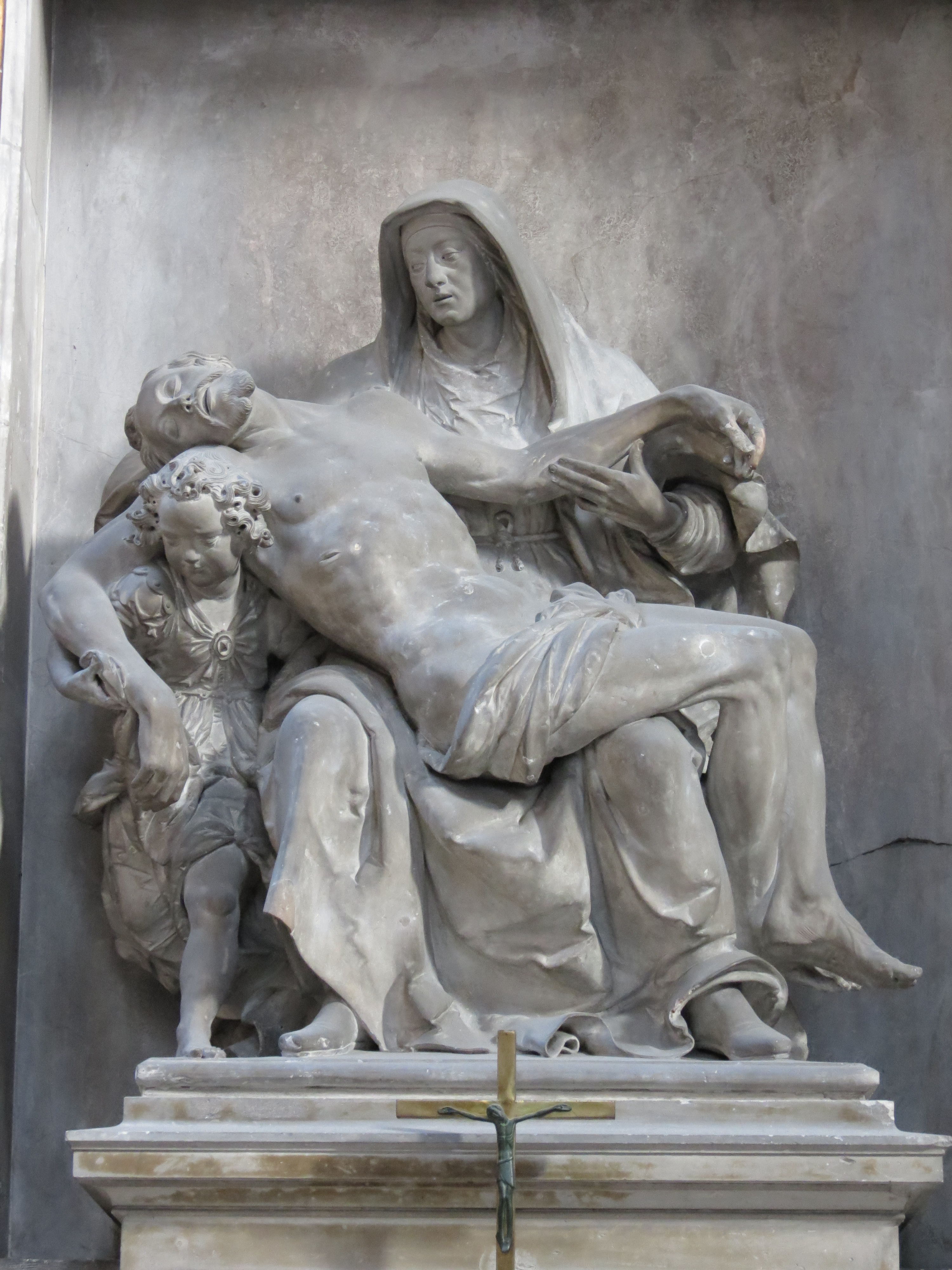
« Pietà » d'Étienne Desplanches, 1590.

- Chapelle du Saint-Sacrement (absidiole nord)

Ancienne chapelle Saint-Jean-Baptiste-jouxte-les-fonds

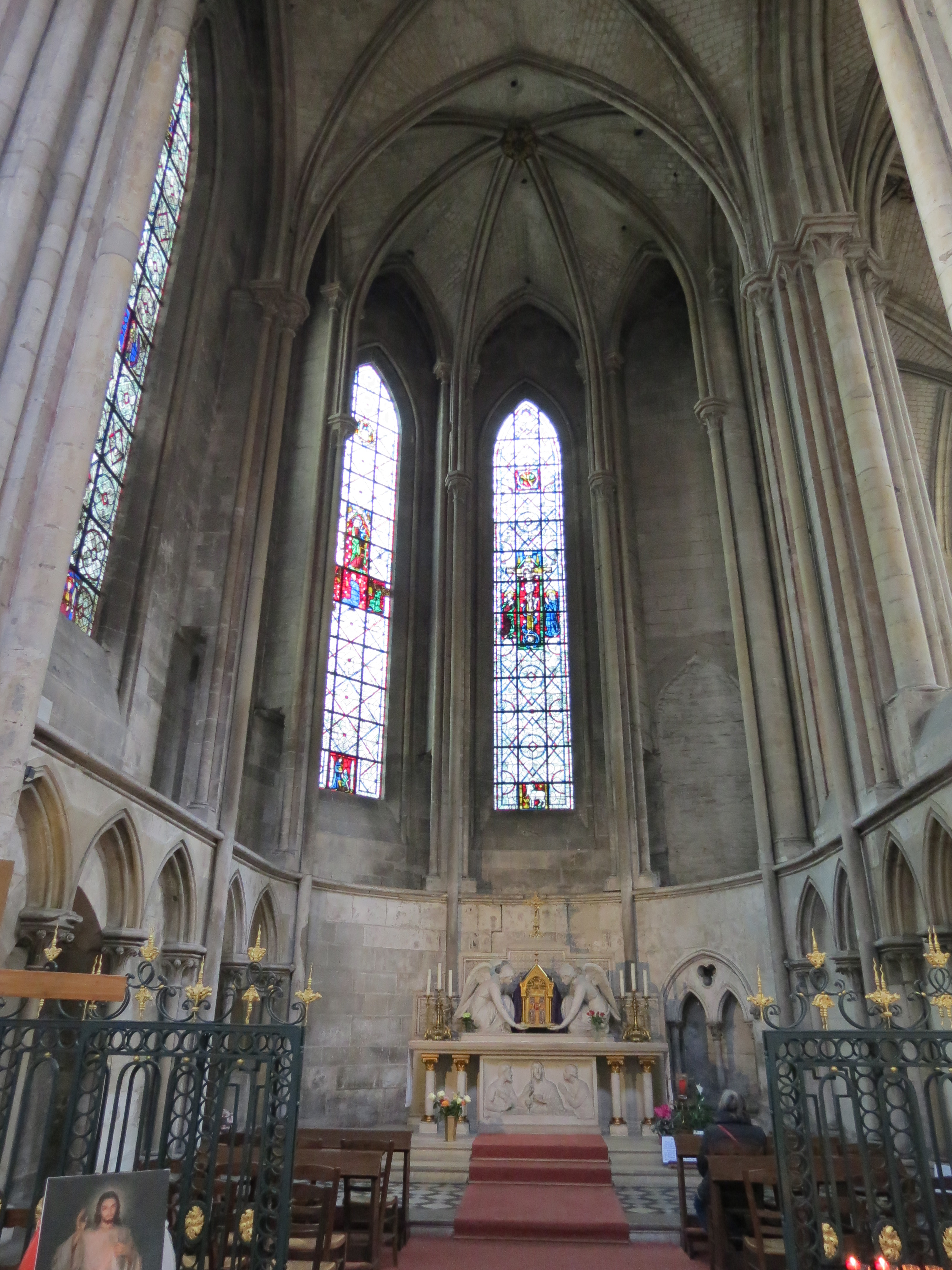
Vue de la chapelle.
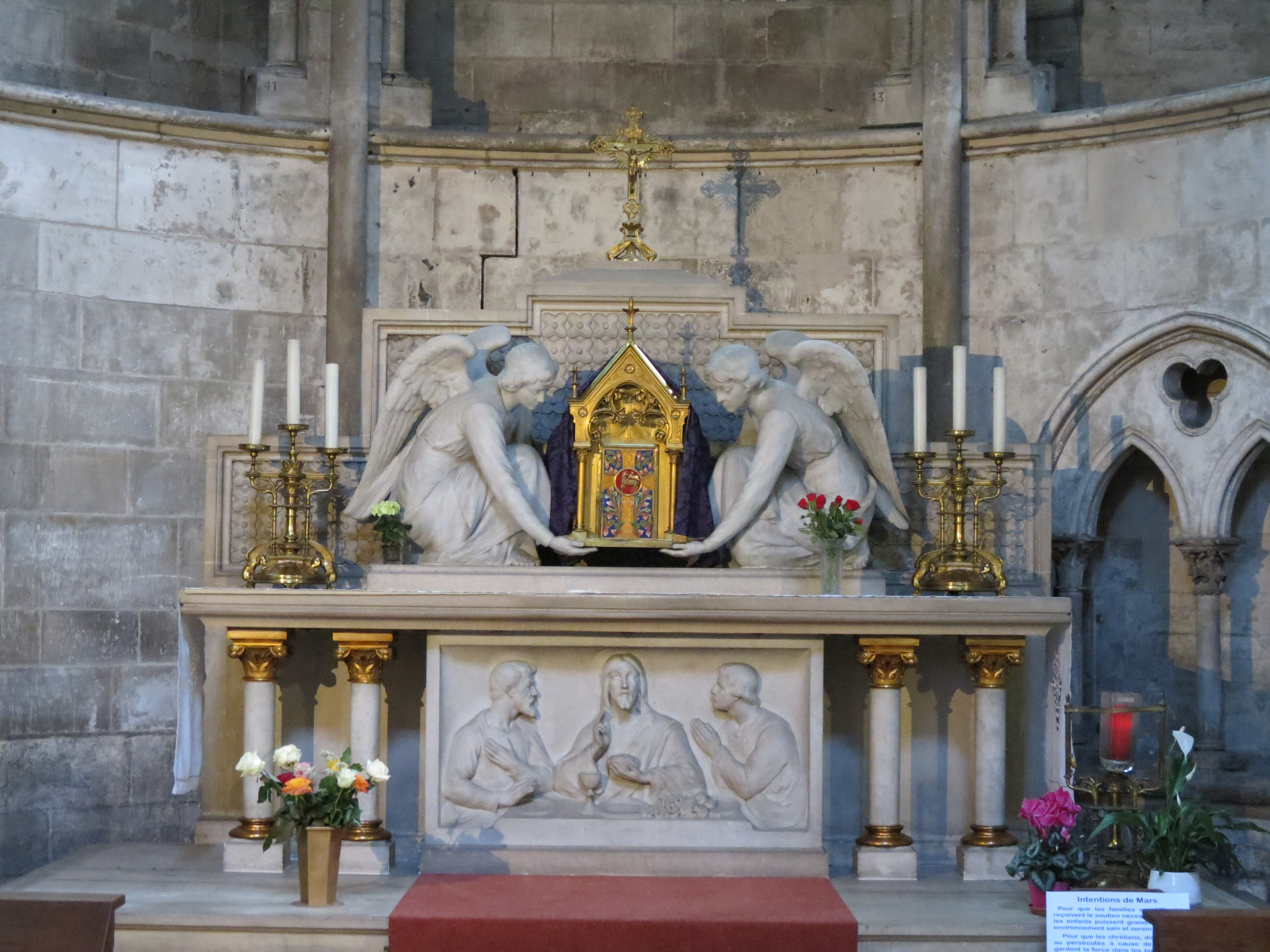
Autel.
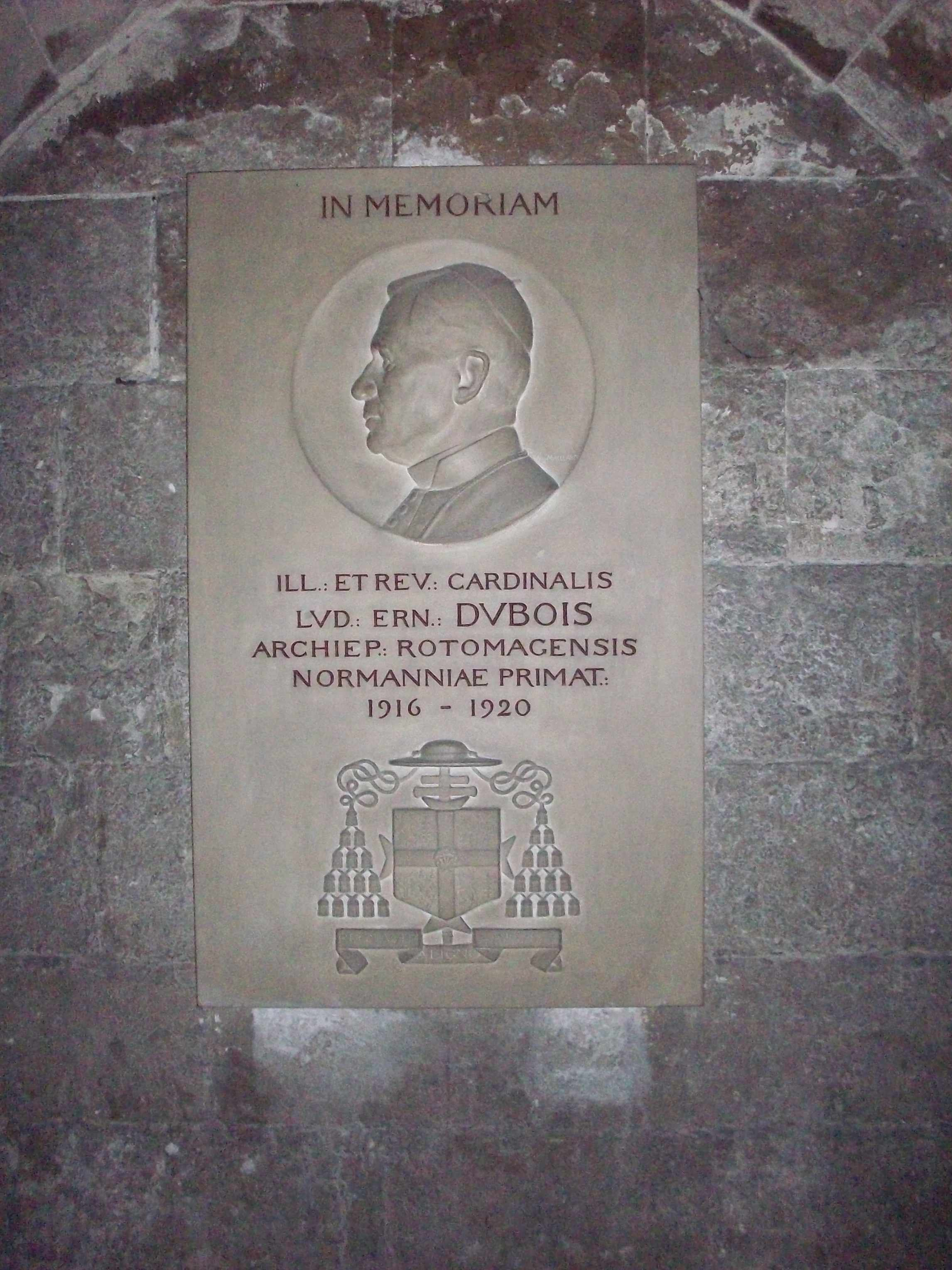
In memoriam du cardinal Dubois.
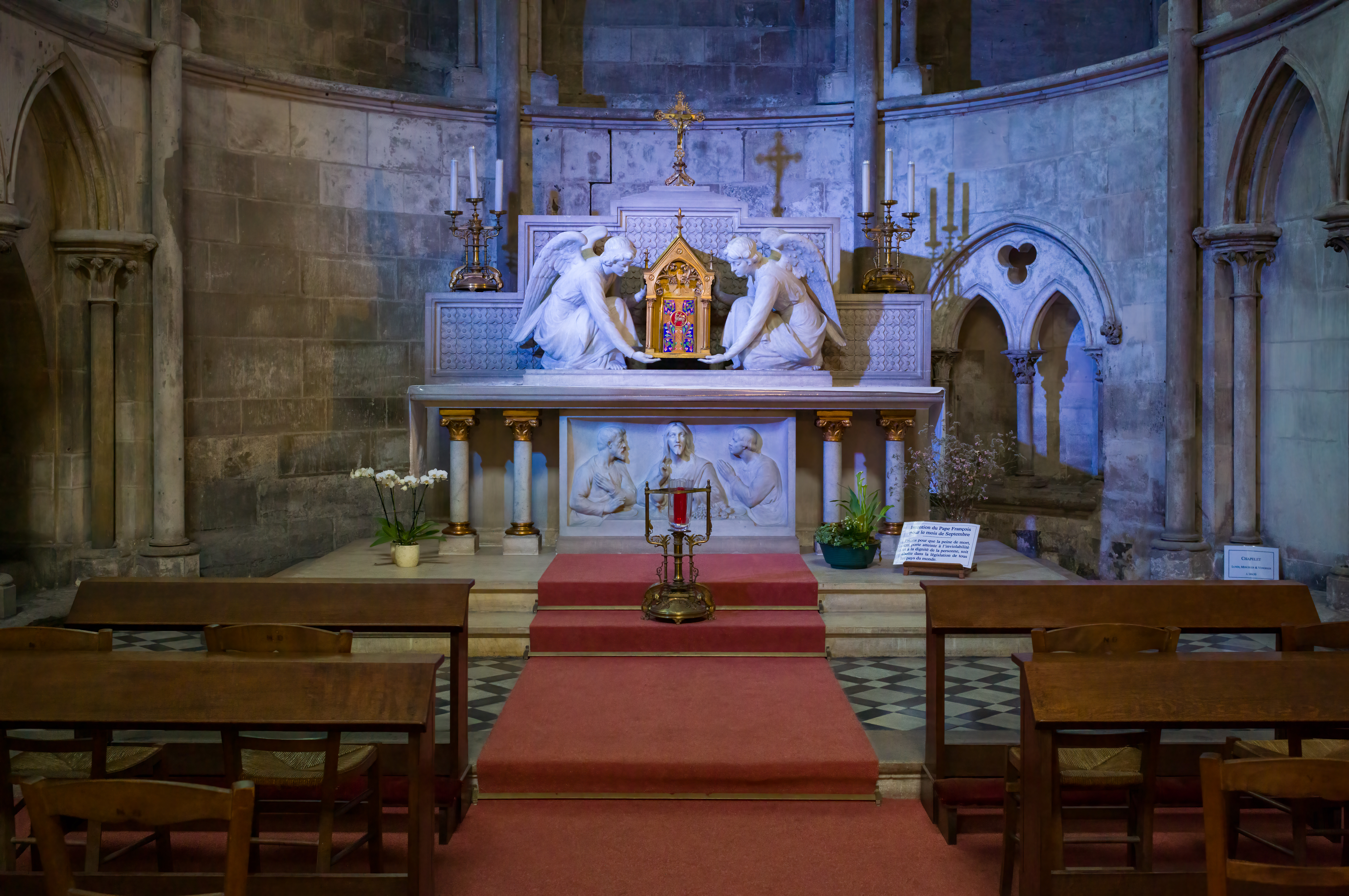
La chapelle du Saint-Sacrement dans la cathédrale. Septembre 2022.

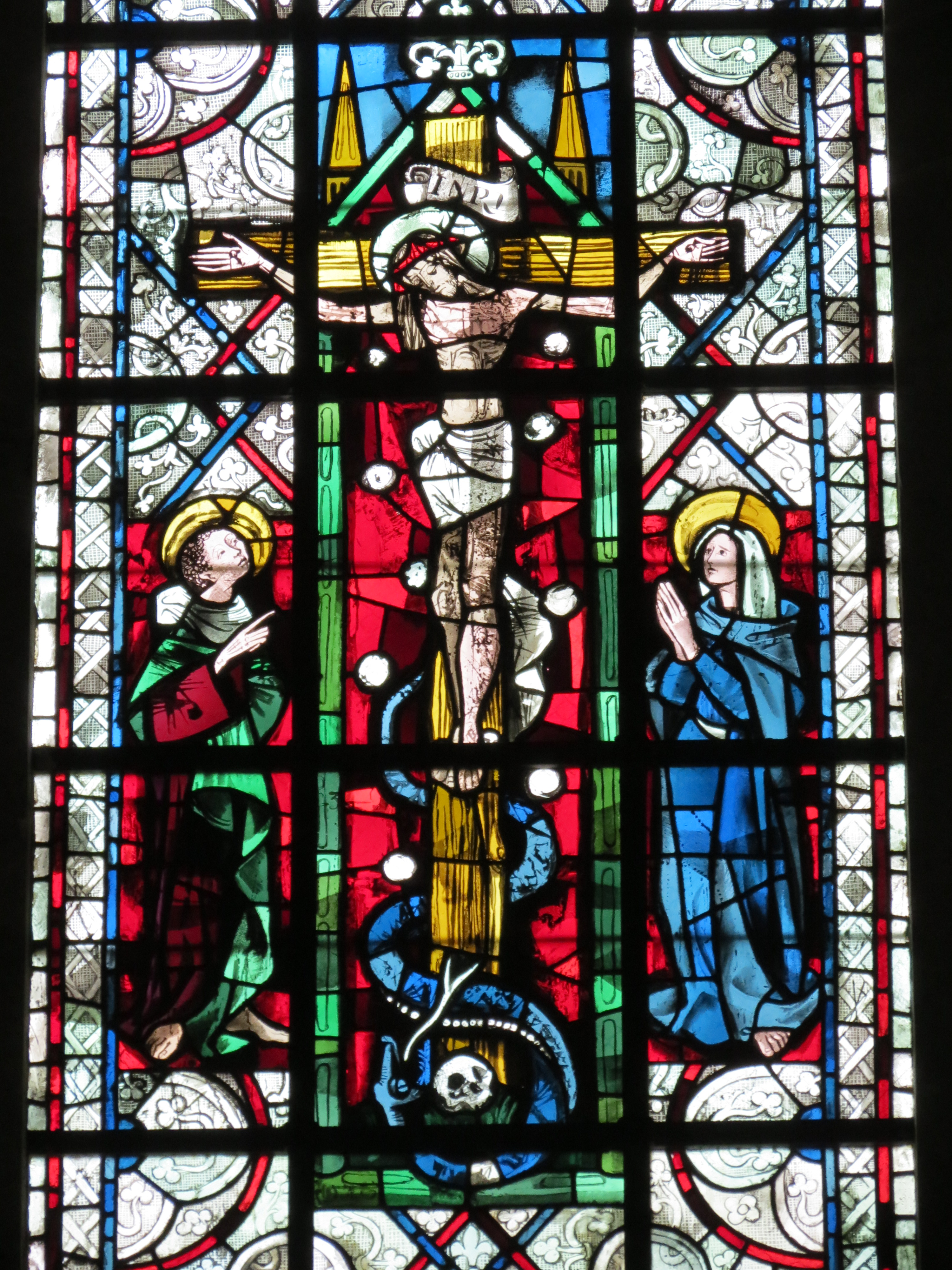
Détail de la baie 25.
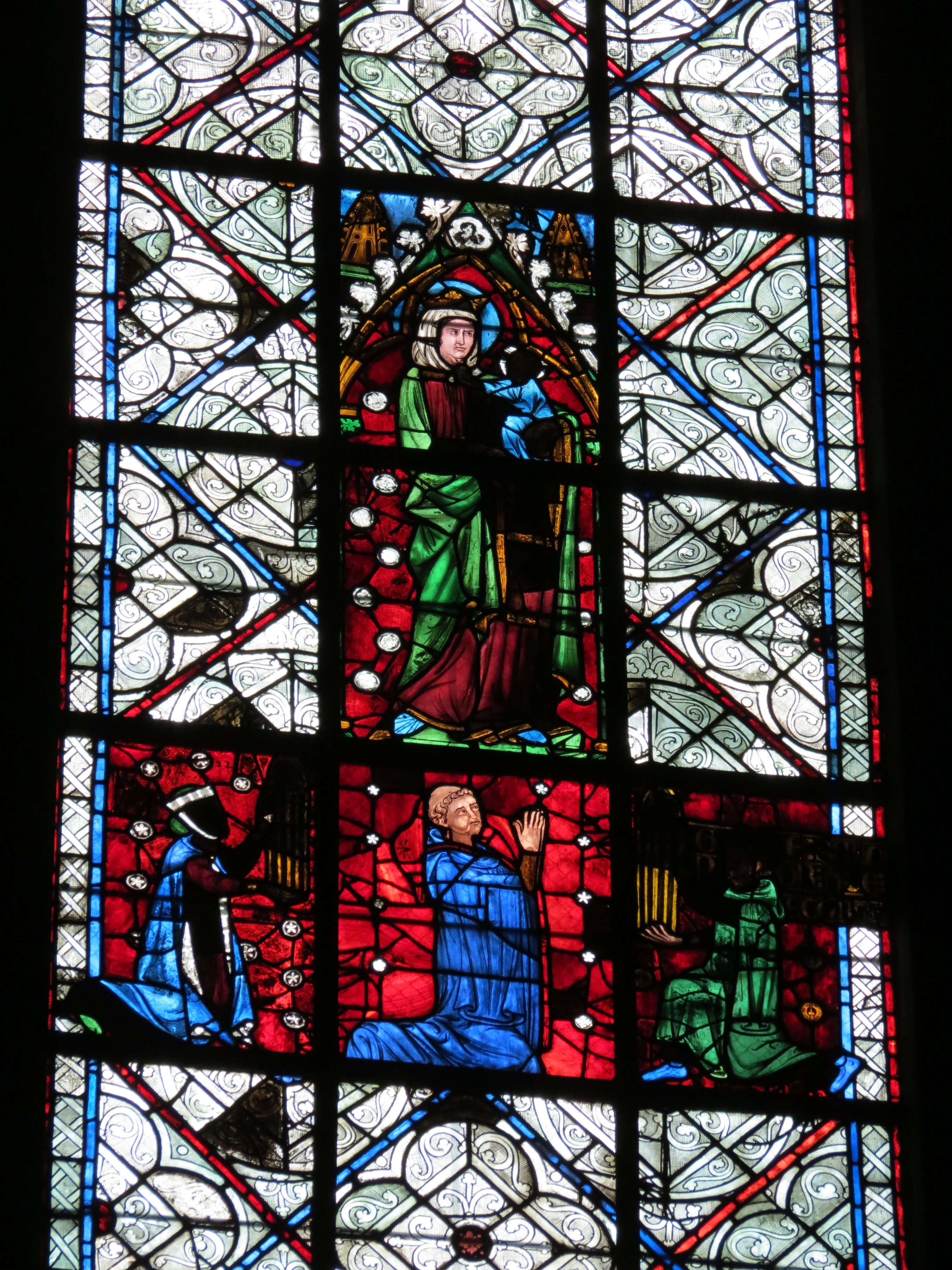
Détail de la baie 27.
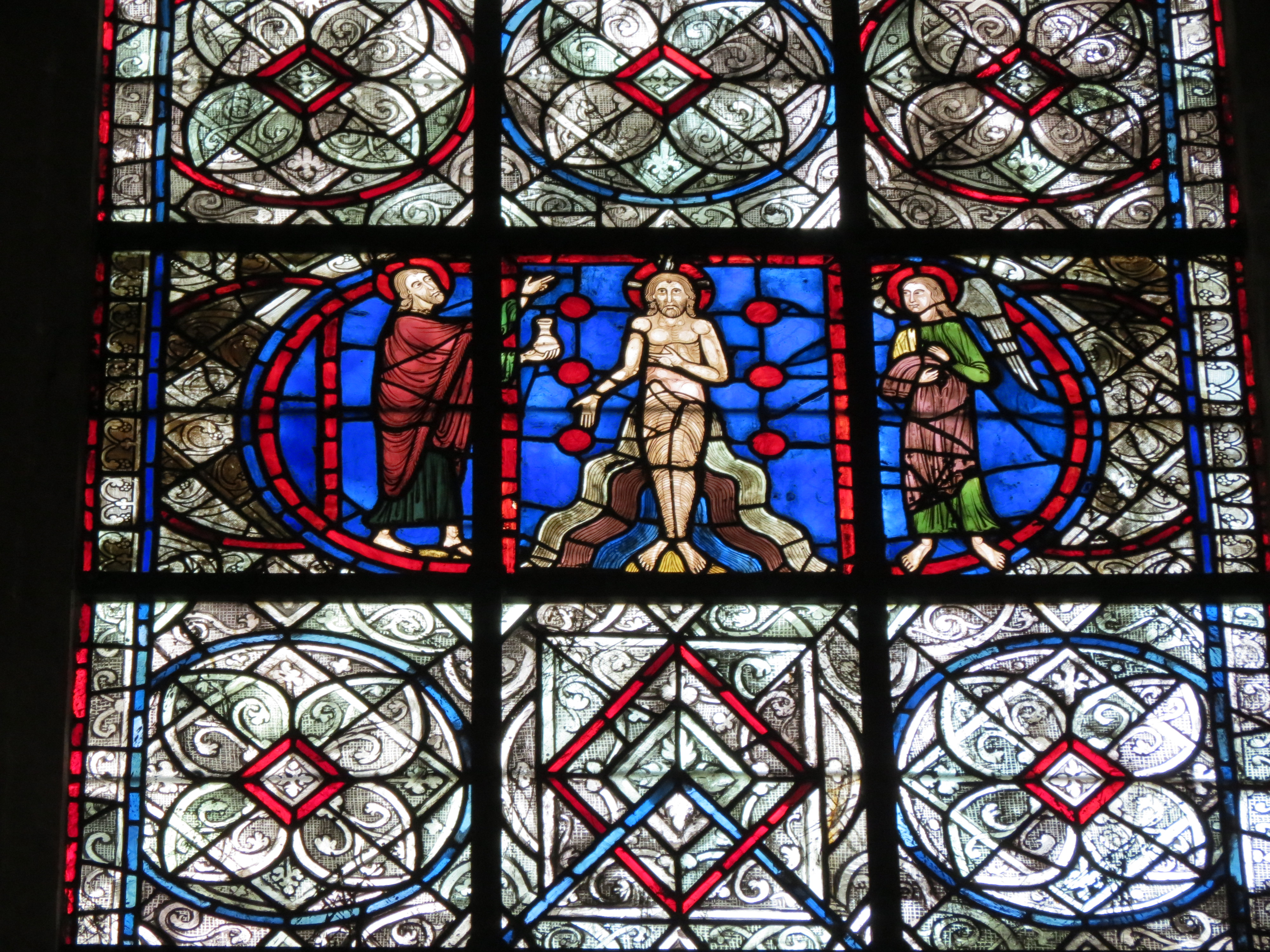
Détail de la baie 31.

- Chapelle Sainte-Jeanne d'Arc (absidiole sud)

Cette chapelle est dédiée à Jeanne d'Arc. Ses vitraux de Max Ingrand racontent la vie de Jeanne d'Arc. La chapelle abrite le gisant de Frédéric Fuzet, archevêque de Rouen de 1899 à 1915, sculpté par Gauquié (1918).

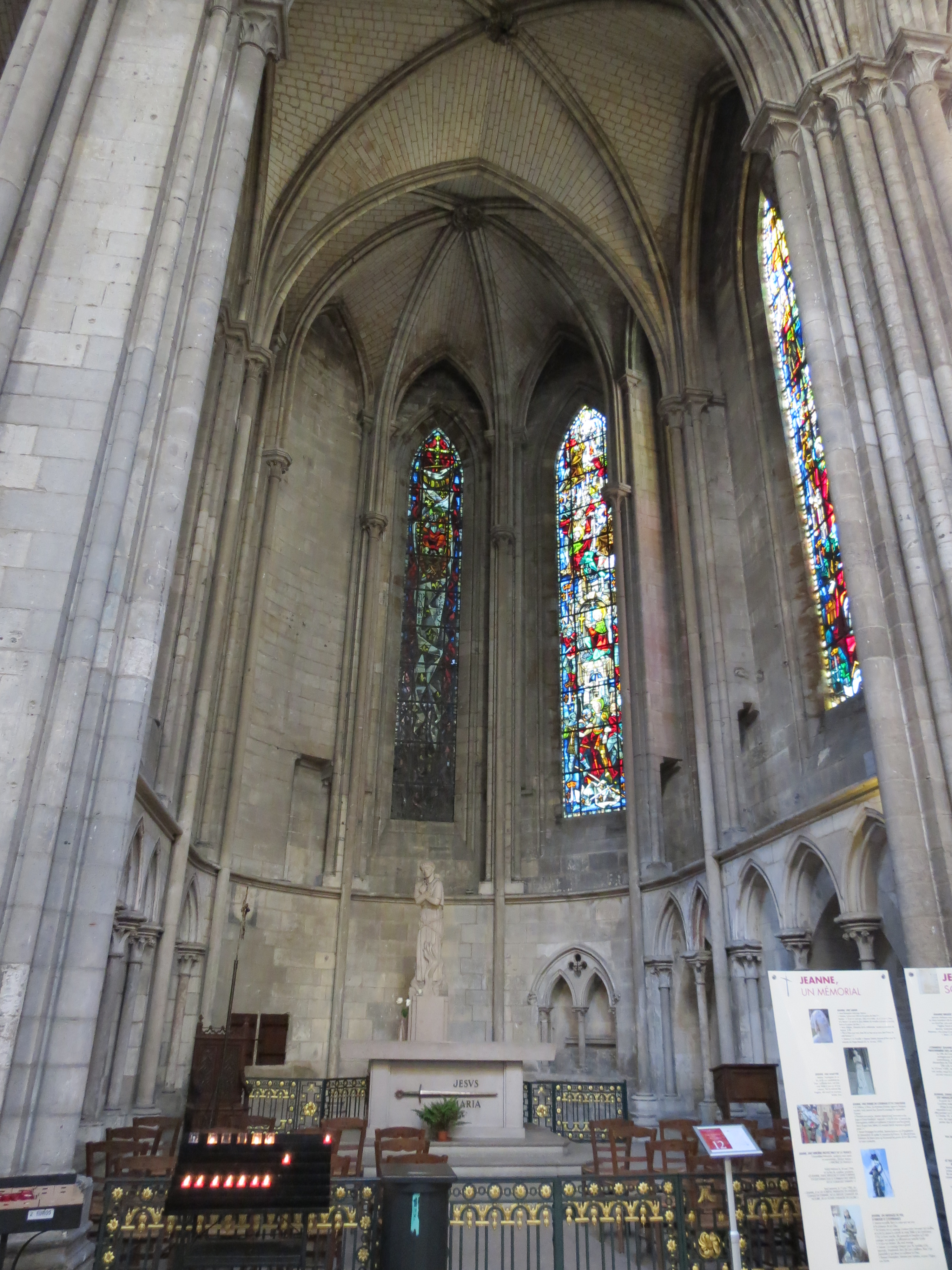
Vue de la chapelle.
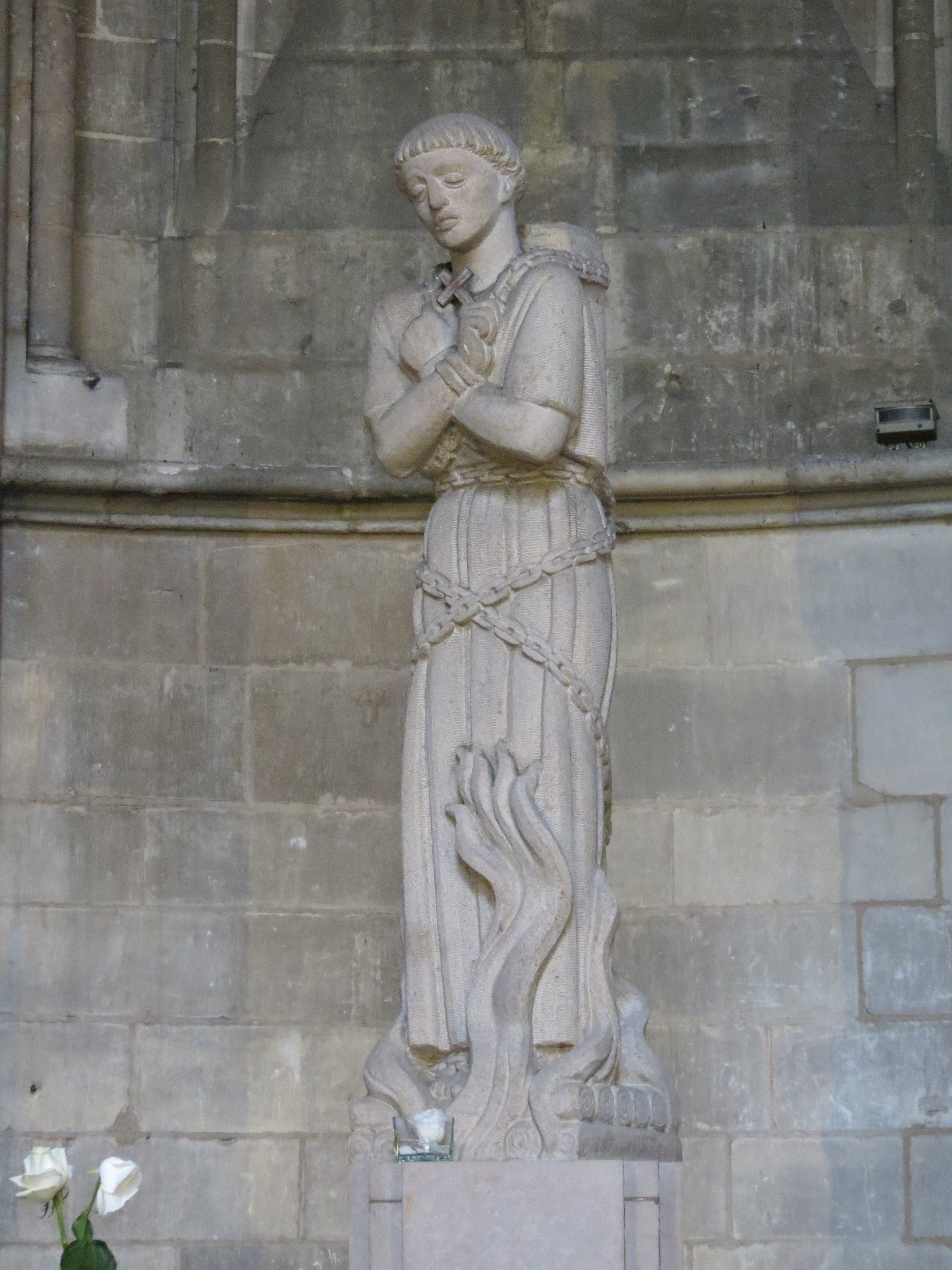
Statue de Jeanne d'Arc au bûcher.
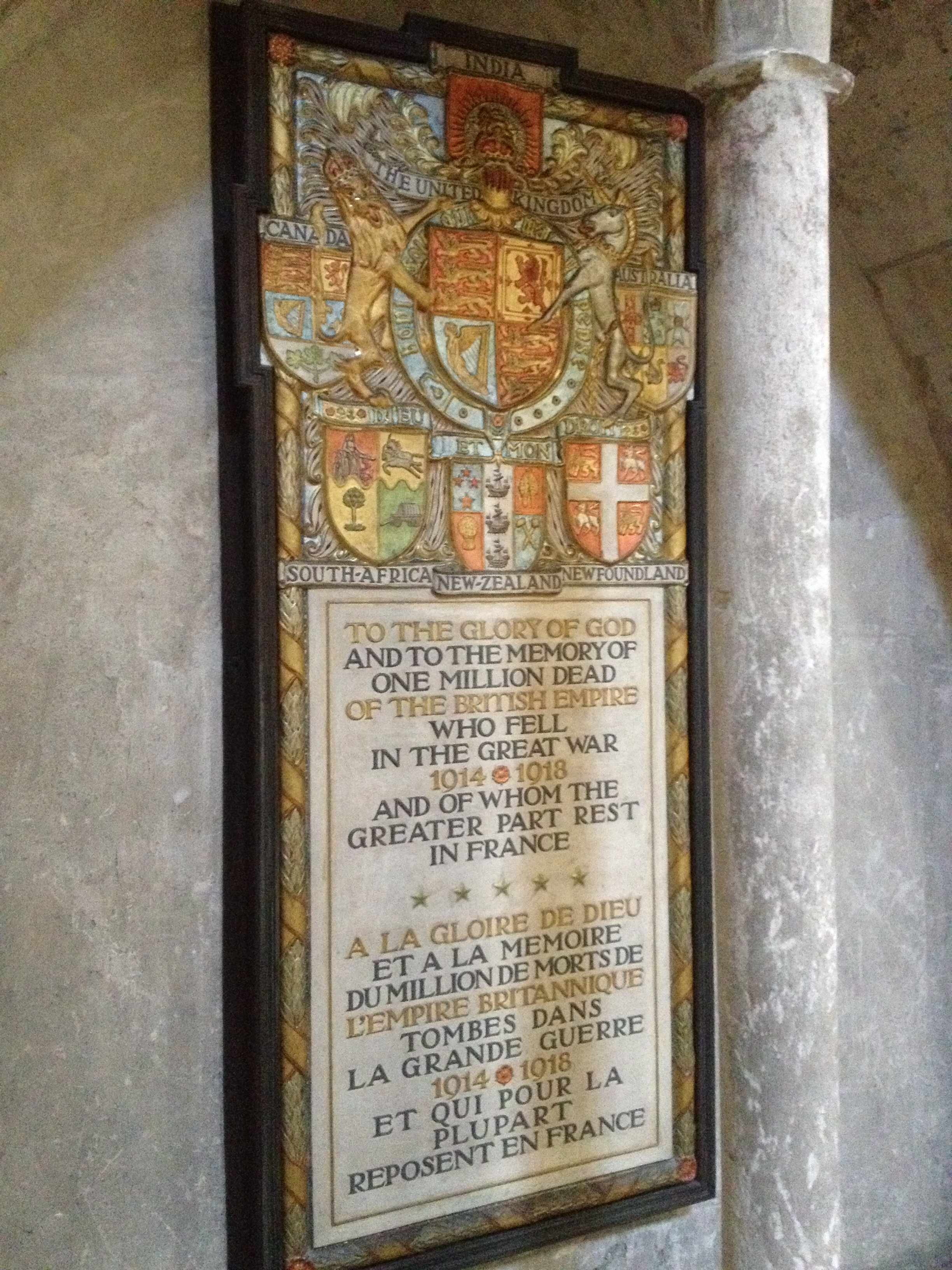
Plaque commémorative britannique.
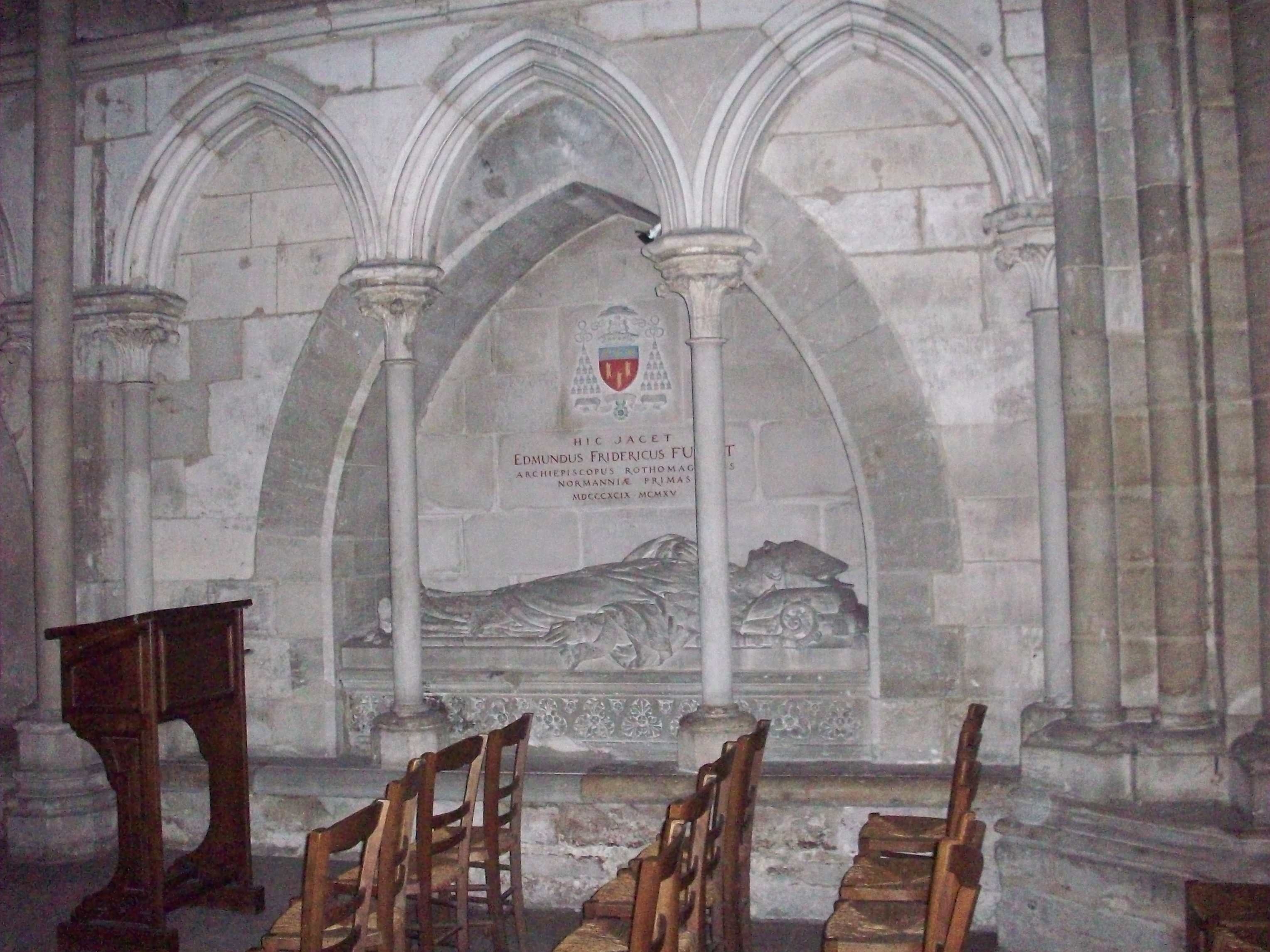
Enfeu de l'archevêque Fuzet.

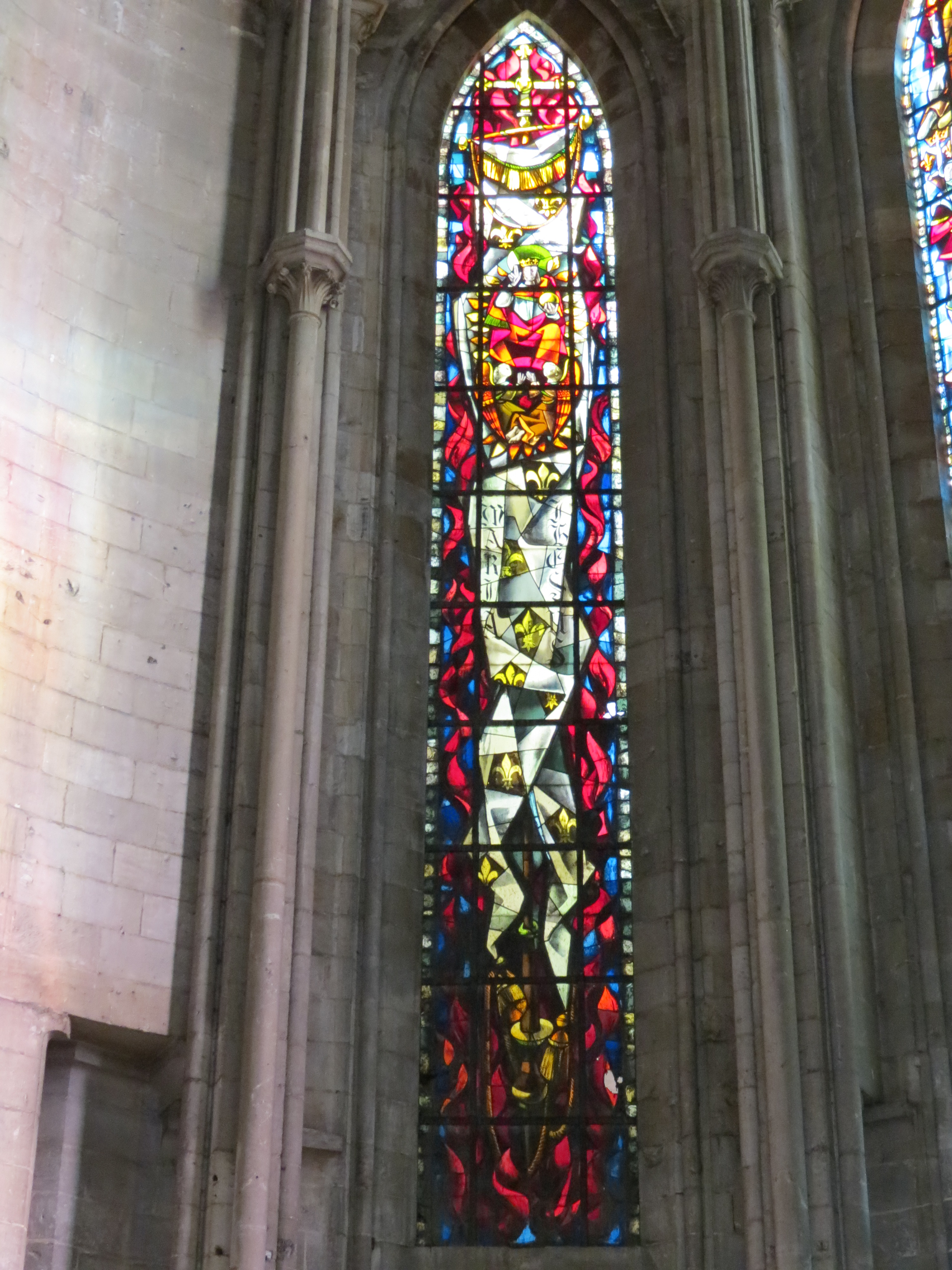
Baie 20.
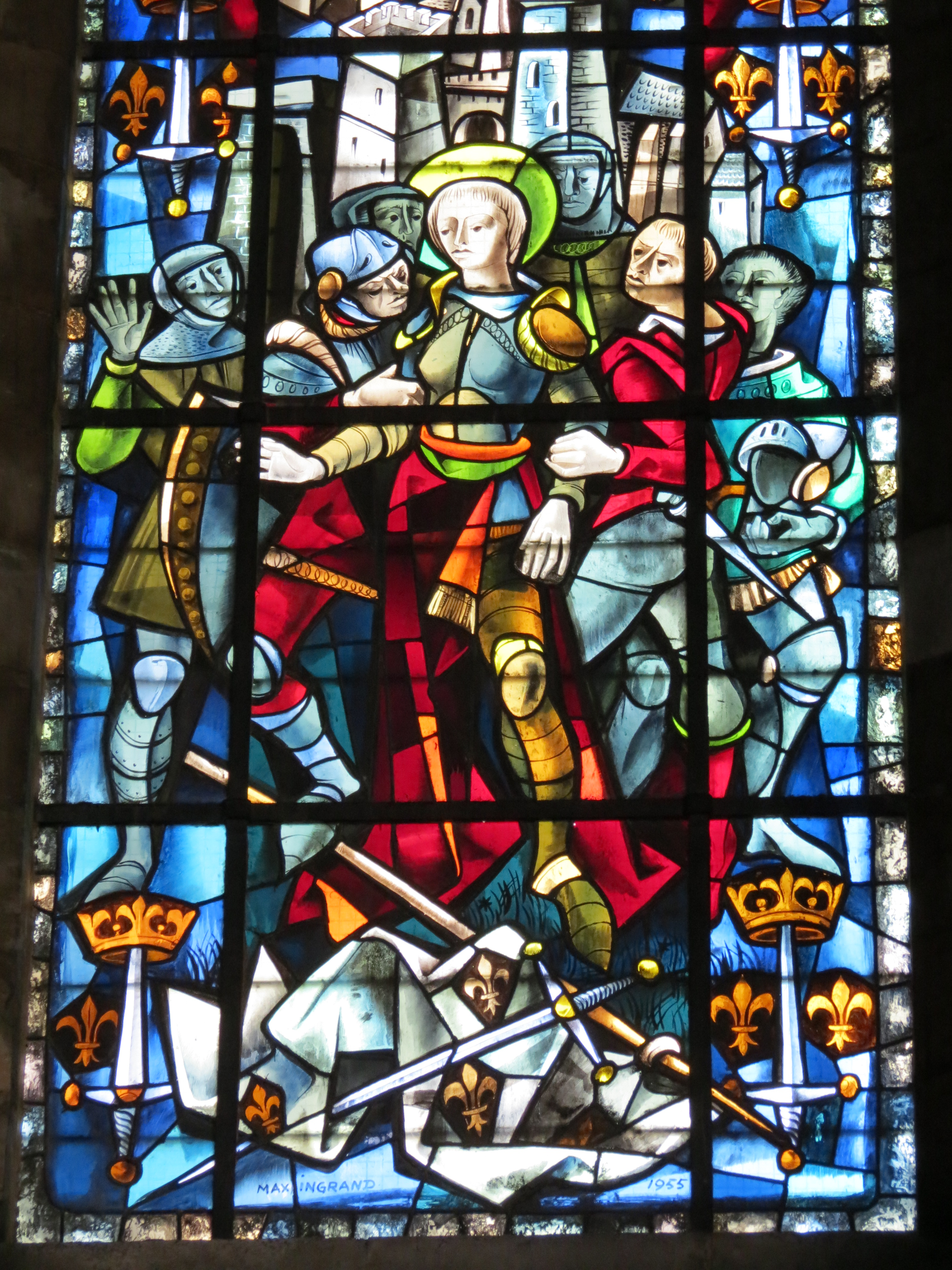
Détail de la baie 22.
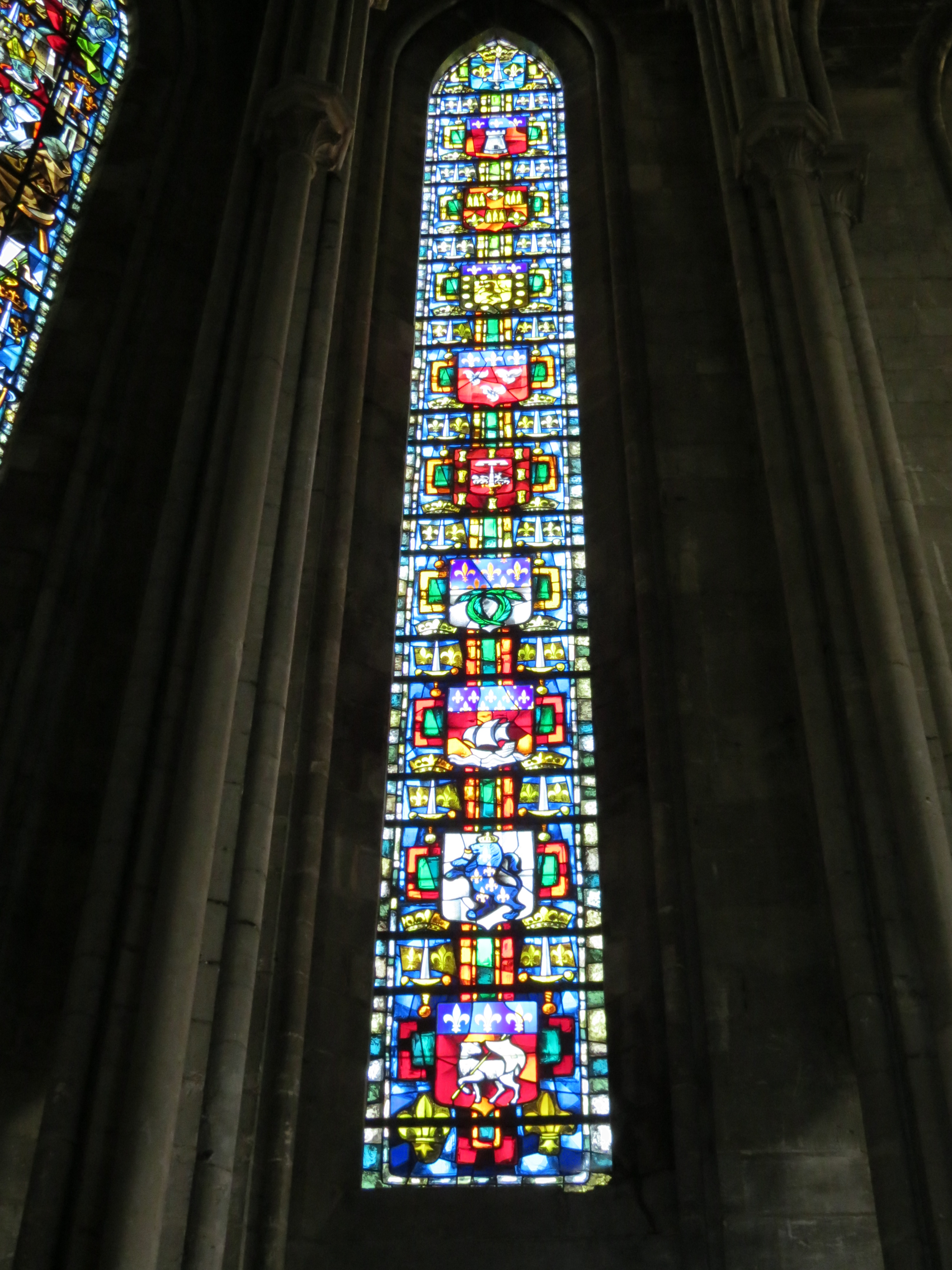
Baie 24.
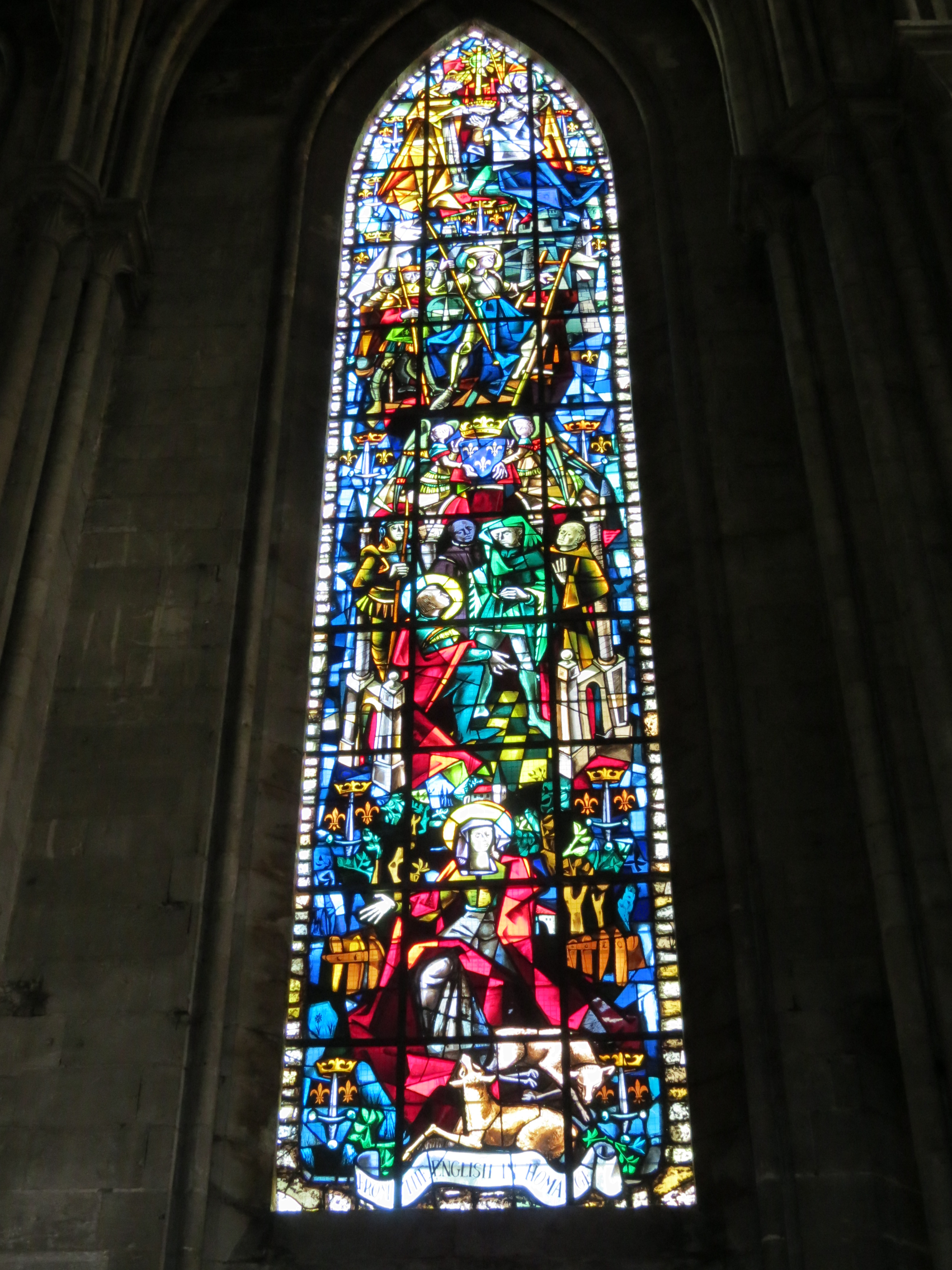
Baie 26.

- Chapelle Saint-Joseph (croisillon sud)

Ancienne chapelle du Grand Saint-Romain, dans l'angle sud-est, elle possède comme sa pendante au nord, une piscine du XIIIe siècle.
Elle a en outre deux grands vitraux de la confrérie Saint-Romain (1521), vitraux de style Renaissance qui garnissent des remplages flamboyants. Ils sont tous deux en rapport avec l'évêque saint Romain, dompteur de la fameuse « Gargouille ». La baie ouest représente la vie de saint Romain tandis que la baie sud-est un panégyrique de saint Romain, donné par Jacques Le Lieur. En partie centrale se trouvent les armes parlantes des Le Lieur.

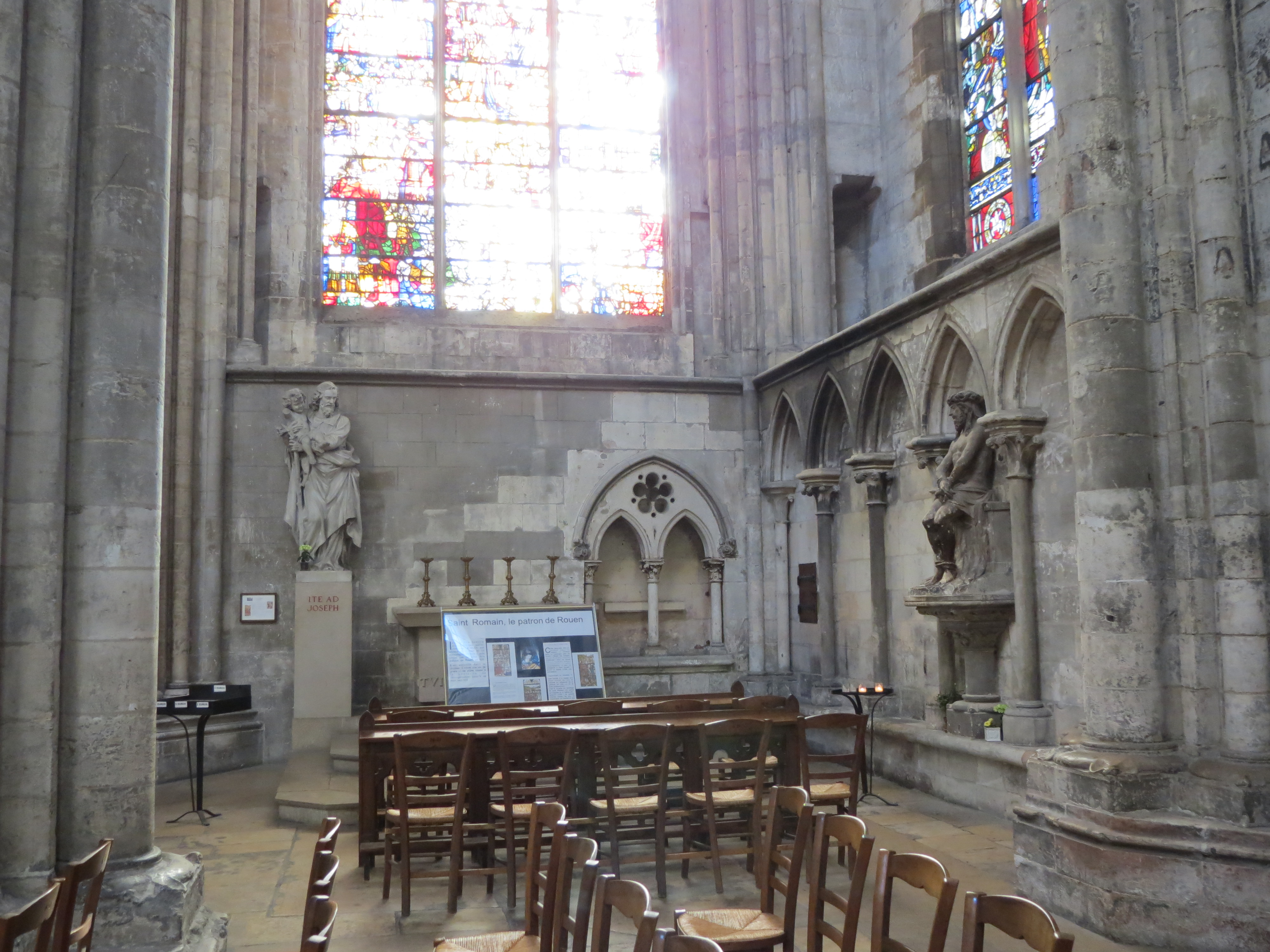
Vue de la chapelle.
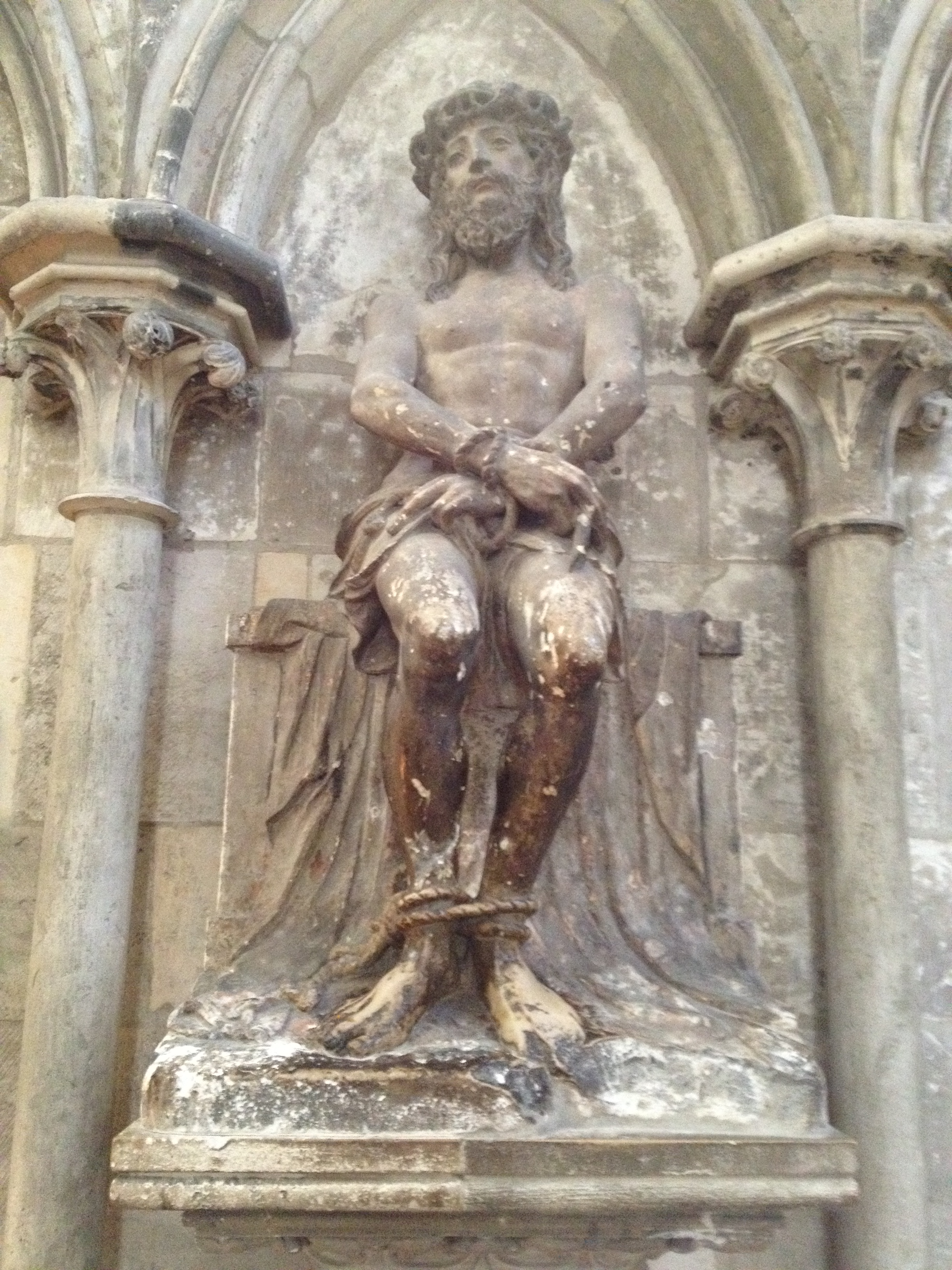
« Ecce homo »
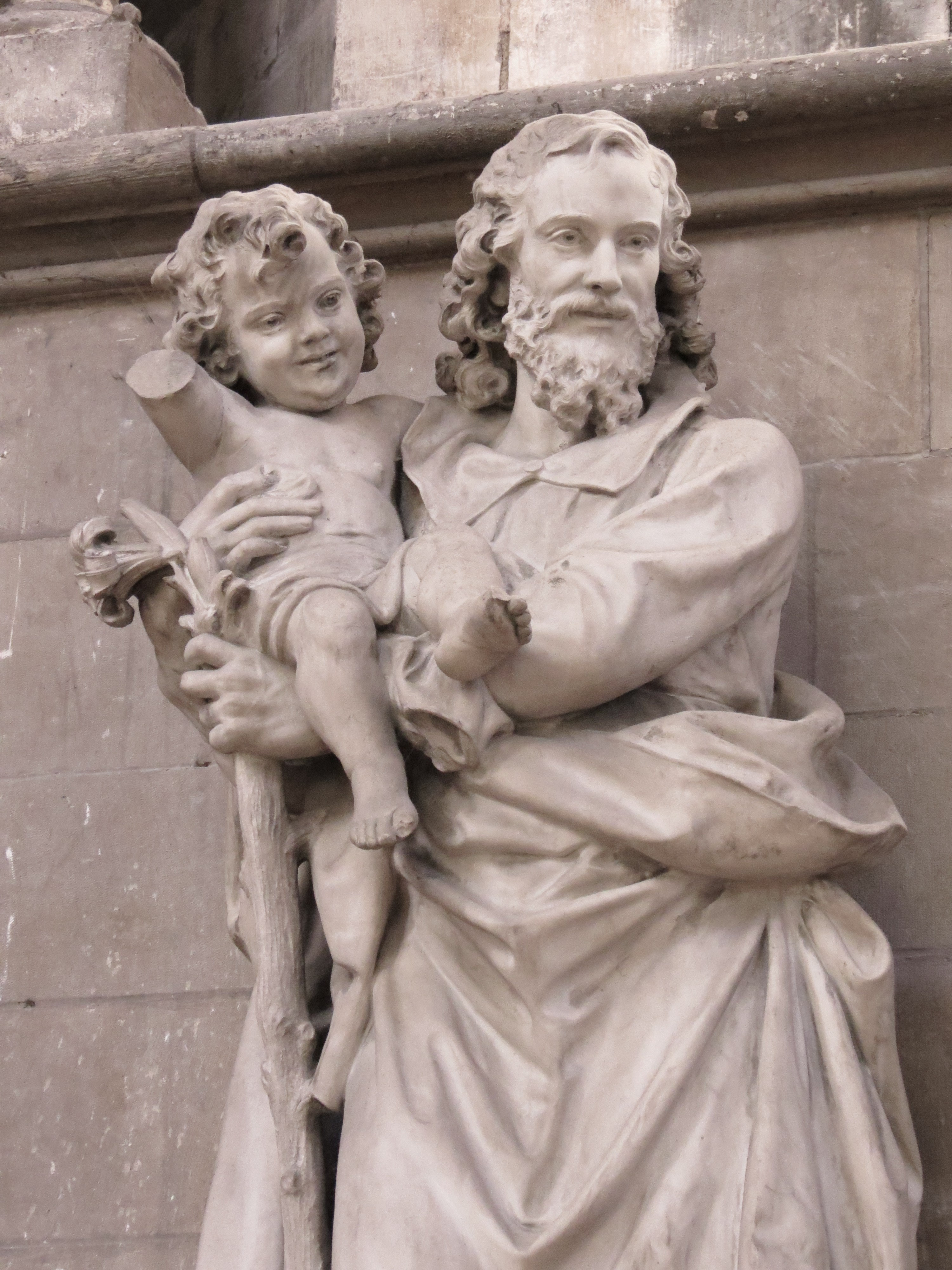
Statue de saint Joseph, XIXe siècle.

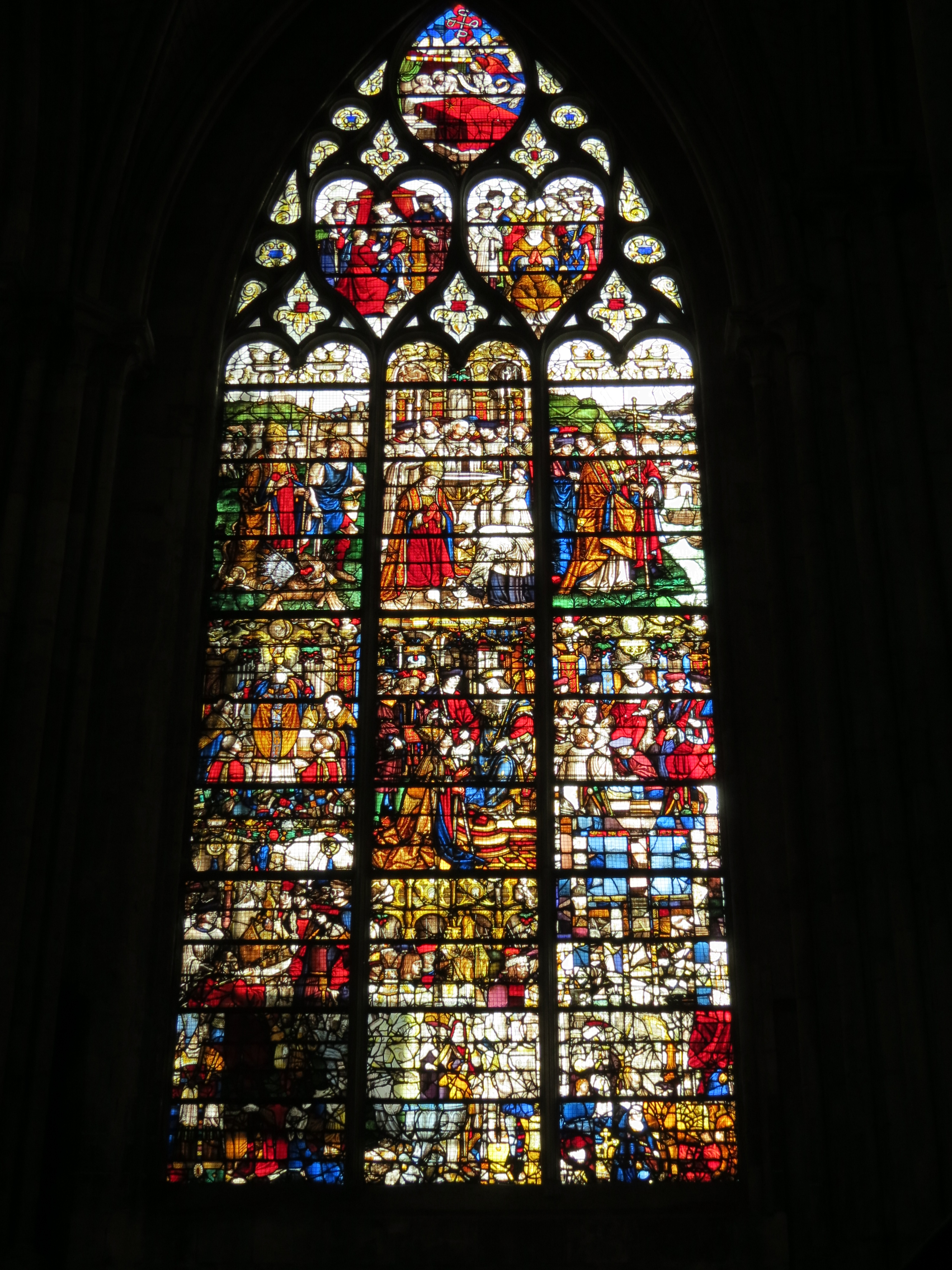
Baie 28.
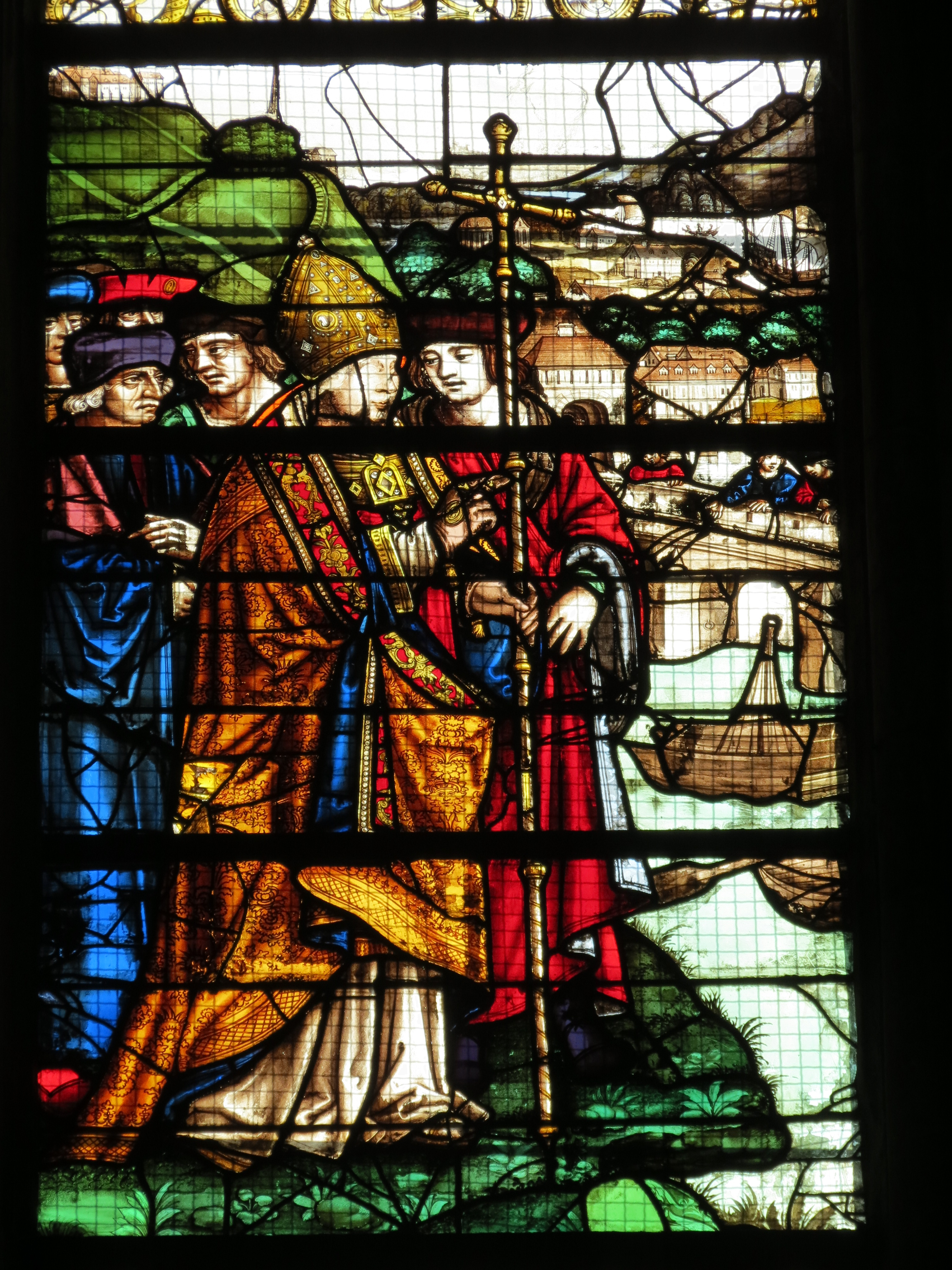
Détail de la baie 28.
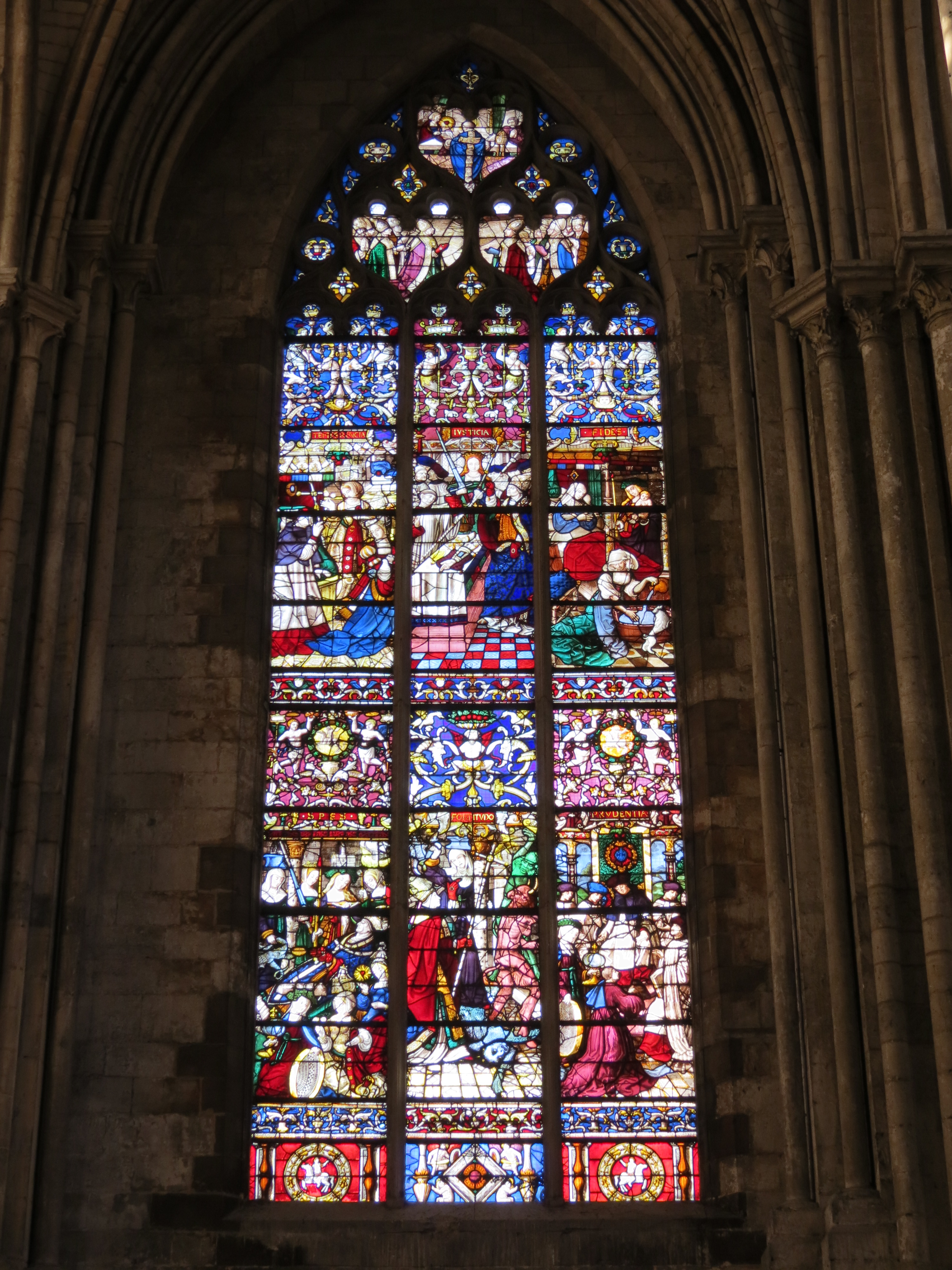
Baie 30.

### Le chœur

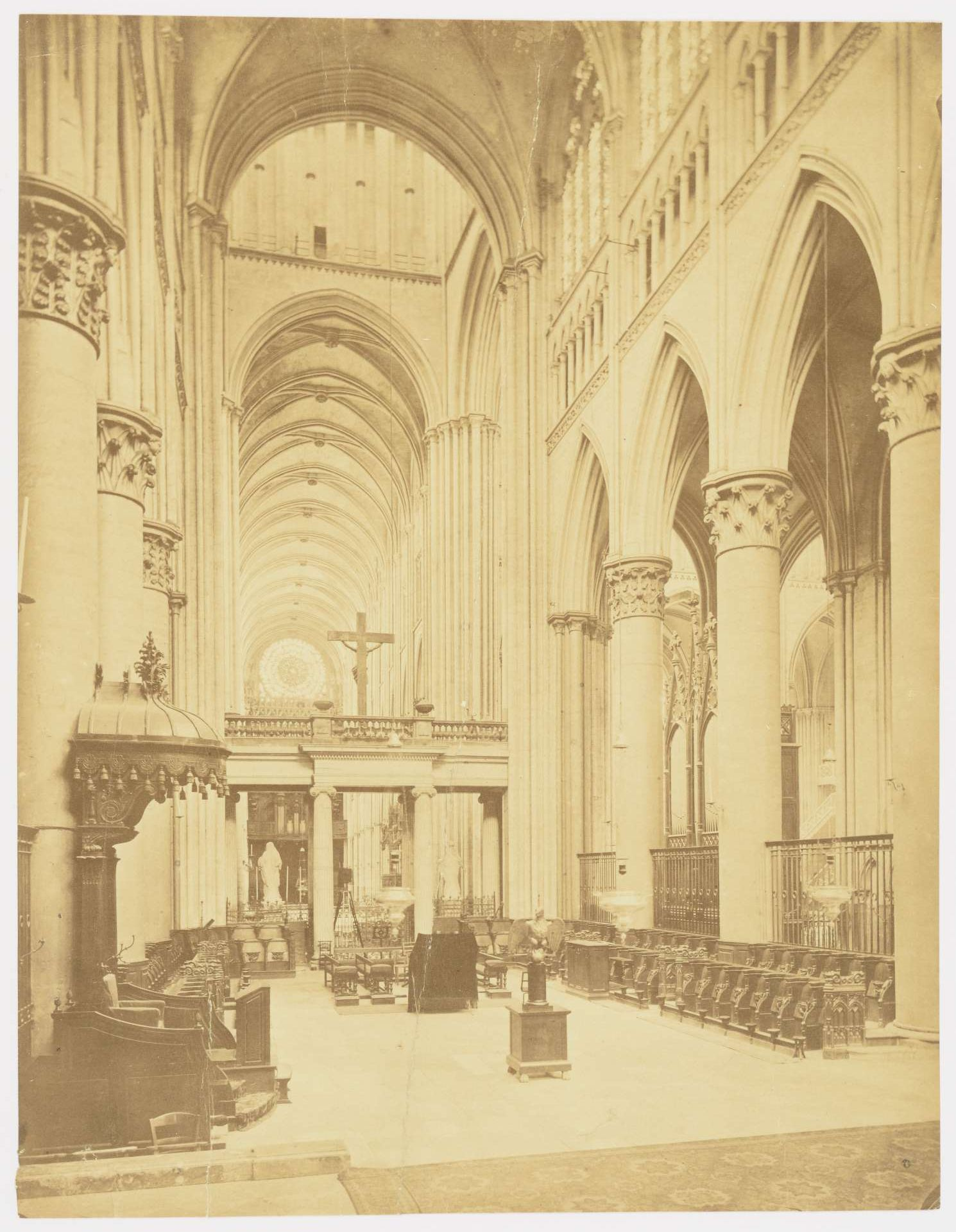
Photographie du chœur en 1884 avant la suppression du jubé.

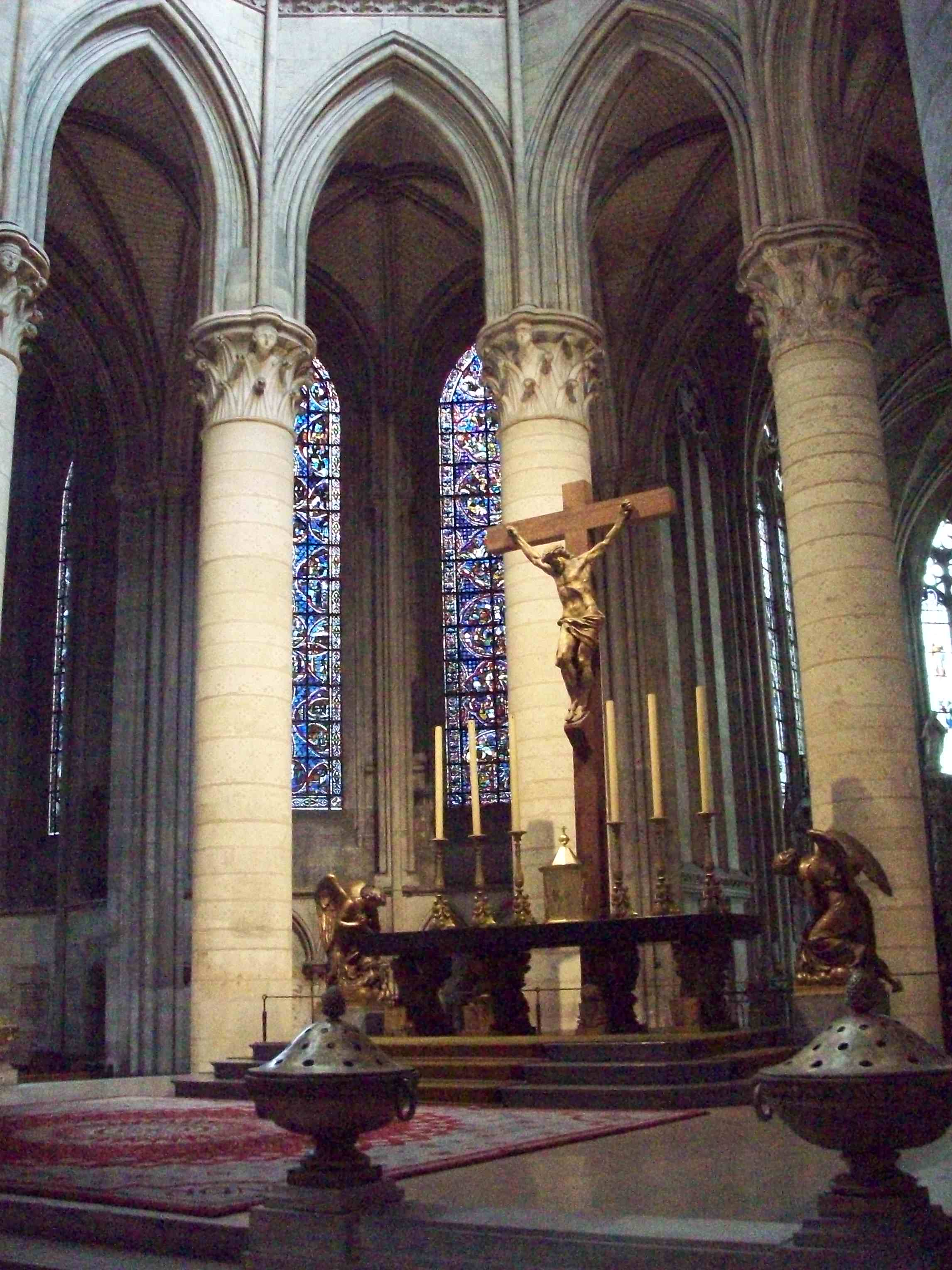
Le maître-autel.

Le chœur, légèrement désaxé vers le nord, compte cinq travées droites et une abside en hémicycle à cinq pans. Il s'élève sur trois niveaux : de grandes arcatures au tracé très aigu reposant sur des piles cylindriques, couronnées de chapiteaux à feuilles ornés de têtes recevant les ogives ; un triforium aveugle aux fines arcades aigües, souligné d'un bandeau décoratif tréflé ; des fenêtres hautes refaites à partir de 1430 avec au rond-point un réseau de style flamboyant. Les bases aplaties des piles monocylindriques sont dégagées par l'architecte Albert Chauvel. La clef de voûte du rond-point représente deux personnages assis. L'homme de droite, barbu, place la couronne sur celui de gauche, à l'allure plus jeune. Une chimère se trouve à leurs pieds. Quatre roses encadrent de part et d'autre les personnages.
Le jubé médiéval fermait le chœur à la croisée, dont quelques fragments sont conservés au musée des Antiquités. En 1772, le projet de l'architecte Mathieu Le Carpentier est approuvé pour la réalisation d'un nouveau jubé, composé d'un portique ionique, comprenant six colonnes de marbre blanc qui soutient l'entablement, surmonté d'un Christ en plomb doré entre la Vierge et saint Jean. Il abritait deux autels : Sainte-Cécile à gauche avec une statue de sainte Cécile de Clodion et du Vœu à droite avec une statue de la Vierge du Vœu de Félix Lecomte. Démonté en 1884, certains éléments sont préservés,.
Légèrement surélevé par rapport à la nef, il s'élève encore de quelques marches quand on s’approche du maître-autel. Celui construit par Sauvageot en 1890 disparaît dans les bombardements de 1944. Le maître-autel est une table de marbre vert serpentine de la Vallée d'Aoste, reposant sur les symboles des évangélistes, en plomb doré, sculptés par André Bizette-Lindet en 1955 surmonté d'un grand Christ en plomb doré du sculpteur Clodion, retiré des décombres en 1944. Les deux anges en bronze doré sont du sculpteur Caffieri, réalisés en 1766 pour l'église des chartreux avant d'être placés dans l'église Saint-Vincent en 1792.
Au pied des marches se trouve une inscription, à l'emplacement du monument funéraire contenant le cœur de Charles V.
À la croisée de transept se trouve le maître-autel, installé après le concile de Vatican II, couvert d'un ornement brodé d'or, chape portée lors du couronnement de Charles X en 1824. Il y a également un lutrin pliant du XIVe siècle ainsi qu'une tapisserie d'Aubusson du XVIIIe siècle. Le mobilier, composé des grilles du chœur, du trône archiépiscopal, des sièges du sanctuaire et de la table de communion, est la réalisation de Raymond Subes en 1955.
Du 4 juillet au 23 octobre 2011, des travaux ont été réalisés pour achever l'aménagement du chœur lancé après-guerre. Ces travaux consistent au remplacement de l'estrade en bois à la croisée de transept par un planum en pierre de Massangis et l'installation d'un nouvel autel en bronze. L’autel a été conçu par l’architecte Pierre-André Lablaude et l’artiste Angelika Potier, et coulé en 2011 par la fonderie de Coubertin à Saint-Rémy-lès-Chevreuses. Le 23 octobre, les évêques de Normandie ont été présents pour la consécration du nouvel autel.

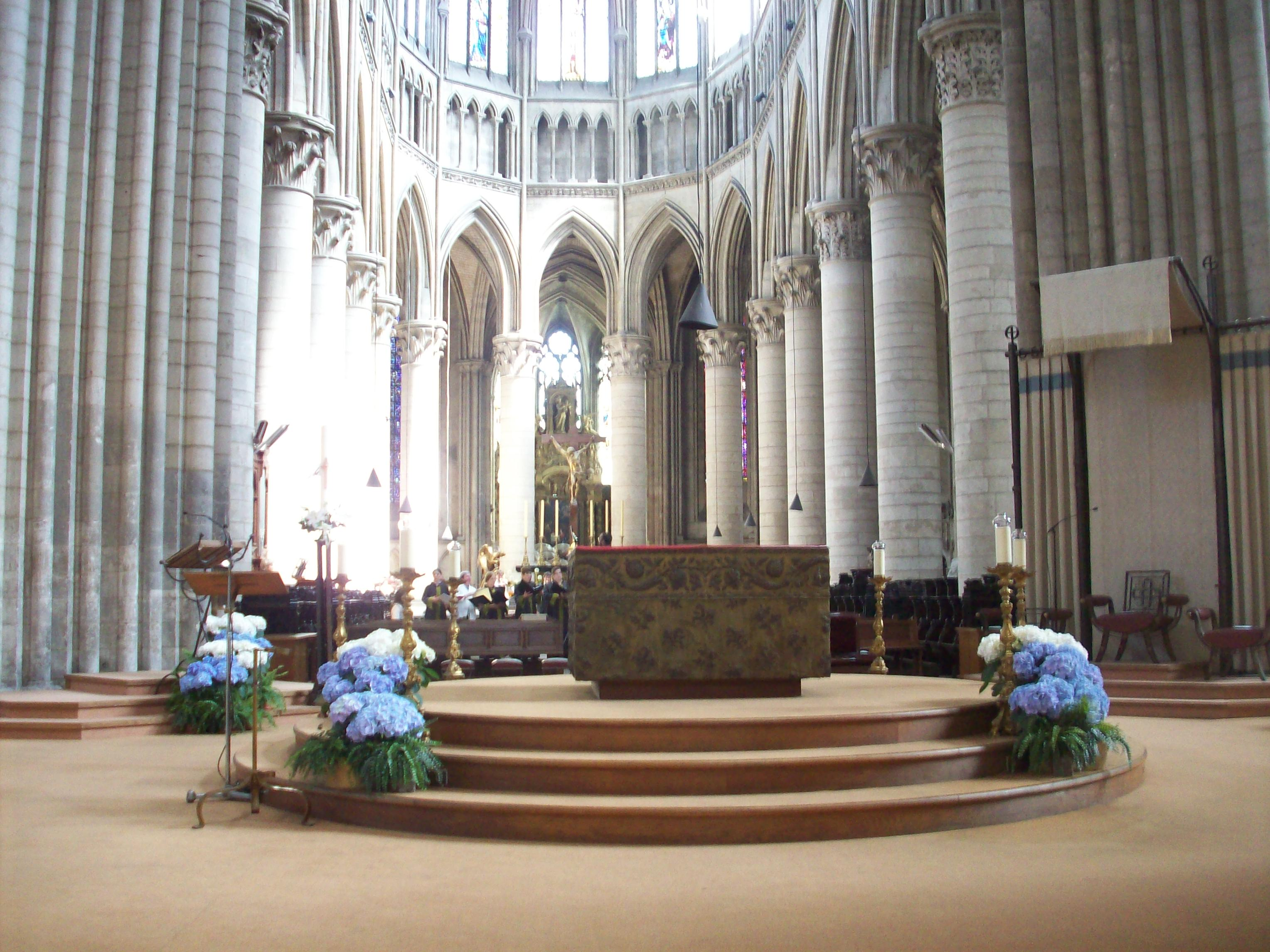
Précédent maître-autel de la cathédrale.
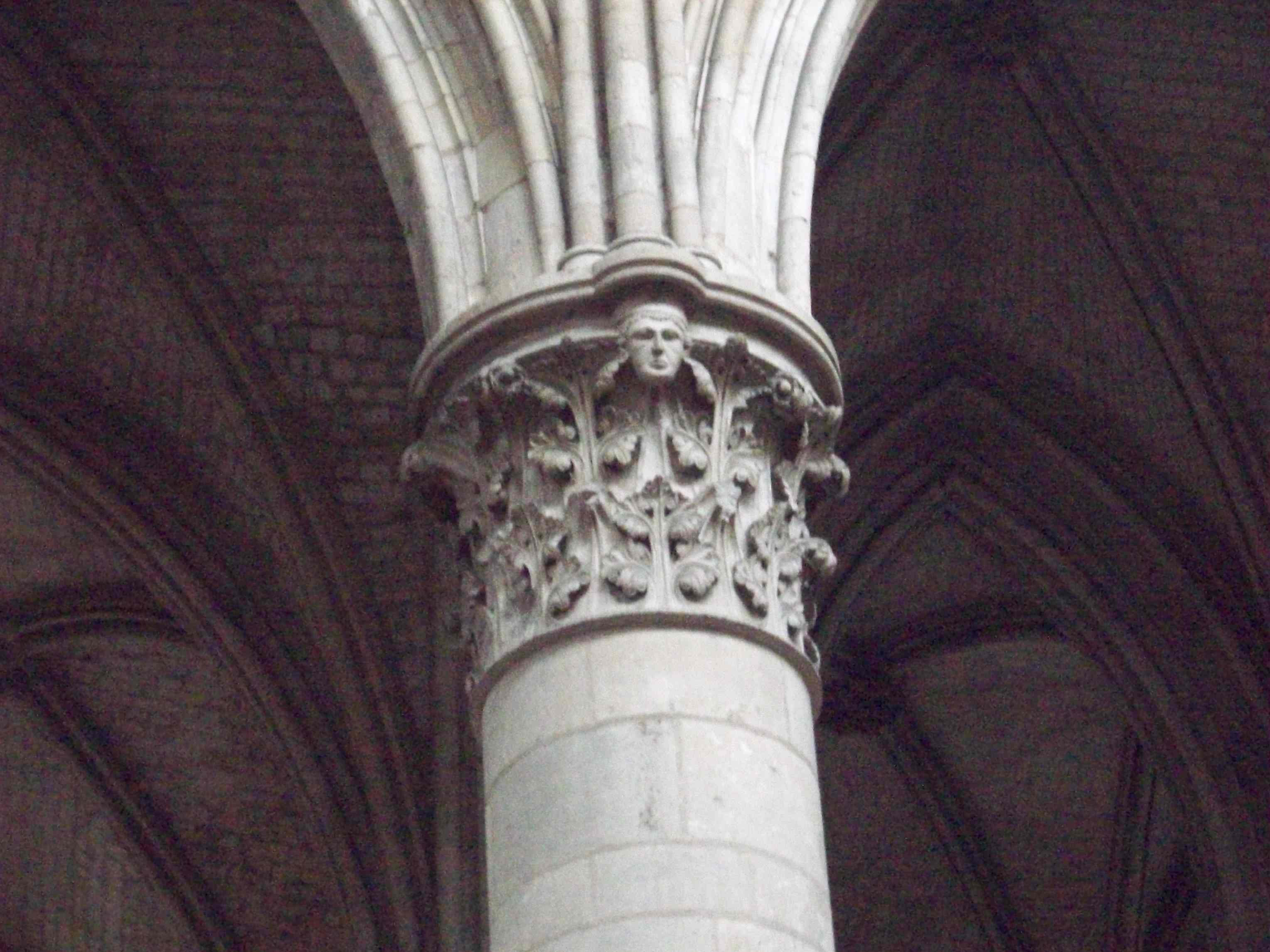
Chapiteau à feuilles orné d'une tête.
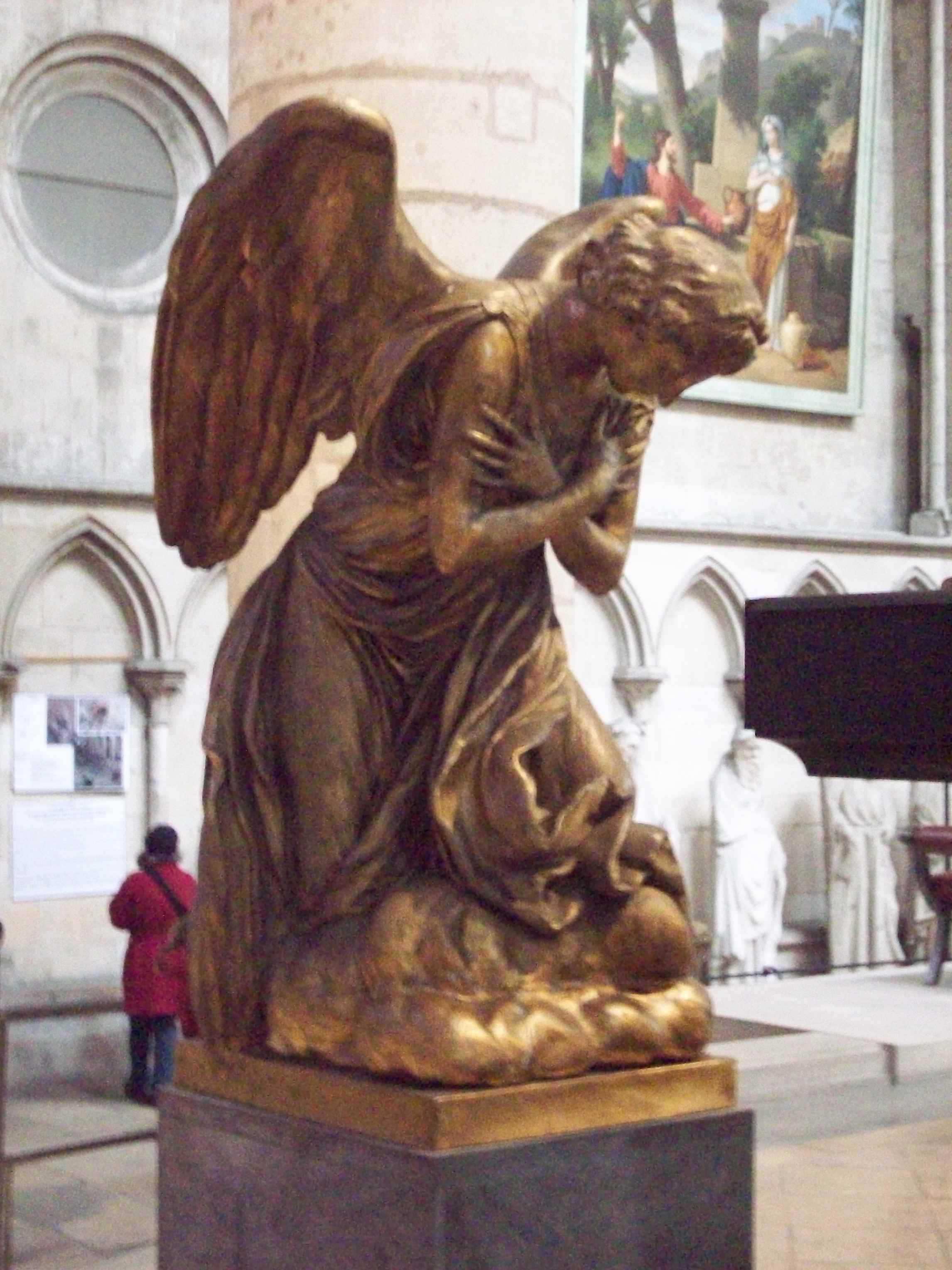
Un des deux anges de Caffieri encadrant le maître-autel.

### Les stalles
De part et d'autre du chœur se trouvent des stalles, qui comportent des miséricordes sculptées illustrant la Bible et des sujets profanes. Le cardinal d'Estouteville commande en 1441 96 stalles. Ce chantier, en vue de renouveler les stalles du chœur, se tiendra de 1457 à 1471 sous la direction de Philippot Viard (1457-1468) puis de Pierre Rémond (1468-1471) avec l'assistance de huchiers flamands et français. Quelques dispositions vont voir la disparition de stalles comme l'installation de l'orgue de chœur avant le XIXe siècle et la suppression des stalles de retour. La Révolution voit la disparition des hauts dossiers et des dais tandis que le trône archiépiscopal est brûlé. Les stalles sont restaurées par le sculpteur Deschamps. La tempête de 1999 et la chute d'un clocheton ont endommagé huit stalles, leurs pare-closes et appuis-main. Avec les stalles conservées dans le palais archiépiscopal, il reste aujourd'hui 66 stalles.

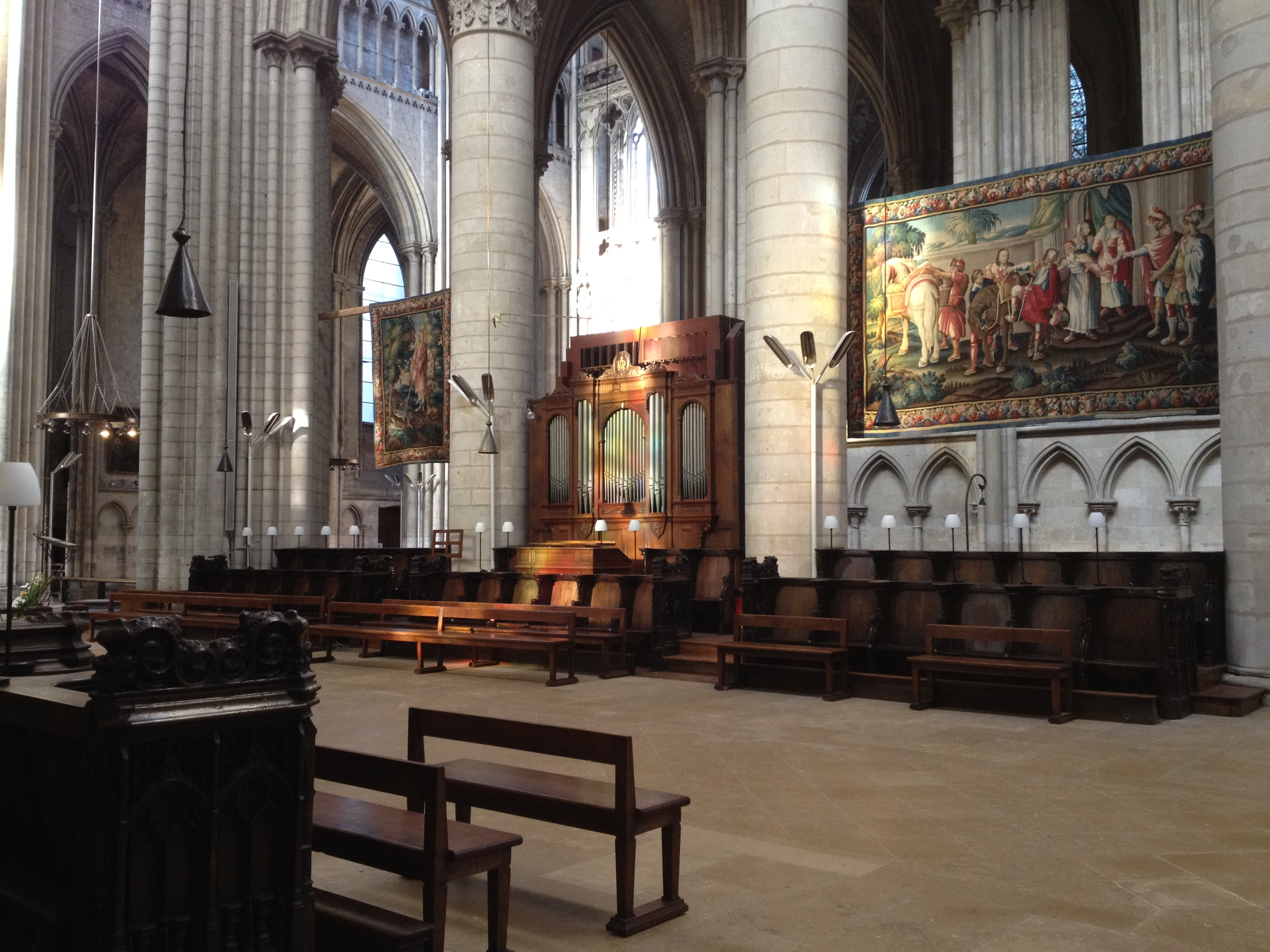
Vue des stalles de la cathédrale.
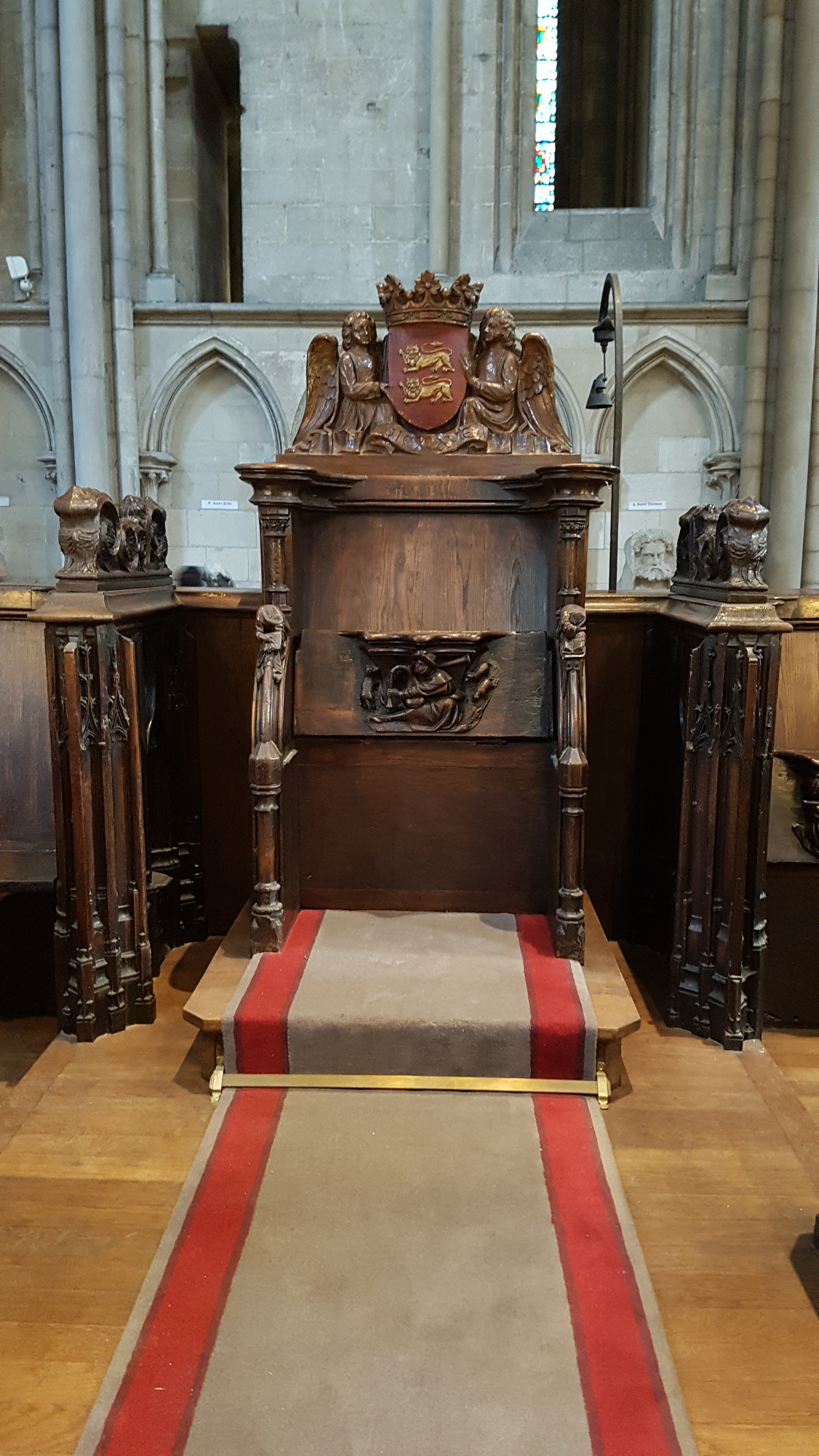
Stalle de l'archevêque.
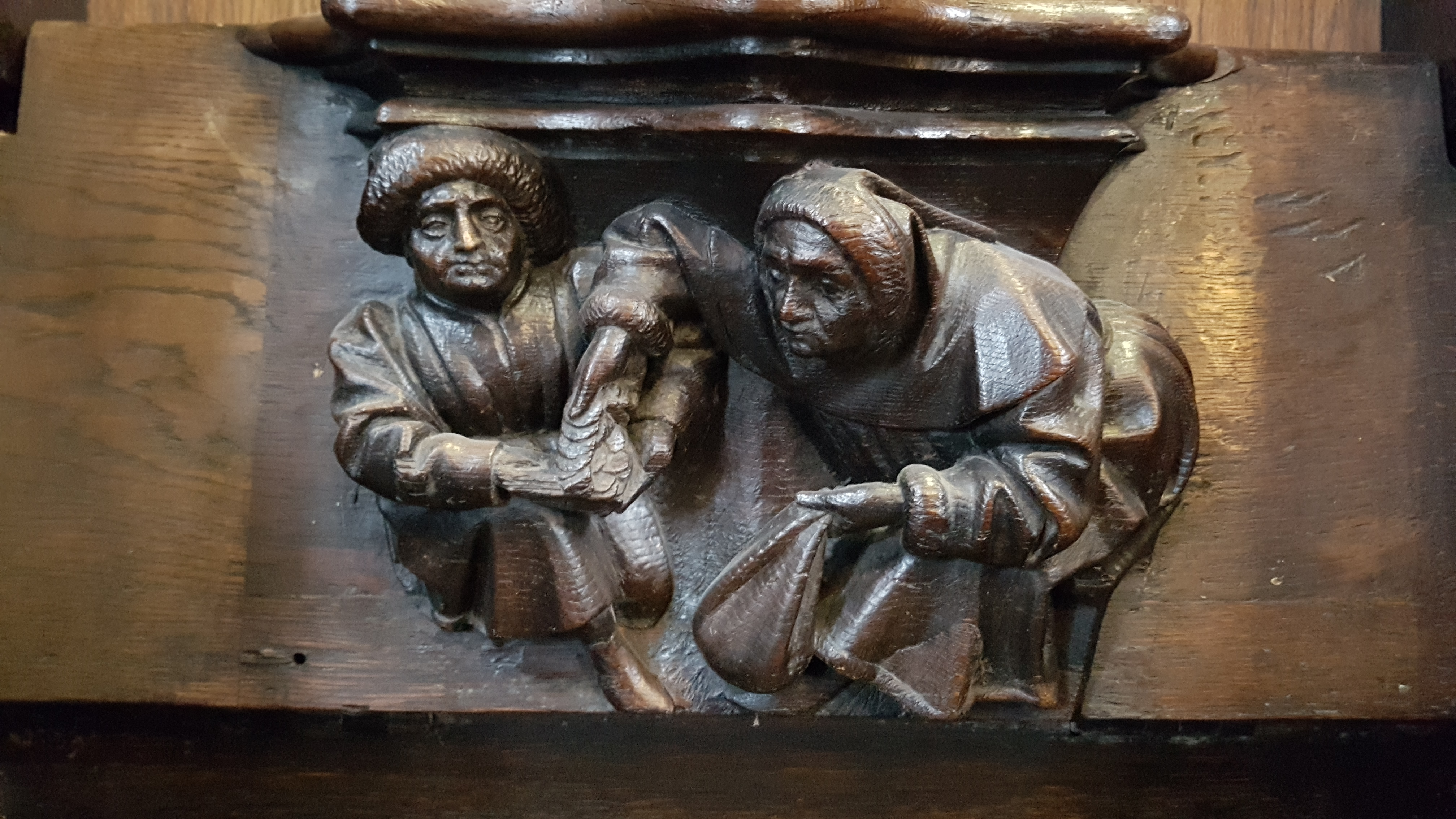
Deux personnages.
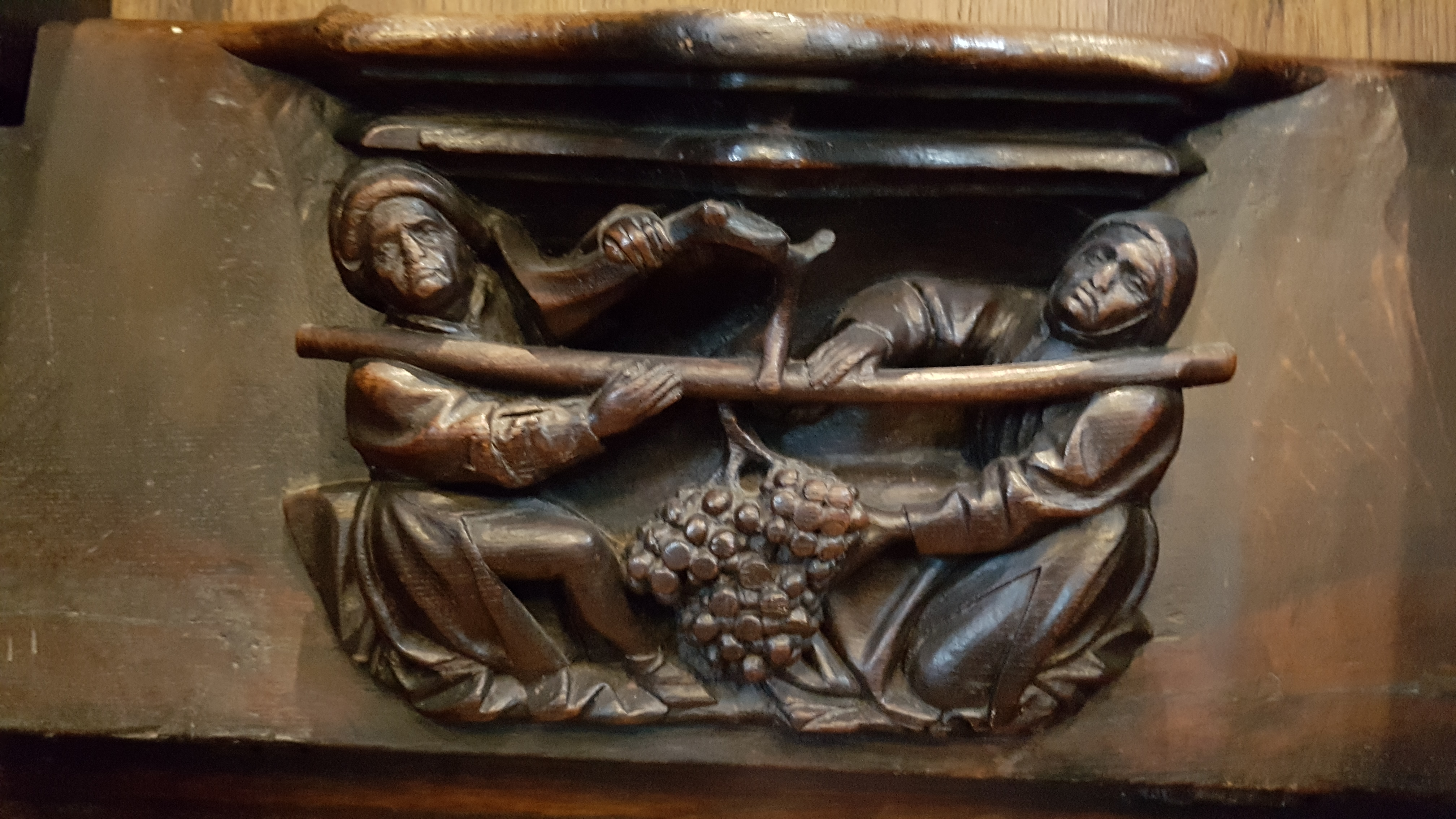
Deux vignerons,

### Le déambulatoire

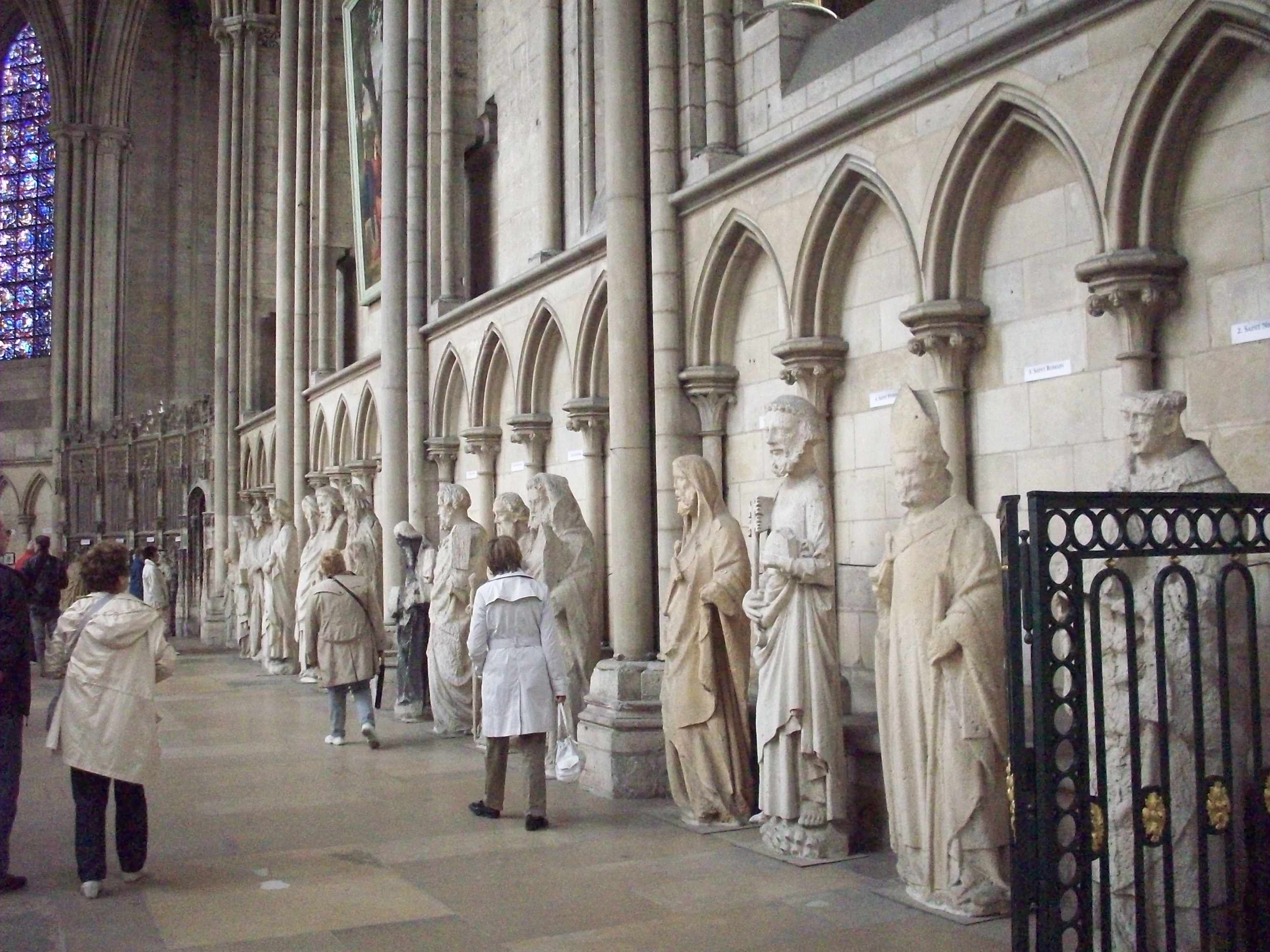
Statues de la façade disposées dans le déambulatoire.

Il ouvre sur trois chapelles rayonnantes séparées par une grande fenêtre. Le déambulatoire donne accès du sud au nord à la chapelle Saint-André / Saint-Barthélémy du Revestiaire, la chapelle de la Vierge et la chapelle Saint-Pierre-Saint-Paul. Comme le transept, des arcatures courent au soubassement et ménagent un passage à la base des baies qui conservent des vitraux du XIIIe siècle.
Les arcatures aveugles abritent des statues originales provenant de la façade de la cathédrale. Cinq autres statues, provenant des contreforts de la façade occidentale, ont été installées du côté nord du déambulatoire, après deux ans de restauration dans les Ateliers Legrand de Darnétal. Il semble y avoir deux statues de prophètes, un ange et deux statues de donateurs de la cathédrale. Ces statues du XVe siècle avec les 28 autres statues présentées dans le déambulatoire doivent à terme rejoindre le futur musée de l'Œuvre.

#### Les gisants
Le déambulatoire abrite des tombeaux à gisants, qui dispose chacun d'une épitaphe.
Du sud au nord :
- Celui de Rollon (une copie du XIXe siècle du gisant d'Henri le Jeune[189]) est vide. Sur le socle se trouve une épitaphe[Note 26] :

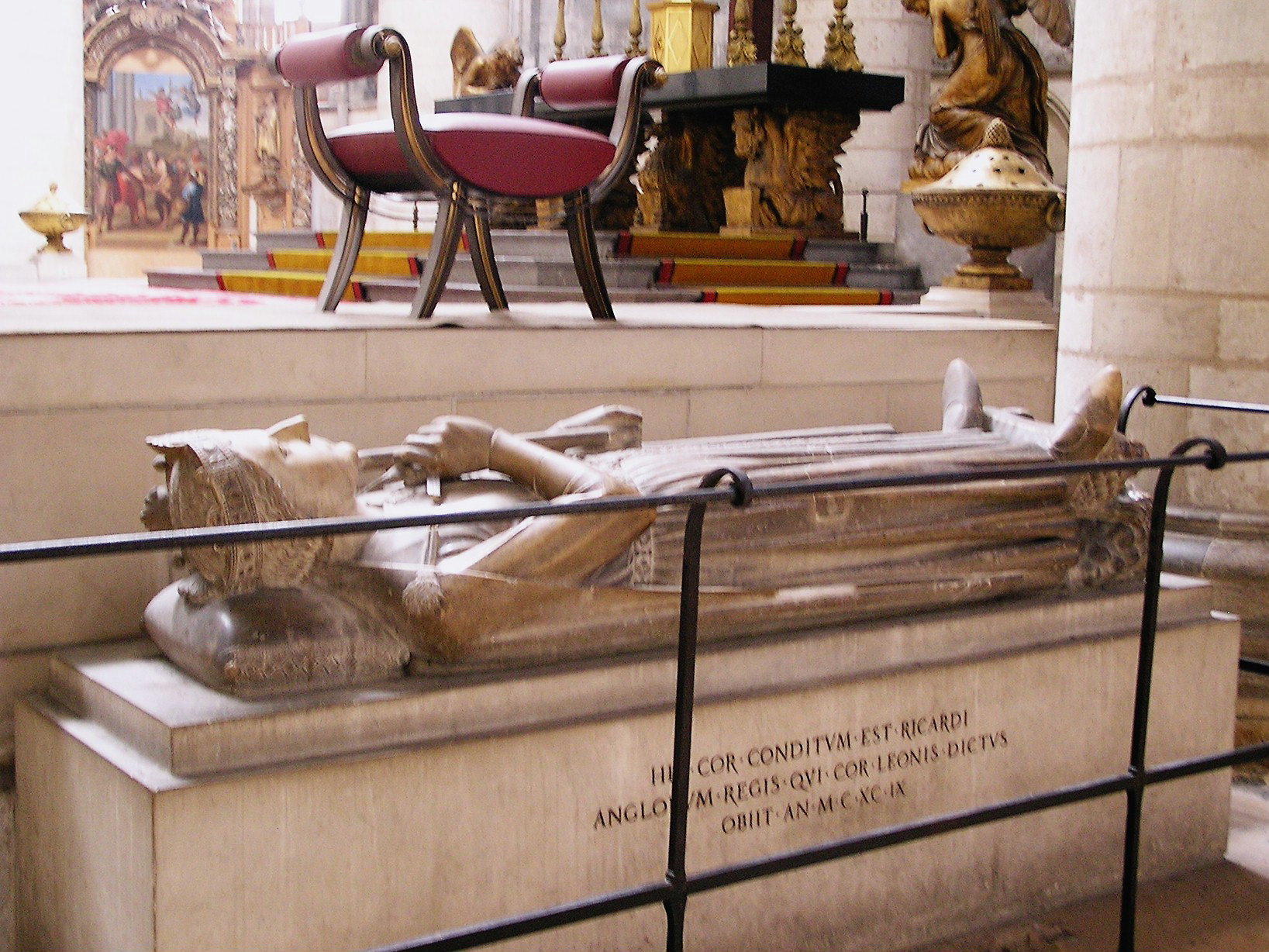
Gisant XIIIe siècle de Richard Cœur de Lion, socle du XXe siècle.

- Celui de Richard Cœur de Lion[MH 18] contenait son cœur, dont le reliquaire de plomb est conservé avec le trésor de la cathédrale. Son épitaphe[Note 27] :

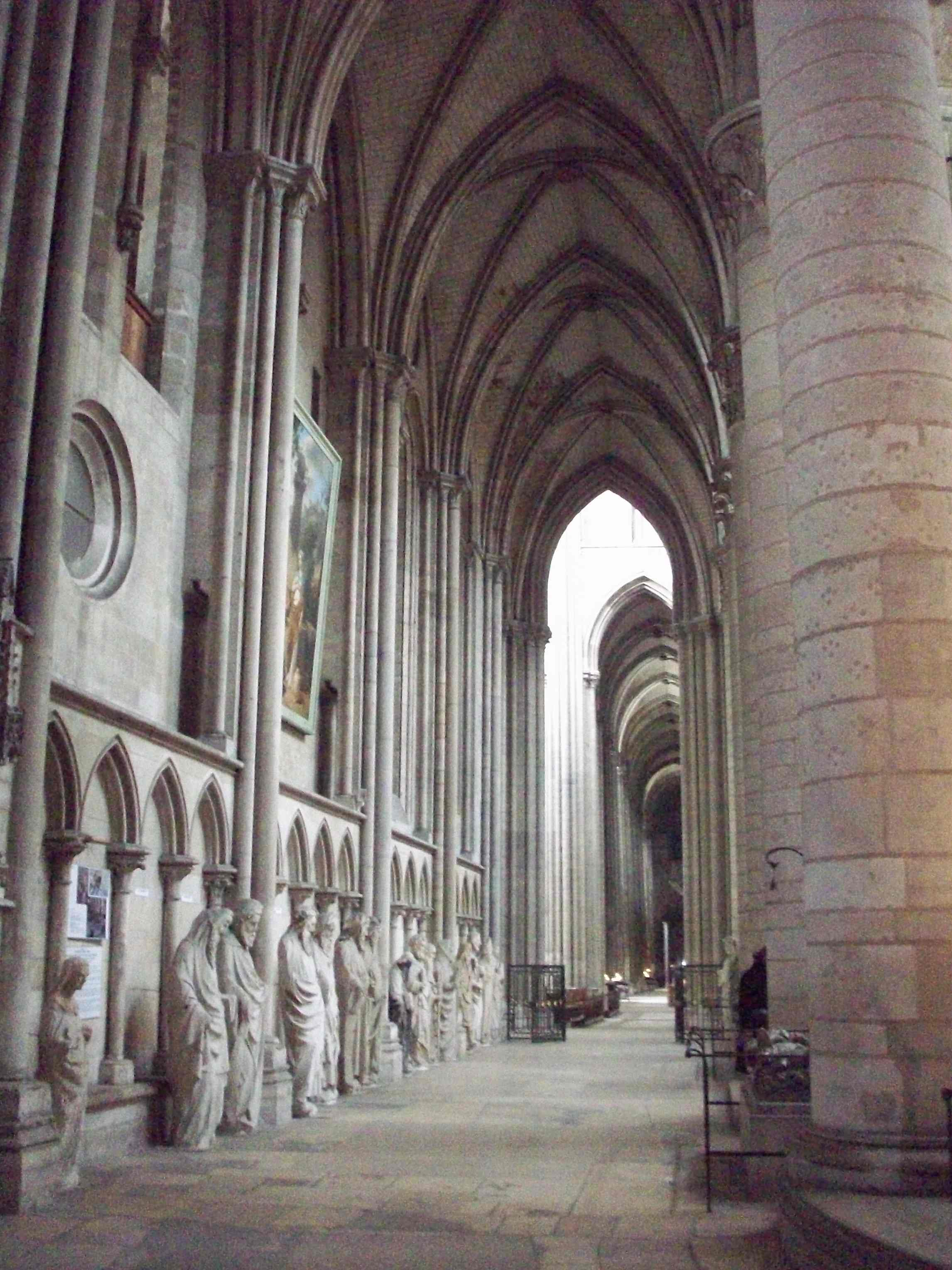
Le déambulatoire.

- Celui d'Henri le Jeune, frère aîné de Richard Cœur de Lion. Son épitaphe[Note 28] :

- Celui de Guillaume Ier de Normandie[MH 19], fils de Rollon. Son épitaphe[Note 29] :

Proche du gisant d'Henri le Jeune, une plaque symbolise l'emplacement du tombeau de marbre noir où reposait Jean de Lancastre, duc de Bedford dit aussi « Jean Plantagenêt », considéré comme le « meurtrier » de Jeanne d'Arc. Une autre plaque est dédiée à la mémoire de Jehan Titelouze, organiste de la cathédrale (de 1588 à 1633) et déposée près du lieu présumé de son inhumation en face la chapelle de la Vierge.

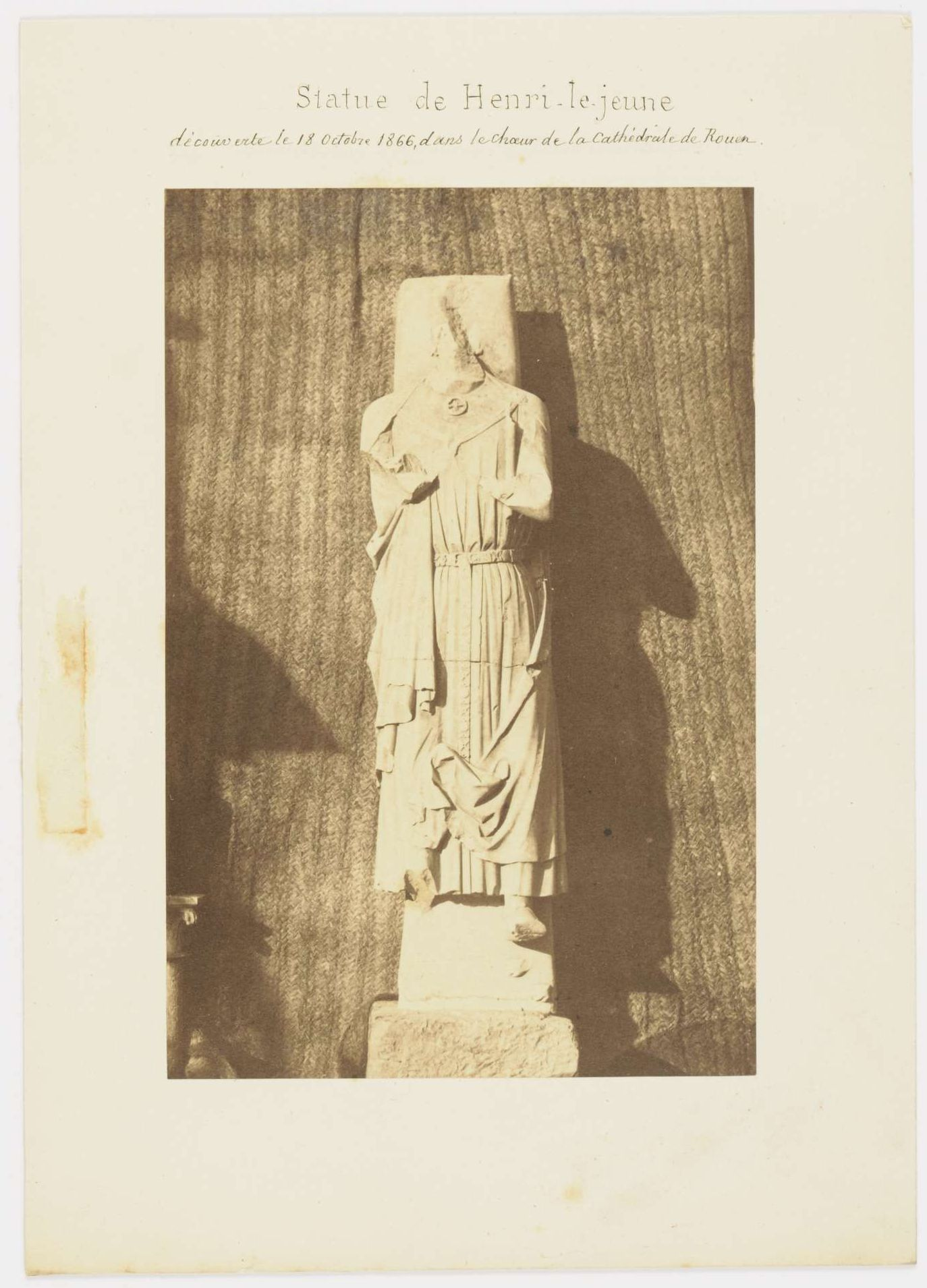
Gisant de Henri le Jeune, découvert le 18 octobre 1866 dans le chœur.

Les gisants ont été installés à leur emplacement actuel en 1956. Le gisant de Richard Cœur de Lion a été redécouvert le 30 juillet 1838 par Achille Deville, celui d'Henri le Jeune par l'abbé Cochet en 1866. Ces deux gisants sont datés du début du XIIIe siècle. Celui de Richard n'est toutefois pas l'original, car à l'origine son cœur était « enfermé dans de l'argent et de l'or »  [sic]. Cette chasse a été vendue en 1249 pour payer la rançon de Louis IX, prisonnier des Arabes. C'est vers 1300 que les tombeaux de Henri le Jeune et de Richard Cœur de Lion ont reçu un nouveau gisant. Ils sont vêtus du manteau royal, d'une couronne et pour Richard d'un sceptre. Jusqu'en 1944, le gisant de Rollon était placé dans la chapelle du petit Saint-Romain (collatéral sud), tandis que celui de son fils Guillaume se trouvait dans la chapelle Sainte-Anne (collatéral nord).

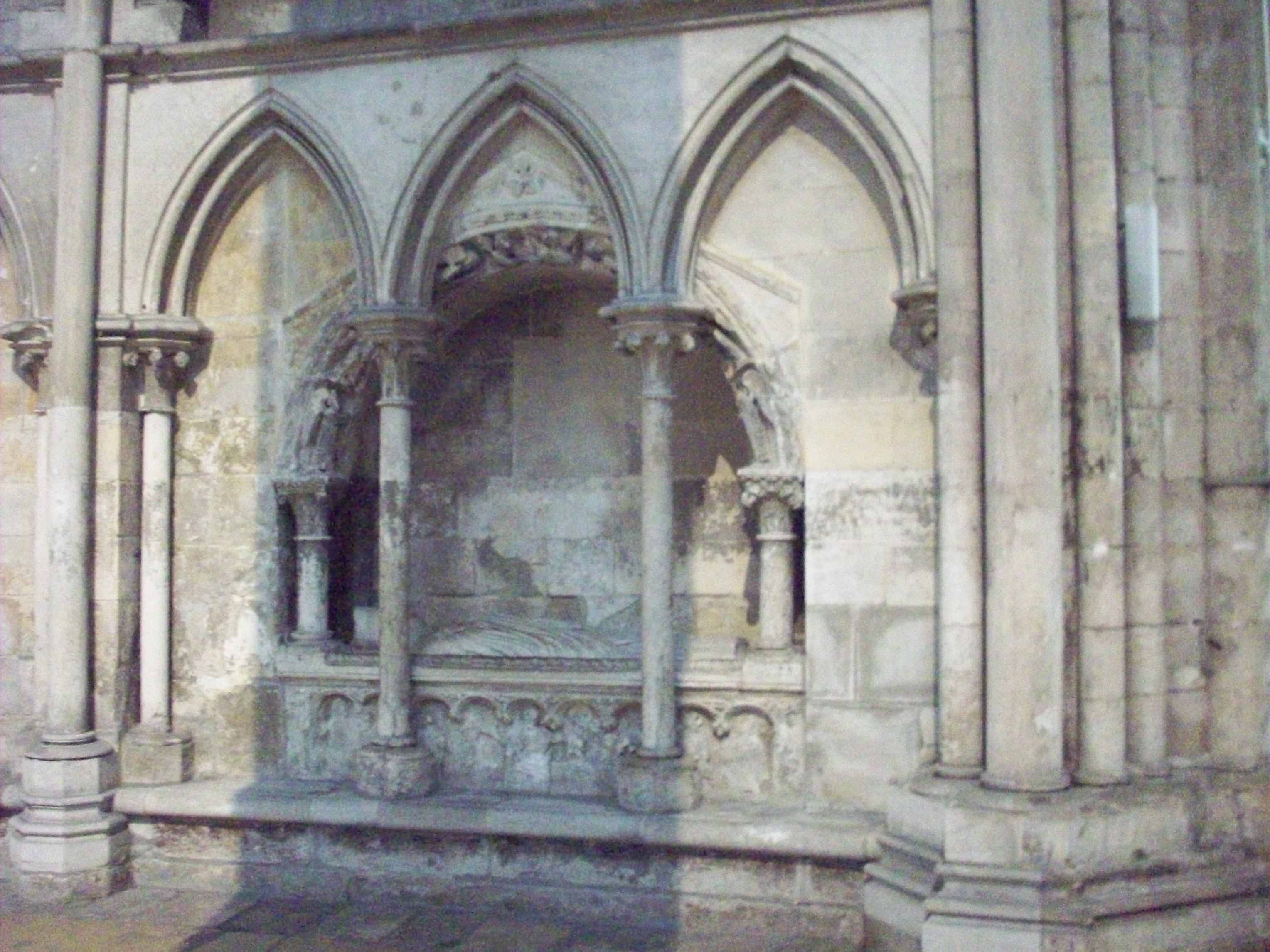
Tombeau d'Hugues d'Amiens.

Malgré la différence de statut, Guillaume Longue-Épée, seulement duc de Normandie, porte les mêmes attributs que Richard et Henri, exception faite de la couronne, qui se trouve sans pierres précieuses. On suppose que le gisant de Guillaume date du troisième quart du XIVe siècle. Celui de Rollon, proche stylistiquement, devait dater de la même période mais l'original a été détruit.
Un autre tombeau à gisant, sous un arc en bâtière et encastré derrière les arcatures du soubassement du déambulatoire, du côté nord de la chapelle de la Vierge, est celui de Hugues d'Amiens, archevêque de Rouen (1130-1164). Du XIIe siècle, c'est le plus ancien gisant sculpté sur un tombeau. De style roman et situé à l'origine dans la crypte, il est déplacé à la reconstruction de la cathédrale au XIIIe siècle. L'archevêque Maurice (mort en 1235), qui l'a démonté pour l'installer dans le déambulatoire, en a fait sa propre sépulture.

#### La chapelle Saint-André/Saint-Barthélémy du Revestiaire
La chapelle est fermée par une clôture de pierre légèrement incurvée, l'œuvre de Guillaume Pontifs exécutée en 1479 à la demande de l'archidiacre Philippe de La Rose et d'une porte de fer forgé,. Elle ouvre à l'est sur la grande sacristie dite « sacristie des chanoines » et à l'ouest au Revestiaire (vestiaire des chanoines), éclairé par un oculus ouvert sur le déambulatoire, qui donne accès à une salle haute, ancien trésor et chartrier de la cathédrale, qui ouvre sur le déambulatoire par deux baies.
Le vitrail de la baie no 14 du XIIIe siècle représente la vie des saints Pierre et Paul avec en partie basse, dans deux quadrilobes, des vitraux du XIVe siècle représentant le martyre de saint André et saint Barthélémy. Les baies no 16 et 18 sont des vitraux réalisés en 1978 par Simone Flandrin-Latron.

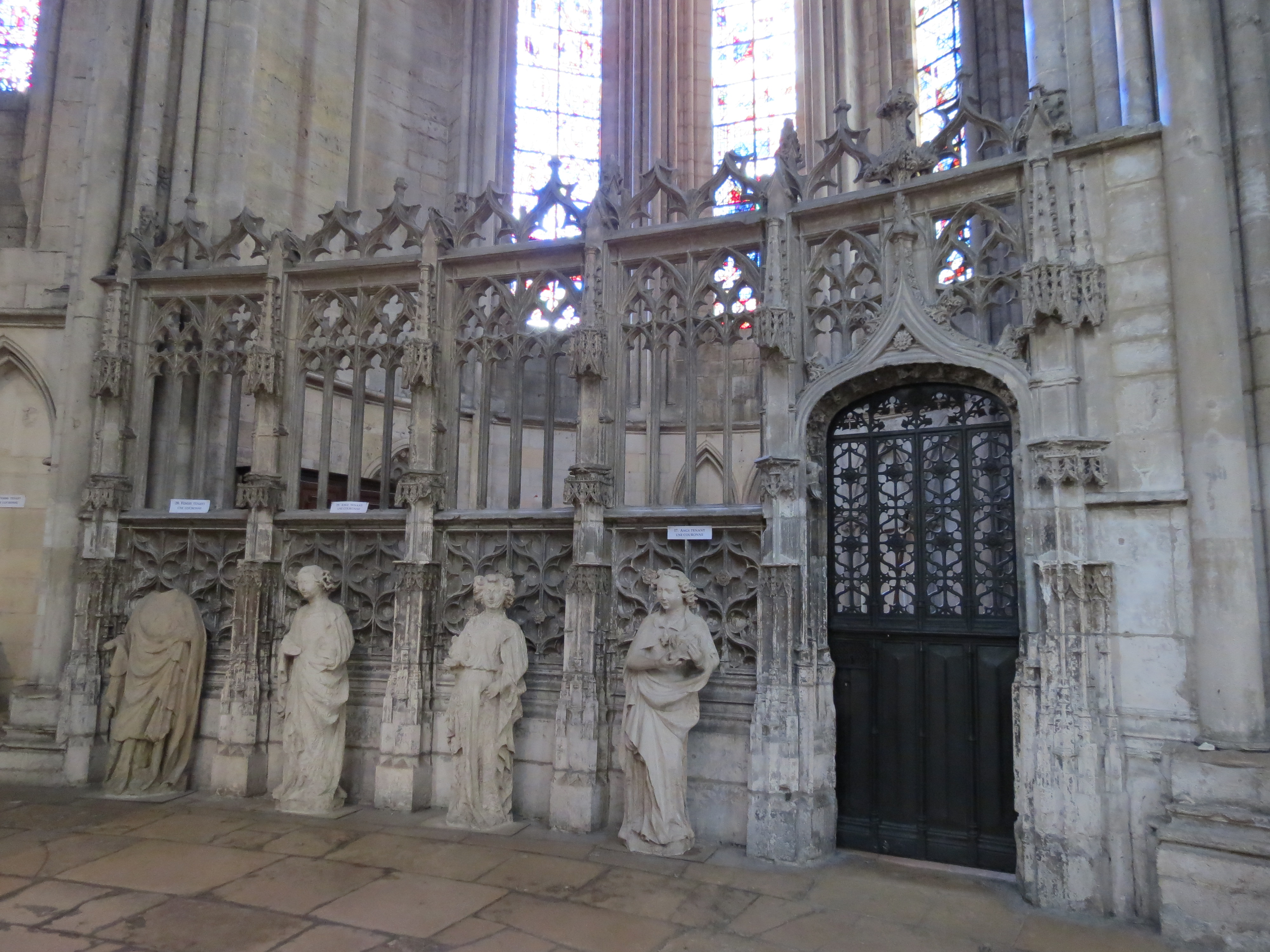
Clôture.
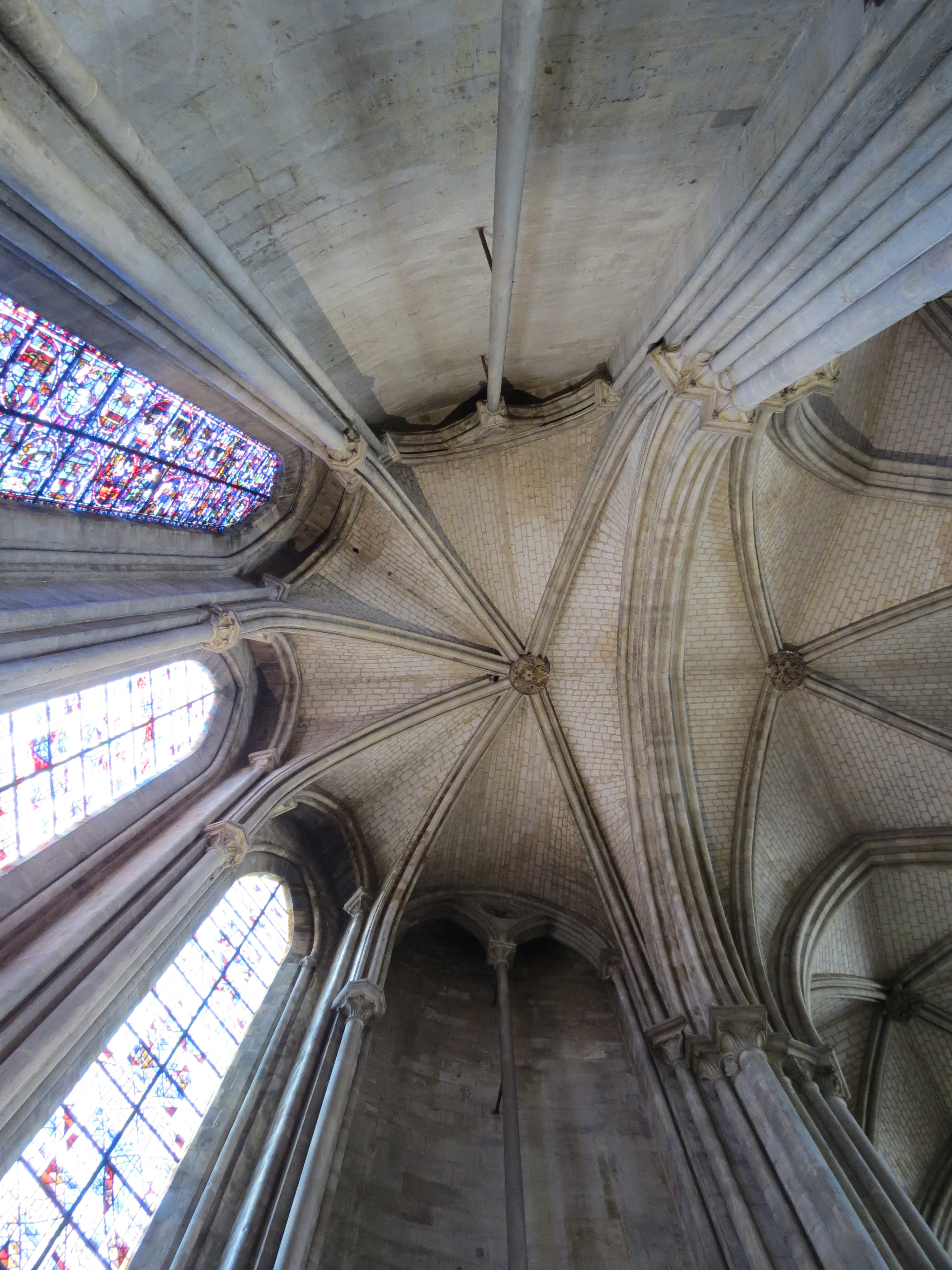
Voûtes.
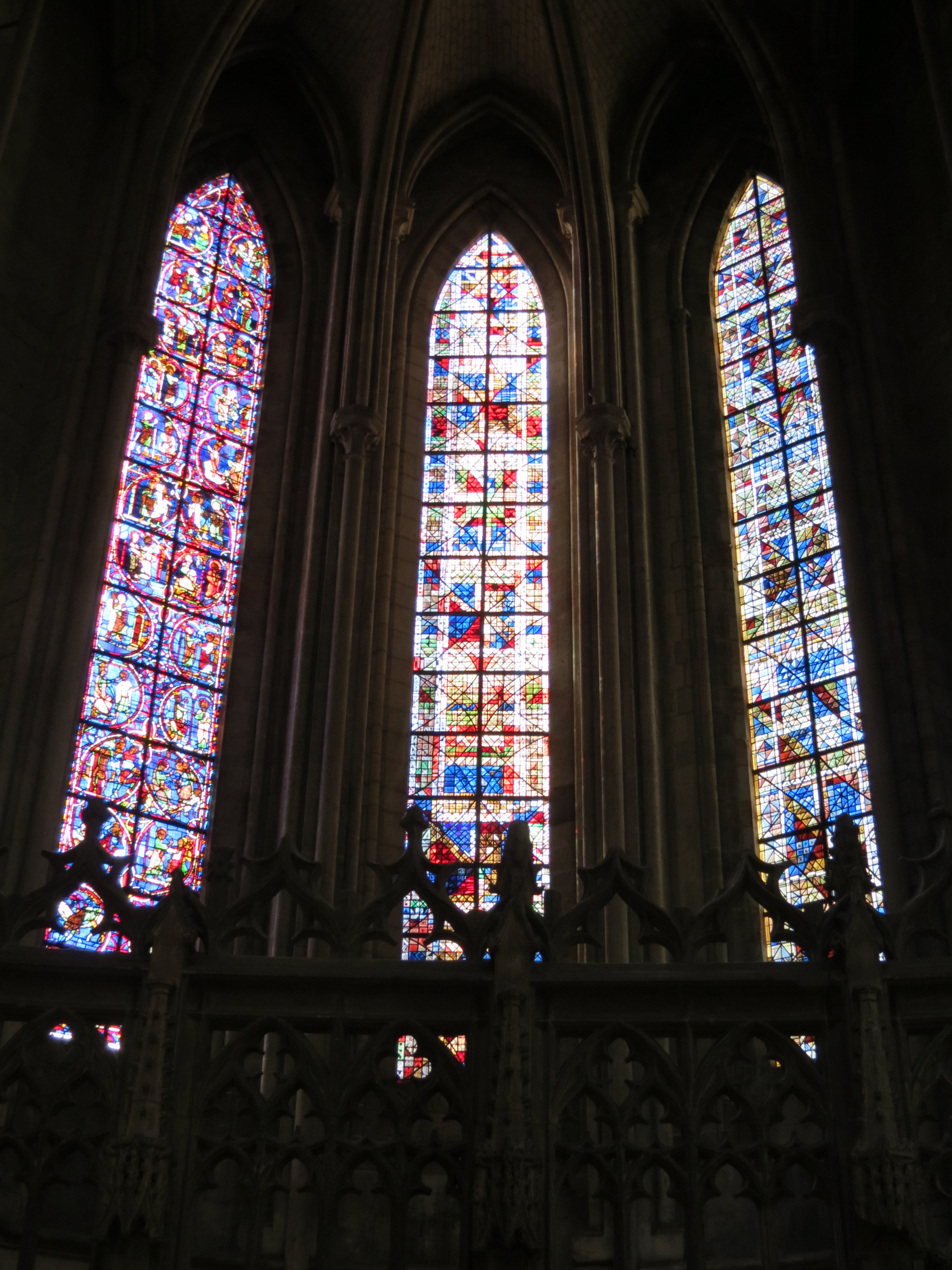
Vitraux.

#### La chapelle Saint-Pierre-Saint-Paul
Une inscription sur le mur est de la chapelle évoque le souvenir de Mathilde l'Emperesse, grand-mère de Richard Cœur de Lion et d'Henri le Jeune, dont les ossements ont été transférés dans la cathédrale en 1871, alors qu'ils reposaient auparavant à l'abbaye du Bec, où ils avaient été découverts. Ils ont été rapportés à la cathédrale par les soins d'Achille Deville et de l'abbé Langlois, directeur de la maîtrise de la cathédrale.
La chapelle abrite la tombe d'Henri de Bonnechose. Le cardinal de Bonnechose avait demandé à être représenté à genoux, tourné vers le maître-autel de la chapelle Saint-Pierre-Saint-Paul où avait été élue sa sépulture. L'œuvre est celle du sculpteur Henri Chapu. Il réalise une maquette à la fin 1889 qu'il expédie à Carrare. Il meurt sans pouvoir achever la traine de la cappa-magna. La statue est exposée au Salon de 1891 puis est mise en place. Le monument, dont le piédestal est l'œuvre d'Edmond Bonet, est inauguré le 23 mars 1893. Assise sur le socle, une grande statue de bronze, réalisation de Carlus, représentait la « France chrétienne ». Après guerre, seul l'orant de marbre blanc a été conservé et placé à l'entrée de la chapelle de la Vierge.
La clôture provient de l'église Saint-Paul de Rouen. À la suite de sa désaffection et désacralisation, le conseil municipal de Rouen a approuvé le 30 janvier 2025 la cession à titre gratuit à la DRAC de Normandie de la grille de chœur pour qu'elle rejoigne la cathédrale.
La baie no 13 contient dans une composition réalisée en 1980 par Sylvie Gaudin sept fragments de la Légende des Sept Dormants d'Éphèse. Les panneaux proviennent d'un vitrail qui se trouvait jusqu'en 1870 dans la baie d'une chapelle du collatéral sud.
Le retable du Grand-Saint-Romain provient de la chapelle du transept sud. Abîmé par les bombardements de 1944 (disparition de l'autel et du tableau central), il est remisé avant d'être réinstallé en 1996 dans la chapelle Saint-Pierre-et-Saint-Paul. Le tableau Les Adieux de saint Pierre et saint Paul par le Tellier est intégré à l'ensemble mais ne correspond pas aux dimensions de la toile d'origine. Le retable, restauré par Richard Duplat, se compose de 3 niveaux: en bas, l'espace de l'autel comportant un coffre-tabernacle de présentation des Saintes Huiles; au centre l'espace de la toile, occupé par une croix sur fond bleu, encadré de deux colonnes torses et de part et d'autres des niches abritant les statues de saint Nicolas et saint Nicaise; et en partie supérieure une nuée évoquant le ciel. La bénédiction du retable restauré se fera le 1er avril 2021.

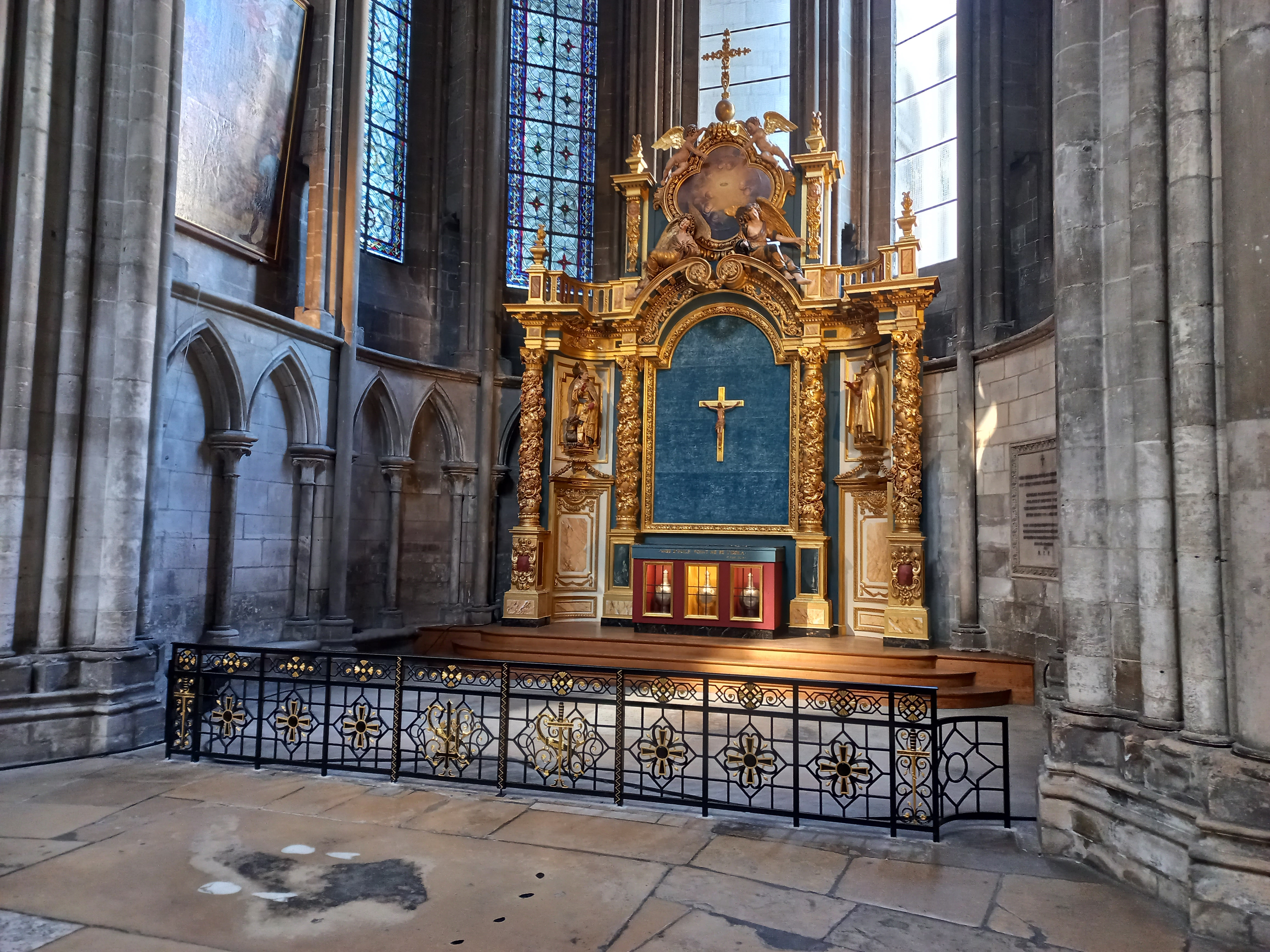
Vue d'ensemble de la chapelle.
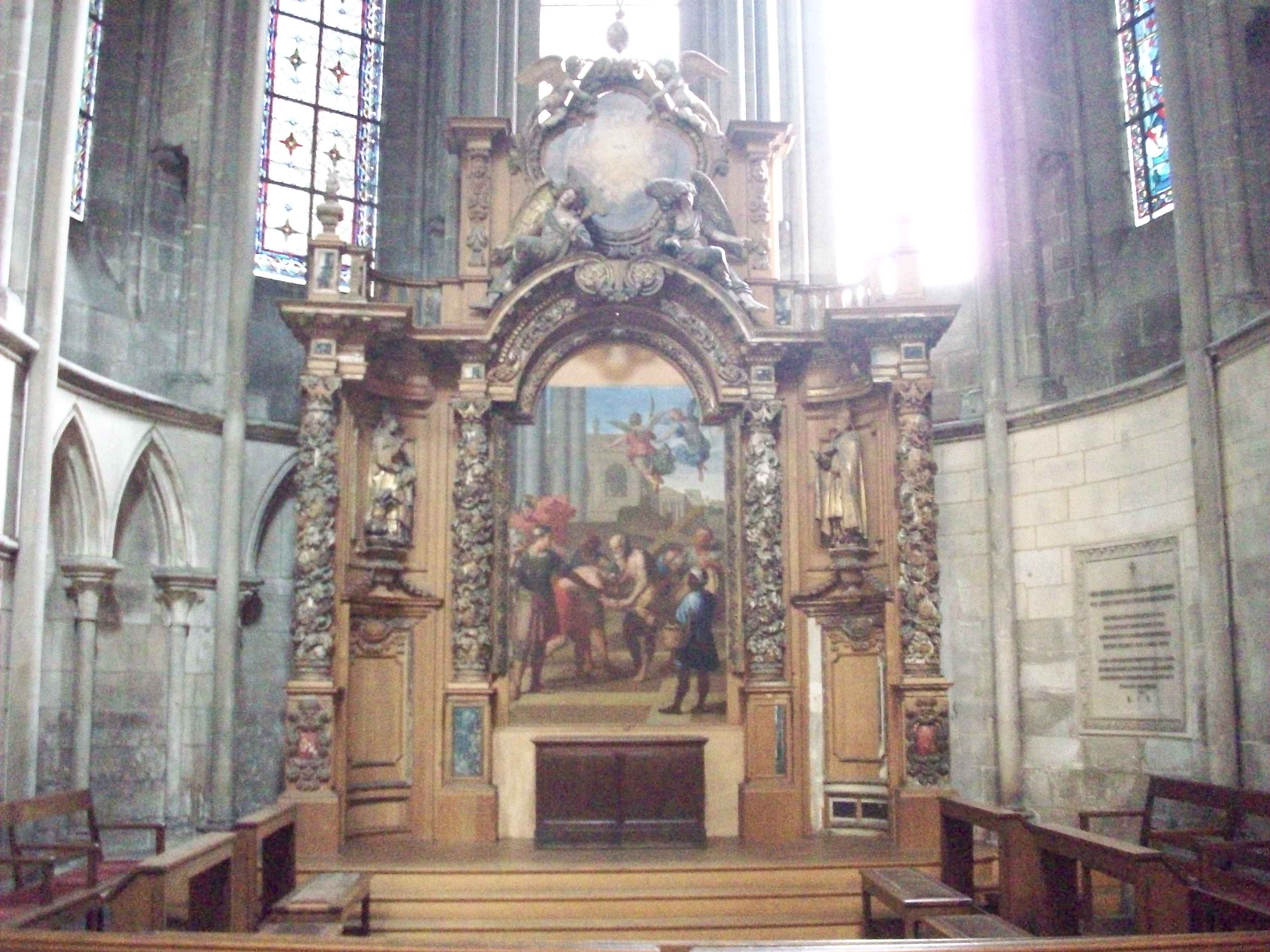
Retable avant restauration.
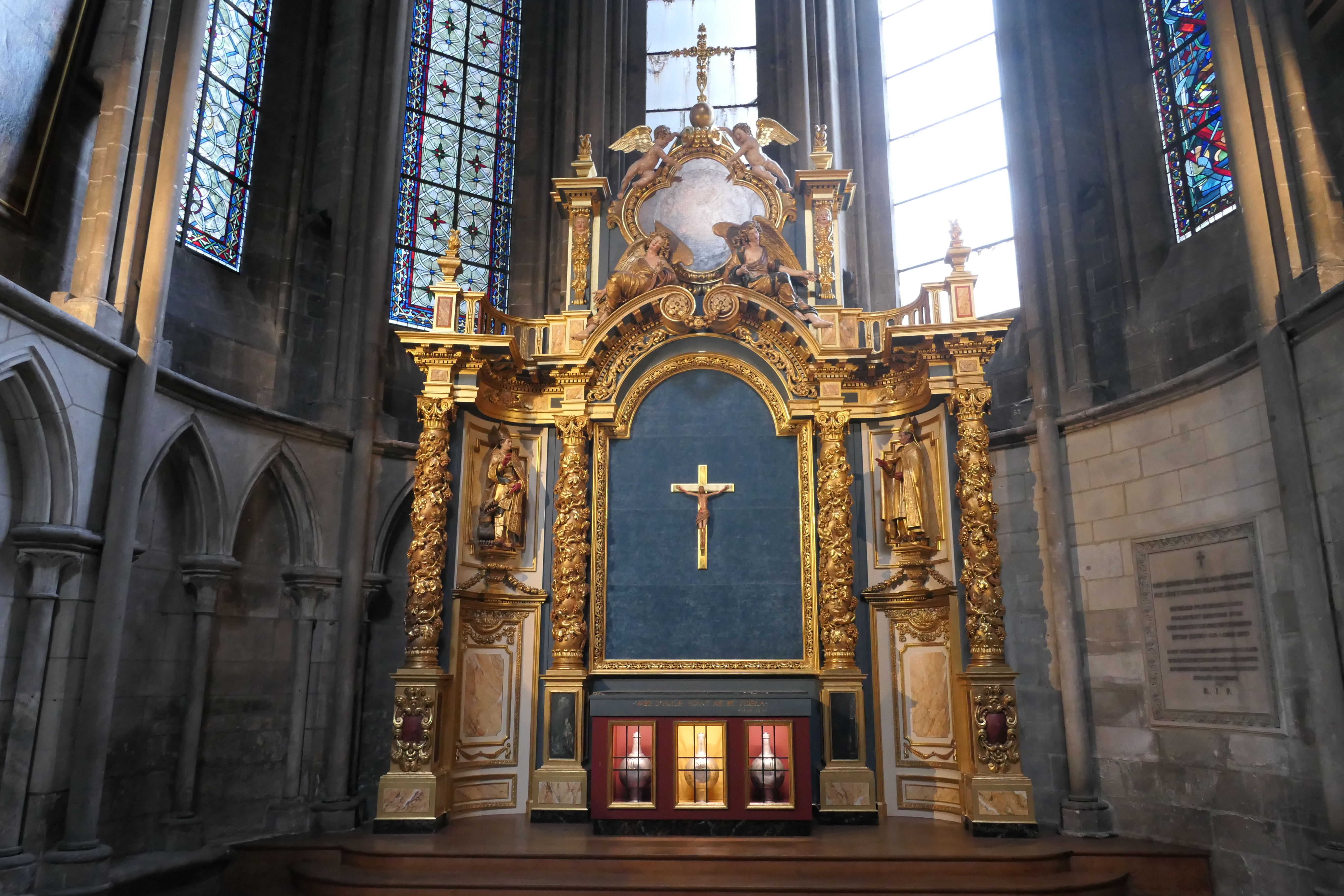
Retable après restauration.
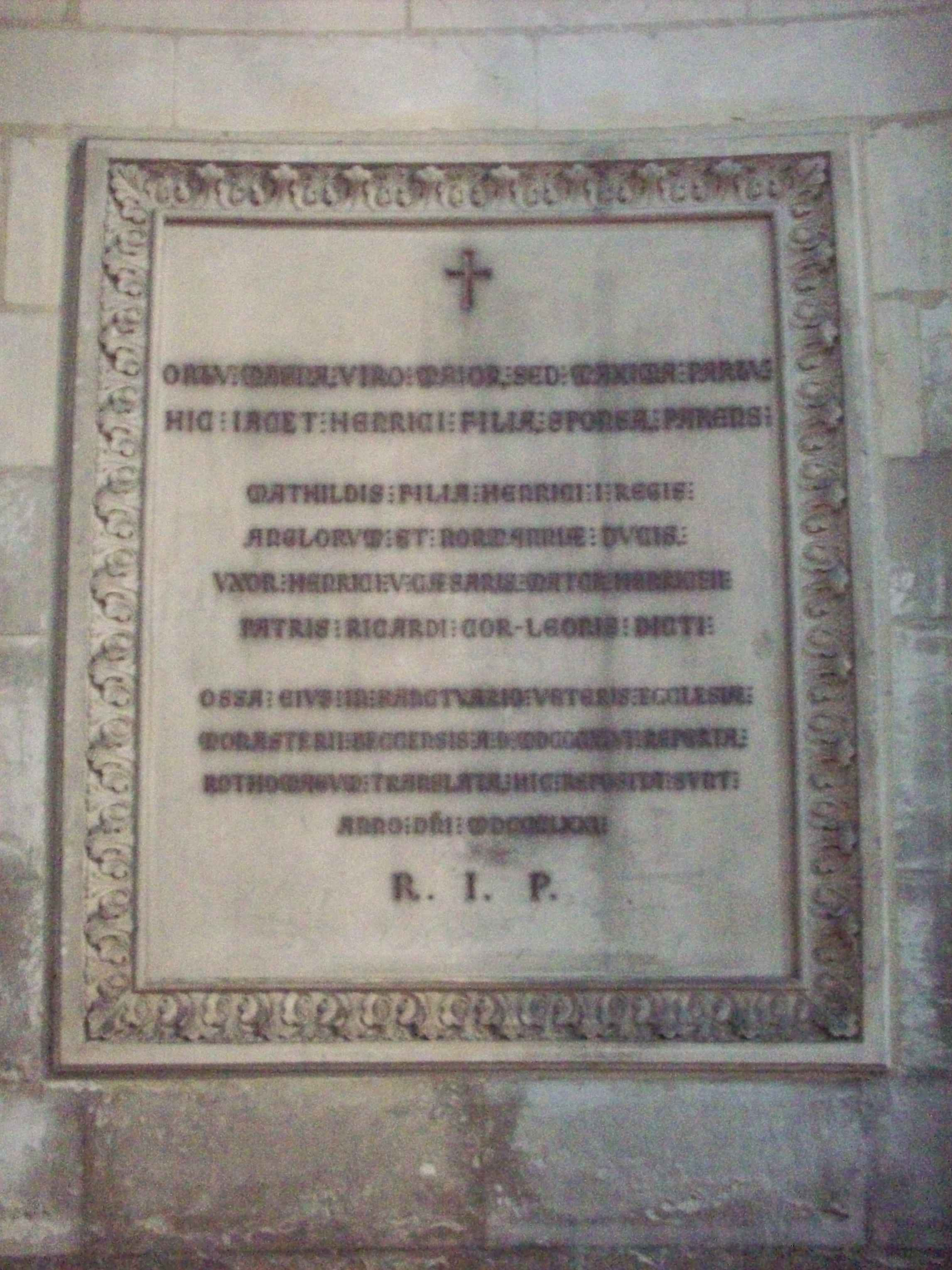
Plaque commémorative de Mathilde l'Emperesse.
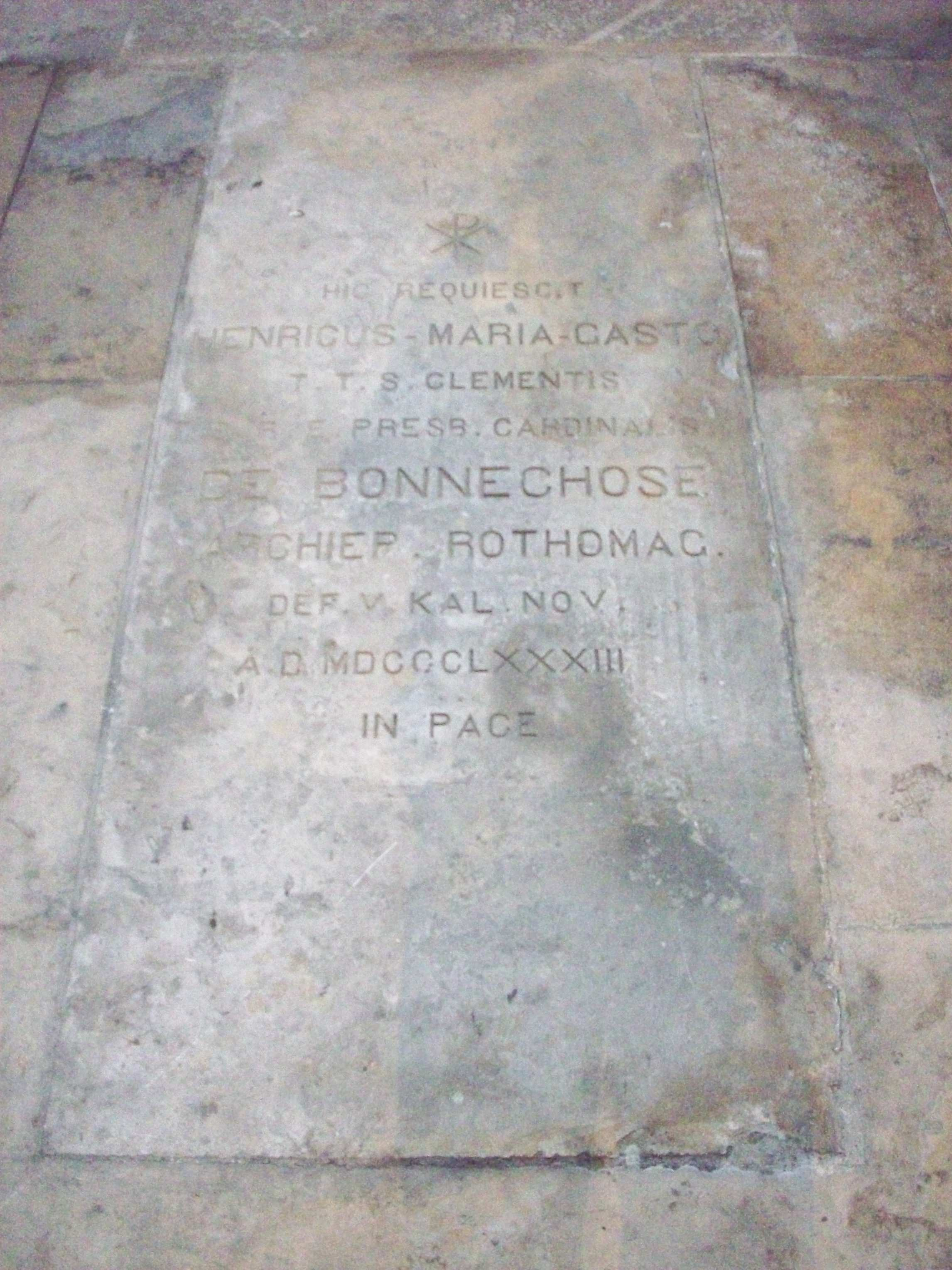
Tombe du cardinal Bonnechose.

### La chapelle de la Vierge

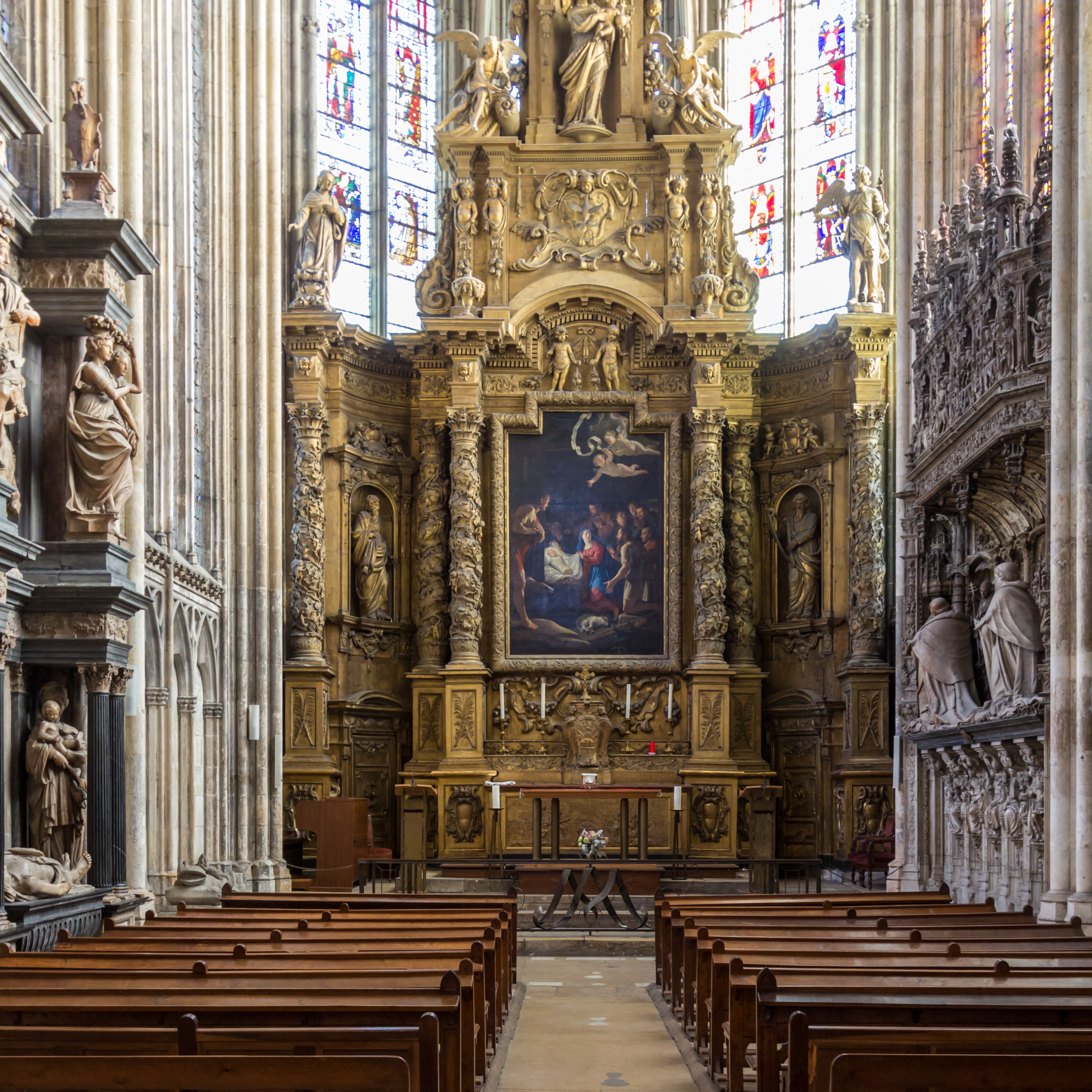
Chapelle de la Vierge.

La chapelle axiale de la cathédrale est dédiée à la Vierge Marie. Elle est constituée de trois travées droites et d'une abside à cinq pans. Elle est achevée entre 1305 et 1311. À son chevet se trouve un autel et un retable en bois sculpté et doré de Jean Racine (1643-1645), offert par la confrérie de la Sainte Vierge pour orner la chapelle axiale. Ils sont agrémentés d'une huile sur toile de Philippe de Champaigne (1629), l'Adoration des Bergers. Ce tableau a coûté à la confrérie 650 livres pour le peintre et 40 sous à un artiste rouennais pour l'achever.
Les baies qui possèdent des vitraux des XIVe et XVe siècles sont scandées par des faisceaux de fines colonnettes qui reçoivent les ogives : le remplage se poursuit sur les murs aveugles de la première travée. Les vitraux du chevet proviennent de l'église Saint-Vincent détruite en 1944, pour remplacer ceux du chevet de la chapelle disparus au XIXe siècle, consacrés à la Nativité et au couronnement de la Vierge. Les vitraux nord et sud, représentant les saints évêques de Rouen, sont remontés en 1951 par le maître-verrier Gaudin. Au nord, sont présentés dans la première fenêtre saint Marcellin, saint Maurice, saint Silvestre et saint Eusèbe. La deuxième fenêtre accueille saint Ouen, saint Ansbert, saint Godard et saint Filleul. Les fenêtres au sud représentent dans la première saint Romain, saint Évode, saint Victrice et saint Innocent et dans la deuxième saint Prétextat, saint Maurille, saint Rémi et saint Hugues.
De nombreux tombeaux ornent la chapelle :
- Le mausolée monumental des cardinaux d'Amboise, représentant les orants de Georges d'Amboise et son neveu Georges II d'Amboise, œuvre de Roulland Le Roux et Pierre des Aubeaux, chef-d'œuvre de la sculpture du début du XVIe siècle[MH 23].

Une épitaphe est présente concernant uniquement Georges d'Amboise : 
- Le gisant du cardinal prince de Croy, archevêque de Rouen (1824-1844), sculpté par Fulconis en 1856[210]. Épitaphe : « GVSTAV[us] MAXIMIL[ianus] IVSTVS, PRINCEPS A CROY, CARDINALIS, /
 ARCHIEPISC[opus] ROTHOMAGEN[sis], NORMANN[niæ] PRIMAS, /
 GREGE IN FIDE ET LENITATE ANNOS BIS DENOS PASTO[ravit] /
 IMMORTALI MORTALEM. KAL[endas] IANVAR[i] M.DCCC.XLIV VITAM COMMVTAVIT »
- Le tombeau de Louis de Brézé (mort en 1531), sénéchal de Normandie, en albâtre, marbre noir et blanc[MH 24], comprenant son transi. De la Seconde Renaissance milanaise du milieu du XVIe siècle, ce tombeau réalisé entre 1536 et 1544 sur la commande Diane de Poitiers son épouse, peut être attribué à Jean Goujon[211].
- L'enfeu de Pierre de Brézé et de sa femme Jeanne du Bec-Crespin, de style flamboyant de la fin du XVe siècle[MH 25].
- L'orant en marbre blanc du cardinal de Bonnechose, du sculpteur Chapu (1891)[212].

Sur le mur sud sont apposées des plaques commémoratives des archevêques de Rouen.

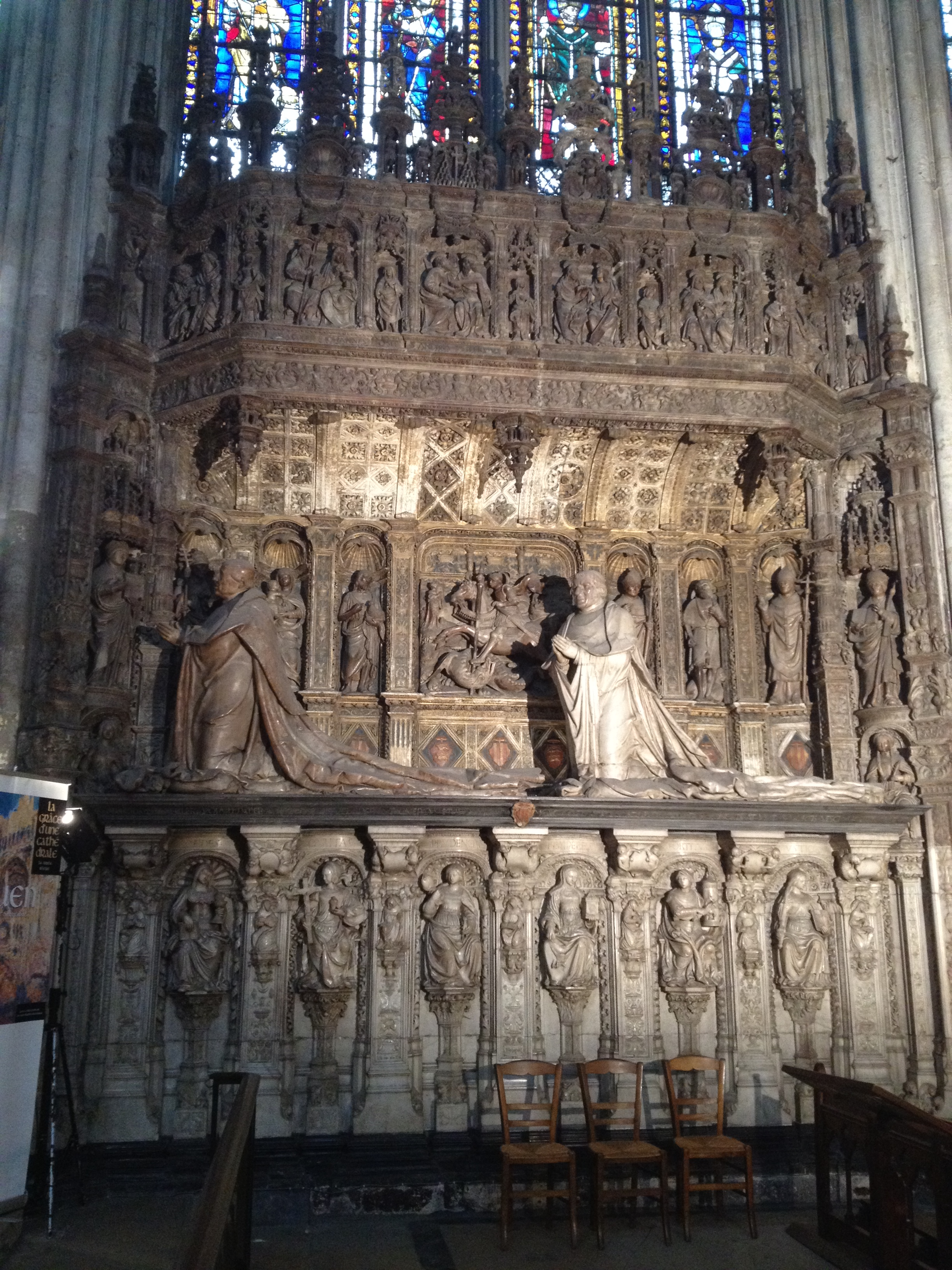
Mausolée des cardinaux d'Amboise, œuvre de Roulland Le Roux et Pierre des Aubeaux.
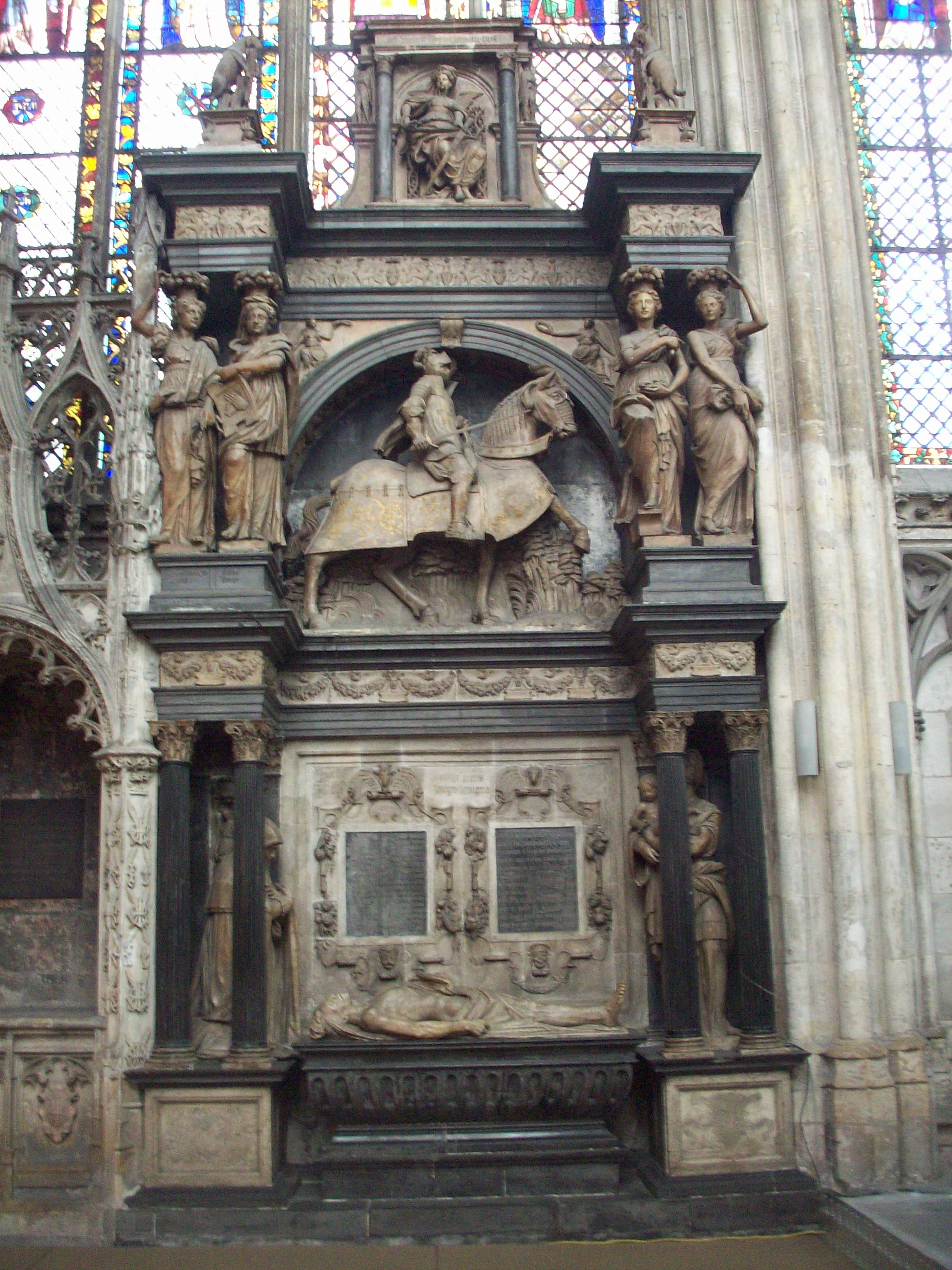
Tombeau de Louis de Brézé.
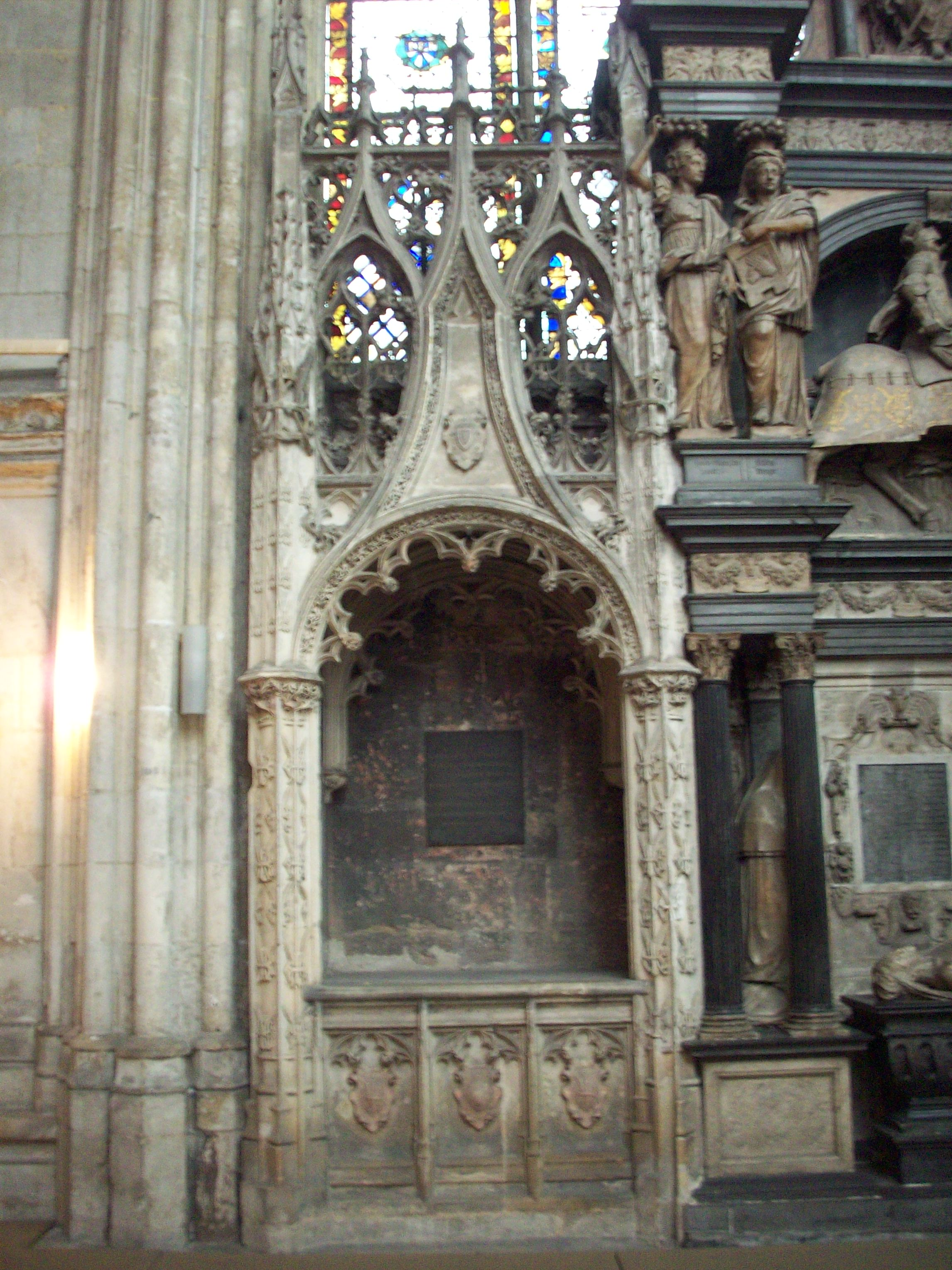
Enfeu de Pierre de Brézé et de sa femme Jeanne du Bec-Crespin.
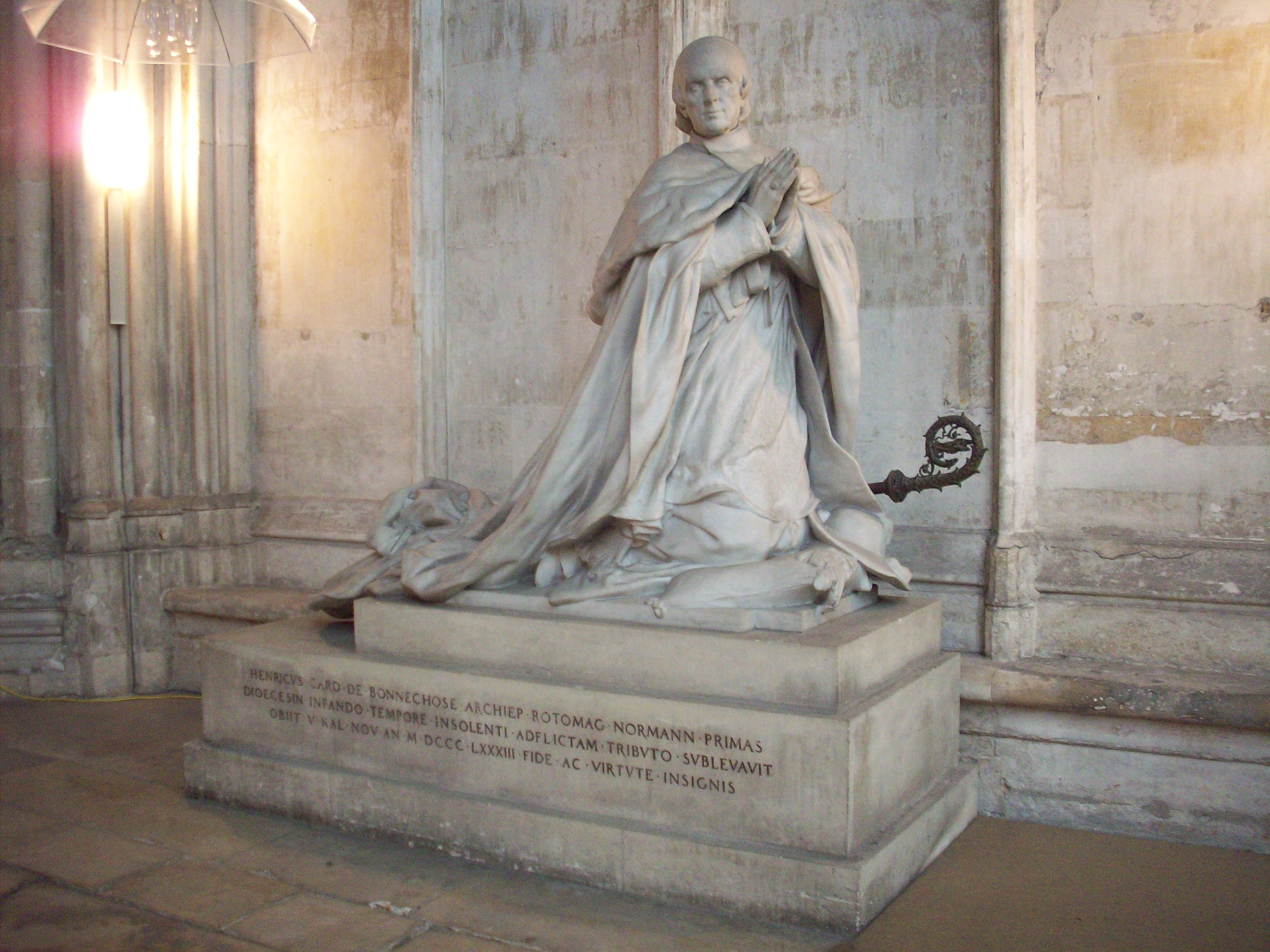
Orant d'Henri de Bonnechose.
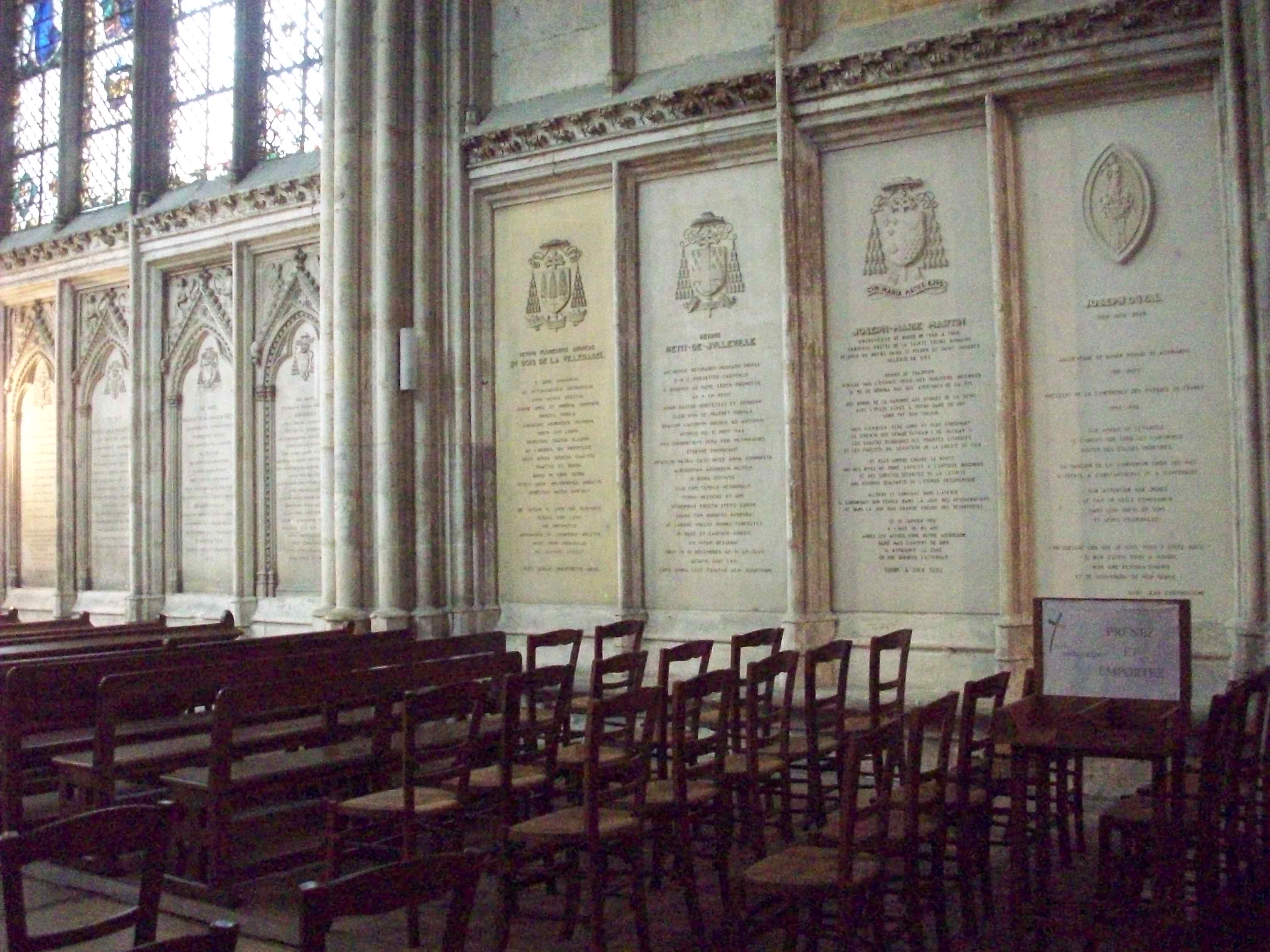
Plaques commémoratives des anciens archevêques.

### La crypte
L'accès à la crypte se fait depuis la chapelle Sainte Jeanne-d'Arc, dans le croisillon sud.
Arasée et comblée lors de la reconstruction du chœur gothique au début du XIIIe siècle, les premières preuves de l’existence de cette crypte sont apportées au XIXe siècle, par la découverte de vestiges dans la partie nord du déambulatoire et dans le bras nord du transept. Georges Lanfry démontra son existence dans les années qui ont suivi et la dégagea de ses décombres de 1931 à 1934. Dès 1935, la crypte dégagée permet la célébration de la messe. Pendant les travaux de restauration à la suite des destructions que la cathédrale a subies des bombardements de la Seconde Guerre mondiale, l'excavation de la crypte est entreprise. Elle est aménagée en 1956. C'est à ce moment qu'est découverte la crypte rectangulaire. Pour la conserver, une dalle en béton a été coulée sur laquelle repose le sol du chœur, permettant de conserver ces vestiges. La crypte rectangulaire conserve des chapiteaux datés des années 1150 qui seraient selon Lindy Grant des vestiges d'une reconstruction de la nef. La crypte rectangulaire était séparée du déambulatoire qui ouvrait sur trois absidioles rayonnantes. Un fragment conservé au musée des Antiquités montre le pavage de la crypte au XIe siècle en pierre et marbre.
Une légende racontait avant leur découverte qu'il existait sous la cathédrale d'immenses souterrains et un lac sur lequel on naviguait en bateau.
Depuis octobre 2014, une plaque apposée à l'occasion du millénaire du baptême de saint Olaf, roi de Norvège, rappelle qu'il fut baptisé ici en l'année 1014. Un reliquaire contenant un morceau d'os du bras y a été également déposée. En 2015, le reliquaire a été placé dans l'une des chapelles du bas-côté nord.

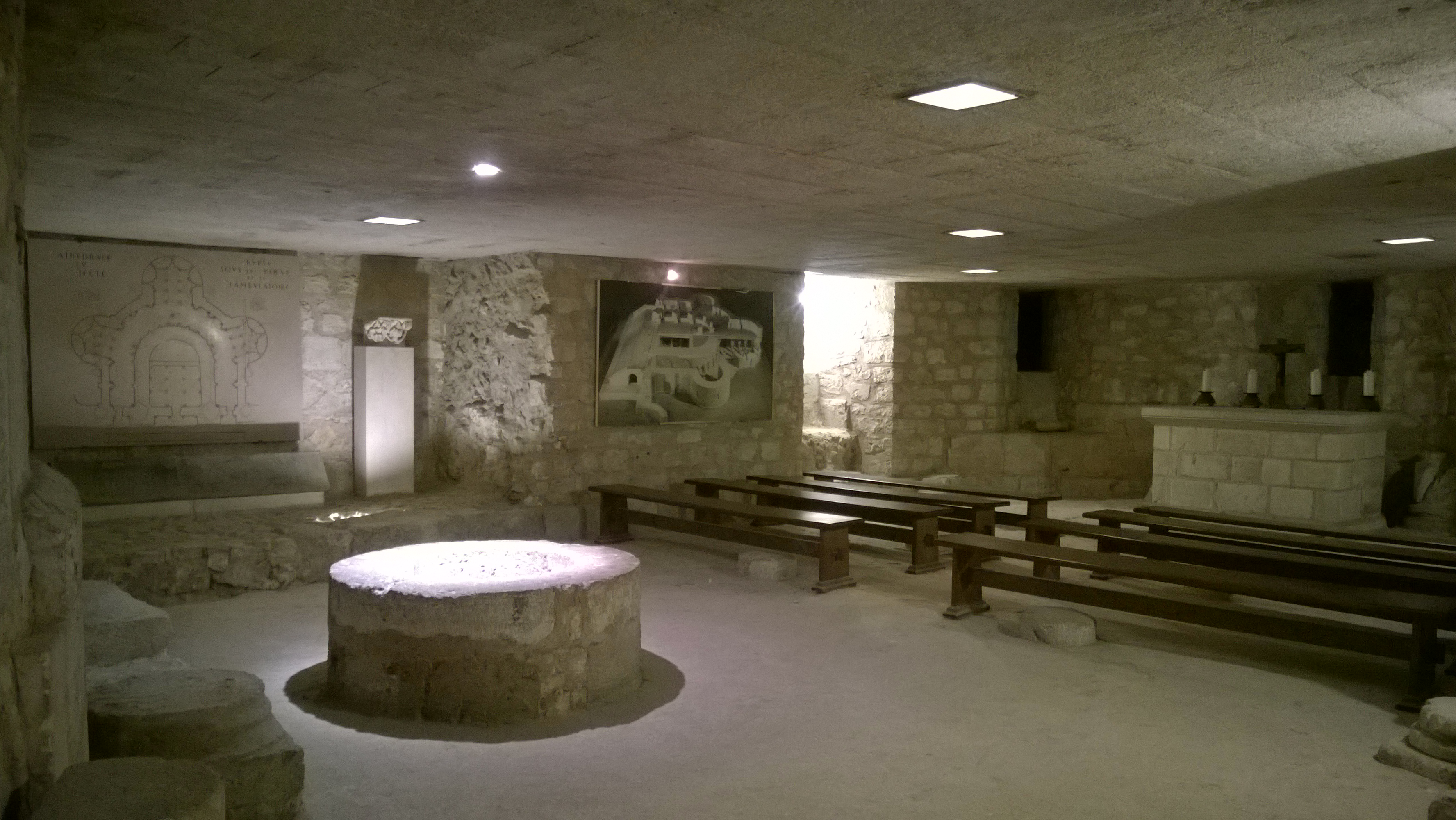
Chapelle absidiale de la crypte, située sous le chœur.
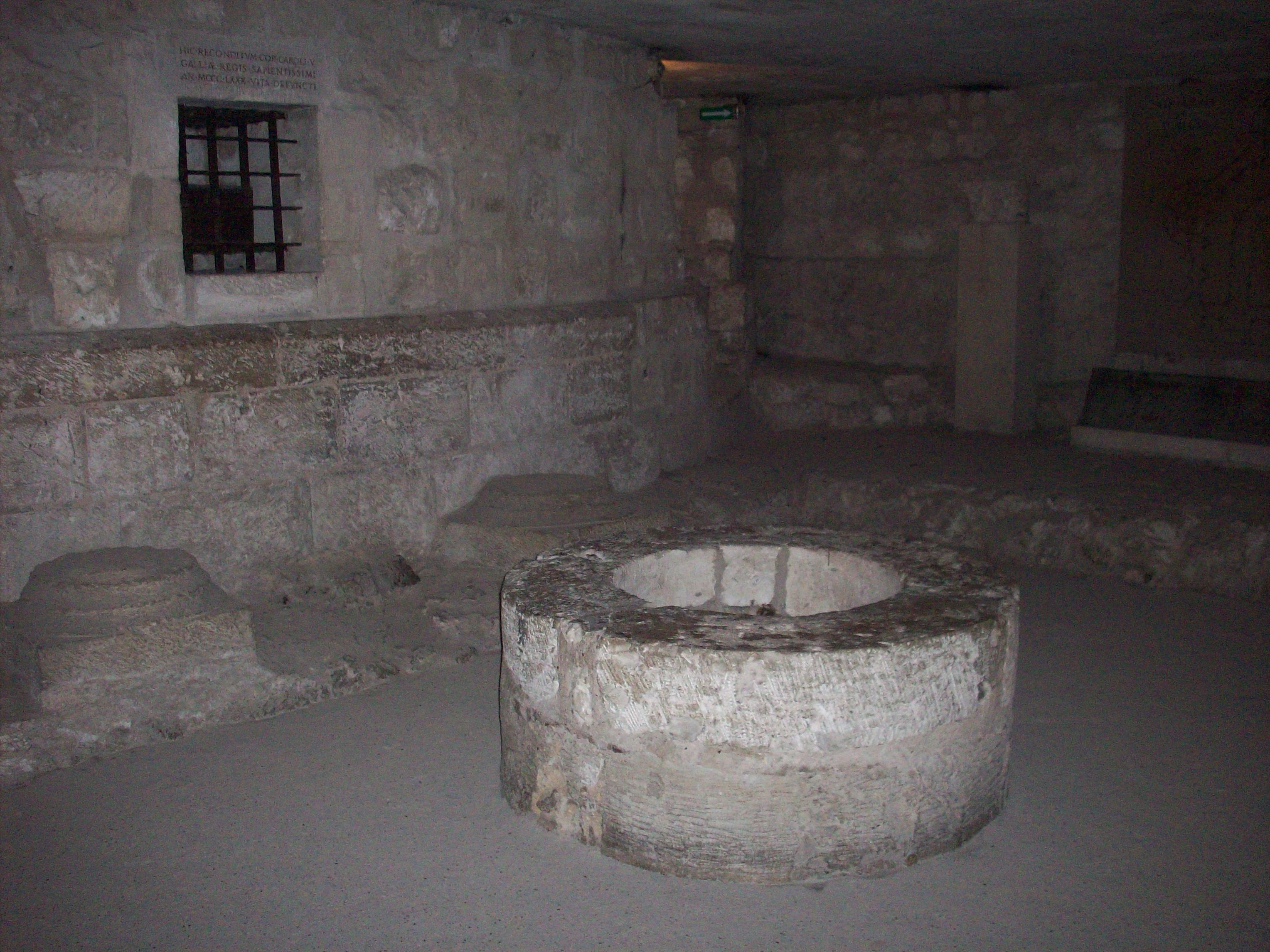
Puits de l'œuvre situé dans la chapelle absidiale et la niche engrillagée, qui contient le coffret de plomb renfermant le cœur du roi de France Charles V, retrouvé lors des fouilles de 1931.
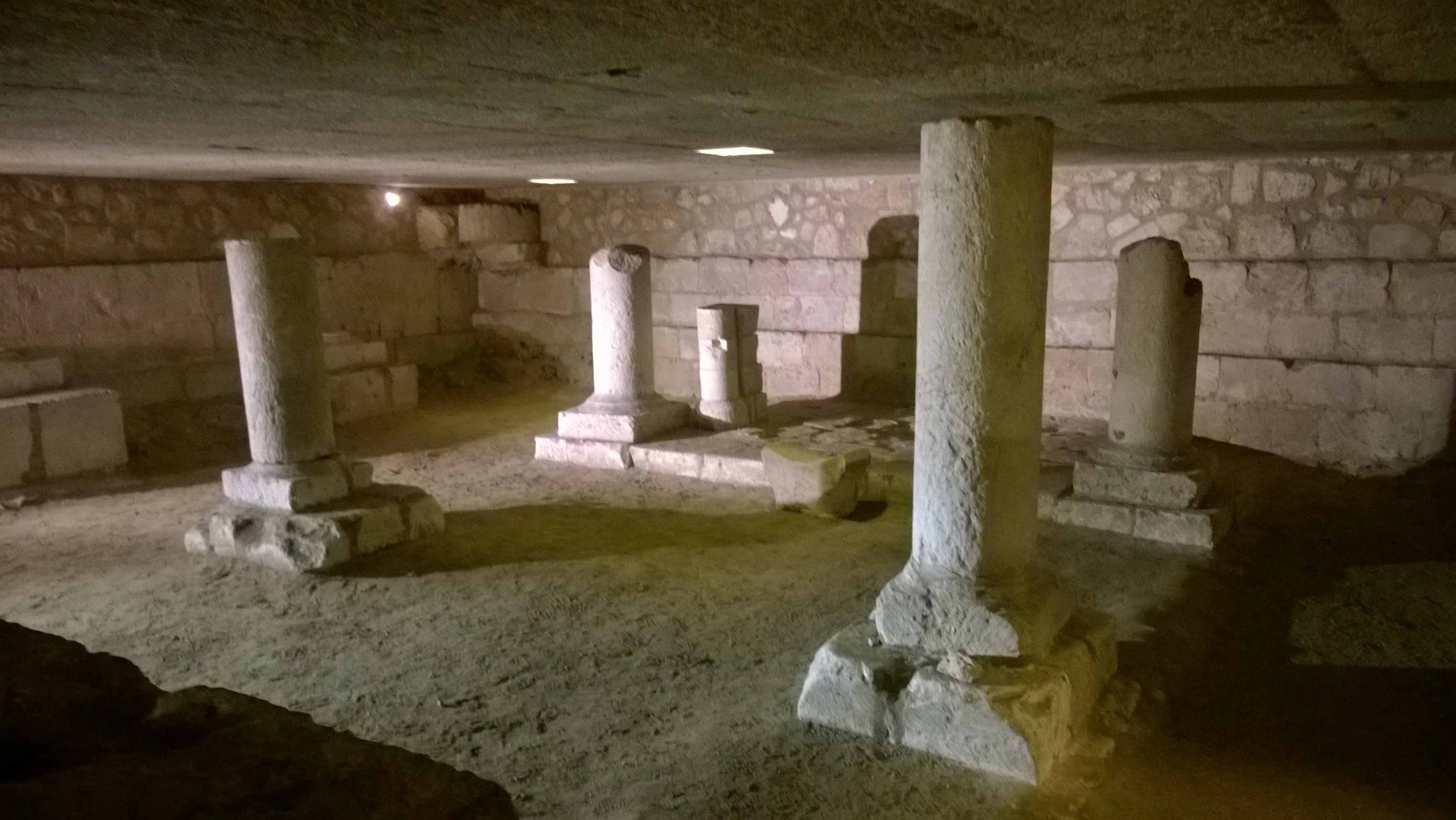
Vue de la crypte rectangulaire.
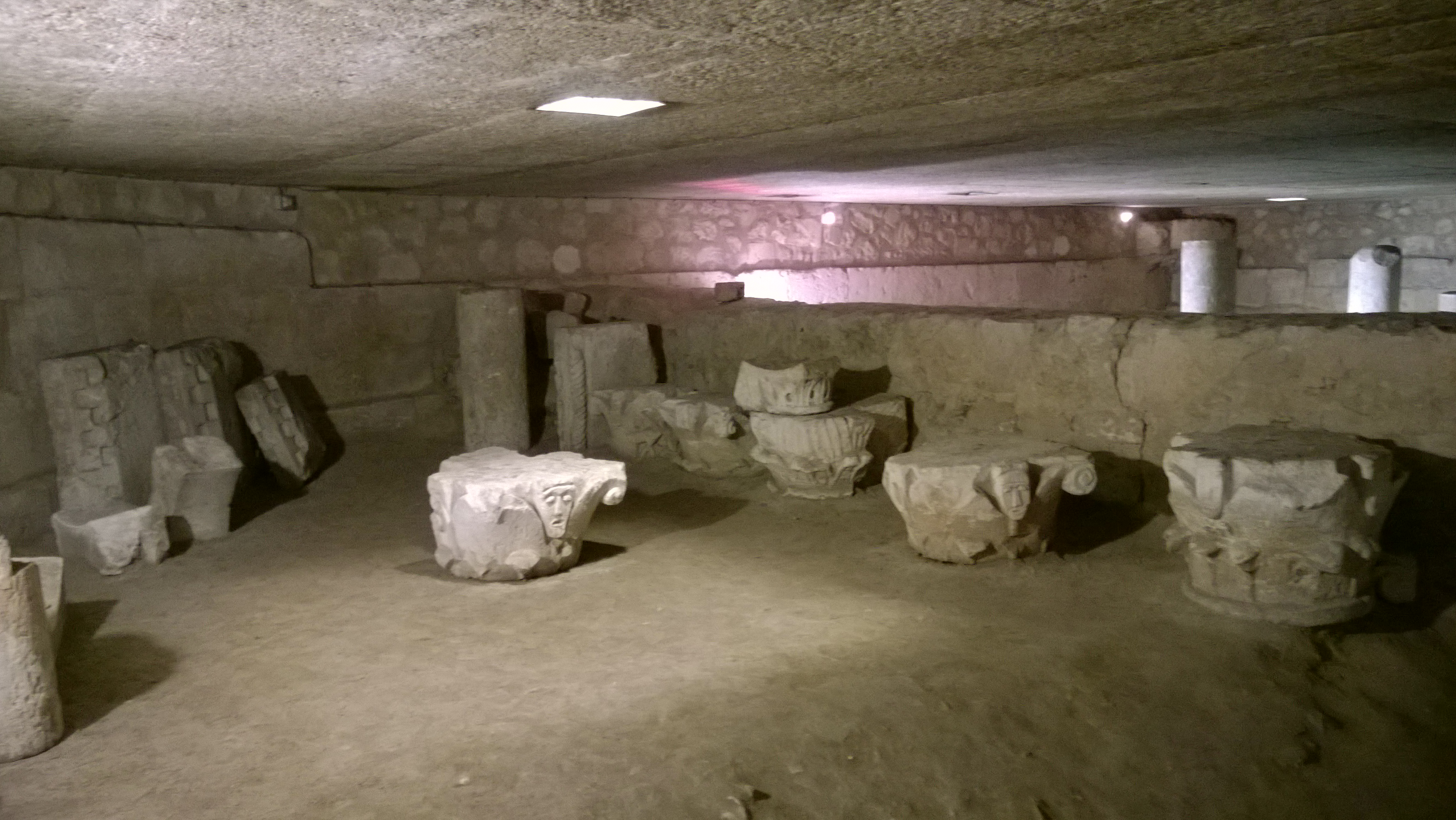
Dépôt lapidaire de chapiteaux et corniches de la cathédrale romane.

### Les vitraux

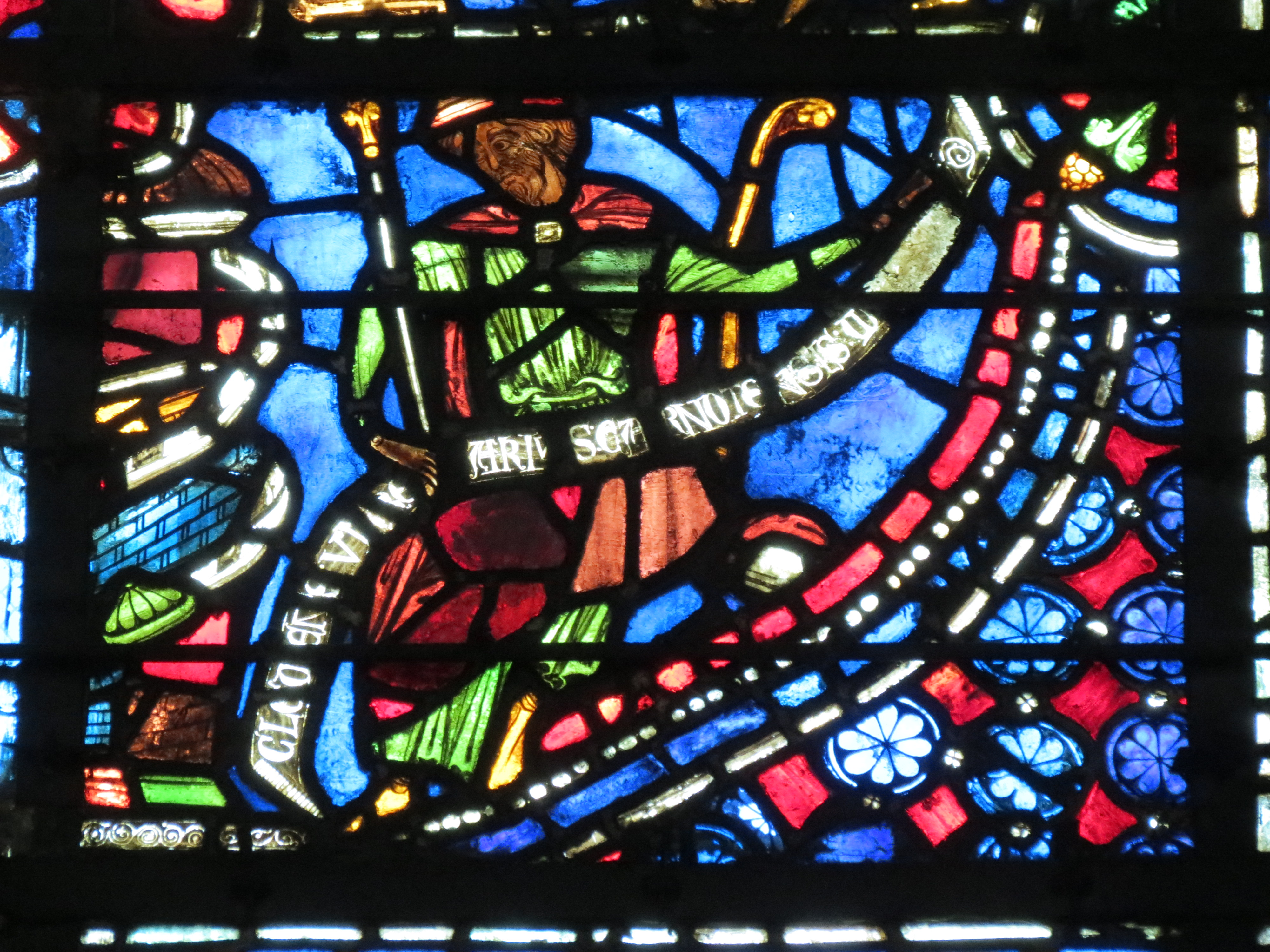
Baie 9, détail d'un phylactère qui porte l'inscription « CLEMENS VITREARIUS CARNOTENSIS M(E FECIT) ».

Dès 1939, à l'initiative de Jean Lafond, historien du vitrail, la totalité des vitraux anciens sont déposés pour ne laisser en place que les vitraux du XIXe siècle, et envoyés pour l’essentiel dans la salle-basse du donjon de Niort.
Au nord, deux chapelles du collatéral recèlent les vitraux les plus anciens conservés en place en Normandie. Ces vitraux de 1200 surnommés depuis le XIVe siècle « les Belles Verrières » sont célèbres pour leur couleur bleue « de Chartres ». Remontés après la création des chapelles vers 1270, plusieurs vitraux ont été assemblés dans deux baies plus grandes, no 51 et 53 et mélangent des scènes des vies de sainte Catherine, saints Sever d'Avranches et Sévère de Ravenne, saint Nicolas, saint Jean-Baptiste et saint Étienne.
La verrière des Sept Dormants d'Éphèse, encore en place dans une baie du collatéral sud en 1832, d'après un dessin d'Eustache-Hyacinthe Langlois est déposé vers 1870, dû à son mauvais état et une restauration de mauvaise qualité. Entreposée dans des caisses, des panneaux sont vendus. Quatre sont achetés au début du XXe siècle par des musées américains. Sept autres sont remontés en 1980, dans la baie no 13 de la chapelle Saint-Pierre-Saint-Paul, dans une composition contemporaine de Sylvie Gaudin.
Le vitrail dans le déambulatoire nord, baie no 9, auprès de la chapelle de la Vierge, racontant la vie du patriarche Joseph et offert par les tondeurs de drap, porte l'inscription dans un phylactère « CLEMENS VITREARIUS CARNOTENSIS M(E FECIT) »,. Les parties inférieures des deux baies no 51 et 53 des chapelles où se trouvent les « Belles Verrières » sont garnies de vitraux différents, datés du XVe siècle, œuvre de Guillaume Barbe, maître-verrier de la cathédrale..
Au sud, les chapelles du collatéral ne recèlent pas d'anciens vitraux, car la plupart d'entre elles ont été détruites par les chanoines aux XVIIe et XVIIIe siècles pour attirer la lumière dans l'édifice assombri par ses anciens vitraux opaques. Les verrières actuelles de la majorité des chapelles du collatéral sud sont des œuvres contemporaines du maître-verrier Max Ingrand réalisées dans les années cinquante, comme pour la chapelle sainte Jeanne-d'Arc dans le croisillon sud.
Un vitrail de la première moitié du XIIIe siècle au nord du déambulatoire, offert par la corporation des poissonniers, raconte la légende de saint Julien l'Hospitalier qui inspira par ailleurs Flaubert dans son ouvrage intitulé Trois contes.

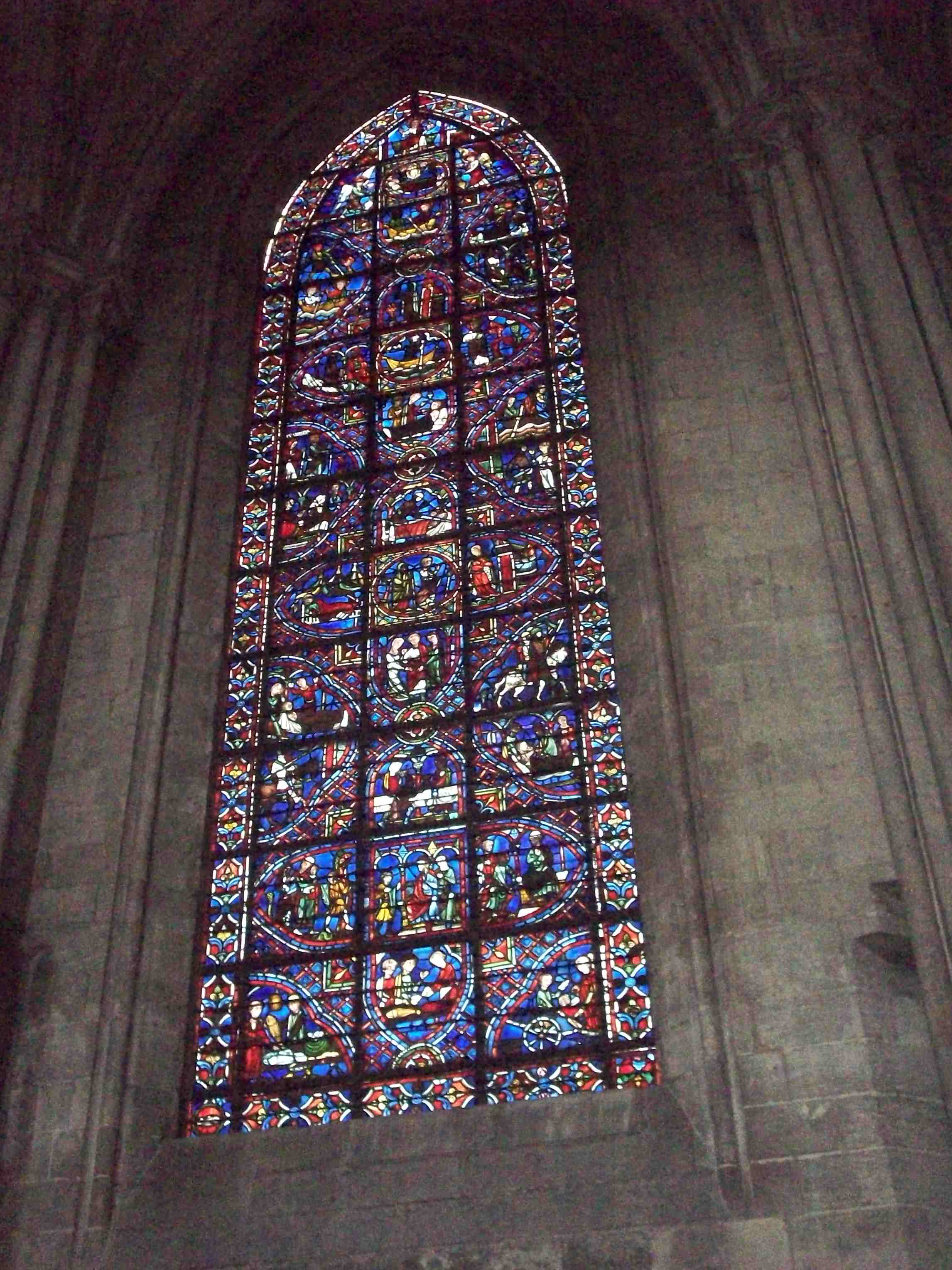
Vitrail de Saint-Julien l'Hospitalier dans le déambulatoire nord.
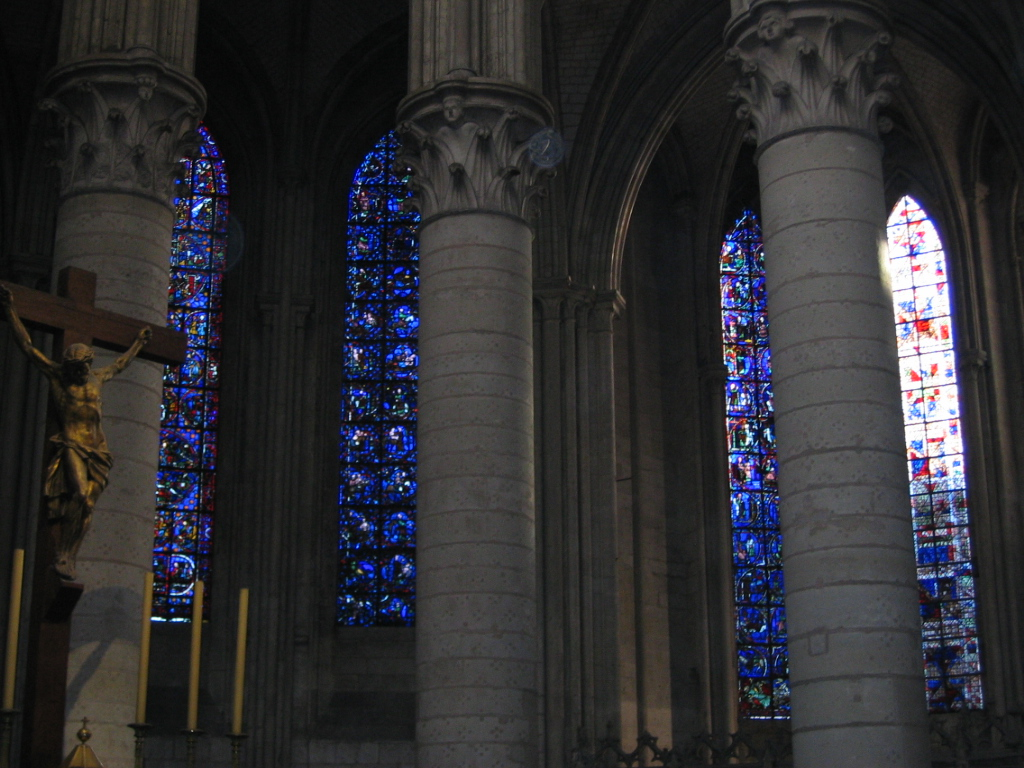
Vitraux du XIIIe siècle dans le déambulatoire sud.
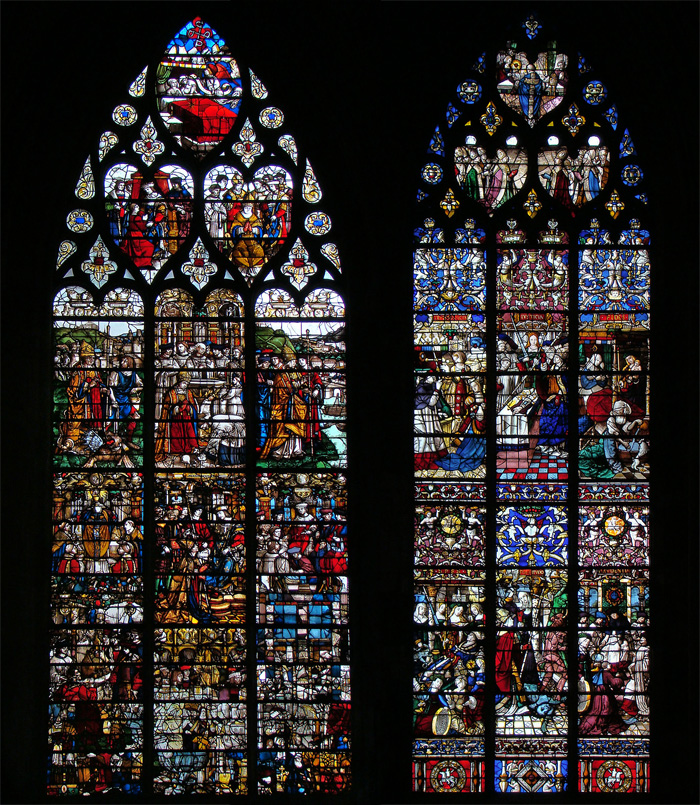
Vitraux Renaissance dans le croisillon sud du transept.

## La cathédrale aujourd'hui

### La cathédrale dans le diocèse
La cathédrale, est, étymologiquement, le lieu de la cathèdre, c'est-à-dire le siège de l'évêque. Mais celui-ci n'est pas présent en permanence dans son église. Le recteur est le prêtre responsable de la cathédrale en tant que monument et en tant que première église du diocèse.
Elle fait partie avec les églises Sainte-Jeanne-d'Arc, Saint-Godard et Saint-Patrice de la paroisse Notre-Dame de Rouen Centre. Elle dépend du doyenné de Rouen-Nord de l'archidiocèse de Rouen.

### Les messes en temps ordinaire
Deux messes sont célébrées chaque dimanche, à huit heures et demie et dix heures et demie, la seconde accompagnée des chœurs de la Maîtrise Saint-Évode. En semaine, les messes ont lieu à dix heures dans la chapelle d'Albane située dans la sacristie.

### Visites
Des visites en accès libre sont possibles en dehors des cérémonies religieuses. Des visites guidées gratuites sont proposées le samedi à 14 h 30. Pour les groupes et les accès aux espaces fermés (baptistère, crypte et chapelle de la Vierge), une réservation avec participation financière est demandée.

### Conservation
La conservation et les travaux de la cathédrale sont assurés par l’État au travers de la DRAC. L'architecte des bâtiments de France est le conservateur de l'édifice. Il en assure la conservation préventive, la sécurité et les travaux d'entretien et de réparation.
L'architecte en chef des monuments historiques assurent les travaux de restauration décidés par le conservateur régional des monuments historiques.

## La cathédrale de Rouen dans les arts et la culture

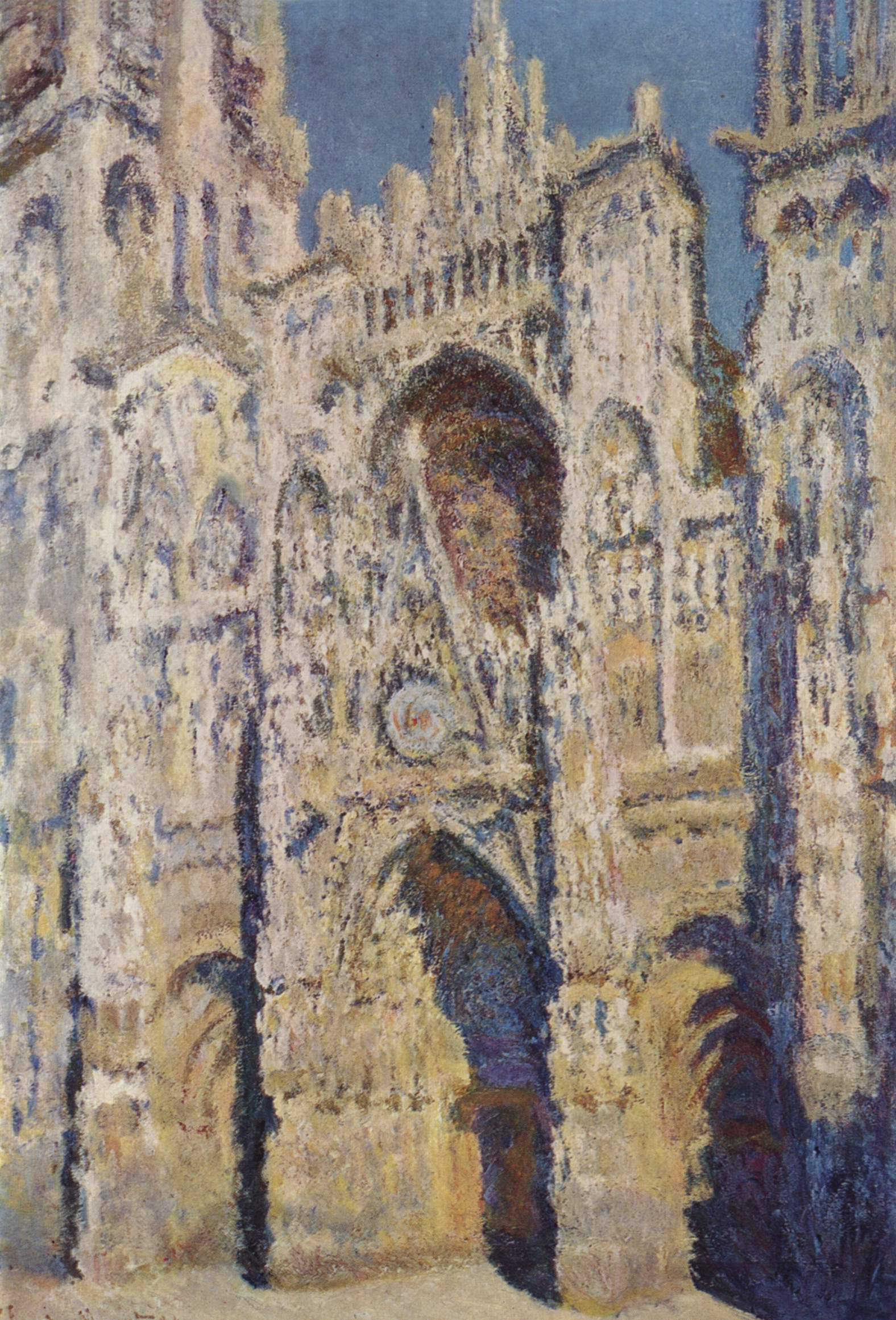
La cathédrale de Rouen (le portail et la tour Saint-Romain), harmonie bleu et or peinte par Claude Monet en 1893.

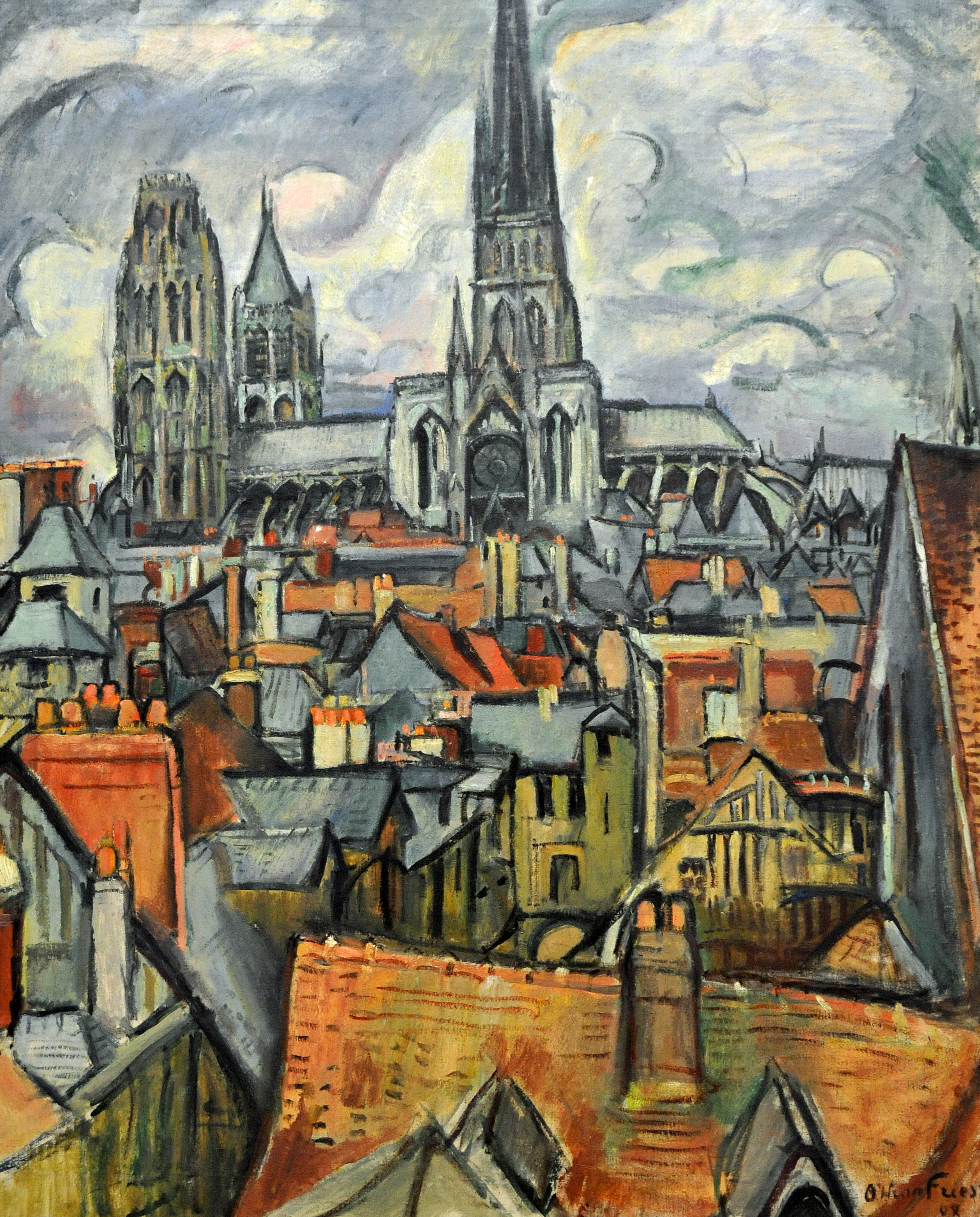
Othon Friesz : la cathédrale Notre-Dame de Rouen vue par dessus les toits. Musée de l'Ermitage à Saint-Pétersbourg

La cathédrale a inspiré de nombreux artistes, le plus connu restant Claude Monet.
Richard Parkes Bonington la représente dans Vue de Rouen depuis la Seine dans un tableau datant de 1822. David Roberts la peint en 1824. Joseph Mallord William Turner en a fait un petit tableau en gouache et aquarelle vers 1832. William Parrott peint son chevet depuis la rue des Bonnetiers en 1860. En 1908, Othon Friesz la représente vue par dessus les toits.
Plus tard, Camille Pissarro l'inclut en 1896 dans son tableau Les Toits du vieux Rouen, cathédrale Notre-Dame et en 1898 dans Rue de l'Épicerie, Rouen.

### Par Claude Monet
Durant les années 1890, Claude Monet travaille à plusieurs séries de peintures représentant le même sujet. La série la plus connue est peut-être celle qui représente la façade de la cathédrale de Rouen. Monet en peint 28 versions distinctes (les deux qui complètent la série, 30 en tout, représentent la cour d’Albane), réalisées avec une lumière variable en fonction des différentes heures du jour et des conditions climatiques de l'instant.
Trois lieux distincts vont servir de points d'observation et de création à l'artiste, ce qui donne trois perspectives différentes : les deux premières toiles vont être peintes de la maison à colombage, aujourd'hui plâtrée, à l'angle de la rue du Gros-Horloge, les suivantes sont réalisées à partir d'une fenêtre au premier étage de l’ancien Bureau des Finances (office de tourisme) qui était à l'époque un grand magasin de vêtements. Les dernières toiles sont peintes d'une maison sise rue Grand-Pont, disparue avec la Seconde Guerre mondiale. Il termine en fait un certain nombre de ces peintures, plus tard, dans son atelier de Giverny.

Photos montrant l'évolution de la façade depuis l'époque de Monet et les trois modifications principales
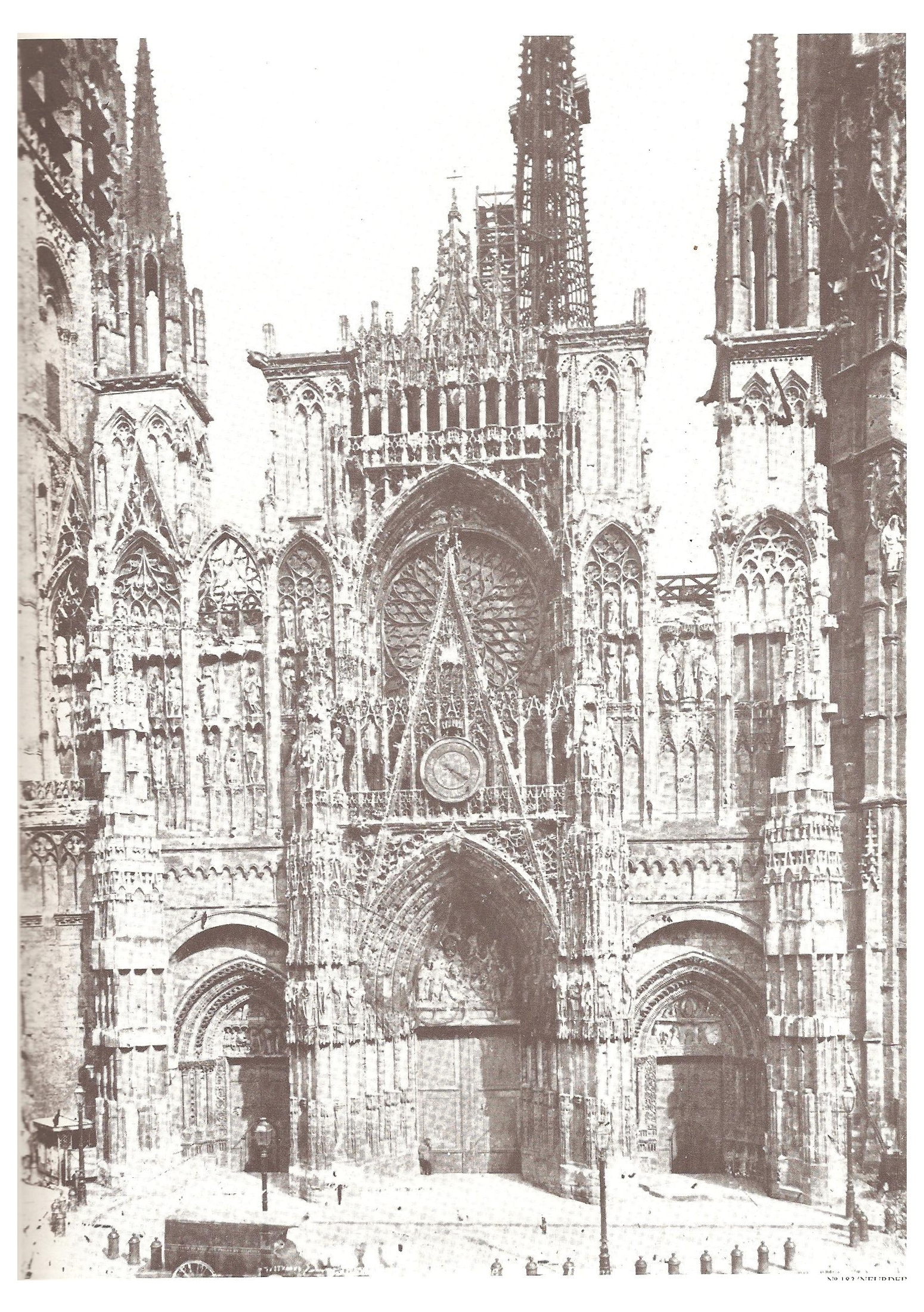
La façade en 1881.
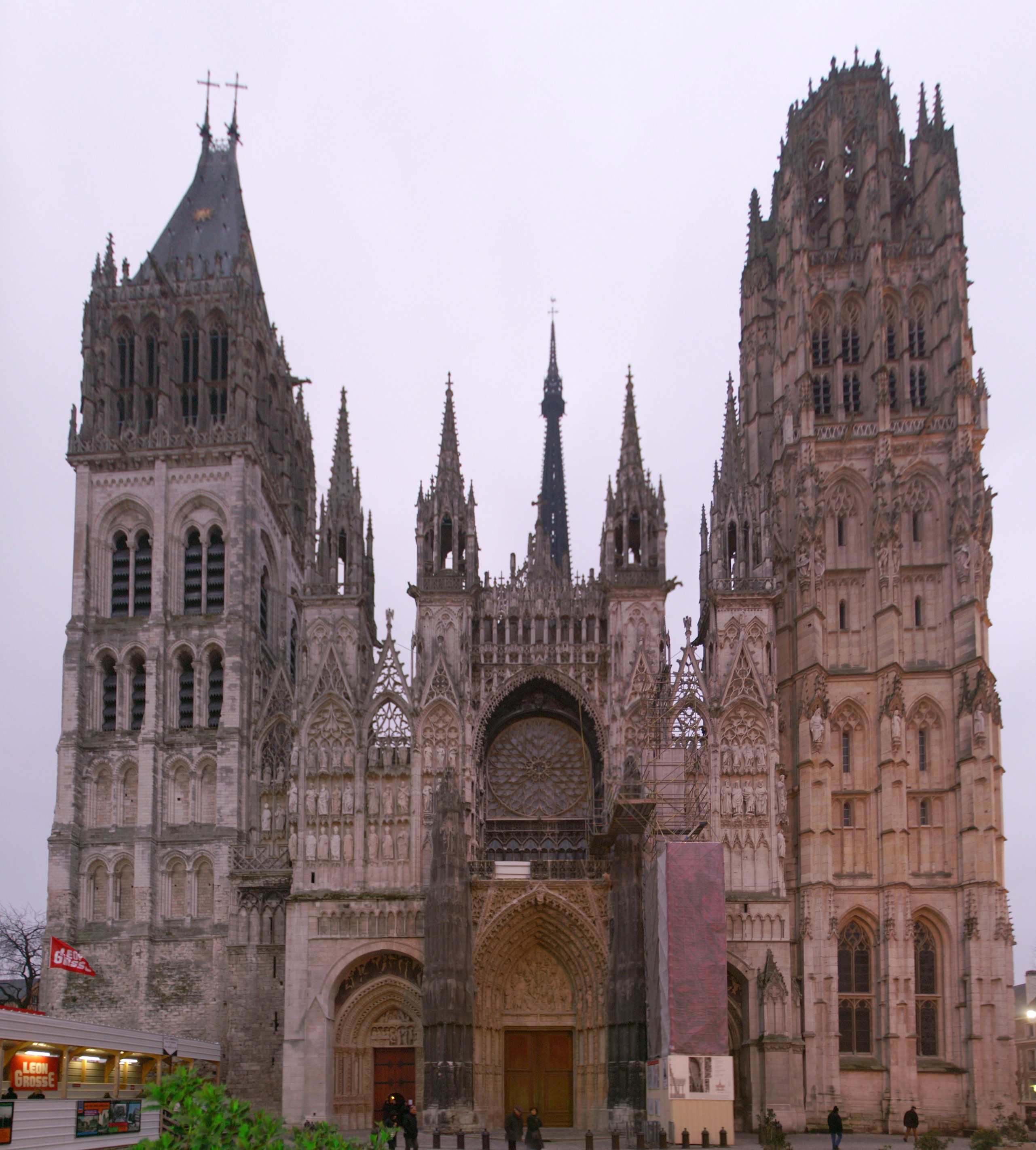
La façade en 2011.

De 2004 à 2008, un spectacle monumental, intitulé La Cathédrale de Rouen, de Monet aux pixels, a été réalisé par les scénographes de l'agence Skertzò en créant des éclairages sur la façade de la cathédrale rappelant les couleurs des tableaux de Monet. Ces vues de la cathédrale ont notamment été utilisées pour servir de couverture à l'édition Folio d'À la recherche du temps perdu, de Marcel Proust. En 2009 et 2010, un nouveau spectacle intitulé Les Nuits impressionnistes est projeté sur la façade de la cathédrale ainsi que sur la façade du musée des beaux-arts.

### Par Pierre Dumont
Pierre Dumont (1884-1936) a essentiellement peint La cathédrale de Rouen entre 1909 et 1912, la cathédrale portant témoignage du glissement de l'artiste depuis le fauvisme jusqu'à l'aboutissement cubiste qu'atteste le tableau conservé au Milwaukee Art Museum (Wisconsin).

### Par Roy Lichtenstein
En 1969, le peintre américain Roy Lichtenstein réalisa un triptyque sur la cathédrale intitulé Rouen Cathedral Set V. Cette toile réalisée à la peinture à l'huile et à la peinture acrylique est divisée en trois parties égales. Chaque partie représente la façade vue de biais avec des couleurs vives (différentes pour chacun des trois éléments du triptyque) et de gros points, semblables à une trame, particulièrement caractéristiques du travail de l'artiste.

### Les expositions d'art
La cathédrale sert de lieu d'exposition dans le cadre de Courant d'art. En 2011, l'artiste contemporain belge Mark Swysen expose quelques œuvres contemporaines qui essaiment depuis le déambulatoire jusqu'à la chapelle de la Vierge. Ces sculptures ont pour vocation de faire redécouvrir avec un œil nouveau les lieux. L'artiste Pierre Buraglio expose dans le déambulatoire et le transept nord sept œuvres dans le cadre de Courant d'art 2012. En 2016, c'est l'artiste Daoud qui expose 30 peintures et dessins dans le transept et le chœur de la cathédrale.
Les artistes qui exposent sont successivement :
- 2007 : Michel Madore
- 2008 : Qu Qianmei et Denis Godefroy
- 2009 : Arcabas[238]
- 2010 : Kim En Joong[239]
- 2011 : Mark Swysen
- 2012 : Pierre Buraglio[237]
- 2013 : Claude Klimsza[240]
- 2014 : Franck Duminil[241]
- 2015 : Nicolas Alquin[242]
- 2016 : Daoud[243]
- 2017 : Flyhn[244]
- 2018 : Maguy Seyer[245]
- 2019 : Pierre Debatty[246]

### Panorama XXL
L'œuvre de Yadegar Asisi intitulé Rouen 1431, exposée au Panorama XXL représente la ville de Rouen et la cathédrale vues depuis la tour de Beurre. La tour Saint-Romain est représenté en travaux. La tour-lanterne est représentée avec l'Aiguille de Rouen. Cette représentation est avant tout une œuvre artistique plutôt qu'une représentation historique.

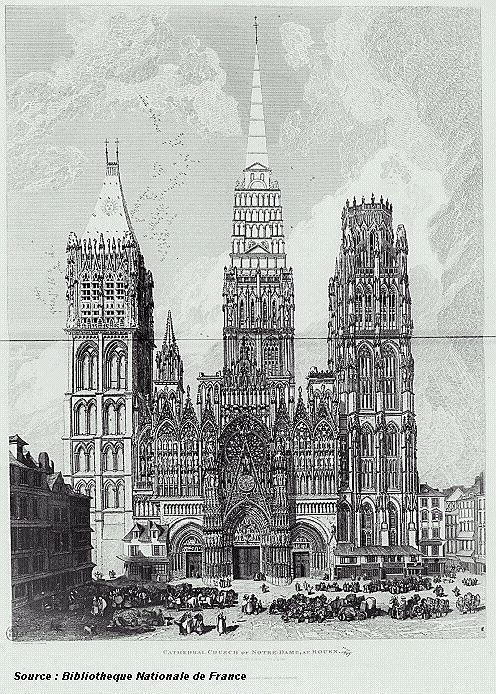
La cathédrale de Rouen : gravure publiée en 1822.
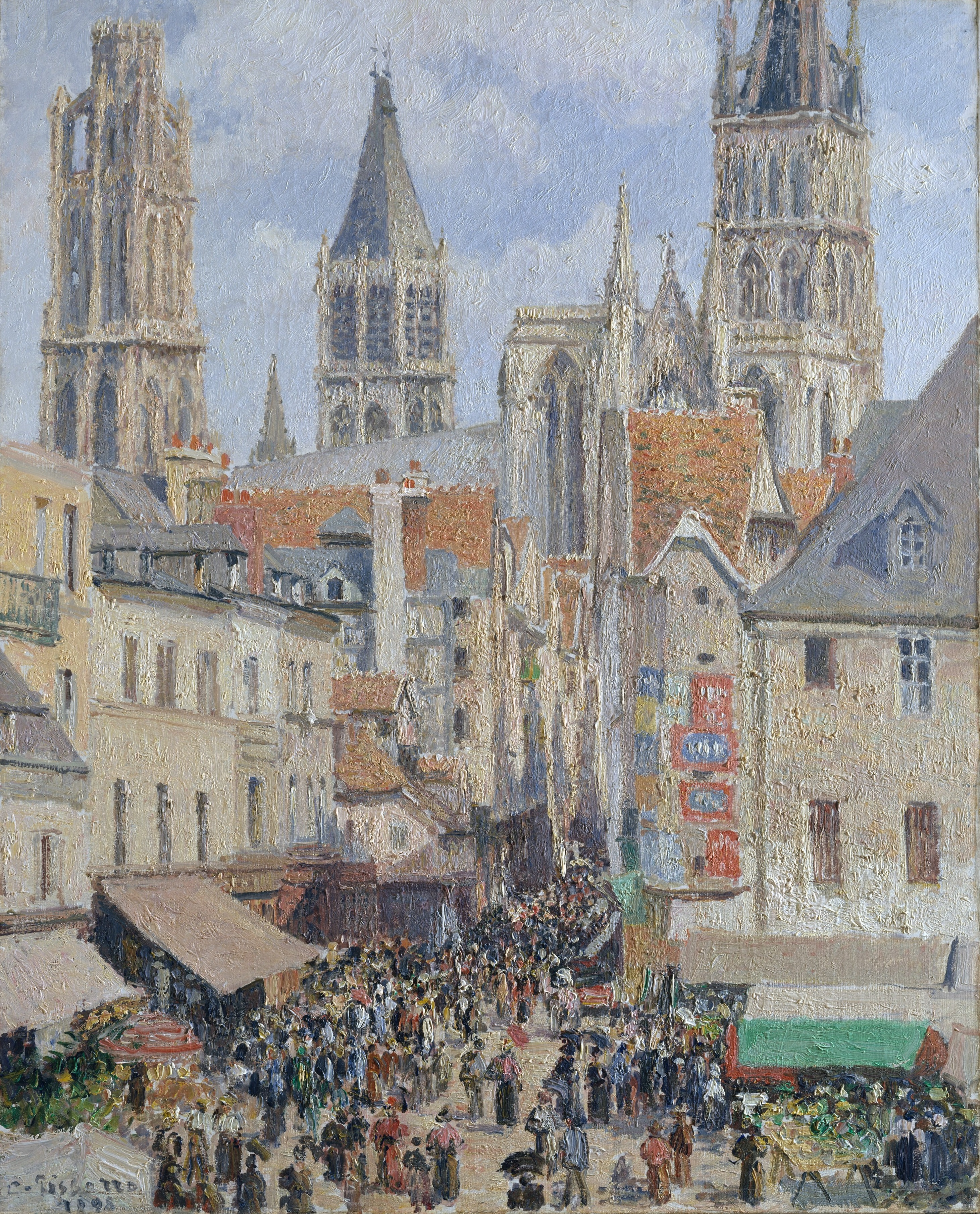
Camille Pissarro : Rue de l'Épicerie, Rouen, effet de soleil, 1898, Metropolitan Museum of Art.
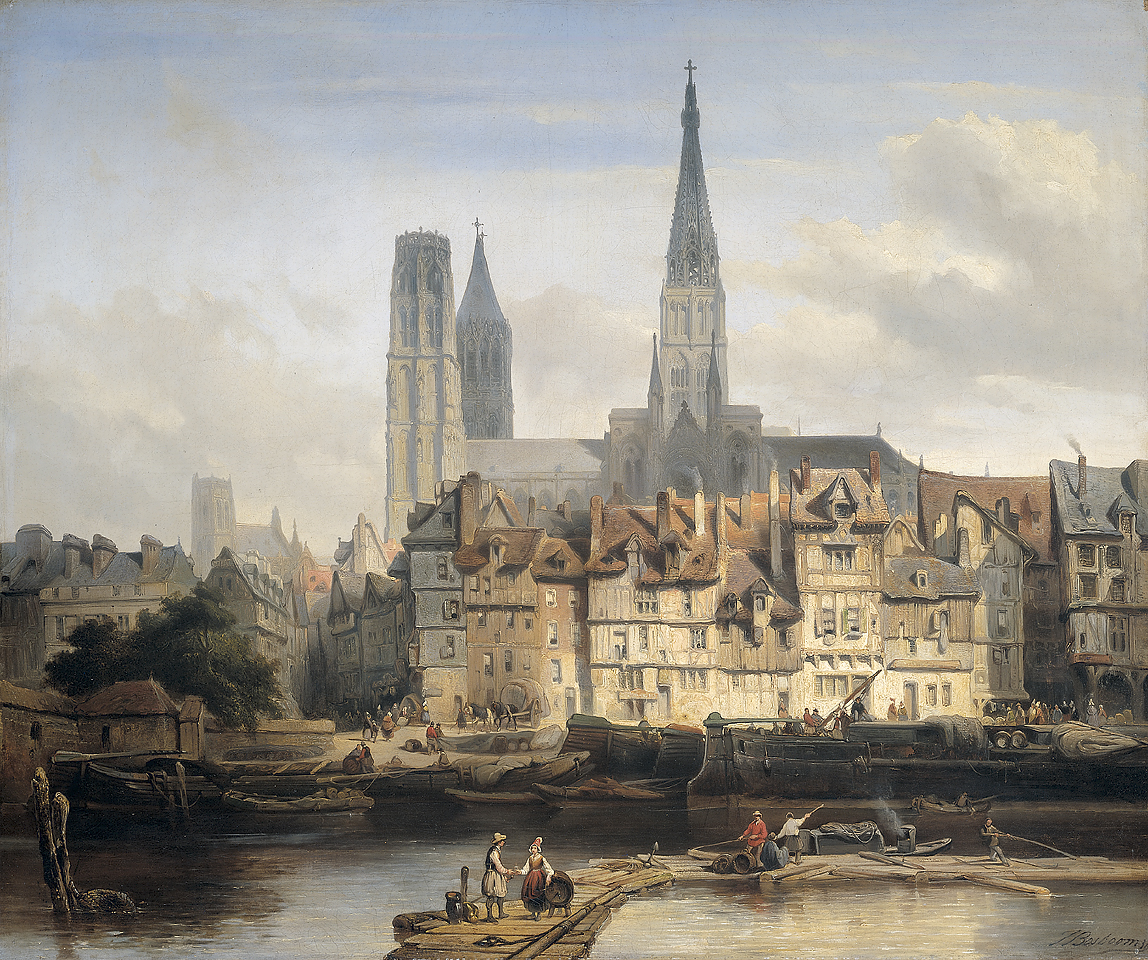
Johannes Bosboom : Le quai de Paris à Rouen, 1839.
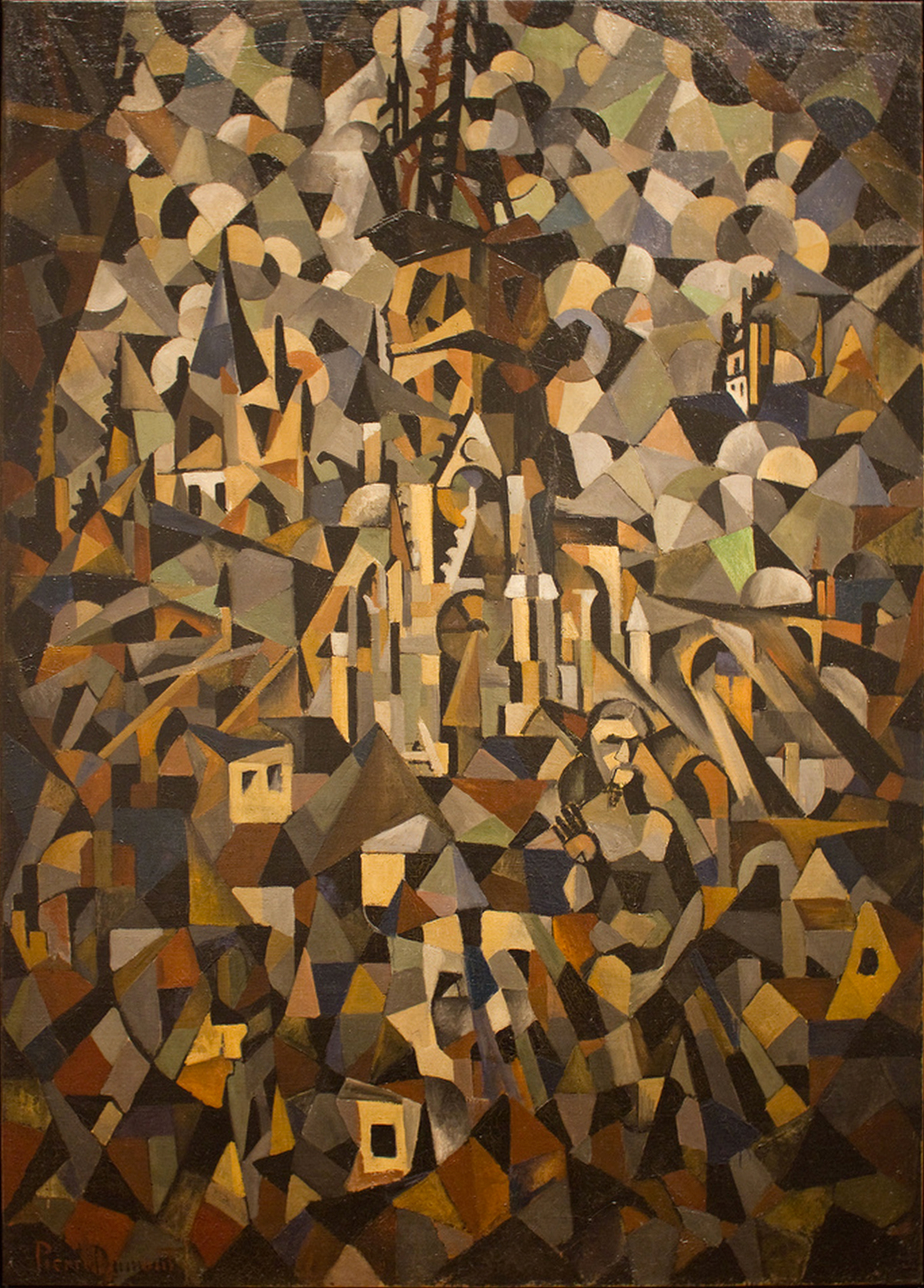
Pierre Dumont : Cathédrale de Rouen, v. 1912.

## La musique

### La maîtrise Saint-Évode
La maîtrise Saint-Évode est ancienne et réputée. On ne possède aucun document précis relatif à la fondation de la Maîtrise. Elle apparaît dans l'histoire de la cathédrale, au XIVe siècle et se composait en 1377 de quatre "enfants d'autel" (pueri altaris), dirigés par un maître appelé Médard. Le compositeur François-Adrien Boieldieu (1775-1834) et le chef d'orchestre Paul Paray (1886-1979) ont été formés dans le chœur de cette cathédrale. La maîtrise de la cathédrale prend au cours du XIXe siècle le nom de Saint-Évode, évêque de Rouen du Ve siècle.

### L'orgue
La cathédrale de Rouen est l'une des premières cathédrales d'Occident à avoir possédé un orgue. Elle en possédait un avant 1380. Initialement installé dans le croisillon nord, près de la porte de l'archevêché, il trouve son emplacement actuel en 1493 sous l'archiépiscopat de Robert de Croismare. Elle est le berceau de l'école française d'orgue grâce à Jehan Titelouze (mort en 1633), organiste de la cathédrale à partir de 1588 en remplacement de l'organiste François Josseline décédé le 15 avril. S'y sont aussi illustrés, entre autres : Jacques Boyvin (rare cas d'organiste parisien venu dans une ville de province au XVIIe siècle, tant la tribune était prestigieuse) et François d'Agincourt qui fut un des titulaires de l'orgue de la Chapelle royale. La cathédrale dispose aujourd'hui de deux orgues, un grand orgue de tribune Jacquot-Lavergne et un orgue de chœur Cavaillé-Coll.
Depuis 1992, son titulaire est Lionel Coulon.

### Les cloches et le carillon
Selon Henri Loriquet, la tour Saint-Romain serait le premier beffroi de Rouen et aurait à cette occasion abrité jusqu'en 1382, date de construction du beffroi du Gros-Horloge, les cloches communales, la Rouvel et la Cache-Ribaud.
Elle a abrité de 1470 à 1685 onze cloches : la Romaine, la Rigaud, Thibault, Nicolas, Petite Marie, Compiles, Grand Saint Benoît, Petit Saint Benoît, Robin de Luz, Marie d'Estouteville (fondue en 1467 à partir du Neuf-Saint) et Guillaume d'Estouteville, d'où le surnom de la « tour aux onze cloches ». En 1685, Romaine, Petite Marie, Compiles et Guillaume d'Estouteville sont fondues pour former la Quatr'Une ou la Réunie.
À la Révolution française, les cloches sont brisées et la Georges d’Amboise est fondue. Seule la Quatr'Une est conservée. Marie et Jean la rejoignent en 1804, Henriette-Caroline en 1826. En 1845, la Quatr'Une fêlée est fondue pour créer le bourdon Louis-Marie de Bailleul, remplacé en 1920 par le bourdon Jeanne d'Arc.
Lors de la semaine rouge (30 mai-5 juin 1944), le 1er juin, la tour Saint-Romain s'enflamme, causant la chute des cloches. Leur bronze est réutilisé pour concevoir la nouvelle Jeanne d'Arc, laquelle sera bénie en 1959.
La tour de Beurre disposait d'un carillon, compté parmi les plus grands de France. Créé en 1920, il est agrandi en 1954 et 1959 par la maison Paccard et totalise 50 cloches et 6 cloches « de volée ».
Une rénovation est approuvée pour un montant de 500 000 €. Les cloches sont descendues en mai-juin 2015. Elles sont envoyées à Sévrier - près d'Annecy où la fonderie Paccard les rénove ou les remplace. Seize nouvelles cloches sont réalisées dont trois bourdons : Romain, Cécile et Guillaume. Huit cloches du carillon de 1914 sont remplacées. Le nouveau carillon, qui a pris place dans la tour Saint-Romain comprend 64 cloches et est le deuxième plus important de France après celui de Chambéry au château des ducs de Savoie (70 cloches). La Tour de Beurre conserve six cloches dont une sonnerie de volée de deux cloches.

### Liste des cloches de volée de la Tour Saint-Romain
| Noms         | Poids en Kg | Note | Fondeur                          |
| ------------ | ----------- | ---- | -------------------------------- |
| Jeanne d'Arc | 9 600       | Fa2  | Paccard à Sévrier                |
| Romain       | 5 200       | Sol2 | Paccard à Sévrier                |
| Germaine     | 4 700       | La2  | Henri et Alfred Paccard d'Annecy |
| Cécile       | 3 250       | Si♭2 | Paccard à Sévrier                |
| Agnès        | 2 300       | Do3  | Henri et Alfred Paccard d'Annecy |

## Les personnalités qui y sont venues
Liste non-exhaustive de personnalités s’étant rendues en la cathédrale Notre-Dame de Rouen :
- Olafr Haraldsson, baptisé à Rouen en 1014, ensuite couronné roi sous le nom d'Olaf II en 1016. Devenu saint, la cathédrale conserve des reliques[257]
- Guillaume le Conquérant, duc de Normandie, le 1er octobre 1063[11]
- Philippe II Auguste, roi de France, en 1204[258]
- Jean II le Bon, duc de Normandie, en 1330[259]
- Charles V le Sage, roi de France, en 1365[259]
- Charles de Berry, duc de Normandie, en 1465[260]
- René d'Alençon, duc d'Alençon, en 1491[260]
- Louis XII, roi de France, et Anne de Bretagne en 1508[260]
- François Ier, duc d'Angoulême en 1508[261] et le 2 août 1517[262]
- Éléonore de Habsbourg, reine de France, en 1531[263]
- Antoine Duprat, chancelier de France et cardinal, le 15 janvier 1532[263]
- Jacques V, roi d'Écosse, en 1536[263]
- Henri II, roi de France, en 1550
- Louis XIII, roi de France, en 1617[264]
- Louis XIV, roi de France, en 1650[264]
- Louis XVI, roi de France, en 1786[265]
- Napoléon III et l'impératrice Eugénie, le 31 mai 1868[266]
- Mary de Teck, reine consort du Royaume-Uni, épouse du roi George V en 1917[267]
- René Coty, président de la République, le 24 juin 1956[268]

#### Ouvrages généraux
- Maylis Baylé, L’architecture normande au Moyen Âge : les étapes de la création, t. 2, Luneray, Éditions Charles Corlet/Presses Universitaires de Caen, 2001 (ISBN 2-84133-134-2 et 2-85480-950-5), « Rouen : cathédrale Notre-Dame », p. 185-191.
- John Bilson, Les Vestiges de la cathédrale de Rouen au XIe siècle., Paris, Société française d'archéologie, 1927 (lire en ligne).
- Yves Bottineau-Fuchs, Haute-Normandie gothique : architecture religieuse, Éditions A. et J. Picard, 2001 (ISBN 2-7084-0617-5), « Cathédrale Notre-Dame », p. 286-322.
- Anne-Marie Carment-Lanfry et Jacques Le Maho (préf. Jacques Le Maho), La cathédrale Notre-Dame de Rouen : édition revue et complétée par Jacques Le Maho, Mont-Saint-Aignan, Publications des Universités de Rouen et du Havre, 2010 (1re éd. 1977), 312 p. (ISBN 978-2-87775-477-4).
- Anne-Marie Carment-Lanfry, La cathédrale Notre-Dame de Rouen, Rouen, Société des Amis des Monuments Rouennais, 1977, 257 p..
- Jean-Pierre Chaline, La cathédrale de Rouen : Seize siècles d'histoire, Rouen, Société de l'Histoire de Normandie, 1996, 280 p. (ISBN 2-85351-008-5).
- Jérémie Chameroy (préf. Jacques Le Maho), Les fouilles de la Cathédrale de Rouen (1985-1993) : le numéraire antique, Presses universitaires de Rouen et du Havre, 2013, 342 p. (ISBN 979-10-240-0214-9).
- Jean-Charles Descubes (dir.) (préf. Jean-Charles Descubes), Rouen : Primatiale de Normandie, Strasbourg, La Nuée Bleue, coll. « La grâce d'une cathédrale », 2012, 511 p. (ISBN 978-2-7165-0792-9).
- Achille Deville, Revue des architectes de la cathédrale de Rouen jusqu'à la fin du XVIe siècle, Rouen, A. Lebrument, 1848 (lire en ligne).
- Benoît Eliot et Stéphane Rioland (préf. Yves Lescroart), Rouen, la cathédrale invisible, Point de vues, 2000, 96 p. (ISBN 978-2-9516020-0-7).
- Frédéric Épaud, De la charpente romane à la charpente gothique en Normandie, Caen, CRAHM, 2007, 613 p. (ISBN 978-2-902685-39-4).
- Alain Erlande-Brandenburg (préf. Sylviane Tarsot-Gillery), 396-1996, XVIe centenaire de la cathédrale Notre-Dame de Rouen : Colloque international 5, 6 et 7 décembre 1996, Rouen, Connaissance du Patrimoine de Haute-Normandie, coll. « Images du Patrimoine », 2005, 312 p. (ISBN 2-910316-24-6).
- François Farin, Histoire de la ville de Rouen, Rouen, Louis du Souillet, 1731 (lire en ligne), « Histoire de l'église cathédrale de Rouen ».
- Antoine Pierre Marie Gilbert, Description historique de la cathédrale de Rouen, Rouen, Édouard Frère, 1837 (OCLC 406690933, lire en ligne).
- (de) Dorothee Heinzelmann, Die Kathedrale Notre-Dame in Rouen – Untersuchungen zur Architektur der Normandie in früh- und hochgotischer Zeit, Münster, Rhema-Verlag, 2003, 391 p. (ISBN 978-3-930454-21-1).
- Léon Alfred Jouen (chanoine) (préf. André du Bois de La Villerabel), La cathédrale de Rouen : éditeur=Defontaine / Aug. Picard, Rouen et Paris, 1932, LXXIV Pl. - 166 (LCCN 33024655).
- Georges Lanfry, Bulletin des Amis des monuments rouennais, Rouen, Imprimerie Lecerf, 1933, « La cathédrale de Rouen au XIe siècle », p. 117-134.
- Georges Lanfry, La cathédrale dans la Cité Romaine et la Normandie Ducale, Rouen, Lecerf, coll. « Les cahiers de Notre-Dame de Rouen », 1956, 93 p..
- Georges Lanfry, La façade occidentale de la cathédrale, Rouen, Lecerf, coll. « Les cahiers de Notre-Dame de Rouen », 1956, 35 p..
- Georges Lanfry (photogr. Ellebé), « La cathédrale sauvée et restaurée », La revue de Rouen, no 2,‎ 1956, p. 9-40.
- Georges Lanfry (photogr. Ellebé), « La cathédrale à la croisée des chemins », La revue de Rouen, no hors série,‎ 1956, p. 1-24.
- Georges Lanfry, La cathédrale après la conquête de la Normandie et jusqu'à l'occupation anglaise, Rouen, Lecerf, coll. « Les cahiers de Notre-Dame de Rouen », 1960, 87 p. (LCCN ltf91045006).
- Georges Lanfry, chanoine Derivière et Maurice Morisset, La cathédrale depuis quinze siècles au cœur de la cité, Rouen, Lecerf, coll. « Les cahiers de Notre-Dame de Rouen », 1963, 142 p..
- Georges Lanfry (photogr. Bernard Lefebvre), Rouen, la cathédrale retrouvée, Point de vues, 2006, 96 p. (ISBN 978-2-915548-10-5).
- Eustache-Hyacinthe Langlois, Notice sur l'incendie de la Cathédrale de Rouen occasionné par la foudre, le 15 septembre 1822, et sur l'histoire monumentale de cette église, ornée de six planches, Rouen, 1823 (lire en ligne).
- Pierre Laurent Langlois, Essai historique sur le chapitre de Rouen pendant la Révolution, Rouen, Fleury éditeur, 1856 (lire en ligne) ;
- Jacques Le Maho, La Cathédrale primitive de Rouen, coll. « Dossiers d'Archéologie » (no 144), 1990 (ISSN 1141-7137).
- François Lemoine et Jacques Tanguy, Rouen aux 100 clochers : Dictionnaire des églises et chapelles de Rouen (avant 1789), Rouen, PTC, 2004, 200 p. (ISBN 2-906258-84-9, OCLC 496646300).
- Yves Lescroart, La Cathédrale Notre-Dame de Rouen, Paris, Éditions du Patrimoine, coll. « Cathédrales de France », 2000, 96 p. (ISBN 978-2-85822-656-6).
- Armand Loisel et Jean Lafond, La Cathédrale de Rouen, Paris, H. Laurens, 1913, 136 p. (OCLC 458202556).
- Julien Loth, La cathédrale de Rouen : son histoire, sa description, depuis les origines jusqu'à nos jours, Rouen, Fleury, 1879, 622 p..
- Jacques Moulin, « Seine-Maritime. Rouen. Cathédrale Notre-Dame : restauration des toitures du chevet », Bulletin monumental, t. 182, no 1,‎ 2024, p. 74-78 (ISBN 978-2-36919-205-3)
- Edgar Naillon (préf. Pierre Petit de Julleville), Les églises de Rouen, Rouen, Éditions Henri Defontaine, 1941, 225 p..
- Yvon Pailhès, Rouen, un passé toujours présent… : rues, monuments, jardins, personnages, Luneray, Éditions Bertout, 1994, 285 p. (ISBN 2867432197).
- Yvon Pailhès, Rouen, un passé toujours présent… au passé perdu : les églises, les monuments - rues et places, Luneray, Éditions Bertout, 2004, 230 p. (ISBN 2867435390).
- Jean François Pommeraye, Histoire de l'Église cathédrale de Rouen : métropolitaine et primatiale de Normandie, Rouen, Imprimeurs ordinaires de l'archevêché, 1686 (lire en ligne).
- Abbé Sauvage, La Cathédrale de Rouen, in La Normandie monumentale et pittoresque, Seine-inférieure, 1893, Le Havre, Lemale et Cie, imprimeurs, éditeurs, p. 53-104[269].
- Jean-Marc Lanfry, La cathédrale un éternel chantier : Rouen 1956-2000, Édition des Falaises, 2014, 160 p. (ISBN 978-2-84811-230-5).

#### Sur les portails
- Louise Lefrançois-Pillion, Les portails latéraux de la cathédrale de Rouen : étude historique et iconographique sur un ensemble de bas-reliefs de la fin du XIIIe siècle, A. Picard et fils, 1907, 282 p. (lire en ligne), 1905 p. 81-100, p. 199-212.
- Markus Schlicht (préf. Vincent Juhel), La Cathédrale de Rouen vers 1300 : Portail des Libraires, portail de la Calende, chapelle de la Vierge, Caen, Société des Antiquaires de Normandie, 2005, 426 p. (ISBN 2-9510558-3-8, OCLC 1279-6662).
- Franck Thénard-Duvivier (préf. Peter Kurmann), Images sculptées au seuil des cathédrales : Les portails de Rouen, Lyon et Avignon, Mont-Saint-Aignan, Publications des Universités de Rouen et du Havre, 2012, 338 p. (ISBN 978-2-87775-523-8).

#### Sur les tours
- François Verdier, « Le beurre et la couronne », In Situ. Revue des patrimoines, no 1,‎ 1er juin 2001 (ISSN 1630-7305, DOI 10.4000/insitu.1148, lire en ligne).

#### Sur la flèche
- Eustache-Hyacinthe Langlois, Notice sur l'incendie de la Cathédrale de Rouen, Rouen et Paris, 1823 (lire en ligne).
- Achille Deville, Lettre à M. Alavoine, architecte de la nouvelle flèche en fonte de fer de la cathédrale de Rouen, sur la flèche de Robert Becquet, incendiée le 15 septembre 1822, Rouen, Nicétas Périaux, 1831 (lire en ligne).

#### Sur les stalles
- Eustache-Hyacinthe Langlois, Stalles de la cathédrale de Rouen, Rouen, Nicétas Périaux et E. Legrand, 1838 (OCLC 221764961) (lire en ligne).
- Espérance Langlois, Les 86 stalles sculptées du chœur de la cathédrale de Rouen : métiers, costumes, grotesques, en Normandie au XVe siècle, Rouen, P. et M. Mannschott, 1987, 86 p.Reproductions de l'édition de 1838 des gravures d'Espérance Langlois..
- Les Stalles de la cathédrale de Rouen : histoire et iconographie, Université de Rouen, 2001 (ISBN 2-87775-351-4).
- Élaine C. Block et Frédéric Billiet, Les stalles de la cathédrale de Rouen : Histoire et iconographie, Mont-Saint-Aignan, Publications des universités de Rouen et du Havre, 2003 (ISBN 2-87775-351-4, LCCN 2005455082, lire en ligne).

#### Sur les vitraux
- Achille Deville, Liste des peintres-verriers de la cathédrale de Rouen, Rouen, F. Baudry, 1831 (lire en ligne).
- Martine Callias Bey, Véronique Chaussé, Françoise Gatouillat et Michel Hérold, Corpus Vitrearum : Les vitraux de Haute-Normandie, Paris, CNRS Éditions / Monum, coll. « Recensement des vitraux anciens de la France », 2001, 495 p. (ISBN 2-85822-314-9).

#### Sur les tombeaux
- Achille Deville, Tombeaux de la cathédrale de Rouen, Paris, A. Lévy, 1883 (lire en ligne).
- Jacques Le Maho et Cécile Niel, Inhumations et édifices religieux au Moyen Âge entre Loire et Seine, Caen, Publications du CRAHM, 2004, 219 p. (ISBN 2-902685-30-0, lire en ligne), « Observation sur la topographie funéraire de la cathédrale de Rouen (Xe – XIVe siècle) », p. 93-119.

#### Sur le parvis
- Nicétas Périaux, Dictionnaire indicateur et historique des rues et places de Rouen, revue de ses monuments et de ses établissements publics, Saint-Pierre-de-Salerne, Gérard Monfort, 1819, p. 92-100.
- Charles de Robillard de Beaurepaire, Notes sur le parvis de la cathédrale de Rouen, 1873-1883 (lire en ligne).

#### Les fictions
- Jean-Jacques Antier, La Fille du carillonneur, Paris, Presses de la Cité, coll. « Romans terres de France », 2009, 301 p. (ISBN 9782258075696, OCLC 301664063)Dans ce roman, J.J. Antier donne des noms de personnages ayant réellement vécu..
- Alain Aubourg, Play with Cathedral : un monument dans tous ses états, Paris, Point de vues, 2012, 256 p. (ISBN 978-2-915548-74-7).